# Francisco Franco
« Franco » redirige ici. Pour les autres significations, voir Franco (homonymie).
Pour les articles homonymes, voir Bahamonde.
Franco  Bahamonde est un nom espagnol. Le premier nom de famille, en général paternel, est Franco ; le second, en général maternel, souvent omis, est Bahamonde.
Francisco Franco Bahamonde ([fɾanˈθisko ˈfɾaŋko βaaˈmonde]), né le 4 décembre 1892 à Ferrol (Galice) et mort le 20 novembre 1975 à Madrid, est un militaire et homme d'État espagnol, qui instaura en Espagne, puis dirigea pendant près de 40 ans, de 1936 à 1975, un régime dictatorial nommé État espagnol.
Issu d’une famille d’officiers de marine, Franco intégra l’Académie d’infanterie de Tolède puis fut versé en 1912 dans les troupes du Maroc où, en participant à la guerre du Rif, il manifesta des qualités de meneur d’hommes et de tacticien et forma les unités de la Légion espagnole nouvellement créée. Promu général de brigade à l’âge de 34 ans, au lendemain du débarquement d'Al Hoceima, il fut affecté ensuite à Madrid puis nommé directeur de la nouvelle Académie militaire de Saragosse. Après la proclamation de la république en 1931, il fut nommé chef d’état-major en 1933 et à ce titre dirigea la répression de la révolution asturienne de 1934.
Le 17 juillet 1936, Franco, relégué aux îles Canaries par le gouvernement du Front populaire, se rallia à la dernière minute, à la suite du meurtre de José Calvo Sotelo, à la conspiration militaire en vue de réaliser un coup d’État. Celui-ci, qui eut lieu le 18 juillet 1936, échoua mais marqua le début de la guerre civile espagnole. À la tête des troupes d’élite marocaines, le général Franco réussit à briser le blocus républicain du détroit de Gibraltar et avec l’aide allemande et italienne, débarqua en Andalousie, d’où allait débuter sa conquête de l’Espagne. La Junte de défense nationale, comité collégial hétéroclite des différents chefs militaires de la zone nationaliste, le nomma au poste de généralissime des armées, c’est-à-dire de commandant suprême militaire et politique, en principe pour la seule durée de la guerre civile. Bénéficiant de l’appui des dictatures fascistes et de la passivité des démocraties, l'armée nationaliste remporta la victoire, proclamée fin mars 1939 après la chute de Barcelone et celle de Madrid. Le bilan est lourd (entre 100 000 et 200 000 morts) et la répression s'abattit sur les vaincus (270 000 prisonniers, 400 000 à 500 000 exilés).
Dès octobre 1936, le général Franco avait intégré la Phalange espagnole et les carlistes dans son armée, et neutralisé les courants disparates, parfois adverses, qui le soutenaient, en les corsetant dans un mouvement unique. À partir de 1939, celui qu'on appelle le Caudillo, le généralissime ou le chef de l'État, instaure une dictature militaire et autoritaire, corporatiste, sans doctrine claire, si ce n’est un ordre moral et catholique, marqué par l’hostilité au communisme et aux « forces judéo-maçonniques », et soutenu par l'Église catholique. Bien que d'abord soutenu par les régimes fascistes et nazis, Franco louvoie durant la Seconde Guerre mondiale, maintenant la neutralité officielle de l’Espagne, tout en soutenant les puissances de l'Axe, notamment en consentant à l’envoi de la division Azul pour combattre sur le front de l'Est. La victoire alliée acquise, le général Franco écarta les éléments les plus compromis avec les vaincus, tels que son beau-frère Serrano Súñer et la Phalange, et mit en avant les soutiens catholiques et monarchistes de son régime. L’ostracisme international de l’immédiat après-guerre fut vite tempéré par la guerre froide tandis que la position stratégique de l’Espagne assurera finalement au général Franco la survie de son régime avec l'appui de l’Argentine, des États-Unis et du Royaume-Uni. À l’intérieur, le Caudillo jouait sur les factions rivales pour maintenir son pouvoir et fit de l'Espagne de nouveau une monarchie dont il était le régent, prenant notamment en charge l'éducation de Juan Carlos, fils de Don Juan, prétendant au trône d'Espagne. Ses gouvernements successifs seront des exercices d’équilibriste, résultats d’un savant dosage entre les différentes « familles » du Movimiento Nacional.
Après que le système autarcique, qui proscrivait les investissements étrangers et les importations, eut provoqué de graves pénuries, accompagnées de corruption et de marché noir, Franco consentit vers la fin de la décennie 1950 à confier le gouvernement aux technocrates, selon la manière dont ils étaient nommés à l'époque, membres de l'Opus Dei qui mirent en œuvre, avec l'aide économique des États-Unis (concrétisée lors de la visite du président Eisenhower à Madrid en 1959) la libéralisation de l’économie espagnole, au rythme de plans « de stabilisation et de développement », avec pour résultat un rapide redressement économique et une croissance hors norme dans la décennie 1960.
En 1969, Franco désigna officiellement Juan Carlos de Bourbon comme son successeur. Les dernières années de la dictature sont notamment marquées par l’irruption de nouvelles revendications (ouvrières, étudiantes, régionalistes notamment basques et catalanes), des attentats (qui coûtent la vie au premier ministre Carrero Blanco), la prise de distance de l’Église après Vatican II et par la répression contre les opposants.
Franco meurt le 20 novembre 1975, après une longue agonie ponctuée par de multiples hospitalisations et opérations à répétition. Juan Carlos, acceptant les principes du Mouvement national, est alors proclamé roi. Enterré sur décision du nouveau Roi à Valle de los Caídos, la dépouille de Franco a été transférée en octobre 2019 au cimetière de Mingorrubio, où est enterrée son épouse, sur décision du gouvernement de Pedro Sánchez dans le cadre de l'élimination des symboles du franquisme et pour éviter les actes d'exaltation de ses partisans.

## Enfance et formation militaire

### Naissance et milieu

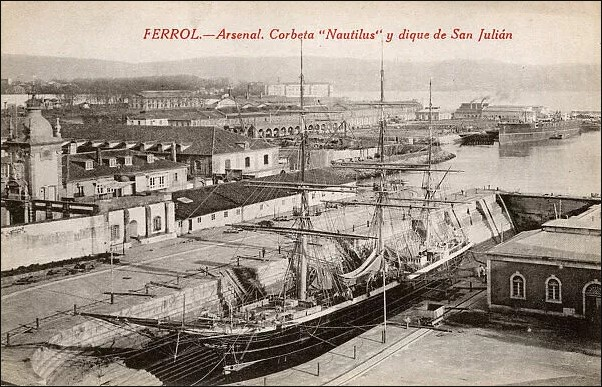
Arsenal de Ferrol durant les années 1900.

Francisco Franco vint au monde le 4 décembre 1892 dans le centre historique de Ferrol, dans la province de La Corogne. Ferrol et ses environs sont peut-être une des clefs pour saisir la figure de Franco. Petite ville endormie qui ne comptait au début du XXe siècle que quelque 20 000 habitants, Ferrol hébergeait alors la plus grande base navale du pays, en plus d’importants chantiers navals. Dans la paroisse castrense (=de l’armée), exemple accompli d’endogamie sociale, les militaires gradés constituaient une caste privilégiée et isolée, et leurs enfants, dont les Franco, vivaient dans un milieu clos, presque étranger au reste du monde, et peuplé exclusivement d’officiers, généralement de la marine,.
La perte de Cuba à la suite de la guerre hispano-américaine de 1898 permet d’expliquer en partie les rudimentaires idées politiques de Franco. Ferrol plus particulièrement, dont toute l’activité était axée sur l’envoi de troupes et le commerce avec les colonies d’outre-Atlantique, fut l’une des villes les plus frappées par cette défaite. Aussi l'enfance de Franco se passa-t-elle dans une ville déchue, parmi des militaires retraités ou invalides, réduits à l’indigence, où les communautés professionnelles s’étaient repliées sur elles-mêmes, enfermées dans une sorte de rancœur réciproque. La défaite signa ainsi le divorce entre société militaire et société civile ; dans les milieux militaires et dans une partie de la population, la résistance dont avait fait preuve une flotte pourtant obsolète et mal équipée était considérée comme le résultat de l’héroïsme de quelques militaires qui avaient tout sacrifié à la patrie, et la défaite comme la conséquence de l’attitude irresponsable de quelques politiciens corrompus qui avaient délaissé les forces armées,. La réflexion postérieure de Franco sur le désastre de 1898 le fera se rallier aux thèses du régénérationnisme, idéologie qui postulait la nécessité de réformes profondes et le rejet du système hérité de la Restauration.

### Ascendances et famille
Francisco Franco est le fils d’une lignée de six générations de marins, dont quatre nés à Ferrol même, au sein d’une communauté qui ne concevait l’existence des hommes que comme une vie au service du drapeau, dans la flotte de guerre de préférence.
Après sa mort, des rumeurs ont circulé à propos de supposées origines juives de la famille Franco, bien qu’aucune preuve concrète ne soit jamais venue corroborer une telle hypothèse. Une quarantaine d’années après la naissance de Franco, Hitler chargea Reinhard Heydrich de mener des investigations pour essayer d’élucider la question, mais sans résultat. Du reste, aucun document ne laisse entrevoir de la part de Franco une quelconque préoccupation à l’égard de ses origines.

### Parents

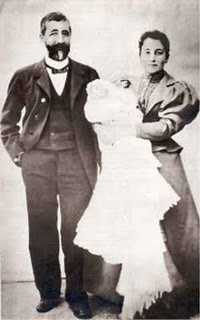
Francisco Franco, au jour de son baptême, le 17 décembre 1892, dans les bras de sa mère María del Pilar Bahamonde. À gauche, le père Nicolás Franco Salgado-Araújo.

Durant son enfance, le jeune Franco était confronté à deux modèles contradictoires, celui de son père, libre-penseur faisant fi des conventions, délibérément impie et ostensiblement fêtard et coureur de femmes, et celui de sa mère, parangon de courage, de générosité et de piété. Le père, Nicolás Franco y Salgado-Araújo (1855-1942), était capitaine dans la marine, et parvint à la fin de sa carrière au grade d'intendant-général de la marine, ce qui équivaut à peu près au grade de vice-amiral ou de général de brigade et représentait en l’espèce une fonction purement administrative, mais qui semble avoir été de tradition dans la famille,. Ayant été affecté à Cuba et dans les Philippines, il avait adopté les habitudes de l’officier des colonies : libertinage, jeux de casino, ripailles et beuveries nocturnes. Pendant qu’il était en poste à Manille, âgé alors de 32 ans, il avait engrossé Concepción Puey, âgée de 14 ans, fille d’un officier de l’armée de terre,,,. À Ferrol, il s’adapta difficilement à l’atmosphère bien-pensante de la Restauration,, et passait des journées à boire, à jouer et à palabrer, et avait coutume de rentrer tard, souvent éméché et toujours mal luné. Il se comportait de façon autoritaire, à la limite de la violence, n’admettant pas la contradiction, et les quatre enfants — Francisco dans une mesure moindre, étant donné son caractère introverti et effacé — souffraient de ces rudes manières. Il avait coutume de convier ses fils et quelques-uns de ses neveux à des promenades dans la ville, le port, et les environs pendant qu’il les entretenait de géographie, d’histoire, de la vie marine et de sujets scientifiques,.
Le père allait gagner tous les titres à l’hostilité de son fils Francisco : sans jamais aller jusqu’à un engagement politique ou idéologique affirmé, il se montrait volontiers anticlérical, était résolument hostile à la guerre du Maroc, avait affirmé à Madrid ses convictions libérales, et estimait que l’expulsion des Juifs par les Rois catholiques était une injustice et un malheur pour l’Espagne,. Politiquement classé comme libéral de gauche, le père se déclara d’emblée hostile au Mouvement national, et même après que son fils est devenu dictateur, demeura très critique à son encontre tant en public qu’en privé. Il n’avait pas su reconnaître le génie de son deuxième fils et ne lui avait jamais exprimé le moindre sentiment d’admiration,.
L’atmosphère confinée de Ferrol et le malaise du couple le conduisirent sans doute à solliciter, ou à accepter, une affectation à Cadix en 1907, puis une mutation à Madrid, en principe pour deux ans. Cependant Nicolás ne reviendra jamais, s’étant mis en ménage avec une jeune femme, Agustina Aldana, institutrice de son état, qui était l’antithèse de son épouse, et avec qui il vécut jusqu’à la mort de celle-ci en 1942. Cet abandon du foyer conjugal fut à l’origine du conflit entre Nicolás et son fils Francisco et de la rupture définitive du dialogue entre le père et le fils. Les frères de Francisco, devenus adultes, pour qui le père avait toujours eu une prédilection, visitaient leur père de temps à autre, mais rien n’indique que Francisco Franco l’ait jamais fait. Francisco était celui qui était le plus fortement attaché à leur mère, et les traits de caractère qui se manifesteront ultérieurement — son désintérêt pour les relations amoureuses, son puritanisme, son moralisme et sa religiosité, sa répugnance à l’alcool et aux festins — faisaient de lui une antithèse de son père et l’identifiait pleinement à sa mère.
Au contraire du père, la mère de Franco, María del Pilar Bahamonde y Pardo de Andrade (1865-1934), issue d’une famille ayant elle aussi une tradition de service dans la marine, était extrêmement religieuse et très respectueuse des us et coutumes de la bourgeoisie d’une petite ville de province. Presque aussitôt après les noces, les conjoints ne se faisaient déjà plus d’illusions sur leur affinité de couple et Nicolás ne tarda pas à reprendre ses habitudes d’officier des colonies, tandis que Pilar, résignée et débonnaire, épouse digne et admirable, de dix ans plus jeune que son mari, qui vivait et s’habillait avec une grande austérité et n’avait jamais un mot de reproche, se réfugia dans la religion et dans l’éducation de ses quatre enfants, leur inculquant les vertus de l’effort et de la ténacité pour progresser dans la vie et monter socialement, et les exhortant à la prière. Franco, plus qu’aucun de ses frères, s’identifia à sa mère, de qui il apprit le stoïcisme, la modération, la maîtrise de soi, la solidarité familiale et le respect pour le catholicisme et pour les valeurs traditionnelles, encore que, comme le souligne Bartolomé Bennassar, il n’ait pas adopté ses qualités premières qu’étaient la charité, le souci des autres, et le pardon des injures et des offenses.

### Fratrie et clan

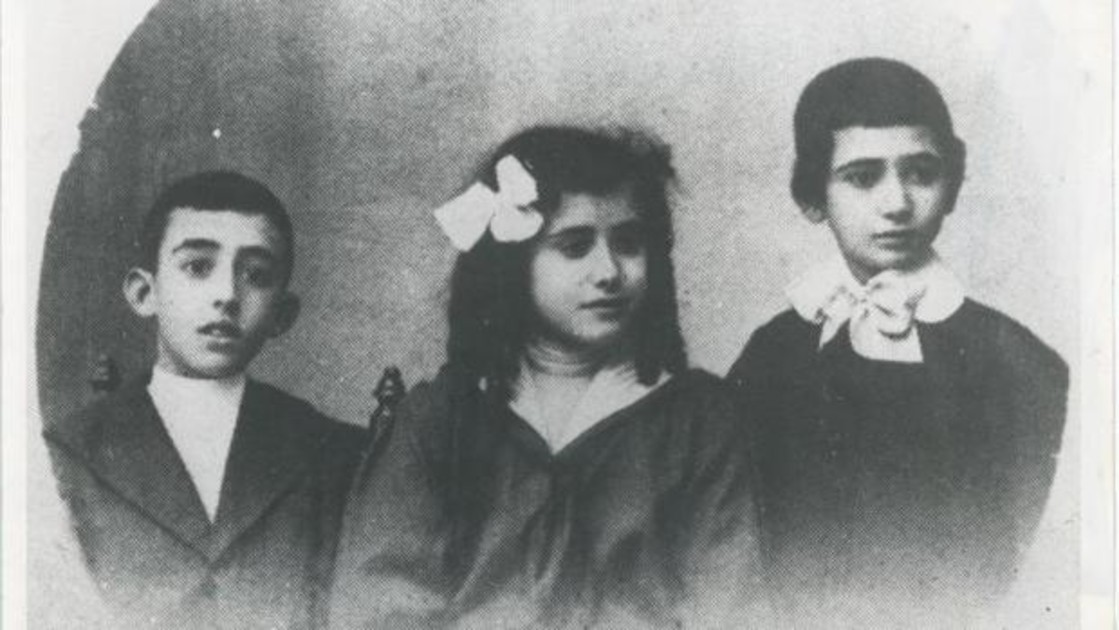
Francisco, Pilar et Ramón Franco (1906).

La fratrie gardera une importance notable pour Franco, qui conservera toujours le sens du clan, c’est-à-dire de la famille, élargie à quelques amis d’enfance. Les Franco Bahamonde ne se confondaient pas au type courant de Ferrol et de leur milieu social, la famille comprenant en effet :
- Nicolás Franco (1891-1977) : son frère aîné. Ingénieur naval, il devint le principal conseiller de Franco au début de la guerre civile. Il termina sa carrière comme ambassadeur à Lisbonne puis comme homme d'affaires[41],[42],[43].
- María del Pilar Franco (1894-1989) : sa sœur. Membre de la Phalange espagnole, elle ne joua cependant aucun rôle politique. Ses deux livres de souvenirs ont été des succès de librairie[44],[45].
- Ramón Franco (1896-1938) : son frère cadet. Aviateur célèbre et populaire, de convictions républicaines, il n'en rallia pas moins son frère aîné après le coup d'État de juillet 1936. Il périt le 28 octobre 1938 dans un accident d'hydravion[41],[46].

Dans la parentèle est à signaler encore plusieurs cousins orphelins, enfants d’un frère du père, desquels le père de Franco accepta d’assumer la tutelle, en particulier Francisco Franco Salgado-Araújo, dit Pacón, né en juillet 1890,, avec qui Franco partagea les mêmes jeux, les mêmes loisirs, les mêmes études, les mêmes écoles et académies, qui fut à ses côtés au Maroc, puis à Oviedo, et qui pendant la Guerre civile devint le secrétaire, ensuite le chef de la maison militaire de Franco, et aussi son confident, Luis Carrero Blanco.
En dehors du cercle familial, le clan Franco comprenait :
- Camilo Alonso Vega, qui, entré à l’académie de Tolède en même temps que Franco, retrouva celui-ci au Maroc, puis rejoignit en 1917 Franco et Pacón à Oviedo. Pendant la guerre civile, il commanda l’une des unités de choc de l’armée nationaliste, et devint par la suite directeur de la Garde civile, ministre de l’Intérieur de 1947 à 1959, et capitaine général[49].
- Juan Antonio Suanzes, fils du directeur du collège de la marine à Ferrol, qui sera fait par Franco ministre de l’Industrie et du Commerce, puis directeur de l’Institut national de l'industrie (INI)[50].
- Pedro Nieto Antúnez, Ferrolan, officier de marine, qui n’appartenait pas au cercle des amis d’enfance et d’adolescence, mais devint le compagnon préféré du Caudillo lors de ses parties de pêche. Après l’assassinat de Luis Carrero Blanco, Franco voulut lui confier le poste de chef de gouvernement, mais le clan du Pardo et le Bunker y firent obstacle[51].
- Ricardo de la Puente Bahamonde, cousin germain, qui ayant refusé en juillet 1936 de rallier le Mouvement et de livrer l’aérodrome de Tétouan fut jugé en conseil de guerre et exécuté sans que Franco ne tente de le sauver[52].

Franco ne renouvellera guère son environnement social et n’élargira ce milieu initial qu’à quelques compagnons d’armes rencontrés au Maroc ou à un collaborateur occasionnel.

### Scolarité
Enfant, puis encore à l’Académie de Tolède, Franco fut la cible des railleries des autres enfants en raison de sa petite taille (1,64 m à l’académie de Tolède, finalement 1,67 m) et de sa voix zézéyante et haut perchée. Constamment, on le désignait par quelque diminutif : dans son enfance, on le surnommait Cerillito (diminutif de cerillo, chandelle), puis, à l’Académie, Franquito (± Francillon), lieutenant Franquito, Comandantín (à Oviedo), etc. Dans ses Memorias, Manuel Azaña se laissa aller lui aussi à l’appeler Franquito.
Malgré l’insuffisance des ressources de la famille, les trois frères reçurent la meilleure instruction privée alors disponible à Ferrol, celle dispensée par le collège du Sacré-Cœur, où Francisco ne se distingua pas par des qualités exceptionnelles, ne faisant montre de quelque talent qu’en dessin et en mathématiques, et manifestant aussi quelque aptitude à certaines tâches manuelles. Ses professeurs ne perçurent aucun signe prémonitoire ; le directeur de l’école, interrogé vers 1930, brossa le portrait suivant : « un travailleur infatigable, d’un caractère très équilibré, qui dessinait bien », mais au total, « un enfant très ordinaire ». Il n’était ni studieux, ni dissipé. Il n’échoua à aucun des examens correspondant aux deux premières années du bachillerato. Selon le témoignage d’un de ses camarades de collège, « il était toujours le premier à arriver et se plaçait à l’avant, seul. Il esquivait les autres ». On percevait chez les trois frères Franco, mais à un degré plus élevé chez Francisco, une ambition démesurée, qui était encouragée par l’entourage familial.

### Formation militaire

#### À Ferrol
Lorsqu’il eut atteint ses 12 ans, Franco fut inscrit — ainsi que son frère Nicolás auparavant et que son cousin Pacón au même moment que lui — à l’école navale préparatoire de Ferrol, dirigée par un capitaine de corvette, dans l’espoir d’entrer plus tard dans la marine. Ces centres de préparation à l’académie navale dispensaient un enseignement de bien meilleure qualité, parce qu’il existait, observa Franco lui-même, « plusieurs académies, avec un nombre d’élèves limité, dirigées par des officiers de marine ou des militaires. […] Parmi elles, je choisis celle qui était dirigée par un capitaine de corvette, don Saturnino Suanzes » (père de Juan Antonio Suanzes, son aîné d’un an et condisciple, futur directeur de l’Institut national de l'industrie),. Les cours de cet établissement se donnaient à bord de la frégate Asturias, dans la rade de Ferrol. Pacón note que son cousin était le plus jeune de tous les élèves, et qu’il se distinguait surtout en mathématiques et par son excellente mémoire.
Mais alors même qu’il attendait la convocation au concours d’entrée, au printemps 1907, survint l’annonce inopinée de la fermeture de l’Académie navale de Ferrol,. Après la défaite à Cuba, le commandement de la marine se retrouva avec un excédent d’officiers et limita aussitôt l’accès à l’Académie. Fermé en 1901, l’établissement avait rouvert ses portes en 1903, puis les avait fermées de nouveau en 1907,. À Francisco, l’Académie d’infanterie de Tolède tiendra lieu de substitut, tandis que son frère Ramón, né en 1896, fera carrière dans l’aviation,.

#### À l’Académie de Tolède

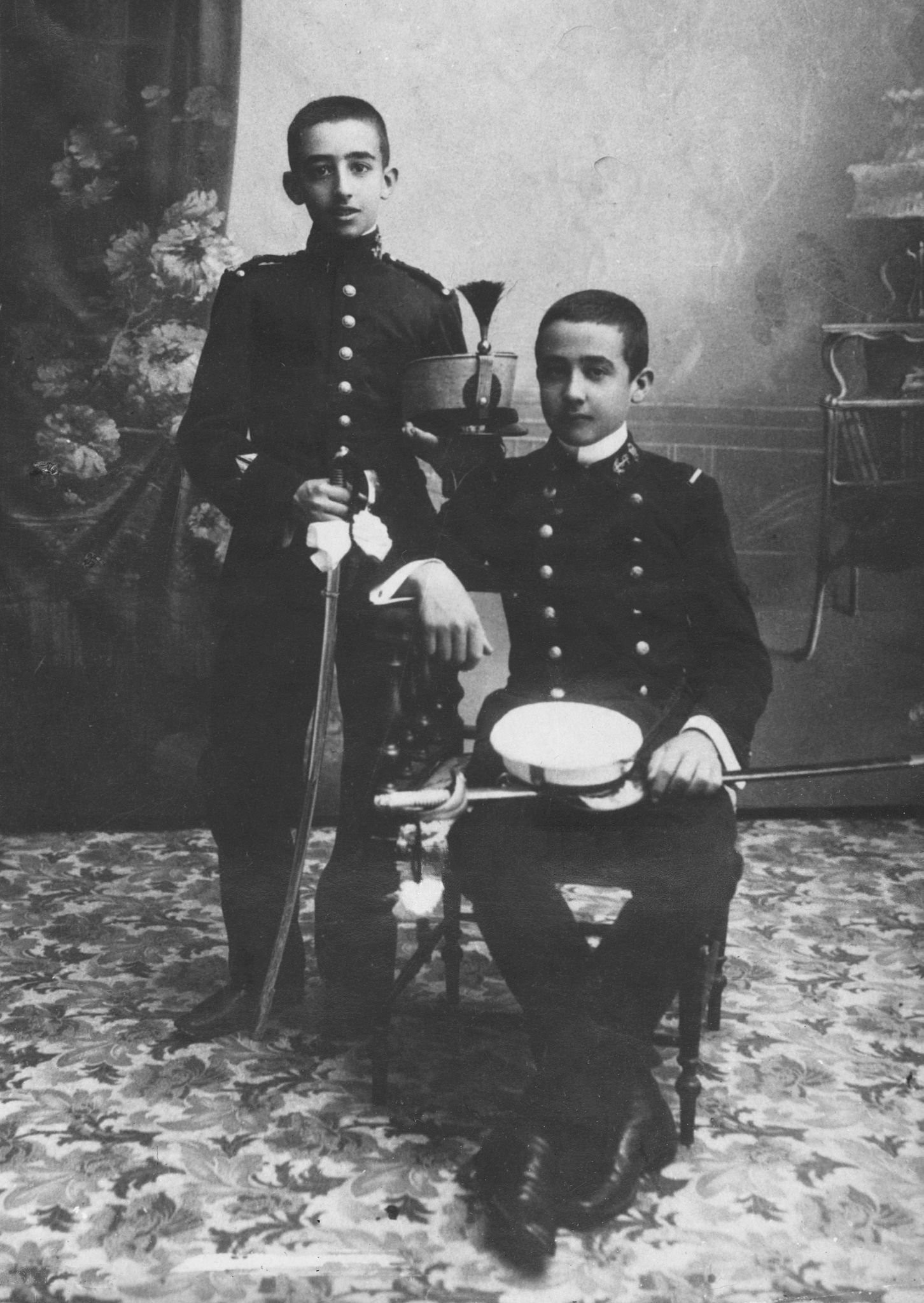
Francisco Franco (debout) et son frère Nicolás (vers 1907).

Quittant pour la première fois sa Galice natale, Francisco Franco entreprit fin juin 1907 en compagnie de son père le voyage de Tolède pour participer au concours d’entrée à l’Académie. Il découvrit alors une tout autre Espagne et conservera un souvenir précis de ce voyage initiatique qui lui donna une première et rapide vision de l’Espagne, en l’occurrence de la Castille aride et dépeuplée,.
Franco, l’un des plus jeunes de sa promotion, passa les épreuves du concours « avec beaucoup de facilité » ; il est vrai que ces épreuves étaient d’un niveau élémentaire. Quoique la promotion cette année-là ait été nombreuse (382 futurs cadets), un millier d’autres avaient été ajournés, et parmi eux son cousin Pacón, pourtant son aîné de deux ans, qui ne devait pouvoir entrer à l’académie que l’année suivante,. Depuis cet instant, l’armée était devenue la véritable famille de Franco, d’autant que sa famille biologique se délitait, car c’est en cette même année 1907 que son père abandonna le foyer conjugal.
Néanmoins, Franco se souviendra avec amertume de son incorporation dans l’Académie, ayant été en effet la cible des bizutages (novatadas), auxquels à cette époque-là nul ne pouvait se dérober : « Triste accueil qui nous était offert, nous qui venions plein de désir de nous incorporer dans la grande famille militaire ». Le jeune Franco se souviendra des bizutages comme d’un « véritable calvaire » et critiquera l’absence de discipline interne et l’irresponsabilité des directeurs de l’académie à mélanger des cadets d’âges si différents, à telle enseigne que Franco interdira formellement les bizutages après qu’il a été nommé en 1928 premier directeur de la nouvelle Académie générale militaire de Saragosse,, et qu’il assigna à chacun des nouveaux candidats un mentor personnel choisi parmi les cadets plus âgés. Son apparence puérile, son manque de prestance physique, son côté appliqué et introverti, et sa voix aigrelette l’avaient désigné comme l’une des victimes préférées des anciens. Une brimade qu’on lui fit subir à deux reprises consista à cacher ses livres sous un lit. La première fois Franco fut sanctionné pour cela ; la récidive déclencha sa fureur et c’est alors qu’il aurait lancé un chandelier à la tête de ses persécuteurs. Il se serait ensuivi une rixe et la convocation du jeune cadet chez le directeur. Franco expliqua alors qu’il considérait cette brimade comme une offense à sa dignité personnelle, mais assuma la responsabilité de la rixe et tut les noms des provocateurs, de sorte qu’il n’y eut pas de sanction contre d’autres élèves, ce qui lui valut l’estime de ses camarades,,.
Franco sera plus tard assez critique au sujet de l’enseignement qui lui fut dispensé et longtemps après n’épargnera pas certains de ses anciens maîtres. Cet enseignement s’appuyait en premier lieu sur la mémorisation, et comme Franco possédait une bonne mémoire, il n’eut pas grand peine à réussir ses examens, encore que ses notes ne fussent pas exceptionnelles.
L’enseignement prédominant provenait de vieux manuels militaires français et allemands déjà obsolètes. Le Règlement provisoire pour l’instruction tactique publié par l’Académie de Tolède en 1908 et qui fut la bible de la génération de Franco considérait encore comme évidente la supériorité de l’infanterie sur les autres armes, alors que toutes les autres armées d’Europe étaient alors très attentives au développement de l’artillerie et des appuis logistiques,,. L’armée espagnole, fort faible en armements et équipements, n’était pas préparée pour opérer au même niveau que les meilleures armées contemporaines, et la campagne de Melilla, lancée deux ans après l’entrée de Franco à l’Académie militaire, accentua encore le sentiment général d’inadéquation de l’enseignement aux combats que nécessitait la défense des derniers territoires coloniaux.
Il semble que Franco ait manifesté dès cette époque une dilection pour la topographie et les techniques de fortification et qu’il aimait l’histoire, déplorant le désintérêt des cadres de l’Académie pour le passé illustre de Tolède. Régulièrement, de longues randonnées étaient effectuées, où les cadets quittaient la ville à cheval et en musique, puis étaient logés pour la nuit dans les modestes foyers de paysans, « où nous commencions à connaître de près les grandes vertus et la noblesse du peuple espagnol ». En 1910, le périple de fin d’études conduisit les cadets en 5 jours de Tolède à Escorial.
En juillet 1910, la cérémonie solennelle de remise des brevets aux 312 cadets eut lieu dans le patio de l’Alcazar. Francisco Franco se classait au 251e rang sur les 312 de sa promotion,,. Sa note finale parmi les plus faibles n’était pas la conséquence de mauvaises notes, mais des critères du classement qui tenaient davantage compte de l’âge et des qualités physiques. On peut remarquer du reste que le major de sa promotion, Darío Gazapo Valdés, n’était que lieutenant-colonel en 1936, au moment du coup d’État, auquel il participa à Melilla, tandis que le numéro deux de la promotion n’était, lui, que commandant d’infanterie à Saragosse. Dans la même promotion, on relève les noms de Juan Yagüe, qui deviendra l’un de ses appuis les plus fermes de Franco lors de sa conquête du pouvoir en 1936, et de Lisardo Doval Bravo, futur général de la Garde civile et exécuteur de basses œuvres pour le compte de Franco. Agustín Muñoz Grandes, autre futur collaborateur, faisait partie de la promotion suivante. Aussi plusieurs de ceux qui tiendront les premiers rôles sous le long règne de Franco ont été les compagnons de ses jeunes années.
Avant la Première Guerre mondiale, la seule expérience de combat possible pour les jeunes officiers européens étaient les conflits coloniaux, et, dans le cas de l’Espagne, le Maroc était le seul champ de bataille où acquérir renommée et gloire, et une promotion rapide pour mérites de guerre,. Comme tous ceux de sa promotion, Franco avait donc d’abord demandé une affectation au Maroc, mais une disposition législative récente interdisait d’y envoyer les sous-lieutenants frais émoulus. Pour beaucoup, ce ne sera que partie remise, car le Rif sera un tombeau pour nombre d’hommes de la 14e promotion : selon les calculs de Bennassar, 36, soit environ 12 %, seront tués au Maroc, et Rafael Casas de la Vega avance même le chiffre de 44.

## Carrière militaire en Afrique

### Prélude: première affectation à Ferrol (1910-1912)

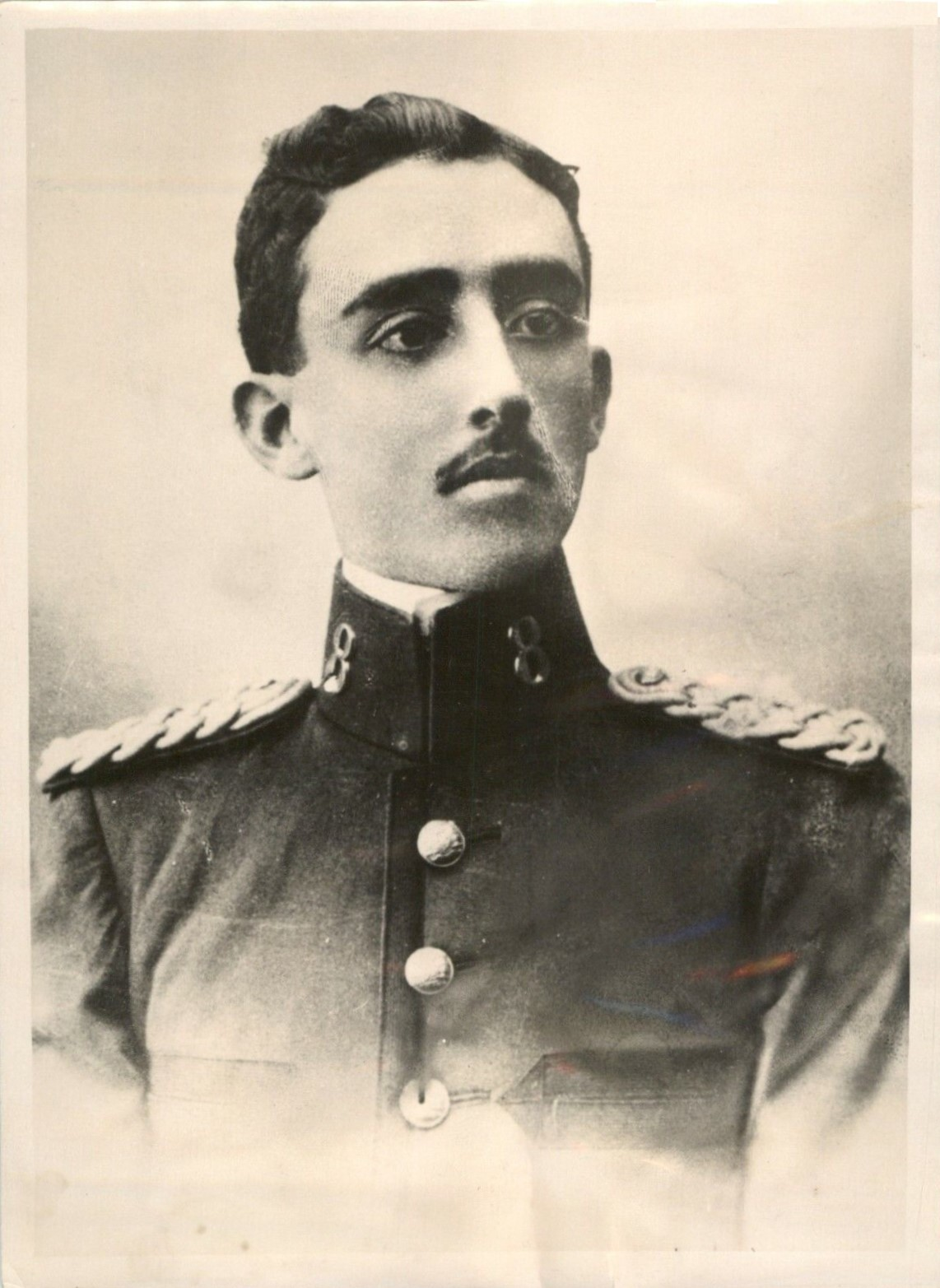
Franco en uniforme d’alférez (enseigne), peu après son incorporation au régiment d'infanterie de Ferrol (1910).

Après que sa requête d’une affectation en Afrique a été rejetée, car contraire à la loi en vigueur, Franco sollicita et obtint d’être versé comme sous-lieutenant au 8e régiment d’infanterie de Ferrol, pour être près de sa famille. Franco passa donc deux années dans sa ville natale, où son amitié se resserra avec son cousin Pacón et avec Camilo Alonso Vega.
Ayant pris son service le 22 août 1910, il ressentit très vite la monotonie de la vie de garnison, laquelle n'offrait pas la moindre chance de parvenir à quelque réputation, même si certes ses supérieurs à Ferrol s’étaient avisés que Franco manifestait une capacité inhabituelle à l’instruction et au commandement, et se montrait ponctuel et strict dans l’exécution de ses obligations professionnelles. Surtout, Franco découvrit qu’il avait grand plaisir à commander les hommes, et exigeait d’eux un comportement irréprochable, tout en s’efforçant de ne pas commettre d’injustices. Aussi, en septembre 1911, au terme de sa première année, fut-il nommé instructeur spécial des nouveaux caporaux.
Par ailleurs, il faisait montre d’une piété inhabituelle : très proche de sa mère, il la suivait dans ses exercices pieux, s’inscrivant notamment dans le groupe qui pratiquait l’adoration nocturne du Sacré-Cœur.
En 1911, Franco, Alonso Vega et Pacón sollicitèrent une nouvelle fois leur envoi au Maroc, en faisant appuyer leur demande par toutes les recommandations possibles ; l’appui le plus important vint de l’ancien directeur de l’Académie de Tolède, le colonel José Villalba Riquelme, qui venait de se voir confier le commandement du 68e régiment d’infanterie stationné à Melilla, et qui obtint, après amendement de la loi, que les trois jeunes officiers soient versés dans son régiment,.

### Première période en Afrique: les Réguliers indigènes (février 1912-janvier 1917)

#### Mise en contexte
La question du Maroc avait été réglée le 16 janvier 1906 par la conférence internationale d’Algésiras. L’Espagne se vit attribuer le Rif, zone peuplée de tribus berbères hostiles à toute pénétration étrangère. En mars 1912, le sultan du Maroc accepta officiellement l’instauration d’un protectorat français sur tout le pays, et en novembre, Paris et Madrid scellèrent l’accord formel qui cédait à l’Espagne une certaine « zone d’influence », grande d’à peine 5 % du territoire, qui fut proclamée telle en février 1913, un an après l’arrivée de Franco en Afrique. En réalité, le plan s’inscrivait dans la politique coloniale française qui recherchait la collaboration de l’Espagne pour contenir les Britanniques et faire échec à toute tentative de pénétration de l’Allemagne,. Les Espagnols avaient le sentiment de n’avoir reçu que des miettes du gâteau marocain, et l’armée espagnole, y compris Franco, en conçut une frustration certaine. Franco se vit donc entraîné dans un conflit où s’entremêlaient les intérêts de l’Espagne, de la France et du Royaume-Uni, principalement, et dans lequel l’Espagne s’engagea avec témérité, sous la pression d’une part d’une armée désireuse de se dédommager des récentes défaites subies dans les colonies d’outre-mer, d’autre part d’une oligarchie financière ayant des intérêts, essentiellement miniers, dans le Maghreb. Dans la Péninsule, la guerre d’Afrique eut pour effet d’élargir encore la fracture entre armée et société civile : d’un côté, devant le pacifisme croissant de l’opinion publique, beaucoup d’officiers se voyaient confirmés dans leur opinion que l’Espagne ne pouvait pas être gouvernée par des civils, de l’autre, l’armée était rejetée par les classes populaires, qui lui imputaient des milliers de morts, souvent des jeunes gens de familles humbles n’ayant pas été en mesure de s’acquitter de la « cote » (cuota) pour les exempter de service militaire.
En 1909, les Rifains attaquèrent les ouvriers qui construisaient la voie ferrée unissant Melilla aux mines de fer dont l’exploitation était imminente. L’Espagne envoya des renforts, mais elle contrôlait mal le terrain et manquait d’une base logistique, ce qui entraîna le désastre de Barranco del Lobo de juillet 1909. La réaction espagnole qui s’ensuivit permit d’étendre l’occupation de la zone côtière du cap de l’Eau à la pointe Negri. À partir de septembre 1911, le chef de la résistance rifaine El Mizzian reprit ses opérations de guérilla, causant de lourdes pertes à l’armée espagnole En août 1911, le président du Conseil José Canalejas prit prétexte d’une agression kabyle aux bords du fleuve Kert pour donner mission à un corps de troupes d’élargir les frontières de la zone espagnole, nouvelle campagne contre laquelle la population espagnole protesta par l’insurrection de l’automne 1911.

#### Arrivée à Melilla

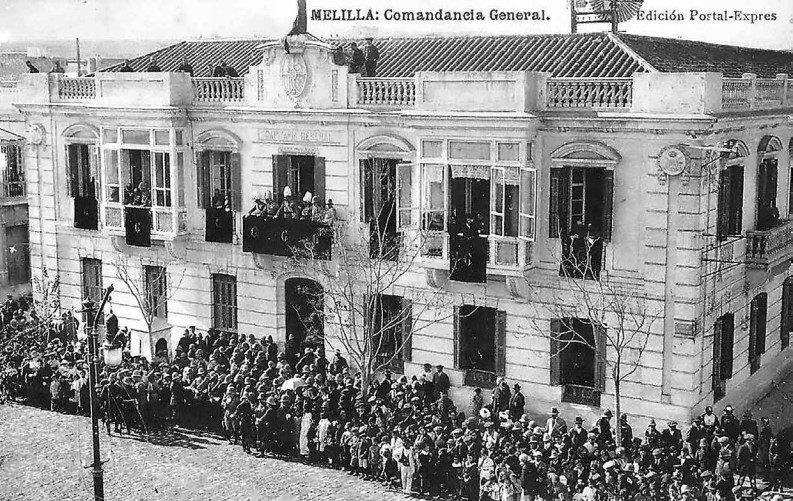
Défilé militaire devant le bâtiment de la Capitainerie générale à Melilla, vers 1912.

Le 17 février 1912, Franco débarqua à Melilla et fut versé dans le régiment d’Afrique que commandait José Villalba Riquelme. Franco vint rejoindre une armée déplorablement organisée et dirigée, dont l’équipement était déficient et suranné, les troupes démotivées et le corps d’officiers peu compétent, ces derniers, pour la plupart médiocres et pour bon nombre d’entre eux corrompus, se contentant de répéter les tactiques qui avaient déjà échoué dans les guerres coloniales antérieures. Les troupes étaient affligées de maladies par suite de carences et d’une hygiène défaillante,,. Melilla était alors une ville de bazars, de tripots, de lupanars, et la plaque tournante de tous les trafics, y compris la vente clandestine d’armes, d’équipements ou de denrées alimentaires aux insurgés kabyles, et le détournement par certains officiers d’intendance d’une partie des sommes allouées pour la nourriture des soldats, tous trafics dans lesquels Franco se gardait de tremper,,. Confronté aux turpitudes du milieu et à la dureté des rapports entre les hommes, Franco se forgea jour après jour une carapace de froideur, d’impassibilité, d’indifférence à la douleur et de maîtrise de soi.
Ses premiers engagements en Afrique furent des opérations routinières, consistant notamment à entretenir le contact entre plusieurs fortins ou à assurer la protection des mines de Bni Bou Ifrour, mais pour Franco et ses compagnons d’armes, qui apprirent d’emblée les rudiments de la guerre au Maroc et vécurent avec la même emphase cet univers colonial, tout cela prenait des allures d’épopée.
Franco, par son engagement au Maroc, fut amené à rallier la caste dite africaniste, née au-dedans d’une autre caste, la caste militaire. En Afrique, des milliers de soldats et des centaines d’officiers avaient déjà péri ; c’était une affectation risquée, mais c’en était aussi une où la politique d’avancement pour mérites de guerre permettait de mener une carrière militaire rapide. La fréquence des combats et les très lourdes pertes espagnoles infligées par les Rifains révoltés rendaient nécessaires le renouvellement constant des cadres et la mise à contribution des jeunes officiers.

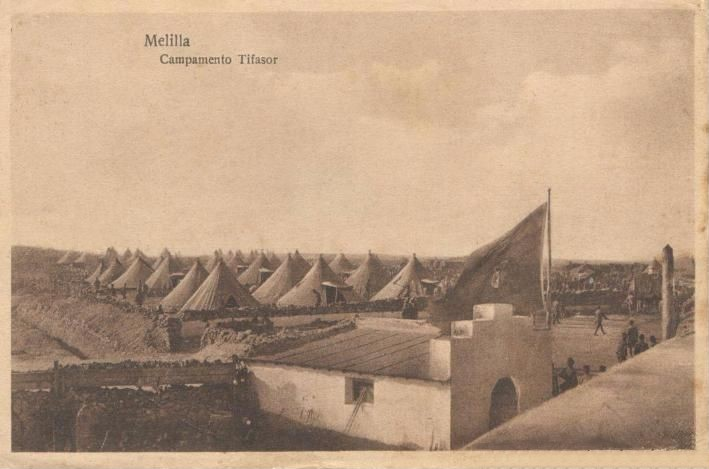
Campement de Tifasor.

Affecté à son régiment en qualité d’adjoint (agregado), il gagna le 24 février 1912 le campement de Tifasor, poste avancé proche de la vallée du fleuve Kert rendue peu sûre par les œuvres du redoutable El Mizzian. Le 19 mars 1912, à la suite d’une attaque contre une patrouille de police indigène, une contre-attaque fut décidée obligeant les Rifains à abandonner leurs positions et à se retirer sur l’autre rive du Kert. C’est alors que Franco reçut le baptême du feu, lorsque la petite colonne de reconnaissance dont il avait le commandement devint la cible de tirs nourris de la part des rebelles,. Quatre jours plus tard, le régiment de Franco prit part à une opération de plus grande envergure destinée à consolider la rive droite du Kert et impliquant un bon millier d’hommes. Les troupes espagnoles, aucunement préparées à la guérilla et dépourvues de carte, subirent d'importantes pertes dans des embuscades,.
Le 15 mai 1912, Franco faisait partie de la force de soutien commandée par Riquelme qui devait empêcher les rebelles de prêter main-forte aux hommes d’El Mizzian retranchés dans le village d’Al-Lal-Kaddour. Les Espagnols parvinrent à cerner les rebelles, et El Mizzian, pourtant réputé invulnérable, fut tué sur son cheval et sa troupe détruite. Les Réguliers indigènes, qui constituaient l’avant-garde, avaient tenu le rôle principal ; impressionné par la promotion au grade de capitaine de deux lieutenants de cette unité, tous deux blessés, Franco prit la résolution de solliciter en avril 1913 une place de lieutenant dans les forces régulières indigènes. Le 13 juin de cette même année, Franco fut promu lieutenant en premier, alors qu’il n’avait que 19 ans, unique fois du reste où il monta en grade par le seul effet de l’ancienneté, et reçut le 16 novembre sa première décoration militaire.

#### Officier dans lesRéguliers

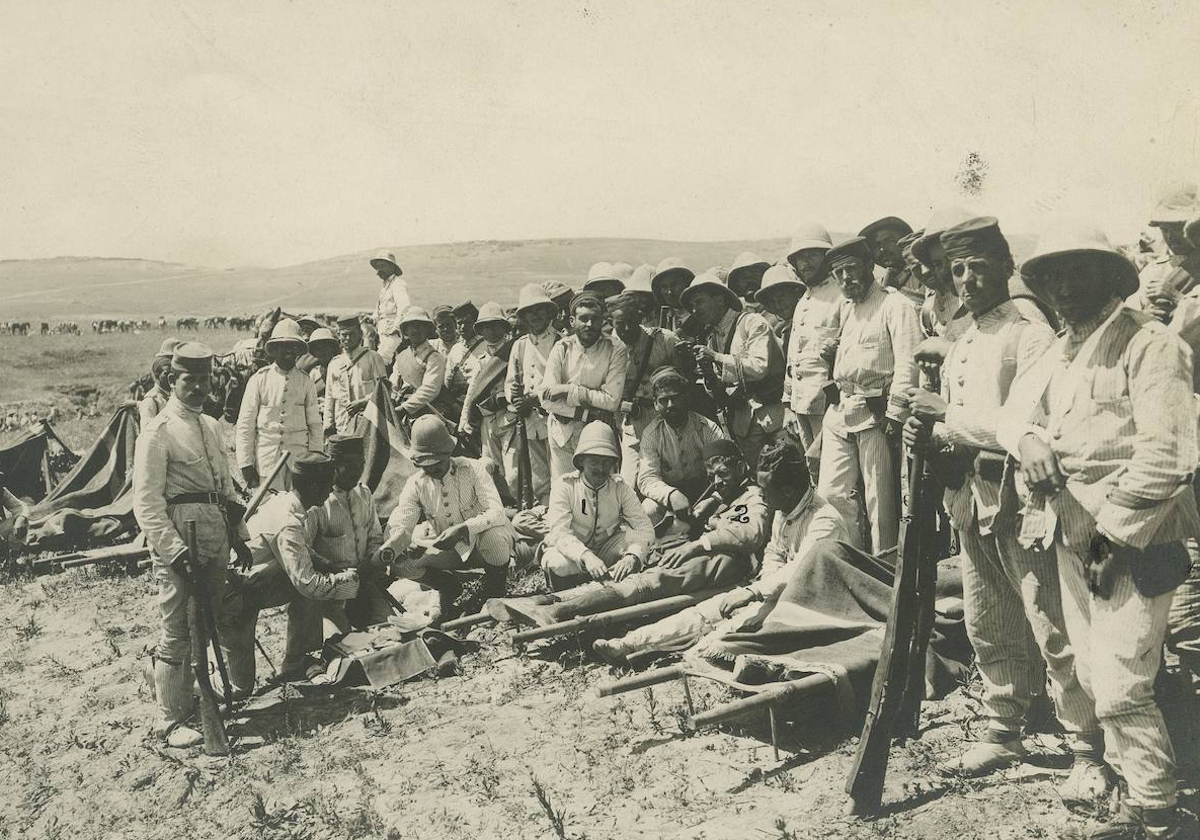
Un docteur prodigue des soins à un soldat des Regulares durant la campagne du Kert (mai 1912).

À sa demande, Franco fut donc affecté le 15 avril 1913 au régiment des Forces régulières indigènes, unité de choc de l’armée espagnole, créée de fraîche date sur le modèle français par le général Dámaso Berenguer. Les mercenaires maures qui composaient ce corps encore expérimental avaient déjà acquis, par leur bravoure, leur efficacité et leur endurance, une grande renommée et se voyaient confier régulièrement les tâches les plus dangereuses,,. Seuls les meilleurs officiers étaient choisis pour commander les Réguliers. Franco possédait les principales qualités — vaillance, sérénité, lucidité sous la pression, et aptitude au commandement — et avait, par ses actions en 1912, démontré savoir garder la tête froide et mener ses hommes sous le feu ennemi. Certes, il n’y avait pas lieu pour lui de développer une stratégie pointue ni des tactiques de guerre très élaborées, compétences qui n’étaient guère utiles dans sa trajectoire militaire du moment. Le commandement espagnol prit l'habitude d'engager les nouvelles troupes indigènes dans des colonnes différentes, afin d’en tirer le meilleur profit, ce qui aura pour effet une présence continuelle au feu des officiers qui commandaient ces troupes, dont Franco.
Franco rejoignit le poste de Sebt, proche de Nador, dans l’extrémité orientale du protectorat, où se trouvaient stationnées les seules forces indigènes que possédait alors l’armée espagnole, et où, parmi ses supérieurs hiérarchiques, figuraient Dámaso Berenguer, Emilio Mola et José Sanjurjo,.
Durant trois ans, le lieutenant Franco va servir constamment en première ligne et participer à bon nombre d’opérations, la plupart sans grande ampleur mais souvent périlleuses. Pendant le seul mois de juillet 1913, Franco, en permanence sur la brèche, participa à quatre opérations importantes. Prouvant qu’il savait où concentrer le feu pendant le combat et qu’il avait le talent de garantir le ravitaillement, Franco attira l’attention de ses supérieurs. Ses hommes de troupe indigènes le respectaient pour sa bravoure et pour l’application honnête qu’il faisait du règlement militaire. Puriste des règles, il instaura une discipline de fer, et fut implacable face à l’insubordination, mais vivait personnellement sous le même code que ses hommes. Certain jour, il réunit le peloton d’exécution après qu’un légionnaire a refusé de manger et lancé le repas sur un officier ; il donna ordre de le fusiller et fit défiler le bataillon devant le cadavre,.

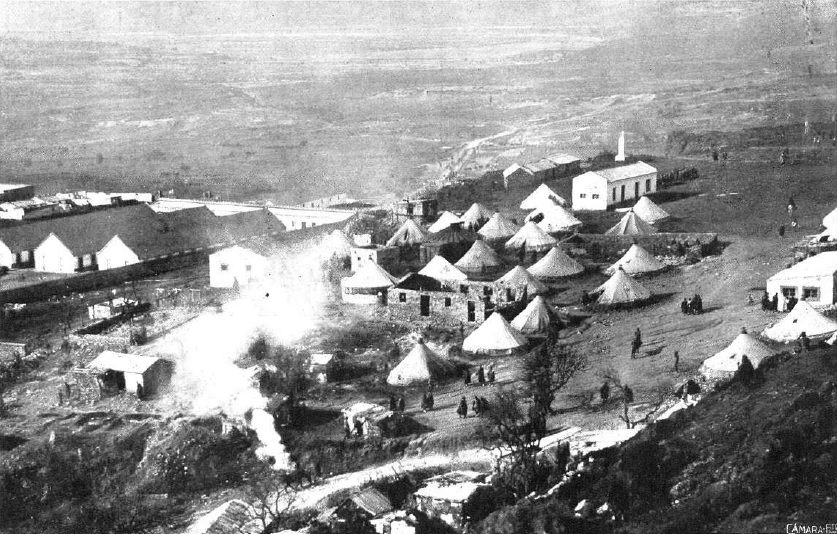
Campement des Forces régulières indigènes à Tétouan, 1916.

Pour sécuriser Tétouan, les Espagnols avaient établi une ligne de fortins entre Tétouan, Río Martín et Laucién. L’opération du 22 septembre 1913, qui avait pour but de renforcer la position au sud de Río Martín, tourna au drame quand une des compagnies subit l’attaque d’un détachement rebelle. Le capitaine Ángel Izarduy périt dans l’attaque, et pour récupérer le corps, une compagnie fut dépêchée, qu’une section de la 1re compagnie de Réguliers, sous les ordres de Franco, devait couvrir de son feu. Franco s’acquitta parfaitement de cette mission, et le communiqué sur cette opération signala expressément le rôle et le nom de Franco, qui se vit le 12 octobre 1913 décerner la croix de l’Ordre du mérite militaire de première classe en récompense de sa victoire dans ce combat. Franco prit part à plusieurs actions dans le courant de l’année 1914, et était devenu en 18 mois un officier à part entière et avait acquis une compétence remarquable dans l’efficacité du feu, mais aussi dans la mise en place de soutiens logistiques, au sein d’une armée qui négligeait totalement cet aspect,. Dès cette époque, il fit preuve d’un caractère imperturbable et hermétique, qu’on lui connaîtra ensuite durant toute sa vie. Dans les combats, il se distinguait par sa témérité et sa combativité, montrait de l’enthousiasme pour les charges à la baïonnette destinées à démoraliser l’ennemi, et prenait sur lui de grands risques en dirigeant les avancées de son unité. En outre, les unités sous son commandement excellant par leur discipline et leur mouvement ordonné, il s’acquit une réputation d’officier méticuleux et bien préparé, intéressé par la logistique, attentif à établir des cartes et à garantir la sécurité du campement, doué de capacité tactique, pour qui le respect de la discipline était un absolu. Sur le champ de bataille, Franco ne reculait jamais et conduisait ses hommes à la victoire quoi qu’il en coûte, parce qu’il savait que la défaite ou la retraite les fera déserter ou se retourner contre lui.
En janvier 1914, il joua un rôle notable dans l’opération contre Beni Hosman, au sud de Tétouan, où il s’agissait d’assurer la protection de douars attaqués et rançonnés par les rebelles de Ben Karrich. Le communiqué réserva une mention spéciale au lieutenant Franco, dont les qualités furent reconnues par ses chefs. En mars 1915, à l’âge de 23 ans, il fut élevé au grade de capitaine pour « mérites de guerre », ce qui faisait de lui le plus jeune capitaine de l’armée espagnole,.
À la fin de l’année 1915, Franco, enveloppé d’un halo d’invulnérabilité, jouissait d’une réputation exceptionnelle parmi les Rifains qui, le voyant dédaigner toute précaution et marcher à la tête de ses hommes sans tourner la tête, le croyaient détenteur de la barakah,. À la fin de l’année 1915, parmi les 42 gradés qui s'étaient portés volontaires pour servir dans les forces régulières indigènes de Melilla en 1911 et 1912, seuls sept étaient encore indemnes, dont Franco,,,. Sans doute cette expérience fut-elle à l’origine de son providentialisme, c’est-à-dire de sa conviction non seulement que tout était entre les mains de Dieu, mais aussi qu’il avait été élu par la divinité pour accomplir un dessein spécial.
Grâce à un accord avec le chef rebelle El Raïssouni, une paix quasi-totale régna dans la partie occidentale du protectorat à partir d’octobre 1915 et jusqu’en avril de l’année suivante,.

#### Blessure à El Bioutz et convalescence à Ferrol
En avril 1915, le général Berenguer confia à Franco l’organisation d’une nouvelle compagnie, puis le 25 avril, Franco s’étant s’acquitté avec grande diligence de cette mission, lui en donna le commandement.
Au printemps de 1916, le calme relatif prit fin avec la rébellion de la puissante tribu d’Anjra, occupant une position partiellement fortifiée sur la colline d'El Bioutz, dans le nord-ouest du Protectorat, entre Ceuta et Tanger. L’opération contre Anjra, la plus vaste jamais lancée par les autorités espagnoles, consista à faire avancer trois colonnes vers un même point et mobilisait des forces d’une importance exceptionnelle. Le corps dans lequel se trouvait Franco comportait à lui seul un effectif de près de 10 000 hommes espagnols, en plus des Réguliers,. Les insurgés disposaient d’une puissance de feu plus forte que d’ordinaire, y compris plusieurs mitrailleuses. Les troupes espagnoles se retrouvèrent bientôt devant Anjra, et le tabor (bataillon) dont faisait partie Franco reçut l’ordre d’attaquer, ce qu'il fit avec détermination. Dans le combat pour enlever cette position, les chefs des deux premières compagnies furent aussitôt tués, ainsi que le commandant du tabor de Franco. Prêchant l’exemple, celui-ci se saisit du fusil d’un des soldats tués à ses côtés, quand il fut atteint à son tour d’une balle à l’abdomen, laquelle traversa le ventre, frôla le foie et ressortit dans le dos, provoquant une forte hémorragie. Jugé intransportable, Franco fut emmené à l’infirmerie de campagne, et transféré à l’hôpital militaire de Ceuta seize jours plus tard,.
Le communiqué du tabor précisa qu’il s’était distingué par « son incomparable courage, les dons de commandement et l’énergie qu’il avait déployée dans ce combat »,, et un télégramme du 30 juin émanant du ministère de la Guerre faisait parvenir au capitaine Franco les félicitations du gouvernement et des deux Chambres. Grâce à l’avis favorable du général Berenguer, Franco fut nommé le 28 février 1917 commandant, faisant de lui le commandant le plus jeune d’Espagne.
À l’hôpital de Ceuta, il reçut la visite de ses parents, qui avaient sur-le-champ effectué le voyage et se retrouvaient réunis pour la première et dernière fois depuis leur séparation de 1907. Le 3 août 1916, Franco s’embarqua à Ceuta pour Ferrol, où il passa deux mois de permission,. Il réintégra son corps de Réguliers à Tétouan le 1er novembre 1916 pour y prendre le commandement d’une compagnie, mais n’exerça que brièvement cette fonction, car, en l’absence de poste vacant, il quitta le Maroc à la fin de février 1917, pour se voir affecté comme commandant d’infanterie au 3e régiment du Prince, en garnison à Oviedo,.

### Intermède à Oviedo (1917-1920)

#### Vie de garnison
Pendant les trois années où Franco était en poste à Oviedo, une opposition commença à se faire jour dans les forces armées espagnoles entre péninsulaires et africanistes. Les premiers, fort critiques quant à la profusion des décorations, des récompenses en espèces et des montées en grade des officiers d'Afrique du Nord, considéraient abusifs les avancements pour mérites de guerre et s’étaient regroupés en Juntas Militares de Defensa, associations illégales apparues en 1916 pour exiger la rénovation de la vie politique, ainsi que pour porter leurs revendications catégorielles : maintien des privilèges du corps d’officiers et application de l'échelle d’avancement indiciaire régie strictement par l’ancienneté,. Les seconds, parmi lesquels Franco, jugeaient nécessaires les avancements au mérite pour récompenser le travail risqué des officiers en Afrique, qui évoluaient dans la « meilleure école pratique, pour ne pas dire la seule, de notre armée ».
À la caserne d’Oviedo, il était sensiblement plus jeune que beaucoup d’officiers aux grades pourtant inférieurs au sien. Seule une poignée d’anciens combattants de la campagne de Cuba pouvaient rivaliser avec lui sur le plan de l’expérience de combat. Beaucoup d’entre eux, membres des Juntes de défense, estimaient que ses promotions avaient été trop rapides et qu’un grade de commandant à 24 ans était excessif. Sa jeunesse lui valut le surnom de Comandantín,.
Sa principale responsabilité à Oviedo était, en plus de la routine d’une garnison de province, de superviser la formation des officiers de réserve ; en vérité, il n’avait pas grand-chose à faire. Son cousin Pacón et Camilo Alonso Vega le rejoignirent au bout d’une année. Les officiers de réserve dont il assurait l’instruction, souvent issus des classes de notables, l'introduisirent dans les tertulias (salons) de la bonne société, où il noua quelques relations avec les personnages en vue de la société civile et de la vie culturelle, tels que le jeune professeur de littérature de l’université d'Oviedo, Pedro Sainz Rodríguez, qui deviendra brièvement, entre 1938 et 1939, ministre de l’Éducation du premier gouvernement Franco,.

#### Rencontre avec Carmen Polo
Franco souhaitait contracter un bon mariage apte à faire pendant à sa carrière militaire. Sans être un chasseur de dot, il visait spécifiquement les jeunes filles de bonne famille et de haute condition sociale, c’est-à-dire une dame convenable, à l’image de sa mère.
C’est en 1917, à l’occasion d’une romería estivale (fête populaire traditionnelle) que Franco rencontra sa future épouse Carmen Polo. Très religieuse, d’allure distinguée, elle appartenait à une famille de vieille noblesse asturienne et venait d’avoir seize ans. Son père vivait de la rente foncière dans une confortable aisance et professait des idées libérales. Les Polo résisteront longtemps avant de donner leur accord à la liaison naissante, qualifiant le commandant Franco d’« aventurier », de « torero », de « chasseur de dot ». Pour Franco, ce mariage signifiait la promotion sociale et un environnement familial porteur, lui permettant de gommer le déclassement que lui avait fait subir son père.

#### Grèves de 1917 dans les Asturies
Franco fut témoin de la grève générale du 10 août 1917. Le mécontentement provoqué par la cherté de la vie avait coalisé les deux grandes centrales syndicales, l’UGT socialiste et la CNT anarchiste, qui avaient signé un manifeste commun réclamant « des changements fondamentaux du système » et la convocation d’une assemblée constituante. L’arrestation des signataires déclencha des grèves dans tous les secteurs d’activité et dans plusieurs grandes villes d’Espagne, dont Oviedo. Dans les Asturies, où le syndicat UGT comptait un grand nombre d’adhérents, les mineurs réussirent à prolonger les troubles pendant près de vingt jours. Quoique la grève ait été d’abord non violente, le gouverneur militaire Ricardo Burguete proclama l’état de siège, menaça les grévistes de les traiter comme des « bêtes sauvages », et envoya l’armée et la Garde civile dans les zones minières.
Franco, se trouvant par hasard dans les Asturies, fut chargé de mener la répression et prit la tête d’une colonne dépêchée dans le bassin houiller. Si pour quelques biographes la répression exercée par Franco fut particulièrement brutale, il apparaît toutefois que, aussi rude fût-elle, elle ne devait pas l’avoir été davantage que dans les autres régions, car les documents de l’époque ne la singularisent pas par rapport aux actions répressives conduites ailleurs. Il ne semble pas même que cette colonne ait exercé une quelconque répression militaire : la feuille de service de Franco ne fait mention à cette date d’aucune « opération de guerre ». Le Caudillo lui-même assura plus tard qu’il n'avait été commis dans le secteur visité par lui aucune action répréhensible, ce qui apparaît crédible, attendu que sa colonne était revenue à Oviedo trois jours avant le début de la phase violente de la grève le 1er septembre 1917, qui allait susciter de la part de Burguete une répression très dure et même sanglante, avec 2 000 arrestations, 80 morts et des centaines de blessés,. Néanmoins, certains ont voulu y voir les premiers signes d’une brutalité qui va se donner libre cours lors de la guerre civile ; d’autres au contraire lui prêtent une prise de conscience de la difficile situation ouvrière.
Mais, ainsi que l’observe Bennassar, si horrifié qu’il fût par les épouvantables conditions de travail des ouvriers, il n’en avait pas conclu pour autant que la grève était légitime et exprima sa conviction de la nécessité de maintenir l’ordre et les hiérarchies en dépit de l’injustice sociale. Par souci de carrière, Franco se garda bien du moindre écart, d’autant plus que ses intérêts coïncidaient avec ses orientations politiques. Les attaches sentimentales de Franco le rapprochaient d’une caste de possédants profondément hostile aux mouvements populaires susceptibles de la menacer directement. Franco réprima donc la révolte des mineurs d’Asturies en officier convaincu et discipliné. Peu après, Franco fut une nouvelle fois envoyé dans le bassin houiller, cette fois en qualité de juge et dans le cadre de l’état de guerre, pour juger des délits de violation de l’ordre public. Il prononça des peines de prison contre plusieurs grévistes, sans prendre en considération l’origine des violences,.

### Seconde période en Afrique: la Légion (1920-1926)

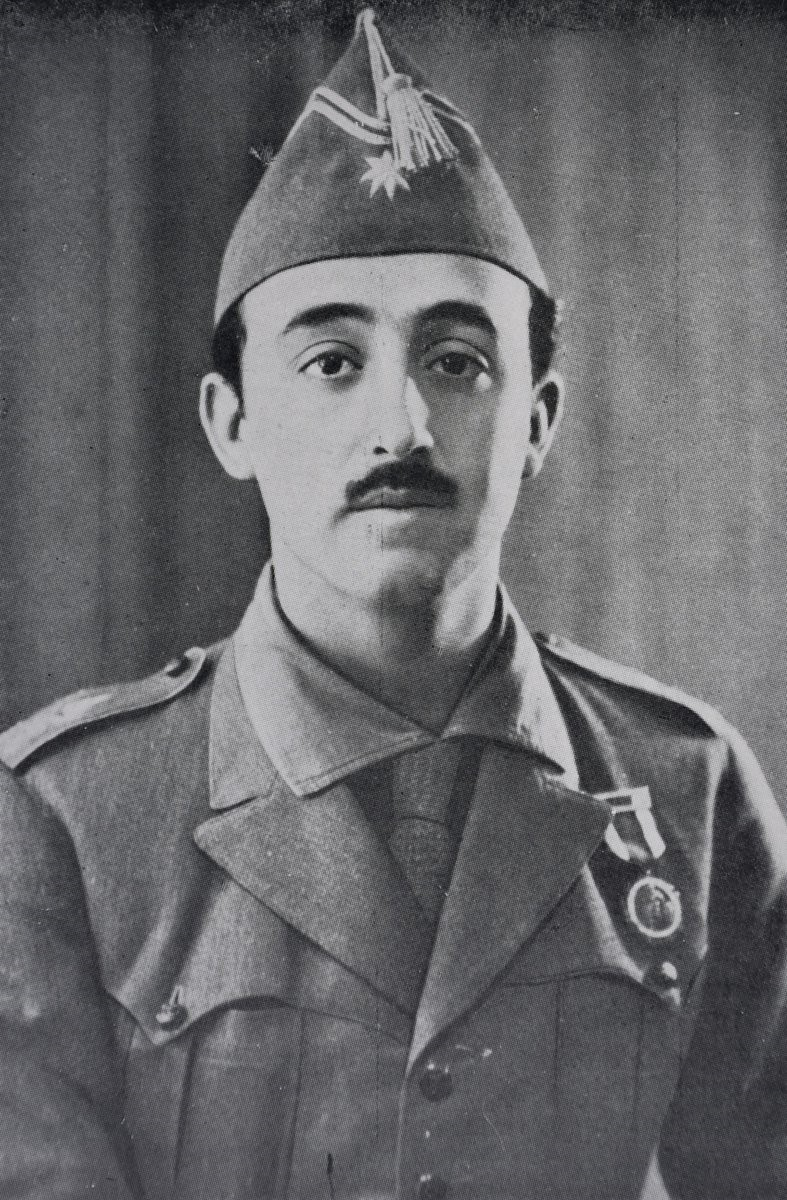
Franco, commandant de la 1ère bandera (le « premier bataillon ») de la Légion espagnole.

Franco rencontra le commandant José Millán-Astray lors d’un stage de tir en 1919 et le fréquenta assidûment par la suite. Ce personnage haut en couleur, qui venait de séjourner en France et en Algérie pour y étudier la Légion étrangère, exerça une grande influence sur Franco et jouera plus tard un rôle déterminant dans sa trajectoire professionnelle,. En 1920, son projet de Légion espagnole fut enfin approuvé par le gouvernement espagnol, qui y voyait le meilleur moyen de faire la guerre en Afrique sans y envoyer de recrues espagnoles. La Légion se distinguait par sa discipline de fer, la brutalité des châtiments infligés à la troupe et, sur le champ de bataille, par sa fonction de troupe de choc ; en contrepartie, en guise de soupape d’échappement, les abus commis par des légionnaires contre la population civile étaient traités avec indulgence, et le haut commandement tolérait les nombreuses irrégularités, tels que les charivaris quotidiens ou la prostitution dans les casernes. La Légion se signalait aussi par les brutalités commises à l’encontre de l’ennemi vaincu ; les sévices physiques et la décapitation de prisonniers suivie de l’exhibition des têtes coupées comme trophées étaient régulièrement pratiqués.
Compte tenu que Millán-Astray manquait de dons d’organisateur, il fut rapidement décidé que Franco, connu pour son habileté à dresser, organiser et discipliner les troupes, serait son collaborateur. Le 27 septembre 1920, Franco fut nommé chef de son premier bataillon (bandera), et le 10 octobre, les premiers légionnaires, au nombre de deux centaines, arrivèrent à Ceuta. Le même soir, les légionnaires terrorisaient la ville ; une prostituée et un chef de la garde furent assassinés, et les échauffourées subséquentes feront deux morts de plus.
En peu de temps, la Légion (ou Tercio) acquit la renommée d’être l’unité de combat la plus endurante et la mieux préparée de toute l’armée espagnole. Franco imposa à ses hommes une discipline implacable, les soumettant à un entraînement intensif afin de rompre les corps à l’effort, à la faim et à la soif, et leur forgeant un moral indestructible. Il sut se faire à la fois craindre, respecter et même aimer des légionnaires, parce qu’il connaissait chacun d’eux et s’efforçait d’être juste. Au combat, il se montrait impitoyable, appliquant sans états d’âme la loi du talion, autorisant les légionnaires à mutiler les Marocains qui tombaient entre leurs mains. Il laissait ses hommes piller les douars, poursuivre et violer les femmes, donnait l’ordre d’incendier les villages, et de ne jamais faire de prisonnier. Franco raconte dans Diario de una bandera :

« À midi, j’obtins l’autorisation du général d’aller punir les villages à partir desquels l’ennemi nous harcèle. À notre droite, le terrain descend de manière accidentée jusqu’à la plage, en bas on trouve une large bande de petits douars. Tandis qu’une section, ouvrant le feu sur les maisons, protège la manœuvre, une autre se glisse par un raccourci et, encerclant les villages, exécute les habitants à l’arme blanche. Les flammes s’élèvent des toits des maisons, les légionnaires poursuivent les habitants. »

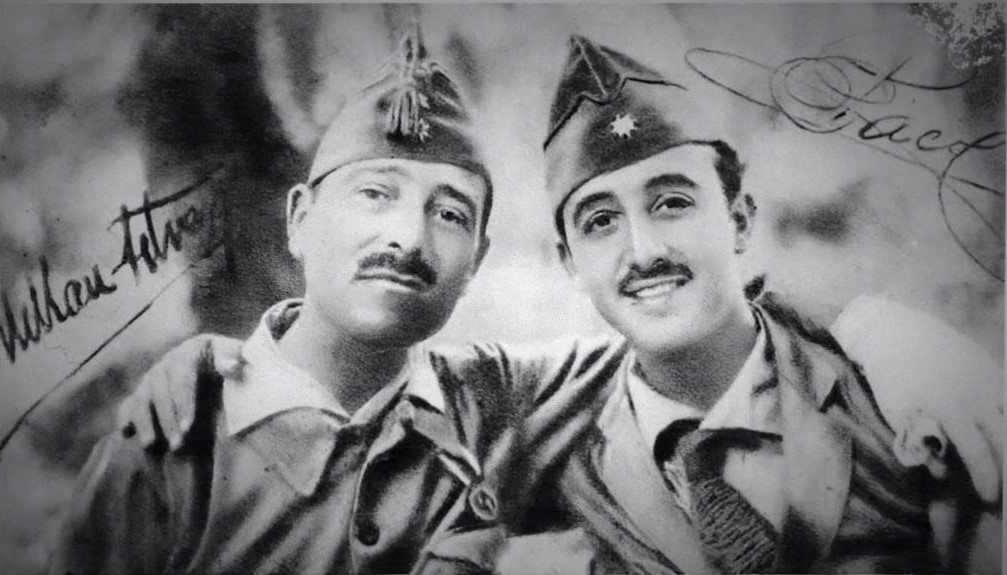
José Millán-Astray et Franco.
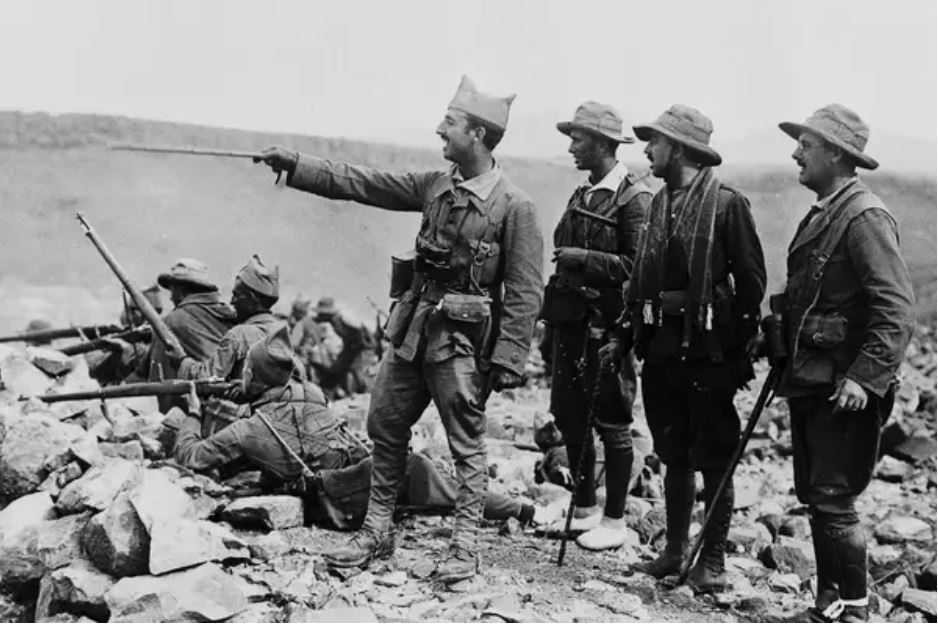
Franco dirigeant le tir des hommes de la 1re bandera durant la guerre du Rif (1921).
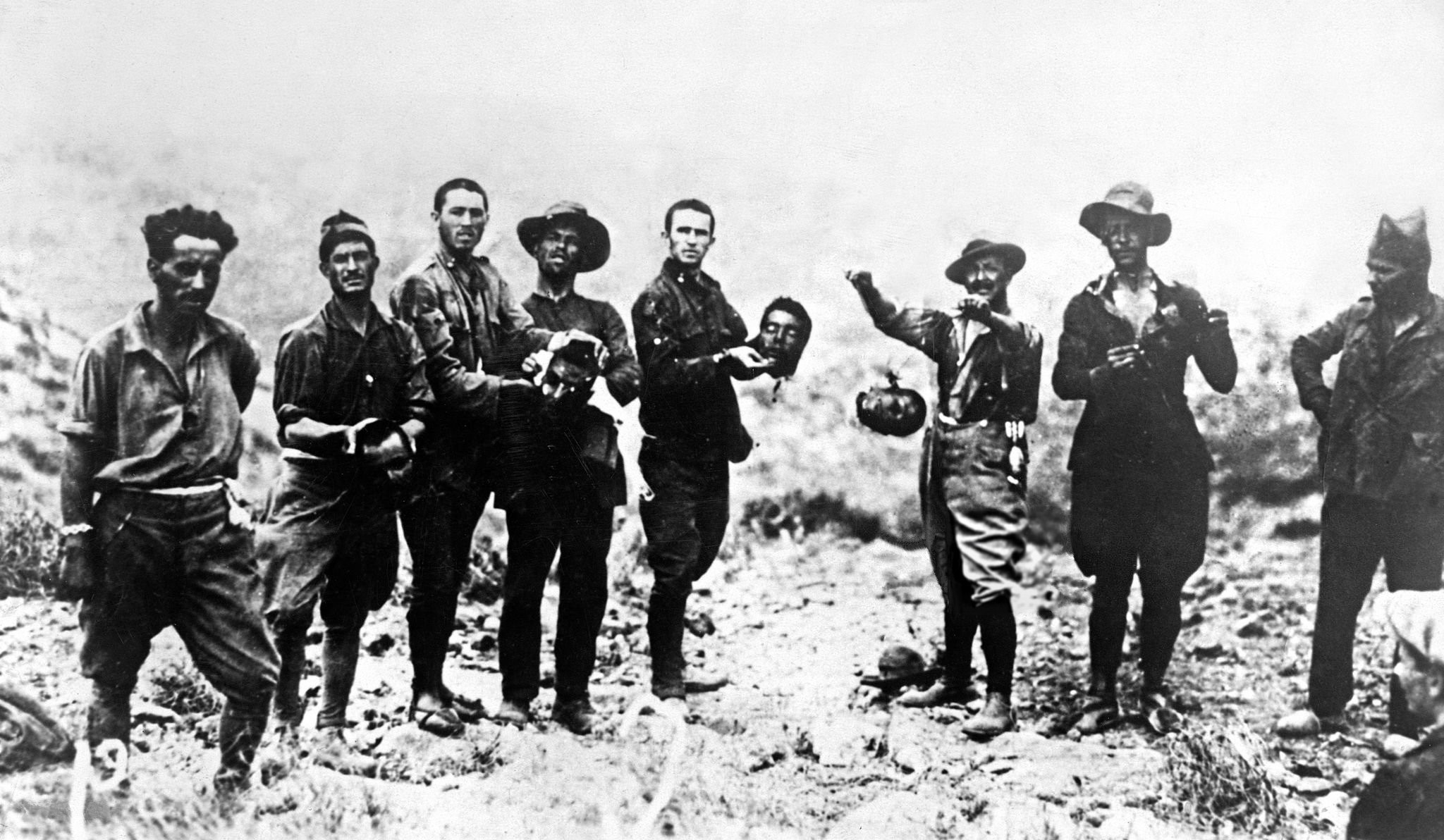
Légionnaires espagnols exhibant des têtes de Marocains capturés et décapités (vers 1922).
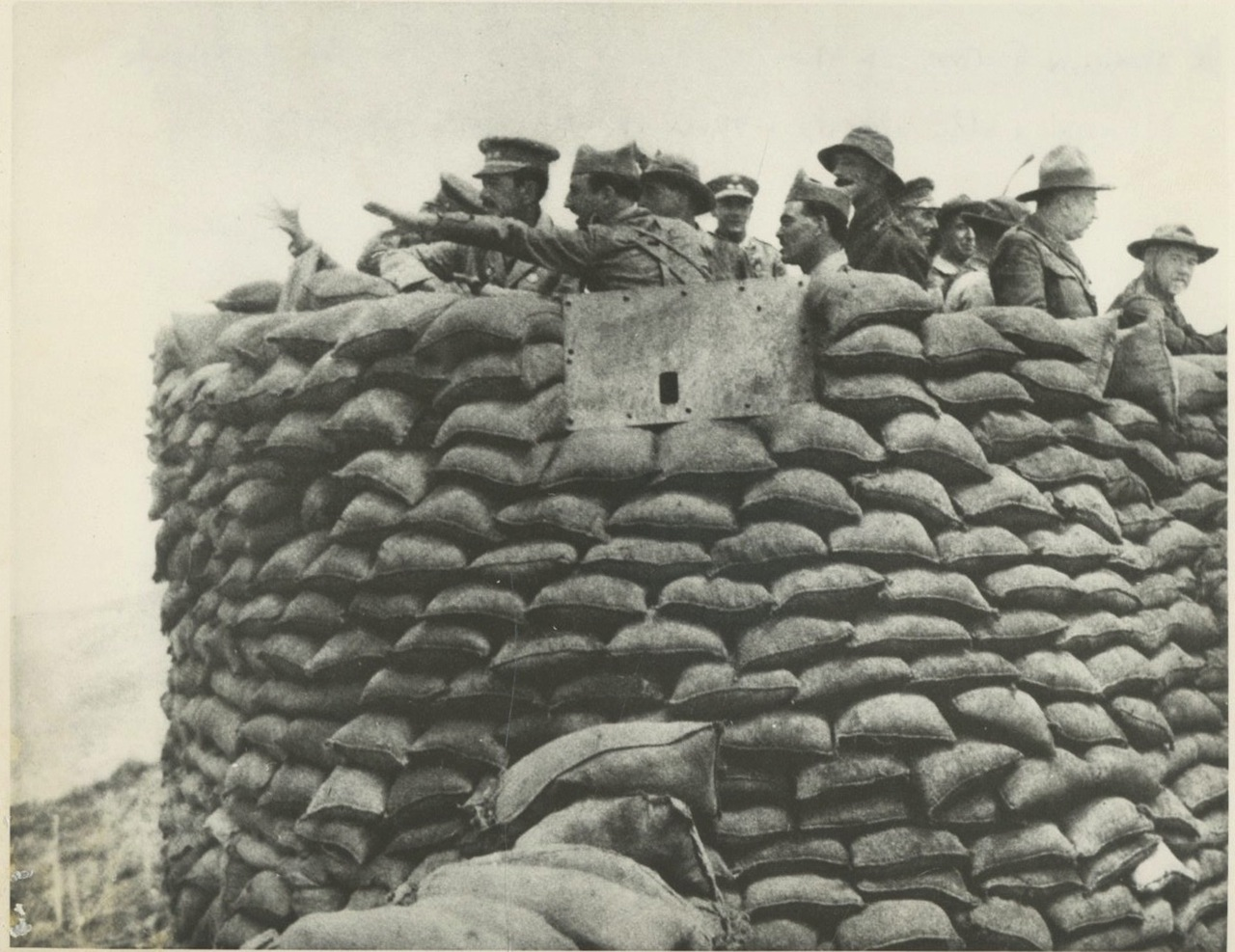
Franco dans un fortin à Tizi Azza (1923).

#### Le désastre d’Anoual (1921)

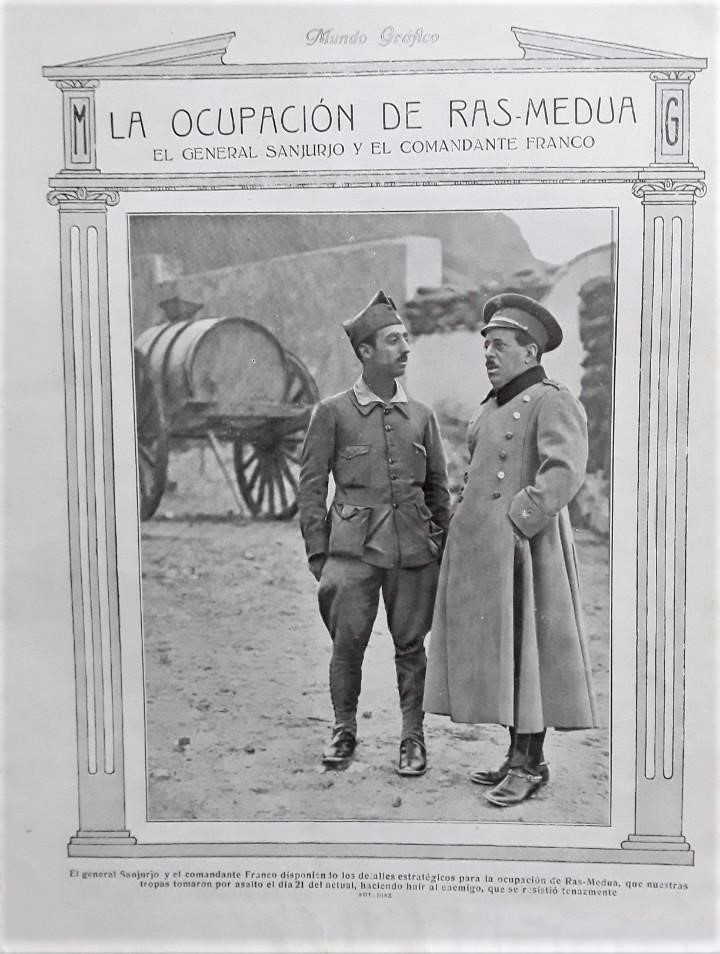
Le général José Sanjurjo en compagnie du commandant Franco (Mundo Gráfico, 1921).

L’Espagne résolut d’occuper intégralement son protectorat et désigna pour commander à Melilla le général de division Manuel Fernández Silvestre. Pour contrôler le territoire, un dispositif consistant en un réseau de fortins interconnectés fut mis en place. Dans la partie occidentale, Berenguer déployait ses troupes en consolidant ses positions à mesure qu’il avançait, au contraire des postes d’avant-garde de Silvestre, laissés sans appui ni protection, ; Silvestre s’enhardit à ouvrir la route entre Melilla et Al Hoceïma (Alhucemas en espagnol). Entre-temps, l’indigence matérielle et technique de l’armée s’était encore aggravée et les hommes de troupe, sans instruction militaire, étaient totalement démotivés. En face, la capacité de résistance des Kabyles s’était notablement accrue sous la direction d’Abdelkrim.
Les attaques rifaines commencèrent le 1er juin 1921, plus violentes que jamais auparavant, et le 21 juillet, les positions espagnoles les plus avancées tombèrent une à une, forçant les Espagnols à reculer de plus de 150 kilomètres la limite de la zone sous leur domination, jusqu’à Melilla. Dans la perspective de combats très durs, le commandement espagnol avait mis ses espoirs dans les Regulares et dans la police indigène, mais la quasi-totalité des effectifs indigènes de la zone orientale déserta et passa dans le camp d’Abdelkrim. Le 16 juillet 1921, une colonne fut prise en embuscade entre Anoual et Ighriben ; les renforts envoyés depuis Anoual arrivèrent trop tard pour empêcher un premier carnage. Bientôt, la position d’Anoual elle-même fut assiégée ; la retraite, trop tardive, dégénéra en débandade. Plus de 14 000 hommes furent massacrés avec sauvagerie. Les Espagnols, assiégés à Al Aroui, finirent par se rendre le 9 août, mais seront exterminés à leur tour.
Une des premières réactions du haut commandement fut de transférer une partie de la Légion vers la zone orientale alors en situation critique. Franco, qui se trouvait à la tête de sa bandera dans la région de Larache, fut réclamé d’urgence en renfort pour défendre Melilla sous le commandement de Millán-Astray. Le bataillon de Franco dut d’abord parcourir 50 km à marche forcée pour atteindre Tétouan, et plusieurs hommes moururent d’épuisement en cours de route ; ensuite, tous les hommes furent transportés jusqu’à Melilla, pour empêcher la ville d’être envahie et mise à sac. Une fois assurée la défense de la ville, les unités de la Légion passèrent à une contre-offensive limitée le 17 septembre. Le jour même, Millán-Astray, blessé au combat, céda à Franco le commandement, ce qui lui permit d’entrer victorieux dans Nador à la tête de la Légion,. Franco participa à la reconquête du territoire jusqu’en janvier 1922, avec la prise de Driouch. Il fut décoré de la médaille militaire et proposé au grade de lieutenant-colonel.
Entre-temps, ces désastres avaient embrasé la Péninsule et donné lieu à une fureur vengeresse dirigée tour à tour contre les troupes d’Abdelkrim, contre les militaires incapables, et contre la monarchie. En même temps, des comptes étaient demandés aux officiers jugés responsables, par leur impéritie, du désastre. Franco était persuadé que la franc-maçonnerie, force selon lui extraordinairement occulte et dominante, était derrière ces critiques contre l’armée, qu’il considérait imméritées. À l'inverse, la Légion vit son auréole grandir, et Franco se trouva de nouveau au centre d’un événement de grand retentissement, grâce auquel il rehaussa son propre prestige et devint un héros aux yeux de l’opinion publique.

#### Mariage de Francisco Franco et de Carmen Polo (1923)

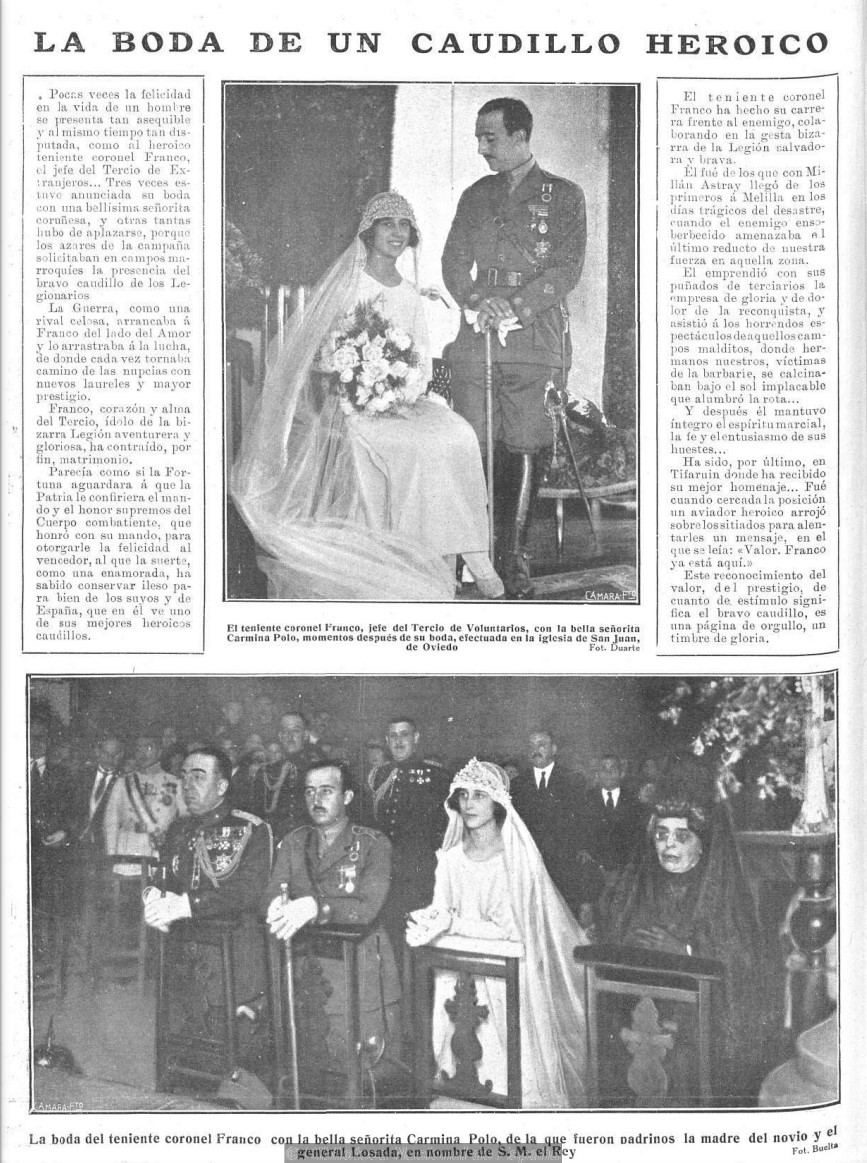
« Les Noces d'un héroïque caudillo », chronique mondaine consacrée au mariage de Franco et Carmen Polo (Mundo Gráfico, 1923).

Lors de ses différentes permissions, qu’il mit à profit pour se rendre à Oviedo et rendre visite à sa future femme, Franco était accueilli en héros et invité à des banquets et aux mondanités de l’aristocratie locale. Pour la première fois, la presse s’intéressait à lui : le 22 février 1922, le journal ABC faisait sa couverture avec la photo de l’« As de la Légion », et en 1923, Alphonse XIII lui décerna une décoration en même temps que la distinction rare de « gentilhomme de la chambre ». À Oviedo, le père de Carmen Polo avait fini par consentir au mariage de sa fille, dont la date fut fixée à juin 1922. Cette même année, Franco publia un livre intitulé Diario de una Bandera, dans lequel il narre les événements vécus par lui à cette époque en Afrique.
Millán-Astray, à la suite de quelques déclarations où il réagissait avec désinvolture à la désignation d’une commission d’enquête chargée de cerner les responsabilités des déboires en Afrique — la dénommée commission Picasso, du nom du général Juan Picasso González, auteur du rapport final et grand-oncle du peintre Pablo Picasso —, fut destitué comme commandant de la Légion, et remplacé à son poste par le lieutenant-colonel Valenzuela, jusque-là à la tête d’une des banderas. Franco, dépité de ne pas s’être vu offrir le poste de chef de la Légion, au motif qu’il n’avait pas le grade requis, sollicita sa mutation vers la Péninsule, et fut à nouveau versé dans le régiment du Prince à Oviedo,. Mais après que Valenzuela a été tué au combat le 5 juin 1923, Franco, successeur logique, fut désigné, une fois élevé au rang de lieutenant-colonel avec effet rétroactif le 8 juin 1923, commandant en chef de la Légion, ce qui impliquait son départ immédiat pour l’Afrique et l’ajournement de son mariage,. Franco reprit donc le chemin du Maroc et y restera encore cinq mois, se vouant à réformer la Légion, avec des normes de conduite plus exigeantes, en particulier pour les officiers. Le 13 octobre 1923, il retourna à Oviedo, où ses épousailles furent célébrées le 22 octobre, véritable événement mondain, où, avec l’aval du Roi, Francisco Franco et Carmen Polo purent faire le 22 octobre leur entrée dans l’église San Juan el Real d’Oviedo sous dais royal. À l’occasion de la cérémonie, un journal de Madrid publia un article intitulé « Les Noces d’un héroïque caudillo », appellation que Franco se voyait alors attribuer pour la première fois,.
Le 13 septembre 1923, un coup d’État inaugurait la dictature de Primo de Rivera, envers laquelle Franco se montra circonspect, car Primo était notoirement favorable à ce que l’Espagne se retire du Maroc. Primo de Rivera confia à Franco la direction de la Revista de tropas coloniales, dont le premier numéro parut en janvier 1924. Franco y exposa sa conception de la guerre, selon laquelle il convenait d’éliminer l’adversaire, la négociation ou la politique ne pouvant selon lui avoir d’autre effet que de prolonger inutilement les affrontements.

#### Ajustement de la politique marocaine et redéploiement militaire

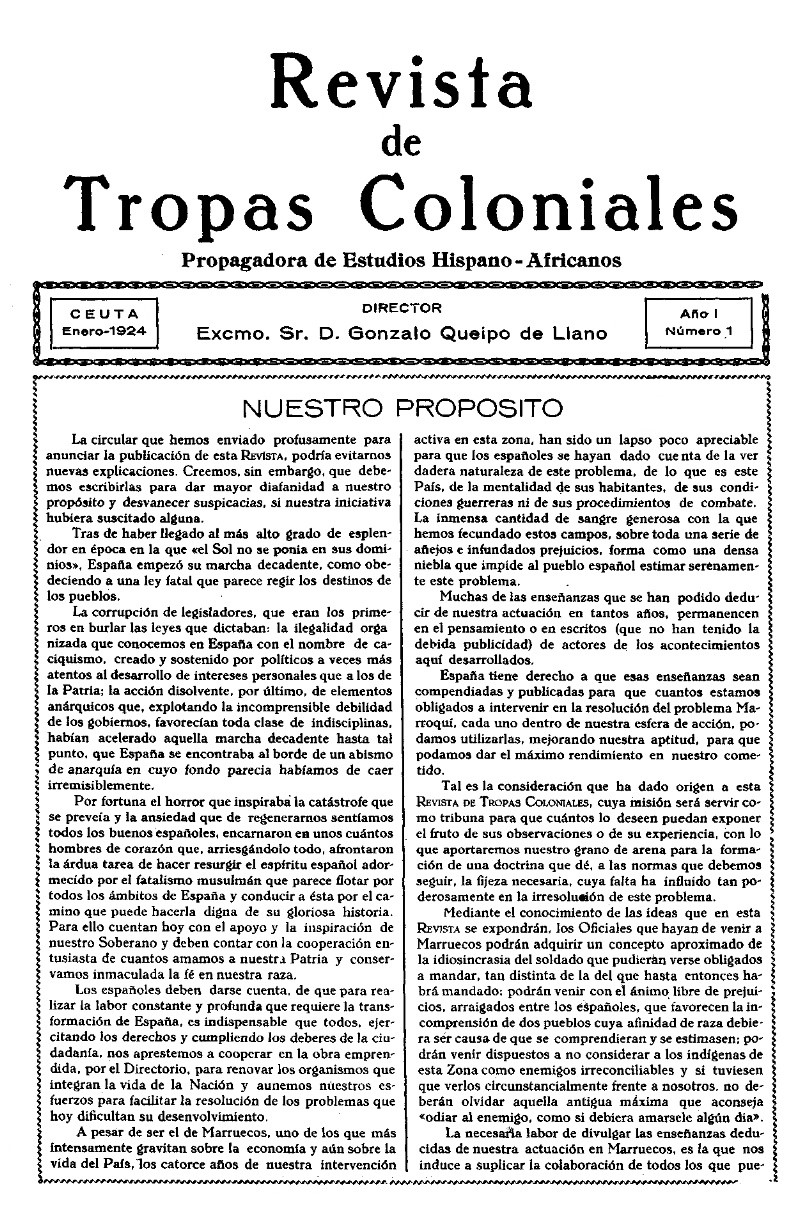
Revista de tropas coloniales, no 1, janvier 1924.

Primo de Rivera s’était toujours opposé à la politique espagnole au Maroc et préconisait depuis 1909 l’abandon de ce Rif ingouvernable ; Franco au contraire estimait que la présence espagnole au Maroc faisait partie de la mission historique de l’Espagne et considérait la conservation du protectorat comme un objectif fondamental. Jugeant que l’Espagne pratiquait au Maroc une politique erronée, faite de demi-mesures, très coûteuse en hommes et équipements, il préconisait une opération de grande envergure propre à établir un protectorat solide et à en finir avec Abdelkrim. Si Franco reconnaissait certes la nécessité d’un repli militaire momentané, ce ne pouvait être que dans le but de lancer ensuite une offensive définitive visant à occuper tout le Rif et à écraser pour de bon l’insurrection.
Primo de Rivera aspirait à mettre fin aux opérations au Maroc, de préférence par la négociation, mais l’intransigeance d’Abdelkrim empêchait la signature de la paix souhaitée. Abdelkrim, surmontant la désunion tribale, s’était proclamé émir, installa une sorte de gouvernement et commença début 1924 à se rendre maître de la partie centrale du protectorat, pour ensuite pénétrer dans la partie occidentale. Ces mouvements provoquèrent le revirement de Primo de Rivera, qui décida alors de mener à outrance le combat contre Abdelkrim, conforté dans cette résolution par la perspective d’une collaboration avec la France et par sa conviction qu’Abdelkrim incarnait une offensive islamo-bolchevique.
Primo de Rivera mit alors en œuvre une importante réorganisation du dispositif militaire, consistant à maintenir dans l’est, en prévision d’une ultérieure contre-offensive espagnole, une ligne d’occupation limitée, concomitamment à une retraite plus vaste dans l’ouest, au prix de dégarnir les multiples positions isolées dans l'arrière-pays. Les opérations commencèrent en août 1924, et Franco et ses légionnaires furent chargés de protéger les retraites successives de quelque 400 positions mineures, et surtout de mener à bien l’opération la plus complexe et la plus périlleuse, la retirada vers Tétouan de la ville de Chefchaouen, qui fut pour Franco une expérience triste et amère. Ses troupes, exposées aux attaques et aux embuscades continuelles des hommes d’Abdelkrim, accomplirent ces opérations avec ténacité et compétence, sans désordre ni panique,,. Le 7 février 1925, la bonne marche de la manœuvre lui apporta une nouvelle promotion, au grade de colonel,,.
Abdelkrim, encouragé à se livrer à de nouvelles attaques, commit l’erreur de lancer des assauts contre les positions françaises, forgeant de la sorte contre lui une collaboration franco-espagnole,. Les deux puissances européennes signèrent en juin 1925 un pacte de coopération militaire pour écraser une bonne fois la rébellion rifaine,. Franco assista à l’entrevue entre Pétain et Primo de Rivera, où finalement le plan espagnol fut retenu, celui-là même que Franco avait défendu devant le roi et Primo de Rivera, et à l’élaboration duquel il avait pris part. Il fut convenu qu’une armée française de 160 000 hommes ferait mouvement depuis le sud, tandis qu’un corps expéditionnaire espagnol attaquerait les rebelles depuis le nord. L’opération clef serait l’invasion amphibie de la baie d’Al Hoceïma, au cœur de la zone insurgée,.

#### Guerre franco-espagnole du Rif et débarquement d’Al Hoceïma (1925)
Dans le cadre de l’opération, Franco, avec la Légion, les Réguliers de Tétouan, et les harkas de Muñoz Grandes, était chargé d’arriver par mer le 7 septembre 1925, puis de pousser l’offensive sur les montagnes côtières. Le plan avait de meilleures chances de succès car il bénéficiait du soutien logistique de la flotte française pendant le débarquement et de l’offensive terrestre des troupes françaises par le sud. À la tête de la force d’attaque initiale, Franco s’illustra une fois de plus par sa détermination : au mépris du commandement naval, qui avait donné ordre de se retirer, il insista à poursuivre l’opération malgré les mauvaises conditions de la mer. Comme les péniches de débarquement n’arrivaient pas à franchir les bancs de sable, il sauta avec ses hommes dans l’eau, continua à pied, et ne tarda pas à établir une tête de pont sur la terre ferme,,,. Ses troupes eurent d’abord à repousser diverses attaques, puis l’avancée définitive commença le 23 septembre, avec Franco menant l’une des cinq colonnes,. Ainsi, par une avancée progressive et constante, le cœur de l’insurrection rifaine fut atteint, tandis que dans le même temps, les forces françaises progressaient dans le sud, piégeant Abdelkrim entre deux feux. La campagne se poursuivit pendant sept mois, jusqu’à la reddition du chef rifain en mai 1926,.
Franco fut le seul chef à recevoir une mention spéciale dans le rapport officiel établi par son général de brigade. Sa bravoure et son efficacité lui valurent d’être cité à l’ordre de la nation. Promu général de brigade le 3 février 1926, à l’âge de 33 ans, il devint le plus jeune général d’Espagne et de toutes les armées d’Europe et la figure la plus connue de l’armée espagnole,,, et fut choisi pour accompagner le roi et la reine au cours de leur voyage officiel en Afrique en 1927. La France aussi lui rendit hommage en lui décernant la Légion d'honneur en février 1928 au grade d'officier, puis au grade de commandeur en 1930.
Pour Franco, la lutte en Afrique, plus particulièrement le débarquement d’Al Hoceïma, fut une expérience qu’il devait par la suite se rappeler avec nostalgie et qui deviendra son sujet de conversation favori pour le restant de sa vie. Plus tard, à Madrid, puis à Saragosse, en 1928, il rédigea ses Réflexions politiques, où il esquissait un projet de développement du Protectorat qui tienne compte des réalités indigènes, soulignant l’intérêt de créer des fermes modèles, insistant sur les distributions de semences de céréales, sur l’amélioration des races de bétail, sur l’opportunité d’un crédit à bon marché, sur le soin à apporter dans le choix des administrateurs militaires, etc.
Le jour où fut annoncée l’ascension de Francisco Franco au grade de général, son succès fut éclipsé par la spectaculaire couverture donnée par la presse nationale à son frère cadet Ramón, lui aussi accueilli en héros, comme le premier pilote espagnol ayant traversé l’Atlantique, à bord de l'hydravion Plus Ultra. À cette époque, Franco se montrait beaucoup plus extraverti, parlait volontiers, racontait des anecdotes, faisant même preuve d’humour, assez loin du cynisme froid qu’il affichera plus tard.

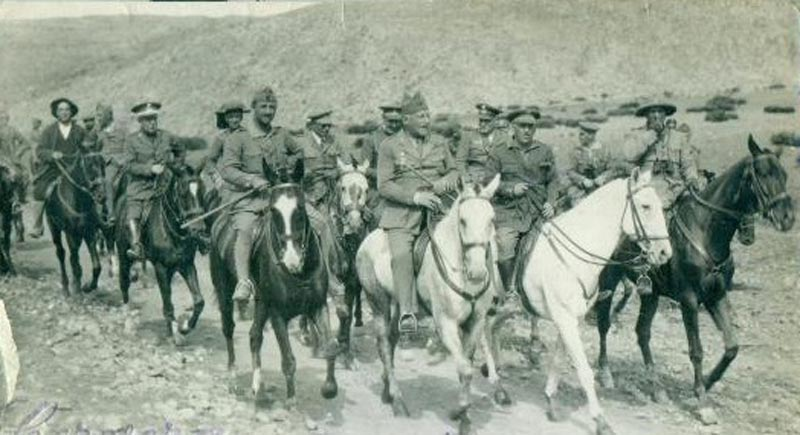
Le colonel Franco avec les généraux Primo de Rivera et Sanjurjo aux alentours d'Al Hoceïma, 1925.
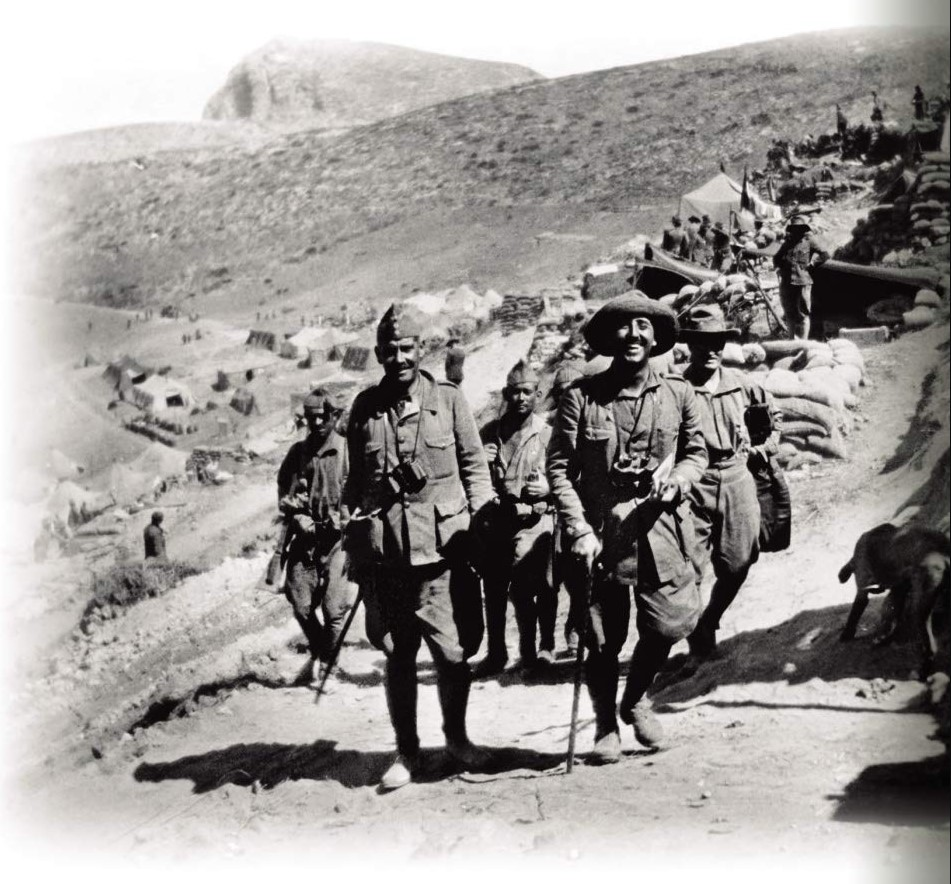
Millán-Astray et Franco durant la campagne rifaine, 1925.
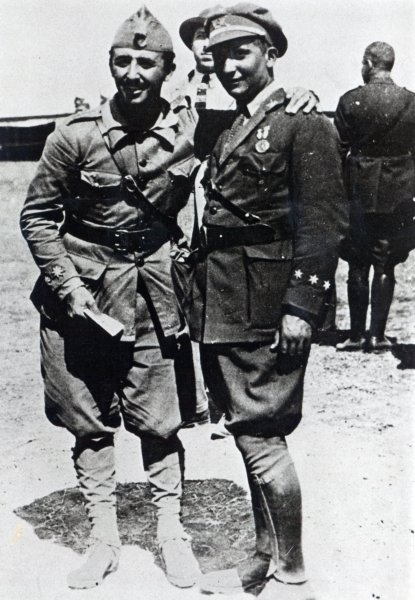
Francisco et Ramón Franco au Maroc, 1925.

## Dictatures de Primo de Rivera et de Dámaso Berenguer

### Séjour à Madrid (1926-1927)
Durant sa période en Afrique, Franco s’était joint aux africanistes, qui s’étaient constitués en un groupe très soudé, gardaient continuellement le contact entre eux, se soutenaient les uns les autres face aux officiers péninsulaires (ou junteros, membres des Juntas de Defensa), et conspireront contre la République dès ses débuts. José Sanjurjo, Emilio Mola, Luis Orgaz, Manuel Goded, Juan Yagüe, José Enrique Varela et Franco lui-même étaient de notables africanistes et les principaux promoteurs du coup d’État de juillet 1936. Conscient dès cette époque de sa destinée privilégiée, Franco consigna dans ses Apuntes : « Depuis que j’avais été fait général à 33 ans, on m’avait placé sur la voie de grandes responsabilités pour le futur ».

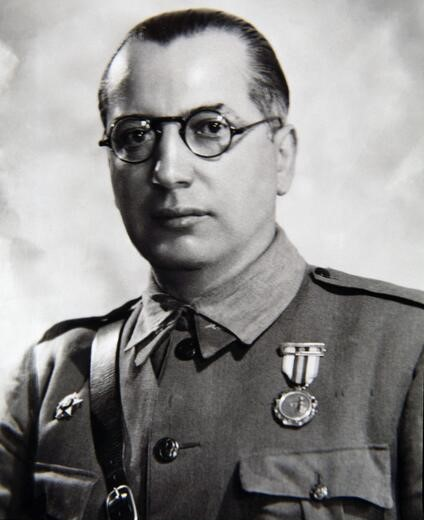
Francisco Franco Salgado-Araújo, dit Pacón.

Nommé à Madrid, il résidait avec sa femme sur l’avenue Paseo de la Castellana, dans les beaux quartiers de la capitale. Ses deux années à Madrid furent une période d’intense vie sociale, encore que limitée par son salaire modeste de général de brigade. Le couple Franco menait une vie agréable, allait volontiers au théâtre et surtout au cinéma, le seul art que Franco goûtait intensément,. À Madrid, son cercle d’amis le plus proche se composait des camarades du Maroc, tels que Millán-Astray, Varela, Orgaz et Mola. Il intégra son cousin Pacón à son état-major au titre d’assistant militaire personnel, amorce de la longue période où Pacón demeura à ce poste. Si lors d’un entretien il déclara que son auteur favori était alors l’écrivain excentrique Ramón María del Valle-Inclán, ce fut pour préciser tout aussitôt que ses lectures et recherches l’inclinaient surtout vers l’histoire et l’économie. Il se constitua une bibliothèque personnelle, détruite par des groupes révolutionnaires lors de la mise à sac de son appartement madrilène en 1936.
Il avait soin dans le même temps d’entretenir sa réputation de technicien compétent, grâce à la Revista de tropas coloniales qu’il continuait à diriger et où il accueillait les spécialistes de l’histoire coloniale espagnole. Dans la seule année 1927, la revue consacra à Millán-Astray deux articles avec photos. Franco y manifestait une dévotion naturelle pour l’autorité, comme en témoigne le numéro de mai, presque entièrement occupé par un hommage au roi et à Miguel Primo de Rivera, avec un éditorial de sa main. Si Franco s’était engagé aux côtés de Primo de Rivera, ce n’était pas par affinité pour le dictateur en lui-même, mais parce qu’un système autoritaire avait sa préférence à un régime parlementaire. Pour l’heure toutefois, il s’en tenait strictement à son statut de militaire professionnel, à l’écart de la politique.
Les généraux opposés à Primo de Rivera l’étaient moins par attachement au système constitutionnel qu’à cause des actions du dictateur pour réformer les forces armées, en particulier pour remédier à l’hypertrophie du corps d’officiers. Il se proposait de former une armée plus réduite, moins onéreuse et plus professionnelle. L'autre difficulté résidait dans l'opposition, déjà signalée, entre junteros et africanistes qui, selon les conclusions de Primo de Rivera, tenait son origine dans la coexistence, depuis 1893, de quatre académies militaires séparées. Jugeant que les revers subis au Maroc étaient dus en partie au manque de coordination et aux rivalités entre les différentes armes, il en concluait qu’il fallait à la fois améliorer la formation des officiers et les rapports entre les différentes académies militaires, afin d’homogénéiser l’armée et de lutter contre un esprit de corps trop marqué. Il fit donc renaître en février 1927 l’Académie générale militaire, qui avait existé de 1882 à 1892, où les futurs officiers recevraient une instruction élémentaire commune, sans préjudice d’une formation spécialisée ultérieure séparée, en fonction des besoins des différents corps techniques. Il estimait enfin que Franco était l’homme adéquat pour diriger cette Académie ; il était non seulement un officier expérimenté dans le combat, ainsi qu'un professionnel d’une grande dignité et rigueur, capable d’inculquer aux cadets l’esprit patriotique, tout en améliorant la discipline et les compétences professionnelles,,.

### Directeur de l’Académie générale militaire (1927-1931)

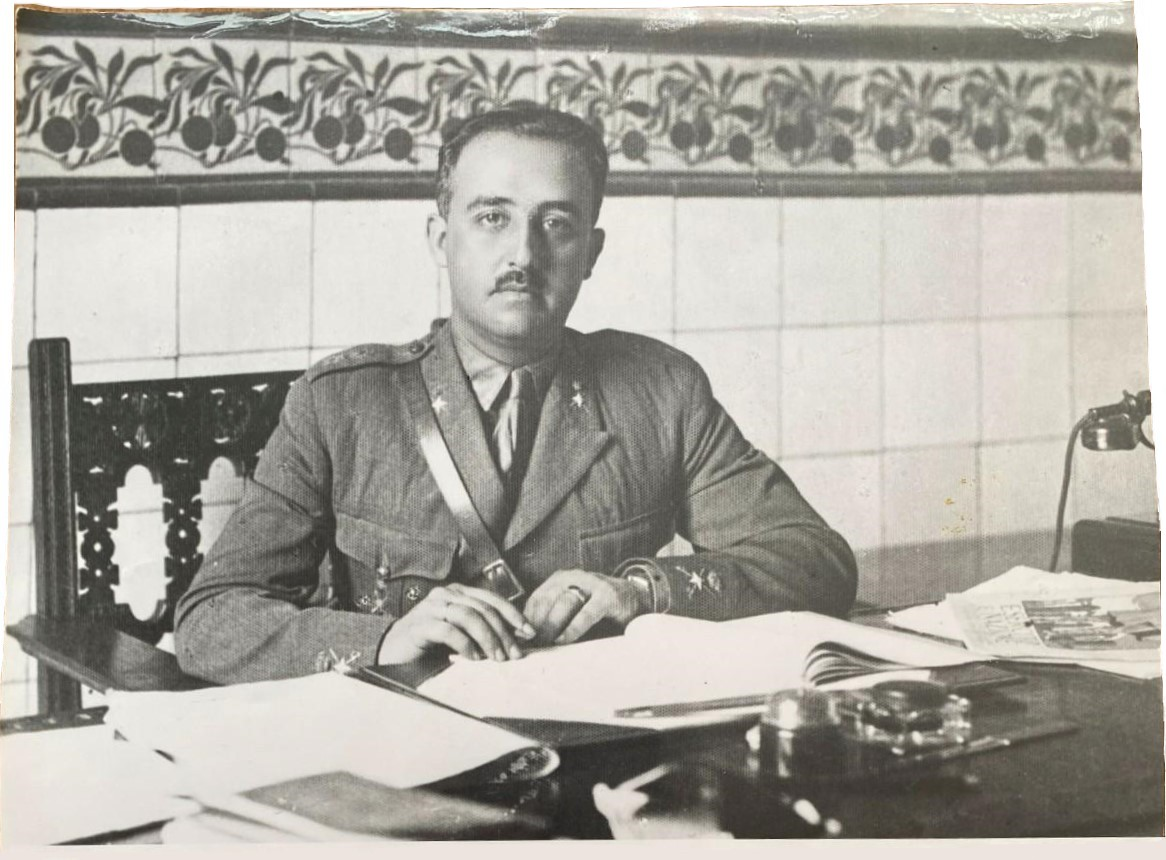
Franco, directeur de l'Académie générale militaire.

En mars 1927, Franco fut chargé par Primo de Rivera de diriger la commission qui devait mettre en chantier le nouvel établissement d’enseignement militaire. Franco se voua corps et âme à sa tâche et suivit de près les travaux de construction. Il visita Saint-Cyr, alors dirigé par Philippe Pétain, puis effectua plusieurs déplacements en Allemagne pour y examiner différentes académies militaires,. Pendant son séjour à Dresde, il fut vivement impressionné par la culture militaire allemande et par ses traditions. L’orientation de base de l’Académie sera au diapason des cultures militaires française et allemande, fidèle en cela à la tradition espagnole depuis le XVIIIe siècle.
En décembre 1927, Franco déménagea à Saragosse pour assumer ses nouvelles fonctions et fut rejoint par sa famille deux mois plus tard, puis par Felipe et Zita, frère et sœur de sa femme. Le 4 janvier 1928, Franco fut nommé premier directeur de l’Académie de Saragosse, ce qui représentait un succès personnel, mais aussi une victoire des africanistes. Le premier cursus de la nouvelle Académie fut inauguré à l’automne 1928. La sélection des aspirants était sévère, et Franco avait imposé un concours d’entrée ardu et institué l’anonymat des copies. Il disposa que pour être admissibles les cadets devaient avoir entre 17 et 22 ans ; sur les 785 aspirants, 215 seulement furent agréés lors de la première promotion,. L’institution attachait une grande importance à la formation morale et psychologique et inscrivait les cadets dans un cadre de formation propice à renforcer la discipline, le patriotisme, l’esprit de service et de sacrifice, le courage physique extrême, et la loyauté aux institutions établies, dont la monarchie. Il s’agissait donc autant de l’apprentissage des armes que de la formation civique et morale d’« hommes d’élite » ; cette formation, que cristallisait le fameux « Décalogue du cadet », visait à étendre, dans la discipline et le sacrifice, l’esprit de corps à toute l’armée, et proscrivait tout ce qui pouvait nuire à la constitution de cet esprit, notamment les bizutages. Le sport tenait une place accrue : longues marches en montagne et randonnées à skis, souvent dirigées par Franco lui-même. L’enseignement des vingt professeurs était soumis à une coordination et à un contrôle permanents. Le projet politique n’est pas absent, puisqu’étaient prévues aussi, à l’intention des aspirants, de bonnes lectures, telles que la Revue anticommuniste internationale, à laquelle l’Académie s’était abonnée et dont Franco était un fidèle lecteur,,. On remarque que la religion ne figure pas dans le susdit décalogue.

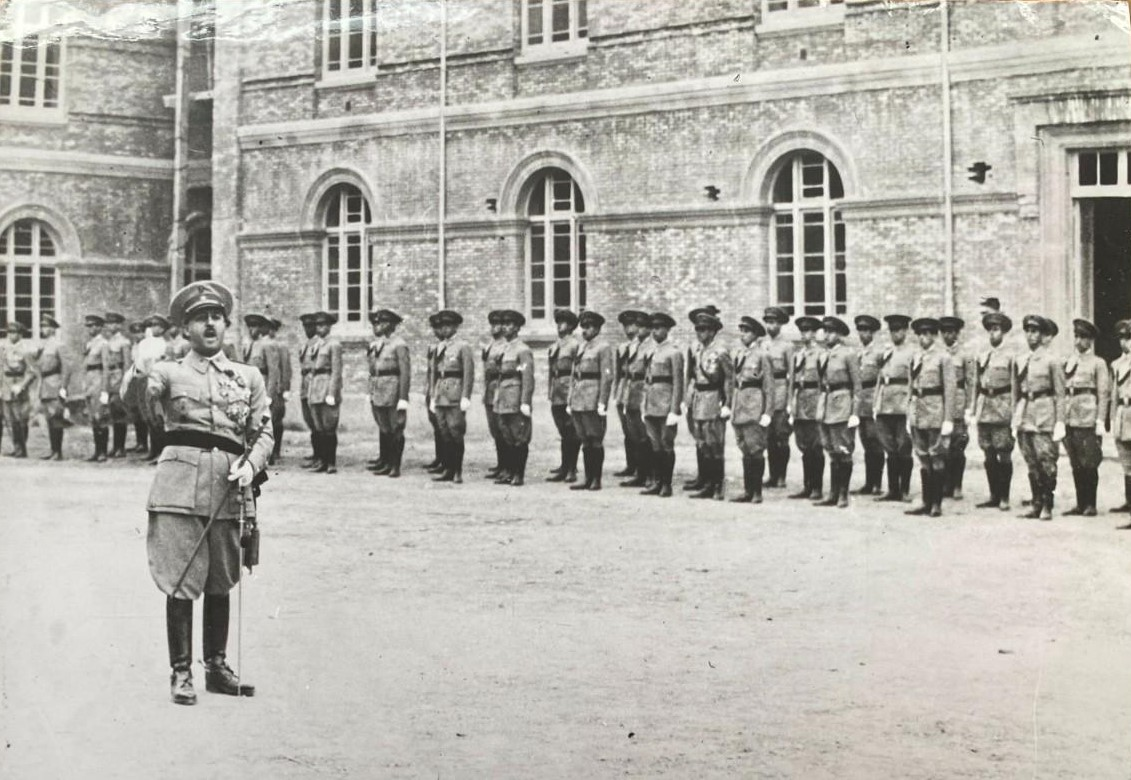
Franco prononçant un discours devant les élèves de l'Académie générale militaire, 1931.

La formation technique en revanche n’était pas un objectif prioritaire. Les candidats se destinant à une place dans les corps spécialisés disposaient d’autres lieux où suivre une formation spécialisée ; l’Académie elle-même manquait d’installations permettant de préparer complètement ses élèves dans la théorie et la pratique militaires. L’Académie privilégiait la formation pratique avant l’apprentissage théorique. Franco, proscrivant les manuels officiels, exigea des instructeurs de se centrer sur l’expérience et sur les exercices pratiques. On s’exerçait certes au maniement des armes, mais, à l’inverse des armées européennes les plus avancées, qui se focalisaient sur le développement des chars et des blindés, Franco penchait pour la cavalerie, dont il supervisait souvent les exercices personnellement. Le plan d’études fut élaboré principalement par le colonel Miguel Campins, ami personnel de Franco et compagnon d’Al Hoceïma,, l’un des militaires les plus instruits de l’armée, que Franco avait choisi au poste de sous-directeur, et dans une large mesure grâce à qui la formation donnée à Saragosse était d’une qualité nettement supérieure à celle des académies antérieures. Dans le choix des enseignants, Franco privilégia ceux qui s’étaient élevés dans le rang pour mérites au combat et qui avaient une compétence spéciale dans le domaine technique, en conséquence de quoi les officiers de la mouvance africaniste prédominaient dans l’Académie,. Il semble du reste que les cadets aient conservé un bon souvenir de leur directeur et lui aient accordé leur confiance, témoin le fait qu’au moment du déclenchement de la guerre civile, plus de 90 % des 720 officiers formés à l’Académie rejoindront le camp franquiste, proportion nettement plus élevée que pour l’armée dans son ensemble,.
À Saragosse, la nouvelle Académie avait acquis un grand prestige et les Franco jouissaient d’une vie sociale comme jamais auparavant. Ils faisaient désormais partie de l’establishment local et Franco, devenu notable de province, sacrifia à ses obligations mondaines, rencontrant volontiers au casino militaire l’élite intellectuelle locale. Une rue de Saragosse fut nommée à son nom en mai 1929,. C’est à cette époque aussi que fit irruption dans sa vie un personnage qui y jouera un grand rôle dans les années à venir, Ramón Serrano Súñer, originaire de Carthagène, le jeune homme le plus coté de la ville, réputé naguère le meilleur étudiant en droit d’Espagne, brillant avocat passionné de politique, qui pendant ses études à Madrid s’était lié d’amitié avec José Antonio Primo de Rivera, et qui épousa la sœur cadette de la femme de Franco, Zita Polo. Le futur cuñadísimo — trait d'humour formé d'après cuñado, ‘beau-frère’ — exerça dès les premières années de leur rencontre une influence déterminante sur la réflexion politique de Franco,,.
Franco commença à manifester un grand intérêt pour la politique. Sous l’influence du Bulletin de l’Entente internationale contre la Troisième Internationale, édité à Genève, auquel Primo de Rivera lui avait offert un abonnement en 1927, Franco avait ajouté le communisme à la franc-maçonnerie comme deuxième danger de subversion menaçant l’Espagne et le monde occidental. Mais Franco s’intéressait alors plus à l’économie qu’à la politique et aimait à se proclamer « calé » dans ce domaine.
Son fantasque frère Ramón, qui se piquait d’écrire, publia trois brefs récits autobiographiques, et se passionnait aussi pour le monde de l’art, avec une prédilection pour l’avant-garde, en net contraste avec les goûts traditionnels de son frère. Il se fit franc-maçon, au moment même où Franco concevait une répulsion radicale contre la franc-maçonnerie. Ramón se livra à la subversion politique et, quand eut éclaté le 15 décembre 1930 la rébellion militaire républicaine, Ramón, en compagnie d’un petit groupe de conspirateurs, s’empara d’un petit aérodrome près de Madrid, puis survola le Palais royal en éparpillant des tracts qui proclamaient la république, avant de quitter précipitamment les lieux. Après l’échec de cette tentative de coup de force, et après qu’il a été accusé en octobre 1930 de préparation d’explosifs et de détention illégale d’armes, Ramón dut choisir l’exil à Lisbonne, où il se retrouva sans moyens et adressa à son frère une demande d’aide. Franco réagit par l’envoi d’une somme de 2 000 pesetas, c’est-à-dire tout ce qu’il avait pu réunir en si peu de temps, mais en accompagnant son envoi d’une missive, certes affectueuse, mais chargée aussi de remontrances, pour ramener son frère dans le « droit chemin ». Il y posait notamment que « l’évolution raisonnée des idées et des peuples, se démocratisant dans les limites de la loi, constitue le véritable progrès de la patrie, et toute révolution extrémiste et violente l’entraînera vers les tyrannies les plus odieuses ». Ceci tend à montrer que Franco n’était pas du tout contraire aux réformes démocratiques, moyennant qu’elles fussent légales et ordonnées, établies de préférence sous le régime de la monarchie. Le modèle de rébellion militaire du XIXe siècle lui paraissait irrévocablement dépassé. Il apparaît aussi de cette lettre que Franco tendait à séparer ses positions politiques et les impératifs de la solidarité familiale, manifestant en cette occasion, comme le note Andrée Bachoud, « un autre trait de sa personnalité : un esprit de clan qui l’emporte sur la conviction idéologique. Son expérience au Maroc lui a appris à préférer les fidélités personnelles aux communautés d’idées, toujours révisables ».

### Sous la dictature de Dámaso Berenguer

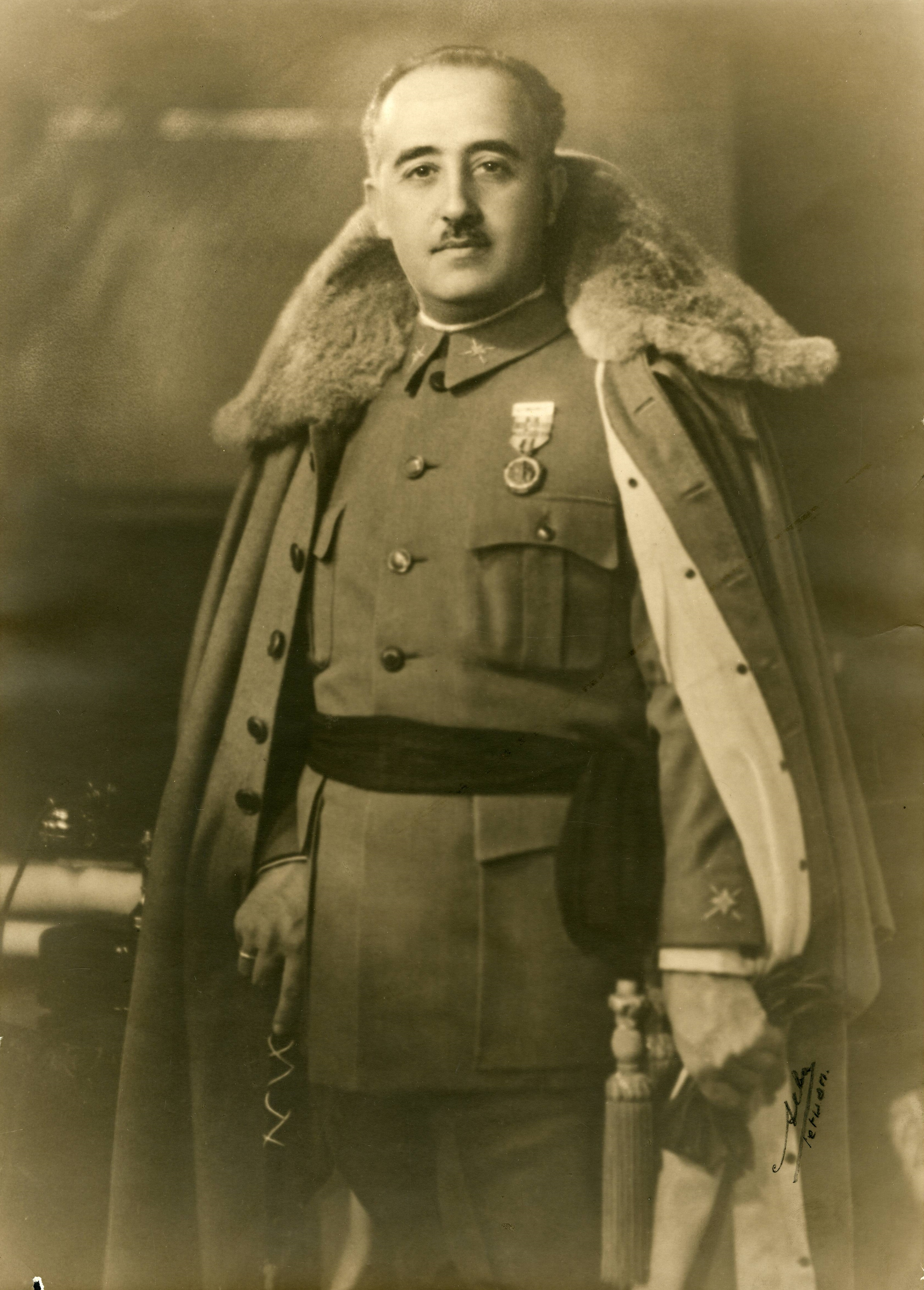
Franco revêtu de sa cape d'hiver (vers 1930).

Franco regretta la démission de Primo de Rivera, devenu de plus en plus impopulaire et privé de l’appui du roi Alphonse XIII et de la plupart des hauts gradés de l’armée, et jugeait les Espagnols bien ingrats d’oublier les réussites du dictateur, tout en se gardant d’exprimer ses sentiments en public.
La Dictablanda qui s’ensuivit — jeu de mots sur dictadura, et pouvant se traduire par dictamolle — fut marquée par le soulèvement de Jaca de décembre 1930, épisode pendant lequel Franco se tint publiquement du côté du régime. Résidant à Saragosse, et donc très proche du théâtre des événements, il mit, sans en attendre l’ordre, ses cadets en colonne de marche pour aller barrer la route qui va de Huesca à Saragosse. Il s’empressa ensuite de proposer ses services au roi et siégea au tribunal militaire chargé de juger les insurgés.
Entre-temps, une coalition républicaine avait été créée regroupant des républicains convaincus issus des partis de gauche et du centre, des autonomistes catalans et basques, et des démocrates issus de cercles monarchistes déçus par la dictature de Primo de Rivera. En 1931, Alphonse XIII, devant le mécontentement qu’il ne parvenait plus à contenir, se résigna à remplacer Dámaso Berenguer par le vieil amiral « apolitique » Aznar, qui organisa une consultation locale de routine, les élections municipales du 12 avril 1931, dont les résultats mirent en évidence l’antimonarchisme majoritaire de la population espagnole. Toutes les grandes villes et la quasi-totalité des capitales de province furent emportées par un raz-de-marée républicain, et un déferlement de manifestants proclama la république le 14 avril 1931,.
À Saragosse, Franco était atterré, s’étant en effet imaginé que la majorité de la population continuait d’appuyer la couronne. Il fut seul, aux dires de Serrano Suñer, à envisager la possibilité d’armer ses cadets et de les lancer sur Madrid en défense du roi, mais lorsqu’il fit part de son intention à Millán-Astray, celui-ci partagea avec lui une confidence de Sanjurjo, selon qui cette option ne recueillerait pas d’appuis suffisants, et qu’en particulier elle n’avait pas le soutien de la Garde civile ; cela lui fera renoncer.
Par la suite, Franco reprocha à Berenguer de n’avoir pas proclamé l’état d’urgence qui aurait sauvé la monarchie, et prétendra également que « la monarchie n’avait pas été rejetée par le peuple espagnol ». Il considérait que la prise du pouvoir par les républicains était une usurpation, une sorte de « pronunciamiento pacifique », perpétré en l’absence de toute opposition organisée, Alphonse XIII p. ex. n’ayant rien entrepris pour s’opposer à la prise de pouvoir par les républicains, de sorte que la légitimité passa au nouveau régime par l’effet de son renoncement. D’autre part, Franco admettait dans sa correspondance privée que les institutions étaient appelées à changer avec les temps nouveaux, ce qui d’un certain point de vue serait regrettable, mais en même temps compréhensible, et même, si le nouveau régime se révélait juste et honnête, acceptable.

## Sous la République
Début mai 1931, l’Espagne se trouvait en situation insurrectionnelle, et en juin 1931 fut convoquée une assemblée constituante, chargée de doter le pays d’une constitution moderne.
Sous la Deuxième République espagnole, la carrière de Franco connaîtra une trajectoire fort différente selon les trois phases politiques qui se sont succédé pendant cette période, à savoir : la phase biennale libérale de gauche (1931-1933) ; la phase biennale de contre-réforme centriste et de droite (1933-1935) ; et le régime quasi révolutionnaire du Front populaire à partir de février 1936.

### Biennat libéral (avril 1931-novembre 1933)

#### Fermeture de l’Académie de Saragosse et phase d’ostracisme

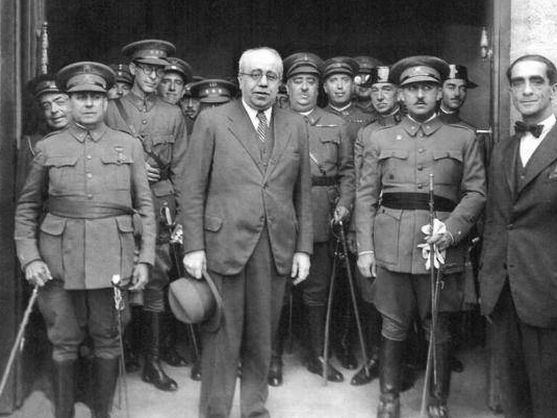
Manuel Azaña avec un groupe de militaires, dont Franco (à droite).

Franco ne chercha pas à gagner les faveurs du nouveau gouvernement et ne craignait pas d’exprimer sa fidélité au régime antérieur, cultivant ainsi une image d’homme de convictions. Il se montrait disposé à se ranger au nouvel ordre établi et se maintiendra dans une position de professionnalisme apolitique discipliné, sans égard pour ses sentiments personnels, jusqu’à quatre jours avant le début de la guerre civile.
En juillet, Manuel Azaña, le nouveau ministre de la Guerre, se proposa de mener une réforme des armées visant notamment à réduire les dépenses militaires. L’armée espagnole était un objectif primordial du réformisme républicain, et Azaña était résolu à la réorganiser de fond en comble, et surtout à créer un nouveau cadre institutionnel et politique propre à remettre l’armée à sa place. Une de ses préoccupations majeures était l’hypertrophie du corps des officiers ; au moyen d’une politique généreuse de départs à la retraite volontaires, avec « parachute doré » sous la forme d’une pension quasi complète, d’avantages fiscaux et en nature, le nombre des officiers tomba en un peu plus d’un an de 22 000 à moins de 12 400,,,. Franco pour sa part soutenait, tant dans ses conversations privées que dans sa correspondance, qu’il était de la responsabilité des officiers patriotes de rester en fonction, et de sauvegarder ainsi autant que possible l’esprit et les valeurs de l’armée. L’objectif d’Azaña était aussi de démocratiser et de républicaniser le corps des officiers, de révoquer les projets-vedettes de Primo de Rivera, et de favoriser les factions plus libérales, au détriment des africanistes.
D’autre part, Azaña procéda à une révision du système des promotions, avec vérification de la légitimité de celles qui avaient été accordées dans les années antérieures, ce qui ne manqua pas de provoquer de l’aigreur, notamment chez Franco, qui vit le 28 janvier 1933 sa promotion au grade de colonel confirmée, mais invalidé son titre de général de brigade,,. Avec ces dispositions, le ministre Azaña entendait assurer des perspectives de promotion aux officiers du rang, plus favorables au régime par définition.
Dans la même logique d’économie et d’efficacité, les six académies militaires existantes furent réduites à trois ; une nouvelle fut créée, destinée à la force aérienne. L’Académie militaire de Saragosse, sacrifiée, fut fermée en juin 1931, sous prétexte que l’établissement cultivait un esprit de caste étriqué, auquel il y avait lieu de substituer une formation plus technique. Franco exprime publiquement son mécontentement quand il prit congé de la dernière promotion de cadets. Dans son discours d’adieu le 14 juillet 1931, devant les cadets, il se positionna ouvertement contre la réforme, insistant aussi sur l’importance de maintenir la discipline, y compris et surtout quand la pensée et le cœur entrent en contradiction avec les ordres reçus d’une « autorité supérieure plongée dans l’erreur ». Il insinua que « l’immoralité et l’injustice » caractérisaient les officiers qui aujourd’hui servaient dans le ministère de la Guerre et conclut par un « Vive l’Espagne », au lieu du « Vive la république ! » de rigueur,.

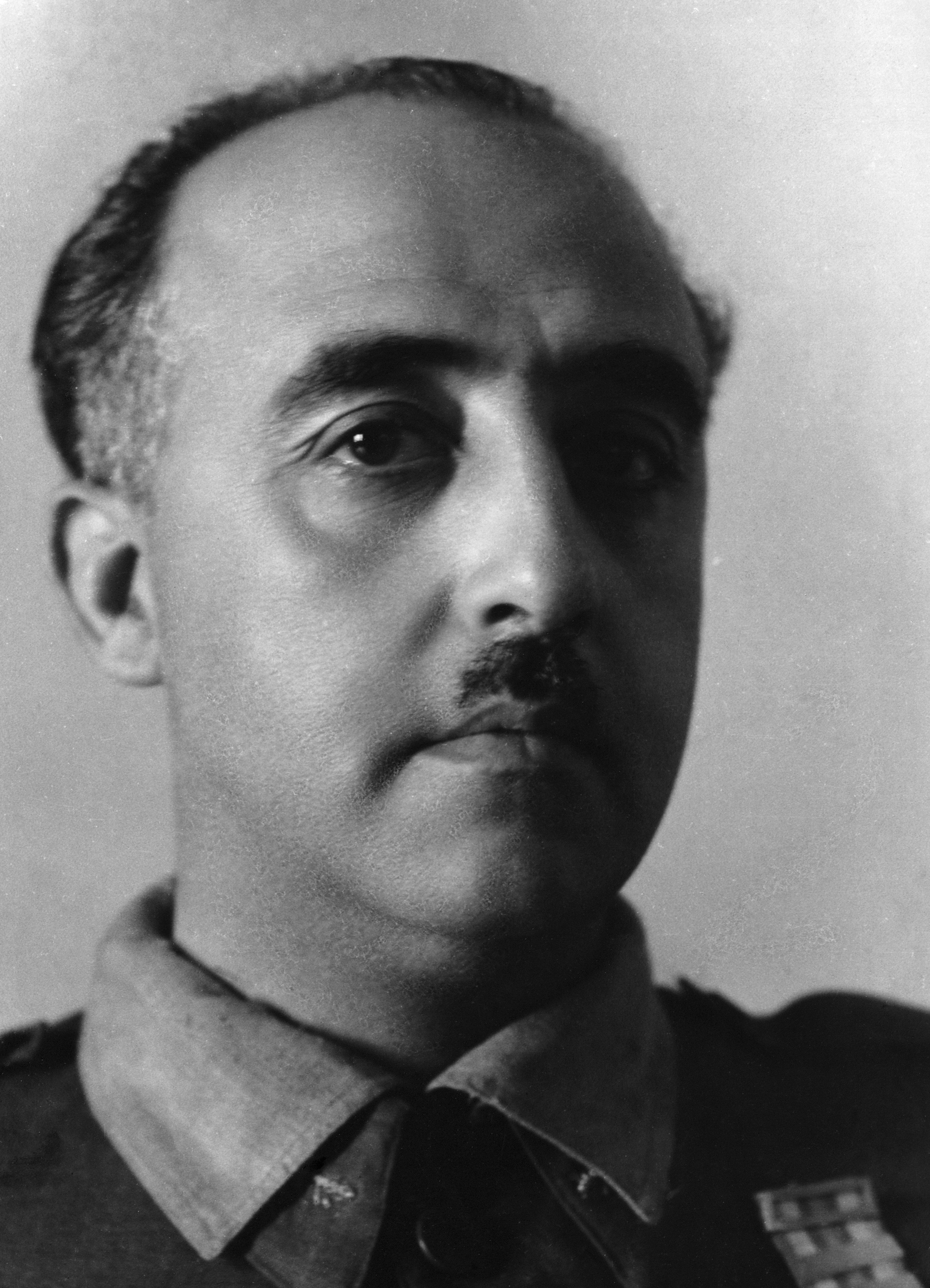
Franco vers 1930.

Azaña ensuite lui adressera un avertissement discret, lui exprimant son « déplaisir » (disgusto) et joignant une note défavorable à son état de service. Une fois fermée l’Académie de Saragosse, Franco se retrouva mis en disponibilité forcée pendant les huit mois suivants. À l’été 1931 circulaient de fortes rumeurs de coup d’État, où étaient cités les noms des généraux Emilio Barrera et Luis Orgaz et de Franco lui-même ; Azaña nota dans son journal que Franco était « le seul qu’il faille craindre » et qu’il était « le plus dangereux des généraux », ce pourquoi il fut pendant un temps constamment surveillé par trois policiers, alors qu’il s’abstenait (si l’on en croit ses papiers personnels) de toute déclaration ou attitude hostile au gouvernement. Azaña n’eut garde d’élargir le fossé qu’il venait de creuser entre les militaires et lui-même, et s’attacha à poursuivre sa ligne politique consistant à intégrer l’armée à la normalité républicaine et à placer des officiers sûrs aux commandes. Ainsi Ramón Franco, qui avait donné de nombreux gages à la cause républicaine, fut-il nommé directeur de l’aéronautique.
Tout indique que Franco admettait le régime républicain comme permanent, voire légitime, encore qu’il eût voulu le voir évoluer dans une direction plus conservatrice. Il nota dans ses Apuntes :

« Notre souhait doit être que la république soit victorieuse, […] en la servant sans réserves, et si par malheur cela ne peut être, que cela ne soit pas à cause de nous. »

En décembre 1931, figurant comme témoin devant la Commission des responsabilités chargée d’examiner les peines de mort prononcées contre les officiers qui avaient participé au soulèvement de Jaca en 1930, il affirma sa conviction qu’« ayant reçu en dépôt sacré les armes de la Nation et les vies des citoyens, il serait criminel en tous temps et dans toute situation que nous, qui sommes revêtus de l’uniforme militaire, puissions les brandir contre la Nation ou contre l’État qui nous les octroie ». Pourtant, l’instauration de la république marqua le début de la politisation de Franco, qui depuis lors prenait en compte les facteurs politiques dans chacune de ses décisions importantes.
La fratrie Franco pourrait passer pour un échantillonnage des diverses réactions suscitées par les réformes républicaines. Nicolás, professionnel compétent, joyeux et expansif, resta dans l’attentisme, essayant de mener ses affaires au mieux ; quoique gagnant bien sa vie à Valence, il démissionna pour revenir dans la marine comme professeur à l’école navale de Madrid,. Ramón devint une sorte de vedette par ses positions politiques outrancières ; ainsi, il militait en faveur d’une Fédération des républiques ibériques et se présenta comme candidat en Andalousie sur la liste républicaine révolutionnaire, dont le programme prévoyait l’autonomie régionale, la disparition des latifundia, avec redistribution de la terre aux paysans, la participation des ouvriers aux bénéfices de l’entreprise, la liberté religieuse etc. Il connut des succès électoraux, représenta Barcelone au Parlement, mais finit par se déconsidérer,. Les contentieux entre Franco et son frère Ramón finissaient toujours par être surmontés par le souci de ménager leur mère que tous deux vénéraient, et par cette disposition de caractère de Francisco qui lui faisait privilégier son appartenance à sa famille et à son clan sur ses convictions politiques à ses convictions politiques.

#### Affectation à La Corogne etSanjurjade
Franco passa retiré dans les Asturies, dans la maison familiale de sa femme, ses huit mois sans affectation. Cet intervalle d’ostracisme prit fin lorsque son attitude d’abstention politique lui eut permis de retrouver finalement du service le 5 février 1932 comme chef de la XVe brigade d’Infanterie de Galice, à La Corogne, ce qui valait claire reconnaissance de sa personne de la part d’Azaña. Il semble que celui-ci ait conclu que le nouveau régime était consolidé et que Franco, en dépit de ses points de vue conservateurs, était un professionnel fiable qu’il n’y avait pas lieu de marginaliser.
Cette nouvelle affectation n’était pas plus exigeante que celle à Madrid, et les années 1931-1933 seront les dernières d’une vie détendue, non accablée par les responsabilités. Il allait donc goûter la vie paisible d’un notable en Galice, disposant de temps libre à consacrer à ceux qu’il aimait, dont sa mère, à qui il rendait souvent visite. Il prit pour aide de camp son cousin Pacón.

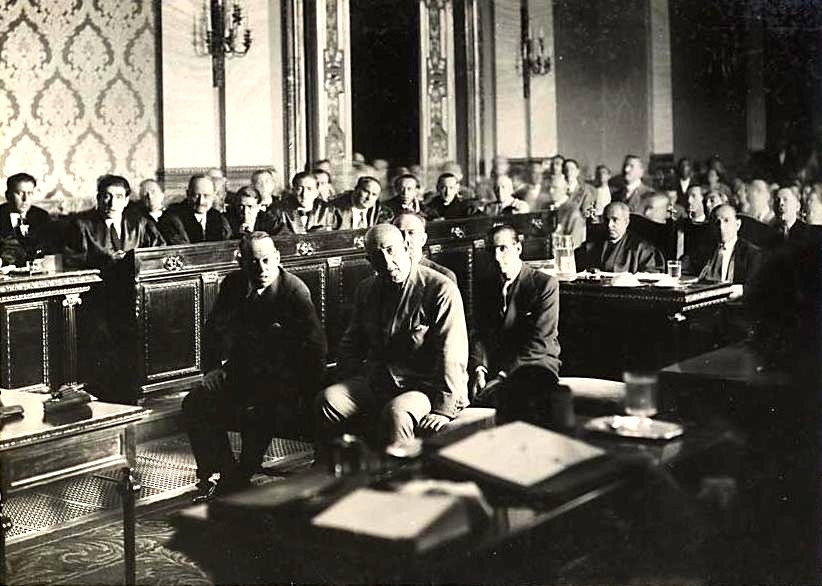
Procès des conjurés de la Sanjurjada : le général José Sanjurjo et ses comparses, août 1932.

Le 10 août 1932 eut lieu la seule tentative de rébellion militaire survenue sous la république avant la guerre civile. L’opinion relativement favorable de beaucoup d’officiers vis-à-vis du nouveau régime avait changé considérablement vers la fin de l’année 1931, mais sans qu’il y eût déjà une dissidence organisée. José Sanjurjo décida d’agir avant que l’autonomie ne fût accordée à la Catalogne. Le coup de force, mal planifié, avait reçu l’appui principalement de monarchistes, et aussi de républicains conservateurs. Sanjurjo affirma par la suite que le but n’était pas la restauration, mais la formation d’un gouvernement républicain plus conservateur qui soumettrait à plébiscite un projet de changement de régime. Franco eut pendant toute la préparation du complot de fréquents contacts avec lui, mais semble, comme presque tous les hauts gradés en active, avoir pris d’emblée ses distances. Ainsi, en juillet 1932, quatre semaines avant la Sanjurjada, Sanjurjo eut à Madrid un entretien secret avec Franco pour lui demander son appui à son pronunciamiento ; Franco ne le lui apporta pas, mais resta tellement ambigu, que Sanjurjo a pu être amené à penser qu’il pourrait compter sur lui, une fois le coup d’État enclenché. Pourtant, au moment du pronunciamiento, Franco se trouvait à son poste à La Corogne, assurant le commandement de la place, et ne se joignit pas aux rebelles. Le coup d’État ayant avorté, Sanjurjo fut traduit devant le conseil de guerre et pria Franco de le défendre, mais celui-ci, bien que conscient que la peine pour rébellion serait probablement la mort, déclina et lui répondit : « Je pourrais, en effet, vous défendre, mais sans espoir. Je pense en justice que vous étant soulevé et ayant échoué, vous avez acquis le droit de mourir »,. De toute façon, réticent à se lancer dans des aventures incertaines, Franco à aucun moment n’avait adhéré ni éprouvé de sympathie pour ce putsch et préférait se tenir à l’écart de l’agitation politique du moment, mais n’en continuera pas moins à visiter régulièrement Sanjurjo dans sa prison.

#### Préfet militaire aux Baléares
En février 1933, après que Franco a passé une année à La Corogne, Azaña, pour récompenser sa loyauté et en quête peut-être d’appuis face aux violences populaires, ou rassuré par sa discrétion, le nomma en février 1933 commandant de la région militaire des Baléares. Cette nouvelle affectation ayant valeur de promotion, puisqu’il s’agissait d’un poste qui revenait normalement à un général de division, cette mutation pourrait en effet s’inscrire dans les efforts d’Azaña pour attirer Franco dans l’orbite républicaine, en le récompensant pour sa passivité durant la Sanjurjada. Il est vrai que l’attitude de Franco, qui ne s’était engagé dans aucun des multiples mouvements antiparlementaires de droite qui avaient émergé au cours des deux dernières années en Espagne, pouvait apparaître rassurant au gouvernement. Toutefois Azaña consigna dans son journal qu’il était préférable de garder Franco éloigné de Madrid, où « il sera plus à l’écart des tentations »,,.
Franco, qui pour sa part jugeait que sa mutation équivalait à une mise à l’écart, se voua cependant tout entier à sa nouvelle fonction. L’Italie fasciste ayant manifesté un intérêt stratégique pour les Baléares, il apparaissait nécessaire de renforcer les défenses de l’archipel. L’armée espagnole n’était pas spécialement préparée dans l’art de la défense côtière, de sorte que Franco se tourna vers la France et sollicita l’attaché militaire en poste à Paris de lui transmettre de la bibliographie technique à ce sujet. L’attaché confia la mission à deux jeunes officiers qui suivaient alors les cours de l’École de guerre, le lieutenant-colonel Antonio Barroso et le lieutenant de vaisseau Luis Carrero Blanco, qui formulèrent une série de propositions. À la mi-mai, Franco envoya à Azaña un plan détaillé d’amélioration des défenses insulaires, qui fut approuvé par le gouvernement, mais mis en œuvre en partie seulement.

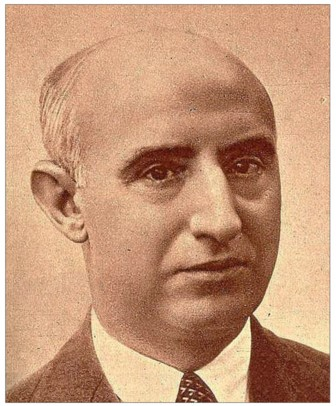
Juan March vers 1931.

Malgré les incertitudes, les premières années républicaines ne furent pas une période de forte tension pour les Franco. Ils faisaient souvent le voyage de Madrid, où ils avaient fait acquisition d’un appartement et où ils fréquentaient les théâtres, les cinémas etc. Aux Baléares, Franco noua des relations notamment avec un personnage redoutable pour la république, l’homme le plus riche d’Espagne[réf. nécessaire], le financier Juan March, qui depuis 1931 essayait de protéger sa fortune contre les mesures de justice sociale du régime républicain,. C’est probablement durant son séjour à Majorque que Franco se convertit sans le dire à l’action politique, même s'il prétendra encore longtemps ne pas s’y adonner.

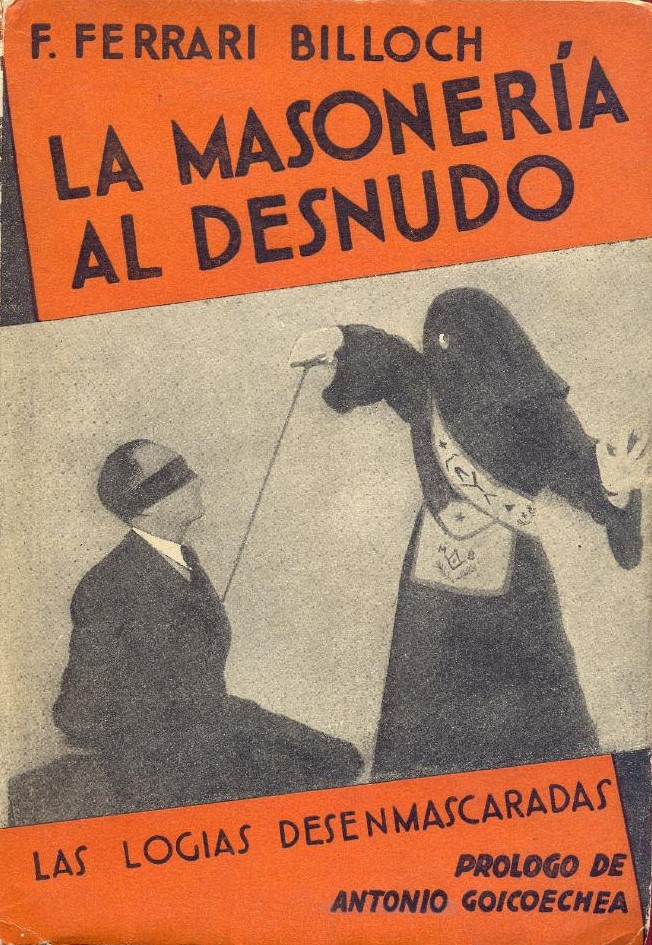
La Maçonnerie mise à nu, pamphlet antimaçonnique de Francisco Ferrari Billoch (1936).

Lisant alors beaucoup, Franco était préoccupé par la révolution communiste et par le Comintern, mais sa principale idée fixe dans ces années-là était que le monde occidental était rongé de l’intérieur par une conspiration de la gauche libérale, organisée par la franc-maçonnerie, d’autant plus insidieuse que les francs-maçons n’étaient pas des prolétaires révolutionnaires, mais en majorité des bourgeois rangés et respectables. Il croyait que bourgeoisie et franc-maçonnerie s'étaient alliées aux grandes entreprises et au capital financier, entités qui, ignorant la moralité et la loyauté politique, n’avaient d’autre objectif que d’amasser des richesses au prix de la ruine du peuple et au détriment du bien-être économique général. Le monde était selon lui menacé par trois internationales : le Comintern, la franc-maçonnerie et le capitalisme financier international, qui tantôt se combattaient, tantôt collaboraient et se soutenaient l’une l’autre pour saper la solidarité sociale et la civilisation chrétienne. La franc-maçonnerie restait la principale bête noire de Franco, et l’obsession anti-maçonnique lui tenait lieu de grille de lecture capable de rendre compte de toute attaque contre son système de valeurs.
Franco ne se sentait aucune affinité avec l’extrême droite. Malgré la création de la Phalange en 1933, le fascisme mussolinien, s’il exerçait un profond attrait sur une partie de la jeunesse espagnole, continuait d’être faible en Espagne et Franco ne lui manifestait aucun intérêt, le fascisme restant fort éloigné de ses orientations profondes,.
Franco commença à manifester ouvertement ses préférences partisanes. En 1933, il fut tenté d’être candidat pour la CEDA, mais son beau-frère lui ayant fait remarquer qu’un général pouvait être plus utile qu’un député dans les circonstances présentes, il s’était borné à voter ostensiblement pour ce parti. Il demeurait intimement monarchiste et catholique ; son mariage l’avait rapproché d’une société de possédants, qui pensait et sentait à droite, mais face aux propositions politiques du moment, il manifestait dans ses choix un certain éclectisme. Plus tard, il tiendra à affirmer d’abord sa dette envers Víctor Pradera, exposant de la droite traditionaliste.

### Biennat conservateur (novembre 1933-février 1936)
Par suite de la désunion de la gauche et à la faveur du système électoral, la CEDA, coalition de droite dirigée par José María Gil-Robles, remporta les élections générales du 19 novembre et du 3 décembre 1933. Après sa victoire, la CEDA, qui dans son ensemble n’était nullement tentée par le fascisme, s’attela à annuler les réformes qui avaient timidement été engagées par le gouvernement socialiste sortant. Les patrons et propriétaires terriens mirent à profit cette victoire pour abaisser les salaires, licencier des ouvriers (en particulier les syndicalistes), déloger les métayers de leurs terres, et augmenter le montant des fermages. Parallèlement, au sein de la formation socialiste, les modérés furent supplantés par des membres plus radicaux ; Julián Besteiro se vit ainsi marginalisé, pendant que Francisco Largo Caballero et Indalecio Prieto accaparaient tout le pouvoir de décision. L’aggravation de la crise économique, la révocation des réformes et les proclamations radicales des dirigeants de gauche déterminaient une atmosphère d’insurrection populaire. Dans les endroits où les anarchistes étaient majoritaires, les grèves et les affrontements entre travailleurs et forces de l’ordre se succédaient à une cadence rapide. À Saragosse, il fallut l’intervention de l’armée pour étouffer une amorce d’insurrection, avec levée de barricades et occupation de bâtiments publics. Comme la majeure partie de la droite espagnole, Franco voyait dans les mouvements révolutionnaires en Espagne les équivalents fonctionnels du communisme soviétique.

#### Promotions
Jusqu’en avril 1934, malgré ce retournement de tendance, Franco se tenait toujours à l’écart de la politique, étant alors tout à son chagrin de la mort de sa mère, survenue le 28 février (le faire-part de décès ne portait d’ailleurs aucune mention de son ancien mari). Il rencontra en juin le nouveau ministre de la Guerre, Diego Hidalgo y Durán, qui désirait faire connaissance avec son général le plus célèbre et qui semble avoir été très impressionné par la rigueur et par la minutie avec lesquelles Franco accomplissait ses fonctions, ainsi que par la discipline qu’il imposait à ses hommes. Fin mars 1934, après la constitution du gouvernement Lerroux, le ministre de tutelle éleva Franco, avec effet immédiat, au grade de général de division, en même temps qu’il réintégra Mola dans l’armée, qu’il commua la peine d’emprisonnement de Sanjurjo en exil au Portugal, et qu'il s’entourait de plus en plus d’éléments durs de l’armée,,.

#### Insurrection révolutionnaire d'octobre 1934

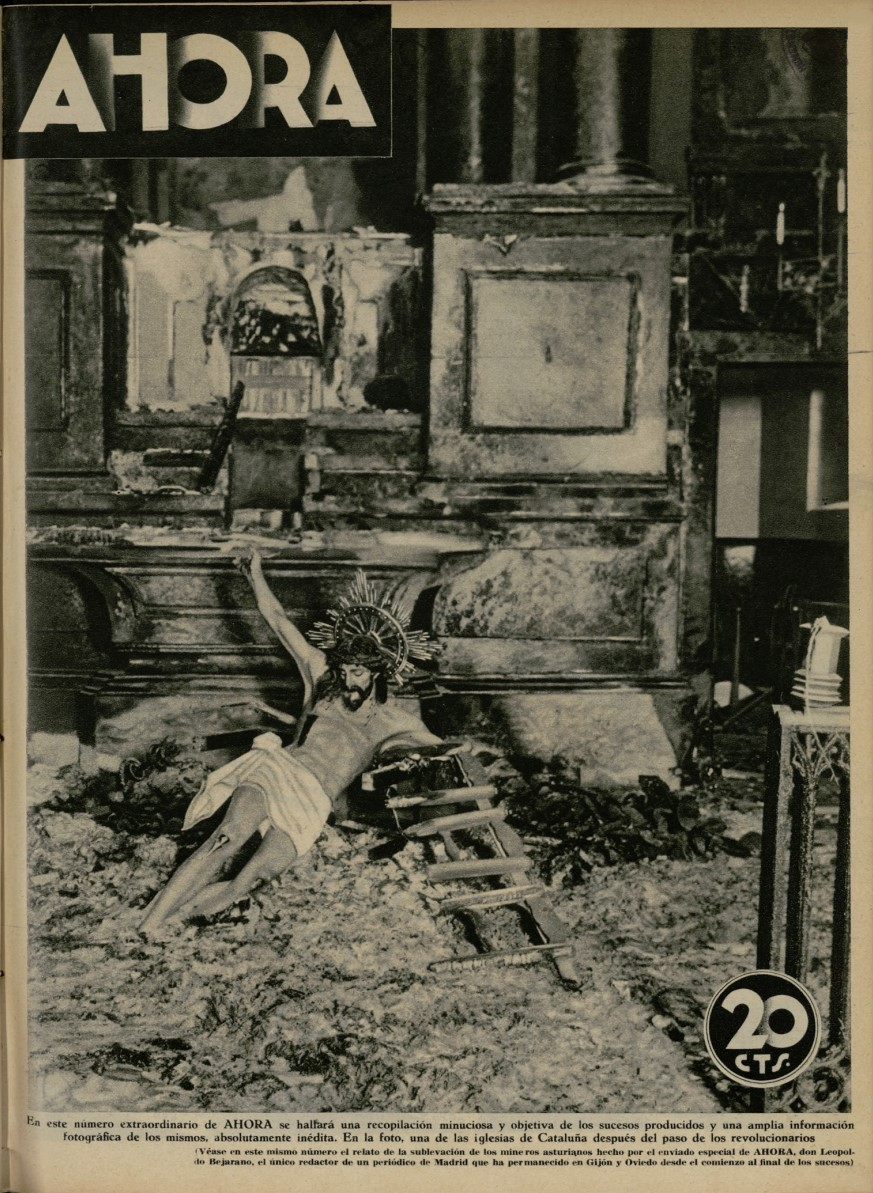
Une église catalane dévastée à la une du journal Ahora, 17 octobre 1934.

Le 26 septembre 1934 fut formé un nouvel exécutif, présidé cette fois encore par Lerroux, et auquel viendront se joindre trois autres membres de la CEDA. L’attitude revanchiste du gouvernement Lerroux précédent avait accentué le mécontentement populaire et incité la gauche révolutionnaire à réagir. En outre, la gauche, inquiète de la montée des dictatures fascistes en Europe, amalgamait la CEDA à des positions fascistes,. À l’annonce, le 26 septembre 1934, de la constitution du nouveau gouvernement Lerroux, l’UGT, les communistes et les nationalistes catalans et basques — auxquels la CNT anarchiste dédaigna de s’associer, sauf dans les Asturies — organisèrent le 4 octobre, à l’effet de renverser le nouveau gouvernement, une insurrection impromptue, qui dégénéra bientôt en révolution. Cette dernière fut effective dans plusieurs secteurs du pays comme la Catalogne, le Pays basque et, principalement, les Asturies. Si dans d’autres zones, le mouvement fut réprimé avec une relative facilité par les comandancias militaires locales, il n’en fut pas de même dans les Asturies où les mineurs libertaires s’unirent à leurs collègues socialistes, communistes et para-trotskistes. Disciplinés, munis d’explosifs et d’armes saisies dans les arsenaux, les révolutionnaires constituèrent une force de 30 000 à 70 000 hommes, qui réussit à se rendre maître de la plus grande partie de la région, à prendre d’assaut la Fabrique d'armes de Trubia, à occuper les bâtiments publics — à l’exception de la garnison d’Oviedo et du centre de commandement de la Garde civile de Sama de Langreo — et à couper la route à la colonne du général Carlos Bosch Bosch, qui s’était élancée au départ de León,. Les révolutionnaires tuèrent de sang froid entre 50 et 100 civils, principalement des prêtres et des gardes civils, dont plusieurs adolescents du séminaire, incendièrent des églises et mirent à sac des édifices publics. En outre, ils pillèrent plusieurs banques et mirent la main sur 15 millions de pesetas, butin jamais récupéré.
Pour le gouvernement, il n’y eut d’autre recours que l’armée. Hidalgo Durán fit appel aux officiers les plus sûrs, et décida que Franco, sans doute en raison de sa connaissance des Asturies et de son inflexibilité, resterait à ses côtés, avec la mission officieuse de mener la contre-offensive et la répression. Hidalgo voulut d’abord envoyer Franco directement dans les Asturies, mais Alcalá-Zamora lui fit comprendre que la personne au commandement devait être un officier libéral s’identifiant totalement à la république. Aussi le chef des opérations sur le terrain allait être le général Eduardo López de Ochoa, républicain sincère et franc-maçon notoire,. Conscient de son incompétence militaire et subjugué par Franco, Hidalgo l’installa donc dans son propre bureau comme assesseur technique. Si donc Franco dirigea les opérations seulement à titre de conseiller direct du ministre de la Guerre, il disposait d’une capacité d’initiative et de pouvoirs considérables rendus possibles par sa proximité avec le ministre. Franco planifia et coordonna les opérations militaires dans tout le pays et eut même l’autorisation d’user de certaines facultés relevant de la compétence du ministère de l’Intérieur,,. Pendant dix jours, assisté par son cousin Pacón et par deux officiers de marine de sa confiance, Franco n’allait pas quitter le ministère de la Guerre, dormant la nuit sur le divan du bureau qu’il occupait, tandis que la loi martiale était décrétée dans toute l’Espagne,,. Pour lui, l’insurrection faisait partie d’une vaste conspiration révolutionnaire fomentée par Moscou. José Antonio Primo de Rivera prit contact avec Franco en avril 1931 pour le conjurer sur un ton pathétique de défendre l’unité de l’Espagne et son indépendance contre le coup d’État révolutionnaire. Franco cependant ne tint pas trop compte des alarmes de l’extrême droite et ne répondit pas à la missive de José Antonio.
Pour vaincre la très vive résistance des mineurs, il fallut le pilonnage d’Oviedo par air et par mer et l’envoi des troupes coloniales. La composante clef des forces de répression était en effet un corps expéditionnaire de deux bataillons du Tercio et deux tabores marocains, en plus d’autres unités du Protectorat, formant ensemble une troupe de 18 000 soldats, dépêchée par bateau à Gijón. Le chef de cette troupe, le lieutenant-colonel López Bravo, ayant manifesté sa répugnance à tirer sur des compatriotes, avait été débarqué à La Corogne, sur ordre de Franco, et remplacé par Juan Yagüe, son vieux compagnon d’Afrique, alors en permission, dont les troupes s’employèrent à expulser d’Oviedo les révolutionnaires, puis à les réduire aux secteurs houillers des environs. Cette idée de transférer les unités d’élite du Maroc vers les Asturies et de les envoyer contre les insurgés venait sans doute de Franco, cependant un tel transfert n’était pas inédit, Azaña l'ayant déjà ordonné par deux fois dans le passé récent. Cette décision fut déterminante, attendu que les unités régulières de l’armée espagnole se composaient d’appelés du contingent, dont beaucoup étaient de gauche, et qu’elles avaient une capacité de combat limitée. Tout officier soupçonné de tiédeur fut remplacé, tel que son cousin le commandant Ricardo de la Puente Bahamonde, officier de la force aérienne, d’idées libérales, qui avait la charge d’une petite base aérienne près de León et avait laissé transparaître quelque sympathie pour les insurgés, et que Franco destitua sur-le-champ de son commandement,.

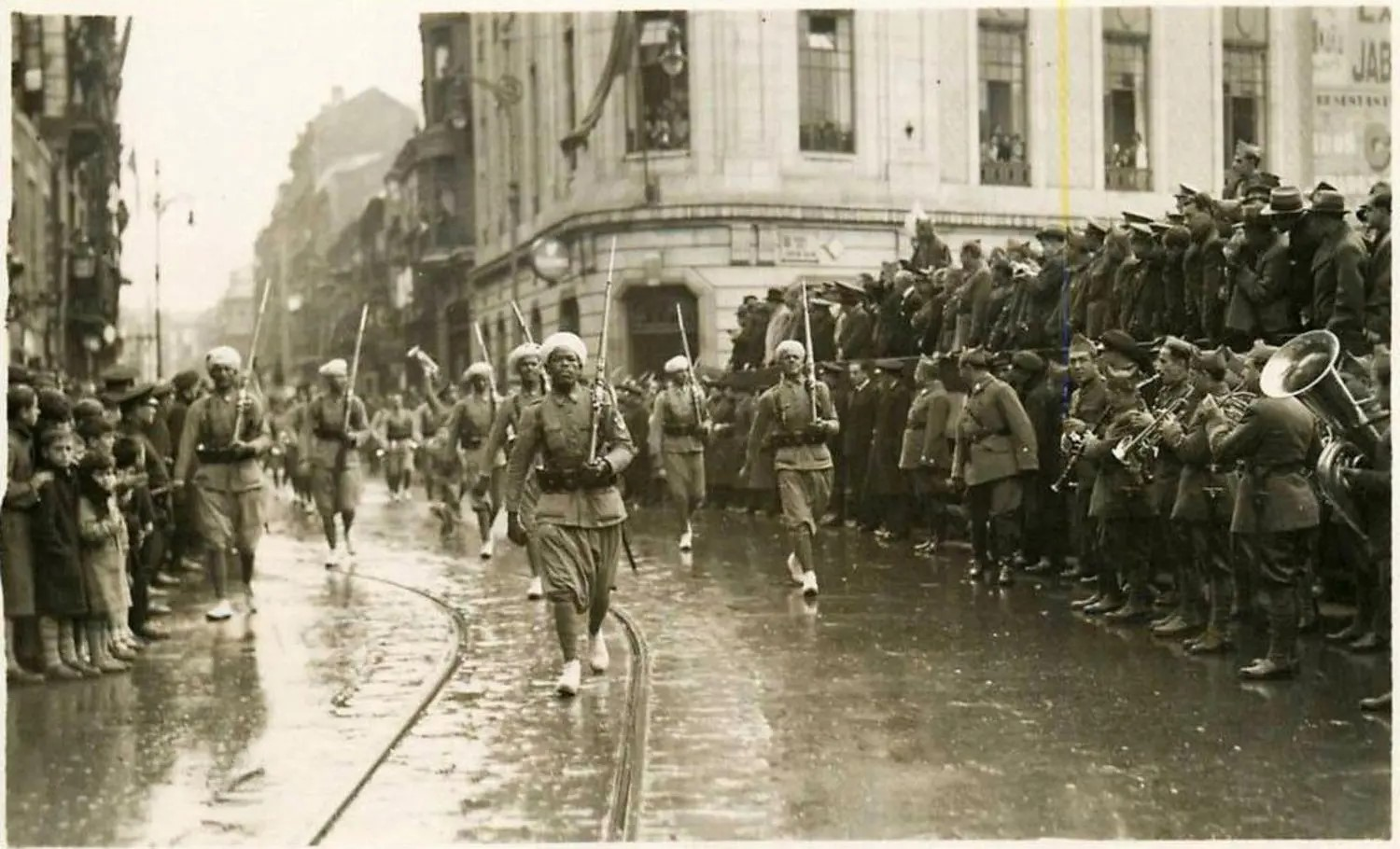
Les troupes coloniales défilent dans Gijón après l'écrasement de la révolution asturienne de 1934.

La répression fut impitoyable, et dans le processus de « reconquête » de la province, les troupes de répression, avec l’accord de leurs chefs, se livrèrent sans retenue au massacre et au pillage. Sans doute y eut-il de nombreuses exécutions sommaires, encore qu’on ait pu identifier qu’une seule victime réelle. Certes, les mineurs du bassin des Asturies avaient pillé et tué des religieux et des gardes civils, mais les troupes marocaines, selon les termes d’Andrée Bachoud, « rendront les coups au centuple », avec plus d’un millier de tués et un grand nombre de viols ; « avec la pratique qu’il avait de ces troupes, Franco ne pouvait être surpris par ce déchaînement assassin, et l’avait-il sans doute voulu pour donner une terrible exemplarité au châtiment, sans le moindre état d’âme. C’était pour lui la seule riposte possible au danger couru par la civilisation occidentale. » Comme il le déclara le 25 octobre, la guerre avait commencé :

« Cette guerre est une guerre de frontières et les frontières sont le socialisme, le communisme et toutes ces formes qui attaquent la civilisation pour la remplacer par la barbarie. »

Franco, requis par Hidalgo de rester dans le ministère pour aider à coordonner la pacification subséquente, demeura à Madrid jusqu’en février 1935. López de Ochoa négocia, comme le souhaitait Alcalá Zamora, un cessez-le-feu par lequel les révolutionnaires, avec à leur tête notamment Belarmino Tomás, remettaient les armes en échange de la promesse que les troupes de Yagüe n’entreraient pas dans le bassin minier. Les engagements pris par López Ochoa semblent n’avoir pas été parfaitement respectés par Hidalgo, c’est-à-dire par Franco, sous prétexte que les mineurs n’avaient pas eux-mêmes exécuté toutes les clauses de l’accord.

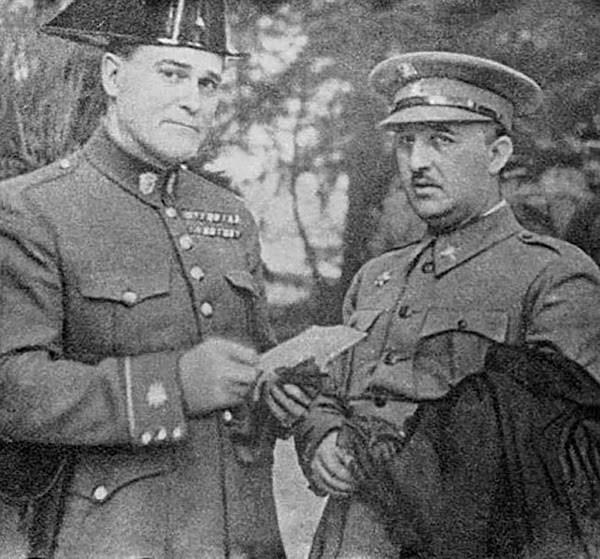
Lisardo Doval en compagnie de Franco.

La répression politique à froid qui suivit sera marquée par la même démesure, et la responsabilité du nettoyage appartenait là encore au général Franco ; son homme de main fut le commandant de la Garde civile, Lisardo Doval, ancien condisciple de Franco à l’Académie de Tolède, qui avait déjà sévi dans les Asturies en 1917, et qui s’activa à réprimer avec un zèle sadique, torturant et exécutant ses prisonniers,. Nommé le 1er novembre à la tête d’une juridiction spéciale jouissant de l’autonomie administrative, Doval eut sous sa coupe de 15 à 20 mille prisonniers politiques, sur lesquels il se livra dans un couvent d’Oviedo à des interrogatoires musclés assortis de tortures, à telle enseigne que le gouverneur des Asturies demanda et obtint sa destitution fin décembre. Bien qu’on ait essayé de minimiser la responsabilité de Franco dans ces pratiques, les documents d’archives ne laissent aucun doute sur ses intentions ni sur sa pleine adhésion aux méthodes de Doval, qu’il félicita « affectueusement pour l’important service qu’il vient de rendre », ce qui tend à attester que Franco n’a guère changé de convictions ni de méthodes. En particulier, un télégramme de félicitations de Franco adressé à Doval daté du 5 décembre a été retrouvé, qui dénote, selon Bartolomé Bennassar, que Franco, « persuadé de combattre dans les Asturies contre la révolution, sur un front où les ennemis étaient le socialisme, le communisme et la barbarie, découvrant aux Asturies l’action du Komintern, était prêt à utiliser tous les moyens, sans le moindre scrupule de conscience, ne voulant même plus se souvenir des dures conditions de vie des prolétaires asturiens, pourtant connues de lui. Indifférent à la mort des autres, il n’est pas à proprement parler cruel, mais à 42 ans, il est insensible, et déjà tendu vers le pouvoir ».
L’insurrection et sa répression, causant plus de 1 500 morts, ouvrit une fracture définitive entre la droite et la gauche. Guy Hermet note que

« les morts tombés de part et d’autre alimentèrent la haine et la rancœur dans les deux camps. L’affaire des Asturies dessine le tournant central de la Seconde République, en traçant déjà le clivage qui va séparer les deux camps antagonistes de la Guerre civile. À partir de ce moment, la classe ouvrière et la gauche n’avaient pas seulement basculé dans une opposition vengeresse à la république conservatrice née des élections de 1933 ; elles avaient également cessé de concevoir la démocratie comme un régime de compromis et d’alternance au pouvoir de courants idéologiques distincts, et n’acceptaient plus d’autre issue que celle d’un gouvernement révolutionnaire irréversible. […] Sur leur aile gauche, les anarchistes étaient devenus tout disposés à une collaboration suivie avec les communistes et même à l’établissement de certains liens organiques avec eux ; en bref, ils songeaient à promouvoir une version espagnole de la révolution d'Octobre. »

Pourtant, aucune des organisations politiques impliquées dans l’insurrection ne fut mise hors la loi, encore que dans certaines provinces les sections socialistes aient dû fermer. Des centaines de dirigeants passèrent en jugement sous la loi martiale et plusieurs sentences de mort furent prononcées, notamment à l’encontre de militaires déserteurs qui avaient rejoint les révolutionnaires, mais finalement, seules deux personnes furent exécutées, dont l’une s’était rendue coupable de multiples assassinats. Si la CEDA glissa vers une ligne dure, Alcalá Zamora, conformément à son objectif de « recentrer la République », estimait qu’il fallait se réconcilier avec la gauche plutôt que de la réprimer et insista pour que toutes les peines de mort fussent commuées. Franco, bien qu'horrifié par la politique d’apaisement du président, campa sur sa ligne ordonnanciste de discipline stricte.
Le 18 octobre 1934, pendant les ultimes affrontements dans les Asturies, le général Manuel Goded d’une part, qui avait été d’abord un fervent libéral, puis, déçu par le gouvernement du bienio liberal, un opposant à celui-ci, et le général Joaquín Fanjul d’autre part, suggérèrent à Gil-Robles et à Franco que le moment était venu pour la droite de s’emparer du pouvoir. Franco refusa catégoriquement, indiquant que si quelqu’un devait évoquer devant lui une intervention militaire, il couperait court à la conversation immédiatement. De même, il déconseilla un autre plan, consistant à tirer Sanjurjo de son exil lisboète pour accomplir en Espagne un pronunciamiento militaire.
Lerroux récompensa Franco pour la part décisive qu’il avait prise dans le rétablissement de l’ordre, en lui attribuant la grand-croix du Mérite militaire et en le nommant le 15 février 1935 commandant en chef des troupes au Maroc, ce dont Franco fut enchanté. Toute une partie de l’opinion et de la presse de droite considérait qu’il était le sauveur de la patrie, ABC saluant même le départ pour le Maroc du « jeune Caudillo »,,,. Trois mois seulement après avoir pris ses fonctions en Afrique, et au lendemain d’une nouvelle crise politique ayant entraîné un nouveau remaniement ministériel, où Gil-Robles entra dans le gouvernement comme ministre de la Guerre, Franco s’en retourna en Espagne à la suite de sa nomination comme chef d’état-major central de l’armée de terre, charge du plus haut prestige qu’il remplira jusqu’à la victoire du Front populaire en février 1936.

#### Chef d’état-major
Franco, nommé le 20 mai 1935 à la tête de l’état-major et adhérant totalement aux objectifs fixés par le nouveau gouvernement Lerroux, œuvra à mettre en place un verrouillage contre-révolutionnaire, c’est-à-dire à revenir sur les mesures prises antérieurement par Azaña et à protéger l’armée contre les militaires suspects de sympathie envers la république,. Veillant à attribuer les postes de commande à des hommes sûrs, il fit en sorte que ceux qui avaient été écartés sous le gouvernement d’Azaña retrouvent places et grades : ainsi, le général Mola prit le commandement des forces du Maroc, et Varela fut promu général,. Toutefois, le conservatisme n’était pas son seul critère, et des hauts gradés connus pour être des francs-maçons p. ex. purent garder leur poste, voire eurent de l’avancement, moyennant qu’ils aient fait la démonstration de leur compétence professionnelle et de leur fiabilité, ce qui dénote qu’en 1935 la phobie anti-maçonnique de Franco n’était pas absolue. La force aérienne, qu’Azaña avait placée directement sous l’autorité du président de la république, fut réintégrée dans l’armée, et nombre d’autres changements furent décidés dans divers domaines.
Franco créa au sein de l’état-major une section de contre-espionnage chargé de surveiller les mouvements révolutionnaires et, en particulier, la subversion au sein des forces armées, partant du constat que 25 % des nouvelles recrues étaient des militants d’organisations de gauche. En 1934-1935 fut fondée, sur une idée de hauts gradés parmi les plus conservateurs, une association semi-secrète d’officiers appelée Union militaire espagnole (UME), sorte de variante conservatrice des anciennes juntas militares, destinée à sauvegarder les intérêts professionnels des officiers et à rehausser leur autorité. Très hostile à la république, l’UME augmentait régulièrement ses effectifs, et les officiers trublions qui l’avaient fondée se virent rejoints par des généraux de grand renom : Sanjurjo, Fanjul, Mola, Barrera par exemple. Franco lui-même, sans en être membre déclaré, entretenait des relations avec cette association par le truchement de l’un des officiers de son équipe, le colonel Valentín Galarza Morante,.
La collaboration entre Franco et Gil-Robles fut abruptement interrompue à la mi-décembre 1935, lorsque, à la suite de l’affaire Straperlo, qui avait porté au grand jour la corruption du gouvernement minoritaire Lerroux, celui-ci fut renversé au parlement et qu’Alcalá-Zamora eut exigé sa démission. Pendant la crise de pouvoir qui s’ensuivit, Fanjul, qui souhaitait voir l’armée intervenir, consulta Franco et d’autres officiers de haut rang. La réponse du chef d’état-major fut catégorique : les militaires étaient politiquement divisés et commettraient une grave erreur s’ils décidaient d’intervenir ; il n’y avait pas de danger imminent de révolution subversive ; une crise ordinaire comme celle en cours ne nécessitait pas d’intervention militaire, qui ne se justifierait que s’il y avait une crise d’ampleur nationale menaçant de déboucher sur un délitement total ou un coup d’État imminent par des révolutionnaires. Selon certains auteurs cependant, Franco aurait été acquis à l’idée d’un pronunciamiento dès lors qu’il aurait eu la certitude de réussir.

#### Élections générales de 1936
Une partie de la droite, notamment la CEDA et certaines factions au sein de l’armée, se mirent à conspirer dans le but d’empêcher la nouvelle consultation électorale ou d’en annuler les effets par un coup d’État. Des émissaires de Calvo Sotelo, des généraux acquis à l’idée d’un soulèvement, des monarchistes, et y compris José Antonio Primo de Rivera, pressèrent Franco, dont l’adhésion apparaissait indispensable, de rallier ce putsch et de concourir à sa préparation. Mais ils se heurtèrent sinon à un refus, du moins à une réponse ambiguë ; Franco, peu enclin par tempérament à se décider sans avoir la certitude de l’emporter, considérait le moment mal choisi et craignait que l’échec ne soit probable et ses conséquences très graves pour l’avenir de l’Espagne,.

Carte montrant le résultat des élections de février 1936 par circonscription : celles où la gauche l’emporta sont figurées en rouge, celles où l’emporta la droite en bleu, et celles où le centre arriva en tête en vert.

En janvier 1936, les rumeurs insistantes sur la préparation d’un putsch militaire et sur la supposée participation de Franco à celui-ci vinrent à la connaissance du président du Conseil provisoire Manuel Portela, qui envoya Vicente Santiago Hodsson demander un entretien avec Franco ; celui-ci, à ce moment toujours chef d’état-major, se montra une nouvelle fois évasif, lui déclarant qu’il ne conspirerait pas tant que n’existerait pas un « danger communiste en Espagne ».
Les élections du 16 février 1936 furent remportées par le Front populaire. Dédaignant les partis centristes, les électeurs s’étaient polarisés entre les deux coalitions ennemies de droite et de gauche ; selon Guy Hermet, « les Espagnols n’avaient pas le souci primordial de la préservation des institutions républicaines, et étaient plus préoccupés de solder les rancœurs accumulées depuis 1931 ». Franco aussi bien que Gil-Robles travaillèrent alors inlassablement, de manière coordonnée, à faire révoquer la décision des urnes. Le 17 février, à trois heures et quart du matin, aussitôt les résultats connus, Gil-Robles se rendit au ministère de l’Intérieur et, s’entretenant avec Portela, tenta de le convaincre de suspendre les garanties constitutionnelles et de décréter la loi martiale. Il y parvint si bien que Portela consentit à proclamer l’état d’alerte et téléphona à Alcalá Zamora pour solliciter l’autorisation d’imposer la loi martiale. Parallèlement, Franco, cette même nuit, appela au téléphone le général Pozas, inspecteur général de la Garde civile, pour tenter de faire proclamer l’état de guerre afin de contenir des désordres prévisibles, mais son interlocuteur se montra opposé à l’initiative. Ensuite, il fit pression sur le ministre de la Guerre, le général Molero, puis sur Portela pour faire proclamer la loi martiale et obliger Pozas à déployer la Garde civile dans la rue.
Le lendemain, le gouvernement, réuni pour débattre de la proclamation de la loi martiale, proclama l’état d’alerte pendant huit jours et habilita Portela à décréter la loi martiale quand il le jugerait opportun. Franco, mettant à profit la connaissance qu’il avait, en qualité de chef d’état-major, des pouvoirs accordés à Portela, envoya des ordres aux différentes régions militaires. Saragosse, Valence, Alicante et Oviedo proclamèrent l’état de guerre, tandis que d’autres capitaineries se montraient indécises. C’est principalement parce que la Garde civile refusa de s’associer au coup de force que celui-ci avorta. Devant l’échec, lorsque Franco vit enfin le chef de gouvernement dans la soirée, il joua habilement sur les deux plans. Dans les termes les plus courtois, Franco dit à Portela que, face au péril que constituait un possible gouvernement de Front populaire, il lui offrait son appui et celui de l’armée s’il se résolvait à rester au pouvoir. Il ne voulait agir contre la légalité républicaine qu’en dernier recours. Quelques semaines après la victoire du Front populaire, il adressa à Gil-Robles une lettre où il martela une nouvelle fois sa détermination ainsi que son refus de s’associer à un coup de force illégal.

### Front populaire

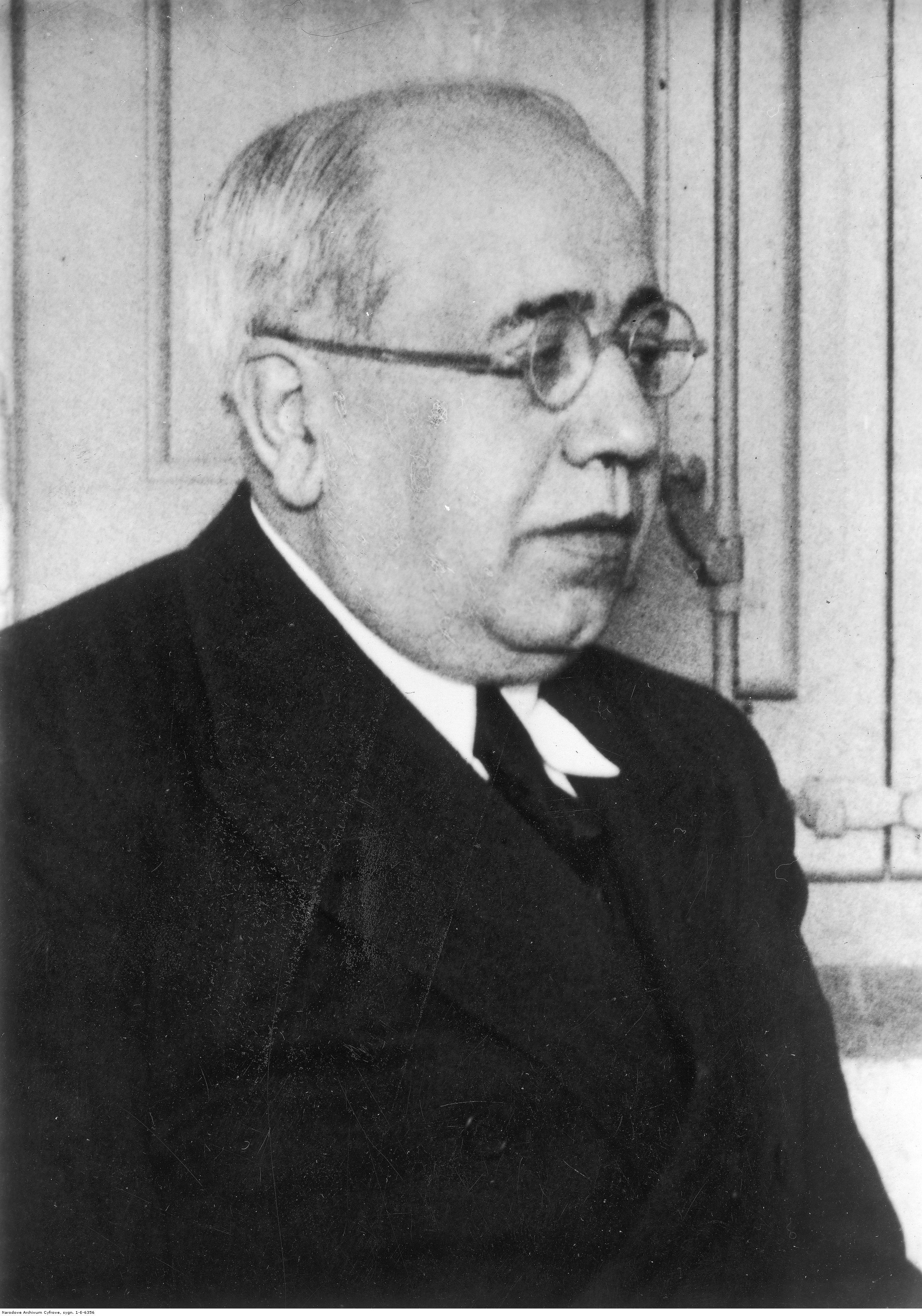
Manuel Azaña, président du Conseil.

Au lendemain des élections, Manuel Azaña fut nommé président du Conseil. Si Azaña connaissait l’existence du complot, s’il était bien au courant de l’atmosphère de conspiration qui existait dans la droite et dans quelques fractions de l’armée, il n’en savait ni les détails, ni exactement qui étaient les conspirateurs, et n’attachait du reste pas grande importance à cette effervescence putschiste et tendait à la minimiser. Parmi les rares dispositions qu’il prit pour y faire face, l’une consista à procéder, dès son troisième jour au pouvoir, à d’importants changements dans la hiérarchie militaire afin d’éloigner des centres du pouvoir les officiers supérieurs conservateurs et ceux des généraux qu’il considérait les plus enclins au pronunciamiento : le général Mola, sur qui Azaña cependant croyait pouvoir encore compter, fut destitué du commandement de l’armée d’Afrique et expédié à Pampelune, en Navarre, province écartée ; le général Goded fut muté dans les îles Baléares ; et Franco, quelques jours après les élections, le 22 février, fut suspendu de ses fonctions de chef d’état-major et nommé en échange commandant général dans les Îles Canaries,,.
Franco, très dépité par cette mutation, qu’il interpréta comme un bannissement, eut un entretien avec Azaña et lui exposa qu’une fonction adéquate à Madrid lui permettrait de mieux servir le gouvernement en l’aidant à préserver la stabilité de l’armée, voire à éviter des conspirations militaires. Franco devait maintenir cette attitude pendant encore un certain temps, en accord avec ses principes professionnels. Il songea un moment à solliciter sa mise en disponibilité, en attendant que la situation se clarifie, et à voyager à l’étranger pendant une saison, pour échapper aux menaces des révolutionnaires qui exigeaient son incarcération. Mais il finit par conclure que, d’une manière ou d’une autre, le service actif lui permettrait de se rendre plus utile.
Les élections avaient été invalidées dans les provinces de Grenade et de Cuenca. Comme il fallait refaire les élections dans ces deux circonscriptions, une coalition de droite envisageait de participer au scrutin partiel prévu pour le 5 mai. Franco, pressé par son beau-frère, soit attiré par l’action politique soit voulant acquérir l’immunité parlementaire, ou encore cherchant à se rapprocher de Madrid, demanda au président de la CEDA de figurer sur la liste de la coalition conservatrice, à titre d’« indépendant ». Avec l’accord de Gil-Robles et celui de la direction de la CEDA, celle-ci proposa à Franco sur les listes de Cuenca une place qui devait lui garantir de sortir élu. José Antonio Primo de Rivera, figurant sur cette même liste, fit opposition, car il considérait Franco comme insidieux, calculateur et peu fiable. Serrano Suñer fit le voyage aux Canaries, chargé, supposément, de convaincre Franco de se retirer ; le résultat de ce déplacement fut que Franco rétracta sa candidature,. Franco et José Antonio n’avaient jamais été en très bons rapports, en particulier depuis que Franco avait fait capoter un projet putschiste imaginé par le dirigeant phalangiste, en décembre 1935, et le refus de Primo de Rivera de partager avec Franco la même liste à Cuenca sera la cause chez ce dernier d’un ressentiment envers le jeune politicien. La fracture était consommée entre la droite traditionnelle, à laquelle Franco se sentait appartenir, et le néofascisme que la Phalange voulait instaurer en Espagne.

### Conspiration
Dans les rumeurs de coup d’État, qui avaient été incessantes dès les débuts de la République, le nom de Franco était revenu fréquemment, nonobstant le soin qu’il mettait à éviter de verser dans la politique. De fait, Franco avait été sollicité à participer à ces conspirations, mais se montrait toujours velléitaire et ambigu. Les conjurés, qui avaient besoin de sa participation, car celle-ci représentait l’assurance de l’intervention des troupes marocaines, élément décisif, et de l’adhésion de nombreux officiers, s’exaspéraient des hésitations et réticences de Franco, en particulier Sanjurjo, qui le traita de « coucou ». En juin 1936, l’indécision, les atermoiements et minauderies de Franco faisaient tellement enrager Emilio Mola et le groupe de conspirateurs de Pampelune qu’ils l’appelèrent en privé « miss Islas Canarias 1936 »,.

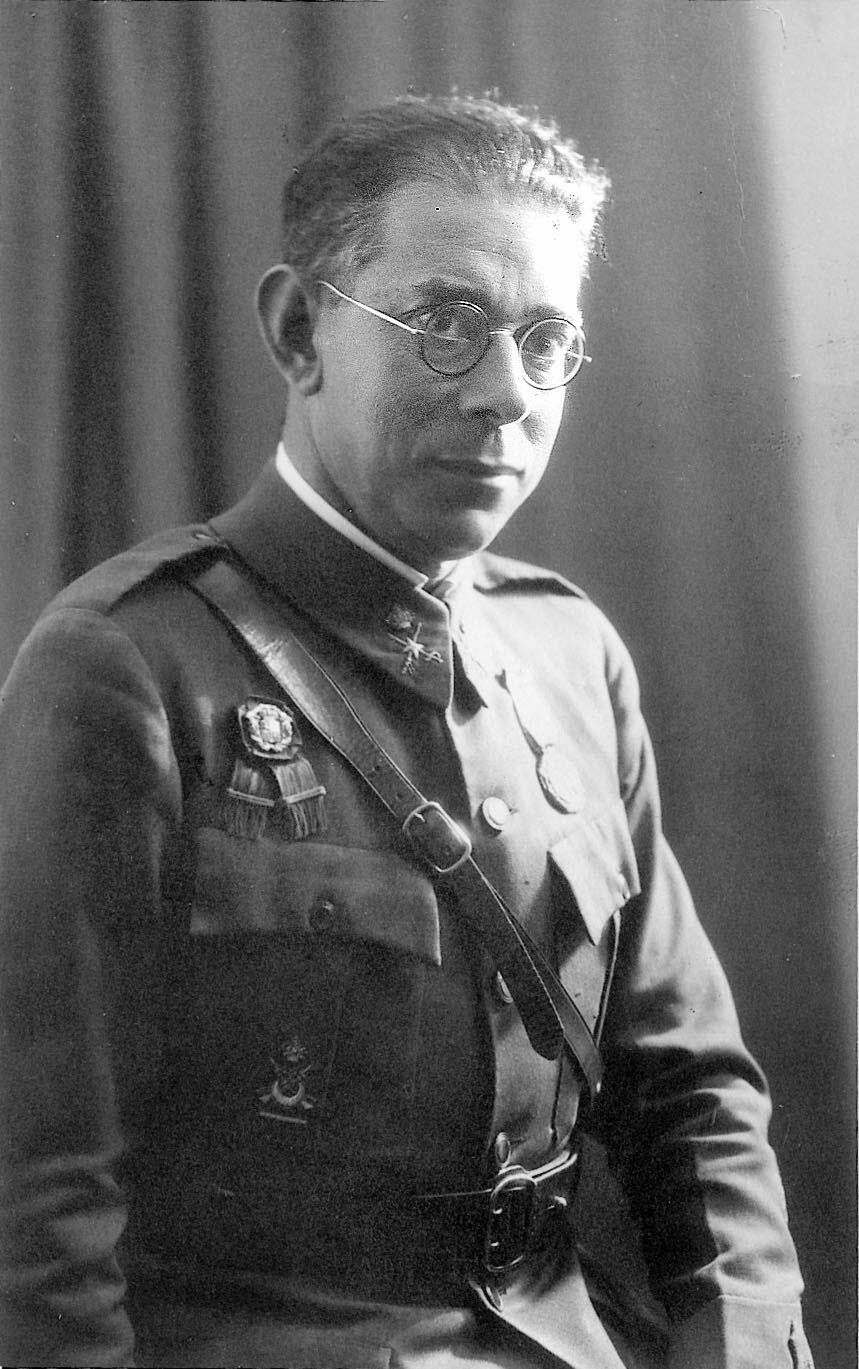
Emilio Mola.
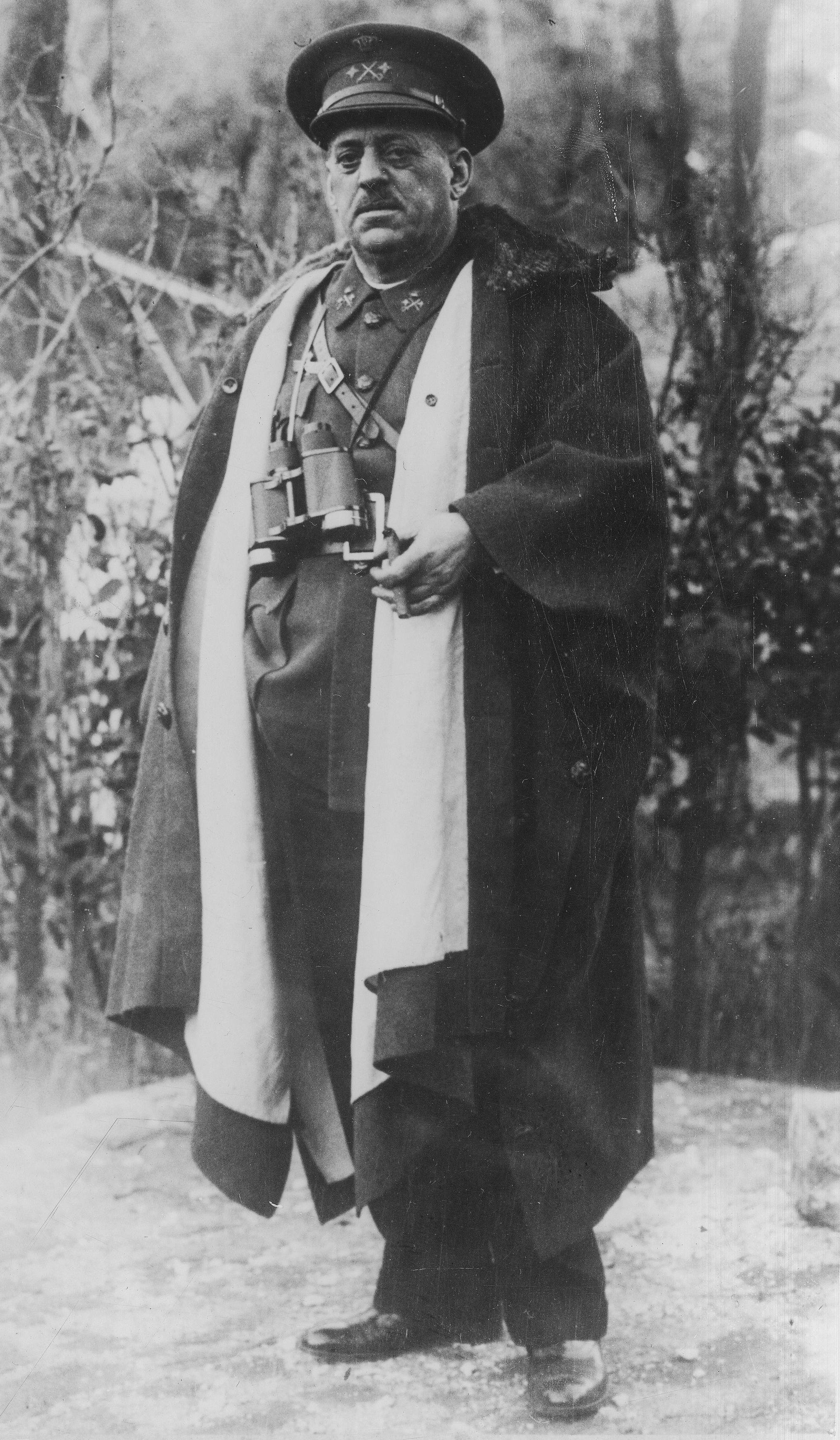
José Sanjurjo.
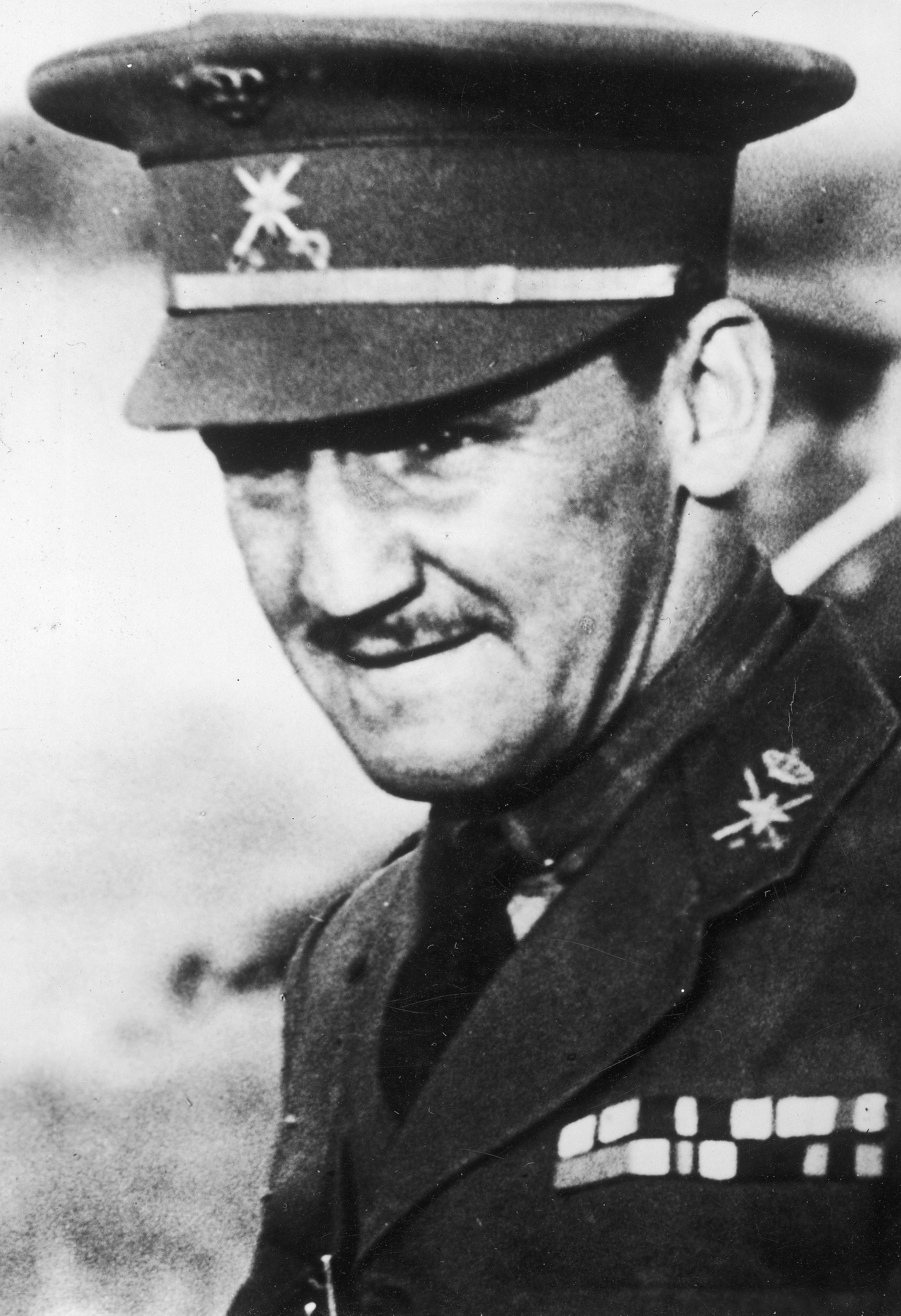
Manuel Goded.
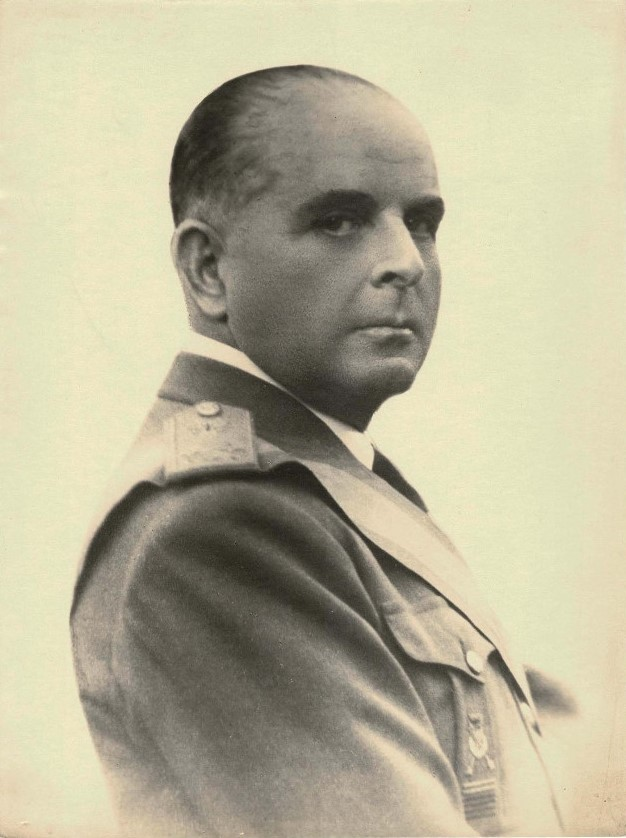
José Enrique Varela.
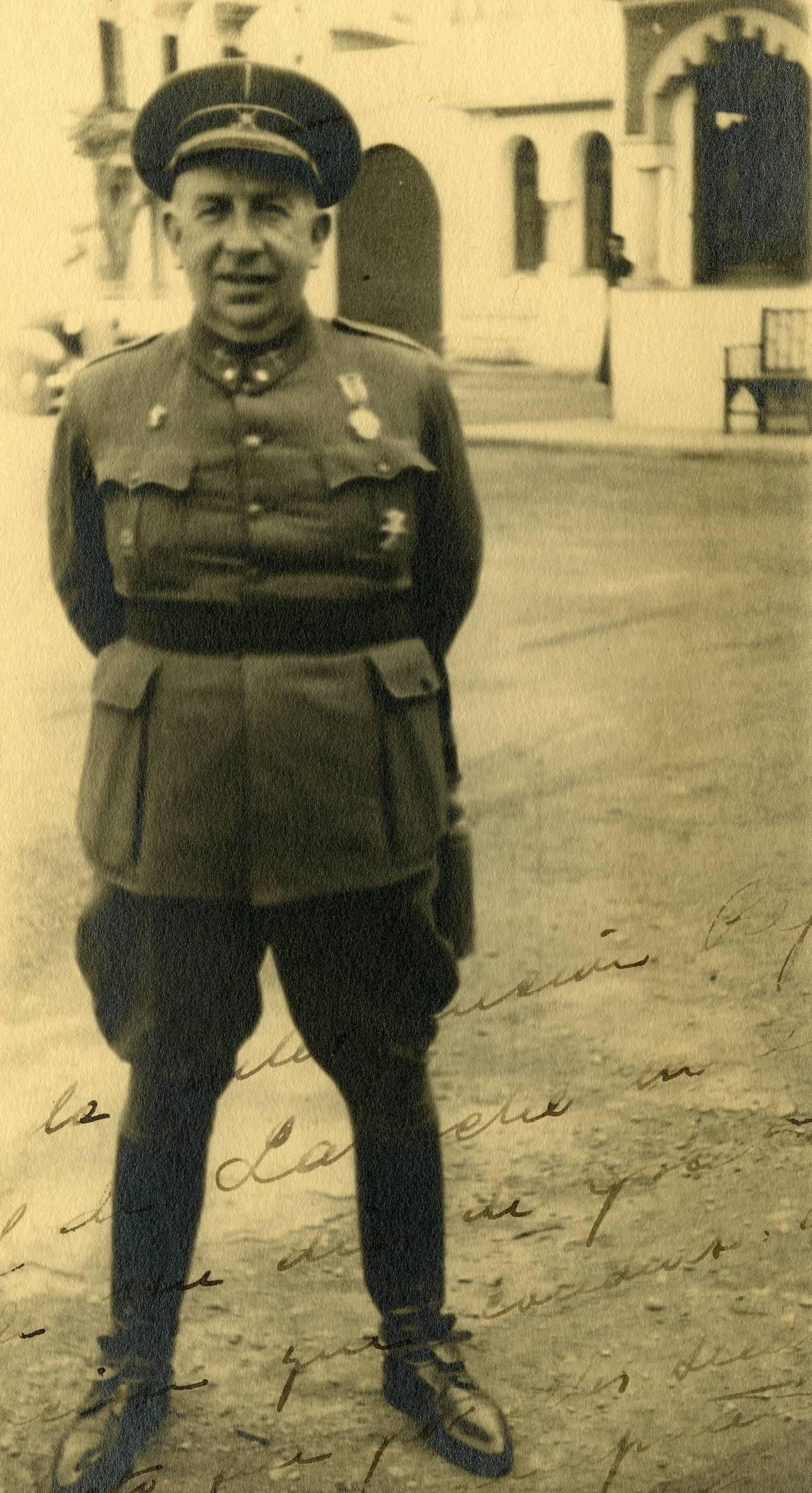
Luis Orgaz Yoldi.
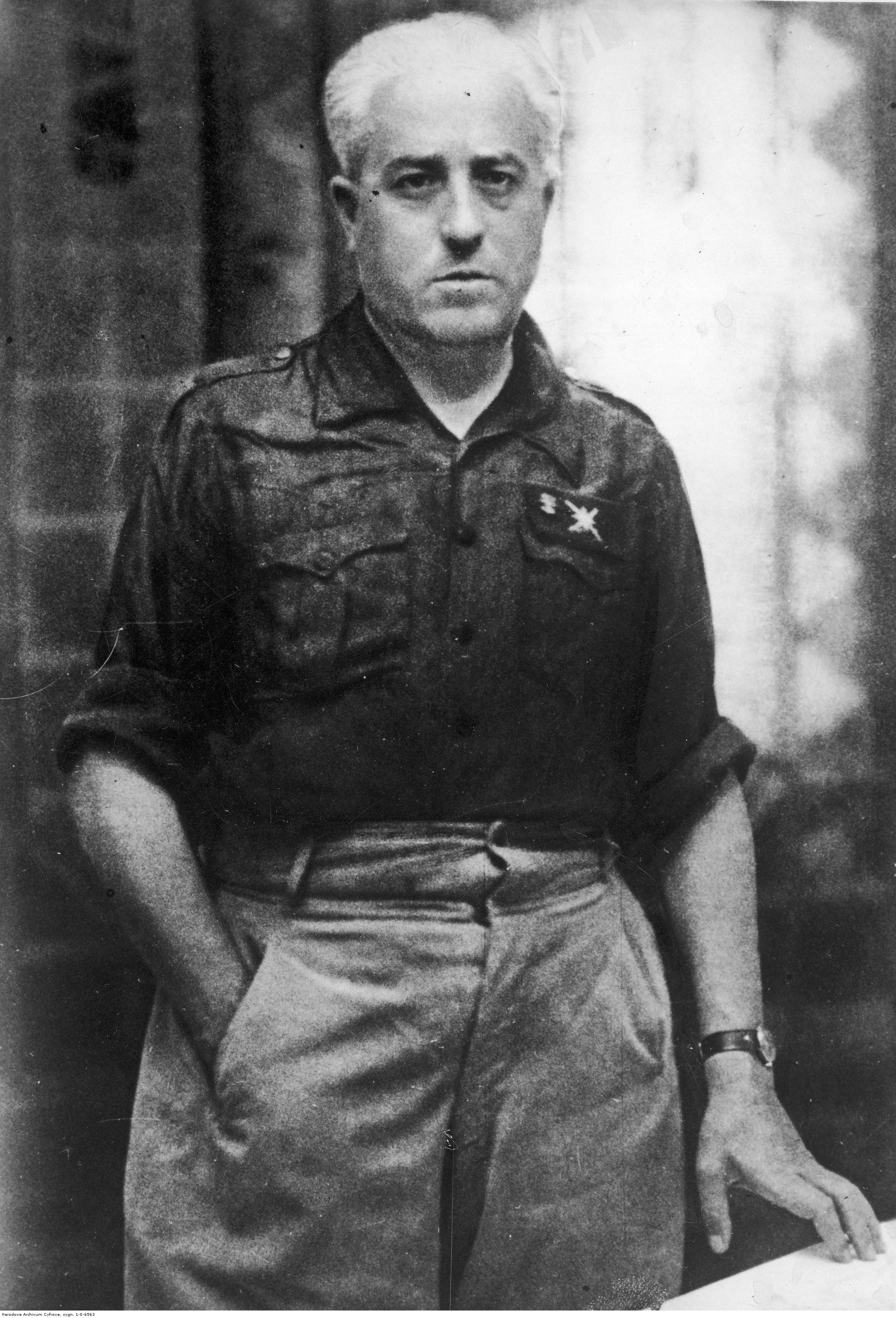
Juan Yagüe.

Après la victoire du Front populaire, ces menées conspiratrices, en se coagulant, commencèrent à prendre corps et à gagner en vigueur. Dans les premiers jours, le meneur en fut le général Manuel Goded, récemment muté aux Baléares. Son ancien poste à Madrid était occupé par le général Ángel Rodríguez del Barrio, qui réunissait périodiquement à Madrid un petit groupe de hauts gradés militaires, dont quelques-uns déjà à la retraite. À cinq mois du putsch, aucun projet ne semble encore vraiment au point. Les efforts pour faire proclamer la loi martiale et annuler les élections ayant échoué, les conspirateurs enchaînaient les réunions où Franco, informé en permanence, était à chaque fois invité. Le 8 mars 1936, un jour avant de partir pour Tenerife, Franco assista à une réunion avec des généraux conservateurs dans le logis du courtier en bourse José Delgado, dirigeant de la CEDA et ami de Gil-Robles. S’y trouvaient rassemblés entre autres les généraux Mola, Fanjul, Varela et Orgaz, ainsi que le colonel Valentín Galarza, chef de l’Union militaire espagnole. Toutes les personnes présentes s’entendirent pour former un comité ayant pour objectif de diriger l’« organisation et la préparation d’un mouvement militaire qui évite la ruine et le démembrement de la patrie » et qui « s’enclencherait seulement au cas où les circonstances le rendraient absolument nécessaire ». Le mouvement ne devait avoir aucune étiquette politique déterminée ; rien n’était fixé d’avance quant à la restauration ou non de la monarchie ni quant à l’adoption des positions des partis de droite ; la nature du régime à établir serait décidée en temps voulu. Il fut arrêté que le coup d’État serait dirigé par Sanjurjo, chef rebelle le plus ancien, à défaut d’être le plus apte à diriger une insurrection militaire. Franco, sans prendre aucun engagement ferme, s’était borné à indiquer que tout pronunciamiento devrait être exempt de toute étiquette déterminée. À ce moment-là encore, il continuait à estimer qu’il était trop tôt pour entreprendre avec quelque chance de réussite une action contre le gouvernement, mais ne refusait pas le principe de sa participation en cas de nécessité absolue.

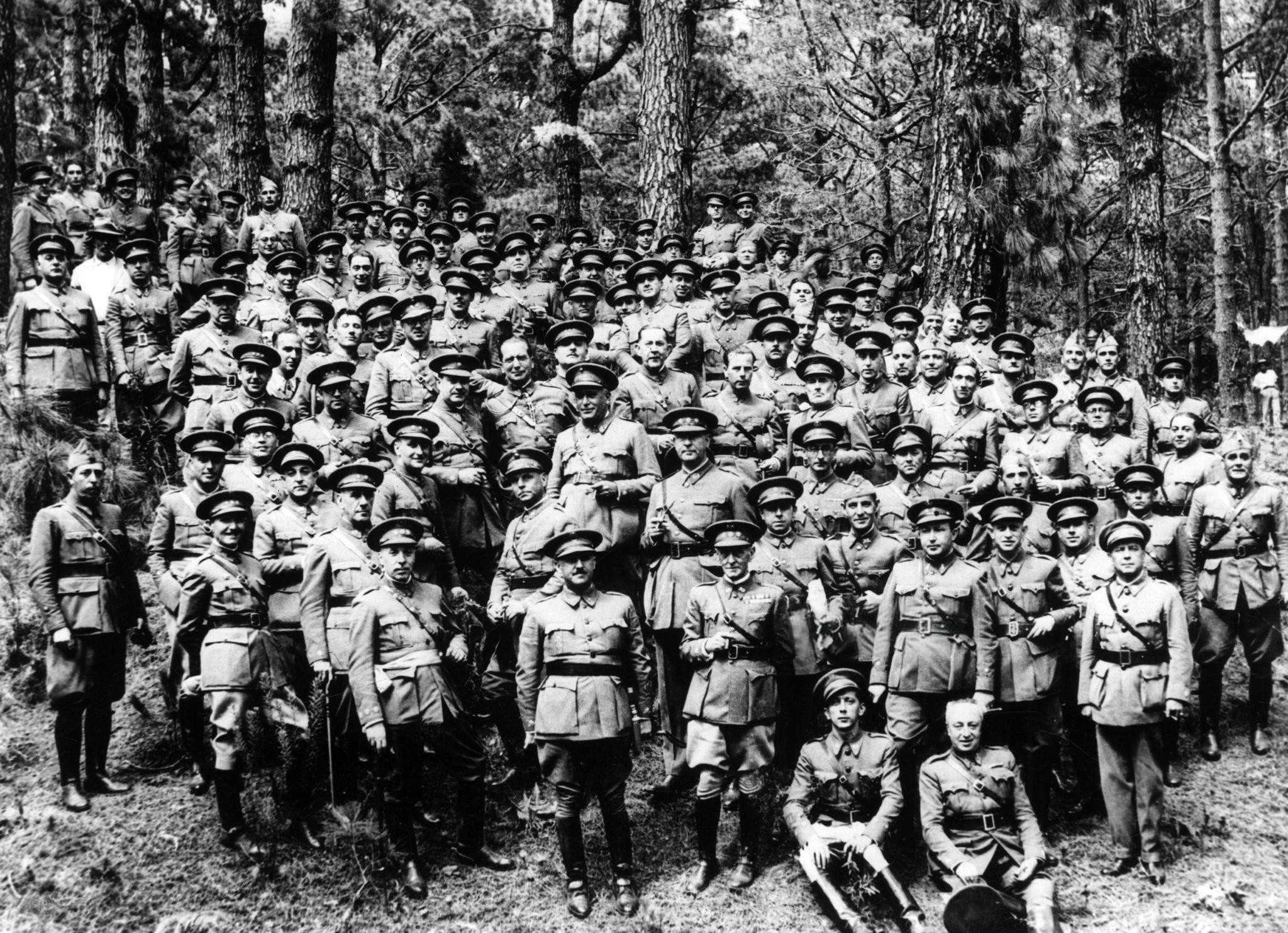
Franco et un parterre d'officiers à Santa Cruz de Tenerife en 1936.

La famille Franco arriva aux Canaries le 11 mars 1936, puis s’embarqua pour Tenerife, où un accueil peu aimable attendait Franco : les syndicats de gauche avaient décrété un jour de grève générale pour protester contre sa venue dans l’île et une manifestation l’accueillit par des quolibets. Un corps de garde fut mis sur pied, qui, confié au cousin Pacón, escortait Franco et sa famille dans presque tous leurs déplacements,. Il apparaît certain que Franco était surveillé, son téléphone mis sur table d’écoute et son courrier intercepté, raison pour laquelle des messagers constituaient la seule manière pour lui de communiquer avec ses collègues de la métropole. Franco gardait le contact avec Mola et était mis au courant des progrès de la conspiration par des communications secrètes.
En métropole, les préparatifs du soulèvement suivaient leur cours sans lui. Les inimitiés personnelles prédominaient et paralysaient la concertation. Par exemple, Franco n’aimait pas le vieux général Cabanellas, pressenti comme chef de la conspiration, car il était franc-maçon. Franco ne fut ni l’inspirateur, ni l’organisateur du complot, ce rôle ayant été tenu par Mola, surnommé pour cela « le Directeur ». L’attitude circonspecte de Franco ne laissait de tarauder les officiers les plus engagés et les principaux conspirateurs se lassaient déjà de ce qu’ils appelaient sa « coquetterie ». Pourtant, Mola et d’autres conspirateurs n’envisagèrent à aucun moment de se passer de Franco, réputé indispensable au succès du pronunciamiento, en raison du prestige dont il jouissait auprès de la droite espagnole et dans l’armée,. Contrairement à ce qu’il affirmera plus tard, Franco ne faisait donc pas partie de la conspiration dès mars, refusant pendant de longues semaines encore à s’engager, proclamant que le moment n’était pas encore venu pour mener une action draconienne et irrévocable et que la situation pouvait encore se résoudre en Espagne. En outre, il ne se faisait pas d’illusion sur l’issue d’une rébellion armée, qu’il voyait comme une entreprise désespérée avec une forte probabilité d’échec ; jamais il n’avait imaginé que le mouvement obtiendrait un succès facile, et il était persuadé que l’affaire serait longue. Ce n’étaient donc pas en premier lieu les scrupules qui tourmentaient Franco ; il jugeait seulement l’entreprise trop hasardeuse.
En avril, devant la vague de violences, de désordres et de violations généralisées de la loi, une poignée de décideurs militaires, pour la plupart à la retraite, se réunirent à Madrid. Donnant à leur groupe le nom de « junta de generales » (comité de généraux), ils en confièrent la direction à Mola. Celui-ci, à l’instar d’autres officiers, était obsédé par le péril communiste, terme utilisé habituellement pour désigner la gauche révolutionnaire. Fin mai, Sanjurjo accepta d’assumer le rôle dirigeant, jusque-là confié à Mola, en vue de l’organisation du soulèvement à venir. La révolte serait déclenchée au nom de la république, viserait à restaurer la loi et l’ordre, et son unique mot d’ordre serait « Vive l’Espagne ! ». Après mise sous tutelle de la gauche, le pays serait dans un premier temps gouverné par un directoire militaire, qui organiserait auprès d’un électorat préalablement expurgé un plébiscite sur le mode de gouvernement — république ou monarchie. La législation d’avant février 1936 serait respectée, la propriété privée préservée, et l’Église et l’État resteraient séparés. Franco pour sa part, quoique monarchiste de formation et de tradition, se souciait assez peu du statut juridique de l’État, et eût été disposé à servir une république conservatrice et bourgeoise, dès lors qu’elle garantirait le maintien de l’ordre public, la hiérarchie sociale, le rôle de l’Église et la place de l’armée dans la nation. Pour l’heure, Franco restait sur la réserve et éludait les propositions des conspirateurs ou les écartait fermement, au motif que le projet était prématuré, mal préparé, que les esprits n’étaient pas mûrs etc.
Dans un communiqué du 25 mai 1936, Mola précisa les stratégies pour l’insurrection dans les différentes régions militaires. À ce moment-là encore, Franco se montra indécis. Le 30 mai, un émissaire des conspirateurs arriva aux Canaries pour s’assurer de sa participation et pour l’inciter à renoncer à « tant de prudence ». Le colonel Yagüe dit à Serrano Suñer que « la mesquine circonspection de Franco et son refus de courir des risques » le désespérait. Devant l’enthousiasme du général Orgaz, Franco lui fit remarquer : « Tu te trompes vraiment, cela va être énormément difficile et très sanglant. Nous ne pouvons pas compter sur toute l’armée, l’intervention de la Garde civile est considérée comme douteuse et beaucoup d’officiers se mettront du côté de l’autorité constitutionnelle, quelques-uns parce que c’est plus commode, d’autres, en raison de leurs convictions. Il ne faut pas oublier que le soldat qui se rebelle contre l’autorité constitutionnelle ne peut plus jamais se dédire ni se rendre, car il sera fusillé sans autre forme de procès ». L’hypothèse de Franco concernant la loyauté de l’armée vis-à-vis de la République à ce moment-là a pu être confirmée par des calculs faits par Mola à la même date, selon lesquels pas plus de 12 % des officiers de l’armée de terre auraient eu l’intention de se joindre au soulèvement.
Les plans de Mola se compliquaient de plus en plus et l’insurrection ne se concevait déjà plus comme un coup d’État, mais comme une insurrection militaire suivie d’une guerre civile minimale, d’une durée de quelques semaines, avec mise à contribution de quelques colonnes de troupes rebelles envoyées depuis les provinces et convergeant sur la capitale. En juin, Mola était arrivé à la conclusion que les garnisons de la Péninsule ne pouvaient pas à elles seules exécuter toute l’opération et que l’insurrection ne pouvait réussir qu’à condition de transférer du Maroc la majeure partie des unités d’élite, ce que Franco lui-même avait toujours considéré indispensable. Franco se vit offrir le commandement de ces forces, et fin juin, paraissait vouloir participer. Pour le transporter rapidement des Canaries vers le Maroc espagnol, on conçut alors le plan de louer un avion privé.
Au cours de ces mêmes mois, la situation sociale n’avait cessé de s’aggraver. Il y eut une flambée du chômage et les difficultés à mettre en œuvre les réformes du nouveau gouvernement frustraient les attentes qu’avait fait naître la victoire du Front populaire. Les affrontements de rue se multipliaient et le gouvernement se révéla incapable de maintenir l’ordre public. La Phalange pour sa part s’appliquait à créer un climat de terreur. Phalangistes et anarchistes pratiquaient l’« action directe », et une fureur assassine, à laquelle l’époque ajoutait à présent une dimension suicidaire, s’emparait des anarchistes et des paysans pauvres,, pendant que socialistes et communistes, déliés de la responsabilité gouvernementale, pratiquaient une surenchère démagogique. La situation était marquée par de multiples violations de la loi, attaques de la propriété privée, violences politiques, vagues de grève massives, dont beaucoup étaient violentes et destructrices, occupations illégales à grande échelle de terres dans le sud, vagues d’incendies volontaires, nombreuses destructions de la propriété privée, fermetures arbitraires d’écoles catholiques, mises à sac d’églises et de biens ecclésiastiques dans certaines zones, par la généralisation de la censure, par des milliers d’arrestations arbitraires, par l’impunité pour les actions criminelles du Front populaire, par la manipulation et politisation de la justice, par la dissolution arbitraire des organisations de droite, par la coercition et les menaces lors des élections à Cuenca et Grenade, par une recrudescence notable de la violence politique, se soldant par un bilan de plus de 300 morts. En outre, le gouvernement décréta, en l’absence d’élections, la prise de contrôle de nombre de gouvernements locaux ou de province dans une bonne partie du pays. Il régnait un climat prérévolutionnaire d’anarchie, de non droit et de violence croissante. La haine et la peur de l’adversaire prirent possession des esprits tant à gauche qu’à droite. L’inaction du gouvernement face à la violence et le catastrophisme de la presse et des dirigeants de droite alimentaient la panique des classes moyennes et supérieures devant la menace communiste. En réalité, la république était morte dès octobre 1934, la gauche ayant montré alors son mépris pour la légalité constitutionnelle, et la droite sa soif d’une répression impitoyable. Dès avant les élections de février 1936, ces partis avaient proclamé qu’ils ne se conformeraient pas au verdict des urnes s’il leur était défavorable.
De crainte de transformer sans nécessité l’armée en ennemi, le gouvernement suspendit provisoirement les purges dans le haut commandement, se rappelant que dans les quatre années précédentes s’étaient produites quatre insurrections révolutionnaires et que, si un nouveau soulèvement devait survenir, seule l’armée serait à même de le neutraliser. D’autre part, ne doutant pas que toutes les réformes décisives avaient été réalisées dans les forces armées, le gouvernement crut pouvoir désormais considérer l’armée comme un tigre de papier, incapable de jouer un rôle politique d’envergure, et s’imaginait être à l’abri d’une rébellion militaire. Les rumeurs de la conspiration durent parvenir aux oreilles du gouvernement, mais celui-ci, comme en ce qui concernait la violence, tendait constamment à minimiser les dangers menaçant la république et s’abstenait de faire preuve enfin de la fermeté nécessaire. S’y ajoutait que certains secteurs de la gauche, y compris la faction modérée d’Indalecio Prieto, affirmaient depuis des mois la nécessité d’une guerre civile, et depuis quelques semaines, le mouvement socialiste de Largo Caballero tentait de précipiter une rébellion militaire. Socialistes et anarchistes croyaient qu’une victoire décisive n’était possible aux travailleurs que par le moyen d’une insurrection armée, qui ne pourrait se concrétiser que sous la forme d’une résistance à une contre-révolution militaire ; tous étaient convaincus qu’ils réussiraient à écraser une telle contre-révolution par une grève générale, laquelle, dans la foulée, les porterait au pouvoir. Le gouvernement de Casares Quiroga s’attendait à une révolte militaire à tout moment depuis le 10 juillet, voire l’appelait de ses vœux, persuadé qu’il échouerait comme la sanjurjade de 1932, et montrait donc peu de zèle à la prévenir, car il escomptait que cela lui permettrait de « nettoyer » l’armée et de renforcer ainsi la position du gouvernement. Azaña écrira que le soulèvement militaire était une « conjoncture favorable » que l’on pouvait « mettre à profit pour trancher les nœuds que les procédures normales du temps de paix n’avaient pas permis de dénouer et pour résoudre radicalement certaines questions que la république gardait en suspens ».
Franco, feignant la correction vis-à-vis du gouvernement, eut l’obligeance de mettre Azaña en garde contre le malaise et le mécontentement au sein de l’armée. Il envoya le 23 juin 1936 en ce sens une lettre à Casares Quiroga, y affirmant que les officiers et sous-officiers n’étaient pas hostiles à la République, et s’offrant à remédier à cette situation ; il y pressait le gouvernement de se laisser conseiller par des généraux qui, « exempts de passions politiques », se souciaient des inquiétudes et préoccupations de leurs subordonnés face aux graves problèmes de la Patrie. Cette lettre, très diversement interprétée, que Casares Quiroga du reste laissa sans réponse, était selon Paul Preston « un chef-d’œuvre d’ambiguïté. Il y était insinué clairement que si Casares cédait le commandement à Franco, il pourrait déjouer les conspirations. Dans cette phase, Franco aurait assurément préféré ce qu’il considérait, lui, comme rétablir l’ordre, avec l’approbation légale du gouvernement, au lieu de tout risquer dans un coup d’État ».
Fin juin 1936, les préparatifs du pronunciamiento étaient presque terminés, et il restait seulement à conclure un accord avec les carlistes et à s’assurer de la participation de Franco. Yagüe et Francisco Herrera, ami personnel de Gil-Robles, furent missionnés de convaincre Franco de venir les rejoindre, et probablement Franco avait-il, vers la fin juin, donné quelques gages, car le 1er juillet, Herrera arriva à Pampelune afin d’obtenir l’aval de Mola au projet de louer un avion pour transporter Franco des Canaries vers le Maroc. L’engagement de Franco n’impliquait pour lui à ce moment-là qu’un rôle de second plan parmi les conspirateurs : après le soulèvement, Sanjurjo deviendrait chef de l’État, Mola occuperait une haute fonction politique, de même que les civils Calvo Sotelo et Primo de Rivera, Fanjul serait capitaine général de Madrid, et Goded de Barcelone ; à Franco, on réservait la charge de Haut Commissaire du Maroc.
Le 3 juillet, Mola donna son agrément au plan de location d’un avion, pour lequel le financier Juan March, installé à Biarritz, émit un chèque en blanc le 4 juillet. L’avion, un Dragon Rapide, fut pris en location à Londres et décolla le 11 juillet, piloté par le Britannique William Henry Bebb, qui dès le 12 juillet se tint prêt à Casablanca, attendant le jour du pronunciamiento. Mais Franco, toujours dubitatif, envoya le lendemain à Mola un communiqué chiffré faisant état d’une « géographie peu étendue » — ce qui signifiait en clair qu’il ne s’engageait pas dans le projet —, par lequel donc il faisait part de son désistement, au motif que le moment du pronunciamiento, qui ne pouvait s’appuyer sur un nombre de soutiens suffisant, n’était pas venu encore et qu’il n’y était pas prêt. Ce message, que l’on fit suivre à Madrid, parvint à Mola le 13 tard dans la soirée et provoqua, outre la colère de Mola, aussi une grande consternation, car des messages avaient déjà été envoyés aux militaires du Maroc leur enjoignant de commencer la rébellion le 18. En réaction, Mola modifia certaines instructions, et ordonna que, dès l’insurrection déclenchée, le général Sanjurjo s’envole du Portugal vers le Maroc pour y prendre le commandement des forces du Protectorat,.

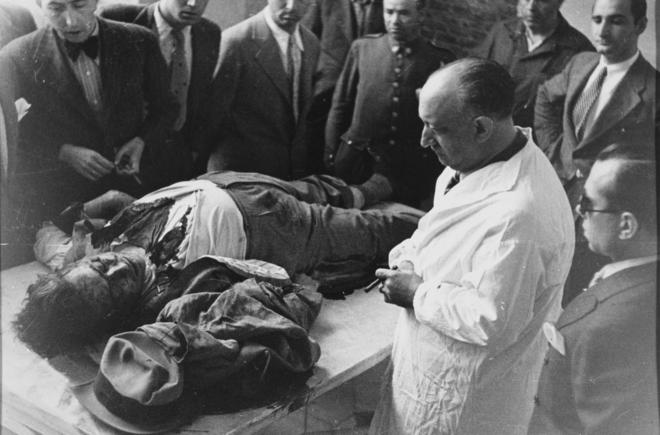
Cadavre de José Calvo Sotelo, juillet 1936.

Dans la nuit du 12 au 13 juillet, José Calvo Sotelo, pour certains historiens le cerveau civil de la conspiration, fut assassiné à Madrid par des membres de la Garde d'assaut (fidèle à la république). Quelques heures auparavant, leur commandant, le lieutenant Castillo, qui avait grièvement blessé un militant de droite, avait été tué par balles à Madrid. Aussitôt, des gardes d’assaut se rendirent au ministère de l’Intérieur exigeant l’autorisation de mettre en détention une série de dirigeants conservateurs, dont Gil-Robles et Calvo Sotelo, alors que ceux-ci, en leur qualité de députés, jouissaient de l’immunité parlementaire. Ce nonobstant, le ministre de l’Intérieur leur donna, en violation de la loi, un mandat d’arrêt en bonne et due forme. Gil-Robles se trouvait alors être absent de Madrid, mais Calvo Sotelo fut appréhendé illégalement par un escadron hétéroclite de gardes d’assaut, de policiers hors service et de divers activistes socialistes et communistes, puis assassiné en représailles de l’assassinat de Castillo, et abandonné à l’entrée du cimetière de l’Est,,.

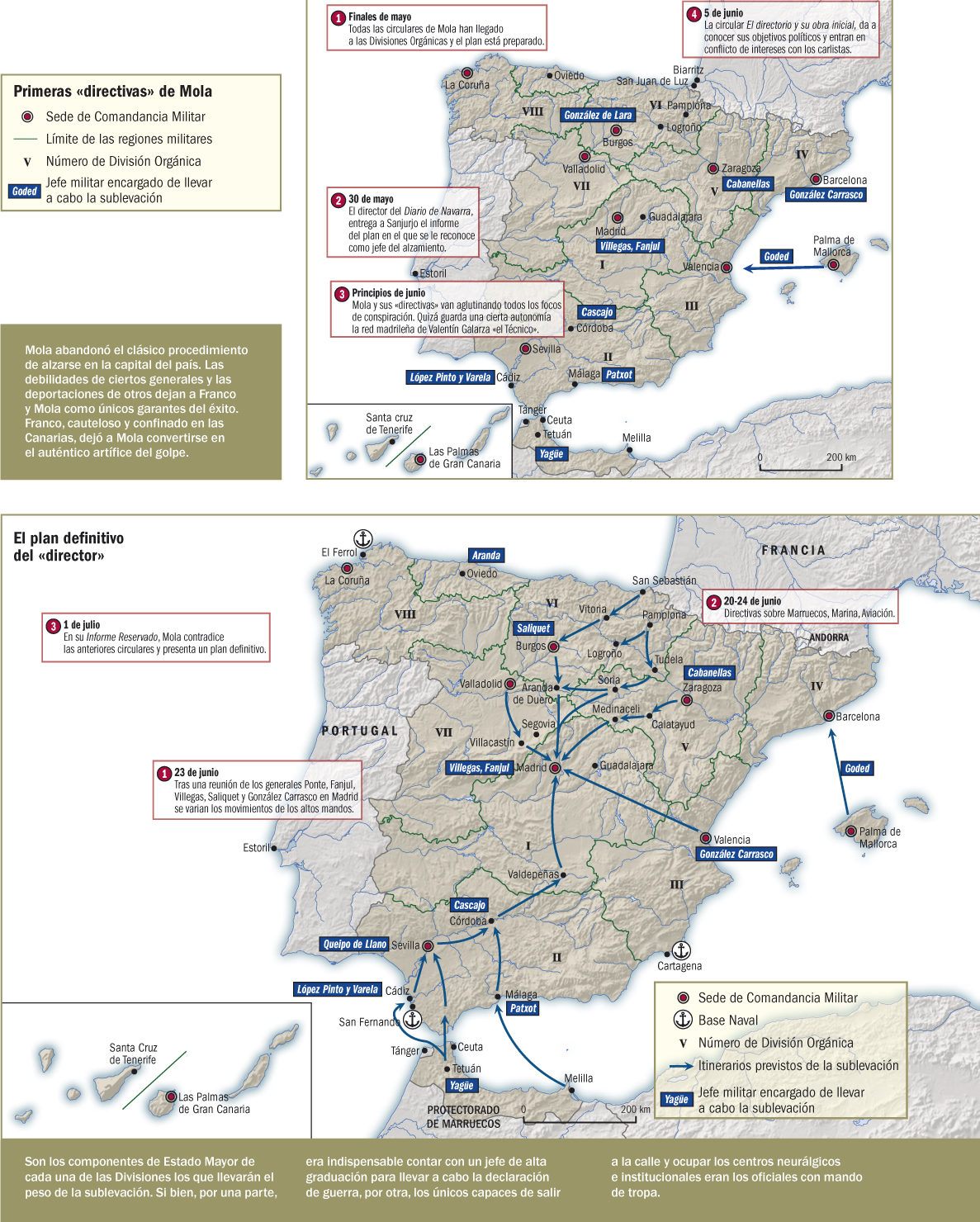
Cartographie du putsch dessinée par Emilio Mola.

Le gouvernement s’abstint toutefois de prendre les mesures qui s’imposaient, et les auteurs du meurtre soit plongèrent dans la semi-clandestinité, soit se pavanaient avec arrogance. La seule réaction du gouvernement fut d’arrêter deux cents militants de droite, sans rien entreprendre pour protéger les modérés et les conservateurs. La nouvelle de cet assassinat provoqua l’indignation générale, et des fractions de la droite, se montrant particulièrement actives, appelèrent à la rébellion militaire comme unique moyen de rétablir l’ordre. De nombreux indécis se joignirent alors à la conspiration, et dans l’après-midi, Indalecio Prieto rendit visite à Casares Quiroga pour lui demander au nom des socialistes et des communistes de distribuer des armes aux travailleurs face à la menace de pronunciamiento, ce que Casares refusa.
Le 14 juillet, Mola reçut un nouveau message de Franco lui communiquant sa décision de se joindre à la conspiration. L’historien Alberto Reig Tapia note : « Il est évident que le 18 juillet 1936, le général Franco ne se distingua pas par son esprit rebelle ou par sa résolution, circonstance que ses hagiographes se sont mis en devoir de passer dûment sous silence. […] Si Franco se souleva, ce n’était pas parce que la situation était devenue insupportable, mais parce qu’il comprit qu’il n’y avait plus d’alternative ». En 1960, Franco affirma dans un discours que sans cet assassinat, qui décida beaucoup d’hésitants, le soulèvement n’aurait jamais reçu l’appui nécessaire des militaires. En particulier, la capacité des tueurs politiques à agir sous le couvert de l’État dissipa les scrupules des derniers indécis. La situation limite, toujours évoquée par Franco comme seul élément pouvant justifier une révolte armée, avait fini par se produire. À ce moment, il était même moins dangereux de se rebeller que de ne pas se rebeller. Il communiqua à Mola son engagement total dans la cause et pressait les autres de déclencher le soulèvement au plus tôt. Il donna des instructions à son cousin Pacón pour qu’il prenne un passage pour sa femme et sa fille sur un navire allemand en partance pour Le Havre, de façon à les écarter du danger.

### Coup d’État
Le 14 juillet, l’avion affrété à Londres se posa à Gando, sur la Grande Canarie. Après l’atterrissage, Franco devait, sans éveiller les soupçons d’un gouvernement en alerte, quitter sa résidence de Tenerife et se rendre sur l’île voisine pour prendre place dans l’avion. Très opportunément, à deux jours de la date du soulèvement, le commandant militaire de la Grande Canarie, le général Balmes, périt d’un coup de feu (accidentel ou non) dans l’abdomen,,,, ce qui permit à Franco de se saisir du prétexte d’assister aux funérailles pour prendre le bateau en compagnie de sa femme, de sa fille, de Pacón et d’autres officiers de sa confiance, et de se transporter à la Grande Canarie, où il arriva à Las Palmas le lendemain 17 juillet. Franco assista à l’enterrement, puis procéda aux derniers préparatifs du soulèvement, qui devait avoir lieu le 18 juillet.

Itinéraire du Dragon Rapide, l’avion qui emporta Francisco Franco à Tétouan, où il prit le commandement des troupes insurgées.

Au Maroc, de crainte que le complot ne soit découvert, et sur la foi de rumeurs portant que les conspirateurs allaient être interpellés, les légionnaires et les tabors indigènes avaient avancé leur mouvement d’une journée, sans attendre Franco, et c’est donc dès l’après-midi du 17 juillet que le soulèvement fut déclenché en Afrique. Le 18 juillet à quatre heures du matin, on vint réveiller Franco pour lui communiquer que les garnisons de Ceuta, de Melilla et de Tétouan s’étaient soulevées avec succès. Dans la même matinée, Franco, après avoir embarqué son épouse et sa fille à destination de la France, monta vers deux heures de l’après-midi à bord du Dragon Rapide, qui l’emporta au Maroc.
Le Dragon Rapide fit escale à Agadir et à Casablanca, où Franco partagea la même chambre que l’avocat et journaliste Luis Bolín. Ce dernier rapporte que dans leur chambre commune Franco se répandit en paroles, évoquant tour à tour la liquidation de l’Empire, les erreurs de la République, l’ambition d’une Espagne plus grande et plus juste ; manifestement, Franco était animé par le besoin de sauver la patrie. Le jour suivant, 19 juillet 1936, de grand matin, l’avion s’envola pour Tétouan, capitale du Protectorat et siège du commandement de l’armée d’Afrique, où, arrivé à 7 h 30 du matin, Franco fut reçu avec enthousiasme par les insurgés et où il parcourut les rues envahies de gens clamant « Vive l’Espagne ! Vive Franco ! ». Il rédigea un discours, diffusé ensuite par les radios locales, dans lequel il présentait comme assurée la victoire du coup d’État (« l’Espagne a été sauvée ») et terminait en disant : « Foi aveugle, ne jamais douter, énergie ferme, sans atermoiements, parce que la Patrie l’exige. Le mouvement entraîne tout sur son passage et il n’est point de force humaine qui puisse le contenir ». Il était escompté que la nouvelle que Franco assumait la direction de l’insurrection en Afrique entraînerait, dans la métropole, les officiers indécis à se joindre au pronunciamiento et remonterait considérablement le moral des rebelles.
Le Protectorat tomba intégralement sous la domination des insurgés entre les 17 et 18 juillet. Dans la soirée du 18, les rebelles entreprirent de se rendre maîtres de Séville, ce qui fit comprendre à Casares Quiroga que tous ses calculs avaient été faux. Vers dix heures du soir, le gouvernement Casares démissionna en bloc. Manuel Azaña, enclin à tenter d’abord de trouver une solution de compromis, convainquit vers minuit Diego Martínez Barrio, chef du plus modéré des partis du Front populaire, de former, en excluant la CEDA du côté droit et les communistes du côté gauche, un gouvernement centriste propice à la conclusion d’un accord avec les insurgés. Le 19 juillet vers quatre heures du matin, croyant qu’il serait encore possible d’éviter la guerre civile, Martínez Barrio prit contact avec les commandants militaires régionaux, dont la plupart ne s’étaient pas encore soulevés en armes, pour les requérir de ne pas rompre le rang et leur promettre un nouveau gouvernement de conciliation entre la droite et la gauche ; en vue de celui-ci, il proposait un accord large, offrant notamment de céder d’importants ministères, comme celui de l’Intérieur et de la Guerre, à des militaires. Les entretiens téléphoniques de Martínez Barrio réussirent à faire avorter l’insurrection militaire à Valence et à Malaga, mais échouèrent à convaincre la plupart des principaux hauts commandants rebelles,. En particulier, Martínez Barrio prit langue avec Mola, lequel écarta tout possibilité de réconciliation et répliqua qu’il était déjà trop tard, attendu que les insurgés avaient juré de ne plus faire marche arrière une fois la rébellion lancée, et qu’il était sur le point de décréter la loi martiale à Pampelune et d’engager les garnisons du Nord dans le soulèvement.
Vers sept heures du matin le lendemain, une vaste et violente manifestation se mit en marche réunissant les caballéristes, les communistes, et même l’aile la plus radicale du parti d’Azaña. Peu après, Martínez Barrio, épuisé, remit sa démission.
Le gouvernement avait calculé, à tort, que la plus grande partie de l’armée resterait loyale à la république et que la rébellion serait donc facile à écraser. Le 19 juillet, il apparut que l’insurrection s’était étendue à toutes les casernes du Nord, et rien ne permettait d’affirmer que les troupes restées loyales seraient suffisantes en effectifs pour la neutraliser. Azaña désigna un nouveau cabinet ministériel, avec à sa tête José Giral. Celui-ci décida de ne pas s’appuyer seulement sur les unités loyales de l’armée et sur les forces de sécurité, mais annonça bientôt qu’il se proposait d’« armer le peuple » et de dissoudre les unités militaires rebelles. En réalité, il arma uniquement les mouvements révolutionnaires organisés, décision propre à garantir une guerre civile à grande échelle.

## Guerre civile

### État de situation au lendemain du coup d’État
Quand Franco arriva à Tétouan le matin du 19 juillet, l’insurrection s’était déjà étendue à la plupart des garnisons du nord de l’Espagne. Quelques unités ne se rebellèrent pas avant les 20 et 21 juillet, et d’autres ne rejoindront jamais le soulèvement. Les insurgés s’étaient emparés d’un peu plus du tiers de l’Espagne, et il apparaissait exclu de prendre dans l'immédiat le contrôle du reste du territoire. Au Maroc, Franco pouvait s’appuyer sur une armée de terre insurgée et d’ores et déjà victorieuse, et Mola, fort du soutien des miliciens carlistes, n’avait rencontré aucune résistance en Navarre. De même, Burgos, Salamanque, Zamora, Ségovie et Ávila s’étaient soulevés sans rencontrer d’opposition. Valladolid tomba à son tour après qu’a été arrêté par des généraux rebelles le chef de la VIIe région militaire, le général Molero, et écrasée la résistance des cheminots socialistes. En Andalousie, Cadix tomba le lendemain du soulèvement grâce à l’arrivée de forces venues d’Afrique ; et Séville, Cordoue et Grenade firent allégeance au camp des insurgés, une fois écrasée, de façon sanglante, la résistance ouvrière.

Carte de l’Espagne deux mois après le début de la rébellion militaire.

Ainsi, au lendemain du coup d’État, une zone nationaliste, faite de territoires disjoints, faisait face à une Espagne républicaine, à peine entamée par les empiètements rebelles. Les deux tiers du territoire espagnol étaient restés du côté du gouvernement, avec les provinces les plus importantes par leur population et par leur économie, la Catalogne, le Levant, l’essentiel de l’Andalousie, l’Estrémadure, le Pays basque, la presque totalité de la région des Asturies à l’exception d’Oviedo, toute la région de Madrid, la quasi-totalité des grandes villes— Madrid, Barcelone, Valence, Bilbao, Malaga, où le soulèvement échoua et où les ouvriers avaient marché contre leurs autorités hésitantes, s’étaient emparés des armes et avaient repoussé les insurgés —, et les principaux centres de production industrielle et de ressources financières,,. Les miliciens de Madrid, après avoir étouffé le soulèvement dans la capitale, firent mouvement sur Tolède pour lui faire échec dans cette ville également.
L’armée, avec ses quelque 130 000 soldats cantonnés dans la métropole, et la Garde civile, force de 30 000 hommes environ, étaient divisées presque à parts égales entre insurgés et éléments restés fidèles à la République. Cet apparent équilibre cependant penchait au bénéfice des insurgés, compte tenu de l’armée d’Afrique, parfaitement équipée et seule partie de l’armée espagnole à avoir été trempée sur le champ de bataille,. C’était surtout une rébellion des officiers du cadre moyen, des rangs intermédiaires, et des plus jeunes. Sur les 11 hauts commandants les plus importants, seuls trois, dont Franco, rallièrent la rébellion, de même que ne l’avaient fait que 6 des 24 généraux de division en service actif, dont Franco encore (le dernier général de division à s’unir à la conspiration), Goded, Queipo de Llano et Cabanellas, et seulement 1 sur les 7 hauts commandants de la Garde civile, mais ce pourcentage tendait à s’élever considérablement au fur et à mesure qu’on descendait dans la hiérarchie. Plus de la moitié des officiers d’active se trouvaient dans la zone républicaine, encore que beaucoup aient essayé de passer de l’autre côté. Dans la marine et dans les forces aériennes, la situation était beaucoup moins favorable pour les rebelles, la gauche gardant le contrôle sur près des deux tiers des vaisseaux de guerre et de la majorité des pilotes militaires, avec le gros des avions,. Une rébellion s’était produite, sous l’une ou l’autre forme, dans 44 des 51 garnisons de l’armée espagnole,, pour la plupart par le fait d’officiers affiliés à l’Union militaire espagnole. L’élément clef capable d’expliquer la réussite ou l’échec du soulèvement dans les différentes zones est la position adoptée par la Garde civile et la Garde d'assaut : là où ces corps étaient restés aux côtés de la République, le soulèvement échouait.
Même au Maroc, la situation des nationalistes était difficile : la république bénéficiait du concours des sous-officiers de la marine, qui empêchaient les troupes insurgées de traverser le détroit et de débarquer en Espagne. Sans la lenteur de réaction du gouvernement, renâclant à distribuer des armes au peuple, comme le réclamaient les syndicats, la vigueur de la réaction populaire aurait pu en faire un échec total. Le gouvernement, par son indécision face au soulèvement, se vit bientôt débordé par le spontanéisme révolutionnaire des anarchistes et des socialistes, qui sans délai affrontèrent les insurgés. Cette réaction résolue, qui surprit les putschistes, fera avorter le coup d’État, y compris dans des zones où ceux-ci avaient escompté sa réussite. Ce fut le cas notamment de Barcelone, où officiait le général Goded, et qui était l’un des bastions de la conspiration. L’effet paradoxal du soulèvement fut que dans les zones où le putsch avait échoué, une révolution sociale éclata, c’est-à-dire qu’eut lieu ce que justement cherchaient à éviter les rebelles par leur soulèvement. Mais en même temps, les forces populaires se montraient suspicieuses envers les chefs militaires restés fidèles, compromettant ainsi les chances du gouvernement d’en finir rapidement avec la rébellion avant que l’armée du Maroc ne parvienne à franchir le détroit de Gibraltar.

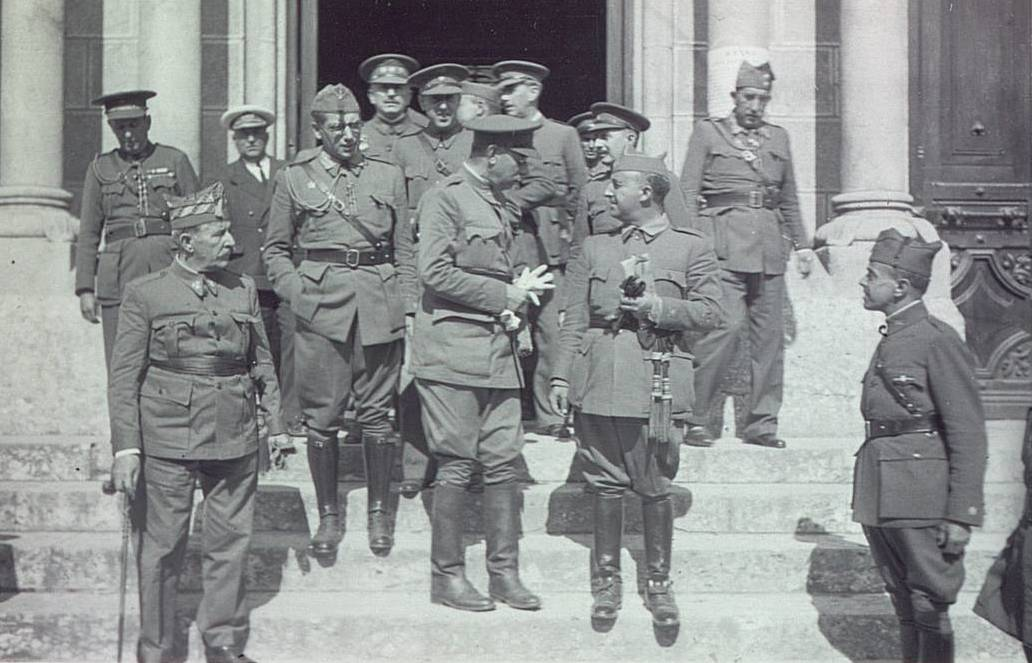
Franco en compagnie d’Emilio Mola et d’autres hauts gradés insurgés.

Les rapports entre Franco et Queipo de Llano étaient empreints d’une rancœur mutuelle, Queipo détestant Franco comme individu, et Franco se méfiant de Queipo en raison de sa précoce adhésion à la République. De fait, c’est Franco qui sera finalement préféré comme dirigeant, Queipo de Llano et Mola, anciens républicains, suscitant de vives réserves chez ceux qui finançaient le coup d’État, à savoir le banquier Juan March et Juan Ignacio Luca de Tena, le très riche directeur du journal monarchiste ABC, qui faisaient office d’intermédiaires entre monarchistes et milieux financiers et œuvraient au rétablissement de la royauté. Selon Andrée Bachoud, « les conservateurs, et même les Allemands, préféraient à tout autre dirigeant ce petit général silencieux qui, catholique et notoirement monarchiste, connaissait tout le monde et ne semblait avoir partie liée avec personne ». De plus, Franco, malgré sa réserve, exerçait un très fort ascendant sur ses camarades.
Bien que le putsch eût en partie échoué, les généraux insurgés se montraient optimistes, certains, comme Orgaz, croyant que la victoire du coup d’État n’était qu’une question d’heures, ou tout au plus de quelques jours. Mola pensait, après l’échec à Madrid, que la victoire serait retardée de plusieurs semaines, c’est-à-dire le temps nécessaire pour accomplir une opération où Madrid serait prise en tenaille par les forces du Nord et par les troupes d’Afrique venant du sud. Franco était l’un des généraux les plus proches de la réalité ; mais même ainsi, il était d’un optimisme excessif en conjecturant que la consolidation ne serait pas obtenue avant septembre.
Le 27 juillet, Franco accorda un entretien au journaliste américain Jay Allen, où il déclara : « Je sauverai l’Espagne du marxisme à n’importe quel prix » ; et, à la question du même journaliste : « Cela signifie-t-il qu’il faudra tuer la moitié de l’Espagne ? », il répliqua : « Je répète : quel qu’en soit le prix ». Le journal ABC de Séville, ce même mois d’août, reproduisait la proclamation suivante de Franco : « Ceci est un mouvement national, espagnol et républicain qui sauvera l’Espagne du chaos dans lequel on cherche à la plonger. Ce n’est pas le mouvement de défense de certaines personnes déterminées ; au contraire, il a plus particulièrement en vue le bien-être des classes ouvrières et des humbles ».
Le 15 août, il fit hisser à Séville le vieux drapeau de la monarchie proscrit par la République, alors que le soulèvement avait été déclenché sous la devise « Sauver la république » et dans le but premier de restaurer la loi et l’ordre. Les commandants de région étaient quasi unanimes sur ces préalables et promettaient que toute la législation sociale « valide » de la République (ce qui signifiait essentiellement les règlements pris antérieurement au 16 février 1936) serait respectée, de même que le programme politique originel de Mola stipulait un respect absolu envers l’Église catholique, mais aussi le maintien de la séparation de l’Église et de l’État. Bientôt, les insurgés se désignèrent eux-mêmes par « nationaux » (nacionales, mais ils seront couramment appelés nationalistes dans la presse étrangère), affirmant par là leur patriotisme et leur respect de la tradition et de la religion, et s’assurant ainsi rapidement du soutien populaire, en particulier dans une bonne partie des classes moyennes, ainsi que dans la population catholique en général. Les insurgés percevaient dans la guerre civile un affrontement entre « l’Espagne véritable » et l’« anti-Espagne », entre « les forces de la lumière » et les « forces des ténèbres », et nommeront « Croisade » le soulèvement et la guerre civile subséquente.

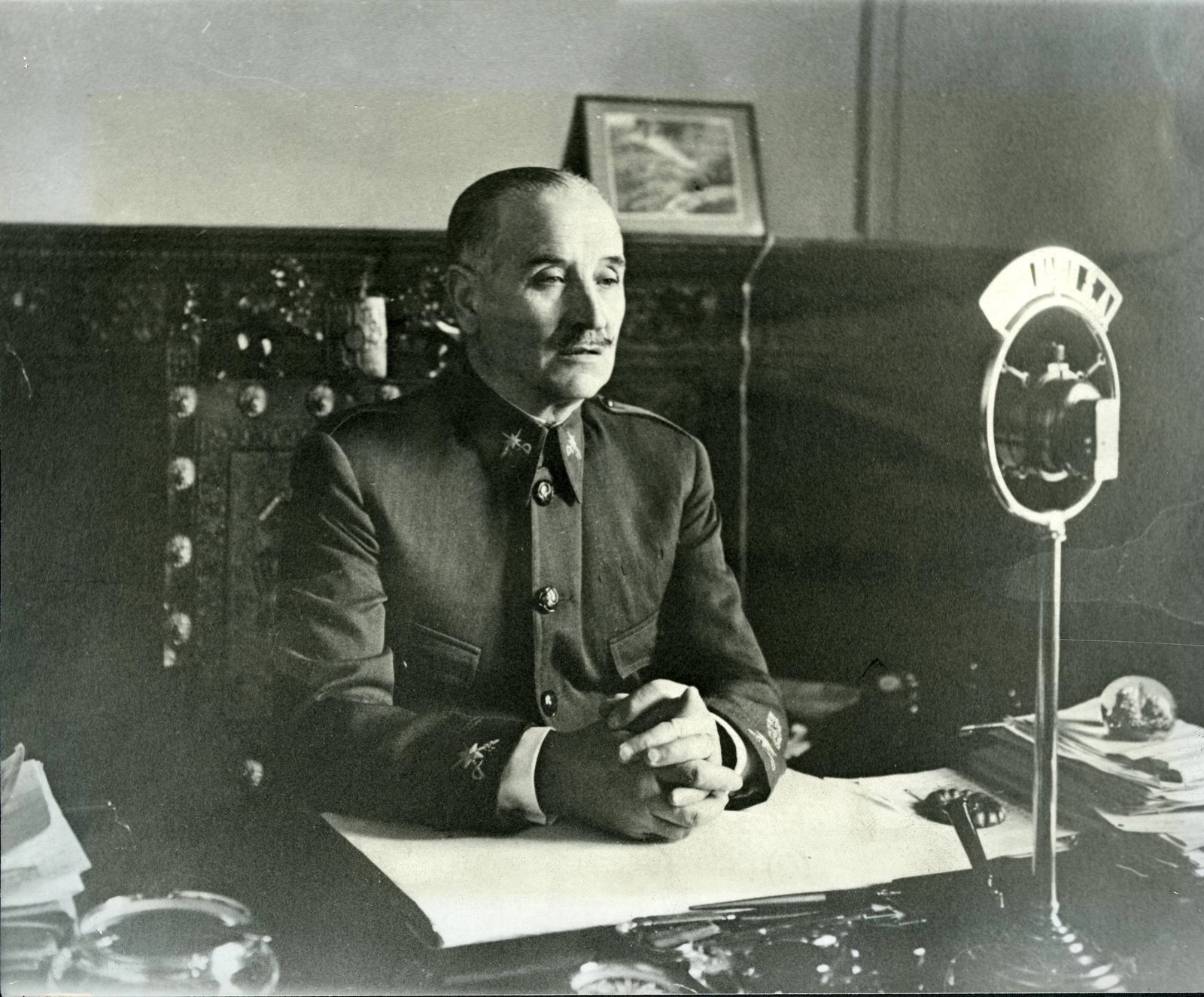
Le général Gonzalo Queipo de Llano au micro de Radio Sevilla.

Le déclenchement de la guerre permit de donner libre cours aux haines qui avaient couvé pendant de longues années. Dans la zone républicaine, les révolutionnaires s’attelèrent à assassiner tous ceux qu’ils identifiaient comme ennemis. En particulier, curés et moines furent persécutés, et dans les grandes villes se généralisaient les promenades (paseos), euphémisme pour désigner les exécutions extrajudiciaires. Dans la zone rebelle, la haine se conjuguait à des considérations de stratégie ; Yagüe, après avoir pris Badajoz et procédé dans la foulée à une répression féroce, qui avait coûté la vie à des milliers de personnes, fit devant un journaliste le commentaire suivant : « Naturellement que nous les avons tués, qu’est-ce que vous supposez ? Que j’allais emmener 4 000 prisonniers rouges dans ma colonne, alors qu’il me fallait avancer contre la montre ? Ou que j’allais les laisser en arrière-garde pour que Badajoz redevienne rouge ? »,. Dès le premier jour, la haine était palpable dans les proclamations des insurgés. Queipo de Llano, le jour même du coup d’État, déclara sur Radio Sevilla : « Les Maures couperont la tête aux communistes et violeront leurs femmes. Les canailles qui auront encore la prétention de résister seront abattues comme des chiens ».
Aussi le début de l’insurrection entraîna-t-il le début des jugements et exécutions sommaires. Quelques jours avant le soulèvement, Mola avait déjà donné ses instructions : « Il faut avertir les timides et les hésitants que celui qui n’est pas avec nous est contre nous, et qu’il sera traité comme ennemi. Pour les camarades qui ne sont pas camarades, le mouvement victorieux sera inexorable ». Les généraux Batet, Campins, Romerales, Salcedo, Caridad Pita, Núñez de Prado, ainsi que le contre-amiral Azarola et d’autres furent fusillés pour ne pas avoir rallié le soulèvement. Dans la zone républicaine, les généraux Goded, Fernández Burriel, Fanjul, García-Aldave, Milans del Bosch et Patxot furent exécutés pour s’être soulevés contre l’État,. Quand Franco arriva à Tétouan, son cousin germain Ricardo de la Puente Bahamonde, commandant de l’aérodrome, devait être fusillé pour s’être tenu aux côtés de la République et pour avoir saboté les appareils sous sa garde ; Franco, feignant d’être malade, céda le commandement afin qu’un autre que lui pût signer l’ordre d’exécution,.

### Premiers mois de guerre

#### Franco à Tétouan face au blocus naval républicain
Entre-temps, Franco éprouvait des difficultés à transférer ses troupes vers la Péninsule, car la flotte de guerre, dont la quasi-totalité des vaisseaux opérationnels demeura fidèle au gouvernement de Madrid, empêchait, au moins jusqu’au 5 août, tout mouvement depuis le Maroc, et permit au gouvernement de bloquer et de bombarder le littoral du Protectorat. Le seul moyen de transporter des troupes vers l’autre rive du détroit passait par les airs, mais Franco ne disposait que de sept petits avions surannés, qu’il avait déjà utilisés pour faire passer à Séville quelques dizaines de légionnaires afin de prêter main-forte à Queipo de Llano, qui avait emporté la ville sur un coup d’audace. Cependant, il lui était indispensable de pouvoir se reposer sur une force aérienne plus puissante, donc sur l’appui étranger, ce pour quoi Franco s’adressa aussitôt à l’Italie et à l’Allemagne,. Certes, dès avant son arrivée à Tétouan, l’on avait réussi à transporter par mer plusieurs centaines d’hommes vers Cadix — facteur décisif pour la prise de la ville — et vers Algesiras ; bientôt cependant, les équipages des navires s'étaient mutinés et le transport de troupes dut être limité à ce que permettaient les petites felouques marocaines. D'autre part, le général Kindelán, fondateur de l’aviation espagnole et participant du soulèvement, avait proposé à Franco de transporter ses troupes par les airs et avait mis sur pied un pont aérien, qui toutefois n'avait pas suffi encore à transporter les plus de 30 000 hommes des troupes africaines,.
Se retrouvant donc pour l’heure bloqué à Tétouan avec ses troupes, et en attendant les moyens matériels de gagner la Péninsule, Franco se voua au travail de propagande, notamment par voie de radio, moyen qu’il utilisera abondamment tout au long de sa vie. Ses premiers discours dénotent des orientations politiques encore vagues, où l’armée, « creuset des aspirations populaires », était investie d’un rôle capital. Il y promettait que le Mouvement veillerait « au bien-être des classes ouvrières et modestes, et à celui de la classe moyenne sacrifiée ». Sa déclaration à la radio de Tétouan du 21 juillet se terminait par un « Vive l’Espagne et la République ! », attestant que les rebelles se gardaient alors, d’un commun accord, de prendre quelque position que ce soit sur la nature juridique du régime qu’ils entendaient établir. Les références religieuses étaient également absentes ou presque.
L’une des premières actions de Franco après son arrivée à Tétouan fut donc de demander l’aide internationale. Par le Dragon Rapide, il dépêcha Luis Bolín d’abord à Lisbonne, pour informer Sanjurjo, puis en Italie, pour s’assurer de l’appui de ce pays et négocier l’acquisition d’avions de combat. Le 22 juillet 1936, le marquis de Luca de Tena et le même Bolín eurent une entrevue avec Mussolini à Rome. Peu de jours plus tard, le 27 juillet, le premier escadron de bombardiers italiens Pipistrello arriva en Espagne.
Franco décida de demander aussi l’aide de l’Allemagne et dépêcha des émissaires, qui finirent par obtenir une entrevue avec Hitler,, laquelle eut lieu à Bayreuth le 25 juillet et réunissait Hitler, Goering, et deux représentants nazis au Maroc, porteurs d’une lettre de Franco, qui exposait la situation au 23 juillet, faisait le point des maigres ressources disponibles, et demandait une aide technique, essentiellement du matériel d’aviation, payable dans un délai non précisé. Dans les trois heures, après que les réticences allemandes, provoquées par l’impécuniosité des rebelles espagnols, se soient dissipées après l’invocation de la lutte commune contre le péril communiste, Hitler décida de doubler, sous l’étiquette d’opération Feu magique (Unternehmen Zauberfeuer, par référence à Wagner), son aide en expédiant vingt avions au lieu des dix sollicités (avions du modèle Junkers Ju-52/3m), à crédit il est vrai. Cet appui, au demeurant fort modeste, donnera le coup d’envoi à l’internationalisation de la guerre d’Espagne,,,. L’aide fut acheminée secrètement par le biais de deux entreprises privées créées tout exprès à cette fin. C'est donc par le truchement de Franco et à son initiative que l’aide allemande et italienne parvint au camp nationaliste,,.

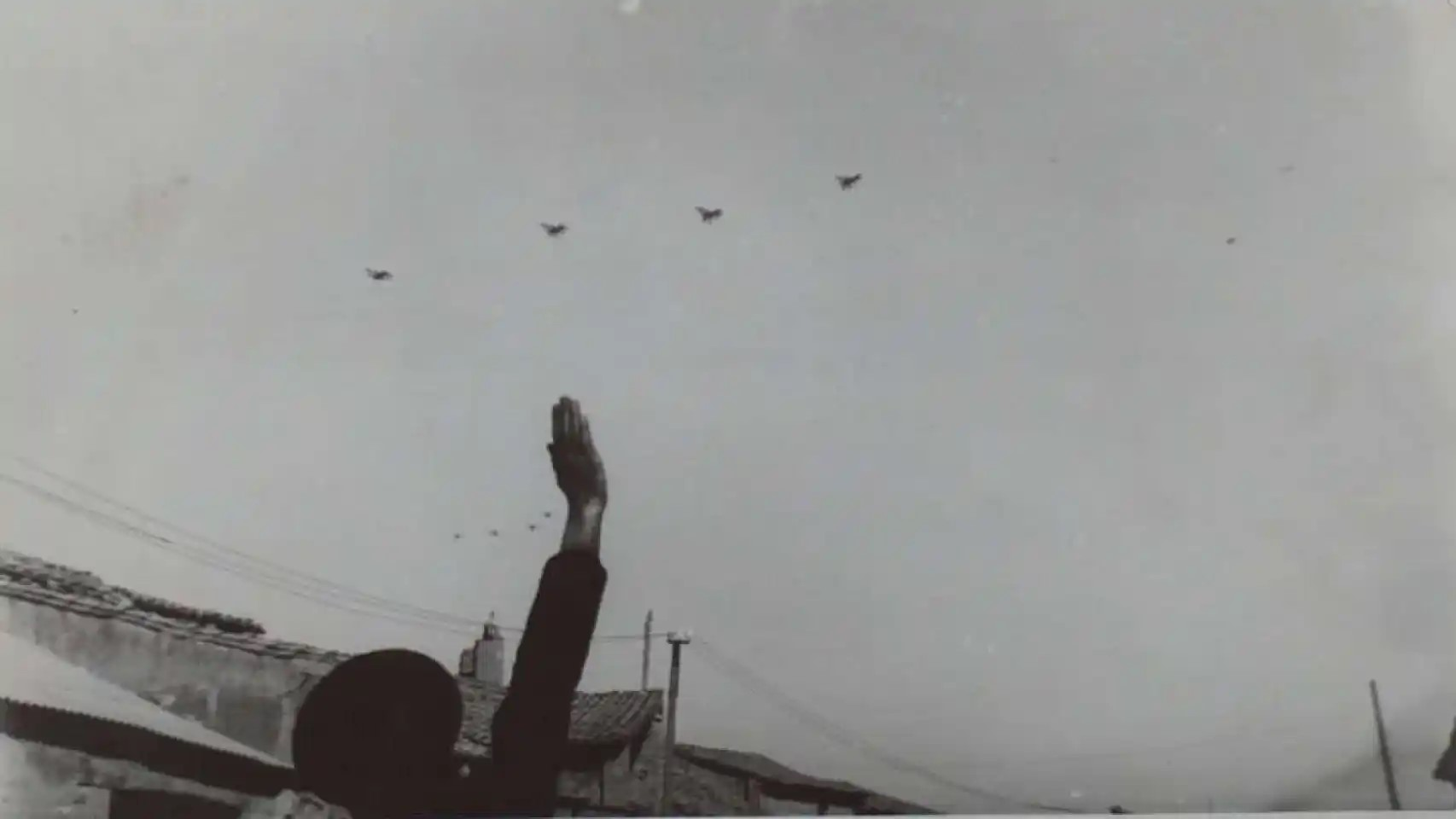
Un partisan de Franco saluant des bombardiers allemands durant la guerre d'Espagne.

À la fin de la première semaine d’août, Franco avait pu prendre réception de quinze avions Juncker 52, six vieux chasseurs Henschel, neuf bombardiers S.81 italiens et douze chasseurs FIAT CR.32, et d’autres armes et équipements, en partie payés par le banquier Juan March. Un pont aérien put alors être organisé entre le Maroc et l’Espagne, permettant de transporter 300 hommes chaque jour. Parallèlement, l’aviation pilonna la flotte républicaine qui contrôlait le détroit de Gibraltar. La capacité de transport continuant d’être insuffisante, Franco, qui avait attendu le moment opportun pour pouvoir transporter les troupes par mer, prit la décision en ce sens le 5 août, dès qu’une couverture aérienne satisfaisante eut été réalisée. À cette date, pendant que la force aérienne italienne neutralisait la résistance de la marine républicaine, Franco réussit à transférer 8 000 soldats et divers équipements par le dénommé Convoi de la victoire, malgré le blocus de la flotte républicaine et les réticences de ses collaborateurs,. Le lendemain, l’Allemagne se joignit à la couverture aérienne italienne en envoyant six chasseurs Heinkel He 51 et 95 pilotes et mécaniciens volontaires de la Luftwaffe. À partir de ce jour, les rebelles recevront de façon régulière des armements et des munitions de la part de Hitler et de Mussolini. Les navires de transport rebelles traversaient à présent le détroit de Gibraltar à intervalles réguliers et le transport aérien gagna lui aussi en ampleur. Dans les trois mois suivants, 868 vols transporteront près de 14 000 hommes, 44 pièces d’artillerie et 500 tonnes d’équipement, opération militaire innovante qui contribua à rehausser le prestige de Franco. Vers la fin de septembre, le blocus était complètement rompu, et 21 000 hommes et 350 tonnes de matériel avaient été transportés par la seule voie aérienne,. Franco s’était sans doute avisé que les équipages des vaisseaux républicains avaient refusé d’obéir à leurs officiers et les avaient massacrés ; la flotte républicaine, désorganisée, ne serait donc pas capable de s’opposer au transbordement de ses troupes. Selon Bennassar, « ce ne sont donc pas les avions italiens et allemands qui ont pour l’essentiel permis la traversée du détroit ; ils ont été utiles, sans plus ».
Le 20 juillet 1936 survint un événement crucial pour la future accession de Franco au poste de chef d’État. À Estoril, l’avion qui devait transporter Sanjurjo à Pampelune, trop lourdement chargé (Sanjurjo ayant en effet embarqué une forte malle renfermant uniformes et médailles dans la perspective de son entrée solennelle dans Madrid), s’écrasa peu après le décollage. Sanjurjo, qui aurait dû diriger le coup d’État, périt carbonisé,,. Paradoxalement, sa mort fut un coup de chance pour le Mouvement national, vu qu’elle laissa la voie libre deux mois plus tard à un commandant en chef plus jeune et plus capable. Il est douteux que Sanjurjo eût possédé la capacité nécessaire pour remporter la victoire dans une guerre civile longue, cruelle et complexe.
Depuis la mort de Sanjurjo, le morcellement de la zone nationaliste avait fait émerger trois chefs : Queipo de Llano sur le front andalou, Mola à Pampelune, et Franco à Tétouan. Mola avait créé le 23 juillet le Comité de défense nationale (Junta de Defensa Nacional), composé de lui-même et des sept commandants principaux de la zone nationaliste du nord, et présidé en théorie par le vieux général Miguel Cabanellas, ancien député du Parti radical, centriste et franc-maçon, que son ancienneté désignait à la présidence, mais dans les faits par le général Dávila. Franco ne faisait pas partie de la Junta, mais le 25, celle-ci reconnut son rôle fondamental et le nomma général en chef de l’armée du Maroc et du Sud de l’Espagne, c’est-à-dire commandant du contingent le plus important de l’armée nationaliste. Queipo de Llano, Franco et Mola se concertaient, tout en disposant chacun d’une certaine autonomie. Dès le début, Franco avait agi comme un chef de premier plan du Mouvement, et nullement en subordonné régional, adressant des ordres aux commandants du sud et dépêchant ses représentants directement à Rome et à Berlin.

#### Stabilisation des positions nationalistes en Andalousie et marche sur Madrid
Le franchissement du détroit de Gibraltar par les troupes africaines fut cause d’un certain découragement dans la zone républicaine, où l’on avait gardé le souvenir de la brutale action répressive de ces troupes lors de la révolution des Asturies en octobre 1934. Ce transfert de troupes, difficile gageure que Franco avait su soutenir avec brio, lui avait permis de consolider les positions rebelles dans le sud de l’Espagne, ce qui était un succès tant sur le plan diplomatique que militaire.
Le 7 août 1936, Franco s’envola pour Séville et installa son quartier-général dans le luxueux Palais de Yanduri mis à sa disposition. De là, il entreprit avec Queipo de Llano la conquête du territoire andalou, ainsi que celle de l’Estrémadure. Ses objectifs étaient d’opérer la jonction avec la zone nord contrôlée par Mola, puis de s’emparer de la capitale. Dès que la situation dans l’ouest de l’Andalousie eut été suffisamment stabilisée, on put organiser d’abord deux premières colonnes d’assaut, fortes chacune de 2000 à 2500 hommes, puis une troisième colonne, de quelque 15 000 hommes. Ces colonnes, composées de légionnaires et de troupes indigènes et placées sous le commandement de Juan Yagüe, alors lieutenant-colonel, se mirent en marche le 2 août 1936 à travers l’Estrémadure en direction du nord et de Madrid et parvinrent à avancer de 80 kilomètres dans les premiers jours,. La défense de Madrid accaparait une grande partie des forces républicaines ; les milices que rencontraient sur la route de Madrid les troupes aguerries de Franco n’étaient pas de taille à leur résister. Grâce à la supériorité aérienne que leur apportaient les aviations italienne et allemande, les troupes rebelles prirent à peu de frais nombre de villages et de villes situées sur le chemin de Séville à Badajoz. Les miliciens de gauche et tous ceux suspectés de sympathiser avec le Front populaire furent voués à une extermination systématique. À Almendralejo, un millier de prisonniers, dont une centaine de femmes, furent fusillés. En une semaine à peine, la colonne rebelle progressa de 200 kilomètres ; la rapide avancée des troupes du Maroc faisait merveille en rase campagne face à des milices mal commandées, indisciplinées et sans expérience.
Sur le front nord en revanche, après une semaine de combats, l’avance de Mola vers Madrid s’était enlisée. Ses troupes et milices de volontaires, dépassées en nombre par l’adversaire, manquaient de munitions. Mola en vint même à envisager une retraite sur une position défensive le long du fleuve Duero. Franco insista qu’il ne se retire pas, ni ne cède la moindre parcelle de territoire, l’un de ses principes de base tout au long du conflit. Mola réussit à garder sa position, mais ne put pousser plus avant.

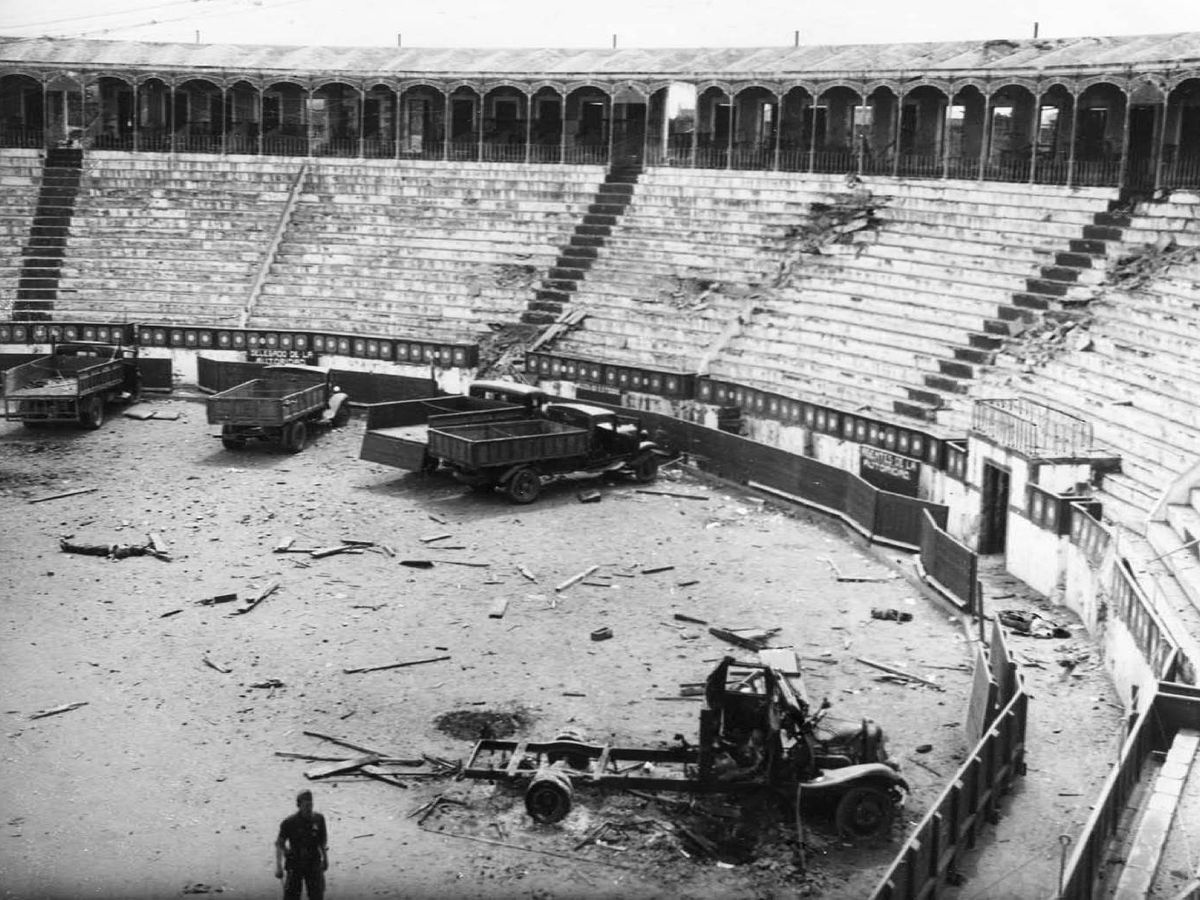
La Plaza de Toros, où se déroula le massacre de Badajoz.

Le 11 août, les trois colonnes de Yagüe s’emparèrent de Mérida, puis, le 14 août, entraient à Badajoz pour dégager la frontière avec le Portugal ami. Dans la ville, le combat ne dura que 36 heures, au terme desquelles la plupart des combattants de la ville, au nombre de près de 2000, furent fusillés sur la Plaza de Toros par les troupes maures. Ce carnage, qui sera appelé le massacre de Badajoz, jeta le discrédit davantage sur Franco, responsable de l’ensemble des opérations, que sur Yagüe, son exécutant,,. Il s’agissait, en accord avec la stratégie de Franco, de détruire physiquement l’ennemi républicain, de sang-froid. Ce type d’exactions allait se répéter tout au long du conflit, et l’état de guerre sera proclamé dans chaque ville conquise. Du reste, la réprobation internationale laissait Franco de marbre. Paul Preston note que la terreur que répandait l’avancée des Maures et des légionnaires fut une des meilleures armes des nationalistes lors de leur marche sur Madrid. Étant donné la discipline de fer avec laquelle Franco dirigeait les opérations militaires, il est peu probable, estime Preston, que l’usage de la terreur eût été en l’espèce un simple à-côté spontané de la guerre, passé inaperçu de Franco. Selon Andrée Bachoud :

« La marche victorieuse de ses hommes sème la terreur. Les méthodes du chef militaire n’ont pas changé depuis la guerre du Maroc ou la répression des Asturies. Volonté délibérée d’un chef de marquer les esprits, et la volonté déjà exprimée lors des premières campagnes marocaines que la négociation ou le pardon donnent à l’ennemi une chance de refaire ses forces et de reprendre l’avantage. Ce type de raisonnement n’appartient pas aux seules troupes de Franco : la violence s’exerce partout avec la même frénésie, jamais réprimée ni condamnée dans ces bataillons dirigés par des officiers qui n’ont d’autre expérience que la guerre en Afrique. Les guerres coloniales leur ont enseigné la primauté de la loi du plus fort sur le respect des hommes. Ils ne changeront pas de méthodes sur le territoire national. […] Il est certain que le commandement unique n’existe pas encore et qu’il est difficile d’imposer un comportement à des hommes placés sous commandements multiples ; il est non moins certain qu’aucun responsable militaire ne se préoccupe de donner des consignes de modération ; les massacres font partie d’un ordre des choses accepté et jamais regretté. »

Les difficultés qu’avait éprouvées Yagüe pour s’emparer de Badajoz incitèrent l’Italie et l’Allemagne à amplifier leur aide à Franco. Mussolini dépêcha une armée de volontaires, le Corpo Truppe Volontarie (CTV), composée de quelque 2 000 Italiens et intégralement motorisée, et Hitler un escadron de professionnels de la Luftwaffe (la 2JG/88), avec environ 24 avions.
Par la discipline des troupes, face à l’absence d’unité de commandement dans le camp républicain, les rebelles des deux zones, nord et sud, réussirent à opérer leur jonction début septembre. La situation initiale avait donc été renversée ; au mois d’octobre, l’ouest de l’Espagne, à l’exception des zones côtières du Nord, formait un territoire d’un seul tenant sous domination nationaliste. De plus en plus, Franco se comportait comme le chef en titre de l’insurrection. Il rétablit l’usage du drapeau bicolore sang et or sans requérir le consentement de ses pairs. Il détourna à son bénéfice la sympathie de l’immense cohorte monarchiste et traditionaliste, tout en marquant ses distances vis-à-vis des gesticulations fascistes,. Le seul à jouir d’une reconnaissance internationale, il était le destinataire de l’aide étrangère et le chef des forces de combat décisives. Si Mola acceptait en général ses initiatives, ses relations avec Queipo de Llano dans le sud restaient plus tendues.

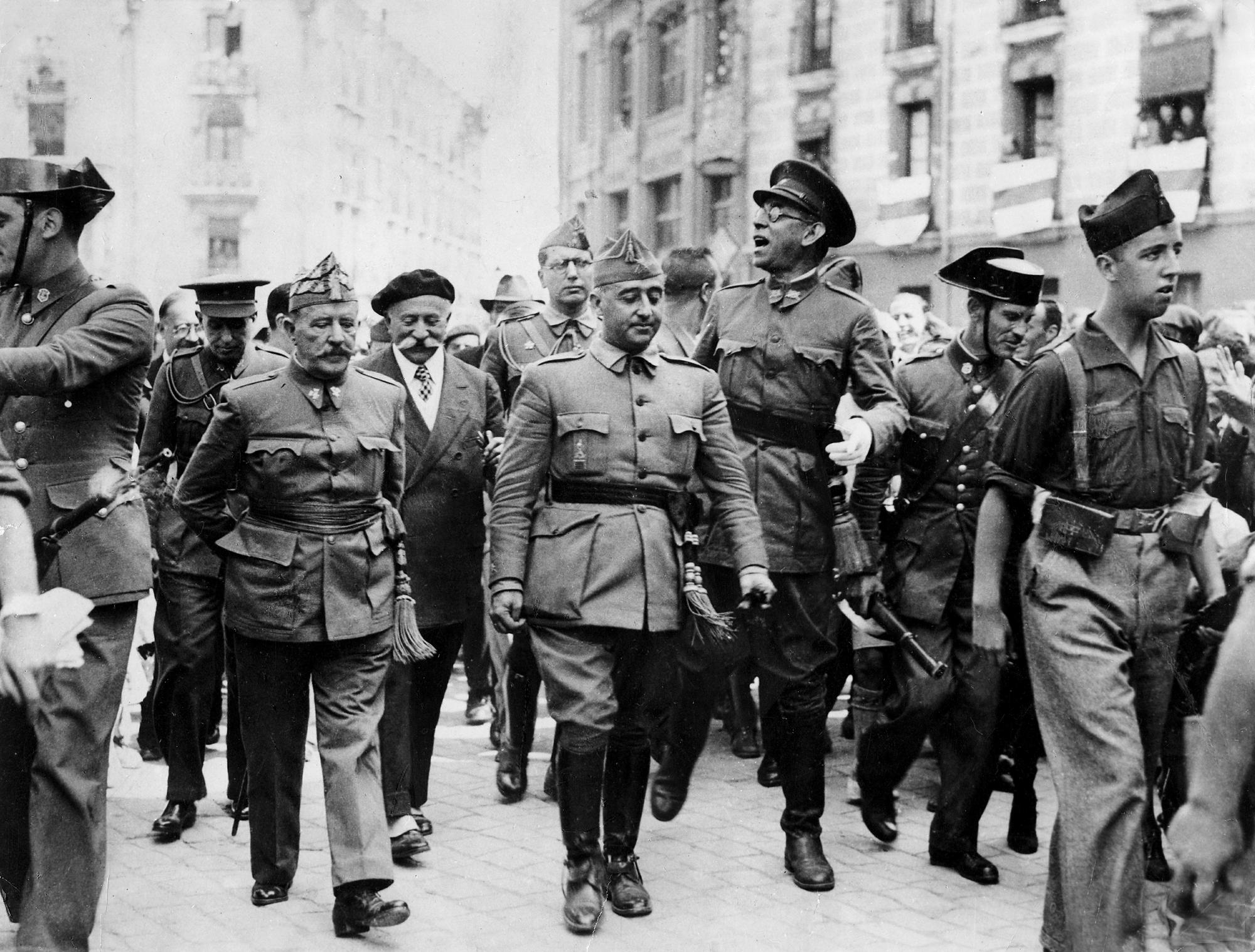
Franco à Burgos en août 1936. Le général Mola marche derrière lui, à sa gauche.

Le 26 août, Franco transféra son quartier-général vers le palais des Golfines de Arriba à Cáceres,, où il créa un embryon de gouvernement, ce que n’avaient fait ni Mola ni Queipo de Llano. En faisaient partie : son frère Nicolás, secrétaire politique brouillon, chargé des questions politiques ; José Sangroniz, assistant pour les affaires extérieures ; Martínez Fuset, conseiller juridique, chargé de la justice militaire ; et Millán-Astray, chef de la propagande. Il avait à ses côtés l’inévitable Pacón, quelques vieux compagnons d’Afrique, Kindelán, chargé de l’aéronautique, et Luis Bolín, responsable de la propagande. Juan March, qui faisait figure de trait-d’union entre Franco et le monde des entreprises, jouait également un rôle de premier plan. Viendront bientôt le rejoindre Serrano Suñer et son frère Ramón, qui ne tardera pas à renier ses convictions antérieures. Franco avait ainsi reconstitué autour de lui son univers familier,,.
Le 3 septembre, les troupes de Franco s’emparèrent de Talavera de la Reina. La férocité des troupes maures à Badajoz étant arrivée à la connaissance du public, une partie de la population s’enfuit de la ville, de même qu’une partie des miliciens républicains avant même de présenter bataille. Le 20 septembre, les colonnes arrivèrent à Maqueda, à quelque 80 km de Madrid.
À ce moment, Franco était déjà passé au-dessus des autres chefs nationalistes, y compris Mola, tandis que Cabanellas, le président de la Junta, n’était guère plus qu’un symbole dans la structure politique et militaire. En même temps, les commandants nationalistes des différentes zones avaient gardé une considérable autonomie. Franco avait renforcé ses rapports avec Rome et Berlin, réceptionnant tous les approvisionnements italiens et une bonne part de ceux allemands, pour ensuite les redistribuer aux unités du Nord. Les trois gouvernements amis qui soutenaient les militaires — Italie, Allemagne, Portugal — le considéraient comme le chef principal. Le 16 août, il s’envola pour la première fois à Burgos, siège de la Junta, pour planifier et coordonner la campagne militaire avec le général du Nord, Mola, qui se montra ouvert et coopératif.
Entre-temps, dans le Protectorat, les lieutenants de Franco avaient conclu une entente avec les chefs indigènes, ce qui permit au camp nationaliste de faire du Maroc un copieux réservoir de volontaires musulmans, dont l’effectif devait atteindre les 60 ou 70 mille hommes.

#### Levée du siège de l'alcazar de Tolède
À Maqueda, presque aux portes de Madrid, Franco dévia une partie de ses troupes vers Tolède pour y désencercler l’Alcazar, assiégé par les républicains. Cette décision controversée, qui laissa aux républicains le loisir de renforcer les défenses de Madrid, lui vaudra un grand succès personnel de propagande. L’Alcazar était un foyer de résistance nationaliste où dans les premiers jours du soulèvement un millier de gardes civils et de phalangistes étaient allés se retrancher avec femmes et enfants, et d’où ils opposaient à leurs assaillants une résistance désespérée. Après les avoir libérés le 27 septembre 1936, les partisans de Franco s’appliquèrent à transfigurer cette opération en légende, confortant encore la position de Franco parmi les chefs rebelles. Sa photo le montrant aux côtés de José Moscardó et de Varela occupé à parcourir les ruines de l’Alcazar, et fort ému tandis qu’il serrait les survivants dans ses bras, fera le tour du monde et lui servira à se faire reconnaître comme le chef de l’insurrection militaire,.

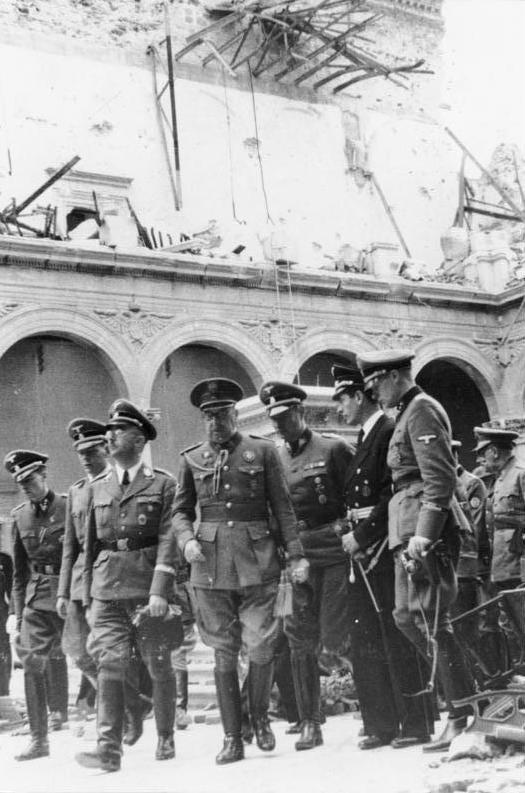
Heinrich Himmler visitant les ruines de l'alcazar de Tolède en compagnie de José Moscardó en octobre 1940, quatre années après la fin du siège.

Le choix stratégique de donner la priorité aux assiégés de l’Académie militaire de Tolède au détriment de Madrid a été critiquée, mais Franco était pleinement conscient du retard que causerait cette décision. Il voulut profiter de l’effet qu’aurait sur son prestige le sauvetage de l’Alcazar, à un moment où était débattue l’opportunité d’une direction militaire unique et où les généraux nationalistes devaient prendre une décision définitive sur l’unification du commandement militaire, et par extension, sur la nature du pouvoir politique qui allait être instauré dans la zone nationaliste, pouvoir politique dont Franco aspirait à devenir le dépositaire, ; la raison politique lui avait dicté de délivrer les héros assiégés de Tolède et d’apparaître de la sorte comme leur libérateur. En outre, la ville, longtemps capitale impériale de l’Espagne, était sur le plan symbolique un enjeu essentiel. D’autres auteurs y ont perçu la manifestation du machiavélisme de Franco et la décision mûrement réfléchie de prolonger la guerre pour avoir le temps d’asseoir définitivement son pouvoir : la prise de Madrid aurait été trop précoce et n’aurait pas permis d’écraser totalement l’adversaire ; pour atteindre cet objectif, il fallait que la guerre durât. Si donc Franco s’attachait bien à organiser la victoire de son camp, il allait le faire sans hâte excessive, car il lui fallait laisser mûrir son prestige et asseoir son pouvoir. La prise de Madrid fin septembre eût sans doute signifié la fin de la guerre, rendant dès lors inutile de créer un commandement unique ; le Directoire des généraux aurait sans doute dû sans tarder résoudre le problème de la nature de l’État, avant que Franco eût obtenu la position privilégiée qu’il souhaitait.
D’autres auteurs démontent l’argument selon lequel Franco aurait commis une erreur opérationnelle très grave en retardant d’une semaine la marche sur Madrid. Certes, au début d’octobre, Madrid n’avait pas de défenses fortes et aurait pu être prise facilement, avant que la situation militaire ne change une semaine après, quand les armes et les spécialistes militaires soviétiques étaient entrés en action en nombre significatif. Cependant, il apparaît douteux qu’une avancée résolue sur Madrid dès septembre, avec les flancs peu protégés, avec une logistique faible, et en dédaignant totalement les autres fronts, aurait permis à Franco de s’emparer rapidement de la capitale et de mettre ainsi un point final à la Guerre civile. En pratique, il était improbable que Franco adopte une stratégie aussi audacieuse, car elle allait à l’encontre de ses principes et de ses habitudes. Le retard d’un mois ne s’explique pas uniquement par la libération de l’alcazar, mais aussi, et principalement, par les ressources limitées des nationalistes ; à la fin de septembre, Franco, qui devait affecter des renforts à d’autres fronts qui menaçaient de succomber, ne pouvait pas s’appuyer sur une concentration de troupes suffisante. Au surplus, l’élection de Franco par la Junta de Defensa n’était en réalité nullement conditionnée par la libération de l’alcazar. Enfin, en donnant, au détriment de l’assaut contre Madrid, la priorité à la conquête de la zone républicaine nord, enclavée, qui possédait la majeure partie de l’industrie lourde, les mines de charbon et de fer, une population qualifiée et la principale industrie d’armement, Franco faisait basculer l’équilibre des forces en sa faveur.

### Accession au pouvoir

#### Comité de défense nationale

Armes d’Espagne (dans sa version administrative) telles qu’adoptées par le général Franco en 1938.

Avec la mort accidentelle de Sanjurjo, le soulèvement se trouva décapité, et les échecs de Goded à Barcelone et de Fanjul à Madrid avaient laissé le général Mola sans compétiteurs dans la course au statut de chef de l’insurrection,. Le 23 juillet 1936, Mola créa une Junta de Defensa Nacional composée de sept membres et dirigée par Miguel Cabanellas, et dans laquelle Franco ne figurait pas encore. Ce n’est que le 3 août que Franco fut admis dans la Junta, c’est-à-dire au moment où les premières unités d’Afrique avaient franchi le détroit de Gibraltar et où Franco avait noué des relations privilégiées avec l’Italie et avec l’Allemagne. Dans les négociations pour obtenir l’aide italienne, c’est Franco qui avait pris l’initiative et qui les avait menées à bonne fin. Mussolini et son ministre des Affaires extérieures Ciano avaient une indéniable préférence pour Franco, au détriment de Mola. En Allemagne également, c’est avec Franco que se multipliaient les contacts, Franco ayant la chance de bénéficier de l’appui de nazis actifs résidant au Maroc. Le 11 août, dans une conversation téléphonique, Mola et Franco s’étaient accordés qu’il n’était pas efficace de doublonner les efforts pour obtenir de l’aide internationale, et Mola avait depuis lors cédé à Franco le soin d’entretenir les relations avec ceux qui déjà étaient leurs alliés et, par là même, la supervision des fournitures de matériel.
La composition de la Junta de defensa reflétait la division des insurgés. Elle comprenait quatre officiers opportunistes ou mal définis politiquement, les généraux Mola et Dávila, et les colonels Federico Montaner et Francisco Moreno. Elle comptait deux monarchistes dans sa composition initiale, avec Saliquet et Ponte. Le général Cabanellas déplaisait à l’extrême droite en raison de son républicanisme et de son appartenance à la franc-maçonnerie. La division se compliqua encore par la suite, d’abord par l’inclusion de Franco le 3 août, puis par celle des généraux Queipo de Llano (républicain) et d’Orgaz (monarchiste) le 17 septembre. Dans ce contexte de discorde, il apparut vite que la Junte était incapable de donner sa cohérence à une coalition aussi disparate, moins encore de créer un État nouveau face à l’appareil républicain. Ce Comité, où les dirigeants militaires de la rébellion, à l’exclusion de tout civil, décidaient sur un pied d’égalité, ne détenait pas l’autorité suffisante pour mettre fin à l’indépendance de fait dont jouissaient ses membres, géographiquement dispersés et se comportant chacun comme le maître absolu de leur territoire respectif conquis par les armes. Le 26 juillet 1936, faute d’accord véritable, ils s’étaient résignés à confier la présidence à leur doyen d’âge, le général Cabanellas.
Franco bénéficiait comme Goded d’une popularité supérieure à celle de ses collègues, et bien que sa candidature fût défendue par ses camarades monarchistes, induits en erreur sur ses intentions, Franco n’était lié à aucun clan et se posait comme l’homme de la sagesse et du juste milieu. S’il ne figurait pas vraiment comme l’un des membres fondateurs de la conjuration, il avait sauvé ses collègues d’un enlisement qui aurait pu leur être fatal, et apparaissait bien placé pour s’imposer ensuite comme leur arbitre providentiel. À partir de septembre (c’est-à-dire passé seulement deux mois), il figurait déjà comme le plus solide des candidats pour diriger le soulèvement. Le 15 août, Franco prit une initiative dont il est permis de déduire qu’il envisageait déjà cette éventualité et qui probablement contribua à consolider davantage encore sa position : sans s’être concerté avec Mola, Franco adopta, lors d’une cérémonie publique solennelle célébrée à Séville, le drapeau rouge et or, de sorte qu’ultérieurement, la Junta, à qui Franco avait forcé la main par cette initiative, ne put qu’entériner officiellement cette bannière. Par cette initiative, Franco s’assura le soutien des monarchistes, alors que deux semaines seulement auparavant, Mola avait crûment éconduit Jean de Bourbon, l’héritier de la couronne, quand celui-ci voulut se joindre au soulèvement. Franco pouvait compter à ce moment sur un groupe de militaires — nommément Kindelán, Nicolás Franco, Orgaz, Yagüe et Millán-Astray — disposés à manœuvrer pour l’élever au poste de commandant en chef et de chef de l’État.
Le 4 septembre 1936 fut constitué le premier gouvernement unifié du Front populaire, présidé par le socialiste Francisco Largo Caballero, dont vinrent faire partie deux mois plus tard quatre représentants anarcho-syndicalistes. Vers la mi-septembre, ce gouvernement entreprit de mettre sur pied une nouvelle armée républicaine, centralisée et disciplinée. Les premières armes soviétiques arrivèrent début octobre, en même temps qu’un groupe nombreux de conseillers militaires soviétiques, des centaines d’aviateurs et de conducteurs de char, rejoints bientôt par les brigades internationales.

#### Instauration d’un commandement unique (septembre 1936)
Le 14 septembre 1936, la Junta tint à Burgos une réunion où le problème du commandement unique fut abordé. Cette initiative émanait non pas tellement de Franco, mais plutôt des généraux monarchistes Kindelán et Orgaz, qui estimaient qu’un commandement unique était essentiel pour remporter la victoire et visaient l’objectif de faire évoluer le régime militaire vers la monarchie. Franco avait l’appui de ses conseillers les plus proches, et Italiens et Allemands voyaient Franco comme l’homme clef du camp nationaliste. La question prenait une importance sans cesse croissante à mesure que les colonnes de Franco s’approchaient des environs de Madrid. Les frictions que Franco n’avait pu éviter avec Queipo de Llano dans le sud, et les quelques désaccords entre Mola et Yagüe, chef des colonnes d’assaut contre Madrid au centre, avaient rendu de plus en plus patente la nécessité d’un commandant en chef. Kindelán avait donc pressé Franco de solliciter une réunion de toute la Junta pour y soumettre la proposition d’unité de commandement. Le 12 septembre 1936, en réunion secrète à Salamanque, la Junta prépara en premier lieu un projet de décret précisant les modalités d’un commandement politique et militaire unifié. Ce texte, dont la rédaction fut confiée à José de Yanguas Messía, professeur de droit international, prévoyait la dissolution de la Junta de Defensa, la mise en place d’un commandement unique pour tous les corps d’armée, confié à un generalísimo, « chef du gouvernement de l’État pendant toute la durée de la guerre », exerçant son autorité sur « toutes les activités nationales politiques, économiques, sociales, culturelles ». La réunion décisive fut fixée au 21 septembre, dans un petit bâtiment en bois aux environs de Salamanque, où avait été improvisée une petite piste d’atterrissage, vu que la plupart des participants devaient arriver en avion. Lors de cette réunion, convoquée par Franco à la date convenue, et qui fut tendue, Kindelán, de façon répétée et avec le soutien d’Orgaz, insista que le problème du commandement unique fût traité. Ouverte à 11 heures du matin, la réunion fut suspendue à midi, et à sa reprise à 4 heures de l’après-midi, Kindelán insista encore : « Si dans un délai de huit jours, un général en chef [Generalísimo] n’a pas été nommé, moi je m’en vais ». Après que Kindelán a proposé le nom de Franco, celui-ci, qui apparaissait comme le moins compromis par des engagements politiques antérieurs, qui avait remporté le plus de succès militaires, et qui pouvait compter sur l’appui y compris de Mola, fut désigné Generalísimo, c’est-à-dire chef suprême des armées. Il n’eut pas le soutien de Cabanellas, qui préconisait une direction collégiale et remit en mémoire les hésitations qu’avait eues Franco jusqu’au dernier moment avant de se décider à rejoindre le soulèvement. La réunion s’acheva par l’engagement des participants à garder la décision secrète jusqu’à ce que le général Cabanellas l’ait rendue officielle par voie de décret, ; cependant, les jours s’écoulaient sans que le président de la Junta en ait fait l’annonce officielle.

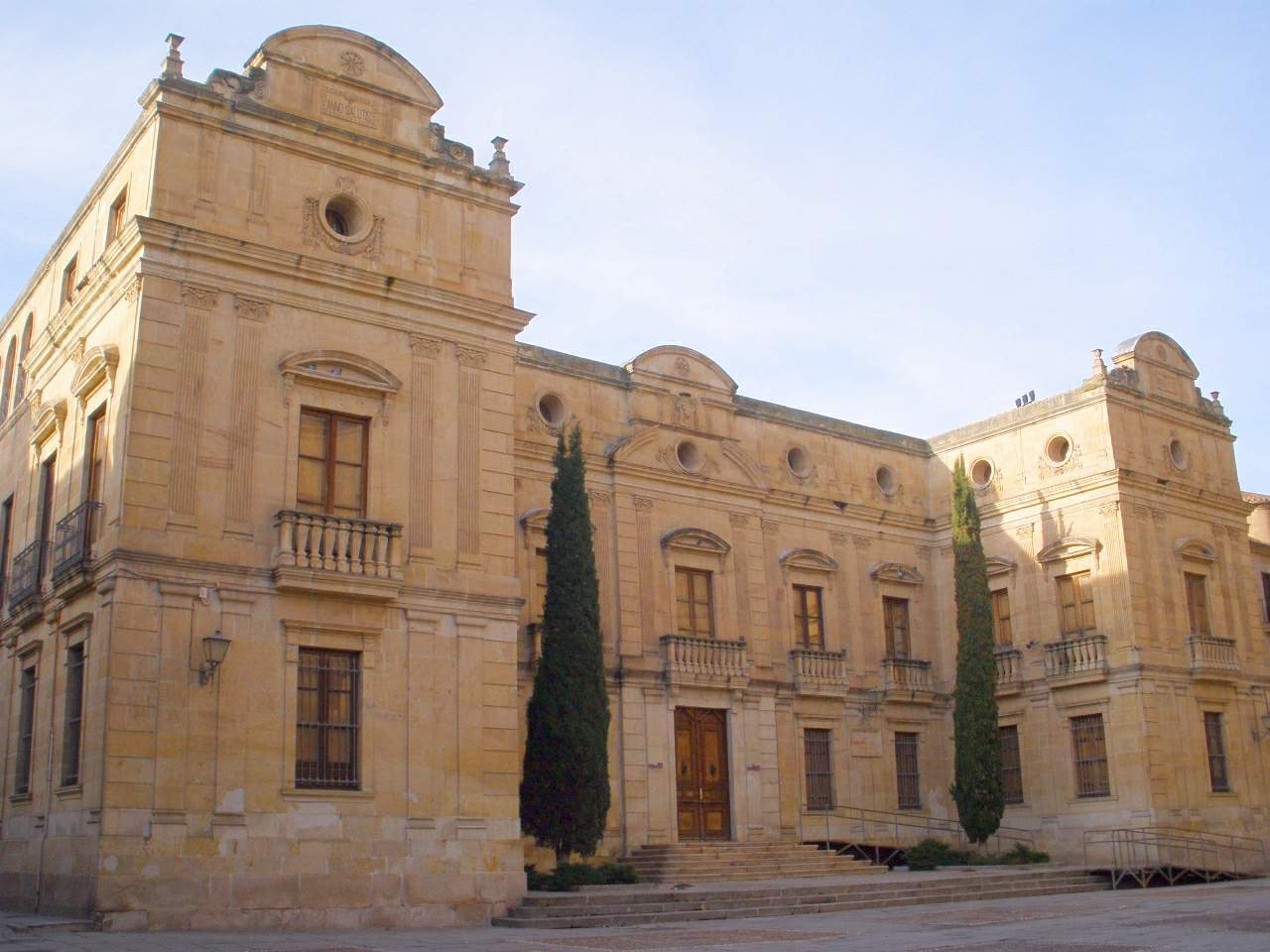
Palais épiscopal de Salamanque, quartier-général du Generalísimo Franco, de sa proclamation comme chef d’État le 1 octobre 1936 jusqu’au transfert de son QG à Burgos.

C’est aussi ce même jour que Franco, retardant la marche sur Madrid, décida de dévier ses troupes vers Tolède pour libérer l’Alcazar. Le 27 septembre, l’Alcázar était libéré et une manifestation d’hommage à Franco eut lieu à Cáceres. Le lendemain 28 septembre se tint à Salamanque une nouvelle réunion de la Junta, où devait se décider de quels pouvoirs serait investi le commandant unique et où Kindelán apporta tout préparé un brouillon du décret, que lui et Nicolás avaient rédigé la veille, et aux termes duquel Franco était nommé commandant suprême des forces armées (Generalísimo) avec des attributions incluant les pouvoirs de « chef de l’État », et ce « aussi longtemps que durerait la guerre ». Devant les réticences des autres membres de la Junta à l’idée de réunir en une seule personne le commandement militaire et le pouvoir politique, Kindelán proposa une pause pour déjeuner ; au cours de celle-ci, lui et Yagüe faisaient pression sur les autres membres du conseil pour leur faire soutenir la proposition. À la reprise de la réunion, la proposition fut acceptée par tous, hormis Cabanellas, et sous réserve par Mola ; ensuite, le conseil fut chargé de rédiger le décret définitif. Au sortir de la réunion, Franco déclara que « ceci est le moment le plus important de ma vie ».
Le décret, rédigé par Yanguas Messía, portait en son premier alinéa qu’« en exécution de l’accord conclu par la Junta de Defensa Nacional était nommé chef de gouvernement de l’État espagnol Son Éminence monsieur le général de Division don Francisco Franco Bahamonde, qui assumera tous les Pouvoirs du nouvel État ». Si dans la proposition de Kindelán il était présupposé que cette nomination ne vaudrait que pour la durée de la guerre, cette restriction n’avait pas été retenue dans le décret finalement adopté. Ramón Garriga, qui plus tard allait faire partie du service de presse franquiste à Burgos, affirma que Franco lut sur le projet de décret la mention de ce qu’il serait chef du gouvernement de l’État espagnol seulement à titre provisoire « aussi longtemps que durerait la guerre » et qu’il la biffa avant de le soumettre pour signature à Cabanellas.
Le décret que Cabanellas publia finalement le 30 septembre 1936 proclamait Franco « chef du gouvernement de l’État espagnol », donc sans la clause sur la limitation de ses pouvoirs à la durée de la guerre. Grâce à cette omission, Franco allait s’arroger un pouvoir illimité dans sa portée aussi bien que dans sa durée. Le décret démilitarisa aussi le pouvoir, créant en effet un Comité technique dont les membres étaient pour la plupart des civils de second plan appelés à jouer le rôle de ministres. Dans l’idée de Mola, ces mesures étaient des mesures d’urgence destinées à s’appliquer seulement pendant la durée de la guerre, après quoi l’on en reviendrait au plan originel, à savoir un processus politique comprenant un plébiscite national, soumis à des contrôles minutieux, qui déterminerait le futur régime de l’Espagne. Les membres de la Junta n’envisageaient pas l’instauration d’une dictature politique permanente exercée par un seul homme,. Symptomatiquement, Franco, nonobstant qu’il eût été nommé seulement « chef du gouvernement », se mit à se désigner lui-même sous le titre de « chef de l’État ». Le lendemain, les médias franquistes publiaient la nouvelle qu’il avait été investi « chef d’État », et ce même jour, Franco signa son premier ordre par la mention « chef d’État »,.

#### Investiture comme Generalísimo et amorce d’institutionalisation du régime

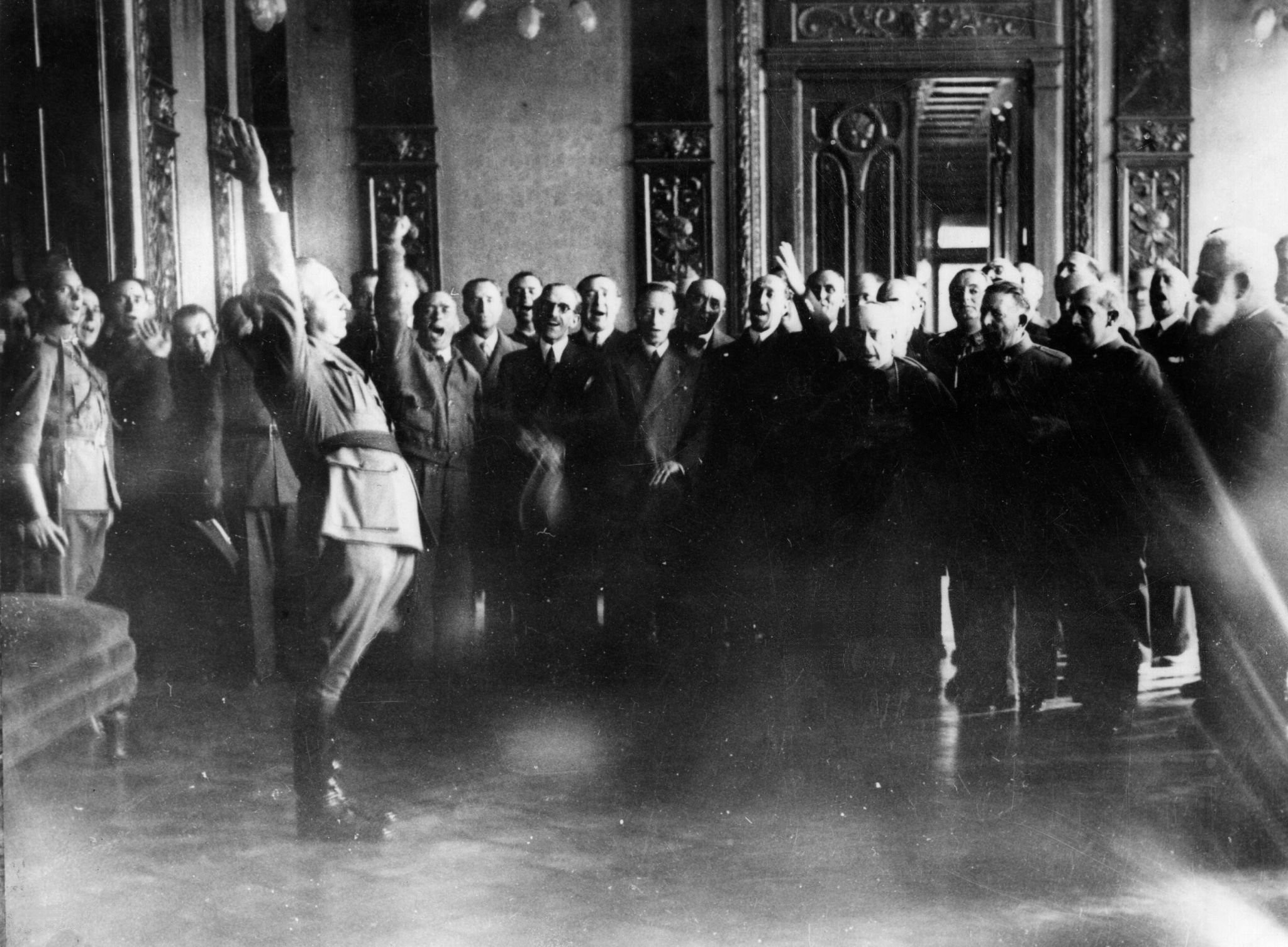
Investiture de Franco comme chef de l’État à Burgos, 1 octobre 1936.

L’investiture de Franco comme chef de l’État eut lieu le 1er octobre 1936 à Burgos, et fut célébrée en grande pompe, en présence de représentants de l’Allemagne, de l’Italie et du Portugal,,. Le Generalísimo déclara à cette occasion : « Messieurs les généraux et chefs de la Junta, vous pouvez être fiers, vous avez reçu une Espagne brisée et vous me remettez une Espagne unie dans un idéal unanime et grandiose. La victoire est de notre côté » ; et encore : « Ma main sera ferme, mon poignet ne tremblera pas, et je tâcherai d’élever l’Espagne à la place qui lui revient eu égard à son Histoire et à la place qu’elle a occupée dans les temps passés ». Si, dans cette allocution, il esquissa un régime mal identifié assez proche des régimes totalitaires existants et laissa clairement entendre qu’il ne songeait pas à un mandat limité, ce n’est que dans le cours de la guerre civile que son ambition de dictateur à vie apparaîtra au grand jour, Franco révélant alors des appétits politiques pour la plupart insoupçonnés.
La Junta de Defensa Nacional fut dissoute, et à sa place fut créée une Junta Técnica del Estado (littér. Comité technique de l’État), de type administratif, sans aucune autorité politique ou militaire, présidée par le général Fidel Dávila, fiable suiveur de Franco et officier administratif par excellence. Mola fut désigné commandant en chef de l’armée du Nord, et Queipo de celle du Sud, tandis que Cabanellas était relégué au rang d’inspecteur de l’armée ; c’est là le premier exemple de ce qui deviendra une pratique habituelle de son régime : offrir une promotion à des postes honorifiques à des figures en vue mais non désirées afin de les mettre à l’écart. Le Comité technique se composait de sept commissions chargées des différentes branches de l’administration de l’État, avec chacune son président. Il créa également un secrétariat général du chef de l’État, où il plaça son frère Nicolás, ainsi qu’un secrétariat aux Relations internationales, avec Sangróniz à sa tête, et un ministère du Gouvernement général (avec les attributions d’un ministère de l’Intérieur et de la Sécurité), confié à un autre général. Trois des présidences de commission revinrent à des monarchistes,,. La Junta técnica, bien qu’improvisée et arbitraire, se montra capable de mobiliser les ressources économiques et humaines de la zone nationale, obtenant que la production économique dépasse bientôt celle de la zone républicaine. La production alimentaire fut satisfaisante, l’exportation de minéraux se maintint, et peu après la conquête du Nord en 1937, la production de charbon et d’acier se rétablit. Le nouvel État mobilisa efficacement les ressources financières, les banques continuaient à être rentables, et la peseta de la zone nationaliste resta stable, avec un peu plus de 10 % d’inflation par an, pendant que dans la zone républicaine, l’inflation et les dévaluations étaient entrées dans une spirale non maîtrisée.

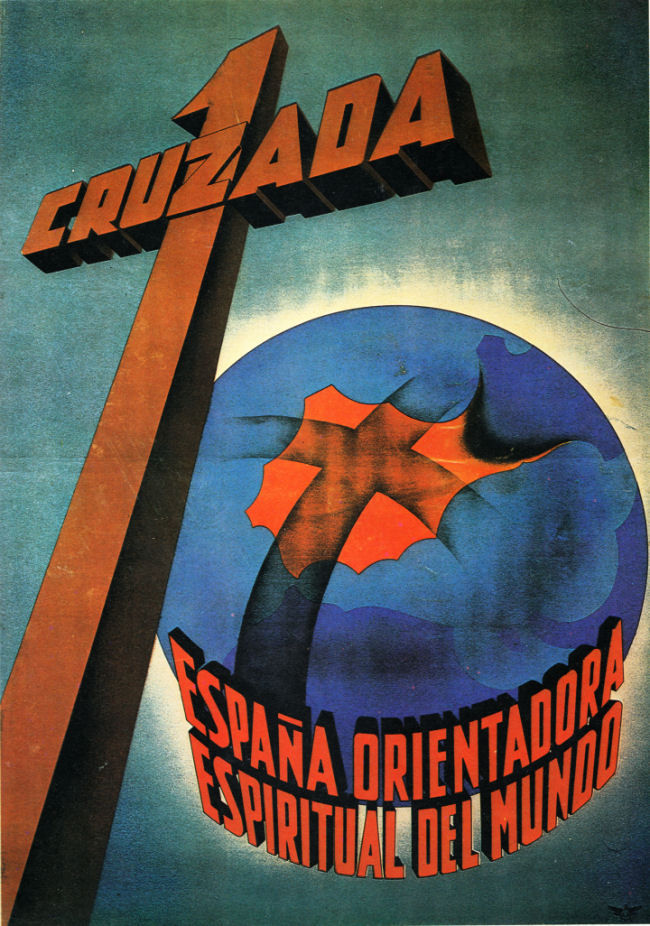
Première croisade : Espagne, guide spirituel du monde.
Affiche de propagande franquiste, vers 1939-1940.

Le général Franco sitôt autonommé chef de l’État, un culte à sa personnalité fut mis en place, en même temps qu’était lancée une campagne de propagande de style fasciste, où la zone insurgée fut submergée d’affiches à son effigie et où les journaux devaient porter en chapeau le slogan : « Una Patria, un Estado, un Caudillo », démarqué du « Ein Volk, ein Reich, ein Führer » d’Adolf Hitler. Franco s’adjugea l’épithète de Caudillo, titre médiéval signifiant « chef guerrier », plus particulièrement « chef de guérilla », utilisé pour la première fois en 1923 et pour lequel il eut une dilection dès le début, car s’enracinant dans le passé médiéval de l’Espagne et de la Reconquista, et relevant d’une tradition épique, de la geste nationale et catholique. Précisément, un caudillo est un personnage charismatique, un don de la Providence à un peuple, un messie investi d’une mission rédemptrice, ce dont l’Espagne, pervertie par le marxisme, l’anarchisme, et la franc-maçonnerie avait besoin,. Il devint ainsi l’objet d’une adulation orchestrée par une presse de plus en plus disciplinée et mise au pas, adulation qui dépassa bientôt celle de toute autre figure vivante de l’histoire d’Espagne. À son passage, lors de ses discours et dans les rassemblements publics, on l’acclamait par « Franco!, Franco!, Franco! », et ses supposées vertus étaient abondamment vantées : intelligence, volonté, justice, austérité… Ses premiers hagiographes apparurent qui le qualifiaient notamment de « croisé d’Occident, prince des Armées ». Ses expressions, citations, paroles et discours étaient repris en chœur dans tous les médias, et depuis lors aussi, l’une de ses obsessions sera d’avoir la haute main sur ces médias. D’autre part, le 30 septembre 1936, l’évêque de Salamanque, Enrique Plá y Deniel, publia une lettre pastorale intitulée Las dos ciudades (littér. les Deux Cités) — en allusion à la Cité de Dieu de saint Augustin —, dans laquelle le soulèvement était pour la première fois qualifié de « croisade », (quoique sur ce point, le clergé eût été devancé par les chefs carlistes, qui en avaient inauguré l’usage). Tout un cérémonial quasi religieux accompagnait son personnage, et Franco se prêtait à cette représentation, par conviction ou par calcul. Le 3 octobre, il alla s’installer à Salamanque et, acceptant l’offre de l’évêque Plá y Deniel, prit ses quartiers dans le Palais épiscopal, amalgamant ainsi, comme il devait en prendre l’habitude, les fonctions avec les lieux symboliques — toutefois pour un séjour qu’il escomptait de courte durée, jusqu’à son déménagement proche et définitif pour la capitale.
Depuis cette époque également, sa ferveur religieuse s’était intensifiée, et il assistait quotidiennement, aux premières heures du jour, à la messe dans la chapelle de sa résidence officielle ; certains après-midis, il récitait le rosaire aux côtés de son épouse ; et enfin, à partir de cette époque, il allait disposer d’un confesseur personnel. Il n’y a pas le moindre doute sur son catholicisme, même si celui-ci n’avait eu qu’une expression publique limitée quand il était jeune officier. La guerre civile le porta à une pratique religieuse intensive, non sans rapport avec le sens d’un destin providentiel qu’il commençait à développer. Le concept de religion devait être, par-dessus celui de nation, le principal soutien moral du Mouvement national ; son nouvel État devait être confessionnel. La dimension d’un combat pour la chrétienté — de « croisade » — ne cessera de le servir. Andrée Bachoud explique :

« [Son message] apportait la garantie d’une identité que beaucoup d’Espagnols craignaient de perdre. Certes, il utilise dans les premiers temps une phraséologie néofasciste accommodée à la manière espagnole, mais c’est dans la restitution d’un rituel ancien que la plupart de ses fidèles se reconnaissent. […] Ses discours montrent qu’il est naturellement de plain-pied dans la syntaxe d’une droite archaïque, créative et symbolique, en adéquation avec l’imaginaire politique d’un ensemble sociologique décalé par rapport à ce qu’on peut appeler la « modernité » du moment. Sa conformité avec une grande partie de son environnement est l’une des clefs de sa réussite, et les témoignages de soutien le confortent sans doute dans l’idée qu’il est désigné pour remplir une mission supérieure. »

Aussi, tous les Espagnols menacés par la révolution du Front populaire, depuis les aristocrates monarchistes jusqu’aux gens des classes moyennes et aux petits agriculteurs catholiques des provinces du Nord, s’agglutinèrent-ils autour de Franco comme leur chef, dans une lutte désespérée pour la survie. Les nationalistes mirent en marche une vaste contre-révolution de droite s’incarnant dans un néo-traditionalisme culturel et spirituel inédit. Les écoles et les bibliothèques furent expurgées non seulement du radicalisme de gauche, mais aussi de presque toutes les influences libérales, et la tradition espagnole fut consacrée comme boussole d’une nation dont on disait qu’elle avait perdu le nord pour avoir suivi les principes de la révolution française et du libéralisme.
S’il concédait une considérable autonomie à ses subordonnés, il exerça dès le début un pouvoir personnel plein et une autorité ferme sur tous les commandants militaires, à tel point que quelques-uns de ceux qui avaient voté pour lui s’étonnèrent de ses manières distantes et impersonnelles et de l’extension de son autorité. L’activité politique de groupes et partis cessa d’exister dans la zone nationale ; toutes les organisations de gauche furent interdites sous la loi martiale dès le début du conflit, et Gil-Robles ordonna dans une lettre datée du 7 octobre 1936, soit une semaine après la prise de pouvoir de Franco, à tous les membres de la CEDA et à ses miliciens de se soumettre complètement au commandement militaire. Seuls les phalangistes et les carlistes gardèrent leur autonomie vis-à-vis de la nouvelle autorité, mais lorsque les carlistes tentèrent en décembre d’ouvrir leur propre école d’officiers indépendante, Franco la fit immédiatement fermer et expédia le dirigeant carliste, Manuel Fal Conde, en exil. D’autre part, si les phalangistes étaient autorisés pendant un temps à avoir deux écoles de formation militaire, Franco eut soin d’unifier toutes les milices sous un même commandement régulier,. Aux quelques chefs militaires qui lui avaient demandé de presser Franco à adopter un système plus collégial de gouvernement, Mola répondit que pour lui le principal était de gagner la guerre et qu’à un tel moment, il fallait se garder de compromettre l’unité.
À Salamanque, Franco avait un homme de main, Lorenzo Martínez Fuset, qui avait pour mission d’anéantir tout ce qui était susceptible de nuire à l’ordre franquiste, à savoir francs-maçons, libéraux, anarchistes, républicains, socialistes ou communistes, et obtint par ce procédé un fort nombre de ralliements à la Phalange et d’enrôlements. Franco, note Andrée Bachoud, « se complaisait dans le rôle de patriarche apparemment bonhomme, pratiquant constamment la justice distributive, mais qu’il combinait à la réalité d’une action répressive impitoyable ».
Franco envoya des télégrammes à Hitler et à Rudolf Hess pour leur faire part, sur un ton cordial, de son investiture. Hitler lui répondit par l’entremise du diplomate allemand Du Moulin-Eckart, qui dans un entretien avec Franco le 6 octobre lui offrit l’appui de l’Allemagne, mais différa la reconnaissance du gouvernement rebelle jusqu’à la prévisible prise de Madrid. Du Moulin informa les autorités de Berlin de la disposition d’esprit de Franco : « L’amabilité avec laquelle Franco a exprimé sa vénération pour le Führer et Chancelier, sa sympathie pour l’Allemagne, et la réception délicate et chaleureuse qui m’a été faite ne permettent pas le moindre doute quant à la sincérité de son attitude envers nous ».
Ramón, resté en contact régulier avec Nicolás, avait décidé à la mi-septembre 1936, deux semaines avant que son frère ne devienne généralissime, de rompre avec la zone républicaine. Lorsque Ramón se présenta le 6 octobre 1936 à Salamanque, Franco lui pardonna tous ses péchés politiques d’antan, et afin de le protéger d’une possible rétorsion, le réintégra au sein du groupe familial et ordonna un procès judiciaire en procédure accélérée, d’où Ramón sortit innocenté le 23 novembre,. À la fin du mois, Franco le fit lieutenant-colonel et le nomma chef de l’importante base aérienne de Majorque. Le 26 novembre, Kindelán, qui n’en avait pas été informé, adressa à Franco la lettre sans doute la plus courroucée qu’il reçût jamais d’un subordonné. Ramón, se mettant au service de la cause des insurgés, gagna le respect de ses collègues par son engagement et sa compétence professionnelle, et surtout par son exemple, en dirigeant personnellement nombre d’actions et en accomplissant 51 missions de bombardement sur les villes républicaines de Valence, d’Alicante et de Barcelone. Il périt dans un accident d’avion le 28 octobre 1938.
La position de Franco se consolida encore, après que José Antonio Primo de Rivera a été exécuté par les républicains à Alicante le 20 novembre 1936, ce qui fit passer la Phalange dans l’orbite de Franco. C’est à cette époque aussi que Franco mit sur pied une flamboyante Garde maure pour sa protection personnelle.

### Affermissement de l’autorité de Franco et création d’un parti unique (avril 1937)

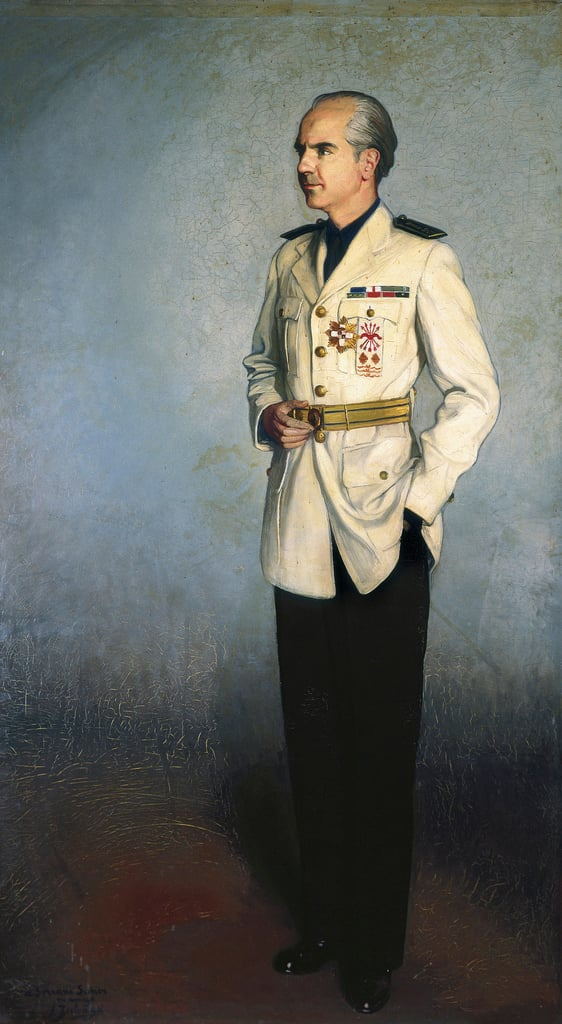
Ramón Serrano Súñer.

Dans les premiers mois de son pouvoir, Franco se concentra sur les affaires militaires et sur les relations diplomatiques. Les activités politiques étaient interdites et toutes les forces de droite appuyaient le nouveau régime. Seule la Phalange continuait à faire du prosélytisme, en prenant soin toutefois de pas interférer avec l’administration militaire. À partir d’avril 1937, Franco s’appliqua à consolider sa position politique, avec l’aide précieuse de Ramón Serrano Súñer, arrivé à Salamanque le 20 février 1937. Serrano Suñer, homme politique expérimenté et habile, bien mieux à même que Franco et son frère Nicolás de résoudre les problèmes posés par la construction d’un nouvel État et par l’unification des forces disparates, hétérogènes, parfois adverses, qui soutenaient Franco, ne tarda pas à remplacer Nicolás comme conseiller politique de Franco,, et tâcha de donner à l’Espagne nationaliste l’apparence d’un État organisé en s’inspirant du système mussolinien. En 1937, Franco s’efforça surtout à annihiler le pouvoir quasi autonome que certains de ses collègues militaires exerçaient toujours dans différentes régions, spécialement à Séville et en Andalousie, soumis depuis des mois au bon vouloir de Queipo de Llano. Il lui fallait aussi discipliner et intégrer dans l’armée les milices des organisations d’extrême droite et des carlistes. C’est seulement après avoir mené à bien ces opérations internes que Franco put conduire son action gouvernementale, en particulier par la promulgation, le 31 janvier 1938, d’une loi organique qui mettait fin aux fonctions de la Junte technique, en la réorganisant en un gouvernement composé de départements ministériels classiques.
Le deuxième grand coup politique de Franco fut d’imposer un parti unique et de commettre, selon le mot de Guy Hermet, un « coup d’État dans le coup d’État ». La coalition anti-républicaine englobait un ensemble d’aspirations très diverses et parfois antagonistes : monarchistes (escomptant la restauration de la dynastie des Bourbons), la CEDA (à cette date encore mouvement républicain de droite), et la Phalange (parti dominant, avec ses 240 000 militants en 1937). La plupart considéraient les fonctions de Franco comme un intérim, au mieux comme une régence, en attendant la fin de la guerre.
Franco tenta dans un premier temps de fonder, en s’appuyant sur la CEDA, un parti politique à l’image de celui créé par le dictateur Primo de Rivera, mais les réticences de certains phalangistes et carlistes, dont les mouvements avaient acquis une puissance considérable depuis le soulèvement, le feront renoncer et changer de stratégie. De façon générale, la Phalange se démarquait sensiblement de la pensée réactionnaire qui dominait l’Espagne nationale, spécialement en matière religieuse, de nombreux phalangistes professant une franche hostilité à l’encontre du catholicisme établi, comme aussi vis-à-vis des militaires de style classique. Pourtant, s’avisant que la logique des circonstances imposait d’aller vers une grande et nouvelle organisation politique, les phalangistes commencèrent en février 1937 à négocier les conditions d’une possible fusion avec les carlistes. Ceux-ci toutefois étaient des catholiques ultra-traditionalistes et très sceptiques envers le fascisme, et un accord de fusion acceptable ne put être trouvé.

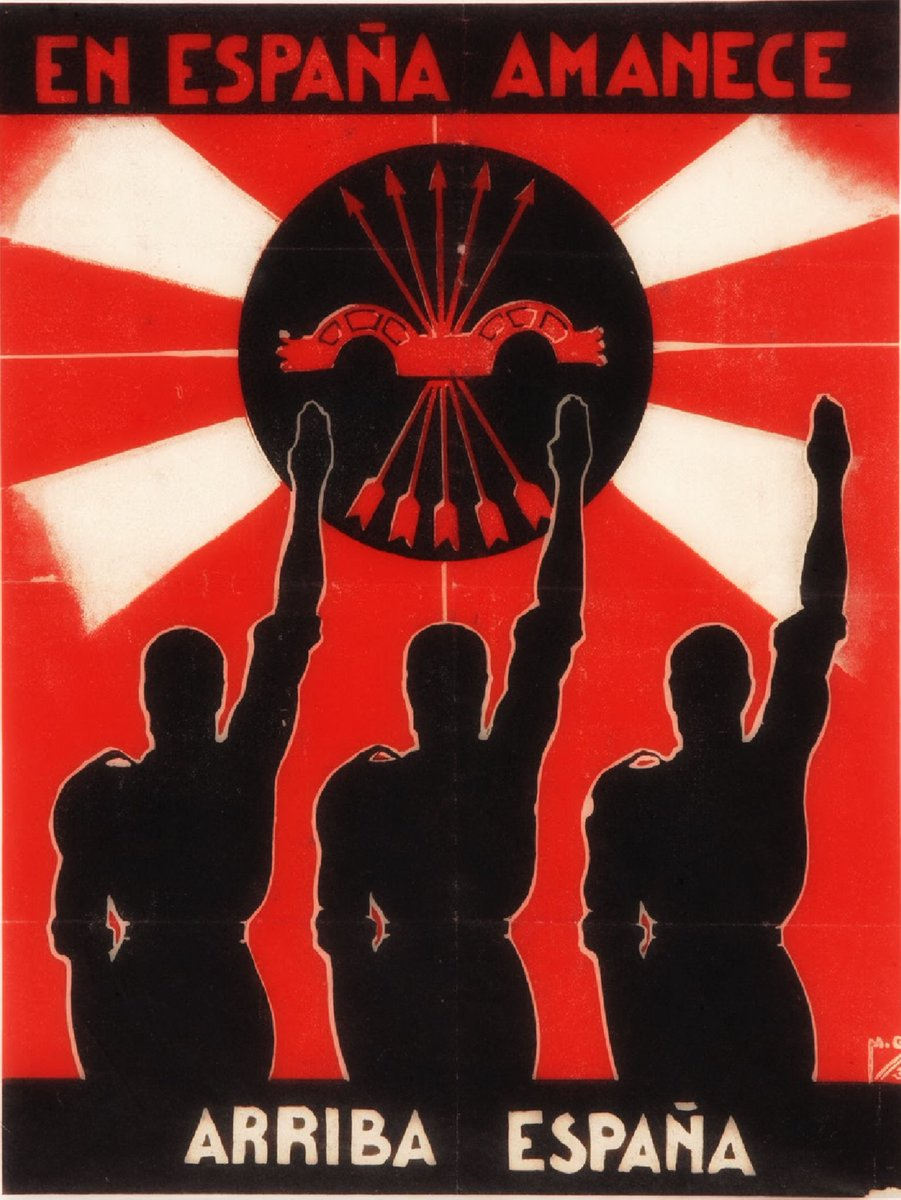
Affiche de propagande dépeignant les silhouettes de trois hommes exécutant le salut fasciste devant le symbole de la Phalange.

Serrano Suñer lui proposa de créer une sorte d’équivalent institutionalisé du fascisme italien, mais plus enraciné dans le catholicisme que ne l’était l’idéologie italienne. Cela impliquait de fonder un parti politique d’État basé sur la Phalange comme force principale, car, d’après Serrano Suñer, le « carlisme souffrait d’une certaine inactualité politique ; à l’inverse, une bonne part de sa doctrine était comprise dans la pensée de la Phalange, et celle-ci avait le contenu social et révolutionnaire devant permettre à l’Espagne nationaliste d’absorber idéologiquement l’Espagne rouge, ce qui est notre grande ambition et notre grand devoir ». Pour mettre en place ce système néofasciste, Serrano Suñer s’attela donc à mettre de l’ordre dans le magma d’aspirations contradictoires qu’était le camp nationaliste, en l’enfermant dans un parti unique placé sous la houlette de Franco, ce qui devait permettre de créer un État « véritablement neuf », différent des constructions antérieures, tout en ménageant les équilibres partisans, sans accorder de primauté d’influence à un seul des soutiens à la cause nationaliste,.
Quant à José Antonio Primo de Rivera, il se trouvait incarcéré dans la prison provinciale d’Alicante. Il ne fallait certes pas s’attendre à ce que Franco fût particulièrement enthousiaste à l’idée de la libération de José Antonio, susceptible de devenir un rival politique, mais il ne pouvait non plus rejeter les requêtes des phalangistes. Il mit à leur disposition des moyens et une quantité considérable d’argent pour tenter de suborner les geôliers républicains,. Paul Preston formule l’hypothèse que Franco retarda volontairement les démarches entreprises par les comtes de Mayalde et de Romanones auprès de Léon Blum pour obtenir la grâce de José Antonio, et observe que l’exécution de José Antonio en novembre 1936 servait Franco, qui avait le plus grand intérêt à utiliser la Phalange comme instrument politique, mais qu’il eût été incapable, en présence de son chef, de manipuler à sa guise,.
Néanmoins, le seul obstacle réel à la formation d’un tel parti unique à la dévotion de Franco demeurait la Phalange. Celle-ci s’était certes énormément accrue, mais apparaissait vulnérable, car ses principaux dirigeants avaient péri assassinés sous les coups de la répression de gauche, et ses chefs survivants, y compris le nouveau dirigeant Manuel Hedilla, manquaient de prestige, de talent, d’idées claires et de capacités de direction, et de surcroît étaient divisés en petits groupements. Avec l’aide de son frère Nicolás et du commandant Doval, il se rendit maître en dix jours de la Phalange : d’abord, en téléguidant Hedilla contre le groupe Aznar-Dávila-Garcerán qui accusait Hedilla de s’être vendu à Franco, puis en reléguant Hedilla vainqueur dans un poste subalterne ; celui-ci, s’étant rebellé le 23 avril 1937, fut arrêté le 25 à la suite d’une manipulation orchestrée par Doval et ses services, jugé par un tribunal militaire ad hoc pour conspiration et tentative de meurtre sur Franco, et condamné à mort le 29, puis certes gracié à l’intervention de l’ambassadeur d’Allemagne et sous la pression de Serrano Suñer, mais démoli politiquement ; et simultanément, le clan Primo de Rivera, très réticent à l’idée d’une subordination de la Phalange à Franco, fut marginalisé,,.

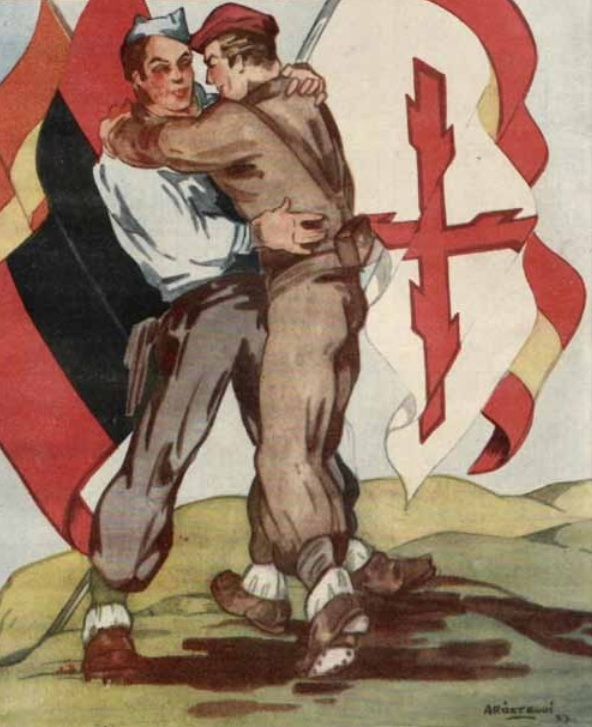
Propagande célébrant l'union des phalangistes et des carlistes en un parti unique.
Illustration publiée dans Flecha, revue pour la jeunesse, mai 1937.

Le décret d’unification politique, auquel Serrano Suñer mit la dernière main et qui fut rendu public à la radio le 19 avril 1937, établissait un parti unique dénommé Falange Española Tradicionalista y de las Juntas de Ofensiva Nacional-Sindicalista, en abrégé FET y de las JONS. Traditionalistes ou carlistes, phalangistes et autres néofascistes formaient désormais un tout sous le strict contrôle du chef du gouvernement,. Il restait au Caudillo, qui avait déjà orné son pouvoir d’une certaine légitimité internationale et doté d’une efficacité administrative convenable, à parer son régime d’une légitimité bâtie sur une assise idéologique taillée à sa propre mesure ; la solution se présenta, selon Guy Hermet, sous les espèces d’un parti unique « sans doctrine claire, ramassis de tendances contradictoires s’annulant les unes les autres, assez impuissant pour rassurer les catholiques, mais suffisamment enrobé de verbiage totalitaire pour plaire aux jeunes extrémistes de droite aussi bien qu’aux protecteurs allemands et italiens de l’État national ». Si certes le nouveau parti officiel, seul autorisé, et l’État adoptèrent pour leur crédo les 26 points de la doctrine fasciste de la Phalange, Franco souligna que cela n’était pas un programme définitif, absolu et immuable, mais restait sujet à modification dans le futur. La nouvelle structure n’écartait pas une éventuelle restauration monarchique. Toutes les autres organisations politiques furent dissoutes, et l’on escomptait que leurs membres se joindraient aux FET y de las JONS, placés sous la direction de Franco, qui se nomma chef national. L’organisation aurait un secrétaire général, un Comité politique comme instance exécutive, et un Conseil national plus large, dont Franco, avec l’aide de Serrano Suñer, choisit les 50 membres, selon un dosage subtil des diverses tendances,,.
Ainsi, à l’inverse de ce qui s’était produit dans l’Italie fasciste ou l’Allemagne nazie, souligne Guy Hermet, « le parti unique espagnol devint l’appendice subalterne de l’État dictatorial au lieu de le régir en maître. Le régime franquiste n’a jamais été totalitaire dans la pratique » ; en effet, « si le Caudillo juge opportun de flatter ses alliés allemands et italiens en appuyant son pouvoir sur un parti de style fasciste, il est au fond de lui-même hostile aux velléités pseudo-révolutionnaires des phalangistes. De plus, la bonne société trouvait la Phalange vulgaire et populaire, et n’aurait pas admis que la dictature en fasse la seule structure d’encadrement offerte aux Espagnols ». Le parti unique serait donc semi-fasciste, non une simple imitation du parti italien ou d’un autre modèle étranger. Bien que Franco ait déclaré vouloir instituer un « État totalitaire », le modèle qu’il invoquait était toutefois la structure politique des Rois catholiques du XVe siècle, ce qui atteste que ce que Franco avait à l’esprit n’était pas un système de contrôle absolu sur toutes les institutions, c’est-à-dire un véritable totalitarisme, mais un État militaire et autoritaire qui dominerait toutes les sphères publiques mais permettrait un semi-pluralisme limité et traditionaliste. Si par la création d’un parti unique et la subséquente confiscation de toute parole doctrinale, Franco se retrouva dans une position de chef d’État égale en pouvoir à celle du Führer ou du Duce, disposant pareillement de milices combattantes, toute cette opération s’était accomplie moyennant une édulcoration du discours fasciste, amendé par une injection de conservatisme et de cléricalisme traditionnel. La fonction de la nouvelle FET était, selon ses propres paroles, d’incorporer « la grande masse des non-affiliés », en vue de quoi toute rigidité doctrinale devenait préjudiciable. De même, un mois après l’unification politique, il lui faudra convaincre les évêques catholiques que la FET ne propagerait pas d’« idées nazies », leur principal sujet d’inquiétude.

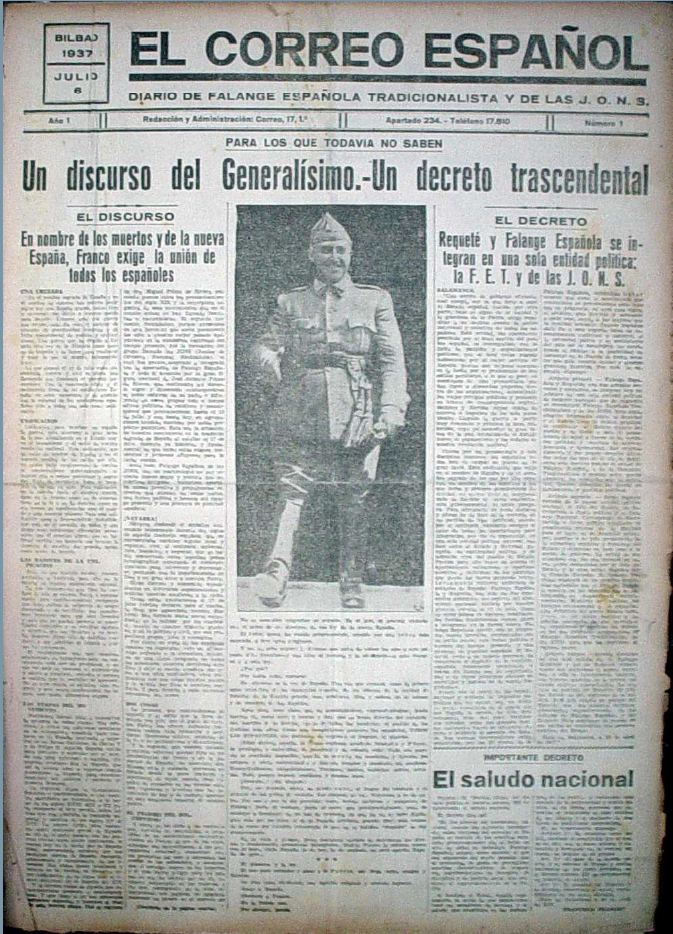
Le décret capital d'unification politique est encensé dans le journal El Correo Español, 6 juillet 1937.

Lors de la cérémonie de signature du Décret d’unification, Franco prononça son célèbre Discours de la reconstruction nationale, dans lequel il informa la population sur la forme de gouvernement qu’il se proposait d’instaurer à l’issue de la guerre. Cette allocution sera reprise de multiples fois pendant de longues années par les médias de propagande de la dictature.

« Un État totalitaire harmonisera en Espagne le fonctionnement de toutes les capacités et énergies du pays, au sein duquel et dans l’Unité nationale, le travail — jugé être parmi tous les devoirs celui auquel il est le moins licite de se soustraire — sera l’unique exposant de la volonté populaire. Et grâce à lui, le ressentir authentique du peuple espagnol pourra se manifester à travers ces organes naturels qui, au même titre que la famille, la commune, l’association et la corporation, feront se cristalliser en réalités notre idéal suprême. »

— Francisco Franco
L’unification ne fut bien accueillie ni chez les phalangistes, ni chez les carlistes, mais vu la situation extraordinaire que représentait la guerre civile totale, l’immense majorité accepta néanmoins de se voir imposer l’autorité de Franco, abstraction faite de Hedilla et d’un petit groupe de phalangistes influents, qui se permirent de manifester leurs réserves. Les hauts gradés de l’armée, dont fort peu étaient phalangistes, et qui se considéraient comme les dépositaires du véritable esprit du Mouvement national, n’étaient pas davantage satisfaits de cette réforme, mais étaient absorbés par leurs tâches guerrières. Nul dans le camp national ne s’enhardit à exprimer ses réticences, de crainte de compromettre la dynamique de la victoire ; aussi la prolongation de la guerre servait-elle les plans de Franco.
L’action de Franco dans la première année de son pouvoir donna à voir l’autocrate dont personne jusque-là n’avait soupçonné l’existence. C’était en effet à Salamanque et en famille que les décisions de gouvernement et de politique étrangère se prenaient. Des formes juridiques furent données aux exécutions sommaires, aux emprisonnements, aux licenciements de fonctionnaires suspects etc. À Salamanque, le gouvernement mit aussi sur pied une officine de culture et de propagande destinée à faire contrepoids à l’engagement des intellectuels occidentaux en faveur de la République, tentative qui se solda par un échec.
Franco écarta l’héritier de la couronne espagnole, mais tout en ayant soin de ne pas offenser les monarchistes qui le soutenaient : lorsque Jean de Bourbon voulut derechef rejoindre le mouvement le 12 janvier 1937 en prenant un commandement dans la marine, il le retint diplomatiquement à la frontière, alléguant qu’il valait mieux pour l’héritier du trône de ne pas prendre parti dans la guerre et qu’il n’était pas souhaitable de lui faire courir des risques. Plus tard, il justifia ainsi son attitude : « il me faut d’abord créer la nation ; c’est ensuite que nous déciderons si c’est une bonne idée de nommer un roi »,, ; c’était donner tout à la fois de vagues gages sur une future restauration de la monarchie et ôter toute occasion au prince d’acquérir quelque reconnaissance de la nation.
En 1937, Franco était chef absolu de l’État dont il définissait toutes les structures de fonctionnement, et maîtrisait tous les rouages de la vie politique. Il avait instauré un rituel qui institutionalisait et sacralisait son autorité ; le 18 juillet, date anniversaire du soulèvement contre la république, et le 1er octobre, date où il fut fait Caudillo, furent décrétés fêtes nationales. Moins d’un an après le début de la guerre civile, le système franquiste était donc en place sous la forme d’un totalitarisme spécifique enraciné dans la tradition et la religion et censé traduire les aspirations de l’immense majorité des gens de son camp. Il y eut des tentatives d’amener Franco à adopter une variante du modèle politique italien, et des conseils lui furent prodigués en ce sens, mais cela aboutit seulement à affirmer que le régime espagnol avait une singularité nationale et que ce serait une erreur de le contraindre.
Entre-temps, Franco avait pris ses quartiers à Burgos, dans le Palais de la Isla, bientôt suivi de Serrano Suñer et d’autres proches parents de Carmen Polo. La famille Franco adopta un mode de vie provincial, et les visiteurs étaient frappés par le style « pension de famille » qui caractérisait ce regroupement tribal. Dans les cérémonies officielles, le provincialisme du régime était plus patent encore, avec ses rituels de messes, de fêtes, de discours boursouflés.
Entre 1937 et 1938, la guerre civile entra dans une phase de guerre d'usure, où les forces nationalistes gagnaient progressivement du terrain. Le 3 juin 1937, le général Mola, peut-être le seul rival politique dans le haut commandement capable de contrebalancer l’influence du Caudillo, périt dans un accident d’avion, ce qui renforça encore la position de Franco comme dirigeant indiscutable du Mouvement. Aux dires du général allemand Wilhelm Faupel, ambassadeur d’Allemagne à Salamanque, « sans aucun doute, le Generalísimo se sent soulagé par la mort du général Mola »,, mais les collaborateurs de Mola ne purent trouver de preuve que sa mort fut autre chose qu’un fatal accident. Le commandement dans le Nord passera alors au général Dávila, homme devenu absolument loyal à Franco. Hitler commenta : « la véritable tragédie pour l’Espagne fut la mort de Mola ; c’était lui l’authentique cerveau, le véritable chef. Franco est arrivé au sommet comme Ponce Pilate dans le Credo ».

### Caution de l’Église

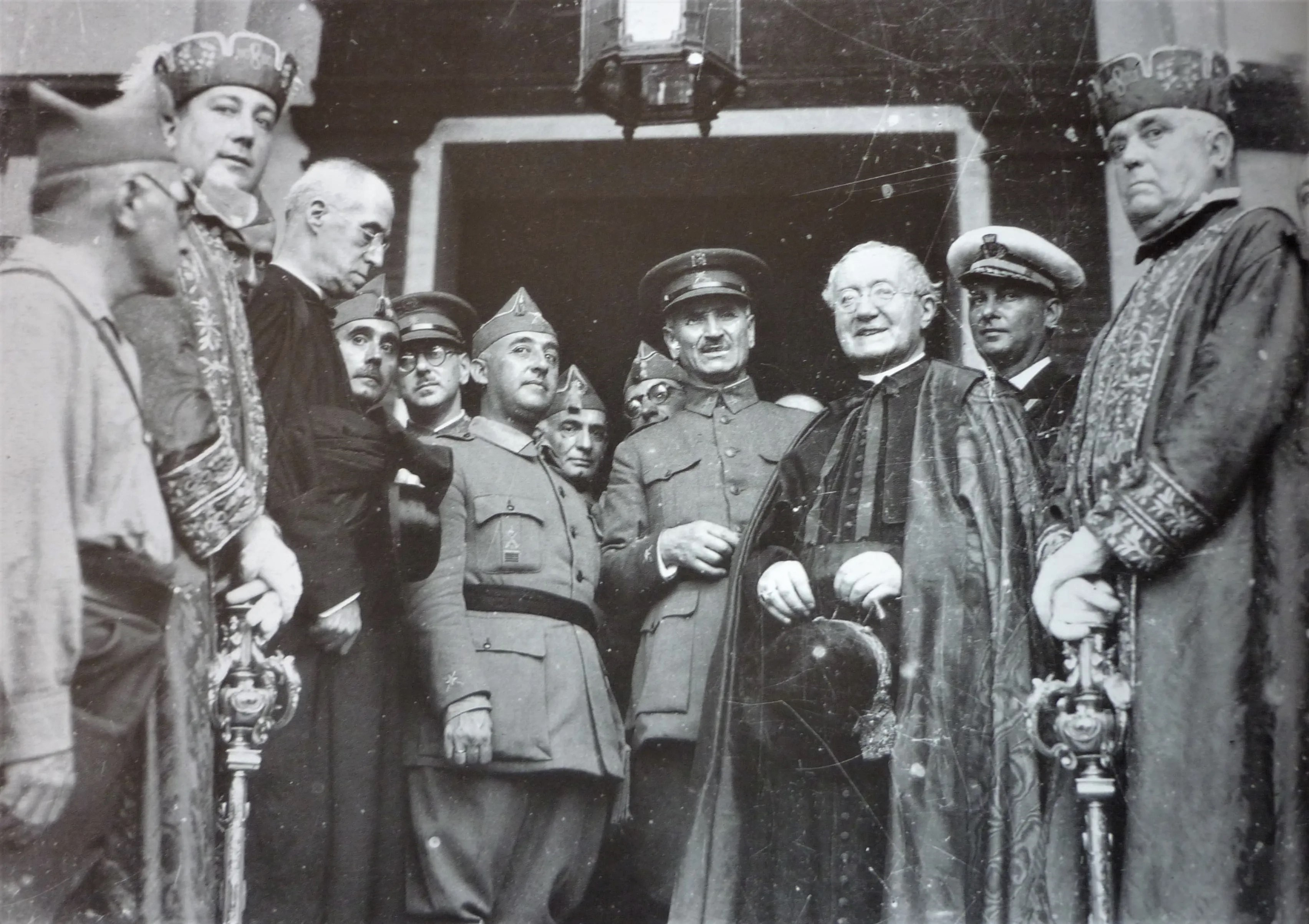
Franco, le général Gonzalo Queipo de Llano et le cardinal Eustaquio Ilundáin y Esteban (1937).

Le Caudillo sut obtenir le soutien inconditionnel de l’Église espagnole et vaincre les réticences initiales du Vatican, jusqu’à obtenir aussi l’appui de celui-ci. Franco s’enorgueillissait d’avoir reçu un télégramme du pape le jour de la victoire. Au vu du sentiment catholique croissant des dirigeants et de la population de la zone nationaliste, Franco, par conviction ou par stratégie, fut porté à chercher en priorité l’appui de Pie XI et surtout celui du cardinal Pacelli, alors cardinal secrétaire d'État, qui définissait la politique extérieure du Saint-Siège.
Pourtant, au départ, l’Église redoutait une dérive à l’allemande, mais la masse du clergé espagnol avait d’emblée apporté sa caution morale aux militaires insurgés, puis les évêques avaient donné leur aval à l’entreprise de sacralisation de la lutte en faisant de celle-ci une « croisade ». Le 29 décembre 1936, Franco et l’archevêque Isidro Gomá conclurent un accord en six points qui garantissait la totale liberté pour toutes les activités du clergé et convinrent d’éviter toute interférence réciproque dans les sphères de l’Église et de l’État. Les anciennes subventions publiques ne furent pas restaurées immédiatement, mais nombre de mesures furent prises tendant à faire appliquer les préceptes catholiques dans la culture et l’enseignement, et toute future législation espagnole devait être compatible avec la doctrine catholique. Franco rétablit l’Église dans ses prérogatives d’avant la République et s’engagea à reconstruire les édifices religieux détruits. La seule note anti-cléricale provenait de la faction la plus radicale de la Phalange.
Finalement, son régime reçut la sanction de l’Église par voie d’une lettre pastorale collective intitulée Aux évêques du monde entier, rédigée par le cardinal Gomá, signée par tous les évêques hormis cinq (et abstraction faite de ceux assassinés dans la zone républicaine), et publiée avec l’approbation du Vatican le 1er juillet 1937. Le document, où la position des prélats de l’Église espagnole était exposée en détail, reconnaissait la légitimité du combat des nationalistes, tout en se réservant d’approuver la forme spécifique prise par le régime franquiste. S’il compromettait l’Église d’Espagne pour des décennies, ce texte agit aussi comme révélateur des clivages que la sacralisation de la guerre civile avait commencé à susciter chez les catholiques, puisqu’en effet, certains évêques s’étaient abstenus de la signer, et quelques éléments indiquent que Pie XI ne l’appréciait guère. Significativement aussi, le premier gouvernement régulier prépara la Charte du travail sans consulter l’épiscopat, et un décret du 21 avril de la même année imposa l’unification syndicale qui frappa aussi les syndicats catholiques.
Le 23 novembre, le cardinal Gomá publia une lettre pastorale où il assimilait la cause nationaliste à la défense du catholicisme contre le communisme et la franc-maçonnerie, puis entreprit une tournée en Europe pour en persuader le monde catholique. Pie XII envoya alors sa bénédiction apostolique à Franco, avalisant la totale identification personnelle de Franco avec l’Église, et confirma le cardinal Gomá dans ses fonctions de représentant officiel du Saint-Siège. Cette caution du pape ouvrait, entre fascismes et communismes, une troisième voie, celle de la défense des valeurs de l’Occident et de la chrétienté, et valut à Franco des appuis parmi les catholiques des démocraties occidentales. Mais plus généralement, relève Andrée Bachoud, en favorisant ostensiblement les trois grandes religions révélées, Franco s’inscrivait à contre-courant des idéologies dominantes, mais encore, « son attitude vis-à-vis des juifs du Maroc, l’aide fournie pendant la guerre à des juifs séfarades puis l’effort accompli en direction du monde arabe et de l’islam montrent le souci de s’ancrer dans un espace anhistorique et d’affirmer la permanence d’une spiritualité religieuse qui rendent contingentes et banales toutes les positions politiques ».
L’Église accorda à Franco le privilège d’entrer et de sortir des églises sous un dais, comme un personnage d’essence sacrée. Après la chute de Malaga le 7 février 1937, Franco s’adjugea la main droite de sainte Thérèse, relique qui devait ensuite l’accompagner toute sa vie,,.

### Offensive avortée contre Madrid

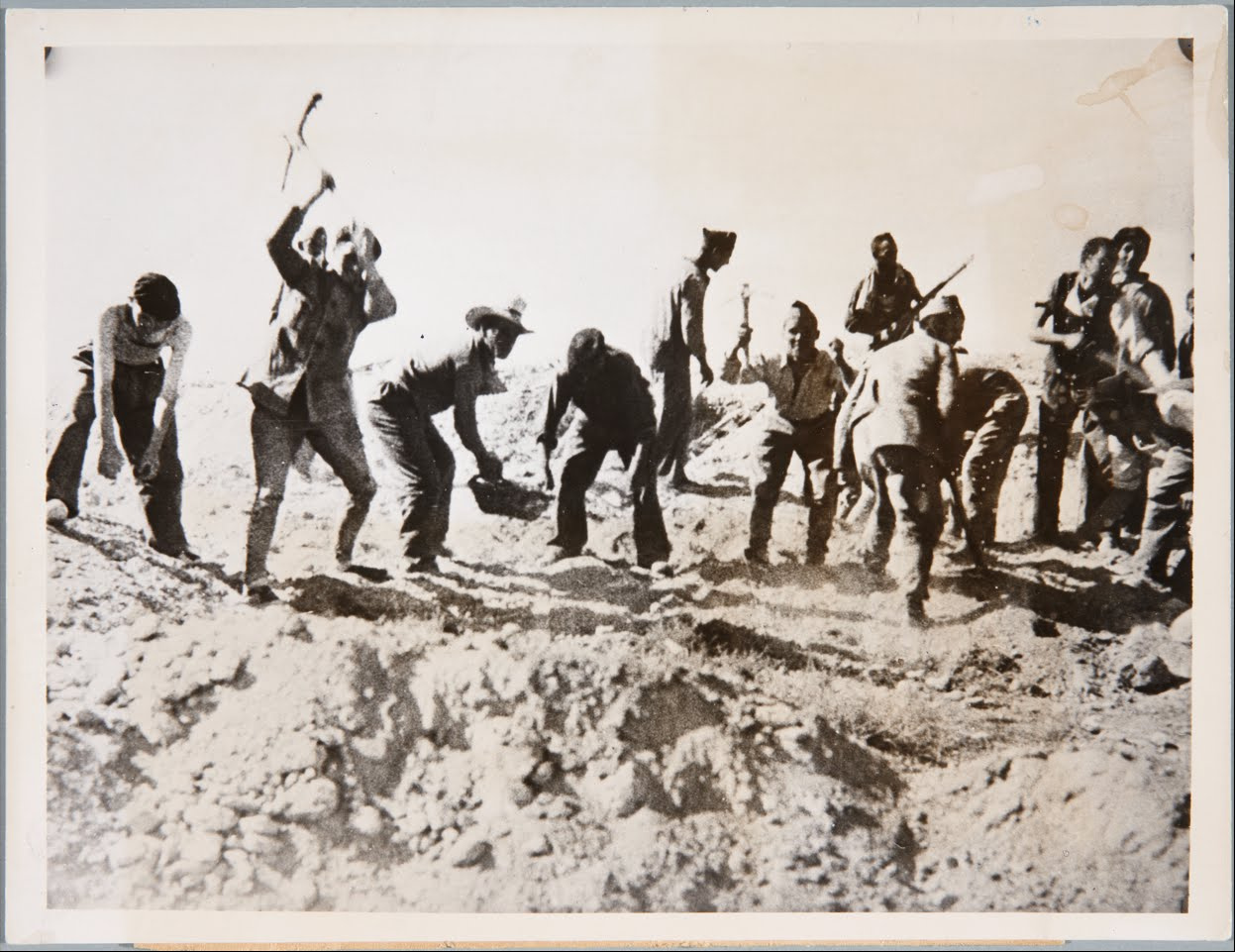
Préparatifs de la défense de Madrid par des soldats républicains en 1936.

Franco s’étant voué tout entier à renforcer sa position de pouvoir pendant les deux semaines qui suivirent sa nomination, ses troupes durent attendre jusqu’au 18 octobre 1936 avant d’être suffisamment préparées pour l’offensive contre la capitale. Le 15 octobre, les premières armes soviétiques avaient commencé à parvenir dans le port de Carthagène : 108 bombardiers, 50 chars d’assaut, et 20 véhicules blindés, qui prirent le chemin de Madrid, mettant brièvement l’armée de la République à égalité avec les forces franquistes. Dès lors, un nouveau type de guerre allait se pratiquer : auparavant, les troupes d’Afrique avaient progressé en affrontant des miliciens mal équipés et une armée dont certaines composantes n’avaient que peu d’expérience militaire — soit un type de guerre assez semblable aux guerres coloniales, dont Franco, la Légion et les troupes régulières indigènes avaient une longue pratique. Après l’acheminement de l’armement soviétique et la présence de troupes italiennes et allemandes, c’est d’une guerre de fronts qu’il s’agissait désormais, où cet armement jouait un rôle de premier plan. Il semble que Franco, resté bloqué dans le monde stratégique de la Grande Guerre, n’ait pas su s’adapter à cette nouvelle donne. Le 6 novembre, l’armée franquiste se trouvait devant Madrid, prête pour l’assaut final. Le même jour, le gouvernement de la République quitta précipitamment la capitale pour Valence, et dans le camp franquiste, l’on prophétisait que ce ne serait qu’une question d’heures avant que les troupes ne se présentent à la Puerta del Sol, centre emblématique de la ville.
En réalité, la fatigue commençait à se faire sentir dans les colonnes nationalistes, ainsi que la nécessité d’un meilleur armement et de réserves. La pénurie de munitions ne put être résolue avant octobre. D’autre part, le renseignement militaire de Franco laissant à désirer, il est probable qu’il n’était au courant ni du fait que le camp républicain mettait sur pied des brigades d’infanterie dans le cadre d’une nouvelle armée régulière, ni de l’arrivée imminente sur le front de Madrid d’une quantité considérable d’armes modernes soviétiques, avec des spécialistes pour les manier. Franco opta pour l’itinéraire le plus direct, depuis le sud-ouest, alors que quelques-uns de ses commandants, dont Juan Yagüe, auraient préféré se diriger d’abord vers le nord ou le nord-ouest, pour attaquer ensuite la capitale au départ des montagnes.

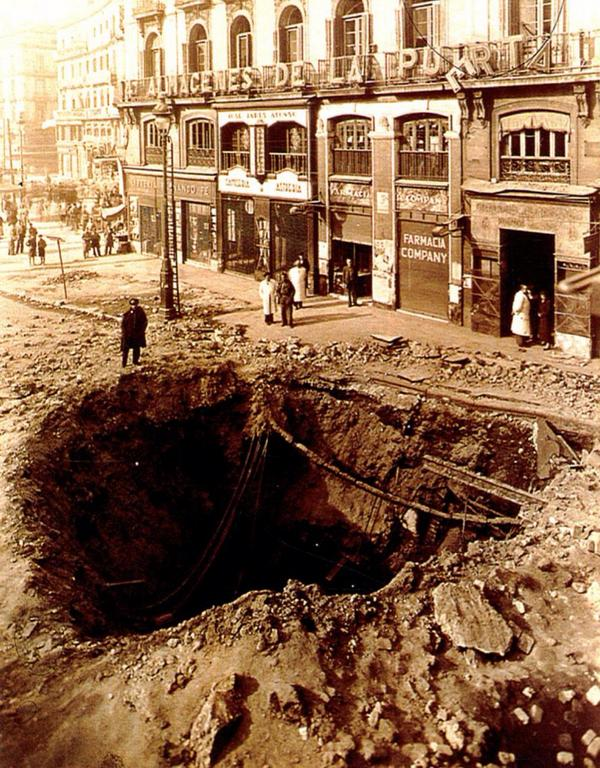
Impact d'un bombardement sur Madrid en novembre 1936.

Le 8 novembre 1936 débuta la bataille de Madrid, où l’armée franquiste commandée par le général Varela affronta un conglomérat hétérogène de combattants placé sous le commandement du lieutenant-colonel Vicente Rojo Lluch. Bien que l’armée franquiste réussît à franchir le río Manzanares et à s’emparer de plusieurs quartiers périphériques, elle sera finalement repoussée, dans des combats au corps à corps, principalement dans la Cité universitaire. Le 23 novembre, après plusieurs tentatives par l’ouest et malgré l’appui à partir du 12 novembre des avions allemands de la légion Condor, Franco dut ordonner l’arrêt de l’offensive et reconnaître l’échec. Grâce à la résistance de Madrid, la République pourra contenir l’avancée franquiste pendant plus de deux ans. La défense de Madrid fut la première, et de fait, l’unique victoire de l’armée populaire, et laissa entrevoir que la guerre civile se transformerait en une longue guerre d’usure, sabordant le plan des nationalistes d’arracher une victoire relativement rapide.
Franco s’était trop vanté d’un triomphe imminent pour que l’on puisse admettre la thèse d’une défaite calculée. Il reste que cette défaite le servira finalement, d’une part sur le plan militaire, puisque ses alliés italiens et allemands ne pouvaient seulement envisager la déroute d’un camp pour lequel ils s’étaient impliqués, les Allemands se résignant alors à envoyer du matériel supplémentaire et les Italiens à signer un accord de coopération militaire, et d’autre part sur le plan politique, puisque cette défaite favorisa la mise en place d’un appareil d’État qui en cas de victoire immédiate eût été inenvisageable, et donnait à Franco le temps de couper court à toute velléité d’opposition politique et de procéder à une épuration ; enfin, milices carlistes et phalangistes, réfractaires à la mainmise franquiste, furent contraintes de fusionner.
Cette défaite devant Madrid entraîna aussi l’internationalisation définitive du conflit. Les Allemands s’inquiétaient de la manière dont étaient menées les opérations militaires, d’autant que le Caudillo se souciait peu de les consulter et assurait pratiquement seul la direction politique et militaire de sa zone, en s’appuyant sur quelques conseillers sûrs. Surtout, il s'évertuait à créer des structures et des alliances propres à le protéger d’une ingérence excessive dans les affaires de l’État espagnol par les puissances étrangères et par les partis politiques qui soutenaient le régime. Vers la fin octobre, l’Allemagne dépêcha l’amiral Wilhelm Canaris et le général Hugo Sperrle à Salamanque pour déterminer les raisons des difficultés que Franco rencontrait dans ses tentatives de conquérir Madrid. Le résultat en fut que le ministre allemand de la Guerre missionna Sperrle de faire comprendre « énergiquement » à Franco que ses tactiques de combat, « routinières et velléitaires », empêchaient de tirer parti de la supériorité aérienne et terrestre qu’il détenait, ce qui risquait de compromettre les positions conquises.

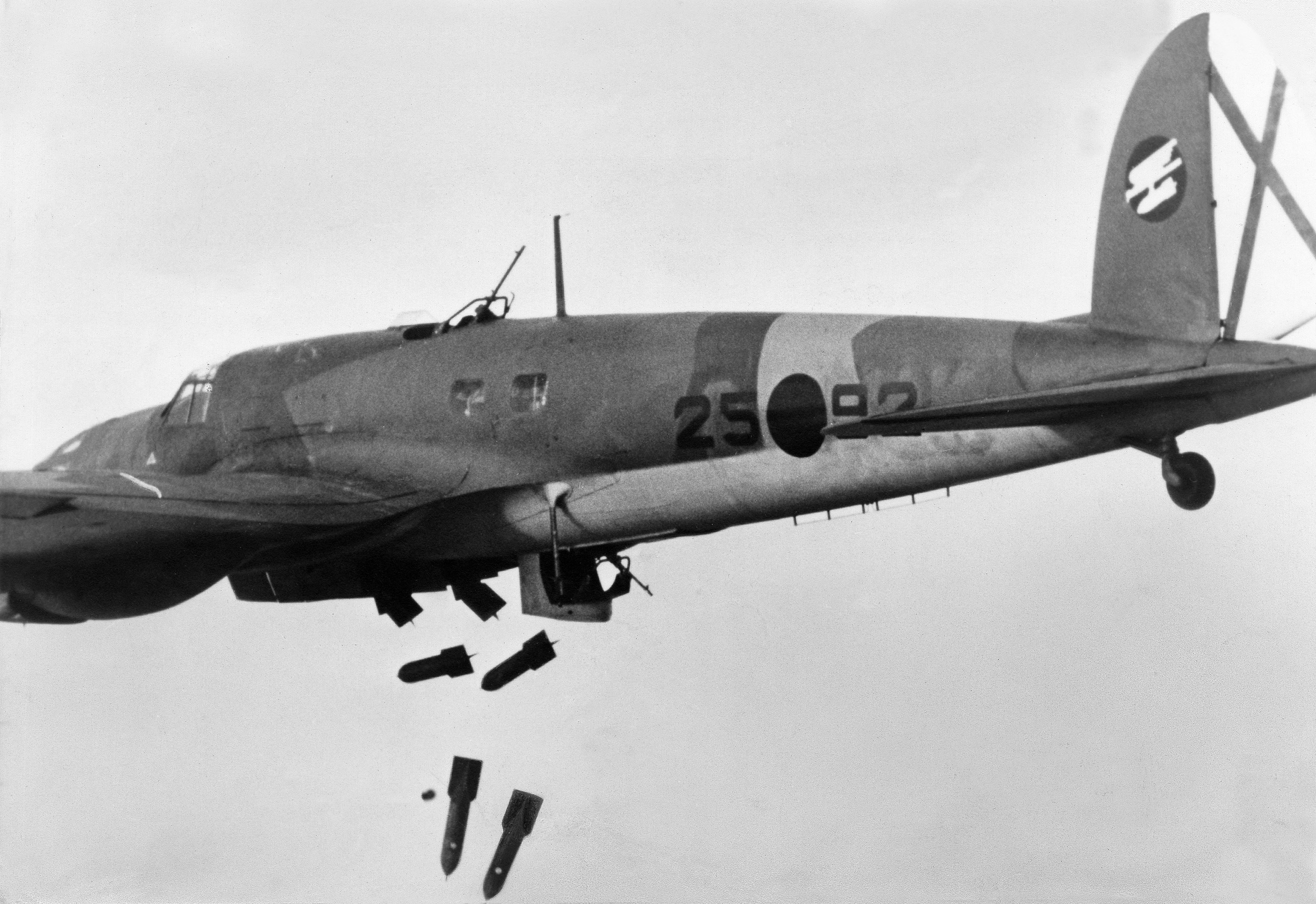
Un avion Heinkel He 111 de la légion Condor larguant ses bombes.

À partir de ce moment, l’Allemagne amplifia son aide militaire sous la condition, acceptée par Franco, que les forces allemandes soient sous le commandement d’officiers allemands. Début novembre, la légion Condor se trouvait déjà en Espagne, sous les ordres du général Sperrle. Une de ses premières missions, pendant le siège de Madrid, consista à bombarder massivement les quartiers populaires, les Allemands souhaitant évaluer la terreur que produisaient ces bombardements sur la population, et elle joua aussi un rôle dans le bombardement de Guernica, où, agissant de façon indépendante vis-à-vis de l’état-major de Franco, les Allemands avaient sélectionné cette cible totalement sans protection, afin d’éprouver là encore leur capacité de démoralisation. D’autres troupes allemandes, équipées de chars, de véhicules de combat et de bombardiers, arrivèrent à Séville, et le 26 novembre, des unités composées de 6 000 hommes, d’avions, d’artillerie et de véhicules blindés furent débarqués à Cadix. Mussolini, qui intensifia lui aussi son appui, imputait à Franco l’échec des dernières opérations et, le 6 décembre 1936, nomma unilatéralement le général Mario Roatta commandant en chef de toutes les forces armées italiennes opérant en Espagne et de celles qui pourraient venir leur prêter main-forte à l’avenir.

### Manœuvres diplomatiques et internationalisation du conflit

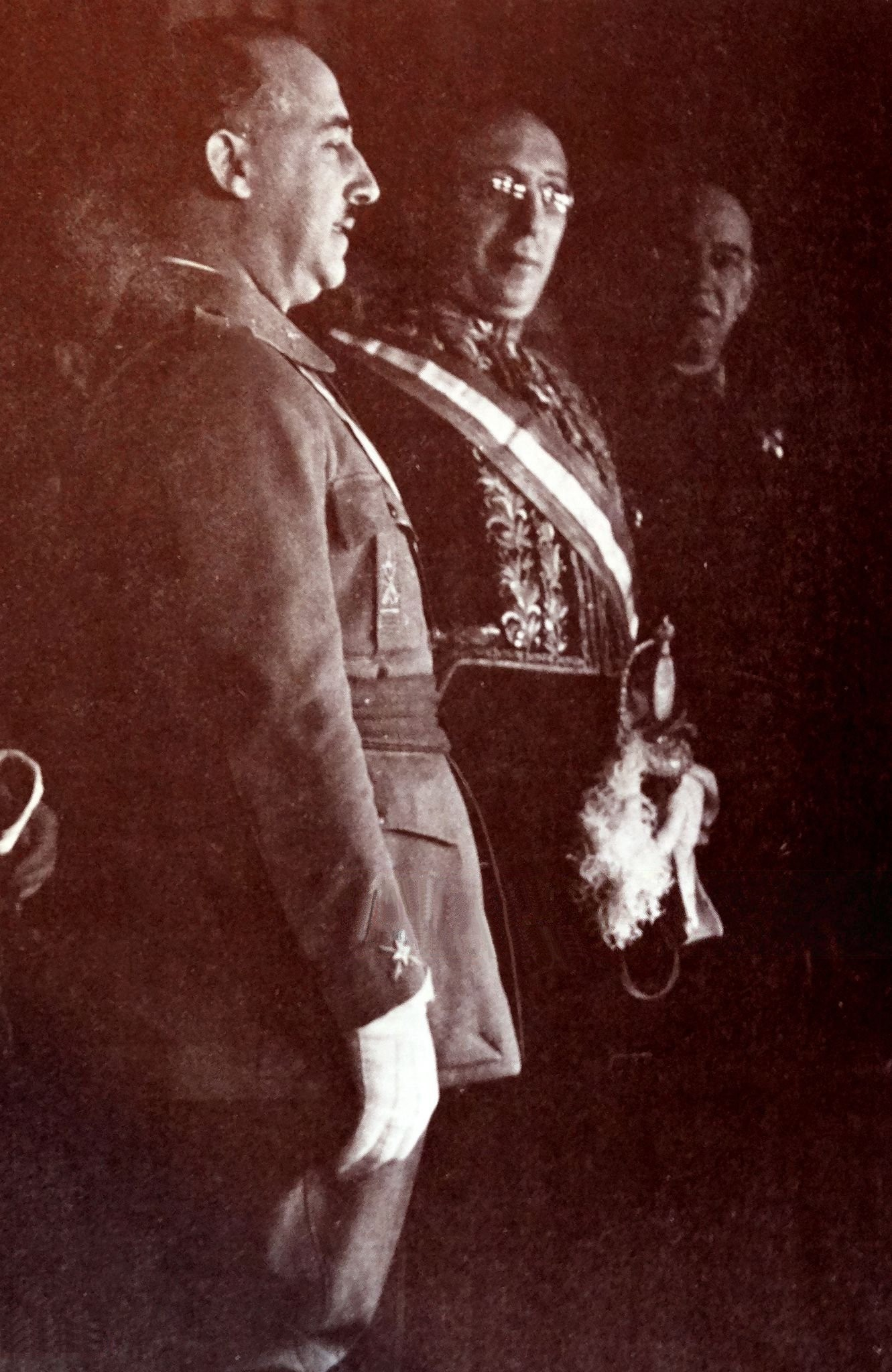
Franco et l'ambassadeur italien Roberto Cantalupo (Salamanque, 1937).

Durant cette période, Franco tâchait surtout de transformer en reconnaissance officielle l’attentisme des autres nations, tentant en particulier d’obtenir la qualification de belligérante pour la zone nationaliste, ce qui aurait ipso facto pour conséquence juridique sa reconnaissance comme État. Dès le 18 novembre 1936, Hitler et Mussolini reconnurent le nouveau régime de Franco comme le seul gouvernement légitime de l’Espagne. Dix jours après, Franco signa un traité secret avec Mussolini, par lequel les deux parties se promettaient appui mutuel, conseil et amitié, chacune s’engageant à ne jamais permettre qu’une portion de son territoire soit utilisée par une tierce puissance contre l’autre. Ce traité marqua le début d’un soutien italien qui ne cessera de croître ensuite, nonobstant que Franco n’ait sollicité que des armes et des forces aériennes et se soit irrité de voir arriver un nombre grandissant de troupes d’infanterie de qualité douteuse. Hitler se tint en marge, car, à l’inverse de l’Italie, il n’avait pas d’intérêts ni d’ambitions concrètes dans la région. Fin 1936, Hitler commenta que pour l’Allemagne l’aspect le plus utile de la guerre d’Espagne était que, grâce à celle-ci, l’attention des autres puissances était détournée des activités allemandes en Europe centrale, et qu’il était donc souhaitable que le conflit se prolonge, pourvu qu’à la fin Franco sorte vainqueur.
La République pour sa part avait perdu ses appuis extérieurs naturels, qui s’inquiétaient de sa défaillante autorité face à des combattants révolutionnaires fanatiques sous l’emprise d’une folie meurtrière. La position des démocraties européennes, fixée dès l’automne 1936, consistait à éviter de prendre le moindre risque, à temporiser et à laisser les Espagnols régler leurs différends entre eux, au motif que l’expérience de Primo de Rivera avait montré que le fascisme prenait mal dans ce pays. En France, des groupes militants au sein des forces armées et d’une partie des classes moyennes étaient résolus à s’opposer par la force à tout soutien aux « rouges ». Les républicains, ainsi abandonnés des démocraties, étaient réduits à s’en remettre à l’appui et à la tutelle des Soviétiques, ce qui jouait en faveur de Franco, qui, en évoquant la constitution d’un front conservateur, sut exploiter l’attitude du Royaume-Uni et de la droite dure française et s’érigea en architecte d’un ensemble géographique anti-communiste et chrétien. Dès lors, quand la France de Léon Blum proposa, sous la pression de la Grande-Bretagne, de signer entre les États un pacte de non-intervention dans le conflit espagnol, la plupart des démocraties concernées s’y rallièrent avec soulagement. Franco pouvait donc compter sur l’engagement des pays amis et sur la passivité de ses ennemis.
Dès l’année suivante, les affaires prenaient le pas sur les motivations humanitaires. La Grande-Bretagne sera la première à faire preuve de « réalisme » politique, signant le 8 avril 1937 avec le gouvernement de Burgos un accord commercial qui lui garantissait la fourniture de 20 % de la production de pyrite espagnole. Après la chute de Bilbao le 19 juin 1937, puis celle de Santander le 9 juillet, la conviction s’était ancrée chez les Britanniques que la victoire de Franco était imminente. Londres dès lors adopta une politique de soutien discret s’accompagnant de la reconnaissance progressive de Franco, dans la conviction qu’un secours aux républicains ne ferait que prolonger la guerre et aboutirait à s’aliéner Franco, le futur maître de l’Espagne. De plus, Mussolini envisageait de constituer avec l’Espagne un front méditerranéen qui laissait espérer aux Anglais un isolement de l’Allemagne. Franco tirait ainsi parti des inquiétudes et des stratégies de chacun de sorte à pousser son propre avantage.
Outre sur l’Allemagne et l’Italie, Franco put aussi s’appuyer sur le Saint-Siège. La lettre collective des évêques, publiée le 1er juillet 1937 et suivie de la reconnaissance du régime par le pape, eut un retentissement international et, sans convaincre tous les catholiques à l’extérieur, contribua à instiller le doute dans leur esprit et à entamer leur bienveillance envers les républicains espagnols,.
Franco œuvrait en même temps à la reconnaissance de son gouvernement par l’Angleterre et par la France, dont il escomptait le changement de gouvernement : « les partis de droite sont en étroit contact avec moi, Pétain est notre ami, mon ami et mon maître vénéré », déclara-t-il. À partir de juin 1937, s’ingéniant à jouer l’équilibre des forces, il proposait le renvoi dans leurs pays respectifs de tous les volontaires étrangers et requérait la neutralité des pays les moins engagés, France et Grande-Bretagne, au prétexte que cela lui permettrait de venir aisément à bout de ses adversaires, et peut-être aussi de s’affranchir de certaines alliances qu’il avait contractées ; Franco joua ainsi sur la peur de la France d’avoir un allié de l’Allemagne sur son flanc sud. Il multipliait donc les manifestations d’apaisement à l’intention des démocraties, pendant que le cardinal Pacelli assurait que Franco était favorable au retrait des volontaires étrangers, hostile à l’infiltration hitlérienne en Espagne, et attaché à l’indépendance de son pays.
Après que l’Angleterre a envoyé à Burgos un représentant officiel, et que le duc d’Albe a été accrédité en retour, la collaboration du Royaume-Uni avec Franco étaient devenus indéniables. « Franco », écrit Andrée Bachoud, « tire les fils d’un ensemble qu’à l’évidence il sent bien, dosant habilement, sur les plans national et international, les satisfactions qu’il accorde aux uns et aux autres. Il a une vision globale des différents plans d’interaction, ajoutée à une science des intentions profondes de ses interlocuteurs et des limites qu’ils ne passeront pas. Il a plusieurs porte-parole auxquels il laisse une certaine marge d’expression et qui ont pour fonction principale de satisfaire l’attente de leurs interlocuteurs. » Dans le camp adverse en revanche, les républicains continuaient d’être pénalisés par les réticences que soulevait la présence à leurs côtés des Soviétiques.
La vente de charbon à la Grande-Bretagne fut suivie le 9 octobre 1937 d’un décret annulant toutes les concessions minières faites aux étrangers avant 1936, ce qui redonnait à Franco la maîtrise de ce secteur capital et lui permit d’encaisser des devises indispensables à la guerre, tout en élargissant le champ de ses relations internationales.

### Critiques italiennes et allemandes

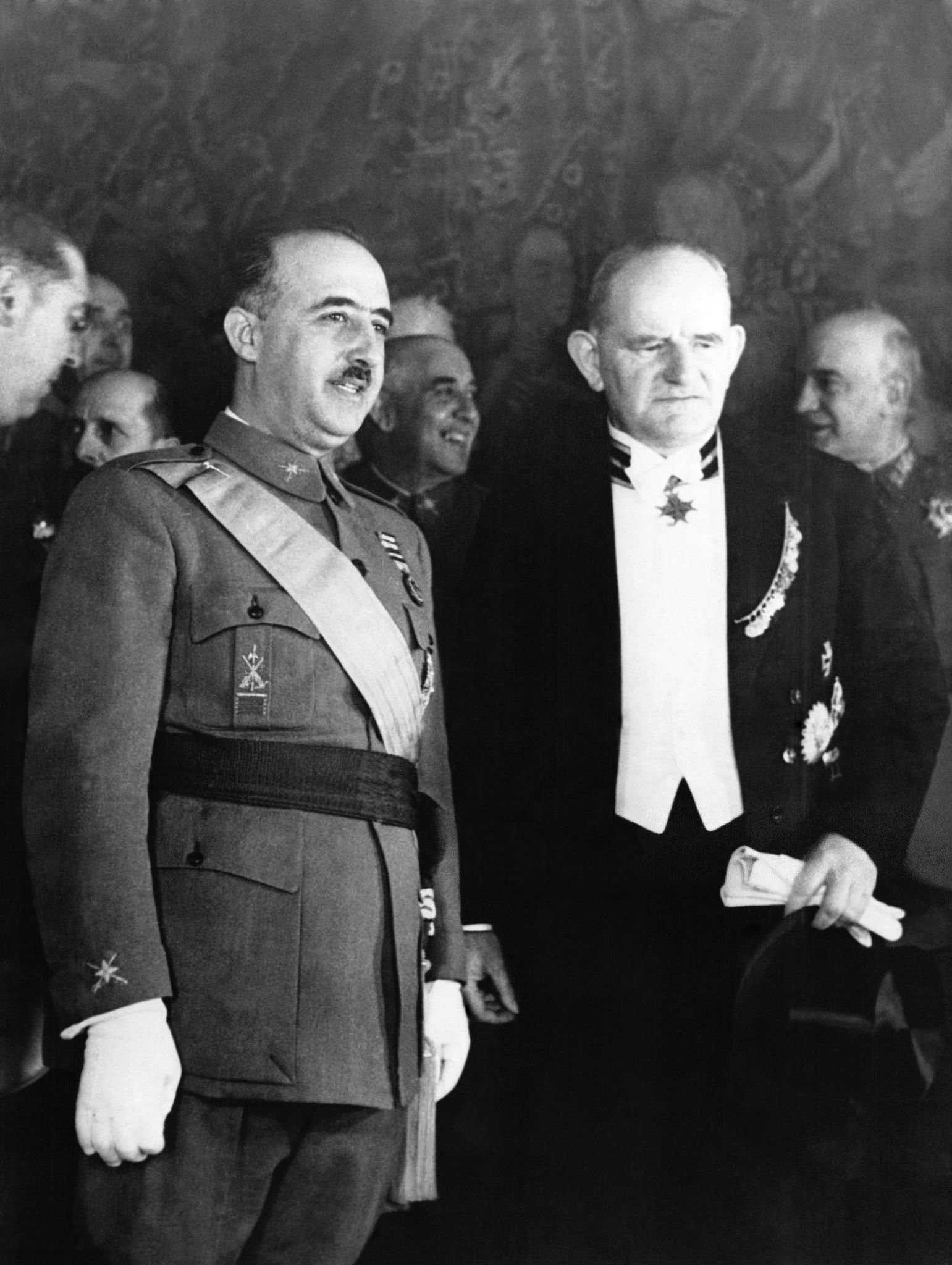
L'ambassadeur d'Allemagne, Wilhelm Faupel, remettant ses lettres de créance à Franco (Salamanque, 1936).

Franco n’avait pas hâte de conformer son nouveau régime aux normes du fascisme et avait des rapports tendus avec l’ambassadeur d’Allemagne, Wilhelm Faupel, qui l’exaspérait par son « intérêt excessif et souvent importun » pour les affaires espagnoles. L’intérêt de l’Allemagne et de l’Italie était alors de forcer les nationalistes espagnols à s’engager à leurs côtés, et ce en contribuant le plus ostensiblement possible à leur victoire et en s’impliquant donc toujours davantage dans la guerre civile. La guerre durait au-delà de toute logique militaire et l’incertitude sur l’issue des combats incitait l’Italie et l’Allemagne à rehausser leur engagement, au mépris des conventions du Comité de non-intervention. Franco dans le même temps cherchait à se faire passer aux yeux des démocraties pour l’apôtre d’une réconciliation qui finirait par écarter ces deux alliés.
Sur le plan militaire, Mussolini et les commandants italiens et allemands critiquaient Franco pour la lenteur de ses opérations, mais le Caudillo ne pouvait agir différemment attendu que son organisation militaire n’eut jamais l’efficacité nécessaire pour agir avec plus de rapidité et d’agilité. D’ailleurs, dans la guerre civile espagnole, il n’y avait pas que l’adversaire sur le champ de bataille, mais également une considérable population ennemie. Franco ne pouvait donc se borner à frapper l’ennemi sur un front unique, et devait procéder pas à pas, méthodiquement, et consolider chaque avancée, province par province. La stratégie italienne visant à forcer une victoire rapide se heurta donc à celle de Franco qui privilégiait une avancée lente et une occupation systématique du territoire, accompagnée d’un nettoyage nécessaire et d’une très bonne consolidation des positions acquises, plutôt qu’une rapide défaite des armées ennemies qui laisserait le pays infecté d’adversaires. Le général allemand Wilhelm Faupel commenta que « la formation et l’expérience militaire de Franco ne le rendaient pas apte à la direction des opérations dans leur ampleur actuelle » ; et le général italien Mario Roatta indiqua dans un télégramme à Mussolini que « l’état-major franquiste était incapable d’organiser une opération adaptée à une guerre à grande échelle ». En privé, les Italiens, non seulement accablaient de leurs sarcasmes le général Franco sur le plan militaire, mais encore dénonçaient l’intensité, à leurs yeux inhumaine et injustifiée, de la répression en zone nationale. Selon Paul Preston, « juger Franco sur sa capacité à élaborer une stratégie élégante et incisive, c’est se tromper de sujet. Il obtint la victoire dans la guerre civile d’une manière et dans un délai voulu et préféré par lui. Plus encore, il obtint par cette victoire ce à quoi il aspirait le plus : le pouvoir politique afin de refaire l’Espagne à sa propre image, sans être entravé par ses ennemis à gauche et ses rivaux à droite ».
Plus tard, en janvier 1937, Franco sera obligé d’accepter un état-major conjoint germano-italien et d’admettre dans son propre état-major dix officiers italiens et allemands, ainsi que d’adopter les stratégies militaires élaborées à son intention par les généraux italiens principalement. Franco accepta de mauvaise grâce toutes ces injonctions. Devant les exigences du lieutenant-colonel italien Emilio Faldella, il déclara :

« Tout compte fait, on a envoyé ici des troupes italiennes sans demander mon autorisation. D’abord, ils m’ont dit que des compagnies de volontaires viendraient pour s’incorporer dans les bataillons espagnols. Ensuite, ils m’ont demandé qu’ils puissent former pour leur propre compte des bataillons indépendants, et j’y ai consenti. Puis sont arrivés des officiers de haut rang et des généraux pour les commander, et pour finir, des unités déjà constituées ont commencé à arriver. Maintenant vous voulez m’obliger à permettre qu’ils luttent ensemble sous les ordres du général Roatta, alors que mes plans étaient très différents. »

Aux critiques allemandes et italiennes s’ajoutèrent celles de généraux espagnols très proches de lui, dont Kindelán. Les uns et les autres s’accordaient à considérer que Franco, dans les moments cruciaux, prenait les décisions avec lenteur, par excès de prudence ; tous s’accordaient également à critiquer sa tendance à détourner des troupes des objectifs stratégiques importants. Le général Sanjurjo avait déjà déclaré quelques années auparavant qu’« il est loin d’être un Napoléon ».

### Poursuite de la guerre et avancées nationalistes
Dans les six premiers mois, Franco tenta de maintenir son avantage en s’appuyant sur les meilleures unités de son armée, les Regulares et la Légion, soit quelque 20 000 hommes. Comme les républicains, les nationalistes mobilisèrent des contingents de miliciens, surtout phalangistes et carlistes, et le 5 août 1936 incorporèrent dans leurs rangs tous les appelés du contingent de 1933 à 1935 ; en outre, de nouveaux programmes de formation d’officiers furent mis en place.
Après s’être rendus maîtres de tel territoire, les troupes franquistes exerçaient une dure répression, dont même les alliés allemands et italiens s’offusquaient. À la suite des protestations, les assassinats indiscriminés furent troqués pour des exécutions sommaires après passage en conseil de guerre, ce qui ne faisait guère de différence. Serrano Súñer et Dionisio Ridruejo ont établi ultérieurement que le Caudillo s’arrangeait pour que les requêtes en grâce concernant ces sentences de mort ne lui parviennent qu’après qu’elles avaient été exécutées. À l’inverse, Franco céda aux instances du cardinal Gomá pour que cessent les exécutions de prêtres catholiques engagés dans le nationalisme basque.
Entre mars et avril 1937 eurent lieu successivement la bataille de Guadalajara et le bombardement de Guernica. La première fut une initiative du Corpo Truppe Volontarie (CTV) italien, menée dans le but de soulager le front de Madrid par une attaque contre Guadalajara, mais qui se solda par une défaite désastreuse. Franco autorisa l’opération, en promettant de se joindre à l’offensive, mais — par vengeance contre l’arrogance italienne lors de la conquête de Malaga — ajourna ensuite son aide aux volontaires italiens, qui durent battre en retraite après avoir souffert de fortes pertes. Cet échec aida Franco à s’affranchir de la tutelle étrangère, tandis que le CTV, réduit et réformé, cessa d’agir comme un corps d’armée étranger autonome et passa à s’intégrer sous le commandement général de Franco,.

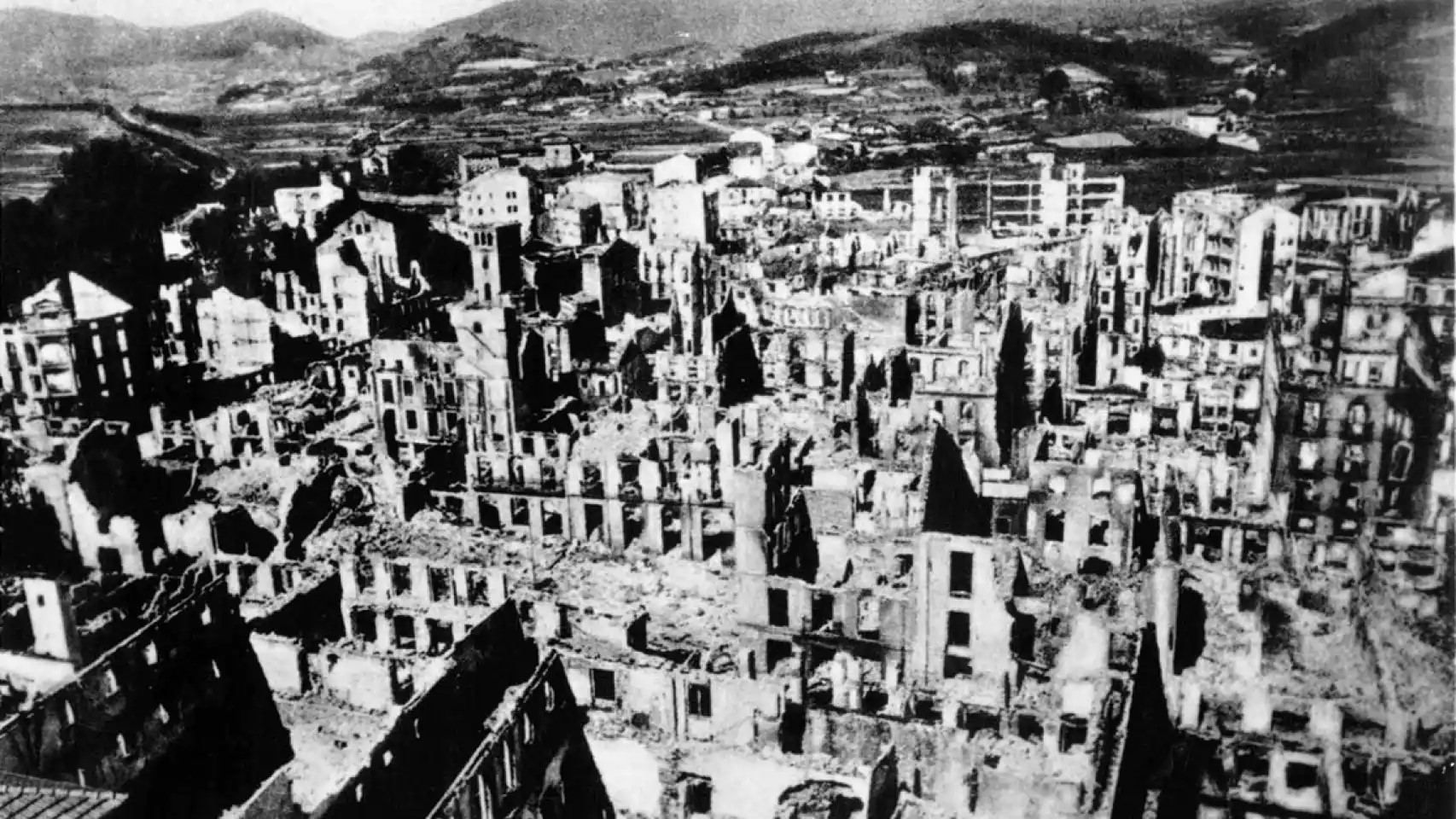
Ruines de Guernica après le bombardement.

Le bombardement de Guernica, destiné à démoraliser l’ennemi, fut exécuté en avril 1937 par la légion Condor allemande sous les ordres du colonel Wolfram von Richthofen et s’inscrivait dans le cadre de l’offensive contre le Pays basque ; l’opération se solda par la destruction de la ville de Guernica et par un bilan de 1 645 victimes civiles. L’attaque contre une population sans défense causa un scandale international, et sera immortalisé par Pablo Picasso dans son tableau Guernica. Cette action, en même temps qu’elle sapa l’honneur de l’armée allemande, porta aussi atteinte à la cause du camp nationaliste. Franco lui-même n’avait pas eu préalablement connaissance de l’attaque, vu que les détails des opérations quotidiennes de la campagne du Nord ne parvenaient pas nécessairement à son quartier-général, quoiqu’on ait dû en être informé dans celui de Mola et de Kindelán,. Mais au lieu de reconnaître les faits, les autorités nationalistes éludèrent la question, voire nièrent que le bombardement ait eu lieu, affirmant que les incendies qui avaient détruit la plus grande partie de la ville avaient été allumés par les anarchistes lors de leur retraite (comme cela s’était produit à Irún en septembre 1936). Alors que Hitler insistait auprès de Franco pour qu’il disculpe la légion Condor, Franco ordonna à Kindelán de faire parvenir au commandant Richthofen le message suivant :

« Sur indication du Généralissime, je fais part à Votre Excellence qu’aucune localité ouverte et sans troupes ou industries militaires ne devra plus être bombardée sans ordre exprès du Généralissime ou du général en chef de la force aérienne. Sont naturellement exceptés les objectifs tactiques immédiats du champ de bataille. »

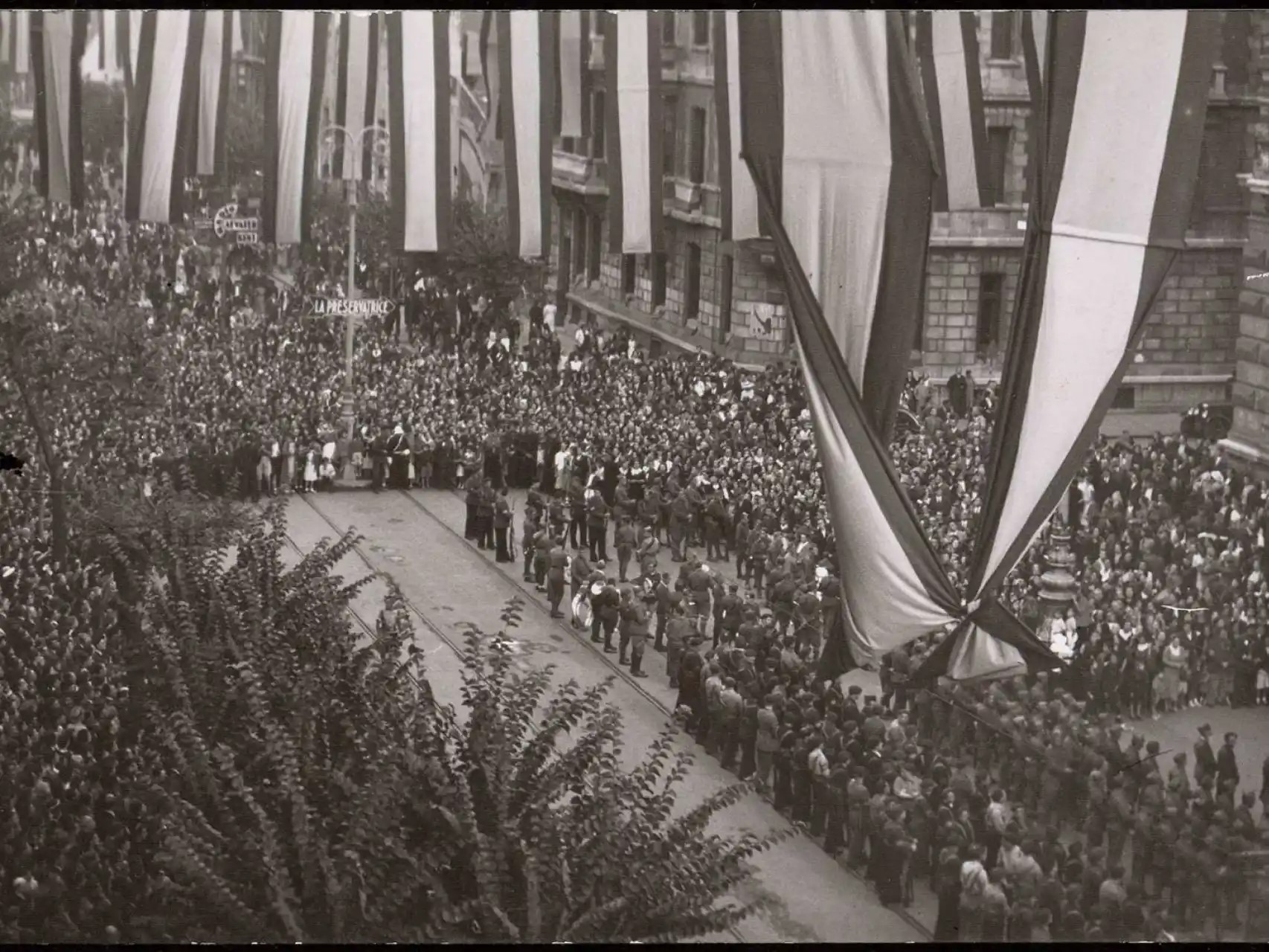
Défilé franquiste célébrant la prise de Bilbao.

Le 19 juin 1937, l’armée nationaliste entra dans Bilbao, sans guère se voir opposer de résistance, et put ainsi mettre la main sur la puissante industrie basque et renforcer ses approvisionnements militaires. Franco transféra alors son quartier-général à Burgos. Le 26 août, les forces franquistes se rendirent maître de Santander, et ce même jour l’armée basque, qui s’était retirée en Cantabrie, se rendit aux troupes italiennes, sous la promesse de ne pas subir de représailles ; ce nonobstant, et alors que les nationalistes basques étaient en général d’idéologie conservatrice et catholique, Franco obligea le général italien Ettore Bastico à lui remettre les prisonniers, qui furent ensuite condamnés à mort. Cette duplicité et cruauté de Franco horrifièrent les Italiens,.

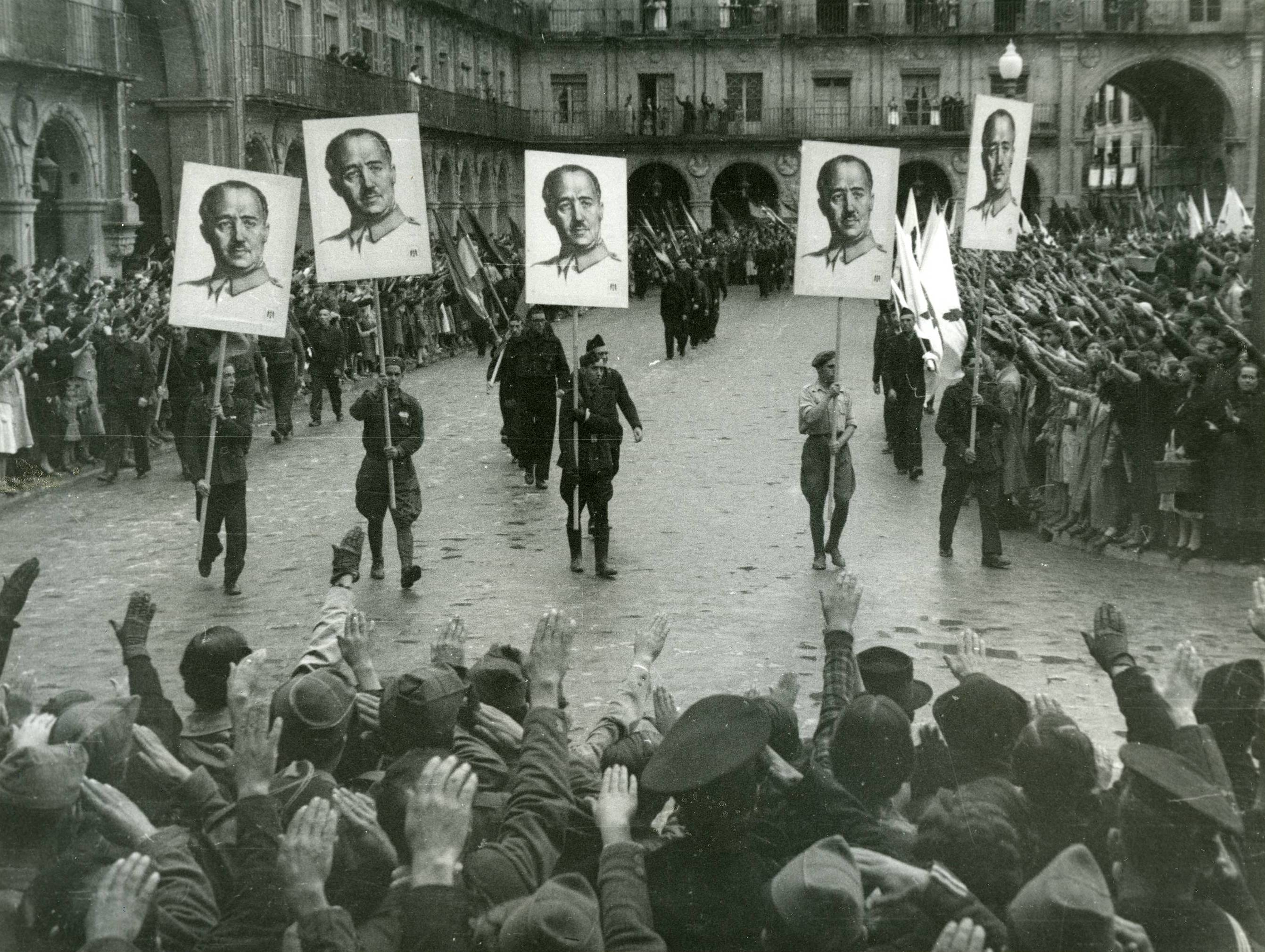
Manifestation franquiste sur la Plaza Mayor de Salamanque pour célébrer la prise de Gijón (1937).

Après la conquête de la Biscaye et de la Cantabrie, les nationalistes envahirent les Asturies et, le 21 octobre 1937, prirent Gijón et Avilés. Lors de cette phase, l’aviation franquiste largua un mélange de bombes incendiaires et de carburant, préfiguration du futur napalm. Le 16 octobre 1936, Franco fit envoyer un bataillon de la Légion étrangère et de Réguliers pour libérer Oviedo encerclé par les républicains. À cette occasion, Franco édicta une instruction par laquelle il donnait à voir ce qui sera sa ligne stratégique et tactique tout au long de la guerre : nul front secondaire ne devra jamais être abandonné. La conquête des Asturies, longue et lente, opération caractéristique de Franco, lui permit de remporter une victoire absolue au prix de très peu de pertes et fut suivie d’une forte répression. Bien que le rigoureux système de tribunaux militaires que Franco avait institué au début de cette année 1937 ait réduit le nombre d’exécutions massives, il y eut néanmoins dans les Asturies au minimum 2 000 exécutions, c’est-à-dire proportionnellement beaucoup plus qu’au lendemain de la conquête du Pays basque et de Santander.
Grâce aux victoires dans le Nord, obtenues en grande partie grâce à l’aviation allemande, Franco put paradoxalement s’affranchir de la tutelle hitlérienne, car il avait pu mettre la main sur le charbon des grands bassins miniers de la région et pouvait à présent le vendre aux Anglais très demandeurs et commencer ainsi à renouer des relations avec eux.

### Premier gouvernement (janvier 1938)

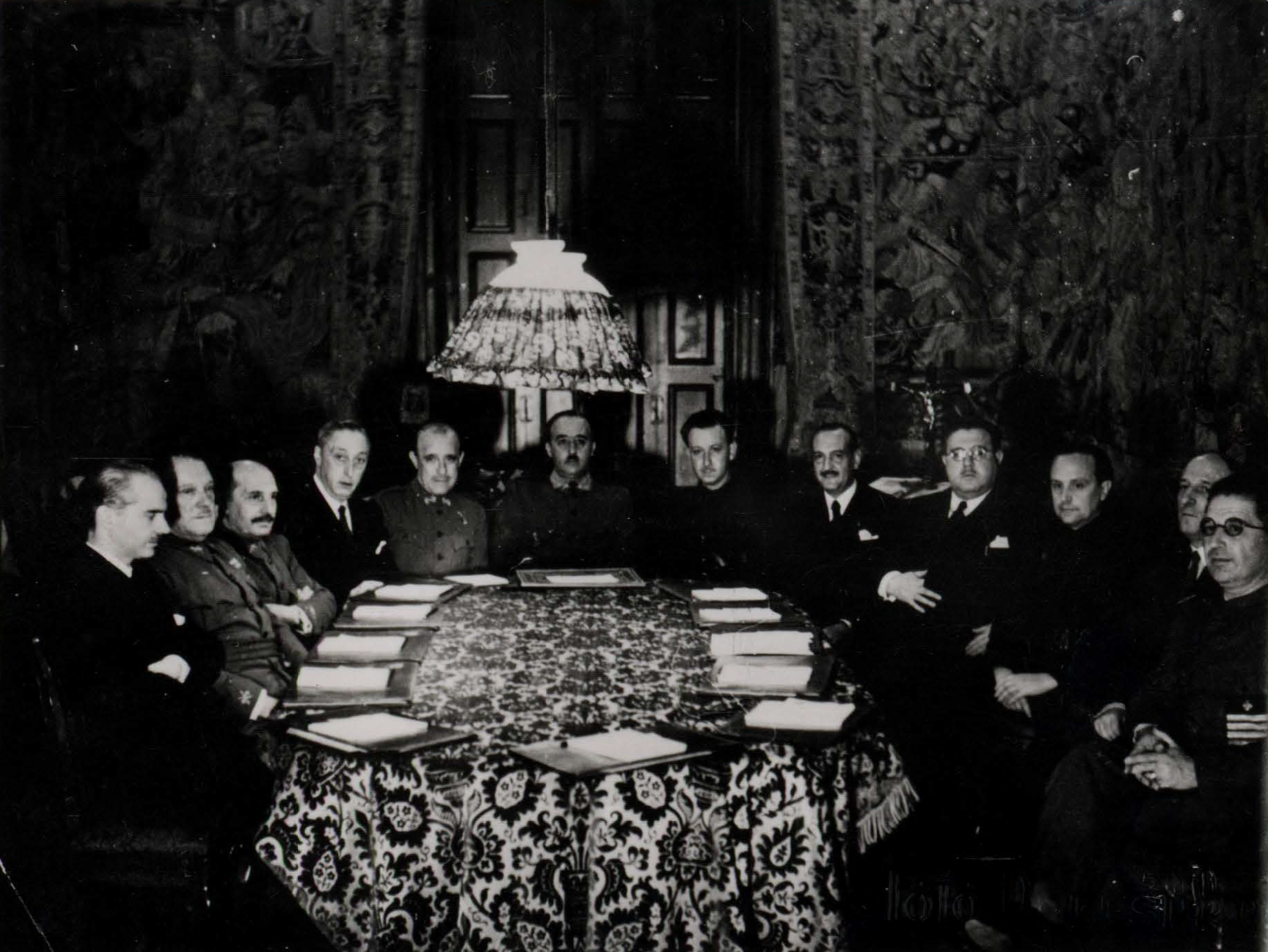
Premier conseil des ministres du gouvernement de l'État espagnol à Burgos (février 1938).

Le 30 janvier 1938, Franco composa son premier gouvernement régulier, destiné à remplacer la Junte technique. Franco avait pris soin d’y faire siéger les différentes composantes de la coalition nationaliste, les onze ministères se répartissant en effet entre quatre militaires, trois phalangistes, deux monarchistes, un traditionaliste et un technicien. Nicolás Franco fut envoyé comme ambassadeur au Portugal et Sangróniz comme ministre à Caracas. Serrano Suñer, qui avait aussi sous sa coupe la presse et la propagande, y jouit d’une autorité dépassant de loin ses fonctions de ministre de l’Intérieur et de secrétaire du Conseil des ministres. Le poste de vice-président et de ministre des Affaires extérieures fut attribué au général à la retraite Francisco Gómez-Jordana, ancien membre du directoire militaire de Primo de Rivera et fervent monarchiste. Pour le reste du gouvernement, Franco avait procédé avec le sens du dosage politique qu’il allait manifester tout au long de sa carrière, et avec le souci de récompenser de vieilles fidélités ; ainsi plaça-t-il un carliste, le comte de Rodezno, au ministère de la Justice et désigna-t-il son vieil ami de toujours, Juan Antonio Suanzes, au ministère de l’Industrie et du Commerce. Parmi les autres membres du cabinet ministériel, on note encore : Fidel Dávila, ministre de la Défense nationale ; le général Severiano Martínez Anido, responsable de l’Ordre public ; le monarchiste Pedro Sainz Rodríguez, à l’Éducation ; et le phalangiste Raimundo Fernández Cuesta, titulaire du portefeuille de l’Agriculture, en sus de ses fonctions de secrétaire général de la FET y de las JONS,,,. Aussi l’équipe ministérielle, qui prit ses fonctions le 31 janvier, figure-t-elle comme le premier exemple de la politique d’équilibre de Franco, résultat d’un savant dosage entre les « différentes familles politiques » du Mouvement national, où une représentation était octroyée à chacune, en fonction de l’indice d’influence du moment,.
Une nouvelle loi administrative, relative à la structure du gouvernement, stipulait qu’« au chef de l’État revient le pouvoir suprême d’édicter des normes juridiques de caractère général » ; était définie également la fonction du Premier ministre, qui « devait être unie à celle du chef de l’État ». Le 18 juillet 1938, à l’occasion du deuxième anniversaire du soulèvement, et à l’initiative du nouveau cabinet, Franco fut nommé Capitaine général de l’armée et de la marine, grade anciennement réservé au roi, et à partir de ce moment, il lui arrivera de revêtir parfois l’uniforme d’amiral,.
Franco connut peu de problèmes politiques pendant les deux dernières années de la guerre civile et put de façon générale esquiver les conflits, en invoquant la nécessité de mettre la politique entre parenthèses et de se concentrer sur les affaires militaires.

#### Mise en chantier des bases institutionnelles du régime: laCharte du travail

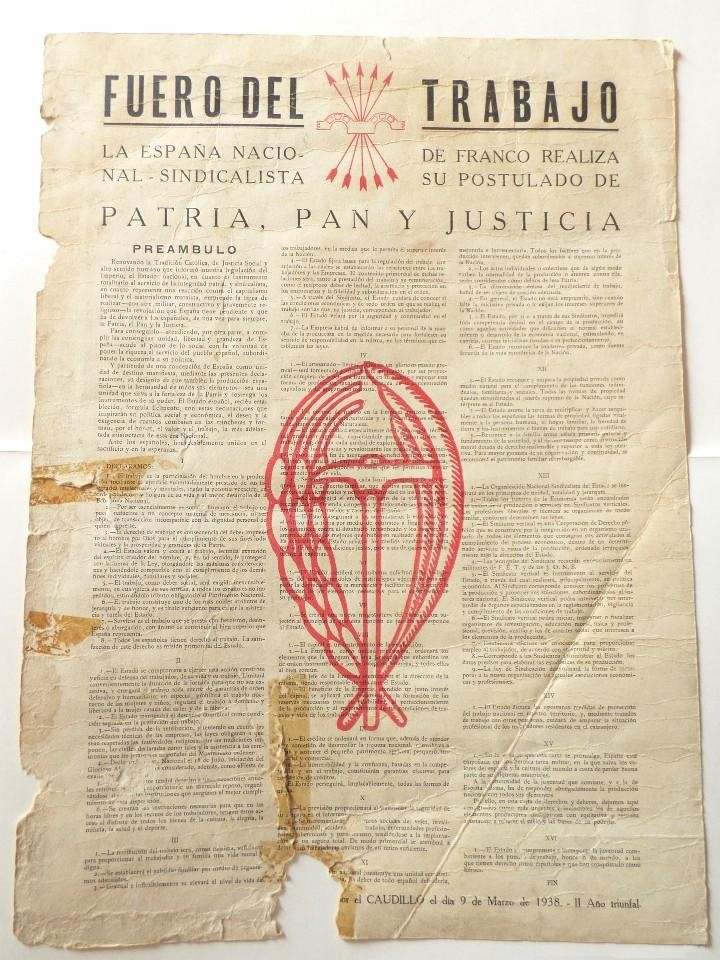
Affiche du Fuero del Trabajo (1938).

Le 9 mars 1938, le nouveau gouvernement promulgua une façon de constitution intitulée Fuero del Trabajo (littér. For du travail), inspirée de la Charte du travail italienne ; rédigé dans un austère style militaire et religieux, le nouveau statut, qui devait garantir aux Espagnols « la Patrie, le pain et la justice », comprenait des dispositions juridiques garantissant le droit de chacun au travail, instaurant l’assurance vieillesse et l’assurance maladie, et établissant le principe des allocations familiales. Ce texte, inspiré à la fois par la Phalange, phagocytée par Franco et dont le dernier trait distinctif restait la revendication sociale, et par le catholicisme social issu de l’encyclique Rerum novarum, s’apparentait en conséquence, par le style et le contenu des dispositions adoptées, aux régimes fascistes ambiants, mais comportait surtout une originalité de conception par ses liens avec la tradition catholique, qui vaudront à ce système la dénomination de national-catholicisme, et aussi par l’influence d’un corporatisme hérité d’une droite archaïque et du catholicisme social.
La Charte était destinée d’abord à protéger la famille, ensemble organique que l’État « reconnaît comme cellule primaire naturelle et comme fondement de la société », et dès lors sous la responsabilité directe de l’État. L’affirmation du droit à l’emploi concernait surtout l’homme espagnol, qu’il protégeait contre le licenciement ; la femme et l’enfant jouissaient d’une protection spéciale, notamment en ceci que le travail de nuit leur était interdit. Quant à la femme mariée, elle « est libérée de l’atelier et de l’usine », donc consignée au foyer. Le chef d’entreprise et l’ouvrier devaient se mettre au service de la patrie. La Charte limitait les droits du patron aussi bien que ceux de l’ouvrier ; le premier sera responsable devant l’État et devra affecter une partie de ses bénéfices à l’amélioration du bien-être de ses employés ; en contrepartie, la grève était sévèrement sanctionnée. Un dirigisme était instauré contraire à l’économie de marché et au droit à la contestation sociale. L’État, tout en affirmant le droit à la propriété privée, se réservait le pouvoir de se substituer au patron si celui-ci manquait d’initiative ou si les intérêts nationaux le commandaient. La Charte instaurait le syndicat vertical, « constitué par l’intégration de tous les éléments qui consacrent leur activité à l’exécution d’un service déterminé ou dans une branche de la production, sous la direction de l’État », rendant ainsi sans objet la défense des intérêts catégoriels ; ce syndicalisme vertical, système où sections patronales et ouvrières étaient donc regroupées dans un même syndicat, offrait une certaine sécurité de l’emploi puisque ni la liberté de licenciement ni la libre disposition par le patronat des bénéfices de l’entreprise n’étaient admises. Ce premier texte, amendé et modernisé, demeurera en vigueur jusqu’à la mort de Franco.

### Dernières phases de la guerre

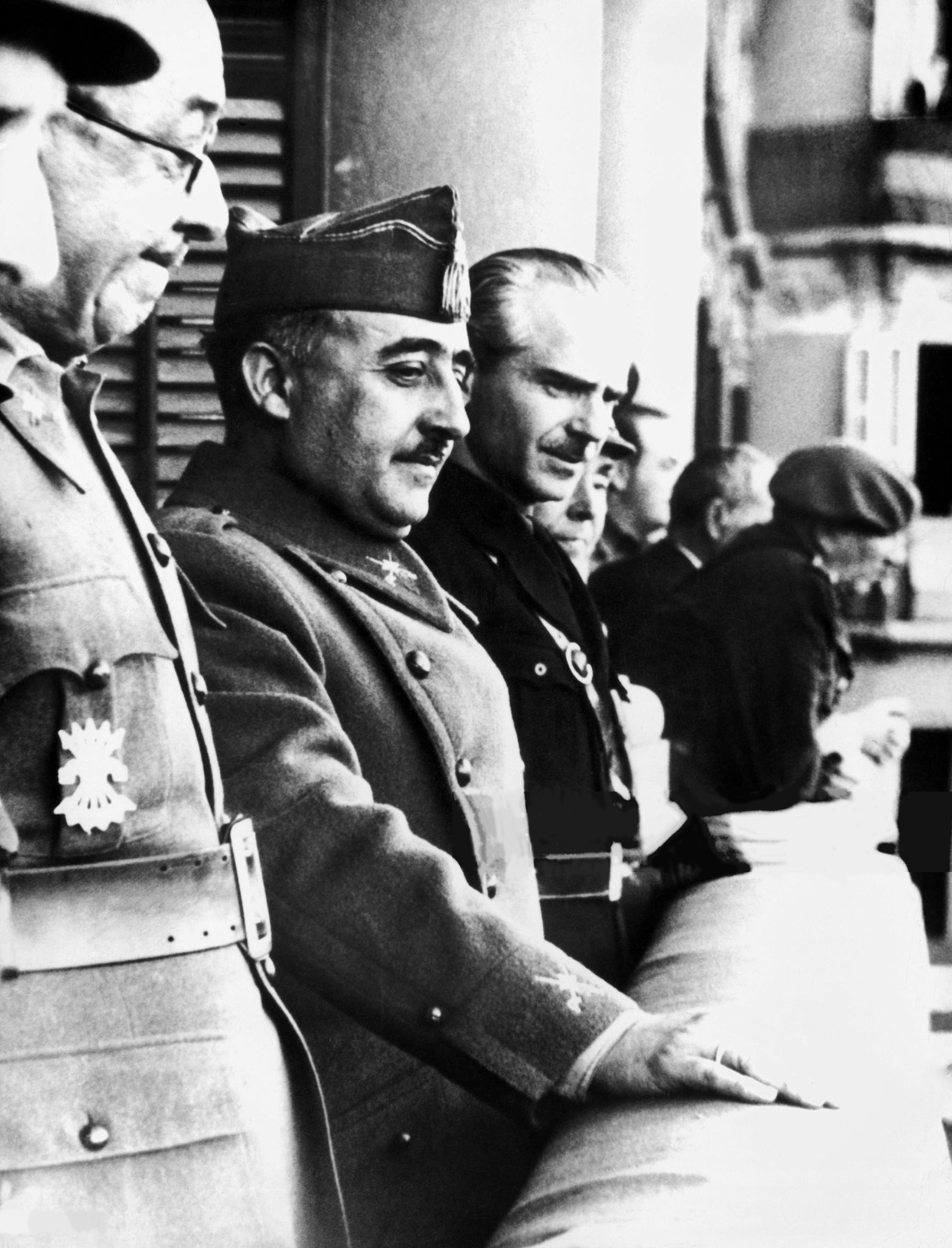
Franco entouré par José Moscardó et Ramón Serrano Súñer (1938).

Fin 1937, Franco, au grand dam de quelques membres de son équipe et des commandants de la légion Condor, reporta puis annula son projet de libération de Madrid, et, dédaignant un télégramme de Mussolini qui le priait de prendre des mesures décisives pour mettre un terme à la guerre, ordonna à ses forces de reprendre la ville peu importante de Teruel, qui venait de tomber aux mains des républicains. Franco n’avait nulle intention de permettre que les républicains s’emparent de la seule province que les nationalistes avaient conquise dès les premiers jours du conflit.
Dans la phase finale de la guerre, Franco commit plusieurs erreurs stratégiques : le 4 avril 1938, la ville de Lérida tomba, ce qui laissait la voie libre vers Barcelone, qui était alors, après la capitale, le principal bastion républicain ; pourtant, à l’encontre de l’avis de Yagüe, qui avait pénétré avec son corps d’armée dans l’ouest de la Catalogne et priait Franco de pouvoir continuer d’avancer pour occuper définitivement toute la région, Franco, déclinant ce triomphe facile, décida de pousser vers Valence, selon une trajectoire plus ardue, vers le sud-est, à travers un terrain montagneux, le long d’une route côtière étroite, ce qui eut pour effet de prolonger le conflit de plusieurs mois. L’on ne s’explique pas de façon concluante cette décision, mais il a été argumenté depuis lors que Franco se promettait un supplément de devises par l’exportation d’agrumes de Valence (la région valencienne en effet produisait des excédents alimentaires, au contraire de la Catalogne, qui hébergeait une population dense en état d’inanition). En outre, la conquête de Valence, pouvant porter un coup fatal à la résistance dans la zone centrale, laisserait Madrid isolée. Entre-temps, l’armée républicaine renforçait et fortifiait notablement l’étroit front au nord de Valence, créant la position défensive la plus forte depuis la bataille de Madrid. Le 26 mai 1938, Kindelán envoya à Franco une note dans laquelle il suggérait que, devant la lenteur de l’avancée et la hausse des pertes, l’opération en cours soit annulée en faveur d’une offensive immédiate sur la Catalogne, qui disposait à peine de moyens de défense. Franco toutefois refusa d’admettre que l’attaque de Valence pût être une erreur et s’obstina. Les nationalistes s’approchèrent peu à peu de Valence au prix de nombreuses pertes, et la guerre ralentit considérablement entre mai et juillet 1938.

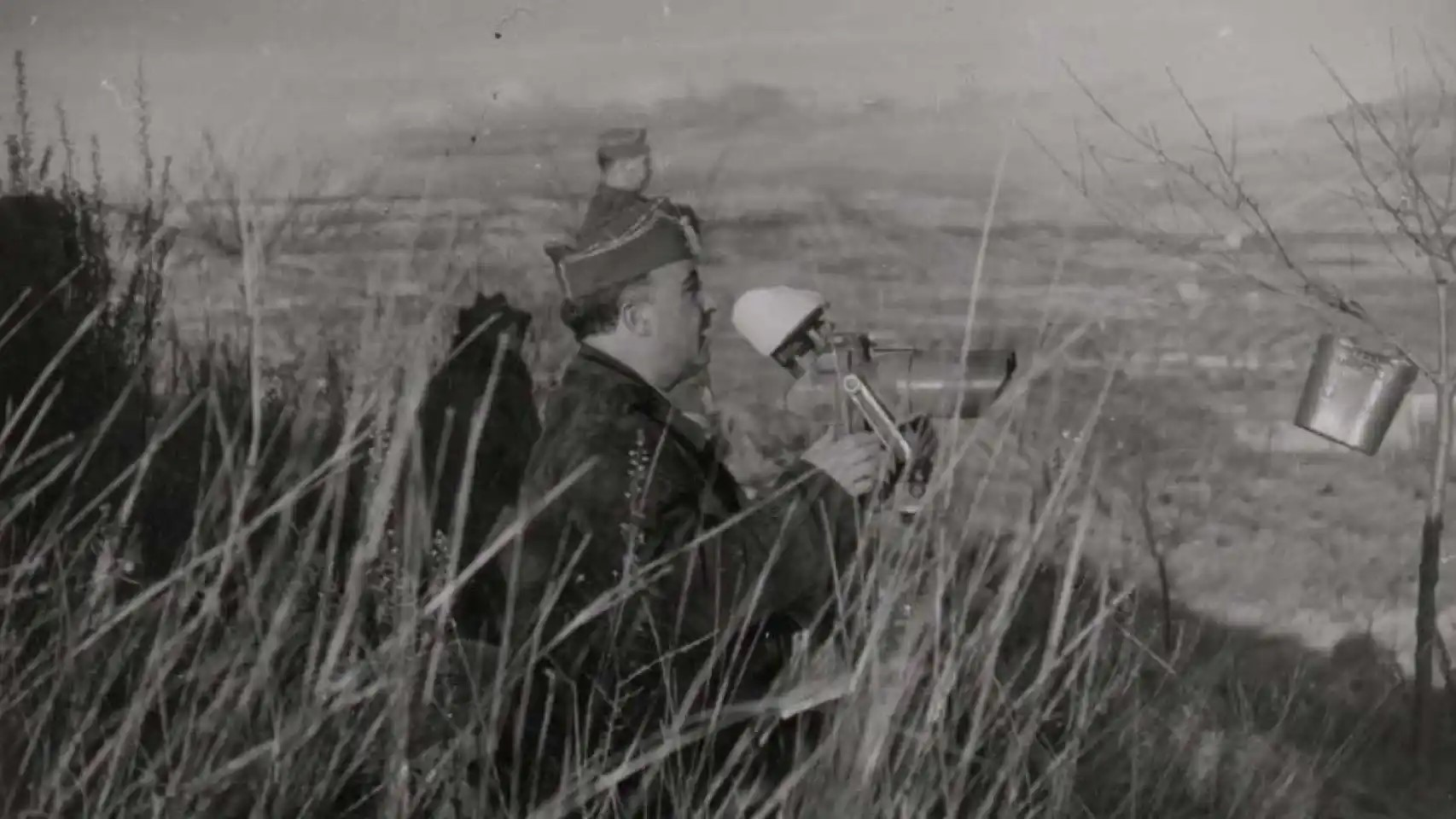
Franco observe le front durant l'offensive de Catalogne (hiver 1938).

En juillet débuta la bataille de l'Èbre, affrontement sanglant de quatre mois, qui se solda par environ 21 500 morts ; malgré l’importance stratégique limitée de cette bataille, Franco suspendit la campagne de Valence et mit tous ses efforts à anéantir les forces républicaines sur ce front. Ses initiatives militaires ne semblaient pas toujours heureuses à ses partenaires, qui continuaient à mettre en question ses aptitudes à la stratégie militaire ou même à la gestion politique. Son attitude enragea notamment Mussolini, qui déclara que « soit l’homme ne sait pas comment faire la guerre, soit il ne le veut pas. Les rouges sont combatifs, Franco non ». Les commandants de la légion Condor ne comprenaient pas la lenteur des progressions et critiquaient le manque d’innovation de Franco, qui parfois entamait le moral des combattants allemands. Wilhelm Faupel déclara à propos de Franco que « ses connaissances personnelles et son expérience militaire ne sont pas appropriées pour diriger des opérations de l’ampleur actuelle », et le général Hugo Sperrle considérait que « Franco n’est de toute évidence pas le type de dirigeant capable de faire face à des responsabilités aussi importantes. Selon les normes allemandes, il manque d’expérience militaire. Étant donné qu’il fut fait général très jeune lors de la guerre du Rif, il n’a jamais commandé de grandes unités militaires et, par conséquent, n’est pas meilleur qu’un chef de bataillon ». Galeazzo Ciano pour sa part nota : « Franco n’a pas de vision de synthèse de la guerre. Ses opérations sont celles d’un magnifique commandant de bataillon ».
Pendant trois jours, en mars 1938, sur ordre exprès de Mussolini, les avions italiens basés à Majorque bombardèrent Barcelone, causant la mort de près d’un millier de personnes et en blessant 3000, presque toutes civiles. Franco, qui n’en avait pas été informé initialement, fut selon quelques historiens (mais en cette matière, les documents sont contradictoires) d’abord furieux parce que Mussolini ne l’avait pas consulté, puis chagriné parce que Pie XI, dans sa protestation, sermonna aussi le camp nationaliste espagnol, au lieu de centrer sa critique sur le dictateur italien. En règle générale, et abstraction faite de plusieurs raids aériens sur Madrid en novembre 1936, les bombardements de Franco se limitaient à des objectifs militaires et de ravitaillement. Fait notable : le frère Ramón Franco participa à ce raid,.
Quand il apprit, le 28 octobre 1938, la mort de son frère Ramón, il ne manifesta aucune espèce d’émotion. En décembre, Franco visita la Galice, où les autorités de La Corogne lui avaient fait cadeau du manoir Pazo de Meirás, après une souscription populaire,.
La chambre de commerce franco-espagnole fondée en mai 1938 put en quelques mois faire état de l’adhésion de près de 400 sociétés françaises désireuses de voir conduire une politique commerciale plus réaliste, tandis que Franco affichait une hostilité vis-à-vis de la France en raison de l’aide apportée aux républicains. D’autre part, Franco s’appliquait à se donner une image de neutralité et à faire croire à la France qu’il était un rempart tant contre la frénésie nazie de la Phalange que contre l’intégrisme des carlistes.
La tension régnant dans la période allant de l’Anschluss aux accords de Munich fit redouter à Franco la survenue d’une conflagration internationale qui lui aurait fait perdre sa supériorité sur ses adversaires républicains, en arrachant ceux-ci à leur isolement, puisqu’en cas de conflit, le gouvernement Negrín aurait aussitôt choisi le camp des démocraties occidentales et aurait placé inévitablement l’Espagne franquiste dans le camp de l’Axe, de façon à internationaliser réellement la guerre d’Espagne, seule et dernière chance de l’Espagne rouge ; cependant, la nouvelle de l’accord Hitler-Chamberlain-Daladier, signé le 30 septembre, désespéra Negrín et mit fin aux angoisses du Caudillo. Le retard de la guerre mondiale laissa à Franco le temps d’achever sa victoire, tandis que la déclaration de guerre de la France et de l’Angleterre au début de septembre 1939 lui donna le loisir de garder une neutralité fructueuse,.

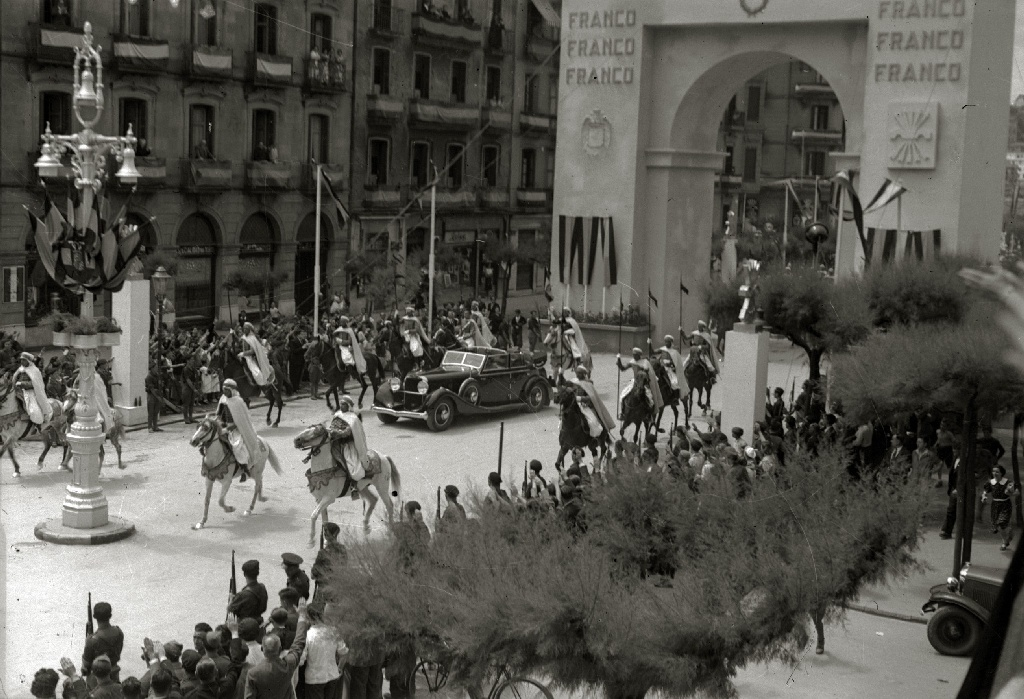
Entrée de Franco dans San Sebastián (1939).

En 1939, les derniers réduits républicains tombèrent, et le 1er avril, Franco émit son dernier communiqué de guerre : « aujourd’hui, l’armée rouge captive désormais et désarmée, les troupes nationales ont atteint leurs ultimes objectifs militaires. La guerre est terminée ». Au début de 1939, il ne restait plus d’espoir aux républicains que dans une reddition honorable. Mais les médiations, y compris celle du pape, pour arriver à une paix négociée, se heurtèrent à l’intransigeance de Franco, car celui-ci, porté par la conviction qu’il luttait contre le mal, missionné par la Providence ou par Dieu, voulait pousser sa victoire jusqu’à l’éradication du mal. Méthodiquement, Franco reprit une par une les parcelles de territoire tenues par les républicains, insensible à toute tentative de compromis.
Les historiens se sont interrogés dans quelle mesure Franco a contribué à la victoire de son camp. Franco n’était pas un génie de la stratégie ni de la tactique opérationnelle, mais il était un général méthodique, organisé et efficace. Chaque opération qu’il accomplissait était bien préparée du point de vue logistique, et aucune de ses attaques ne déboucha sur une retraite. Il sut maintenir une administration civile efficace et un front intérieur propice à préserver le moral des troupes, à mobiliser la population et à stimuler la production économique à un niveau supérieur à celui du camp adverse. Enfin, son action diplomatique lui fit obtenir la neutralité de la Grande-Bretagne, garantit que la France ne prête qu’un appui limité à la république, et lui assura de la part de l’Italie et de l’Allemagne un flux d’approvisionnement quasi ininterrompu.
Le désir des démocraties de maintenir l’Espagne dans la neutralité permit à Franco de garder la mainmise sur la situation. Franco imposa à la France des conditions draconiennes préalablement à toute reprise des échanges, dont la restitution des biens dont les « rouges » s’étaient saisis ainsi que de l’or déposé à la Banque de France et des armes et des biens saisis à la frontière sur des réfugiés républicains. Le gouvernement français crut pouvoir « capter » le Caudillo en lui envoyant, au titre d’ambassadeur, le Français le plus prestigieux à ses yeux, le maréchal Pétain, du reste sans grand profit.

## La dictature franquiste

### L’après-guerre civile: la répression et les «années de la faim»

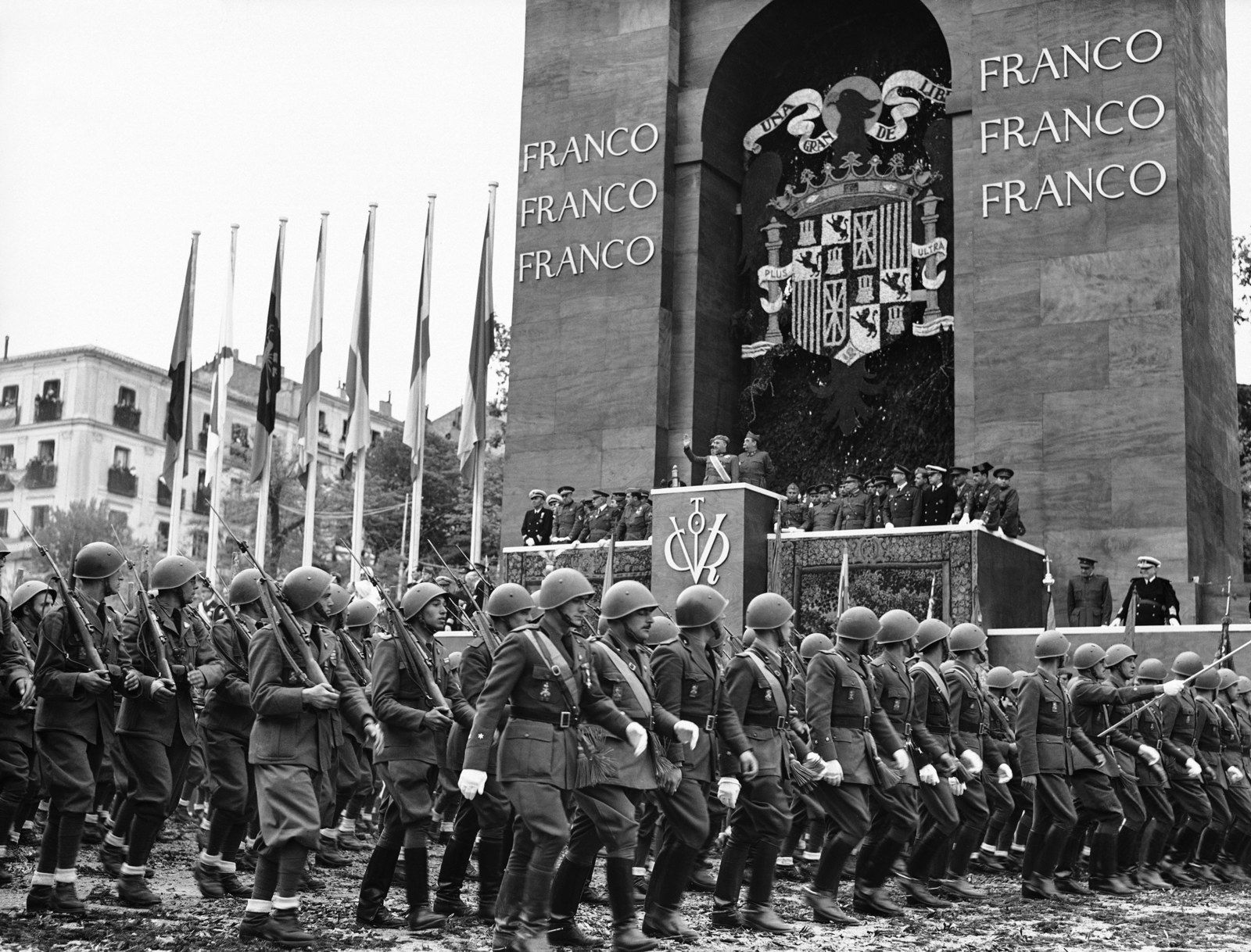
Défilé de la victoire devant Franco (Madrid, 19 mai 1939).

Le 19 mai 1939, on célébra à Madrid le défilé de la Victoire, où 120 000 soldats paradèrent devant Franco et où la plus prestigieuse des décorations militaires espagnoles, à savoir la croix laurée de l’ordre de Saint-Ferdinand, qui avait été refusée à Franco en 1916, lui fut décernée par le général José Enrique Varela « pour la direction et l’exécution de la campagne de libération »,. Franco avait pensé avec soin les moindres détails des festivités. La tribune monumentale en forme d’arc de triomphe, dressée sur la principale avenue madrilène, le paseo de la Castellana, rebaptisée avenida del Generalísimo Franco, portait en lettres géantes, sous le mot « victoria », son nom six fois répété, et que scandait la multitude : « Franco, Franco, Franco ! ». Selon le communiqué de presse, « l’entrée du général Franco dans Madrid suivra le même rituel que celui observé lorsqu'Alfonso VI, accompagné par le Cid, s’empara de Tolède au Moyen Âge ». La célébration se prolongea le lendemain par une nouvelle cérémonie, cette fois à caractère religieux, célébrée dans l’église Sainte-Barbe de Madrid. Franco pénétra dans l’église sous un dais, honneur réservé au Saint Sacrement et au couple royal. La solennité centrale, où Franco déposa l’épée de la Victoire aux pieds du Grand Christ de Lépante, que l’on avait fait venir ex profeso de la cathédrale de Barcelone, paraissait recréer une cérémonie guerrière médiévale.

#### Répression

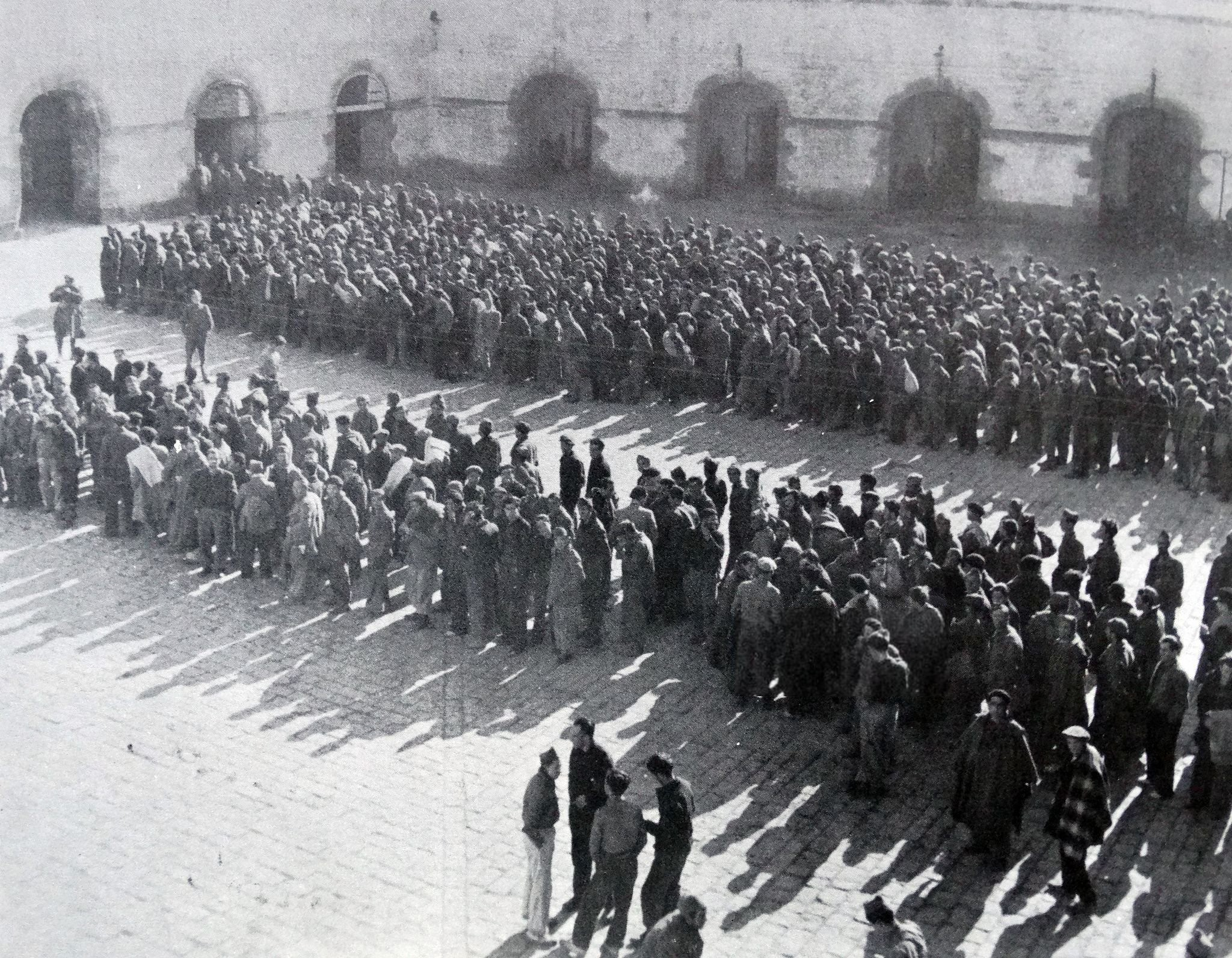
Républicains détenus au château de Montjuïc à la fin de la guerre d'Espagne.

Pendant la guerre civile, le nombre d’exécutions politiques dépassait celui des morts sur le champ de bataille. Les commandants italiens, horrifiés, refusaient de remettre les prisonniers à leurs alliés espagnols, protestaient contre le degré de répression indiscriminée et menaçaient de se retirer de la guerre. Après la prise de Malaga en février 1937, où les nationalistes avaient perpétré une répression massive et provoqué un bain de sang avec, selon les estimations, entre 3 000 et 4 000 exécutions — mais il est vrai que le responsable direct des tueries d’Andalousie, dont celle de Malaga, fut Gonzalo Queipo de Llano —, Franco réagit en élargissant et en réglementant le rôle des tribunaux militaires dans toute la zone nationaliste ; il interdit aux autres instances et aux autres forces de procéder à des exécutions, et créa à Malaga cinq nouveaux tribunaux militaires. Le 4 mars 1937, il communiqua à l’ambassadeur d’Italie qu’il avait donné des ordres stricts tendant à mettre fin à toutes les exécutions de prisonniers (cela aussi dans le but d'encourager les désertions dans les rangs républicains), et tendant à ce que les sentences de mort soient limitées aux dirigeants de gauche et aux auteurs de crimes violents, et, même en ce cas, à ce que la moitié des peines de mort soient commuées. Vers la fin mars, Franco annonça qu’il avait relevé de leurs fonctions deux juges de Malaga dont la façon de procéder avait été inappropriée et sévère à l’excès, et il s’assura que les sentences de mort prononcées par les tribunaux fussent d’abord ratifiées par lui-même en dernier ressort, avant d’être mises à exécution. Pourtant, les cas seront rares où Franco accéda aux demandes de clémence pour des personnes condamnées dans la zone nationale, quoiqu’il ait gracié un certain nombre d’anarchistes. La répression restera officiellement aux mains des tribunaux militaires pendant de nombreuses années, et l’Espagne vivra sous la loi martiale durant toute une décennie, jusqu’à sa levée en avril 1948,. L’un des problèmes les plus délicats qu’eut à affronter Franco pendant ses premières semaines comme chef d’État fut la plainte du primat d’Espagne, le cardinal Gomá, contre le procès sommaire et l’exécution de 14 prêtres militants nationalistes basques ; Franco donna immédiatement l’ordre de ne plus exécuter de curés nationalistes basques.
Bartolomé Bennassar relève que Franco a

« félicité Yagüe après la tuerie de Badajoz et n’a jamais désavoué les exécutions sauf celle des treize prêtres basques après une protestation de la hiérarchie ecclésiastique. Il a recruté Lisardo Doval pour les services spéciaux et nommé un psychopathe tel que Joaquín del Moral directeur général des prisons. Il a laissé exécuter plusieurs de ses anciens compagnons, à commencer par son cousin Ricardo de La Puente Bahamonde et n’a pas fait l’impossible pour sauver Miguel Campins, son plus précieux collaborateur de Saragosse, dont Queipo de Llano avait décidé la mort, et s’est vengé mesquinement en refusant à celui-ci la grâce du général Batet. De son côté, Mola avait donné des instructions explicites dans le but de « propager une atmosphère de terreur » et Queipo de Llano multipliait les appels au meurtre sur Radio Sevilla. Les épisodes tragiques de Badajoz et de Malaga ne sont donc en aucune façon des horreurs isolées. Même dans les zones où le Mouvement l’emporta sans coup férir et sans combats, bon nombre de « mal-pensants » furent abattus sans pitié […]. »

Dans un communiqué du quartier-général de Franco du 8 février 1939 formulant les conditions finales offertes par Franco pour accélérer la reddition des derniers réduits de la zone républicaine, il était promis que « ni le simple fait d’avoir servi dans le camp rouge, ni celui d’avoir milité simplement et comme affilié dans des courants politiques contraires au Mouvement national ne feront l’objet de poursuites en responsabilité criminelle ». Seuls les dirigeants politiques et les coupables de crimes violents « et d’autres crimes graves » (sans autre précision) seraient déférés devant les tribunaux militaires,. Entre 1937 et 1938, plus de la moitié des prisonniers s’incorporèrent dans l’armée nationaliste.
Le 1er avril 1939, sitôt terminée la guerre civile, commença le départ en exil de 400 000 à 500 000 Espagnols, pour 200 000 desquels cet exil se transformera en un exil permanent,. Jusqu’à 270 000 personnes, furent entassées en 1939 dans les geôles de Franco, dans des conditions infra-humaines, et au nombre d’exécutions estimé à 50 000 doivent s’ajouter ceux qui périrent dans les prisons par suite de ces conditions de détention,,,. Certes, souligne Jorge Semprún, « la répression franquiste, qui fut brutale, ne peut pas se comparer aux répressions stalinistes », ni à celles des nazis, mais tout autre point de comparaison peut servir d’aune pour donner la mesure de la répression outrancière que Franco exerça une fois la guerre terminée. Les 50 000 exécutions du franquisme sont sans commune mesure avec les centaines d’exécutions commises au lendemain de la Seconde Guerre mondiale en France, en Allemagne ou en Italie.
| |  |  |
| À gauche, extrait du Bulletin officiel de l'État publiant la « loi de Répression de la maçonnerie et du communisme » (1er mars 1940). À droite, dossier d'une procédure ouverte contre un opposant par le Tribunal spécial pour la répression de la maçonnerie et du communisme en 1945. |  |  |

Deux jours avant la chute de la Catalogne, le 13 février 1939, il fit adopter la loi sur les Responsabilités politiques (en abrégé LRP), qui sanctionnait toute forme de subversion politique ainsi que l’assistance volontaire à l’effort de guerre du côté républicain, y compris les cas qualifiés de « passivité grave », et qui lui permettait de juger et de condamner, de manière rétroactive, pour des faits survenus à partir du 1er octobre 1934, soit plus d’un an et demi avant le début de la guerre civile, « tous ceux qui ont contribué au soulèvement de 1934 ou à la formation du Front populaire, ou se sont opposés de manière active au Mouvement national », se donnant ainsi les moyens d’une répression impitoyable,. La loi incriminait de façon automatique tous les membres de partis politiques de gauche ou révolutionnaires (mais non les militants de base des syndicats de gauche), ainsi que quiconque avait participé à un « tribunal populaire » dans la zone républicaine. Être membre d’un ordre maçonnique était considéré également comme une trahison. En vertu de cette loi, des purges furent pratiquées chez les travailleurs de la culture, en particulier chez les journalistes, et désormais, tous les directeurs de journal et de revue allaient être nommés par l’État et devaient être phalangistes ; Franco fut presque toujours impitoyable envers les journalistes ou les intellectuels. Complété en 1942, ce texte va demeurer en vigueur jusqu’au 10 novembre 1966. Franco, remarque Andrée Bachoud, « n’a pas changé de doctrine depuis le temps où il commandait la Légion au Maroc : il ne tolère pas d’ennemi vivant. Pour lui, la lutte n’est pas finie et durera au moins jusqu’en 1948, date à laquelle l’état de guerre sera enfin officiellement levé »,,. La répression s’exerça dans plusieurs sphères : en plus des exécutions et des condamnations à de longs emprisonnements, une société fut mise en place où les vaincus étaient exclus de la vie politique, culturelle, intellectuelle et sociale. Le franquisme de ces premières années de paix sera caractérisé par l’élimination systématique de l’adversaire, pratiquée sans passion, avec la certitude tranquille de défendre l’ordre nécessaire, prenant parfois aussi la forme de bannissements, de révocations, et passait toujours par la prison. Les progrès dans la compréhension de la répression ont permis de percevoir celle-ci comme un phénomène structurel d’une portée dépassant les seules exécutions et assassinats et de rendre de plus en plus intelligible la nouvelle réalité sociale que le régime s’était attelé à configurer. Franco en effet projetait non seulement d’achever la construction d’un nouveau système autoritaire, mais encore d’accomplir une vaste contre-révolution culturelle propre à rendre impossible une nouvelle guerre civile, cela impliquant que la répression contre la gauche devait se poursuivre, suivant sa propre logique.
On créa aussi des brigades pénales et des bataillons punitifs — comme à Valle de los Caídos — où les prisonniers, soumis aux travaux forcés, servirent souvent de main-d’œuvre gratuite au bénéfice de beaucoup d’entreprises, dans une optique de « rédemption par le travail ». De 1936 à 1947, de 367 000 à 500 000 prisonniers politiques sont passés dans ces camps, qui ont massivement alimenté des bataillons de travailleurs utilisés comme main-d’œuvre esclave. S’y ajoutait la répression économique qui, dans la première phase du régime et en guise de butin de guerre, prenait la forme d’un favoritisme de l’État au bénéfice des vainqueurs et pénalisant les vaincus.
Après la guerre civile, la peur régnait, mais les critiques contre les orientations du régime et de son gouvernement s’exprimaient à haute voix et s’écrivaient même dans certains journaux autorisés. Vers la fin 1941, la plupart des prisons avaient été fermées et plus de 95 % de l’ensemble des sentences de mort avaient alors été prononcées. Dans les 30 mois suivants, les procureurs requirent 939 peines de mort supplémentaires, mais beaucoup ne furent pas retenues par les tribunaux, et celles pour lesquelles le tribunal avait suivi le réquisitoire furent commuées. Le 1er octobre 1939, troisième anniversaire de son accession au pouvoir, Franco accorda l’amnistie à tous les membres de l’armée républicaine condamnés à des peines d’emprisonnement inférieures à six ans. Le 4 juin 1940, la libération sous caution fut accordée aux prisonniers politiques purgeant une peine de moins de six ans. Dès lors, la population carcérale commença à diminuer rapidement, puis davantage encore sous l’effet d’autres mesures de grâce, jusqu’à ce que le nombre total de prisonniers politiques retombe à environ 17 000. Franco n’accordera l’amnistie définitive qu’en 1966, et ne cessa de s’opposer à l’idée de l’octroi de pensions aux veuves des combattants républicains.

#### Caractérisation du régime

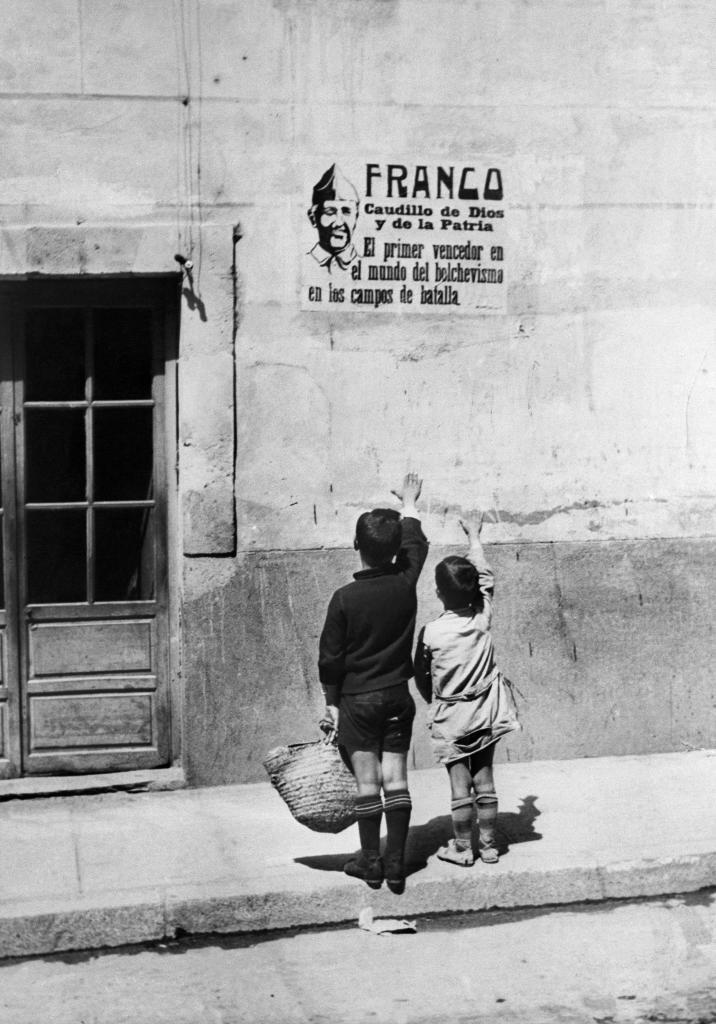
Deux enfants exécutent le salut fasciste devant une affiche glorifiant Franco comme le caudillo de Dieu et de la Patrie, le premier homme au monde ayant vaincu le bolchevisme sur les champs de bataille (septembre 1939).

L ’historien Javier Tusell observe que « l’absence d’une idéologie bien définie permit [à Franco] de basculer de telles formules dictatoriales vers telles autres, broutant au fascisme dans les années 40 et aux dictatures développementalistes dans les années 60 ». L’idéologie franquisme a été définie comme un national-catholicisme se caractérisant par son nationalisme centraliste et par l’influence de l'Église sur la politique et sur les autres sphères de la société. Le catholicisme (de même que l’armée) n’était pas seulement une sphère partiellement autonome vis-à-vis de l’État, mais en était l’essence même, sous-tendant le système politique ; il prétendait être le plus intègre, le plus pur et le plus omniprésent sur terre, et inventa une espèce de surcroît d’orthodoxie qui lui donnait une supériorité supposée sur le reste des catholicismes nationaux. Selon Alberto Reig Tapia, « Franco se définit politiquement et idéologiquement surtout par des traits négatifs : antilibéralisme, antimaçonnique, antimarxiste, etc. ». Le qualificatif de « parangon des régimes fascistes » paraît inapproprié. Il s’agissait plutôt d’une dictature militaire dans la tradition historique de l’Espagne, mais exceptionnelle dans sa durée. D’une part, la rudimentaire idéologie franquiste coïncidait souvent avec la mentalité militaire de caserne que Franco transposait dans les différentes sphères de la société espagnole ; d’autre part, les principales qualités que Franco exigeait de son entourage étaient la fidélité et l’obéissance, et nul mieux qu’un militaire n’était apte à satisfaire cette exigence fondamentale de loyauté au Caudillo et sa méfiance à l’égard des intrigues,. Un facteur absolument décisif pour expliquer la pérennité du régime est le souvenir de la guerre civile, du traumatisme de laquelle la société espagnole mit un temps si long à se remettre.
Miguel Primo de Rivera est à désigner comme modèle de son régime, et certaines de ses idées-clef ressurgirent à mesure que le régime s’institutionnalisait : création d’un parti unique, corporatisme, hispanicité, dirigisme, etc. Une autre référence pourrait être aussi Salazar, qui avait constitué un État nouveau catholique et technocratique au Portugal où il faisait figure de despote éclairé et où un national-catholicisme avait également été développé.
De sa position de pouvoir absolu, Franco s’efforçait de contrôler tous les secteurs de la vie espagnole. Au moyen de la censure, de la propagande et de l’enseignement scolaire fut mise en marche, selon Reig Tapia, « une des hagiographies les plus hallucinantes qu’ait connu l’histoire contemporaine. Un homme banal, quoique des plus habiles et acharné à tirer parti avec le plus grand rendement de ses circonstances particulières, fut couvert d’éloges totalement démesurés et était, pour beaucoup de ses suiveurs, non pas seulement un gouvernant exceptionnel, mais le plus grand des derniers siècles ». Pendant la guerre civile, le style fasciste prédomina, le nom du Caudillo fut peint sur la façade de nombreux bâtiments dans tout le pays, sa photo fut apposée dans tous les bureaux et officines des édifices publics, souvent flanquée de celle de José Antonio Primo de Rivera, et son effigie apparut sur les timbres-poste et sur les pièces de monnaie. Franco s'employa à populariser son image en parcourant le pays, surtout les régions du Nord, dans les mois qui suivirent la victoire. Chacun de ces déplacements était une cérémonie du culte public autour de sa personne.
Pendant la guerre civile, la doctrine nationale avait postulé que l’identité véritable de l’Espagne résidait dans l’« Empire », concept qu’il convenait donc de remettre en honneur, si l’on voulait que l’Espagne redevînt pleinement l’Espagne. Une des premières mesures prises par le gouvernement de janvier 1938 fut de choisir pour le nouvel État des armoiries, en l’espèce la couronne impériale et le blasonnement des Rois catholiques, assorti des colonnes d’hercule et de la légende Plus Ultra de l’empereur Charles Quint. L’annonce en fut faite par Franco en mai 1939 en l’église Sainte-Barbe de Madrid, à l’effet d’amalgamer l’idée d’Empire avec le règne du Christ en Espagne.

#### Les piliers du régime
Une fois les républicains défaits, il restait à convaincre l’opinion espagnole de l’opportunité de maintenir le régime établi en 1936. Franco assit son autorité sur certaines fractions idéologiques de la société, appelées « familles » : les militaires, l’Église, la Phalange comme parti unique, les secteurs monarchiste, carliste et conservateur, et les partisans de l’Église catholique. Cette coalition — ensemble composite de groupes aux intérêts différents, et dans certains cas opposés, qui avait collaboré au coup d’État de 1936 — restait cependant profondément divisée, la guerre civile ayant créé une unité de raison plus que de passion autour de la personne de Franco. Pour beaucoup, le rétablissement de la monarchie à travers le couronnement de Don Juan de Borbón était une solution de rechange au fascisme. L’influence des nazis, avec 70 000 Allemands installés en Espagne, était d’autant plus redoutée qu’il n’y avait plus de tête espagnole parmi les phalangistes et que la multiplication des adhésions à la fin de la guerre civile en avait fait un groupe hétéroclite incontrôlable.
Ces principaux piliers seront représentés au sein des gouvernements successifs dans des proportions qui varient au fil des remaniements ministériels, chacune de ces composantes, incarnée par un homme ou un groupe d’hommes s’exprimant à sa guise. Franco sut les instrumentaliser en s’appuyant tantôt sur les uns, tantôt sur les autres, au gré de ses intérêts du moment, et en les mettant chacune en première ligne lorsqu’elle coïncidait avec son projet du moment. Franco se réservait de changer les fonctions des représentants de ces piliers ou tout simplement à les limoger chaque fois que la nécessité d’un changement de cap s’imposait,. Selon les termes de l’historien Paul Preston, « sa façon de gouverner serait celle d’un gouverneur militaire colonial plénipotentiaire ». Pour certains historiens, l’un des ressorts profonds de l’action du Caudillo, hors de tout système et de toute doctrine, semble être son objectif premier de satisfaire les désirs d’une classe moyenne écartée du bien-être pendant des décennies par un État sans ressources et une oligarchie méprisante, et d’apaiser ses frayeurs face aux ouvriers revendicateurs.

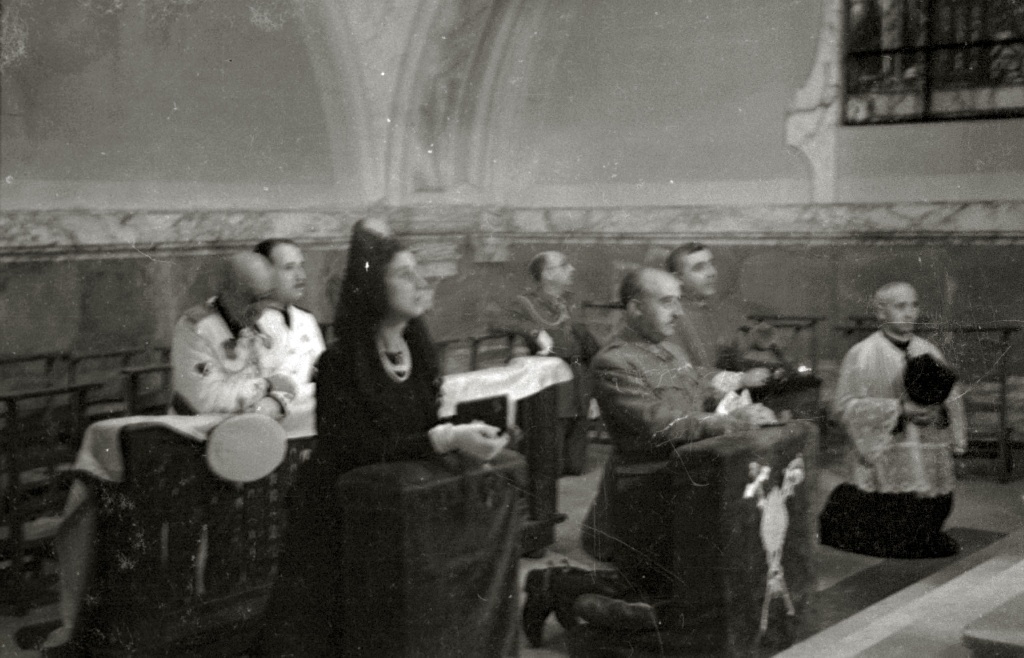
Franco et son épouse priant dans la basilique Sainte-Marie-du-Chœur de Saint-Sébastien en 1941.

Le Saint-Siège n’était pas hostile à l’émergence de cette quatrième voie entre communisme, fascisme et démocratie libérale. Que Franco fût catholique par conviction ou par intérêt, ses rapports avec le monde catholique et le Saint-Siège tenaient la première place dans sa définition de sa politique intérieure et extérieure. Franco était « l’instrument des plans providentiels de dieu sur la patrie », selon les mots du cardinal Gomá, en accord avec l’image d’un Franco dépêché par la providence divine pour sauver l’Espagne du chaos. Tout au long de son régime, Franco ne cessera d’aspirer à obtenir de l’Église cette légitimité de droit divin. Si le Vatican fut parfois conduit à protester contre des mesures allant à l’encontre des intérêts de la catholicité et de la liberté de l’Église (telles que l’interdiction de la presse catholique, la censure en matière religieuse, etc.), il n’était pas envisageable pour l’Église de voir l’Espagne quitter son orbite. Franco saura exploiter au maximum les concessions qu’il faisait au Saint-Siège, afin d’asseoir plus solidement sa position politique tant en Espagne que dans l’opinion internationale.
Franco souhaitait la reconduction du Concordat, caduc depuis la république, lequel avait fait de la religion catholique la religion officielle de l’Espagne, tout en définissant les prérogatives respectives du Saint-Siège et de la monarchie. En particulier, la reconduction de ce pacte permettrait à Franco d’écarter les nominations d’évêques nationalistes basques et catalans proposées par le pape. L’accord signé le 7 juin 1941 donnait à Franco un droit de regard sur les nominations des prélats, et en échange, la papauté, inquiète devant l’infiltration des théories nazies en Espagne, obtint que l’accord culturel conclu à Burgos entre l’Allemagne et l’Espagne le 24 janvier 1939 ne soit jamais ratifié ; de plus, le ministre de l’Éducation donna le 4 février 1939 les garanties souhaitées en assurant que l’idéologie nazie était incompatible avec la doctrine officielle.
Quant au deuxième pôle de l’action politique de Franco, le fascisme, il s’inscrivit d’abord, mais pour assez peu de temps, dans un registre para-fasciste. Ainsi en allait-il, dans le domaine syndical, des principes de collaboration entre classes sociales et d’organisation corporatiste du monde du travail contenus dans la Charte du travail, qui institua le syndicat unique obligatoire. Dans l’entourage de Franco, le fascisme était incarné dans la personne de Ramón Serrano Súñer, à la fois ostensiblement favorable au fascisme, et opposé à « toute dépendance politique vis-à-vis de Rome ». Par les relations qu’il avait jadis entretenues avec José Antonio Primo de Rivera, il apparaissait aux yeux de beaucoup de phalangistes comme le dépositaire naturel de l’orthodoxie du fascisme espagnol. Depuis 1937, il ne quittait plus Franco et jouait un rôle déterminant dans le régime, jusqu’à donner l’impression que le pays était dirigé non pas par Franco mais par le tandem qu’il formait avec son beau-frère. Il représentait la tentation fasciste et surtout belliciste de l’Espagne durant la Seconde Guerre mondiale, mais avait contre lui les autres, c’est-à-dire les conservateurs, les militaires, les catholiques, les monarchistes — tous ceux qui jugeaient l’entrée en guerre prématurée et dangereuse pour l’Espagne, et tous ceux qui souhaitaient la restauration d’un ordre ancien. Dans le nouveau gouvernement formé en août 1939, Franco confia à Serrano Suñer le poste de ministre de l’Intérieur et le laissa agir et s’exprimer, car il satisfaisait Hitler et Mussolini, mais parallèlement le laissait s’exposer et se compromettre ; Jordana fut relevé de ses fonctions de ministre des Affaires extérieures et remplacé par Juan Luis Beigbeder, plus favorable à l’Axe, et le personnel politique conservateur fut écarté. Bien que tout semble alors aller dans le sens d’une fascisation du régime, et que certains aient qualifié ce cabinet de « gouvernement phalangiste », il mettait en évidence que la politique de Franco allait toujours tenter de trouver un équilibre entre les différentes « familles » idéologiques du régime, au gré des phases et des circonstances. L’administrateur le plus compétent du nouveau gouvernement était le ministre des Finances José Larraz López, issu de la CEDA.

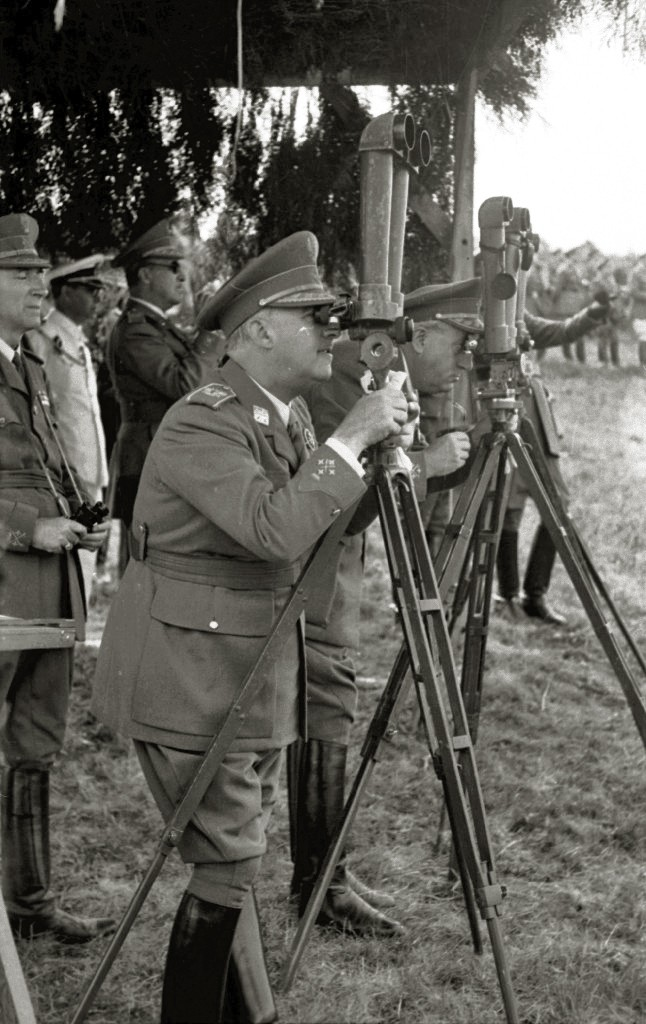
Franco assistant à des manœuvres militaires dans la province de Guipuscoa en 1946.

La caractéristique principale du régime franquiste reste le poids énorme de l’armée dans les fonctions politiques, et le trait le plus visible du régime était le nombre de militaires qui au fil des ans allaient faire partie du gouvernement, nombre qui varia selon les circonstances et les nécessités, mais qui fut toujours considérable, et du reste, la rudimentaire idéologie franquiste se confondait souvent avec la mentalité militaire. Des différentes familles, celle militaire était, à la fin de la guerre, la mieux représentée, quoique Franco eût bien soin de ne pas donner aux militaires un pouvoir corporatif dans aucun cabinet. Durant cette première phase du régime, jusqu’en 1945, 46 % des nominations échurent à des militaires et ceux-ci occupaient près de 37 % des hautes fonctions dans les ministères militaires et à l’Intérieur. Si Franco partageait les crispations de ses homologues militaires face au commerce, au libre-échange, aux profits, le pôle militaire ne formait pas un ensemble homogène. Il y avait par exemple une tendance chez les militaires de haut rang à considérer Franco uniquement comme un primus inter pares, certains estimant qu’après la victoire dans la guerre civile, il y avait lieu de céder le pas à une autre forme de gouvernement. Certains espéraient et préparaient le retour de la monarchie, comme Kindelán et Aranda, d’autres comme Yagüe s’étaient laissé séduire par la Phalange, d’autres encore, comme Queipo de Llano, s’exaspéraient de l’omnipotence de Franco. Disposé certes à discuter des affaires militaires avec les hauts gradés, Franco restait en revanche inflexible face à toute désobéissance politique. Ainsi, le 27 juin, destitua-t-il Yagüe pour avoir critiqué le gouvernement. En juillet 1939, Franco destitua aussi Queipo de Llano du commandement militaire d’Andalousie, où il était devenu une sorte de vice-roi ; Queipo, qui détestait Franco — il l’avait affublé du sobriquet de Paca la culona (± Francette la fessue, ‘culona’ signifiant aussi ‘soldat invalide’) —, dirigeait la faction militaire d’opposition à la puissance croissante de la Phalange et avait commencé à tramer un complot contre le Caudillo, affirmant la nécessité de former un nouveau directoire militaire chargé de régler les affaires politiques et de statuer sur l’avenir du régime. Franco, qui en avait eu vent en mai, ordonna en juillet que Queipo se présente à Burgos ; il fut limogé comme capitaine général de Séville, brièvement mis aux arrêts dans un hôtel, puis envoyé à Rome comme attaché militaire.
Pour ce qui est du pôle monarchiste, Franco avait d’emblée frustré les aspirations des monarchistes à restaurer Alphonse XIII sur le trône d’Espagne. Pourtant, Franco aimait et admirait la monarchie ; à aucun moment de sa vie, il n’en avait nié la légitimité et s’était toujours engagé à la rétablir. En 1948, il rétablit la création nobiliaire, avec le même souci qu’Alphonse XIII de faire une place à part aux militaires. Selon lui, le régime monarchique avait été sapé par des complots et par des « ennemis intérieurs », épaulés par des forces internationales puissantes : libéraux, puis communistes, judéo-maçons, ou, à partir de 1945, francs-maçons tout court. Son souci était de conjurer la résurgence de ces forces délétères, afin de permettre en toute sécurité cette restauration, qu’il repoussait vers un avenir toujours plus lointain.
Le parti unique FET comptait 650 000 militants en 1939. L’affiliation était très utile comme moyen de promotion professionnelle, et le nombre d’affiliés alla croissant dans les années suivantes, jusqu’à atteindre son maximum en 1948. La FET avait pour mission d’endoctriner la population et livrait une bonne part du personnel politique et administratif du système : quasiment tous les nouveaux maires et gouverneurs de province étaient des affiliés, mais la plupart d’entre eux étaient passifs, la mobilisation active restant assez faible. La principale mission dont Franco chargea les phalangistes était la mise sur pied et le développement des syndicats nationaux, les dénommés « syndicats verticaux », qui regroupaient, au sein des mêmes institutions, patrons et ouvriers.

#### Institutionalisation de la dictature
Jusqu’à la fin de 1937, le camp nationaliste faisait la guerre et ne se souciait guère de reconstruire un État. Néanmoins, dès octobre 1936, Franco avait commencé à consolider le dispositif institutionnel de son pouvoir, créant son personnel politique, dont à l’origine le noyau était familial, amical et professionnel, et mettant en place une structure encore dépourvue de forme définie. Ce dispositif institutionnel évolua ensuite par ajouts successifs, qui venaient alourdir la législation par effets de placage, mais toujours en accord avec l’objectif de Franco de demeurer à la tête du pays et avec ses propres certitudes. En 1937, l’autorité absolue de Franco avait été proclamée et élevée à un point tel qu’il n’avait plus à répondre de ses actes, hormis devant Dieu et l’Histoire. « Le Chef assume dans son entière plénitude l’autorité la plus absolue. Le Chef répond devant Dieu et devant l’Histoire » .
Les dirigeants du nouvel État espagnol étaient fermement convaincus de se trouver à l’avant-garde de l’histoire, de faire partie d’un nouveau système de régimes « organiques », autoritaires et nationaux, qui représentaient la pensée la plus moderne et la plus innovante de l’époque. Franco, qui avait dirigé son gouvernement comme s’il s’agissait d’un corps d’armée, vit ses prérogatives de chef d’État s’accroître encore par la Ley de Jefatura (loi sur la direction de l’État) du 9 août 1939, qui élargissait les pouvoirs définis dans le décret antérieur du 29 janvier 1938. Avec cette nouvelle loi, qui stipulait que tous les pouvoirs du gouvernement reposaient « confiés à titre permanent » à l’actuel chef de l’État, que celui-ci détenait « de manière permanente les fonctions de gouvernement » et qu’il était catégoriquement dispensé de l’obligation de soumettre les nouvelles lois ou les nouveaux décrets au Conseil des ministres, « si des raisons d’urgence conseillent d’agir ainsi », Franco se dota de l’instrument qui lui permettait de se dispenser de toute concertation personnelle ou institutionnelle et lui donnait le pouvoir de promulguer à sa convenance lois et décrets,,. Franco se vit ainsi attribuer plus de pouvoir que n’en avait jamais eu aucun autre gouvernant en Espagne avant lui,. Dans un document du 20 décembre 1939 qui expose ses ambitions économiques, Franco affirmait que la réussite de son programme nécessitait de « créer un instrument policier et d’ordre public aussi vaste et aussi étendu que l’exigent les circonstances, car il n’y aurait rien de plus coûteux pour la Nation que la perturbation de la paix intérieure indispensable à notre redressement ». Aussi, lois, décrets et, de façon générale, toutes les actions gouvernementales et législatives découlaient de ses décisions personnelles. Cependant, Franco semble en même temps vouloir faire durer le provisoire et l’ambigu, afin d’éviter toute entrave susceptible de limiter sa prééminence politique face aux phalangistes et aux monarchistes.

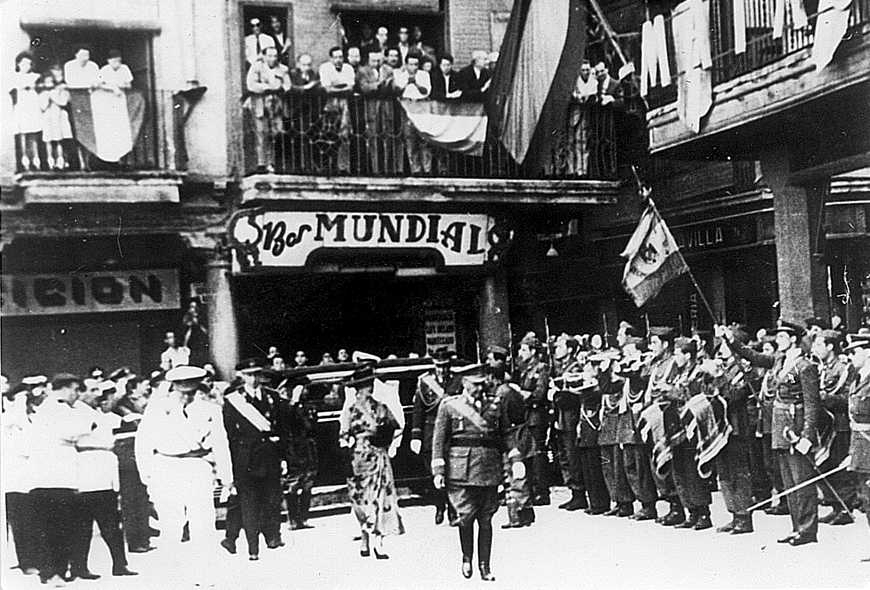
Franco à Reus en 1940.

Le 17 juillet 1942, le lent processus de mise en place de l’architecture institutionnelle du régime connaît une nouvelle étape avec la promulgation des Lois fondamentales et de la seconde loi organique instituant les Cortes, parlement espagnol conçu comme une sorte de parlement corporatiste, grosso modo sur le modèle de la Chambre des Faisceaux et des Corporations mussolinienne. Ces lois formaient la deuxième pierre d’un ensemble institutionnel construit progressivement à partir de 1938 et achevé en 1966, qui établissait les principes qui régissaient la dictature, tout en les accommodant aux nécessités nationales et internationales des différentes époques ; l’impression de placage de principes pseudo-démocratiques sur un régime indiscutablement autoritaire a fait naître le terme de « constitutionnalisme cosmétique ». En fait, cette ouverture relative relève de la fiction, car si cette loi restaura l’ancienne appellation de Cortes, ce fut pour désigner une assemblée de type corporatiste, composée de 563 parlementaires ou procuradores dont beaucoup étaient membres de droit : les ministres ainsi que les maires des 50 préfectures que compte l’Espagne ; des cardinaux et des évêques, les recteurs d’université etc., désignés directement ou indirectement par le chef de l’État ; et des représentants des familles, des communes ou des syndicats. Cette assemblée, qui ne disparaîtra qu’en 1976, n’avait du reste qu’un rôle consultatif. L’imposition du syndicat unique paralysait les revendications ouvrières en dépit des progrès marginaux réalisés en matière de stabilité de l’emploi, d’allocations familiales et de protection médicale des salariés.
La panoplie répressive institutionnelle fut enrichie encore par : la loi de janvier 1940, qui muselait la jeunesse catholique en l’embrigadant obligatoirement dans une structure unique, le SEU ; et la loi du 1er mars 1940, qui, en accord avec les convictions profondes de Franco, définissait et réprimait toute une série de délits : la franc-maçonnerie et le communisme, la propagande contre le régime, la propagande séparatiste, les délits de « disharmonie sociale ». Anarchistes, socialistes, communistes, francs-maçons étaient considérés comme des délinquants,.

#### «Années de la faim»
|                                           |  |  |
| Livret de rationnement (Barcelone, 1941). |  |  |

La situation économique de l’après-guerre en fut une de pénurie totale, en particulier de céréales, conséquence de la quasi-destruction de l’agriculture, et était marquée également par un manque de carburant, rendant impossible la distribution de produits de base à la population,. La malnutrition et les maladies furent la cause d’une surmortalité d’au moins 200 000 décès par rapport à la mortalité d’avant la guerre civile. La pénurie économique, qui s’accompagna d’un rationnement, fit naître un marché noir et entraîna une hausse de la prostitution et de la mendicité, de même que des maladies épidémiques. Les dépenses conjointes des deux camps dans la guerre civile s’étaient élevées à plus de 1,7 fois le PIB, à quoi il convient d’ajouter la disparition de la grande réserve d’or et les 500 millions de dollars de dettes de l’Espagne vis-à-vis de l’Italie et de l’Allemagne. Cet endettement et les destructions, qui empêchaient de redresser une situation dramatique, furent à l’origine de ce qu’il est convenu d’appeler les années de la faim,. Cette situation de graves privations et de souffrances pour la majeure partie de la population se prolongera, dans les zones rurales du sud en particulier, pendant encore plusieurs années. Cependant, pour Franco, les souffrances endurées était, dans une large mesure, un châtiment pour l’apostasie spirituelle d’une moitié de la nation, comme il l’exprima dans un discours à Jaén en mars 1940.
Le népotisme et la corruption institutionalisée, générale en 1940, ne faisaient qu’empirer encore les conditions de vie de l’après-guerre. Les critiques le plus communément exprimées par les militaires monarchistes contre Franco, en particulier par Kindelán, concernaient la malversation phalangiste dans les gouvernements centraux et locaux et leur corruption affichée. Beaucoup étaient consternés de voir combien Franco était peu intéressé à en finir avec la corruption ; il se pourrait qu'il l’ait vue comme un accompagnement inéluctable du système de développement qui était en train de se mettre en place.
La politique économique et sociale de Franco était à la fois réactionnaire et nationaliste. Les circonstances de la guerre avaient condamné l’Espagne à la pénurie et à l’autarcie, mais le pouvoir travestit ce handicap en facteur de promotion de l’indépendance nationale. Dès 1939, une législation vint limiter de manière drastique les droits des sociétés étrangères et leurs possibilités d’investissement. En économie, le nouveau régime ne mit jamais en pratique la révolution national-syndicaliste des phalangistes orthodoxes, mais conjuguait un ultra-conservatisme culturel et religieux avec un certain nombre de plans réformistes ambitieux. Franco, convaincu que l’économie libérale et la démocratie parlementaire étaient devenues totalement obsolètes, croyait que le gouvernement devait apporter une solution concertée aux problèmes économiques et insistait sur une politique de volontarisme étatique. Il avait adopté un keynésianisme assez simpliste et, impressionné par les accomplissements des politiques d’État en Italie et en Allemagne, croyait qu’un programme de nationalisme économique et d’autarcie était faisable. En conséquence, il annonça le 5 juin 1939 que l’Espagne devait entreprendre sa reconstruction sur la base de l’autosuffisance économique, inaugurant ainsi la période d’autarcie qui sera maintenue au long d’une vingtaine d’années. Franco était aussi enclin à juger de la santé de l’économie du pays en fonction de l’équilibre de la seule balance commerciale. Pourtant, le seul remède efficace et urgent eût été l’injection de capital étranger à grande échelle, et après le début de la guerre en Europe, un tel financement ne pouvait provenir que des États-Unis. Par le principe d’autarcie, le gouvernement s’interdit de chercher à obtenir des fonds étrangers ; ne furent donc signés que des accords commerciaux mineurs avec les démocraties occidentales, assortis d’un petit crédit de Londres. Franco affirmait que l’Espagne pouvait atteindre ses objectifs par la mise en circulation de grandes quantités d’argent pour les investir dans l’économie nationale, et qu’« il fallait créer beaucoup d’argent pour faire de grands travaux », persistant à dire qu’imprimer de l’argent pour financer des travaux publics et de nouvelles entreprises n’engendrerait pas d’inflation, car cela stimulerait la production, ce qui bénéficierait à l’État sous forme de hausse des recettes fiscales, suivie du remboursement des crédits. Quant à la dette extérieure, Hitler requit que celle vis-à-vis de l’Allemagne soit remboursée rubis sur l’ongle, tandis que Mussolini effaça unilatéralement plus d’un tiers de la dette italienne.
Les idées de base de la politique économique furent exposées dans un long document intitulé « Fondements et lignes directrices d’un plan d’assainissement de notre économie, en harmonie avec notre reconstruction nationale », qui détaillait le plan de relance économique et que Franco signa le 8 octobre 1939. Ce plan, de conception autarcique, qui ne fit qu’aggraver la pénurie, s’appuyait sur un vague processus de développement sur dix ans, censé apporter modernisation et autosuffisance, qui proposait à la fois d’augmenter les exportations et de réduire les importations, et, pour éviter d’être tributaire des investissements étrangers, imposait des restrictions au crédit international, en plus de maintenir la peseta à un taux de change surévalué,.
Le processus d’industrialisation fut mis en route par une série de mesures destinées à concéder un certain nombre d’avantages à l’industrie nationale et à éviter la domination des capitaux étrangers. Ce sont en particulier la loi de Protection et de stimulation de l’industrie nationale, d’octobre 1939, qui prévoyait un large éventail d’incitatifs, de dégrèvements fiscaux et un plan spécial de création de nouvelles industries, et une loi postérieure, dite de Régulation et de Défense de l’industrie nationale, promulguée en novembre de la même année et appelée à rester en vigueur pendant vingt ans, qui définissait certains types d’industries pouvant prétendre à des aides spéciales et qui interdisait que la participation étrangère au capital d’une entreprise dépasse 25 %, sauf autorisation exceptionnelle,.
L’Institut national de colonisation fut créé en 1939 pour faire face à l’un des maux récurrents affectant l’agriculture espagnole, à savoir la sécheresse. Au moyen de subventions de l’État, une politique d’irrigation fut mise en œuvre, qui permit de valoriser des terres, lesquelles en contrepartie furent partiellement réquisitionnées pour y installer de nouveaux exploitants ; les résultats de cette politique seront cependant assez minces pendant les deux décennies suivantes. À l’inverse, par une loi de mars 1940, l’État, pour revenir à la situation foncière d’avant 1932, appliqua une contre-réforme agraire par laquelle les domaines expropriés ou occupés furent restitués en quelques mois à leurs anciens détenteurs.

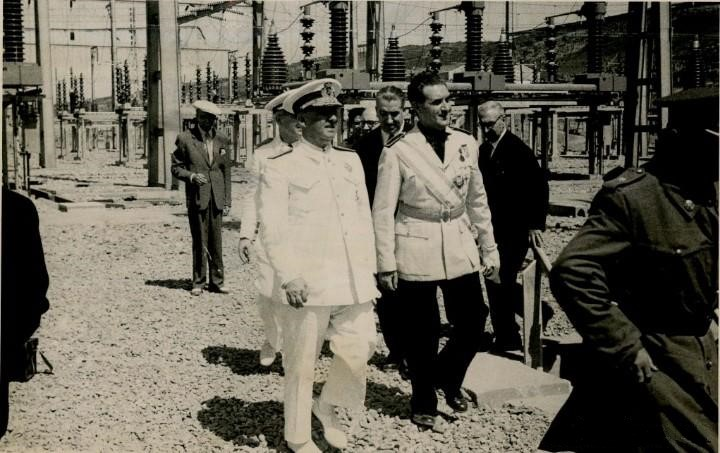
Franco visitant la centrale thermique de Ponferrada, juillet 1949.

L’État, s’estimant dans l’obligation d’assumer la prise en charge de secteurs à rentabilité lointaine ou insuffisante, prit l’initiative de certains équipements, comme le réseau ferroviaire avec la création de la RENFE en janvier 1941, et stimula l’investissement public, par le biais de l’Institut national de l'industrie (INI), sorte de holding d’État fondé en septembre 1941, chargé de « stimuler et financer, pour le service de la Nation, la création et la résurrection de nos industries », en partie sur le modèle italien de l’IRI. L’objectif était de satisfaire aux nécessités de défense de l’Espagne, de promouvoir le développement de l’énergie, de la production chimique et d’acier, la construction navale et la fabrication d’automobiles, de camions et d’avions. Par le jeu des privatisations ou des participations en capital, un énorme complexe d’économie mixte fut ainsi mis sur pied,,. Franco choisit pour organiser et diriger l’INI Juan Antonio Suanzes, officier du génie naval et ami d’enfance, homme intègre et énergique, qui allait créer les principales grandes entreprises du secteur public. L’augmentation de l’influence militaire fut propice à la mise en place d’un capitalisme d’État, et l’INI devint une institution clef du régime, absorbant plus du tiers de l’investissement public. La politique fiscale laxiste et conservatrice appliquée pendant cette phase limitait cependant les recettes de l’État.
Parmi les raisons de l’échec économique figurent le coût trop élevé des réalisations dirigées par l’État, leur faible rentabilité, qui exigeaient le maintien de bas salaires qui, à leur tour, entretenaient la faiblesse de la demande, et l’insuffisante attention portée à la productivité. Les décisions arbitraires et peu réalistes, et parfois restrictives, mais financées par l’expansion monétaire, alimentaient l’inflation et empêchaient la croissance. La politique économique de Franco se concentrait outre mesure sur la seule industrie, et tendait à négliger l’agriculture. Les effets combinés de la guerre civile, d’une gouvernance rigide, du contrôle des prix, du manque d’investissement et en particulier du manque de fertilisants, à quoi s’ajouta une mauvaise météo, devaient fatalement conduire à une baisse de la production alimentaire, qui dans l’après-guerre civile diminua de 25 % par rapport aux années 1934 et 1935. Le 14 mai 1939, on décréta le rationnement des denrées de première nécessité, qui sera maintenu à différents degrés durant plus d’une décennie.
La réalisation du programme buta d’autre part sur les comportements individuels : bureaucratisation excessive, obligation de vendre toute production de blé à un organisme public, de déclarer tous les stocks de produits, d’effectuer sous surveillance le transport des marchandises, ce qui multipliait les intermédiaires et les pouvoirs locaux, et augmentait d’autant les occasions de fraude,.

#### Positionnement international

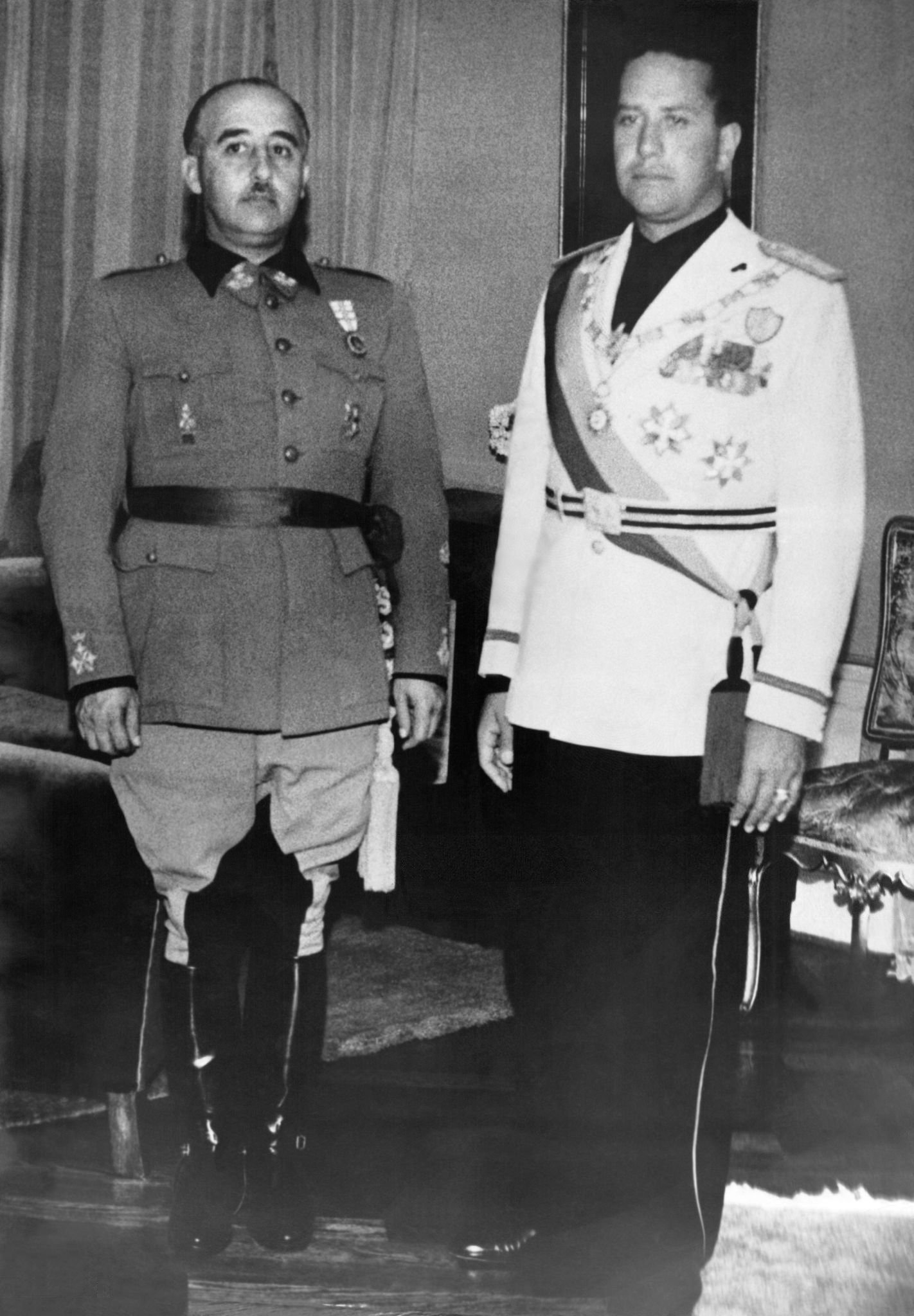
Franco et Galeazzo Ciano à Saint-Sébastien (juillet 1939).

Franco entretenait une confusion permanente sur les objectifs profonds de sa diplomatie ; cependant, discours et documents démontrent son engagement de plus en plus marqué vis-à-vis des puissances de l'Axe, même si, désireux de saisir l’occasion de la future guerre pour réaliser le vieux rêve d’un empire africain, où il revendiquait le Maroc et parfois l’Oranie, Franco conditionnera à un partage de l’Afrique du Nord toute action de sa part aux côtés de l’Axe ou toute perspective de participation de l’Espagne à la guerre.
Fin mars 1939, Franco signa un traité d’amitié avec l’Allemagne par lequel les deux parties s’engageaient à se porter secours mutuellement en cas d’attaque contre l’une d’elles. De même, il adhéra au pacte anti-Komintern, conclu trois ans auparavant entre Berlin et Tokyo. D'autre part, pour éviter d’être réduit au rôle de satellite de l’Axe, le régime avait aussi pour objectif d’élever l’Espagne au rang de puissance internationale. Cela nécessitait une importante mise à niveau militaire, à l’effet de quoi les premières propositions présentées par l’état-major de la Marine en juin 1938 et avril 1939 prévoyaient un gigantesque programme de construction navale s’échelonnant sur onze ans. On s’attendait à ce que, dans une prochaine guerre européenne, la flotte espagnole pût jouer un rôle décisif, l’Espagne rompant alors l’équilibre entre l’Axe et ses ennemis et devenant la « clef de la situation » et « l’arbitre des deux blocs ». Cependant aucun des plans susmentionnés ne devint réalité, ni même n’eut un début de réalisation. En fait, Franco était convaincu que l’Espagne n’était pas en mesure de s’engager dans une nouvelle guerre et ne le serait pas avant longtemps.
La politique de rapprochement avec l’Italie, dont Serrano Suñer apparaît comme le maître d’œuvre, parcourut plusieurs étapes, dont un voyage de Franco en Italie en mai 1939, et des conversations secrètes avec Mussolini et Ciano portant sur un partage de l’empire colonial français d’Afrique du Nord et sur la reprise de Gibraltar par l’Espagne après une entrée en guerre différée, le temps d’achever son redressement économique et militaire. Dans son discours à Saint-Sébastien de juillet 1939, Franco manifesta officiellement son adhésion de principe au fascisme ainsi que son enthousiasme pour Mussolini ; pour autant, aucun accord ne fut signé.
Pour maintenir l’Espagne dans la neutralité, les démocraties occidentales s’évertuaient à enjôler Franco, en réaffirmant leur christianisme commun et en mettant l’accent sur ce qui séparait l’Espagne des puissances de l’Axe, en particulier sur sa nature religieuse. Le 28 juillet 1939, la France consentit à restituer l’or que la République espagnole avait, pour solder les futurs achats à l’Union soviétique, déposé à la succursale de la Banque de France à Mont-de-Marsan.
La Grande-Bretagne, par la domination qu’elle exerçait sur les mers, et les États-Unis étaient en position de fournir ou non aux Espagnols les denrées et les combustibles indispensables. Plutôt que de provoquer la chute de Franco en exacerbant la misère de la population espagnole, ces pays choisirent d’aider Franco pour s’assurer sa neutralité, celui-ci leur apparaissant préférable aux républicains divisés. Après que la tension a monté en Europe au printemps 1939, Franco mena une politique qu’il qualifia d’« habile prudence ». Le régime travailla aussi à établir des relations plus étroites avec les pays hispano-américains, avec les Philippines et avec le monde arabe, pour acquérir plus de poids à l’international. L’Allemagne voulait de la part de l’Espagne une neutralité solidaire, ou espérait au minimum une neutralité bienveillante.

### Seconde Guerre mondiale

#### Avant et pendant la drôle de guerre: la politique de neutralité

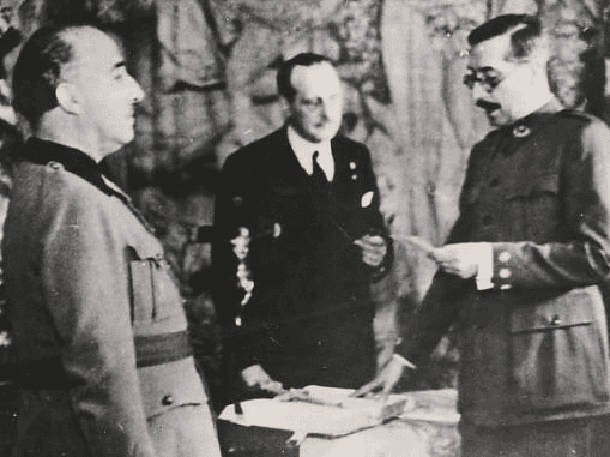
Franco et Juan Luis Beigbeder (à droite), 1939.

En mars 1939, Franco avait signé, aux côtés de Hitler et de Mussolini, le pacte anti-Komintern, puis le traité d’amitié germano-espagnol. Le 8 mai, Franco retira l’Espagne de la Société des nations et programma pour cet été deux visites, l’une à Mussolini et l’autre à Hitler, qui durent être reportées à cause de l’éclatement de la guerre. Hitler exprima à Franco son souhait de le voir rallier l’Axe, mais Franco lui fit observer que l’Espagne avait besoin de temps pour récupérer militairement et économiquement. En attendant, le 9 août 1939, il remania son gouvernement en y faisant entrer des phalangistes et des sympathisants de l’Axe, notamment Juan Luis Beigbeder, nommé ministre des Affaires extérieures, en remplacement de l’anglophile Francisco Gómez-Jordana. Hitler déclara que Franco était, avec Mussolini, le seul allié sûr.
Cependant, à la suite de la signature du pacte germano-soviétique, les militaires, les catholiques et la majorité de la population étaient devenus plus hostiles encore qu’auparavant à l’entrée en guerre de l’Espagne. Jusque-là, les Espagnols avaient supposé que l’anti-soviétisme était consubstantiel à la politique de Hitler, comme il l’était à celle de Franco. L’invasion allemande de la Pologne provoqua la consternation, car ce pays était un État national catholique et autoritaire, qui avait beaucoup en commun avec le régime franquiste,. Après la déclaration de guerre de la Grande-Bretagne et de la France le 3 septembre 1939, Franco, regrettant que la guerre ait été déclenchée si tôt, adopta dès le lendemain et dans un premier temps une position de neutralité et lança à l’intention des grandes puissances un appel à faire de même, appel destiné à aider l’Axe en décourageant les autres puissances à se porter au secours de la Pologne ; si Franco en effet condamna publiquement la destruction de la catholique Pologne, sa principale préoccupation restait avant tout la menace soviétique. En Espagne, les uns inclinaient à emboîter le pas à la marche triomphale des nazis et des fascistes, et les autres à réaffirmer les valeurs catholiques de résistance. La presse espagnole, quoique très contrôlée par les nazis, dissimulait mal le malaise de l’armée. En réaction aux manifestations de protestation des Jeunesses catholiques contre l’invasion de la Pologne, Franco interdit par décret, le 23 septembre, le mouvement Juventudes de Acción Católica, pour l’intégrer dans un syndicat étudiant unique, le SEU, dirigé par la Phalange, en plus de soumettre à la censure son organe de presse, Signo.
En dépit de sa neutralité, l’Espagne accorda aux sous-marins allemands la permission d’utiliser les ports espagnols de Cadix, Vigo et Las Palmas comme base de réparation et de ravitaillement, ce qui leur permettait d’étendre leur rayon d’action. De même, les aéronefs allemands pouvaient dans le même but disposer des aéroports espagnols, dont il a été prouvé par le Conseil de sécurité des Nations unies qu’ils étaient utilisés par l’aviation allemande en vue de missions contre la flotte alliée. Les Allemands faisaient réparer leurs appareils dans des aéroports espagnols et étaient autorisés à inspecter les appareils alliés quand il advenait que ceux-ci soient forcés d’atterrir sur le sol espagnol. L’espionnage et le sabotage allemands contre des cibles alliées en Espagne était facilités par les autorités espagnoles. Ces opérations de ravitaillement, commencées en janvier 1940, arrivèrent à la connaissance du renseignement britannique, et devant les protestations de Paris et Londres, Franco y mit fin temporairement. Elles reprirent le 18 juin après la défaite de la France, et furent poursuivies pendant encore 18 mois, jusqu’au moment où, en décembre 1941, un de ces sous-marins tomba aux mains de la marine britannique. Après que le gouvernement de Londres a menacé l’Espagne de couper l’approvisionnement en pétrole et l’acheminement d’autres produits vitaux, Franco n’eut d’autre choix que de cesser ces ravitaillements,.

#### De la campagne de France à l’opération Barbarossa (juin 1940-fin 1941): la tentation de la guerre
Jusqu’à la débâcle française, Mussolini avait approuvé l’offensive de Hitler, mais sans y participer, se retranchant derrière sa faiblesse économique et une insuffisante préparation militaire. Il chercha à constituer avec l’Espagne un sous-ensemble européen méridional autour d’objectifs politiques et culturels communs. Mais, le 10 juin 1940, après l’entrevue qu’il eut avec Hitler au col du Brenner, et devant la défaite des armées française et britannique, convaincu à présent que les franco-britanniques étaient sur le point d’être vaincus, Mussolini franchit le pas et, renonçant donc au statut de « non-belligérant » dans lequel l’Italie s’était réfugiée jusqu’alors, déclara officiellement la guerre aux Alliés,. Cependant, il savait l’Espagne trop faible pour faire de même, et la pressa d’adopter la position de non-belligérance,. Serrano Suñer, partisan du rapprochement avec l’Italie et de l’engagement dans le conflit mondial, qui traitait, par-dessus la tête du ministre des Affaires étrangères, avec Ciano, Mussolini, Ribbentrop ou Hitler, suscita en Espagne la franche hostilité des militaires et des catholiques. Le 10 juin 1940, lorsque Mussolini décida d’entrer en guerre, Franco, pressé de se joindre au conflit, sembla tenté ; c’est pourtant la formule de non-belligérance qui fut adoptée le 12 juin 1940 par le Conseil des ministres, formule qui, bien qu’inexistante dans le droit international, prétendait traduire à la fois l’impossibilité d’intervenir matériellement dans le conflit et un soutien moral à la cause de l’Axe,. La politique de Franco restera sous ce statut durant les trois années suivantes, jusqu’au 1er octobre 1943.
Franco voyait dans Hitler un instrument de la divine providence, un vengeur historique et un justicier ayant mission de révolutionner l’ordre international, de venger les offenses causées par la France et la Grande-Bretagne et de replacer les peuples européens dignes, comme l’Espagne, à leur juste rang. Réagissant à la défaite française de juin 1940, Franco félicita Hitler en ces termes :

« Cher Führer : Au moment où sous votre direction les armées allemandes conduisent la plus grande bataille de l’histoire à une fin victorieuse, je voudrais vous exprimer mon admiration et mon enthousiasme et ceux de mon peuple, qui observe avec une profonde émotion le cours glorieux de la lutte qu’il considère comme la sienne. […] Je n’ai pas besoin de vous assurer combien grand est mon vœu de ne pas rester en marge de vos labeurs et combien grande est pour moi la satisfaction de vous présenter en toute occasion les services que vous estimerez avantageux. »

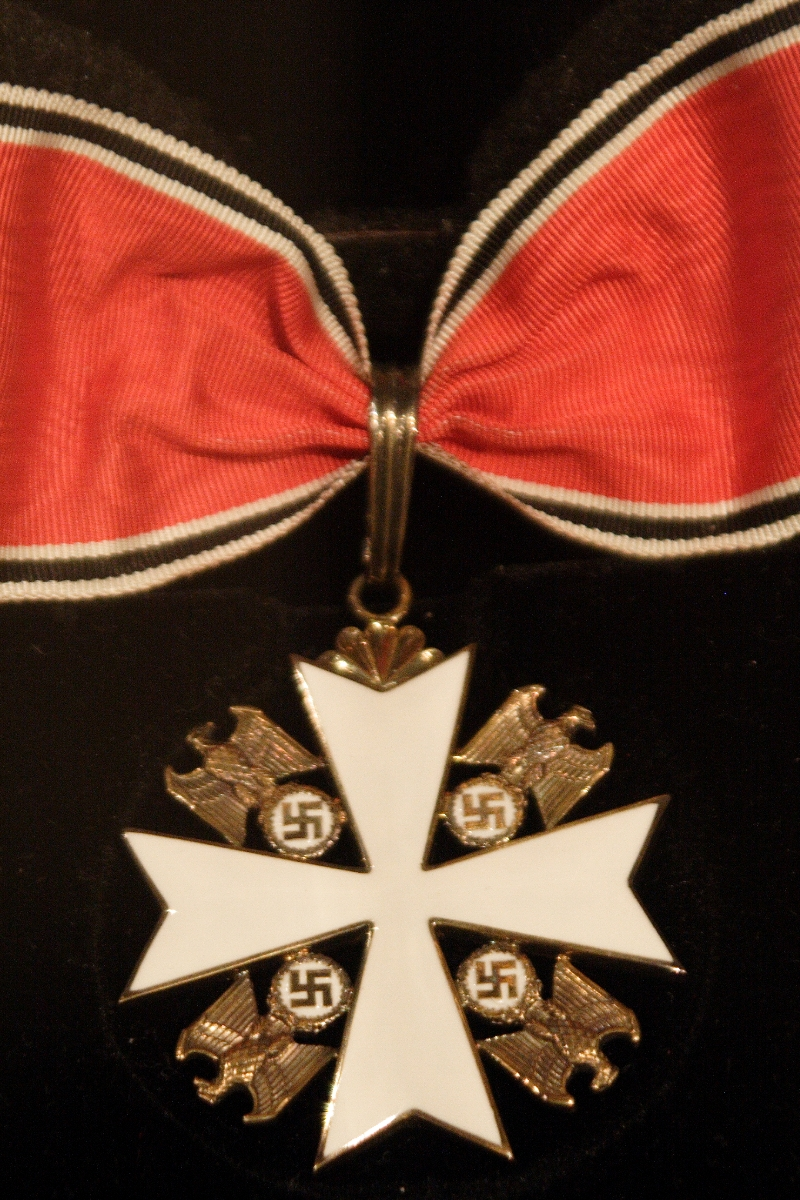
Grand-Croix de l’ordre de l'Aigle allemand décernée par Hitler à Franco le 18 juillet 1940, la plus haute décoration du Troisième Reich pouvant être conférée à un étranger. Lorsque l’ambassadeur d’Allemagne lui épingla la médaille le 6 septembre, Franco, ému, lui parla de sa foi dans « la victoire de nos idéaux communs ».

Dans les deux années suivantes, comme minimum préalable à tout engagement dans la guerre, l’Espagne ne cessera de réclamer à Hitler les moyens de reprendre Gibraltar et d’occuper la totalité du Maroc,. Franco souhaitait participer à la curée et redresser ce qu’il estimait être une injustice lors du découpage de l’Afrique du Nord entre les puissances coloniales. Il mit le prix fort à son intervention, aux dépens de la France, en plus de fournitures considérables en denrées alimentaires, énergétiques et en armements. Cette soif impériale des Espagnols se mêlait à la religiosité néotraditionnelle du régime et à son désir de relancer la « mission civilisatrice » de l’Espagne dans le monde, le tout s’exprimant dans le cri de ralliement de la Phalange « Pour l’Empire vers Dieu ».
Deux jours après l’annonce de la non-belligérance, le 14 juin 1940, profitant de la conjoncture, Franco ordonna à des unités marocaines de son armée d’occuper la zone de Tanger, alors sous mandat international, ce qui fut accompli sans tirer un seul coup de feu. Cette opération, la seule action d’expansion territoriale jamais décidée par Franco, conduisit Hitler à faire plus grand cas des services que pouvait lui rendre l’Espagne, d’autant que l’offensive sur Gibraltar était devenue une urgence,. La deuxième étape consista à préparer, dans le sillage de la chute de la France, l’invasion du protectorat français du Maroc. D’importants renforts furent donc envoyés dans la zone espagnole et des agents s’infiltrèrent dans la zone française pour y monter les esprits contre la France, tant au Maroc que dans le nord-ouest de l’Algérie, où la population européenne comprenait un nombre important de descendants d’immigrés espagnols. Toutefois, les unités espagnoles n’étaient pas de taille face aux réserves militaires que la France gardait en Oranie, renforcées encore par de nombreux avions arrivés de la métropole. De plus, Hitler, afin d’orienter la France vers la collaboration avec l’Allemagne, décida pour l’heure de ne pas agir au détriment de l’empire colonial français. Néanmoins, l’idée d’une expansion territoriale avec l’appui de l’Allemagne ne cessera jamais d’être une priorité pour Franco.

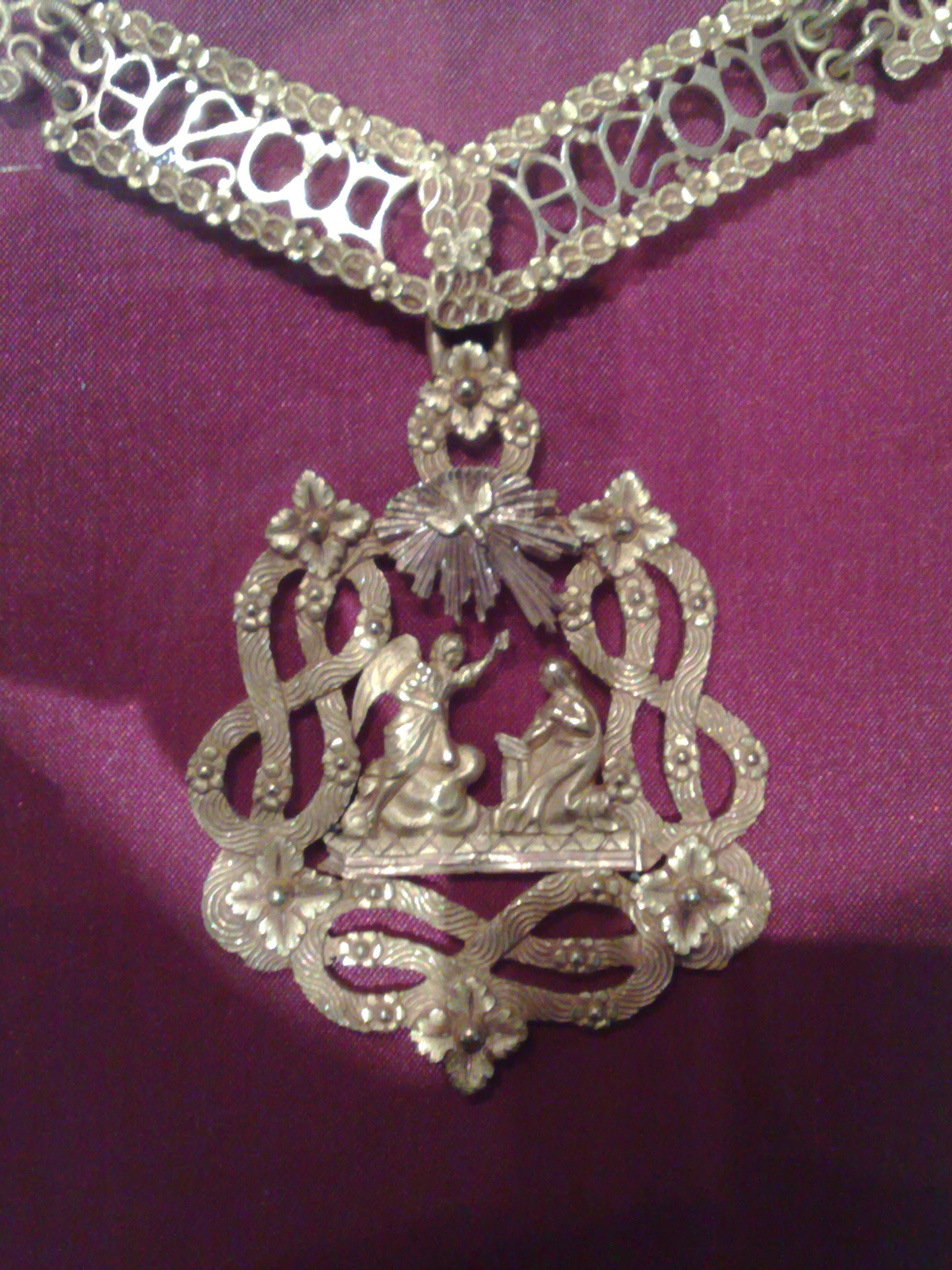
Collier de l’ordre suprême de la Très Sainte Annonciade décerné à Franco par le roi d’Italie sur proposition de Mussolini et épinglé par l’envoyé spécial du Duce le 11 octobre 1940.

Si donc, dans un premier temps, Hitler avait fait peu de cas de l’offre de Franco, les difficultés qu’il éprouvait dans sa guerre contre la Grande-Bretagne l’avaient fait prendre conscience fin juillet de l’opportunité que l’Espagne intervienne dans le conflit. Hitler cherchait à obtenir un nouvel avantage stratégique et préparait une opération visant à conquérir Gibraltar et à boucler la Méditerranée. Le 13 septembre 1940, Serrano Suñer, alors encore ministre de l’Intérieur, fut chargé, au titre d’envoyé spécial de Franco, d’une entrevue avec Hitler suivie d’une rencontre avec Mussolini et Ciano. Tout donne à penser qu’il mettait la dernière main aux préparatifs d’entrée en guerre de l’Espagne, dans le cadre de l’opération Félix décidée par Hitler avec pour premier objectif la conquête de Gibraltar. Auparavant, le 8 août 1940, Berlin avait commandé un rapport sur les coûts et bénéfices de l’entrée en guerre de l’Espagne ; il y était fait état de ce que l’Espagne, sans l’aide de l’Allemagne, ne pourrait que difficilement supporter l’effort de guerre ; en contrepartie, l’engagement de l’Espagne présenterait des avantages, notamment de couper les exportations espagnoles de minerais vers la Grande-Bretagne, de permettre à l’Allemagne d’accéder aux mines de fer et de cuivre que les Anglais possédaient en Espagne, d’expulser les forces britanniques de la Méditerranée occidentale, et de dominer le détroit de Gibraltar. En outre, l’Espagne paraissait disposée à permettre à l’Allemagne d’établir une base militaire sur les côtes du Maroc, mais en aucun cas aux îles Canaries. Les inconvénients seraient une prévisible occupation britannique des Canaries et des Baléares, l’extension du territoire de Gibraltar, une possible jonction des forces britanniques avec celles françaises au Maroc, et le risque de compromettre l’approvisionnement de l’Espagne en denrées de première nécessité et en carburant ; enfin, la nécessité de réarmer le pays, avec les difficultés que représenteraient, pour le transport du matériel de guerre, les routes étroites et l’écartement ferroviaire différent. Le Haut Commandement allemand arrivait à des conclusions semblablement pessimistes, signalant que l’Espagne ne disposait pas d’une artillerie satisfaisante, n’avait de munitions que pour quelques jours d’hostilités, et que les usines d’armement avaient une capacité insuffisante. En contrepartie de son entrée en guerre, Franco demandait la cession à l’Espagne de tout le Maroc français, de l’Oranie et d’une vaste frange de territoire subsaharien appartenant à l’AOF. Enfin, l’Allemagne devait livrer de grandes quantités de fournitures et de matériel militaire ainsi que toutes sortes de biens pour soulager la pénurie en Espagne. En face, le régime de Vichy, doté d’une économie moderne, d’un empire d’outre-mer et de forces armées coloniales, devenu un satellite de l’Allemagne, pesait plus lourd dans la balance, et Hitler était beaucoup plus soucieux de ménager la collaboration de la France et de ne pas s’aliéner l’armée française très attachée à son empire colonial, que d’obtenir l’appui d’un pays aussi faible en ressources. Une deuxième étude, plus détaillée, de l’aide dont aurait besoin l’Espagne pour entrer en guerre finit par rebuter les Allemands, malgré les gages sérieux que Franco avait donnés à l’Axe, celui-ci ayant notamment décliné l’énorme aide financière que les États-Unis avaient proposée pour le dissuader de s’engager aux côtés de l’Allemagne. Le plan Felix ne sera finalement pas mis en œuvre par la réticence espagnole à s’engager dans la guerre avant d’y être préparée, et par les exigences inchangées de l’Espagne en échange de sa participation à la guerre, à savoir : des aides, des armements et des territoires en Afrique du Nord, en plus d'un élargissement de la Guinée espagnole (il semble même que dans un entretien ultérieur ait été évoqué aussi le rattachement à l’Espagne de la Catalogne française, tandis que des voix dans l’aile dure de la Phalange réclamaient aussi l’annexion du Portugal),. Ces ambitions se heurtaient à celles de l’Allemagne, qui, pour prix de son aide militaire, exigeait la cession d’une des Canaries, de Fernando Poo et d’Annobón, en contrepartie du Maroc français,.
En dépit de ces déconvenues, Franco, dans une lettre à Serrano Suñer en septembre 1940, déclara « croire aveuglément en la victoire de l’Axe et être totalement résolu à entrer dans la guerre ». Le 16 octobre 1940, Franco procéda à un remaniement gouvernemental, où Serrano Súñer prit, aux Affaires étrangères, la place de Beigbeder, considéré trop favorable aux Alliés.

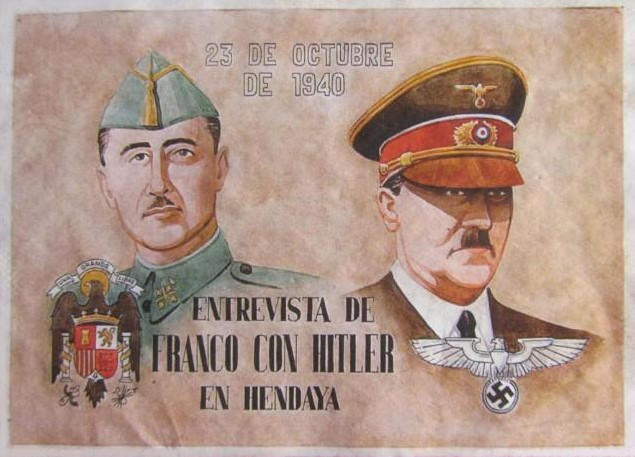
Illustration espagnole commémorant l'entrevue d'Hendaye entre Hitler et Franco.

Le 23 octobre 1940, au départ de Saint-Sébastien, Franco se rendit en France en compagnie de Serrano Suñer pour avoir à Hendaye une entrevue avec Hitler. Bien que Franco fût parti avec beaucoup d’avance, il arriva avec cinq minutes de retard au rendez-vous, ce qui fut cause d’une certaine exaspération côté allemand,. Franco nourrissait l’espoir d’obtenir une récompense en proportion de ses offres répétées de rejoindre l’Axe ; Hitler pour sa part vint, aux dires de Reinhard Spitzy, au rendez-vous dans l’idée qu’il était du devoir de Franco de s’engager dans la guerre dans le camp allemand, eu égard à toutes les faveurs prodiguées par l’Allemagne à Franco durant la guerre civile espagnole, et comptait parvenir, au fil de la conversation, à persuader Franco d’entrer en guerre comme allié de l’Allemagne. Serrano Suñer rapporte que pendant une heure et demie Franco exposa à Hitler ses ambitions et que celui-ci ne faisait que bâiller pendant tout ce temps,. On sait, malgré l’absence de documents sur le contenu de cette entrevue, que face aux revendications territoriales espagnoles, Hitler était acquis à la position française. Se disposant à attaquer en Méditerranée et convaincu que la France était beaucoup plus apte à défendre l’Afrique du Nord contre les Alliés, Hitler refusa d’engager toute négociation sur le Maroc en l’absence de la France, mais comptait néanmoins toujours associer l’Espagne à l’attaque sur le front méditerranéen,. En tout état de cause, Hitler n’accordait alors à une intervention espagnole qu’un intérêt limité. Ses conseillers politiques et militaires estimaient en effet que l’Espagne, trop affaiblie, n’était pas un partenaire fiable, et Mussolini, peu enclin à retrouver l’Espagne à la table de partage du butin méditerranéen, avait suggéré au Führer que l’intervention espagnole était inopportune. Du reste, presque tous les officiers supérieurs espagnols avaient une conscience très lucide de la réalité militaire de l’Espagne, et même ceux favorables à l’intervention s’avisaient que l’Espagne n’était nullement préparée à un tel conflit. L’entrevue se prolongea sur plusieurs heures : les exigences coloniales de Franco ne furent pas prises en compte par Hitler, et celui-ci ne put obtenir de Franco aucun assouplissement dans ses revendications. Tous deux devaient plus tard commenter la réunion en termes dépréciatifs. Hitler dit qu’« avec ces types, il n’y avait rien à faire » et qu’il préférait qu’on lui arrache trois ou quatre dents plutôt que de converser à nouveau avec Franco, qu’il qualifia de « charlatan latin ». Plus tard, il fit à Mussolini le commentaire que Franco « n’était parvenu à se faire Generalísimo et chef de l’État espagnol que par accident. Ce n’était pas un homme à la hauteur des problèmes de développement politique et matériel de son pays ». Joseph Goebbels nota dans son carnet que « le Führer n’a pas de bonne opinion de l’Espagne et de Franco. […] Ils ne sont pas du tout préparés à la guerre ; ce sont des nobliaux d’un empire qui n’existe plus ». De son côté, Franco déclara à Serrano Suñer : « Ces gens sont insupportables ; ils veulent que nous entrions en guerre en échange de rien ». S’y ajoutait l’inquiétude de Franco de voir les troupes allemandes fouler le sol espagnol pour attaquer Gibraltar.
Le protocole d’accord proposé à l’issue de la rencontre, ayant été rédigé à l’avance, ne tenait aucun compte de la rencontre qui venait d’avoir lieu ni des revendications espagnoles, et se heurta au refus de l’Espagne. Franco proposa un protocole de conciliation, lequel comportait l’adhésion au pacte tripartite (dont il souhaitait qu’elle demeure secrète pour le moment) et l’engagement d’entrer en guerre aux côtés des puissances de l’Axe, si les circonstances l’exigeaient et si l’Espagne se trouvait en condition de le faire,. La version finale du protocole secret signé par les deux parties le 23 octobre stipulait :
- l’adhésion de l’Espagne au pacte tripartite ;
- l’adhésion de l’Espagne au traité d’amitié et d’alliance entre l’Italie et l’Allemagne ;
- l’intervention de l’Espagne dans la présente guerre des puissances de l’Axe contre l’Angleterre, moyennant que les premières lui aient fourni l’appui et les fournitures nécessaires pour sa préparation ;
- l’incorporation de Gibraltar à l’Espagne et cession à l’Espagne de territoires en Afrique dans la même proportion que la France en sera dédommagée par d’autres territoires de même valeur ;
- le maintien du secret absolu sur le présent protocole.

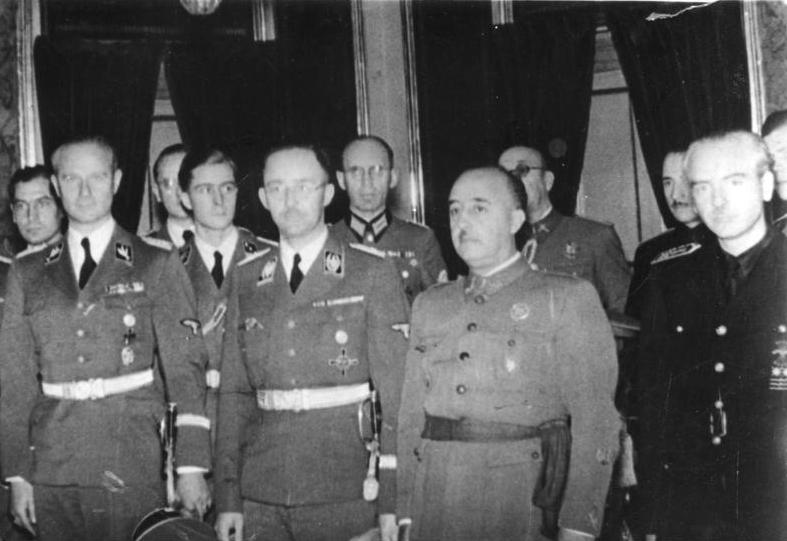
Franco à côté de Heinrich Himmler, lors de la visite de celui-ci en Espagne, en octobre 1940.

Si le protocole semblait décisif, il ne l’était pas en réalité, puisqu’aucune date précise n’y était spécifiée et que tout était placé sous le sceau du secret. En fait, note Andrée Bachoud, « en rejetant ses aspirations au sujet du Maroc, en refusant la moindre concession territoriale, Hitler avait touché le point sensible. Franco inclina désormais vers les Anglais, qui utilisaient la méthode douce depuis quelques années à son égard, et disposaient de surcroît d’une arme redoutable : le contrôle des mers ». Pourtant, Franco prit en novembre 1940 plusieurs initiatives dangereuses, surtout militaires, pour satisfaire aux conditions du protocole d’accord et qui ne pouvaient être interprétées que comme des indices de sa disposition à entrer en guerre aux côtés de l’Axe, ; de plus, le 3 novembre 1940, l’administration internationale de Tanger fut dissoute et la ville officiellement intégrée dans le protectorat espagnol. L’état-major élabora un nouveau plan de mobilisation, propre, théoriquement, à agrandir l’effectif des troupes à 900 000 hommes, mais qui ne sera pas mis en œuvre. Ce plan prévoyait que l’attaque contre Gibraltar serait menée par des troupes espagnoles uniquement, les Allemands n’agissant que comme renfort en cas de forte riposte britannique. Les Allemands cependant jugeaient les troupes espagnoles inaptes à mener à bien une telle conquête et cantonnaient dans le Jura des troupes d’assaut capables d’intervenir dans une opération conjointe terrestre et aéroportée. De surcroît, la situation économique de l’Espagne apparaissait désespérée et obligea le Caudillo à solliciter l’aide des États-Unis, sous la forme de quelques envois de céréales effectués par l'entremise de la Croix rouge, mais conditionnés par le maintien de la neutralité de l’Espagne. Franco commença dès lors à miser sur les deux camps et à appliquer une tactique dilatoire.

Déploiement prévu pour l’opération Félix,.

Entre-temps aussi, le capitaine de frégate Luis Carrero Blanco, chef d’opération de l’état-major de la Marine, avait rédigé un rapport le 11 novembre, dans lequel il arguait que la prise de Gibraltar n’était pas un élément décisif, car la Royal Navy continuerait de toute manière à dominer l’Atlantique Nord et donc à permettre à la Grande-Bretagne d’étrangler économiquement l’Espagne par un blocus total. Hitler entre-temps, de plus en plus préoccupé par d’autres problèmes, avait ordonné que cessent pour le moment les préparatifs pour l’opération de Gibraltar. Franco quant à lui réitérait sa foi en la victoire de l’Allemagne et sa disposition à entrer en guerre dès que les circonstances le permettraient. Carrero Blanco, catholique intégriste et adversaire résolu de la Phalange, sera incorporé à l’état-major de Franco en mai 1941, et à partir de cette date, Franco eut au moins deux entrevues par semaine avec Carrero Blanco, qui l’aidait à définir ses orientations politiques et lui permit de devenir intellectuellement moins dépendant de Serrano Suñer,.
En décembre 1940, à cause de la résistance anglaise et des déconvenues italiennes, l’Espagne avait cessé d’être pour l’Allemagne une priorité de troisième ordre, et Goebbels regrettait à présent que l’Allemagne eut renoncé à se rendre maître de Gibraltar. En janvier 1941, l’amiral Canaris fut envoyé à Madrid solliciter l’autorisation pour les troupes allemandes de traverser l’Espagne, mais Franco eut l’habileté d’insister pour qu’on le laisse mener lui-même cette attaque, tout en demandant un délai pour se préparer. Tandis que les atermoiements espagnols exaspéraient Berlin, Hitler finit par admettre que la date de l’opération de Gibraltar était caduque et décida de la différer sine die pour ne pas perturber les initiatives que l’Allemagne envisageait de prendre à l’est, de sorte que le protocole d’Hendaye resta de fait lettre morte.
Pourtant, selon Javier Tusell, l’allégeance des gouvernants espagnols à l’Axe n’était pas feinte ; désireux d’entrer en guerre, ils l’auraient fait si les conditions avaient été propices. Ils croyaient dans la nécessité d’un « Ordre nouveau » en Europe, encore que leur conception ait comporté un nouveau modèle de l’équilibre international, avec l’Espagne dans le rôle de puissance dominante dans le sud-ouest de l’Europe, défenderesse d’une sorte de civilisation hispano-catholique, et l’Allemagne dans le rôle de figure de proue, non de maîtresse absolue dudit ordre nouveau. En réalité, l’Espagne faisait tout ce qui était en son pouvoir pour servir l’Allemagne, hormis entrer en guerre. Cela comportait le ravitaillement des sous-marins allemands, la mise à disposition d’un petit nombre de vaisseaux destinés à approvisionner les forces allemandes en Afrique du Nord, une collaboration active avec l’espionnage allemand, des opérations de sabotage contre Gibraltar, et l’accueil de la presse nazie en Espagne. Cette collaboration permit à l’Allemagne d’envoyer par le fond plusieurs navires alliés.

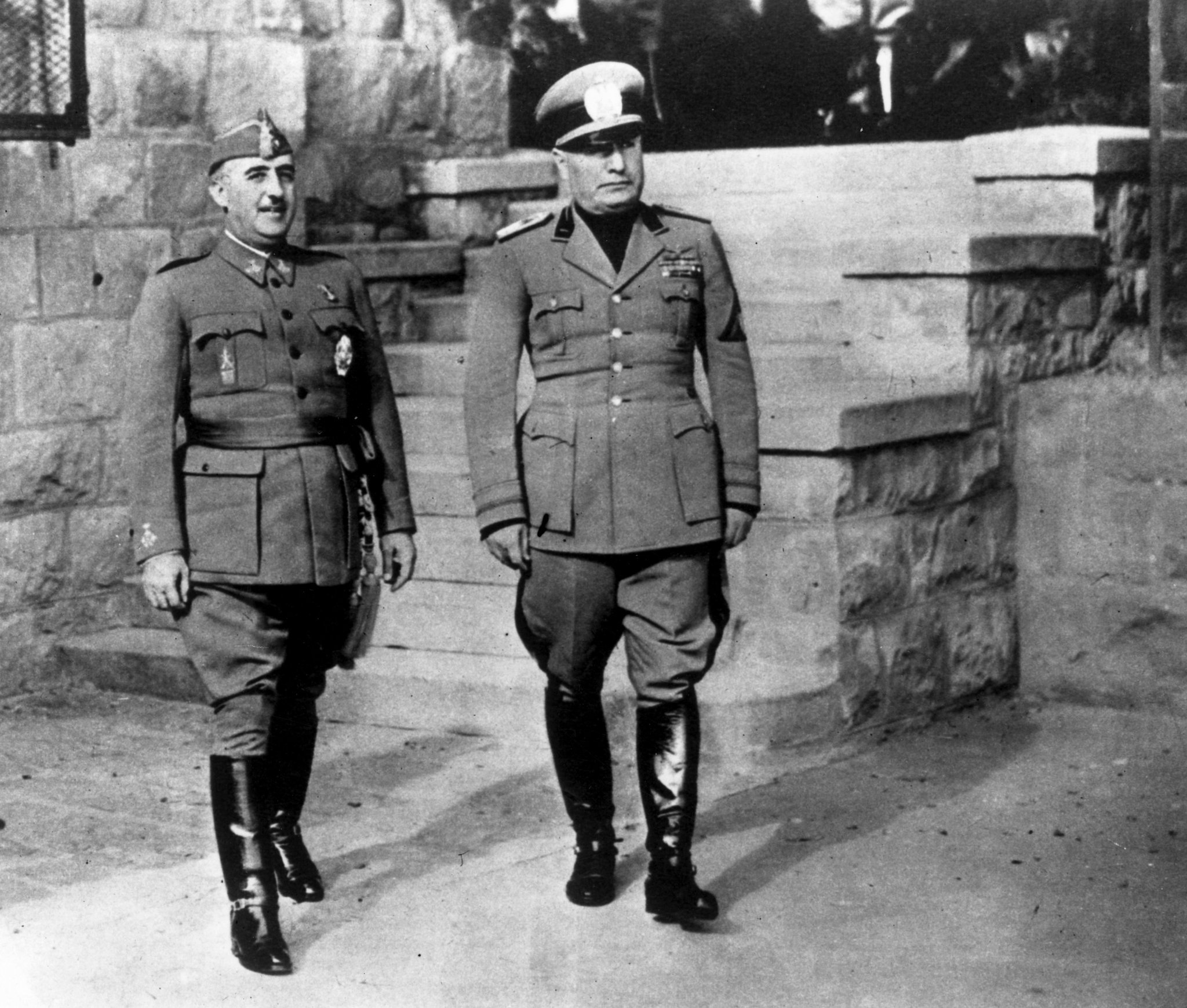
Rencontre entre Franco et Mussolini à Bordighera, 12 février 1941.

Le 12 février 1941 eut lieu à Bordighera l'unique rencontre entre Franco et Mussolini, sollicitée par Hitler pour essayer d’amener l’Espagne à entrer en guerre, mais où Franco fit à Mussolini les mêmes promesses qu’à Hitler. Ciano décrivit son intervention comme « ampoulée, décousue et se perdant dans des minuties et des détails ou dans de longues digressions sur des sujets militaires », ; pour d’autres, l’entrevue fut fort cordiale : Mussolini entendit les arguments espagnols et en sortit avec la certitude que Franco ne pouvait ni ne voulait aller à la guerre. Mais une nouvelle fois, on échoua à conclure un accord pouvant concilier les revendications des uns et des autres. Hitler, après réception du compte rendu de Mussolini sur cette entrevue, renonça définitivement, et ni ses ministres, ni d’autres dirigeants ne feront plus d’efforts pour convaincre l’Espagne d’entrer en guerre,. Quoiqu’il y eût en Allemagne des voix préconisant l’intervention directe de l’Allemagne en Espagne, une telle opération apparut bientôt impossible devant l’urgence de venir en aide aux troupes italiennes dans les Balkans. Néanmoins, la crainte d’un débarquement britannique en Espagne porta les Allemands à concevoir en avril 1941 un plan dénommé opération Isabella pour faire face à cette éventualité. La rencontre avec Mussolini fut suivie d’une entrevue avec Pétain à Montpellier, mais le courant ne passa pas entre les deux hommes.
La dernière grande tentation de Franco se situe en avril 1941, lorsque Hitler eut remporté une nouvelle victoire éclair dans les Balkans, laquelle coïncida avec les premières victoires spectaculaires de Rommel en Libye. Il y eut alors un ordre du ministère de la Marine adressé à tous les capitaines de la marine marchande concernant l’attitude à adopter au cas où ils recevraient la nouvelle que l’Espagne était entrée en guerre.
Après la destitution du général Beigbeder (qui, de surcroît, apprit la nouvelle par les journaux), le mécontentement des militaires, qui se sentaient dépossédés de leur victoire et humiliés d’être tenus à l’écart, se répercuta sur Serrano Suñer, qui devint de plus en plus impopulaire. Celui-ci songeait à prendre la place de Franco et s’évertuait à le discréditer à l’extérieur. Les monarchistes partisans de Juan de Borbón, les traditionalistes, les carlistes aussi commençaient à réclamer la fin de l’intérim de Franco. Dans cette période, les critiques de la part des militaires furent plus vives que jamais : les généraux dénonçaient la corruption, le chaos d’une bureaucratie proliférante, l’extrême rareté des produits les plus élémentaires, et surtout l’influence et les plans des phalangistes, qu’ils jugeaient irrationnels, incompétents et corrompus. Cependant Franco se rassurait en sachant que son pouvoir tenait aux forces qui tiraient dans des sens opposés, et qui s’annulaient.
Une sorte de parti militaire se constitua dont les figures les plus notables étaient les généraux Kindelán, Orgaz et aussi José Enrique Varela. Ce parti s’opposait nettement à l’idéologie phalangiste et à l’influence de Serrano Suñer. En mai 1941, la rivalité entre l’état-major militaire et la Phalange, ainsi que les rumeurs autour de l’ambition croissante de Serrano Súñer, qui avait peu avant prononcé un discours inhabituellement agressif où il demandait plus de pouvoir pour la Phalange, aboutirent à un petit remaniement ministériel voulu par Franco : le colonel Valentín Galarza fut nommé aux Affaires intérieures, et Carrero Blanco faisait son entrée au gouvernement comme sous-secrétaire à la Présidence, en plus de plusieurs autres personnalités notoirement anti-phalangistes nommées à des postes importants,. Serrano Súñer menaça de démissionner comme ministre des Affaires extérieures, mais Franco ayant refusé sa démission, il resta finalement à son poste, quoique relégué dans une position marginale. Toutefois Franco était décidé à ne pas se défaire de l’atout fasciste, mais de domestiquer cette mouvance, en nommant à des postes importants trois personnalités phalangistes loyales à Franco, non susceptibles de provoquer des dissensions. Ainsi l’obéissant José Luis Arrese fut-il nommé secrétaire général de la FET, par quoi Franco créa une polarité rivale à celle de Serrano Suñer, qui dut céder une partie de ses attributions à Arrese,,. Cette nomination permit à Franco de convertir chaque jour davantage la Phalange en une simple bureaucratie, en plate-forme pour l’appui populaire et en appareil d’organisation de manifestations de masse en soutien à Franco, tout en estompant ses velléités révolutionnaires.
Mais la nomination la plus importante était celle de Carrero Blanco, qui s’empara d’une partie de l’influence perdue par Serrano Suñer et allait devenir le bras droit de Franco, son collaborateur le plus proche et le plus fidèle pendant plus de trois décennies, devenant en quelque sorte son alter ego politique. Carrero Blanco était modérément monarchiste et prudemment pro-allemand, mais aussi un catholique dévot et très critique envers ce qu’il appelait le « paganisme nazi ». Sa promotion marque sans équivoque la fin de l’ère du beau-frérissime, qui dut aussi encaisser l’échec de son projet de constitution phalangiste d’esprit totalitaire, avant de perdre son portefeuille ministériel en septembre 1942 et d’être remplacé par Jordana, figure de proue du clan anti-phalangiste et réputé favorable aux alliés.
À l’été 1941, Franco continuait d’avoir pleinement confiance dans la victoire de l’Axe :

« Je voudrais porter dans tous les recoins d’Espagne l’inquiétude de ces moments, où, avec le sort de l’Europe, se joue aussi celui de notre nation, et non parce que j’aurais des doutes sur le résultat du conflit. Le sort en est jeté. C’est dans nos campagnes que les premières batailles ont été livrées et gagnées. […] La guerre a été mal conçue, et les alliés ont perdu. »

— Discours devant le Conseil national de la FET, 17 juin 1941.
Juan de Bourbon, après la mort de son père, joua la carte allemande et rechercha l’aide politique de Hitler en faveur d’une restauration. À plusieurs reprises, ses représentants négocièrent avec Goering et avec des diplomates allemands, allant jusqu’à proposer que la restauration adopte les principes phalangistes et que soit nommé un général pro-allemand comme premier ministre pour assurer que l’Espagne entre en guerre.

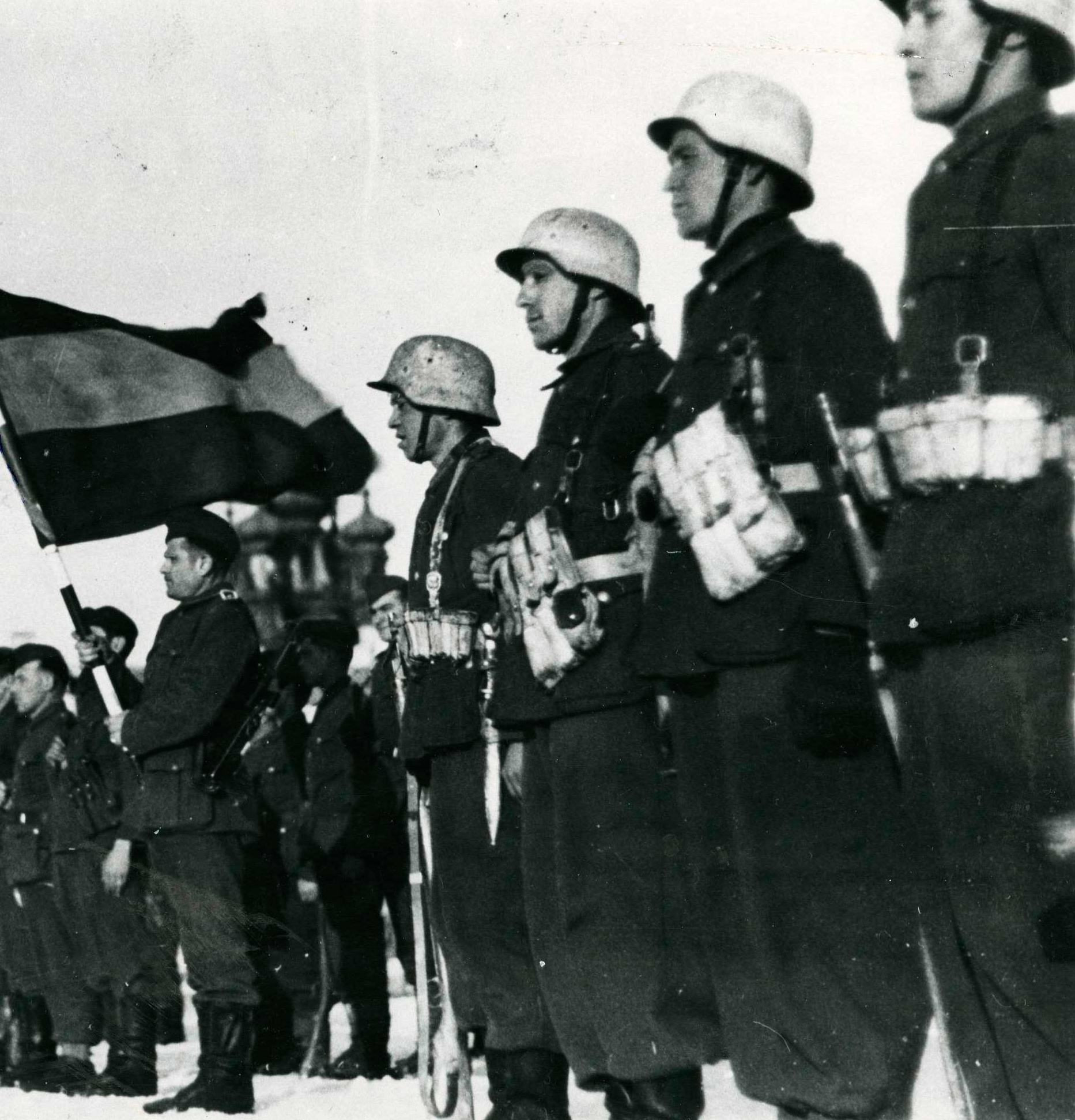
Soldats de la division Bleue sur le front de l'Est.

Le 23 juin 1941, l’Allemagne envahit l’Union soviétique. Le lendemain, le gouvernement espagnol convoqua une réunion urgente, où Serrano Suñer proposa d’organiser un corps de volontaires espagnols pour lutter aux côtés de la Wehrmacht sur le front russe. Des voix contraires se firent entendre, notamment de Varela et de Galarza, qui argumentaient que, quelque souhaitable que fût la destruction de l’Union soviétique, la guerre en était devenue plus compliquée et que l’Allemagne se retrouvait dans une situation affaiblie. Néanmoins, et malgré la neutralité espagnole, Franco accepta la proposition de Salvador Merino d’envoyer en Allemagne des travailleurs volontaires et consentit à la création d’une unité de combattants volontaires comme symbole de solidarité et comme contribution de l’Espagne à la lutte contre l’ennemi commun. En peu de temps fut constituée une grande unité de combat de 18 000 volontaires phalangistes, laquelle, baptisée division Bleue (en espagnol División Azul) et dirigée par le général phalangiste pro-allemand Agustín Muñoz Grandes, fut envoyée en Russie sous commandement nazi,,. La campagne de Russie suscita un regain d’optimisme quant à la victoire de l’Axe, et, le 2 juillet, Serrano Súñer déclarait au journal Deutsche Allgemeine Zeitung que l’Espagne passait de la « non-belligérance » à la « belligérance morale ». Dans son communiqué officiel du 24 juin 1941, Franco déclara :

« Dieu a ouvert les yeux aux hommes d’État et, depuis 48 heures, l’on combat contre la bête de l’Apocalypse, dans la lutte la plus colossale enregistrée par l’Histoire, pour abattre l’oppression la plus sauvage de tous les temps. »

Le 17 juillet 1941, Franco prononça devant le Conseil national de la FET le discours le plus pro-allemand de toute la guerre. Il condamna durement les « ennemis éternels » de l’Espagne, en allusion claire à la Grande-Bretagne, à la France et aux États-Unis, qui persistaient à mener des « intrigues et des actions » contre la patrie. Il conclut en louangeant l’Allemagne d’avoir engagé « la bataille à laquelle l’Europe et le christianisme aspiraient depuis tant d’années et où le sang de notre jeunesse va s’unir à celui de nos camarades de l’Axe, comme expression vivante de solidarité » et en reprochant aux puissances démocratiques d’exploiter les besoins en denrées de base de l’Espagne comme moyen de pression pour acheter sa neutralité,. Ces paroles alertèrent les alliés, à telle enseigne que les Britanniques conçurent alors des projets d’occupation des îles Canaries. Une autre conséquence en fut que plusieurs hauts commandants militaires (Orgaz, Kindelán, Saliquet, Solchaga, Aranda, Varela et Vigón), dont la plupart étaient monarchistes, commencèrent à ourdir des plans pour renverser Franco. Cependant, les difficultés économiques croissantes et les premiers revers subis par l’armée allemande en Russie et en Afrique du Nord incitèrent Franco à la prudence, le faisant renoncer à ses rêves impériaux et songer avant tout à se maintenir au pouvoir. De plus, l’opération Barbarossa avait l’avantage de déplacer la guerre à l’est, bien loin de la Méditerranée, de sorte que l’Allemagne cessa de se focaliser sur Gibraltar et que la pression pour que l’Espagne entre en guerre se relâchait ; Franco eut de nouveau le loisir d’affirmer son amitié avec l’Axe à moindres frais.
L’extrême pénurie du pays contraignait Franco à tenter d’obtenir de meilleures conditions économiques et d’échange avec Londres et Washington, à quoi l’Espagne parvint grâce à la médiation de l’habile ambassadeur Juan Francisco de Cárdenas. Un rapprochement avec les États-Unis eut lieu en mai 1942, quand le président Roosevelt choisit personnellement pour ambassadeur à Madrid le professeur Carlton Hayes, un sien ami, démocrate libéral, catholique, comme le plus apte à s’entendre avec Franco et à le convaincre de revenir à la neutralité,. Hayes devint bientôt le plus sûr avocat de Franco auprès des Alliés, s’escrimant à les convaincre que le Caudillo n’était pas fasciste. À cette date, Franco pouvait considérer qu’il bénéficiait de la bienveillance passive des États-Unis.
Les monarchistes se faisaient plus actifs ; si en 1940-1941, ils avaient cherché l’appui de l’Allemagne, ils se tournaient à présent, au premier semestre de 1942, vers la Grande-Bretagne. Mais d’autres, telles qu'Yagüe et Vigón, jonglaient avec l’idée d’une « monarchie phalangiste » épaulée par Hitler comme meilleure solution aux divisions du pays.

#### Jusqu’à la chute de Mussolini (fin 1941-juillet 1943): la politique de l’expectative
En août 1942 éclata l’une des crises politiques les plus graves du régime de Franco, point culminant d’un long affrontement entre l’armée et la Phalange : à l’issue d’une cérémonie de commémoration des combattants carlistes morts sur le champ d’honneur qui se tenait à Begoña, faubourg de Bilbao, et à laquelle avaient assisté les ministres Varela et Iturmendi, un groupe de carlistes et de monarchistes, qui au sortir de la basilique avait proféré des cris contre Franco et la Phalange, fut pris à partie par un groupe de phalangistes, les deux groupes échangeant d’abord leurs slogans, puis des insultes, enfin des coups, jusqu’au moment où des grenades à main furent lancées depuis le groupe des phalangistes. Varela, indemne, éleva une vigoureuse protestation auprès de Franco,,. Après l’entretien qu’il eut avec lui le 2 septembre 1942 pour lui demander d’agir contre la Phalange, mais où il était apparu que Franco n’avait pas l’intention de faire quoi que ce soit, Varela présenta sa démission. Carrero Blanco dit à Franco que si les deux démissions annoncées avaient lieu (celle de Valentín Galarza outre celle de Varela), et que si Serrano Suñer était maintenu à son poste, les militaires et d’autres anti-phalangistes clameraient que la Phalange avait obtenu une victoire complète. Lors de la grave crise gouvernementale qui s’ensuivit, Franco limogea le ministre des Armées Varela, puis procéda à un remaniement de son gouvernement, écartant le ministre de l’Intérieur Galarza et le remplaçant par Blas Pérez González, l’un des futurs collaborateurs les plus fidèles de Franco, mais en contrepartie, congédiant également, afin de tenir la balance égale entre la Phalange et l’armée, le phalangiste Serrano Súñer, pour le remplacer par Jordana, principal changement de ce remaniement. Le plus ardu fut de trouver un remplaçant à Varela, appuyé par la quasi-totalité de la hiérarchie militaire. Franco finalement offrit le poste au général de division Carlos Asensio Cabanillas et décida d’assumer personnellement la présidence du Comité politique de la Phalange,,. Selon Paul Preston, « pour Franco, Begoña fut politiquement le passage à l’âge majeur. Jamais plus il ne sera aussi dépendant d’un homme comme il l’avait été vis-à-vis de Serrano Súñer ».

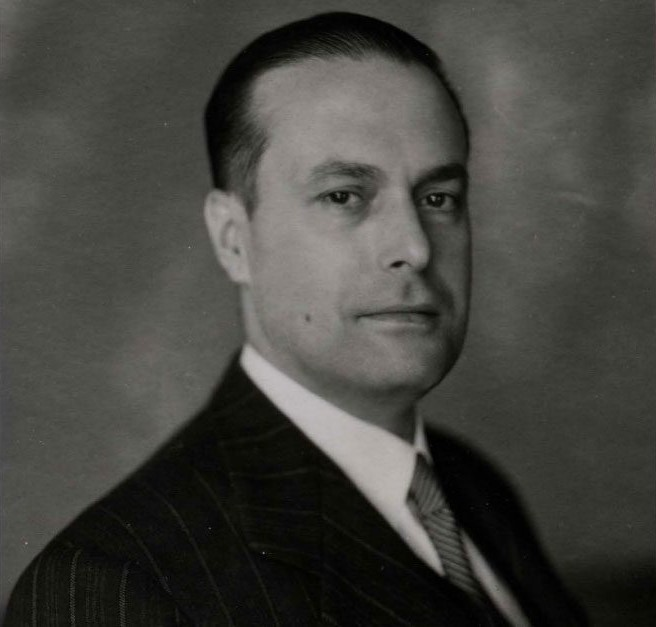
Blas Pérez González.
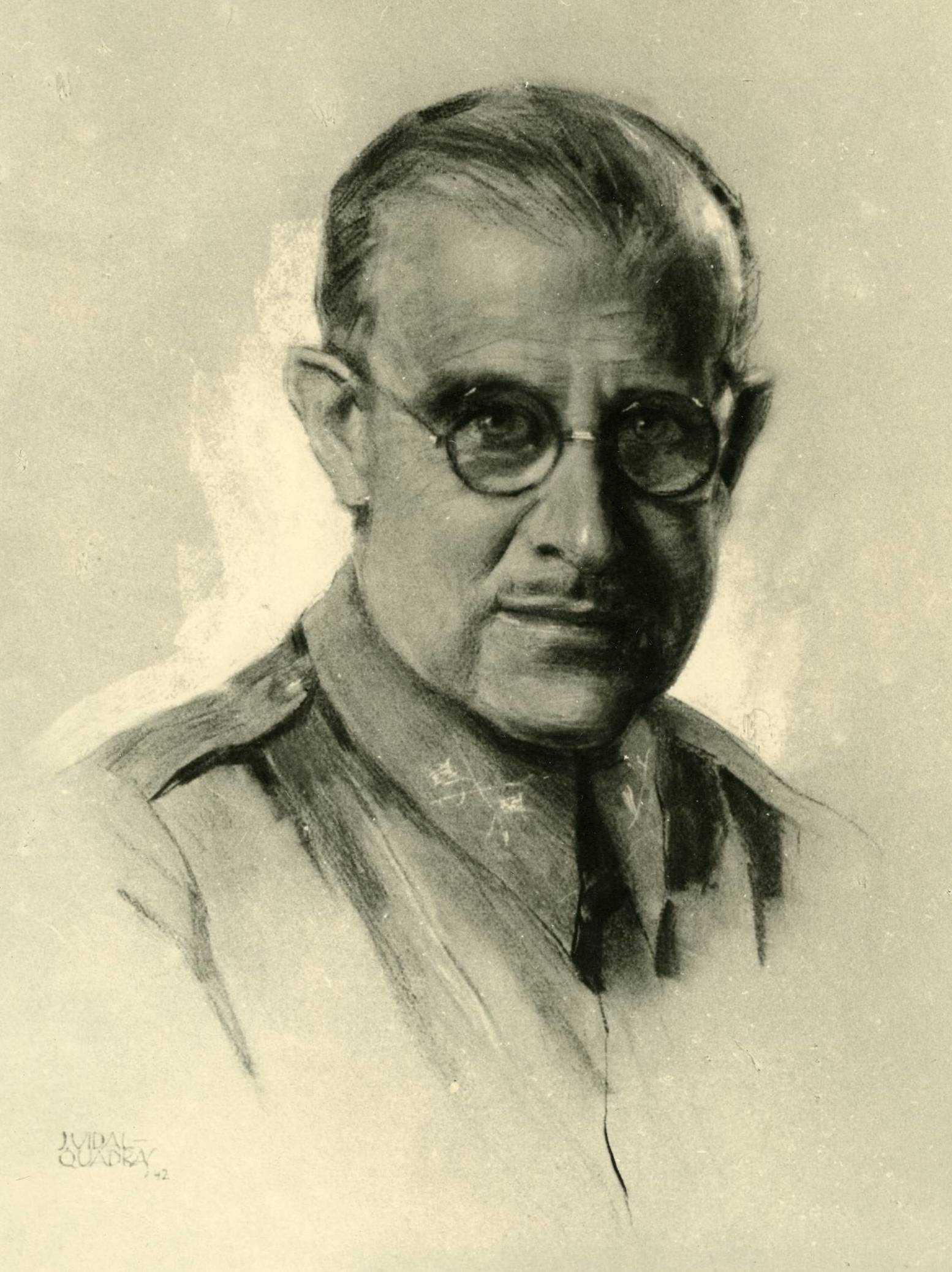
Francisco Gómez-Jordana Sousa.
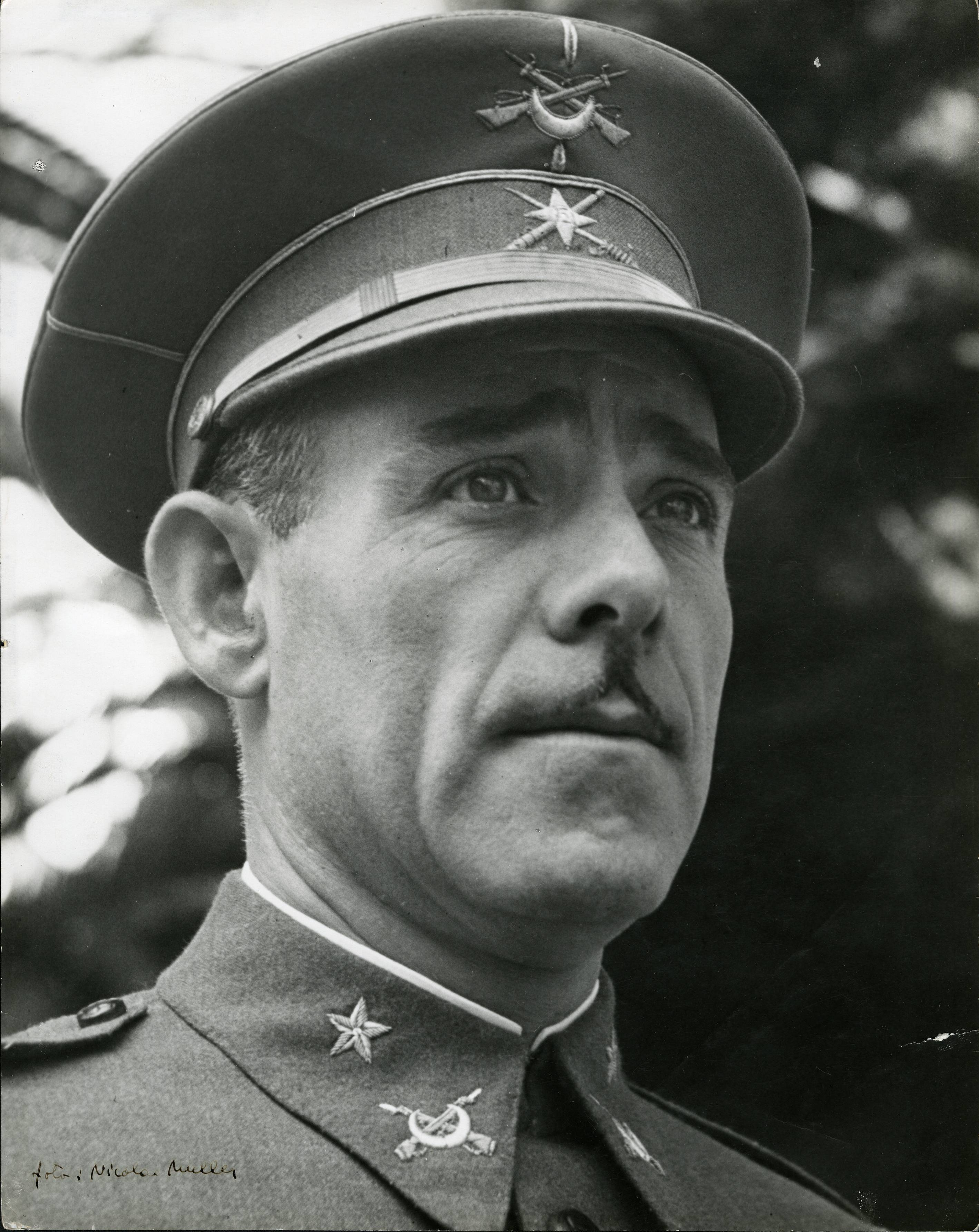
Carlos Asensio Cabanillas.

L’objectif de ces changements était d’apaiser le conflit interne au gouvernement et de renforcer l’autorité de Franco, qui s’entourait ainsi de la meilleure équipe qu’il ait eue jusque-là. Sur le plan extérieur, Franco, malgré la nomination de Jordana, n’avait pas l’intention de modifier son attitude apparente vis-à-vis de l’Axe et chargea le pro-allemand Asensio de transmettre des assurances au gouvernement du Reich. Cependant, on assiste à un virage plus en douceur : Jordana, qui n’était pas anglophile mais était arrivé à la conclusion que l’issue la plus probable de la guerre était une victoire des Alliés, voulait mettre un terme à la non-belligérance et faire retourner l’Espagne à la neutralité, malgré un discours où continuait à prédominer un anticommunisme de principe. Jordana deviendra, après Franco, la personne la plus importante du gouvernement espagnol durant la Seconde Guerre mondiale,.
Dès la fin de 1941, le général Kindelán, monarchiste et persuadé de la victoire finale des Occidentaux et de l’URSS, adjurait Franco de préparer et de mener à bien une restauration monarchique et de ne pas trop se compromettre vis-à-vis de l’Axe, afin de conserver le pouvoir et de sauver les acquis essentiels de la victoire dans la guerre civile. Après les échecs allemands et italiens de 1942, Franco prit discrètement quelques précautions, demandant notamment le remplacement de l’attaché militaire du Reich et exigeant l’expulsion de deux autres diplomates allemands. Les autorités espagnoles intervinrent en Italie pour soustraire des Séfarades au travail obligatoire, et Franco fit montre de fermeté envers les Italiens accusés d’avoir violé l’espace aérien espagnol lors de bombardements contre Gibraltar.
Franco avait reçu, quelques heures à l’avance seulement, des lettres personnelles de Roosevelt et Churchill lui assurant que le débarquement d’Alger de novembre 1942 ne donnerait lieu à aucune incursion militaire dans le Protectorat du Maroc, ni dans les îles, et qu’ils n’avaient nulle intention d’intervenir dans les affaires espagnoles. Avisé depuis des semaines de l’offensive alliée sur l’Afrique du Nord, Franco n’entreprit rien pour contrarier la concentration de troupes à Gibraltar, et fit même un geste hostile envers l’Allemagne en refusant le 26 octobre 1942 d’accorder des facilités d’approvisionnement à ses sous-marins. Cependant, la guerre abordait ici sa phase la plus périlleuse pour l’Espagne : en effet, Hitler répliqua à l’initiative alliée en occupant la zone libre française et en transportant des troupes vers Tunis. Cette situation stratégique nouvelle ne fit qu’accentuer les tensions politiques en Espagne, et, sans doute pour la première fois, la gauche s’enhardit à donner des signes de soutien aux Alliés dans quelques villes d’Espagne.

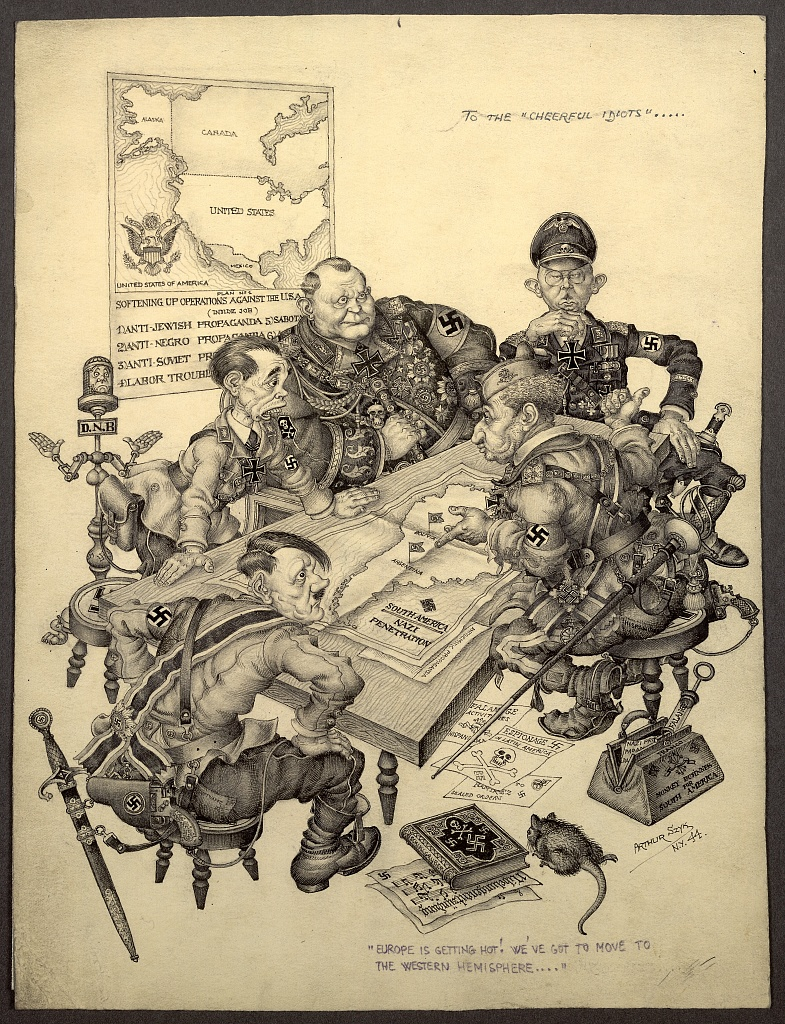
« Europe is getting hot ! We've got to move to the western hemisphere… »
À la suite de leurs revers militaires en Europe, les dirigeants nazis écoutent Franco qui leur suggère de se replier en Amérique du Sud.
« Aux imbéciles heureux… », caricature du dessinateur Arthur Szyk (1942).

Franco entre-temps s’ingéniait à maintenir sa stratégie originelle. Croyant encore que l’Allemagne survivrait à la guerre dans une position relativement forte, il restait convaincu que d’une manière ou d’une autre la guerre produirait de grands changements politiques et territoriaux desquels son régime finirait par sortir avantagé. Toutefois, il notifia le 3 décembre à Ribbentrop qu’il était parvenu à la ferme conviction que pour des raisons politiques et économiques, il n’était pas souhaitable que l’Espagne entre en guerre. En tout état de cause, il était vital pour les régimes espagnol et portugais de ne pas se tromper de camp, et au cours de l’année 1942, Franco continua de miser sur les deux, donnant des gages aux deux camps afin de ménager l’avenir, tout en maintenant son allégeance aux puissances de l’Axe et en gardant confiance dans leur victoire,. À la fin de cette année, il releva le philonazi Muñoz Grandes — de qui il se murmurait que Hitler cherchait à le mettre à la place du Caudillo — du poste de commandant de la division Bleue, pour lui substituer Emilio Esteban Infantes,. Dans les années suivantes du conflit mondial, Franco poursuivra sa diplomatie duplice, à l’usage de laquelle il conçut sa théorie des « deux guerres » (ou des « trois guerres ») : selon lui, il y avait une guerre entre les puissances européennes, face à laquelle il s’affirmait neutre, et une autre contre le bolchevisme, où il se disait belligérant aux côtés des Allemands,, postulant en effet la primauté de la lutte contre le communisme, qui aurait dû et qui devait engendrer une union sacrée des Alliés et de l’Axe ; enfin, dans la troisième guerre, qui mettait face à face le Japon et ces mêmes démocraties occidentales, l'Espagne était acquise à la cause des États-Unis et de la Grande-Bretagne. Au nom de l’anticommunisme, cette théorie permettait à Franco de justifier auprès des Britanniques et des Américains certains comportements et discours en apparence incohérents.
Juan de Borbón s’approcha de l’Angleterre avec un plan prévoyant que les Alliés, avec l’aide des monarchistes, envahiraient les Canaries et proclameraient sous sa direction un gouvernement provisoire de réconciliation nationale, projet qui aurait eu l’assentiment de Kindelán, d’Aranda, et du capitaine général des Canaries. Franco, informé, donna ordre d’arrêter les conspirateurs, mais la plupart lui échapperont. Néanmoins, en mai 1942, Franco proposa à Juan de Borbón de prendre la tête de l’État espagnol et de s’engager sur une nouvelle voie qui tienne compte de l’œuvre déjà accomplie en « s’identifiant avec la FET y de las JONS », avec en contrepartie la promesse du trône.
À partir de novembre 1942, Franco amorça un tournant de sa politique étrangère. Le débarquement en Algérie avait modifié les rapports de force en Afrique du Nord, et les autorités consulaires de Tanger et de la zone espagnole du Maroc, puis la résidence du Maroc, se rallièrent aux autorités françaises d’Alger. Franco alors reconnut de facto les autorités de la France libre en se faisant représenter dès juin 1943 auprès du général Giraud par Sangróniz, connu pour ses sympathies envers les Alliés. L’Espagne étant un passage obligé pour les Français désireux de rejoindre la France libre, le Comité d’Alger était disposé à s’entendre avec le régime de Franco. Pour autant, l’Espagne ne rompra pas officiellement avec l’Allemagne et avec le gouvernement de Vichy, mais poursuivra les relations commerciales avec l’Axe, Arrese concluant en effet en janvier 1943 un nouvel accord de commerce avec l’Allemagne, par lequel celle-ci s’engageait à exporter des biens pour une valeur minimum de 70 millions de marks.
La faim de la population imposa au régime de solliciter l’acheminement de céréales, que les États-Unis, l’Angleterre et l’Amérique du Sud étaient disposés à fournir, mais non sans incidence sur la politique extérieure du régime. Seuls les États-Unis étaient pour l’heure en mesure d’accorder à Franco des prêts lui permettant d’acquérir des denrées essentielles. L’Import and Export Bank lui avança des fonds, mais moyennant des gages économiques et politiques.

#### Dernières années de guerre
La destitution de Mussolini en juillet 1943, — qui fit sensation à Madrid, au point que le secrétariat général du Mouvement fut laissé à l’abandon pendant plusieurs jours —, puis le débarquement allié en Sicile de juillet 1943 incitèrent Franco à infléchir davantage encore, par petites touches, sa politique extérieure vers la neutralité, mais sans rupture abrupte avec l’Axe. Devant le tournant de la guerre, l’administration espagnole entama au cours du mois d’août un lent processus de déphalangisation ou de défascisation, et le SEU interdit à ses membres d’établir toute analogie entre le régime espagnol et les « États totalitaires », augurant de ce qui deviendra bientôt la politique officielle de défascisation graduelle. En 1943, la Délégation nationale de propagande édicta des instructions très précises :

« En aucun cas, sous aucun prétexte, tant dans des articles de collaboration que dans des éditoriaux et des commentaires […], il ne sera fait référence à des textes, à des idées ou à des exemples étrangers lorsque seront évoqués les caractéristiques et fondements politiques de notre mouvement. L’État espagnol s’appuie exclusivement sur des principes, des normes politiques et des bases philosophiques strictement nationales. La comparaison de notre État avec d’autres qui pourraient paraître similaires ne sera tolérée en aucun cas, et moins encore le fait de faire des déductions à partir de prétendues adaptations à notre patrie d’idéologies étrangères. »

À l’intérieur, le principal adversaire de Franco était désormais Juan de Bourbon, qui travaillait à se concilier l’appui des futurs vainqueurs et avait aussi le soutien des nationalistes catalans. Restaient en faveur de Franco une bonne partie des militaires et les phalangistes, groupe désormais menacé, surtout après la chute de Mussolini, et donc dévoué. Le 8 mars 1943, Don Juan écrivit à Franco que le moment était venu d’« avancer le plus possible la date de la restauration » et de mettre fin à un « régime provisoire et aléatoire », à quoi Franco répondit qu’il n’était pas opposé à la monarchie à condition qu’elle fasse siens les principes du Mouvement, qu’elle ne retombe pas dans les errements du libéralisme, et qu’elle mène une « entreprise de concorde ». Une majorité de lieutenants-généraux au sommet de la hiérarchie militaire se montra d’accord avec les monarchistes. Un manifeste, dit « Manifeste des 27 » , signé à l'été 1943 par 27 membres des Cortes (procuradores), parmi qui le duc d’Albe, Joan Ventosa, José de Yanguas Messía, des militaires africanistes, et 17 personnalités carlistes, suggéra à Franco de faire un pas de côté en faveur de la restauration comme unique voie pour éviter le retour à l’extrémisme politique. Franco riposta en convoquant séparément tous les lieutenants-généraux signataires, en leur représentant qu’il n’était pas indiqué de laisser le pouvoir aux mains d’un roi inexpérimenté, d’autant que le pays n’était pas monarchiste, en leur infligeant à tous une amende pécuniaire, et en les limogeant ou en les mutant vers d’autres lieux, tandis que les procuradores signataires disparurent presque en silence de la vie publique,.

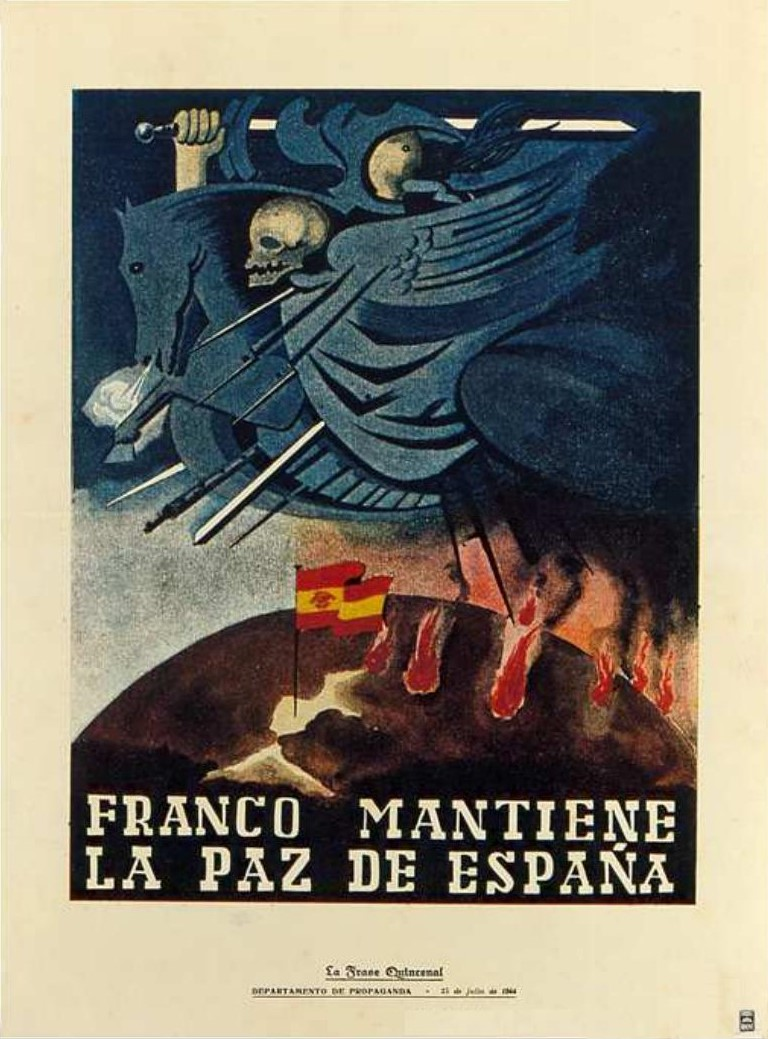
Affiche de propagande dépeignant l'Espagne préservée du conflit mondial grâce à Franco (21 juillet 1944).

Le régime continua de maquiller son apparence et de corriger certaines de ses positions politiques. Le 23 septembre 1943, il fut ordonné que la FET cesse d’être appelée parti et soit désignée dorénavant par Mouvement national, dénomination générique et exempte de connotations fascistes. La doctrine du mouvement allait se modérant de plus en plus, inclinant vers un corporatisme catholique, avec abandon progressif du modèle fasciste. Jordana sut persuader Franco de retirer la División Azul, retrait finalement décidé le 25 septembre, suivi de la dissolution officielle le 12 octobre 1943. La politique de « non-belligérance » se donna pour close, encore qu’elle ne fût jamais répudiée officiellement, Franco évoquant en effet dans un discours prononcé le 1er octobre 1943 une politique de « neutralité vigilante ». La Phalange s’aligna sur la stratégie de Franco, et Arrese ne cessait d’expliquer que la Phalange n’avait rien de commun avec le fascisme italien, et qu’elle était un mouvement « authentiquement espagnol ».
Dans la phase finale de la guerre, Franco inclina de plus en plus vers les Alliés, même s’il continua d’aider l’Allemagne jusqu’à la fin, en particulier en continuant d’accueillir sur le sol espagnol des postes d’observation, des installations radar et des stations d’interception radio allemands et en exportant du tungstène, composante essentielle de certains explosifs et des blindages des chars d’assaut, dont le Portugal et l’Espagne avaient été pour l’Allemagne les principaux pourvoyeurs. D’autre part, il attendit encore jusqu’au 17 novembre 1943 avant de retirer effectivement les forces espagnoles de Russie, mais y laissa quelque 1 500 volontaires à titre personnel. Pour ces raisons, auxquelles s’ajoutait l’immobilisation de navires italiens dans des ports espagnols, les États-Unis décidèrent fin janvier 1944 d’interrompre la fourniture de pétrole à l’Espagne,. Cependant, la presse espagnole se gardait d'indiquer les motifs de cet embargo, et faisait accroire que les Alliés visaient à briser la neutralité espagnole. Dans la pénurie que connaissait le pays, ce moyen de pression se révéla déterminant, et en mai 1944, un accord fut conclu avec Washington et Londres, par lequel le gouvernement espagnol s’engageait à interrompre tout envoi de tungstène vers l’Allemagne, à retirer la légion Azul, à fermer le consulat allemand à Tanger, et à expulser du territoire espagnol tous les espions et saboteurs allemands (cette dernière mesure ne sera jamais mise en application). Cependant, Franco continuait d’espérer que l’Espagne, et non l’Italie, soit la principale alliée de l’Allemagne et n’envisageait toujours pas alors l’éventualité d’une défaite totale de l’Allemagne, idée qu’il n’admettra qu’après le débarquement de Normandie,,.
Jordana, mort inopinément en août 1944, fut remplacé par José Félix de Lequerica, philonazi notoire, ce dont allaient se ressentir les relations avec les Alliés. Pourtant, la mission de Lequerica consistait à refaçonner la politique extérieure, de sorte à assurer la survie du régime et à s’approcher en même temps des Alliés. Il mit l’accent sur la « vocation atlantique » de l’Espagne, sur l’importance de ses relations avec l’hémisphère occidental, et sur le rôle culturel et spirituel de l’Espagne dans le monde hispanophone.
En octobre 1944 se produisit l’Invasion du Val d'Aran par des troupes républicaines, qui furent refoulées sans aucune difficulté par le général Yagüe,. L’élimination de cette invasion fut pour Franco une occasion inespérée de montrer à ses opposants monarchistes et catholiques de l’intérieur la réalité des dangers que courait encore l’Espagne, et aux Alliés la persistance d’une menace communiste, et parallèlement de renforcer l’épuration. Celle-ci reçut l’approbation tacite des démocraties, qui voyaient dans cette attaque la confirmation que les inquiétudes de Franco étaient fondées,.
Jean de Bourbon, comprenant que les Alliés ne feront rien contre Franco, essaya de déstabiliser l’Espagne de l’intérieur : le 19 mars 1945, dans un appel lancé depuis Lausanne, connu sous le nom de Manifeste de Lausanne, il condamnait les contacts que Franco avait maintenus avec l’Allemagne nazie, appelait à la restauration d’une monarchie démocratique, et invitait les monarchistes à démissionner de leurs fonctions,,. Mais il n’y eut guère, parmi les monarchistes en vue, que le duc d’Albe, ambassadeur à Londres, et le général Alphonse d’Orléans à démissionner alors de leurs fonctions. Cet échec confirma aux Alliés que Jean de Bourbon n’avait pas d’audience suffisante en Espagne pour prendre la relève. Toutefois, pour contenter la faction monarchiste, Franco annonça en avril 1945 la création d’un Conseil du Royaume chargé de préparer sa succession.
Avec la fin de la guerre et la défaite de l’Allemagne et de l’Italie, les aspirations impériales de Franco s’évanouirent, de même que son projet totalitaire. Selon Alberto Reig Tapia, « bien que le régime politique franquiste naissant se fût pleinement engagé dans sa décision de créer ex novo un État totalitaire comme alternative au régime libéral-démocratique, à l’instar de ses alliés naturels, le fascisme italien et le national-socialisme allemand, il ne put réaliser son rêve, et la défaite de Hitler et de Mussolini d’abord, l’isolement international et la guerre froide ensuite, l’obligèrent à renoncer à ses objectifs, le forçant à abandonner l’“idéal totalitaire” en faveur de l’“autoritarisme pragmatique” ». Désormais, au cours des décennies suivantes, dans une tentative de renouer avec les démocraties européennes de l’après-guerre, Franco s’évertuera à qualifier son régime de « démocratie authentique », réalisée sous la forme d’une « démocratie organique » basée sur la religion, la famille, les institutions locales et l’organisation syndicale, en opposition aux démocraties « inorganiques » à élections directes. En novembre 1944, il déclara dans un entretien que son régime avait maintenu une « neutralité absolue » tout au long du conflit et que son gouvernement n’avait « rien à voir avec le fascisme », parce que « l’Espagne ne pourrait jamais s’unir à d’autres gouvernements qui n’auraient pas le catholicisme pour principe essentiel ».
En Grande-Bretagne, deux tendances s’affrontaient, celle d’Anthony Eden, hostile au Caudillo, et celle de Churchill, qui continuait à affirmer que Franco n’était pas un fasciste et disait craindre que des sanctions trop sévères ne rompent l’équilibre européen. En janvier 1945, un certain consensus se dégagea sur le maintien de Franco au pouvoir, sous réserve de l’exclure des conférences de paix et de préserver certaines formes. En avril 1945, une nouvelle période d’ostracisme commença quand après la mort de Roosevelt, le vice-président Harry Truman, franc-maçon, plus opposé à Franco que son prédécesseur, vint aux affaires aux États-Unis, pendant que l’Union soviétique demandait incessamment sa destitution. Franco, à nouveau en difficulté, continua néanmoins à afficher une loyauté inaltérée envers l’Allemagne en débâcle. L’Espagne sera l’un des rares pays européens à rendre hommage à Hitler à l’occasion de sa mort, le 30 avril 1945,,. Mais Carrero Blanco avait relégué la Phalange au second plan au bon moment, c’est-à-dire avant les défaites décisives de l’Allemagne ; cependant lors du remaniement de juillet 1945, Franco n’aura garde de mettre la Phalange au placard ; elle lui demeurait utile, soit comme bouc émissaire, soit comme agent de mobilisation de masse.
Le gouvernement mexicain, très opposé à Franco, présenta à la séance inaugurale des Nations unies une motion visant à faire exclure l’Espagne, qui fut adoptée par acclamation. L’ostracisme atteignit son point culminant fin 1946, lorsque la presque totalité des ambassadeurs furent retirés de Madrid, et se poursuivit jusqu’en 1948, date à partir de laquelle, du fait de la guerre froide, le cours de la politique internationale commença à changer au bénéfice de Franco.

#### Franco et les Juifs

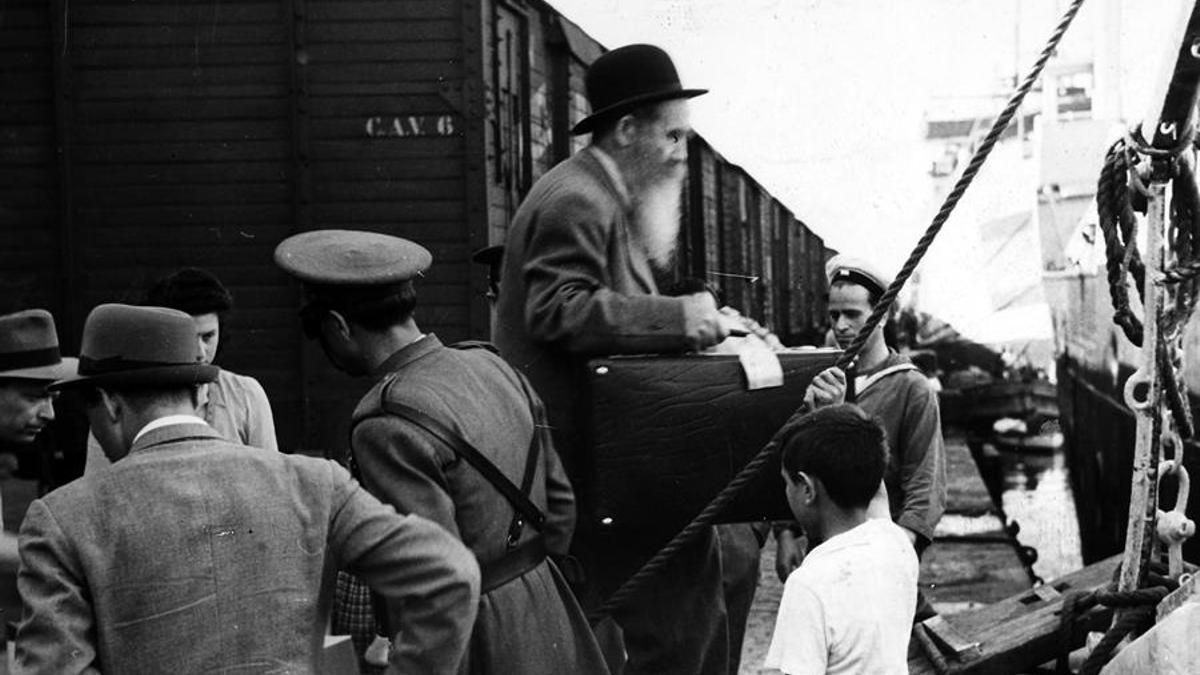
Un réfugié juif embarquant dans un port espagnol.

Bartolomé Bennassar relève qu’« il n’y avait pas dans la législation espagnole contemporaine de dispositions de discrimination raciale et qu’il n’y eut aucune instance comparable à un Commissariat général aux questions juives. Les quelque 14 000 juifs du Maroc espagnol, dont la nationalité fut réaffirmée, ne furent pas inquiétés ». Franco intervint une fois publiquement pour stopper une flambée d’antisémitisme dans le Protectorat durant la guerre civile. Les juifs espagnols servaient dans son armée dans les mêmes conditions que les autres soldats, et il n’y eut aucun règlement pris par son gouvernement tendant à imposer des restrictions ou des discriminations à l’encontre des juifs. Selon Gonzalo Álvarez Chillida, le général Franco avait été « philoséfarade depuis ses années de guerre dans le Rif, comme en témoigne l’article Xauen la triste publié dans la Revista de tropas coloniales en 1926, alors qu’il avait 33 ans. Dans ledit article, il mettait en évidence les vertus des juifs séfarades avec qui il lui avait été donné de traiter et avec qui il avait noué une certaine amitié — vertus juives qu’il mettait en regard de la « sauvagerie » des « Maures » ; quelques-uns parmi ces Séfarades l’avaient activement aidé lors du soulèvement national de 1936. Son scénario du film Raza (écrit sous le pseudonyme de Jaime de Andrade fin 1940 et début 1941, d’inspiration autobiographique mais teinté de romantisme, ensuite porté à l’écran par José Luis Sáenz de Heredia) comporte un épisode où ce philoséfaradisme se fait jour, à savoir quand le personnage visite avec sa famille la synagogue Santa María la Blanca de Tolède et y déclare : « Juifs, Maures et chrétiens se trouvèrent ici et, au contact de l’Espagne, se purifièrent ». Álvarez Chillida argumente que « pour Franco, la supériorité de la nation espagnole se manifestait dans sa capacité à purifier jusqu’aux juifs, en les transformant en Séfarades, bien différents de leurs autres coreligionnaires ». D’aucuns se sont évertués à expliquer le philoséfaradisme de Franco par de supposées origines judéoconverties ; cependant, il n’existe aucune preuve pour étayer cette thèse. Quoi qu’il en soit, le philoséfaradisme du général Franco n’affecta pas sa politique de maintenir l’Espagne indemne de juifs, sauf sur ses territoires africains.
Le même Álvarez Chillida affirme que « Franco était beaucoup moins antisémite que nombre de ses compagnons d’armes, comme Mola, Queipo de Llano ou Carrero Blanco, et cela se répercuta sans aucun doute sur la politique de son régime à l’endroit des juifs ». Dans ses discours et déclarations pendant la guerre civile, il n’utilisait jamais d’expressions antisémites, celles-ci n’apparaissant en effet pour la première fois qu’après la victoire dans la guerre, concrètement dans le discours qu’il prononça le 19 mai 1939 après le défilé de la Victoire à Madrid :

« Ne nous faisons pas d’illusions : l’esprit judaïque qui permettait la grande alliance du grand capital avec le marxisme, qui a tant pactisé avec la révolution anti-espagnole, ne s’extirpe pas en un seul jour et frétille au fond de beaucoup de consciences. »

Dans son discours de fin d’année, alors que Hitler venait d’envahir la Pologne et entreprenait de confiner les juifs polonais dans les ghettos, il dit comprendre

« […] les motifs qui ont porté différentes nations à combattre et à éloigner de leurs activités ces races chez qui la cupidité et l’intérêt sont le stigmate qui les caractérise, compte tenu que leur prédominance dans la société est cause de perturbation et de danger pour l’accomplissement de leur destin historique. Nous autres, qui, par la grâce de Dieu et par la lucide vision des Rois catholiques, nous sommes délivrés d’une si lourde charge il y a plusieurs siècles […] »

Pendant la guerre, on ne peut, pour Bennassar, imputer à Franco une attitude systématiquement hostile envers les juifs, alors que Serrano Suñer recommanda une attitude passive aux diplomates espagnols à l’étranger, de façon à ne pas gêner la politique allemande, et que son successeur aux Affaires étrangères, Jordana, ne fit preuve d’aucune complaisance envers les Séfarades menacés. Jusqu’à l’été 1942, quelques milliers de juifs fuyant le nazisme, probablement au nombre de quelque 30 000, purent transiter par l’Espagne au cours de leur fuite, et rien n’indique qu’un seul d’entre eux ait été livré aux Allemands. Franco tolérait, sans les susciter, les initiatives de ses représentants consulaires visant à protéger les Juifs, qu’il appelait Séfarades, pour mieux marquer leur origine ibérique, et le gouvernement espagnol consentit à rapatrier de l’Europe occupée les Séfarades (les "ladinos") ou à leur donner un passeport espagnol, notamment à ceux de Salonique, en leur rendant la nationalité espagnole perdue en 1492, ainsi qu’un petit nombre d’autres juifs. L’Espagne ne fit aucun effort concret pour sauver les juifs non séfarades, et le sauvetage de victimes potentielles qui eut lieu en Grèce, Bulgarie et Roumanie fut tributaire, du moins au début, des efforts humanitaires des diplomates espagnols dans ces pays.
Selon Yad Vashem, durant la première partie de la guerre, l'Espagne laissa passer de 20 000 à 30 000 Juifs à travers l'Espagne. Puis, de l'été 1942 à l'automne 1944, 8 300 Juifs furent sauvés par le régime espagnol : 7 500 réussirent à passer en Espagne où ils reçurent un asile temporaire et 800 Juifs espagnols (sur les 4000 vivant en Europe occupée par les Nazis) furent admis en Espagne.

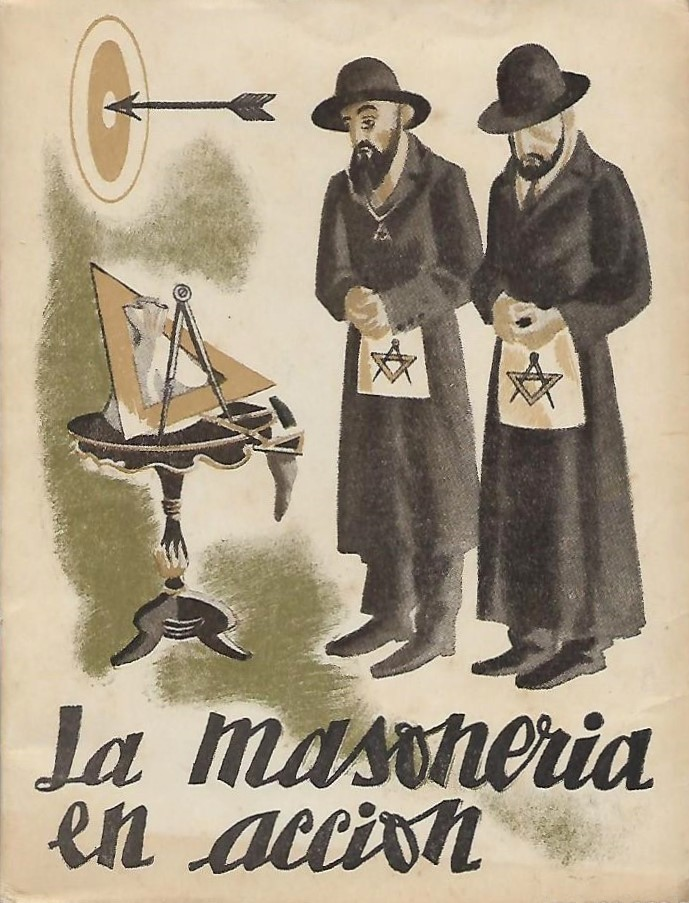
La Maçonnerie en action, pamphlet antimaçonnique et antisémite (Madrid, Éditions Toledo, 1941).

Les déclarations les plus virulemment antisémites de Franco se trouvent dans deux articles signés du pseudonyme Jakin Boor qu’il écrivit en 1949 et 1950 pour le journal Arriba et dans lesquels il associait les juifs à la franc-maçonnerie et les qualifiait de « fanatiques déicides » et d’« armée de spéculateurs ayant coutume d’enfreindre ou de contourner la loi ». En particulier, dans l’article intitulé Acciones asesinas (littér. Actions assassines), paru le 16 juillet 1950, tissu d’incongruités établi à partir du libelle antisémite Protocoles des sages de Sion, auquel Franco ajoutait pleine créance et grâce auquel, d’après lui, on avait pu avoir connaissance de la conspiration du judaïsme « pour s’emparer des leviers de la société », Franco relate les crimes juifs dans l’Espagne du XVe siècle, dont les meurtres rituels d’enfants. Au vu de ces écrits, il apparaît probable que la protection des juifs qu’il avait laissé s’organiser lui avait été insufflée par son antipathie pour Hitler, ou par son frère Nicolás ; à partir de la fin de 1942, on peut y voir aussi la pression de Pie XII qui dénonçait « l’horreur des persécutions raciales » et demandait de soutenir les prêtres ou les institutions agissant en faveur des juifs. Selon Álvarez Chillida, ces écrits eurent pour conséquence qu’Israël émit à l’ONU un vote défavorable à la levée des sanctions internationales décidées à l’encontre de l’Espagne en 1946.

### L’Espagne dans l’après-guerre mondiale
La période comprise entre l’été 1945 et l’automne 1947 fut la plus difficile qu’ait connue le régime. Franco eut à lutter sur plusieurs fronts : l’opposition monarchiste à l’intérieur, celle des exilés républicains à l’extérieur, et celle des puissances alliées autour de l’ONU. Il devait par ailleurs faire face aux guérilléros du maquis anti-franquiste, actifs jusqu’en 1951, particulièrement dans le Nord-Ouest (Galice, Asturies, Cantabrie),, bien que Franco fût d’une part confiant qu’une nouvelle offensive de la gauche révolutionnaire ne serait suivie d’aucune adhésion véritable dans la grande masse du peuple espagnol — le régime ayant créé pendant les premières années de son pouvoir absolu un vaste et solide réseau d’intérêts mutuels avec toute l’élite de la société, mais également avec une bonne part de la classe moyenne, y compris la population catholique rurale —, et d’autre part profondément convaincu qu’au terme d’une période de vingt ans, les systèmes politiques d’Europe occidentale ressembleraient plus à celui de son Espagne qu’à celui des États qui lui étaient hostiles.

#### Position internationale

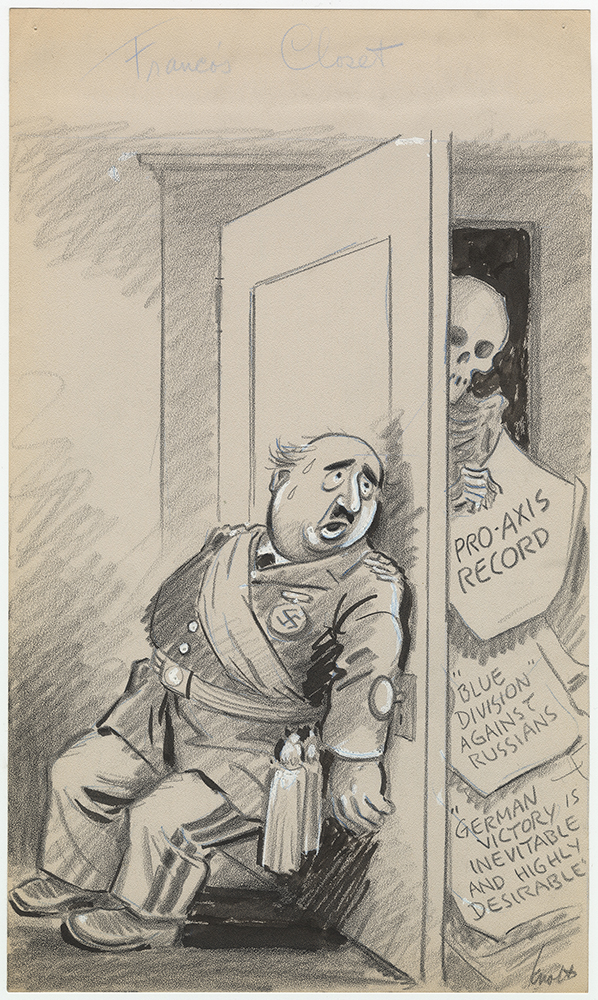
Arborant la croix gammée nazie, Franco s'alarme du squelette dans le placard qui rappelle sa position en faveur de l'Axe ainsi que la participation de la Division Bleue sur le front de l'Est.
Franco's Closet, caricature du dessinateur américain John F. Knott (1945).

Franco avait amorcé dès l’automne 1944 une opération de cosmétique politique visant à donner à son régime une façade plus acceptable. À la chute du Troisième Reich, des directives furent envoyées pour maquiller cette défaite en victoire du régime. À en croire ces directives, l’Espagne s’était tenue à distance de la guerre et avait toujours eu le souci de la paix.
En 1945, l’ONU récemment fondée refusa l’adhésion de l’Espagne, et l’année suivante recommanda à ses membres de rappeler leur ambassadeur. Roosevelt déclara qu'il « n’y avait pas de place au sein des Nations unies pour un gouvernement fondé sur des principes fascistes », et en décembre 1945, les États-Unis rappelèrent leur ambassadeur, qui ne devait plus être remplacé avant 1951. La France pour sa part ferma en février 1946 sa frontière avec l’Espagne et rompit ses relations économiques,. Les Alliés (et leurs opinions publiques) réprouvaient Franco et préféraient un retour à la monarchie ou à la république, mais redoutaient en même temps qu’une restauration dépourvue de soutien populaire ou une république vouée à la discorde puissent ramener en Espagne des troubles susceptibles de déboucher sur une victoire de révolutionnaires instables, et au-delà, du communisme.
Franco avait lié sa destinée avec celle de l’Espagne : en prétendant que l’isolement international était dirigé non pas contre sa personne, mais contre l’Espagne, Franco cessait du coup d’être la cause des maux de l’Espagne et pouvait passer pour le champion qui la défendait contre ses ennemis ancestraux, et dans le même temps avait beau jeu d'imputer au « blocus international » la difficile situation économique du pays, en fait due principalement à la politique autarcique du gouvernement. La campagne internationale contre le régime était qualifiée de conspiration étrangère « anti-espagnole » de la gauche libérale visant à flétrir le pays par une nouvelle « légende noire », et la campagne des puissances occidentales était taxée par Franco de conjuration d’un « super-État maçonnique » mondial. Ainsi s’appliquait-il à déjouer avec tranquillité et minutie les menaces extérieures, tout en en tirant le meilleur parti, tenant en effet, avec l’ostracisme dont le régime était victime, l’explication de tous ses malheurs. Néanmoins, Franco avait donné des gages aux vainqueurs : en avril 1945, l’Espagne avait rompu ses relations diplomatiques avec le Japon, et le même mois, le ministre de la Justice Eduardo Aunós avait fait savoir aux ambassades américaine et britannique que les délits relatifs aux faits de guerre étaient amnistiés. À l’intention de la France, le régime avait procédé le 2 mai à l’arrestation de Pierre Laval et d’Abel Bonnard, réfugiés en Espagne. Laval sera extradé vers la France, mais Bonnard relâché.
Franco, qui manifestait à l’égard de l’environnement international une grande insolence, n’essayant même pas de donner le change, répliqua à l’ostracisme international en convoquant sur la Place de l'Orient à Madrid une grande manifestation de soutien au régime, ainsi qu’il le fera plusieurs fois encore quand la pression internationale exigera qu’il fasse la démonstration de son soutien populaire. Le peuple espagnol eut certes à souffrir des suites de l’isolement imposé au régime par des pays comme la France, le Royaume-Uni et les États-Unis, mais la majorité de l’opinion modérée serra les rangs autour du régime pendant toute cette période. Les couches les moins favorables à Franco étaient les ouvriers et les journaliers ; quasiment toute l’opinion catholique approuvait le régime, ce qui incluait la majorité de la population rurale du Nord et une bonne part des classes moyennes urbaines.
Franco reçut quelques assurances discrètes de la part de certains dirigeants de la droite européenne. De Gaulle aurait même envoyé un message secret à Franco pour lui assurer qu’il ne romprait pas ses relations diplomatiques avec l’Espagne ; comme ses partenaires, de Gaulle entend ne pas livrer l’Espagne au communisme, désormais perçu comme le péril majeur. Franco entre-temps exhibait documents et témoignages pour démontrer sa neutralité et la spécificité de son régime « anticommuniste » et « catholique » et faisait état des garanties que Roosevelt lui avait données, le 8 novembre 1942, en échange de son aide passive lors de l’opération Torch. Alberto Martín-Artajo, nommé en juillet 1945 ministre des Affaires étrangères, pouvait compter en sa qualité de président du Comité national de l’Action catholique sur un bon accueil au Vatican et auprès des hommes politiques démocrates-chrétiens des pays occidentaux.
L’aversion de Truman et de beaucoup d’Américains à l’égard de Franco était tempérée par la nécessité de veiller à ce que la destitution éventuelle du Caudillo n’entraîne pas la mise en place d’un gouvernement « rouge » qui leur serait hostile et par la crainte de provoquer une solidarité hispanique chez les Latino-Américains. Le cardinal américain Francis Spellman fut envoyé à Madrid en mars 1946, avec pour mission de remettre au Caudillo une note comminatoire rédigée conjointement par la France, la Grande-Bretagne et les États-Unis, qui condamnait le régime et demandait la constitution d’un gouvernement provisoire. Mais le même mois, lors du défilé de la victoire, la foule témoigna sa dévotion au Caudillo, ce qui renforça chez les États-Unis et la Grande-Bretagne l’idée qu’il ne fallait rien entreprendre contre un régime qui ne menaçait pas la paix du monde. La détermination de Franco et le nombre de ses partisans leur faisaient redouter, en cas d’intervention, une nouvelle guerre civile dont l’issue pourrait aller à l’encontre des intérêts du monde occidental. De fait, aucun État au monde n’alla jusqu’à rompre complètement ses relations avec l’Espagne ; tous laissèrent en poste des attachés diplomatiques et les ambassades restaient ouvertes. Les mesures d’ostracisme, incitant une grande partie de la société espagnole à resserrer les rangs autour de Franco, allaient au rebours du but recherché.
Un rapport publié par un sous-comité de l’ONU le 31 mai 1946 affirmait que le régime franquiste devait son existence à l’aide apportée par l’Axe, qu’il était de caractère fasciste, qu’il avait collaboré avec l’Axe durant la Seconde Guerre mondiale, puis ultérieurement donné refuge à des criminels de guerre, et qu’il exerçait une dure répression contre ses adversaires intérieurs ; le rapport concluait en indiquant que le régime « représentait une menace potentielle pour la paix et la sécurité internationales »,. Il est vrai qu’au cours de ces années, le régime franquiste vint en aide à de nombreux fugitifs nazis, fascistes et collaborateurs de Vichy, comme notamment le général belge des SS Léon Degrelle, le général italien Gastone Gambara, ou l’Allemand Otto Skorzeny. Au total, plus d’un millier de collaborationnistes, la plupart de bas rang, avaient trouvé refuge en Espagne, mais parmi eux ne figurait aucun dirigeant nazi de premier plan. À la fin de la guerre, presque tous les militaires et fonctionnaires allemands qui se trouvaient à Madrid furent internés temporairement, puis refoulés vers l’Allemagne.

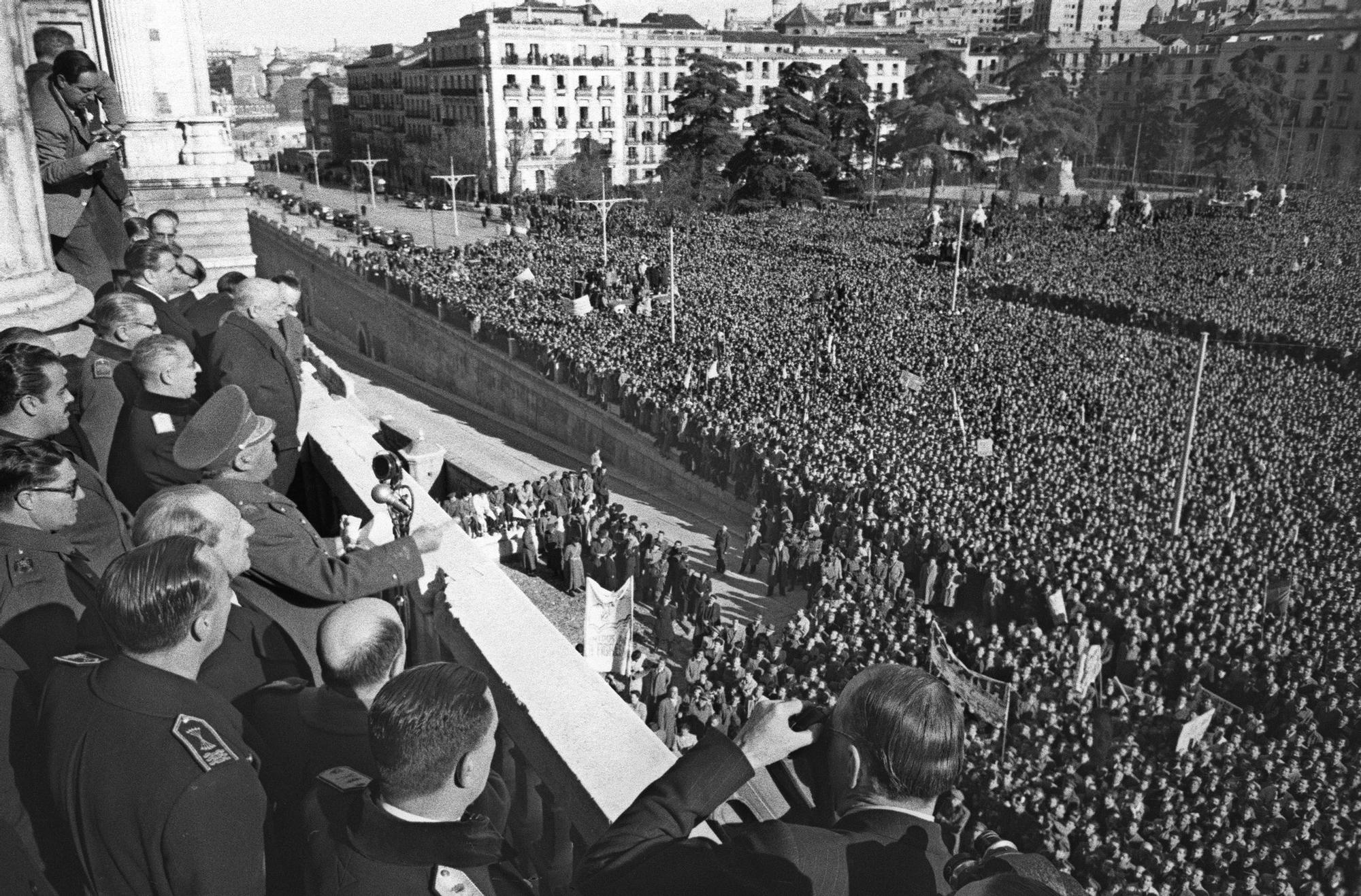
Manifestation de soutien à Franco sur la place de l'Orient le 9 décembre 1946.

Il devenait de plus en plus évident que les grandes puissances ne se prêteraient pas à une intervention armée en Espagne, et se contenteraient de frapper le pays d’ostracisme. À l’ONU, le camp des adversaires de Franco commença à s’affaiblir : d’une part, un front de la latinité s’esquissa qui refusait les sanctions contre l’Espagne, et un peu plus de la moitié des pays d’Amérique latine refusa d’adhérer à la proposition des États-Unis d’isoler l’Espagne diplomatiquement ; d’autre part, certains des pays musulmans les plus puissants décidèrent de s’abstenir. Néanmoins, le 9 décembre 1946, sur recommandation de l’ONU, les capitales occidentales, hormis Lisbonne, Berne, Dublin et le Saint-Siège, rappelèrent leurs ambassadeurs, provoquant un raz-de-marée de fureur en Espagne. À Madrid, des centaines de milliers, peut-être un million de manifestants déferlèrent alors sur la place de l'Orient pour réaffirmer leur soutien à Franco,. Y participèrent aussi des écrivains célèbres sans attaches franquistes, tel que le prix Nobel de littérature Jacinto Benavente et le scientifique et homme de lettres Gregorio Marañón.
À l’ONU, le vote des républiques sud-américaines pouvait représenter un appui notable. Pour contrebalancer l’influence du Mexique, autour duquel s’était formé un pôle de rejet du gouvernement franquiste, Franco tenta de constituer un réseau de pays latino-américains refusant les sanctions contre le régime espagnol. Pendant la guerre, Franco s’était attaché à poursuivre la politique de rapprochement avec l’Amérique latine telle que développée par Miguel Primo de Rivera, mais après la guerre, le souci de sa survie politique avait conduit Franco à sacrifier ses ambitions sur le continent américain à la nécessité de préserver de bons rapports avec le président Roosevelt. Seule l’Argentine de Juan Perón signa en janvier 1947 un accord commercial, lequel fut ratifié en juin de la même année lors de la visite d’Eva Perón,, chargée par Perón de revitaliser le concept affectif de l’« hispanité »,. L’Argentine et l’Espagne signeront des accords commerciaux et prendront des positions politiques communes, l’Argentine s’engageant notamment à des exportations régulières de céréales vers l’Espagne ; ces importations, incluant des fertilisants, constituèrent, à leur apogée en 1948, un quart au moins de tous les biens importés en Espagne, et pendant deux années cruciales, l’acheminement de divers produits de première nécessité put ainsi être assuré. Quand le 12 décembre 1945, l’ONU préconisa le rappel des ambassadeurs, l’Espagne n’échappa à l’isolement économique et politique que grâce au soutien du Portugal, du Vatican et surtout de l’Argentine. Les relations avec l’Argentine commenceront à se détériorer à partir de 1950, et Franco en cherchera la raison dans l’influence de la franc-maçonnerie et de la forte communauté juive en Argentine. Respectant l’islam comme toutes les grandes religions monothéistes, Franco tenta par ailleurs un rapprochement avec les pays arabes et se montra réceptif à leurs revendications. Plus tard, il saura exploiter à son avantage auprès des pays de la Ligue arabe les votes d’Israël hostiles à l’Espagne lors des conférences de l’ONU.
La situation d’ostracisme prit fin en partie lorsque les nécessités géostratégiques des États-Unis porteront ce pays à coopérer avec l’Espagne. Les États-Unis tentèrent d’associer l’Espagne au Traité de l'Atlantique Nord (OTAN), mais durent, devant l’opposition de pays européens, principalement du Royaume-Uni, se contenter de la signature d’un traité bilatéral.
Si certes la Résolution adoptée par l’ONU le 17 novembre 1947 ne valait pas réhabilitation du régime, elle ne reconduisait pas non plus la résolution 39, qui en 1946 avait exclu l’Espagne et qui cette fois n’obtint plus les deux tiers des voix requis. La Grande-Bretagne signa en mars 1947 et avril 1948 deux accords avec l’Espagne, et la France se résigna alors à emboîter le pas à ses partenaires, mais ne reprendra pas ses relations avec l’Espagne et ne rouvrira pas ses frontières avant mai 1948.

#### Situation intérieure

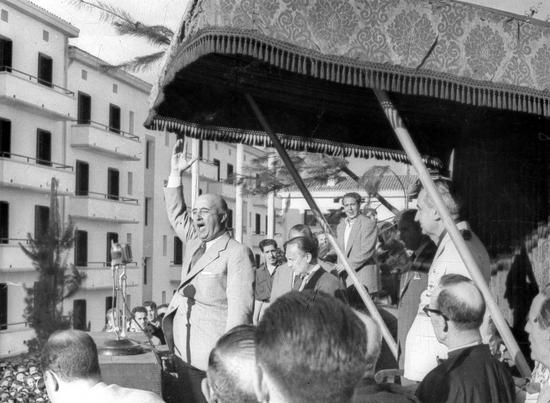
Franco prononçant un discours à Éibar (Pays basque) en 1949.

La stratégie de Franco fut de cimenter son assise politique en s’appuyant sur trois axes principaux : l’Église, l’armée et la Phalange. Pour fidéliser ces appuis, il fabriqua l’image d’une Espagne assaillie par l’« offensive maçonnique », qui commandait plus que jamais de maintenir l’ordre et l’unité nationale. En août 1945, il fit devant son frère Nicolás le commentaire suivant : « Si les choses tournent mal, moi je finirai comme Mussolini, parce que je résisterai jusqu’à verser ma dernière goutte de sang. Moi, je ne prendrai pas la fuite, comme l’a fait Alphonse XIII » ,.
Si la Phalange constituait désormais pour Franco le commando d’élite, sûr, discipliné, nombreux et qu’il avait su mettre au pas, il multipliait aussi les concessions à l’Église, et chaque discours répétait ce même énoncé : « Tous les actes de notre régime revêtent une signification catholique. C’est notre spécificité ». Chacun de ses déplacements dans les chefs-lieux de province étaient prétexte à célébration d’un Te Deum dans la cathédrale. Les catholiques redoutaient de voir Franco remplacé par des gouvernants moins sûrs, ou de voir se scinder la communauté catholique entre partisans de Franco et partisans de la restauration, les catholiques se trouvant en effet tiraillés entre une fidélité de principe à la monarchie traditionnelle et l’intérêt qu’ils avaient de soutenir un régime aussi explicitement catholique que celui de Franco. Ils insistaient pour que Franco estompe ses liens trop visibles avec la Phalange et renforce encore les orientations catholiques qui lui avaient déjà valu des sympathies à l’extérieur. Cette tendance était stimulée par Pie XII, dont le but affiché était, selon Céline Cros, de « promouvoir la restauration d’une civilisation chrétienne rappelant l’ordre chrétien qui régnait dans l’Occident médiéval ». Enrique Plá y Deniel, désormais archevêque de Tolède, publia le 28 août 1945 une lettre pastorale, la Vérité sur la guerre d’Espagne, par laquelle il s’efforçait de mobiliser les catholiques européens en faveur du Caudillo.
Le 18 juillet 1945, Franco remania son gouvernement, en évinçant ceux de ses membres les plus liés à l’Axe : Lequerica fut remplacé aux Affaires étrangères par Alberto Martín-Artajo, et Asensio Cabanillas par Fidel Dávila, au poste de ministre des Armées ; le portefeuille de ministre-secrétaire général du Mouvement fut supprimé. Ce qui donne sa signification à ce remaniement est la nomination aux Affaires étrangères d’Artajo, exposant du monde catholique et élément clef destiné — mais principalement sur le plan symbolique — à accentuer l’identité catholique du régime et à susciter l’appui des catholiques au régime. On note en outre, aux Travaux publics, la nomination également d’un catholique. Arrese dut quitter le gouvernement, laissant derrière lui, comme principal accomplissement, la totale domestication de la Phalange et la réduction de sa cosmétique fasciste. Le nouveau cabinet renfermait une dose suffisante de « catholicisme politique » que pour lui donner une apparence nouvelle, et mettre le régime à l’abri des attaques de l’ONU. Avec ce nouveau gouvernement s’ouvrait officiellement la phase catholique du régime qui allait durer jusqu’en 1973, c’est-à-dire jusqu’à la mort de Carrero Blanco. Les catholiques poursuivaient, en plaçant leurs représentants dans le gouvernement de Franco, deux objectifs : supplanter la Phalange et « incorporer l’Espagne franquiste à la société internationale », et pouvaient compter sur la sympathie de partis nouvellement formés en Europe sur une même base idéologico-confessionnelle. Parallèlement, en août 1945, se constituait un gouvernement en exil présidé par José Giral,.
Pour le reste, les changements effectués furent partiels et minimes, et à beaucoup d’égards purement cosmétiques. Le dosage à l’intérieur du gouvernement était toujours à peu près maintenu, militaires, phalangistes, monarchistes et catholiques se partageant les portefeuilles dans des proportions identiques ; Franco en effet ne prenait pas le risque de donner une place prépondérante à tel ou tel courant politique, ni de décourager une des composantes du franquisme par une réduction trop abrupte de sa représentation dans les instances gouvernementales. De ce moment date aussi la présence ininterrompue de Luis Carrero Blanco, qui devient le symbole de la continuité dans la conduite des affaires du pays. Du reste, contrairement à une opinion répandue, les membres de l’Opus Dei ne furent jamais nombreux dans le gouvernement, même dans celui qualifié en 1961 de monocolore ; de plus, Laureano López Rodó a toujours affirmé que les membres de l’Opus Dei ne participaient au gouvernement qu’à titre individuel. Cependant l’Opus Dei était incarné au pouvoir par de fortes personnalités, telles que Mariano Navarro Rubio, Alberto Ullastres, López Rodó et Gregorio López-Bravo. Les catholiques classiques demeurèrent toujours réservés à l’égard de l’Opus Dei, et les phalangistes lui étaient en général hostiles.
La Phalange à l’inverse vit sa présence institutionnelle réduite et passa au second plan. Le salut romain fut officiellement aboli le 11 septembre 1945, en dépit de l’opposition des ministres phalangistes. L’appareil bureaucratique du Mouvement allait cependant continuer à fonctionner de façon souterraine. Franco commenta à Artajo que la Phalange était importante pour conserver l’esprit et les idéaux qui avaient impulsé le Mouvement national de 1936 et pour éduquer l’opinion publique. Comme organisation de masse, il canalisait l’appui populaire à Franco. En outre, il fournissait contenu et cadres administratifs pour la politique sociale du régime et servait de « rempart contre la subversion », vu que depuis 1945 les phalangistes n’avaient guère d’autre option que d’épauler le régime. Le Caudillo observa cyniquement que les phalangistes faisaient office de paratonnerre et qu’on « leur faisait porter le chapeau des erreurs du gouvernement ».
La gauche communiste, qui essaya d’organiser une insurrection intérieure, se vit opposer une répression impitoyable. Le souci permanent de Franco étant de ne donner à ses ennemis aucun signe de faiblesse, il se montrait insensible aux pressions, d’où qu’elles viennent, et laissa exécuter le 12 février 1946 Cristino García, militant communiste et héros de la résistance française,,, entré clandestinement en Espagne pour y organiser des actions de guérilla,. Cependant, la guérilla communiste et anarchiste continuait d’être active, mais ne cessa de faiblir après 1947. Ses actions les plus graves furent des attentats contre les chemins de fer, au nombre de 36 en 1946 et de 73 l’année suivante, où la Garde civile perdit 243 de ses membres et à la suite desquels près de 18 mille personnes furent arrêtées pour complicité. Aucun de ces attentats n’eut toutefois la moindre résonance en Espagne, consigne ayant en effet été donnée d’observer à leur sujet un silence absolu. D’autre part, de nouvelles grèves furent déclenchées en 1946 et 1947, mais s’émoussèrent rapidement sous l’effet d’une forte répression.
La loi martiale, en vigueur depuis la fin de la guerre civile, fut abolie par décret en avril 1948, encore que tous les délits politiques de quelque importance aient continué d’être jugés devant des tribunaux militaires. Les jugements sommaires à l’encontre d’adversaires politiques tendaient à se modérer depuis l’entrée en vigueur du nouveau code pénal, promulgué le 23 décembre 1944. Le nonce avait exhorté tous les évêques espagnols à signer une pétition de clémence, qui fut remise au ministre de la Justice Eduardo Aunós, mais la hausse du nombre des exécutions ne devait s’infléchir qu’au printemps 1945, lorsqu’il était devenu clair que l’Espagne n’aurait à affronter aucune attaque militaire ; en effet, rien n’indiquait qu’une intervention étrangère en Espagne était sur le point de se produire, et la seule exigence qui fut adressée à Franco est celle de se retirer de la ville de Tanger, ce qu’il fera le 3 septembre 1945,.

#### Architecture institutionnelle du régime:Charte des Espagnols,loi sur le Référendumetloi de Succession

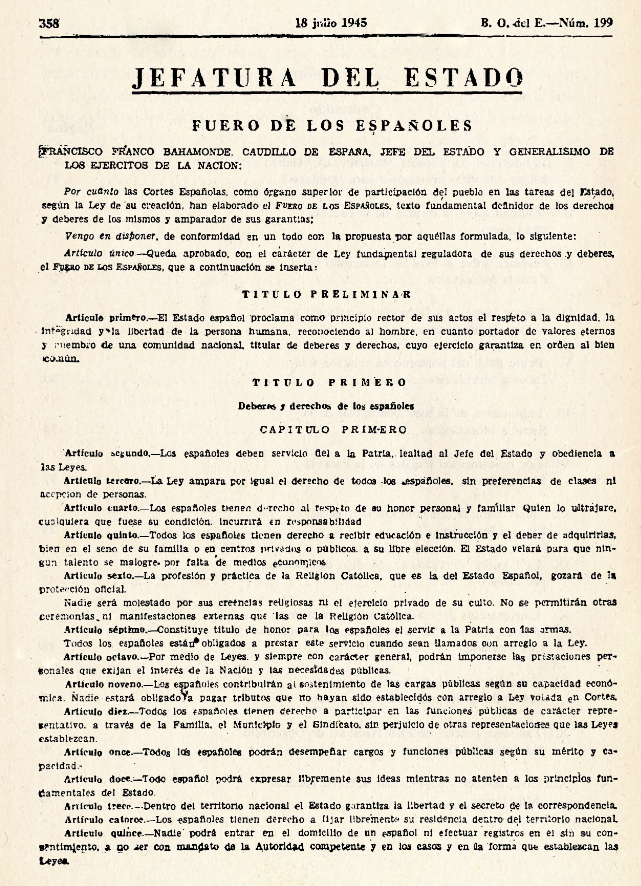
Fac-similé de la première page de la Charte des Espagnols, publiée dans le Bulletin officiel de l'État du 18 juillet 1945.

Pour donner au système une structure juridique plus objective et prévoir quelques garanties civiles de base, un ensemble de lois dites fondamentales furent promulguées. Il s’agissait en outre de renforcer l’identité catholique du régime et d’attirer les personnalités politiques catholiques, afin d’obtenir le soutien du Vatican et d’atténuer l’hostilité des démocraties occidentales. À cet effet, le régime s’appuierait moins sur le Mouvement national, sans pour autant le supprimer, et sans permettre l’émergence d’une organisation politique rivale. Par ces nouvelles lois, le régime se dotait des caractéristiques fondamentales d’une monarchie autoritaire, corporatiste et catholique, appuyé sur une structure de représentation indirecte et corporative, par opposition à un système représentatif direct et en accord avec le refus de Franco de « s’accrocher au char démocratique ». Ainsi fut adoptée le 17 juillet 1945 la Charte des Espagnols, troisième des Lois fondamentales (faisant suite à la Charte du travail, de 1938, et à la loi des Cortes, de 1942), qui, prenant appui en partie sur la constitution de 1876, définissait les « droits et devoirs des Espagnols », avec l’ambition de réunir les droits historiques reconnus par la loi traditionnelle. Elle garantissait certaines des libertés civiques communes dans le monde occidental, comme celle de résidence, le secret de la correspondance, et le droit de ne pas être détenu pendant plus de 72 heures sans être déféré devant un juge. C’est à Castiella que l’on doit l’article 12 qui prévoit la liberté d'expression, sous réserve de ne pas attaquer les principes fondamentaux de l’État, et l’article 16 sur la liberté d'association. Toutefois, ces libertés pouvaient être suspendues, notamment en vertu de l’article 33, qui stipulait qu’aucun des droits ne pouvait s’exercer aux dépens de l’« unité sociale, spirituelle et nationale » ; aussi, si le texte desserra quelques-uns des verrous installés lors de la guerre civile, chacune des ouvertures était en même temps assortie de restrictions telles qu’elles en devenaient inopérantes.
Le 22 octobre 1945 fut promulguée la loi sur le Référendum, qui établissait l’obligation d’une consultation populaire directe pour les textes concernant la modification des institutions, mais à la seule initiative du chef de l’État,.
La mise en place de ce que d’aucuns ont appelé le « constitutionnalisme cosmétique » fut complété par la nouvelle loi électorale pour les Cortes du 12 mars 1946 : elle maintenait les élections indirectes, contrôlées et corporatistes, mais renforçait la représentation des consistoires provinciaux et la participation syndicale. Aucune de ces réformes ne comportait de changement fondamental, mais composaient une façade de lois et de garanties dont les porte-voix du régime pourraient se prévaloir, quelque grand du reste que fût le décalage avec la réalité. Franco ne cessera de qualifier le régime de « démocratie populaire organique », formule qui allait être répétée, avec de nombreuses variantes, pendant les trois décennies suivantes. Les Cortes, composées de trois catégories de membres (procuradores), étaient élues au suffrage restreint et par degrés, et, n’ayant pas l’initiative des lois, ne faisaient qu’approuver, à quelques amendements près, tous les projets du gouvernement.
Après avoir été annoncée par Franco à toute l’Espagne par radio le 31 mars 1947, la Loi de succession du chef de l'État fut adoptée le 7 juin 1947, puis ratifiée par référendum le 7 juillet, pour entrer en vigueur le 26 juillet. Par cette loi, la monarchie fut proclamée par un texte où l’Espagne était définie comme « une unité politique, un État catholique, social et représentatif qui, en accord avec sa tradition, se déclare constitué en royaume », avec un régent à vie, Franco, doté du pouvoir extraordinaire de désigner son successeur. Il établissait un État confessionnel, et surtout la pérennisation de Franco comme chef de l’État. Il s’agissait non d’une restauration, mais de l’instauration d’une monarchie nouvelle ; en effet, il ne pouvait être question dans l’esprit de Franco de restaurer la monarchie car, en abandonnant le pouvoir et en quittant le pays, Alphonse XIII avait prononcé la déchéance et la fin de la monarchie constitutionnelle du XIXe siècle ; seul était désormais envisageable d’instaurer une monarchie nouvelle, « antilibérale et sociale », dont le modèle serait celle des Rois catholiques et des premiers Habsbourgs. La seule façon de retrouver une légitimité perdue serait pour Don Juan d’admettre que l'intronisation de son fils Juan Carlos soit subordonnée à l’adhésion de celui-ci aux principes du Mouvement et à sa personne. Afin de consolider cette loi de Succession, deux nouvelles institutions furent créées : le Conseil de régence, chargé d’assurer l’intérim pendant la transition vers le successeur de Franco, et le Conseil du Royaume, chargé d’assister le chef de l’État dans les questions et les prises de décision importantes relevant de sa seule compétence ; dirigé par le président des Cortes, le Conseil réunirait le plus haut prélat siégeant dans cette assemblée, le général le plus ancien, et le chef d’état-major, en plus de sept autres membres, et serait habilité à déclarer la guerre et à examiner toutes les lois votées par les Cortes. L’article 19 reconnaissait comme lois fondamentales de la nation la Charte des Espagnols, la Charte du travail et la Loi portant constitution des Cortes, la « présente loi sur la Succession », la loi récemment adoptée sur le référendum national, et toute autre loi qui pourrait être promulguée à l’avenir dans cette même catégorie. La loi de Succession fut approuvée à la quasi-unanimité par les Cortes, puis, en application de la loi sur le Référendum, soumise à référendum populaire, où elle obtint une approbation presque unanime : près de 90 % de la population se déplaça pour voter et le projet fut adopté par une majorité de 93 % des voix,. Ces deux nouvelles lois organiques ne changeaient pas fondamentalement la nature du régime qui restait autoritaire, catholique et national-syndicaliste.
L’une des premières mesures prises par Franco en sa qualité de représentant de la monarchie fut de créer en octobre 1947 de nouveaux titres nobiliaires en grand nombre, ce qui devait attester de sa nouvelle stature royale. Franco adopta aussi la coutume de marcher sous un dais porté par quatre prêtres quand il entrait dans une église, prérogative spéciale des rois d’Espagne, symbole le plus visible de la relation spéciale entre les deux institutions, malgré les réticences des évêques à lui accorder ce privilège,.

#### La question monarchique
Franco s’était avisé que l’issue la plus viable pour son régime était une monarchie combinant légitimité traditionnelle et traits autoritaires. Il ne s’attaquait jamais publiquement au principe royal et ne manquait jamais de se proclamer monarchiste. Cependant, souligne Andrée Bachoud,

« c’est au nom d’une vision idéale de la monarchie qu’il récuse le comte de Barcelone ou remet en question la gestion d’Alphonse XIII. Il se présente volontiers comme gardien d’une orthodoxie sacrée contre les déviations récentes de la monarchie parlementaire. […] La royauté selon Franco semble ressortir à un imaginaire emprunté aux romans de chevalerie, qui mêle au respect de la filiation royale l’exigence de qualités exceptionnelles, acquises et vérifiées à l’occasion d’épreuves qui marquent le roi d’un sceau religieux. »

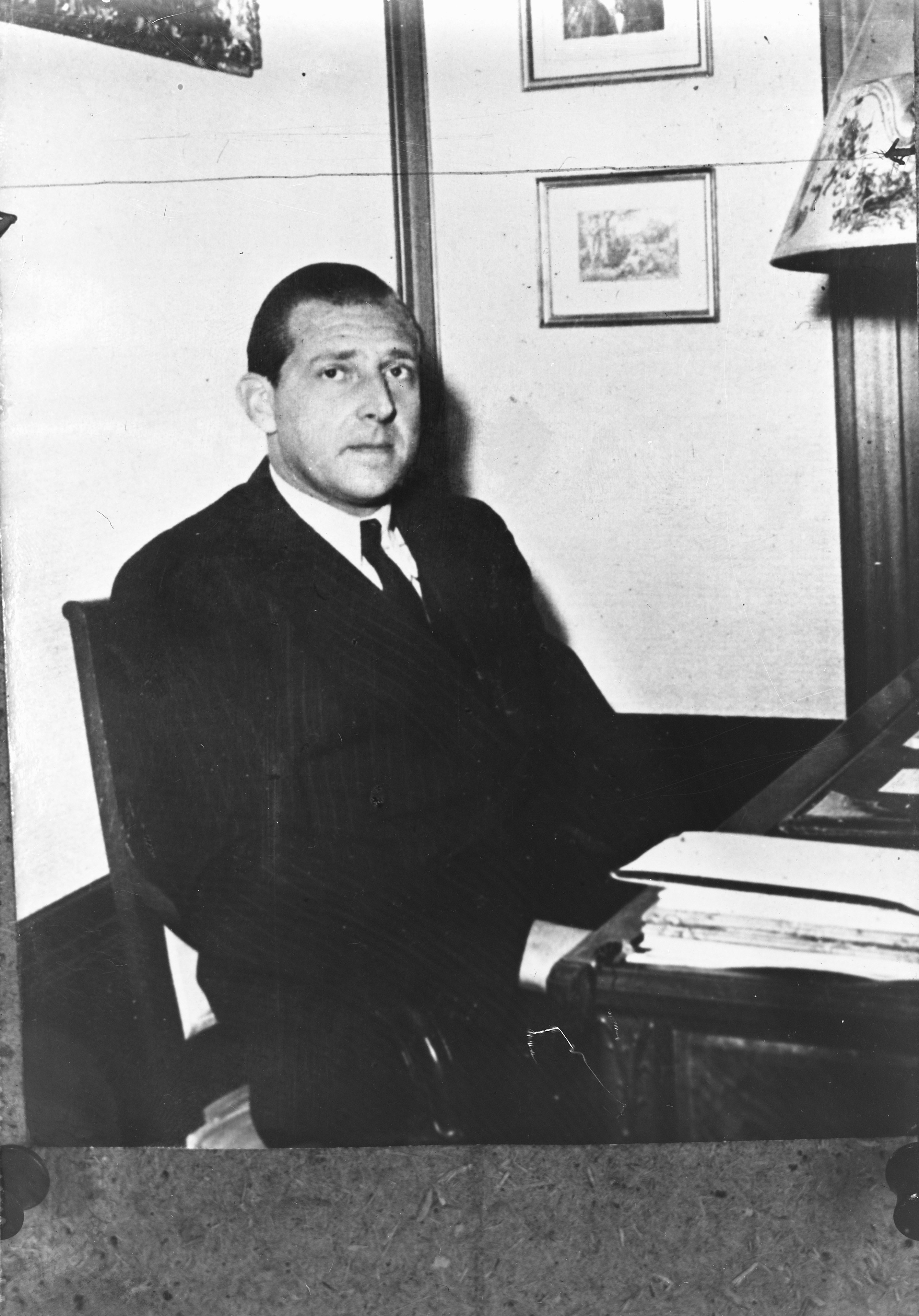
Juan de Borbón, comte de Barcelone en 1946.

D'autre part, il n’était pas assuré que l’idée monarchiste recueille l’adhésion d’une population ayant voté majoritairement pour la république en 1931, et que le peuple espagnol souhaite une restauration à travers un prétendant resté longtemps éloigné d’Espagne. De surcroît, Juan de Borbón, en attaquant le régime depuis son exil, avait suscité chez les Espagnols une rancœur ancestrale contre l’ennemi extérieur du Nord et un réflexe de dignité nationale qui jouaient en faveur de Franco. Fin 1945, don Juan précisa ses intentions dans un entretien avec la Gazette de Lausanne où il dit refuser un plébiscite organisé par Franco, s’engager à restaurer une démocratie libérale à l’image de l’Angleterre et des États-Unis, et prétendre « réparer le mal que Franco a causé en Espagne ». Il offrait l’alternative d’une « monarchie traditionnelle » et promettait « l’approbation immédiate, par vote populaire, d’une Constitution politique ; la reconnaissance de tous les droits inhérents à la personne humaine et la garantie des libertés politiques correspondantes ; l’établissement d’une assemblée législative élue par la nation ; la reconnaissance de la diversité régionale ; une large amnistie politique ; une juste distribution de la richesse et la suppression des injustes inégalités sociales […] ». En face, Franco quant à lui proposait, selon ses propres termes, « une démocratie catholique et organique qui dignifierait et élèverait l’homme, en garantissant ses droits intellectuels et collectifs, et qui n’admettrait pas son exploitation par le caciquat et les partis politiques traditionnels », assurant qu’il avait commencé à créer un État de droit. Franco ne se considérait pas comme un dictateur ; il se flattait de ne pas interférer personnellement dans le système judiciaire ordinaire, et assurait qu’aux Cortes les débats étaient libres. Il était convaincu que l’Espagne reposait sur les épaules du « massif de la race » et sur les classes moyennes, et le fait que l’opposition monarchiste recrutait dans les hautes sphères de la société ne faisait que le confirmer dans cette croyance. Les plus grandes réalisations de l’Espagne moderne étaient selon lui le fait de personnes des classes moyennes, ou même inférieures, qui avaient su prospérer.
Un ample front antifranquiste, regroupant des personnalités de gauche et de droite, soutenu financièrement par Joan March, s’était constitué. En février 1946, à la suite de rumeurs sur un accord entre don Juan, désormais installé à Estoril, et Franco, une lettre collective de soutien au comte de Barcelone, où les signataires se désolidarisaient de la politique totalitaire du Caudillo, fut rédigée et signée par 458 membres de l’élite sociale et politique espagnole, dont deux anciens ministres de Franco, 22 professeurs d’université etc., En réaction, Franco convoqua une réunion du Conseil supérieur de l’Armée, où il réaffirma qu'une monarchie correctement préparée et structurée, instaurée par lui en temps opportun, devait être le successeur logique de son régime, moyennant que ladite monarchie respecte les principes pour lesquels il avait lutté, et qu’en ces moments délicats et périlleux, la stabilité et la sécurité ne pouvaient être garanties que par la continuation de sa direction politique. Il semble qu’il ait pu compter sur l’appui des militaires, dont la majorité respectait son autorité ; nul en effet ne pouvait avoir intérêt à éconduire son commandant en chef en vue de telle ou telle expérimentation politique, au milieu de l’hostilité internationale et de l’offensive de la gauche en exil. Pour le reste, Franco se contenta de s’entretenir successivement seul à seul avec chacun d’eux, et d’éloigner pour quelques mois la tête de file monarchiste des militaires, le général Kindelán, désigné comme bouc émissaire, en le confinant dans les Canaries, puis exprima son mépris ostentatoire pour l’aristocratie ingrate et inutile,. Franco fit communiquer par son frère Nicolás que les relations avec don Juan étaient rompues, étant donné l’incompatibilité de leurs positions.
Don Juan publia le 7 avril 1947 le manifeste d’Estoril, où il dénonçait l’illégalité de la nouvelle loi de Succession, se désolidarisait du régime, et réitérait la nécessité de la séparation de l’Église et de l’État, de la décentralisation régionale, et du retour à un parlementarisme libéral. Les seuls appuis que ces propos reçurent sont ceux d’un regroupement des « Grands d’Espagne », soit d'une élite minoritaire. Du reste, par sa victoire au référendum sur la loi de Succession, Franco avait apporté un démenti formel aux exilés, avec l'arme de la consultation populaire. Par son Manifeste, Don Juan s’était selon Paul Preston éliminé lui-même comme possible successeur du Caudillo.
Ce nonobstant, le 25 août 1948, Franco eut une rencontre en haute mer avec le comte de Barcelone à bord de son yacht personnel, l’Azor, habituellement amarré dans le golfe de Biscaye. Pendant l’entretien, qui dura trois heures, don Juan accepta qu’à partir de novembre 1948 son fils Juan Carlos, alors âgé de dix ans, poursuive sa formation en Espagne,. D’autre part, Franco s’était rapproché de don Jaime de Borbón, frère aîné de don Juan, qui, sourd-muet, avait dû renoncer à la couronne mais laissait à présent courir la menace de se rétracter afin de préserver l’avenir de ses deux descendants mâles. Ainsi, pour Franco, brandissant la loi de Succession, le nombre de candidats au trône ne cessait-il d’augmenter. Cependant, l’essentiel pour lui était qu’il avait sous sa tutelle un roi potentiel qui va lui permettre d’établir la monarchie idéale, autour d’un enfant de sang royal, formé par les meilleurs maîtres, avec lui-même comme mentor.

### Décennie 1950: de l’isolement à l’ouverture internationale

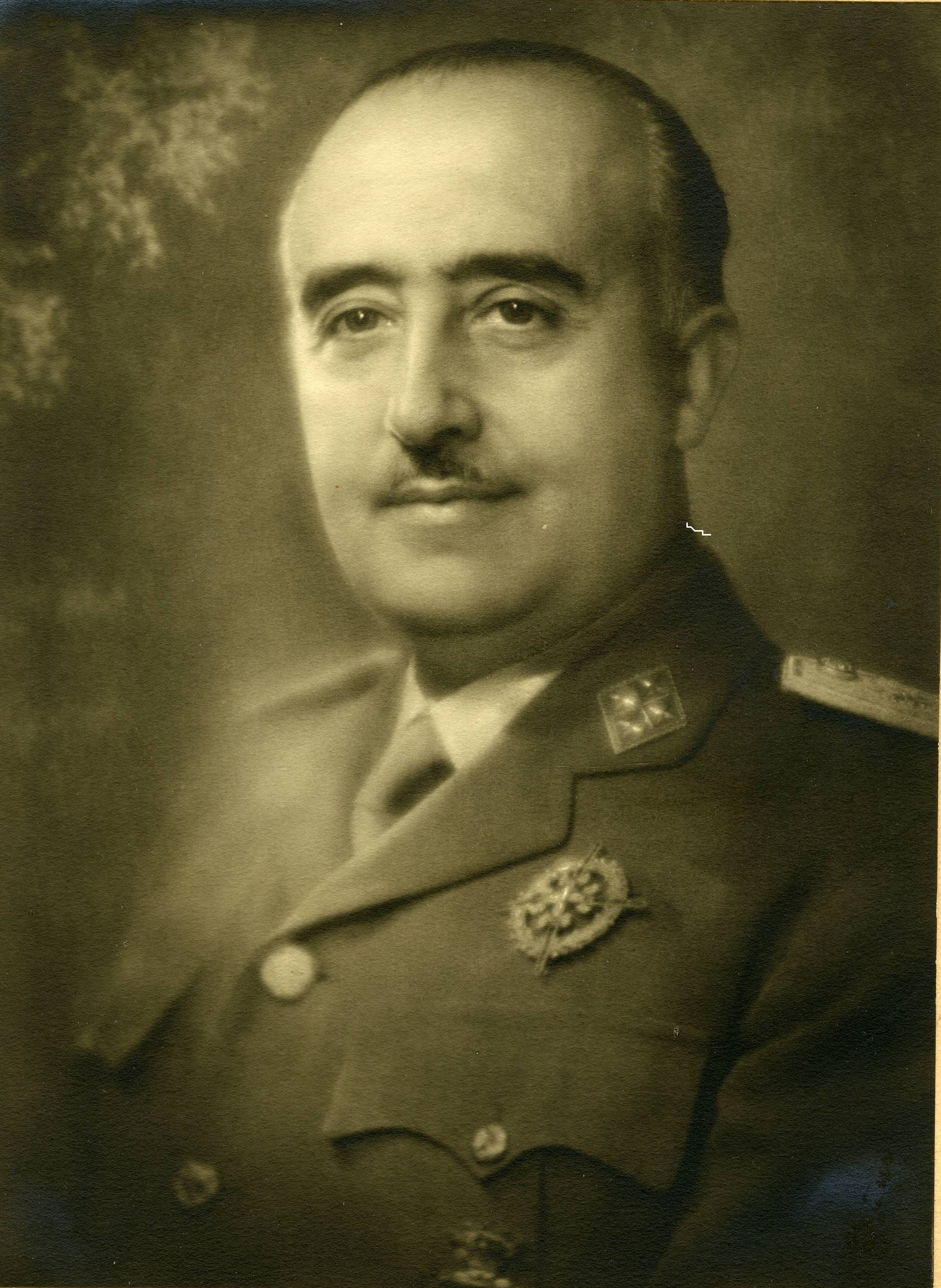
Franco arborant l'ordre de Saint-Ferdinand (1950).

#### Vie familiale et concussion

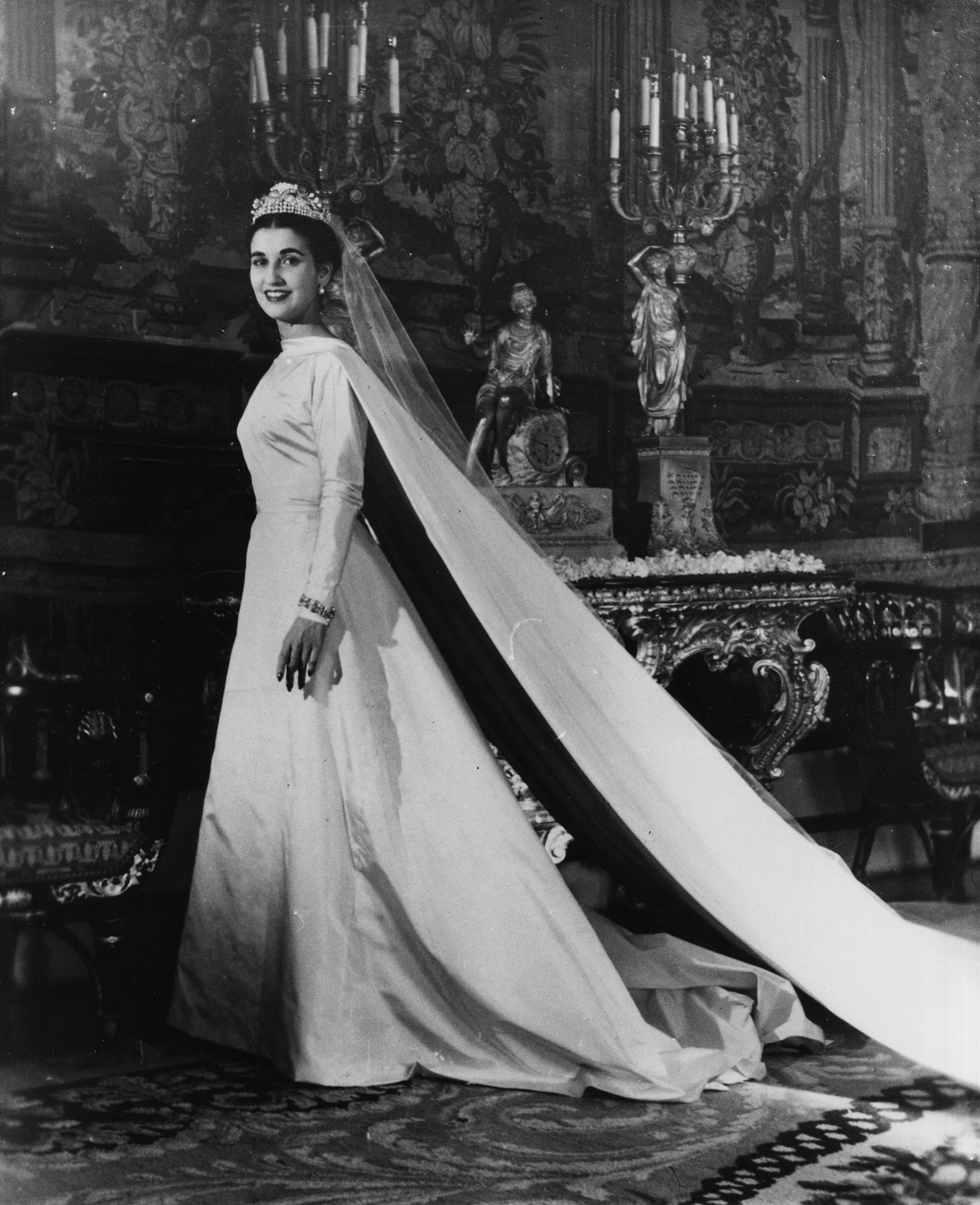
La fille de Franco, Carmen, lors de son mariage (10 avril 1950).

La décennie 1950 commença pour Franco par un heureux événement : les noces de sa fille Carmen avec Cristóbal Martínez-Bordiú, qui, célébrées le 10 avril 1950 dans la chapelle d’El Pardo, en présence de centaines d’invités, avaient l’allure d’une cérémonie royale. Le gendre, brillant médecin de 27 ans, originaire de Jaén, spécialiste en chirurgie thoracique, était descendant d’une famille noble aragonaise et porteur depuis 1943 du titre de marquis de Villaverde. Cette alliance conduira à la constitution d’un groupe d’influence dénommé le clan du Pardo, terme recouvrant la mainmise de la famille de Villaverde, en particulier ses trois frères et d’autres parents, sur un certain nombre de postes dans de grandes entreprises au cours des 25 dernières années de vie de Franco,.
Selon Ramón Garriga Alemany, c’est depuis ce mariage que l’esprit de lucre s’empara de tous les Franco, l’épouse Carmen Polo notamment commençant à se passionner pour les bijoux et les antiquités. Les rumeurs de malversation et d’escroquerie visaient tous les membres de la famille, plus particulièrement le frère de Franco, Nicolás, et son gendre. L’autarcie adoptée dans les premières années du franquisme, avec ses monopoles, les rigidités administratives de l’après-guerre civile, et la nécessité d’obtenir des autorisations et des subventions pour l’exploitation de secteurs convoités comme les mines, avaient servi de terreau au trafic d’influence et apporté des profits à une caste de privilégiés et à certains proches du régime. Franco, bien que sans doute informé, laissa agir son frère, et ne s’intéressa guère au comportement de ses ministres sous ce rapport, ne réagissant qu’en cas de révélations intempestives.
Franco lui-même ne s’est jamais adonné à la spéculation financière, car, confiant dans ses politiques publiques, il investissait ses propres deniers presque exclusivement dans des entreprises d’État, comme la compagnie Canal de Isabel II, la société pétrolière CAMPSA, la RENFE, l’Institut national de colonisation, les titres de la Banco de Crédito Local et les bons du Trésor. Dans la période qui va de 1950 à 1961, le total de ses fonds oscillait entre 21 et 24 millions de pesetas, répartis en parts presque égales entre livret d'épargne et investissements. Nul n’a pu apporter une quelconque preuve indiquant qu’il détenait un compte en Suisse ou dans un paradis fiscal.
Les problèmes de santé chroniques lui seront épargnés jusqu’à un âge avancé. La maladie de Parkinson fut diagnostiquée vers 1960, peu avant son 70e anniversaire. Si au début les symptômes étaient maîtrisables par des médicaments, on ne pourra dans la décennie suivante empêcher ses mains de trembler fortement, bien que sa lucidité n’en ait jamais été atteinte.
Son principal passe-temps était la chasse, et son intérêt pour ce loisir lui valut de nombreuses invitations de la part de personnes nanties ou en mal d’influence,. Selon certains auteurs, les activités cynégétiques du Caudillo, habituellement financées par des hommes d’affaires, étaient de véritables bourses d’affaires au cours desquelles des « chasseurs adulateurs » — industriels, négociants, importateurs et grands propriétaires fonciers — obtenaient des faveurs, des dérogations fiscales, ou des licences d’importation, manœuvres constitutives d’un système de corruption institutionalisée, dont Franco tirait un parti habile en s’informant ainsi des pratiques souterraines, plus ou moins avouables, mais aussi des hommes qui détenaient le pouvoir à l’échelon local, ; pour d’autres au contraire, ces « chasseurs adulateurs » s’en revenaient toujours bredouilles, Franco refusant tout net qu’on vienne l’importuner avec des questions économiques.
Malgré ses coutumes austères, Franco était devenu dans les années 1960 un grand consommateur de télévision et passait des heures devant deux téléviseurs allumés en même temps. Il lisait passablement beaucoup, principalement la nuit, et selon son petit-fils, sa bibliothèque personnelle finit par compter autour de 8 000 volumes. Dans la journée, il compulsait les dossiers préparés par ses ministres et jetait à l’occasion un coup d’œil sur le New York Times, considéré par lui comme la voix officieuse de la franc-maçonnerie.
Pendant 37 ans, il passa ses vacances d’été dans le castel galicien de Meirás, et aimait à naviguer sur l’Azor, ancien drague-mines, lent mais confortable, converti en bateau de plaisance et amarré dans le port de Saint-Sébastien. Il s’adonnait aussi à la peinture, créant la plupart du temps des natures mortes (de chasse, ou représentant des trophées de pêche), qui, bien qu’ayant vu le jour au Pardo, furent accrochées par Franco non pas dans les grands salons protocolaires du Pardo, mais dans le castel de Meirás.
Malgré ses nombreux voyages, il ne parvenait pas à être véritablement bien informé, ne parlant qu’avec un nombre restreint de personnes, qui presque toujours lui disaient ce qu’il désirait entendre. Même dans l’armée, ses contacts s’amenuisaient de plus en plus, et ses seuls collaborateurs personnels, — abstraction faite de Luis Carrero Blanco —, étaient des familiers, des proches parents, et une poignée de vieux amis d’enfance et de jeunesse.

#### Position internationale
Dans les années 1950, le climat créé par la guerre froide favorisa le rapprochement du régime franquiste avec les puissances occidentales, en particulier avec les États-Unis, dont le gouvernement était préoccupé au début de la décennie par la bombe atomique soviétique et par la victoire du maoïsme en Chine. Vu que l’adhésion de l’Espagne à l’OTAN restait bloquée par le refus des démocraties européennes, Franco se concentra à développer une relation bilatérale avec Washington et avait déposé ses espoirs de rapprochement avec Washington entre les mains de son ancien ministre des Affaires étrangères, l’affable José Félix de Lequerica, envoyé en 1948 dans la capitale américaine au titre d’« inspecteur d’ambassades », qui y accomplit un travail efficace, son Spanish lobby réussissant à gagner de plus en plus d’appuis auprès des congressistes conservateurs et catholiques, contre la ligne dure du secrétaire d’État Dean Acheson.
Franco pouvait jouer trois cartes : l’anticommunisme, la position géostratégique de l’Espagne, et le catholicisme. Devant l’expansion du communisme en Europe et en Asie, les militaires américains étaient de plus en plus en désaccord avec l’hostilité de Truman envers Franco. Bientôt, l’inquiétude que suscitaient entre 1948 et 1950 les avancées du communisme dans le monde poussa à la reprise des relations diplomatiques officielles. Franco se montrait conciliant sur les questions que les Américains considéraient comme essentielles, dont notamment l’intolérance qui frappait le protestantisme en Espagne ; sur ce point, Franco promit d’appliquer de la manière la plus large la Charte des Espagnols qui établissait la tolérance en matière religieuse. Concernant la défense, il marquait une préférence pour des accords bilatéraux avec les États-Unis plutôt qu’un système collégial. En novembre 1950, Truman consentit à l’Espagne un prêt de 62 millions de dollars. Dans les années suivantes, les Américains auront, à chaque nouvelle avancée du communisme, une raison supplémentaire de vouloir associer l’Espagne à la défense de l’Occident, en particulier lors de la guerre de Corée, qui accrut fortement la tension de la guerre froide et fut l’occasion pour Franco d’offrir son aide à Truman ; le monde se croyait alors au seuil de la troisième guerre mondiale, ce qui faisait de la stabilité de l’Espagne et de sa position géostratégique un point de la plus grande importance pour les puissances occidentales.
Le 4 novembre 1950, l’Assemblée générale des Nations unies vota en faveur de l’abrogation de la résolution de 1946 qui exhortait les États à rompre leurs relations diplomatiques avec l’Espagne, ce qui marqua la fin définitive de l’ostracisme. L’Espagne devint membre de plein droit de l’ONU et obtint une relative normalisation des relations diplomatiques et économiques avec les gouvernements sociaux-démocrates d’Europe occidentale. Le 27 décembre, les États-Unis envoyèrent enfin un ambassadeur à Madrid, Stanton Griffis, ce qui valait reconnaissance par la plus grande puissance mondiale,. L’amiral Sherman, chef de l’état-major américain, qui visita Madrid en février 1948 et noua à cette occasion une relation durable avec Carrero Blanco, représentait largement l’opinion militaire américaine par sa volonté de donner à Franco un rôle particulier dans la guerre froide,. Ainsi Franco put-il sortir de son isolement diplomatique sans avoir fait la moindre concession aux démocraties occidentales, les impératifs de la guerre froide l’ayant emporté sur les considérations éthiques.

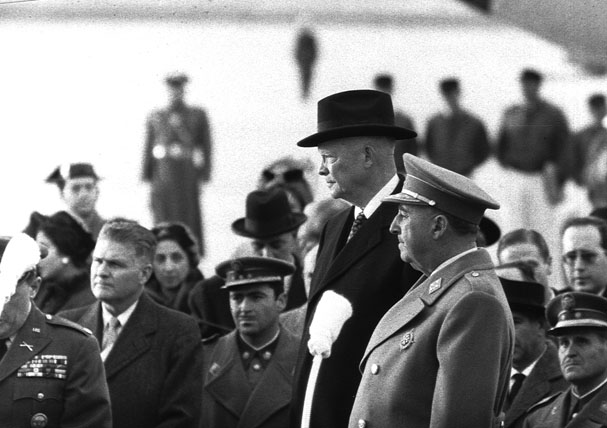
Franco à côté du président américain Eisenhower, lors de la visite de ce dernier en Espagne en décembre 1959.

Le gouvernement Eisenhower, plus bienveillant vis-à-vis de Franco, établit des relations nouvelles avec l’Espagne, assorties de programmes américains de formation et de spécialisation à l’intention des officiers espagnols, auxquels participeront 5 000 militaires au moins. Une alliance fut finalement conclue avec les États-Unis, sous les espèces des Accords de Madrid, signés le 26 septembre 1953, à l’issue de trois années de négociations ardues. En vertu de ces accords, l’Espagne reçut un armement moderne, destiné à remplacer le matériel de l’armée de terre et de la force aérienne, cette dernière ayant à peine été rénovée depuis 1939. L’aide économique se monta à 226 millions de dollars, somme en contrepartie de laquelle l’Espagne s’engageait à prendre des mesures pour libéraliser son économie, encore fortement régulée, ce à quoi les nouveaux ministres nommés en 1951 s’étaient déjà attelés à pas hésitants. Le troisième pacte prévoyait le droit pour les États-Unis d’établir sur le territoire espagnol quatre bases militaires, dont trois bases aériennes et une base de sous-marins. Les bases arboreraient le drapeau espagnol et seraient placées sous commandement conjoint espagnol et américain. Cet accord fut le coup de grâce pour l’opposition républicaine, même si un gouvernement en exil, renouvelé périodiquement,, mais que la France cessa de subventionner en 1952, continuera d’exister dans l’ombre à Paris.
Le 21 décembre 1959, Eisenhower rendit visite à Franco, ce qui était la première visite d’un président américain en Espagne et un nouveau coup de pouce à la position internationale du Caudillo,. Eisenhower fut reçu par Franco dans la base aérienne conjointe de Torrejón, après quoi les deux dignitaires firent leur entrée à Madrid en voiture décapotable, acclamés par une foule d’un million de personnes. Eisenhower resta fort impressionné par la capacité de Franco à mobiliser de telles multitudes. Au moment de se séparer, les deux se donnèrent l’accolade, qui fut opportunément captée par un photographe,. Ainsi Franco s’était-il mué de « bête fasciste » en « sentinelle de l’Occident », selon le titre de sa dernière biographie officieuse,.
En juin 1951, après l’arrivée au parlement d’une majorité de droite, la France aussi changea d’attitude : Antoine Pinay œuvra à réconcilier la France avec l’Espagne, et bientôt le gouvernement Pleven consentit à faire des concessions. À la Chute de la Quatrième République, Franco déclara :

« Avec l’effondrement de la Quatrième République française, ce ne sont pas les formes de la vie politique libre qui ont perdu leur prestige, mais une idéologie et une technique politique qui prétendent s’étendre aux dépens de l’autorité. Le jeu parlementaire est incompatible avec les nécessités les plus élémentaires de la vie nationale dans n’importe quel pays. »

Deux mois après l’accession au pouvoir de de Gaulle, avec qui Franco se sentait des affinités (par sa carrière, par la façon dont il s’était hissé au pouvoir, par ses rapports avec l’État et le peuple, par son affirmation de l’indépendance nationale), la détente fut établie entre les deux pays ; notamment, un accord fut signé sur une exploitation commune des gisements du Sahara. Franco démontra sa solidarité avec la politique française en Algérie en refusant une audience à Ferhat Abbas. En même temps, relève Andrée Bachoud, « chacun cherche une sortie honorable, c’est-à-dire négociée, en Afrique du Nord. Ni l’un ni l’autre n’ont les moyens de s’opposer de front aux positions américaines, favorables à la décolonisation. Ni l’un ni l’autre ne souhaitent une perte d’influence dans les pays arabes en s’engageant dans des combats perdus ». À partir de 1958, à l’initiative de Carrero Blanco et de Castiella, des concessions territoriales furent accordées (notamment, dès 1958, à Mohammed V, par la restitution de la zone de Tarfaya), cependant Franco resta intraitable sur les présides et sur Ifni.
Franco avait établi et maintenu des contacts permanents avec la plupart des pays de la Ligue arabe, et avait refusé de reconnaitre le nouvel État d’Israël, puis protesté en 1951 lorsque Jérusalem devint le siège du ministère israélien des Affaires étrangères. Franco, dans un de ses articles publiés sous le pseudonyme de Hakim Boor, disait qu’il fallait soutenir les efforts de la papauté pour obtenir un statut international pour Jérusalem. De telles idées eurent l’effet d’exacerber les tensions entre son régime et Israël, avec qui des relations normales ne pourront jamais être établies tant que vivra le Caudillo. Franco adressa un message chaleureux aux peuples arabes, insistant sur les liens historiques qu’ils avaient avec l’Espagne et sur leur commune renaissance : « Notre génération assiste à une résurgence parallèle des peuples arabes et hispaniques qui contraste avec la décrépitude d’autres pays ».

#### Décolonisation
Franco avait fini par admettre que le Protectorat prendrait un jour son indépendance, encore qu’il ait pensé que celle-ci n’adviendrait pas avant plusieurs décennies. L’Espagne cantonnait alors 68 000 soldats au Maroc. Si entre 1945 et 1951, sous le mandat de José Enrique Varela comme haut-commissaire, le nationalisme marocain avait été réprimé en coopération avec l’administration du Maroc français, le successeur de Varela, Rafael García Valiño, fournit au contraire protection et moyens d’action aux militants marocains, pour autant qu’ils dirigent leurs actions violentes uniquement contre la zone française. Lorsque la France déposa le sultan Mohammed V en août 1953, Franco, pris de court, manifesta son désaccord en octroyant une amnistie à tous les prisonniers politiques du protectorat et en accordant quelques mois après aux nationalistes marocains une audience où il blâma la décision française. Il autorisa les nationalistes marocains à utiliser Radio Tétouan pour s’adresser à leurs compatriotes. À cette époque, Franco espérait encore exploiter les erreurs et les difficultés de la France au Maroc pour y étendre son influence, mais sous-estimait la vigueur de l’anti-colonialisme en France. Après le rétablissement de Mohammed V à l’automne 1955, García Valiño poursuivit son double jeu, dans l’illusion que l’Espagne jouissait de quelque considération spéciale. Compte tenu des pressions soviétiques en Méditerranée et au Moyen-Orient, les États-Unis pressaient la France d’agir rapidement. Entre-temps, la revendication marocaine s’était étendue à la zone espagnole, avec les mêmes méthodes (attentats etc.) que celles employées naguère contre le protectorat français. Après l’indépendance de la zone française le 2 mars 1956, le haut-commissaire espagnol fit fermer les frontières de la zone espagnole pour parer à toute attaque éventuelle, pendant que Franco était tiraillé entre ses convictions de jeunesse et le réalisme politique qui le portait à céder aux revendications du Maroc indépendant. La politique de ressentiment contre la France s’était ainsi retournée contre les intérêts espagnols en Afrique du Nord. Dès les premiers signaux d’alerte indiquant que la France s’apprêtait à renoncer à son protectorat, Franco ne put faire autrement que d’assurer à John Foster Dulles que l’Espagne ferait de même. Franco se montra en privé très chagriné, voire ulcéré, par la perspective de perdre la pièce centrale de ce qui subsistait des possessions espagnoles d’outre-mer.
Mohammed V atterrit à Madrid le 5 avril, irrita les autorités espagnoles par son arrogance, et refusa de reconnaître le califat du Nord imaginé par Franco. Le Caudillo se vit contraint d’accepter le fait accompli et signa le 7 avril le traité d’indépendance du Maroc,, cédant aussi au Maroc la zone de Cap Juby, mais gardant, sous la pression de son entourage — Muñoz Grandes, Carrero Blanco, et les ministres des Affaires étrangères Artajo puis Castiella —, les présides Ceuta et Melilla, la petite zone d’Ifni (jusqu’en 1969), et le Río de Oro (jusqu’en 1976),. Au contraire de la France, qui avait su s’adapter à temps et nouer des relations positives avec le Maroc, Franco avait fort mal géré cette affaire et en sortit dépité.
Franco, conscient qu’Ifni serait impossible à conserver à long terme, put maintenir le statu quo durant onze ans encore, mais en juin 1969 le pavillon espagnol fut définitivement amené à Sidi Ifni. Une autre conséquence de ces événements fut la dissolution de la Garde maure, remplacée par des volontaires des régiments de cavalerie des différentes capitaineries.

#### Relations avec le Saint-Siège
Franco réalisa une identification mutuelle entre Église et État, une alliance étroite entre pouvoir politique et pouvoir religieux, que l’historiographie populaire de l’époque illustre abondamment, en particulier au travers de photographies où les évêques figurent au même titre que le Caudillo et les généraux vainqueurs au premier rang des cérémonies publiques. Devenus quasiment fonctionnels, les liens entre l’Église et la dictature se trouvaient d’ailleurs clairement affirmés dans le « serment de fidélité à l’État espagnol » prêté devant le Caudillo par les nouveaux évêques. Quoique les prélats n’aient pas tous été des partisans enthousiastes du régime de Franco (voir p. ex. le cas du cardinal Segura, qui abhorrait le fascisme, mais qui professait un intégrisme d’un autre âge), la hiérarchie catholique fut ferme et sincère dans son soutien, et le principal appui dans les années de l’isolement international. Si les avantages pour l’Église étaient évidents, réciproquement, les liens avec l’Église servaient Franco et son régime sous plusieurs aspects. Le principal bénéfice était d’aider le régime à asseoir sa légitimité et à élargir la base populaire qui l’appuyait. En outre, l’idéologie du régime fut en grande partie élaborée par l’Église, et les représentants de l’Église apportaient personnellement leur concours à l’œuvre de légitimation doctrinale du pouvoir par une véritable surenchère vis-à-vis de l’autre officine idéologique de la dictature qu’était la Phalange. L’Action catholique aussi collabora à la justification du pouvoir établi, en se transformant en appareil d’encadrement complémentaire ou rival des organisations phalangistes. Enfin, ces liens avec l’Église fournissaient une source de nouveaux cadres, où puiser du personnel politique de niveau. Mettre l’accent sur le catholicisme était aussi la première stratégie mise en œuvre pour obtenir la légitimité internationale.
Le 27 août 1953, le Concordat avec le Vatican, réclamé par Franco depuis la fin de la guerre civile, fut enfin signé, ce qui conforta l’ouverture internationale de l’Espagne. Peu après, le pape Pie XII décora Franco de l’ordre du Christ. C’est, selon Andrée Bachoud, « la première très grande consécration de Franco, l’aboutissement naturel d’une entente exceptionnelle, y compris dans l’histoire de la très catholique Espagne, entre le chef d’État et l’Église ». Tout ce qui avait été accordé à l’Église depuis le début de la guerre civile fut maintenu et amplifié : exemptions fiscales, versement d’un traitement aux prêtres, constructions de lieux de culte, respect des fêtes religieuses, liberté de la presse pour l’Église et censure ecclésiastique des autres publications, par quoi la presse catholique jouissait d’une liberté supérieure aux autres. Les membres du clergé bénéficiaient d’une immunité judiciaire ; aucun d’entre eux ne pouvait être poursuivi pénalement sans autorisation de l’autorité ecclésiastique, et le jugement ne pouvait être public. L’État s’engageait à soutenir les écoles religieuses et à rendre l’enseignement de la religion obligatoire dans tous les établissements, publics et privés,. Franco affichait sa ferveur religieuse, accompagnant doña Carmen aux offices et rappelant sans cesse le rôle de la divine Providence dans sa durable réussite.

#### Politique intérieure: montée en puissance destechnocrates
À l’intérieur, les protestations allaient s’amplifiant contre la situation économique et la cherté de la vie. L’une des premières épreuves du régime fut la grève des traminots et des usagers des transports publics contre l’augmentation des tarifs à Barcelone en mars 1951, qui s’accompagna d’une manifestation de centaines de milliers de personnes, et révéla l’existence d’une opposition capable de s’organiser. Les tarifs des transports publics furent ramenés à leur taux initial ; encouragée par cette première victoire, une grève générale fut déclenchée. Franco dépêcha des troupes pour faire cesser le désordre, mais le préfet militaire de Barcelone, le monarchiste Juan Bautista Sánchez, décida de les consigner dans leur caserne, évitant ainsi un affrontement sanglant. Après le remplacement du préfet par le général Felipe Acedo Colunga, et plus de 2 000 arrestations, le travail reprit, mais la participation d’une nouvelle organisation d’inspiration catholique, la HOAC, attesta que le front catholique présentait des fissures. Le mois suivant, par une grève affectant près de 250 mille personnes, le Pays basque connut à son tour la paralysie. De nouveau, des phalangistes et des catholiques, et même certains patrons, se rangèrent du côté des grévistes. Franco s’avisa alors que seule une plus grande prospérité économique, certes dans le cadre conservateur du régime, serait à même de corriger certains déséquilibres.
Le 18 juillet 1951, Franco remania son gouvernement : Carrero Blanco fut promu ministre de la Présidence, Joaquín Ruiz-Giménez Cortés nommé ministre de l’Éducation, Agustín Muñoz Grandes ministre des Armées, Manuel Arburúa se vit confier le portefeuille du Commerce au détriment de Suanzes, Joaquín Planell celui de l’Industrie, et Gabriel Arias-Salgado prit la tête du ministère — fraîchement institué — de l’Information et du Tourisme. Dans ce nouveau gouvernement, l’essentiel du dispositif resta en place : des catholiques, des phalangistes, des militaires liés au Caudillo par une vieille amitié, dans des proportions à peine changées par rapport au précédent gouvernement ; mais Carrero Blanco, dont la présence et le rôle s’affirmaient chaque jour davantage, fut élevé au rang de ministre, de sorte qu’il pouvait assister à tous les conseils ministériels. Aussi l’existence d’un tandem complémentaire Franco/Carrero Blanco se dessinait-il avec de plus en plus d’insistance ; cette collaboration étroite n’était pas de nature amicale, mais basée sur des relations purement hiérarchiques. Carrero Blanco s’appliquait à rédiger de longs rapports à l’attention de Franco, qui les lisait, puis méditait longtemps avant de se décider de suivre ou non les conseils de son « éminence grise ».

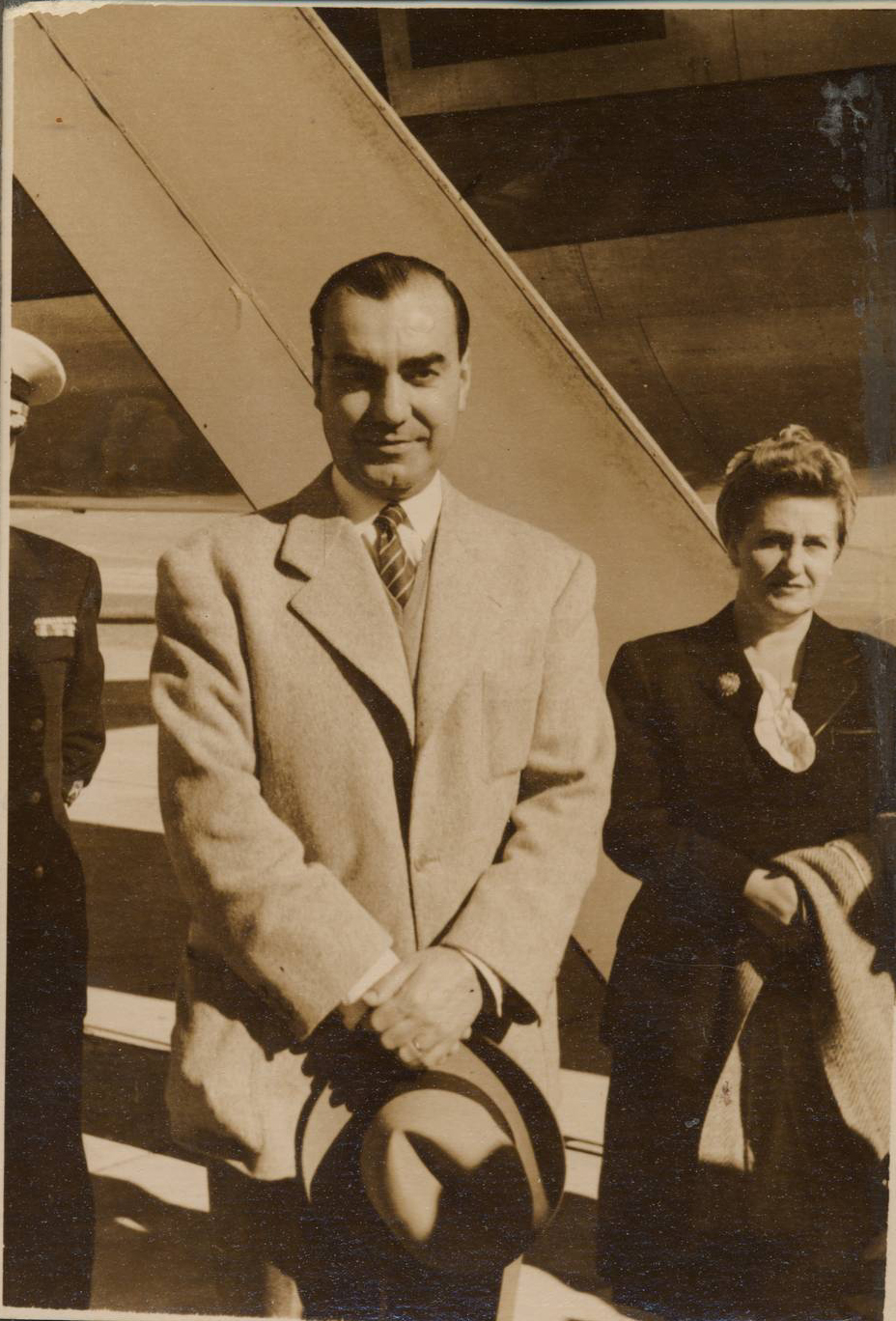
Luis Carrero Blanco.
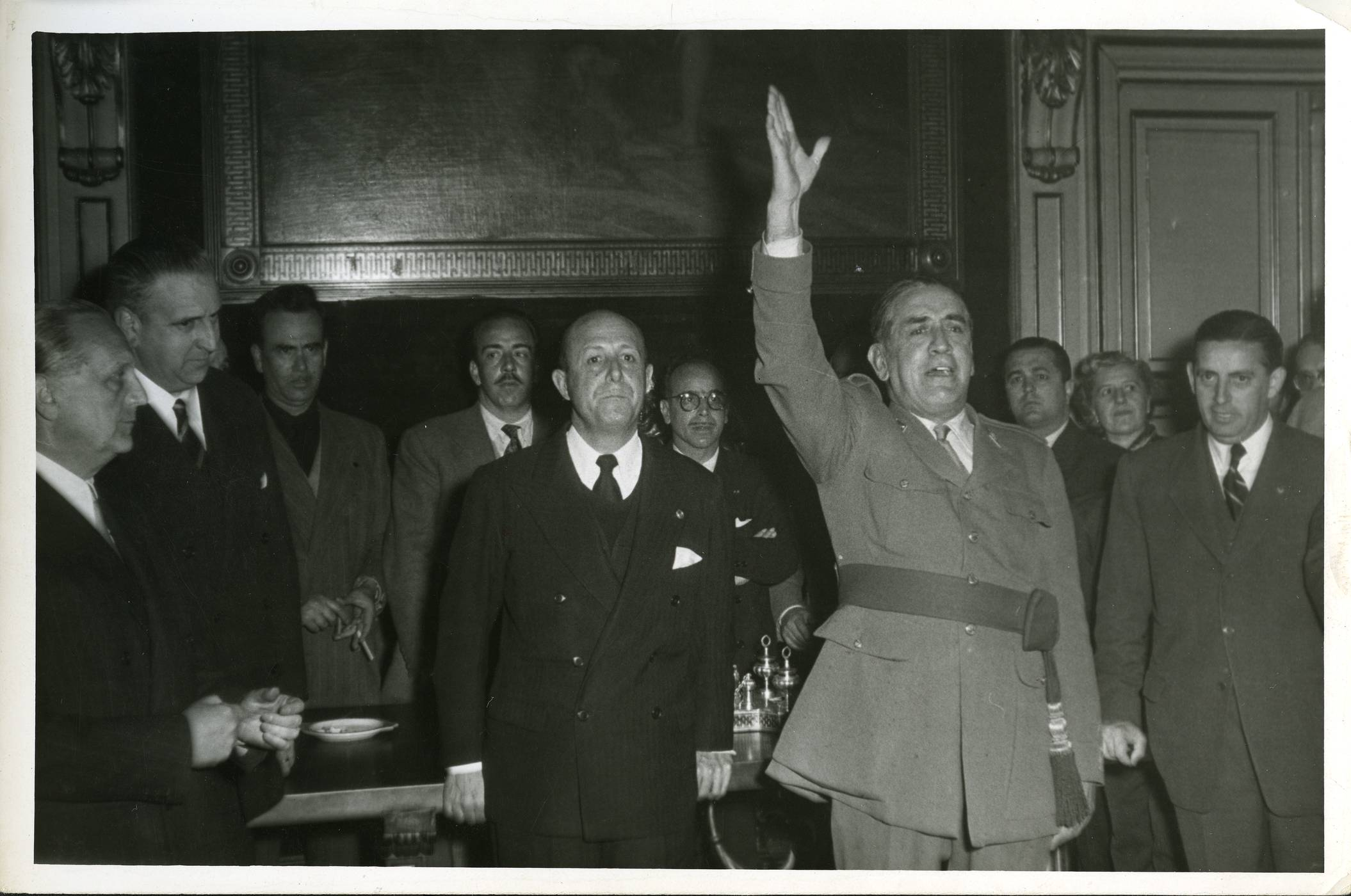
Agustín Muñoz Grandes (le bras levé).
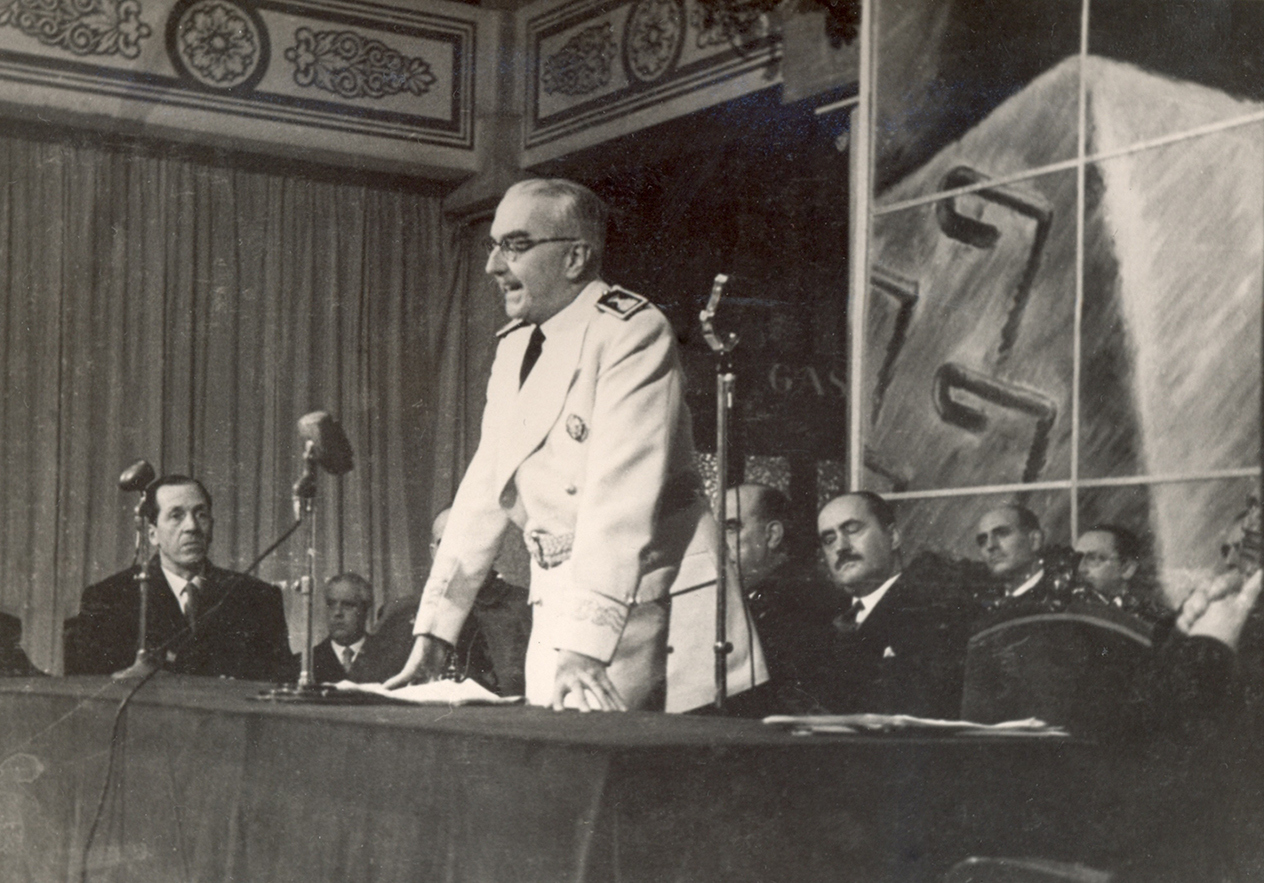
Joaquín Planell.
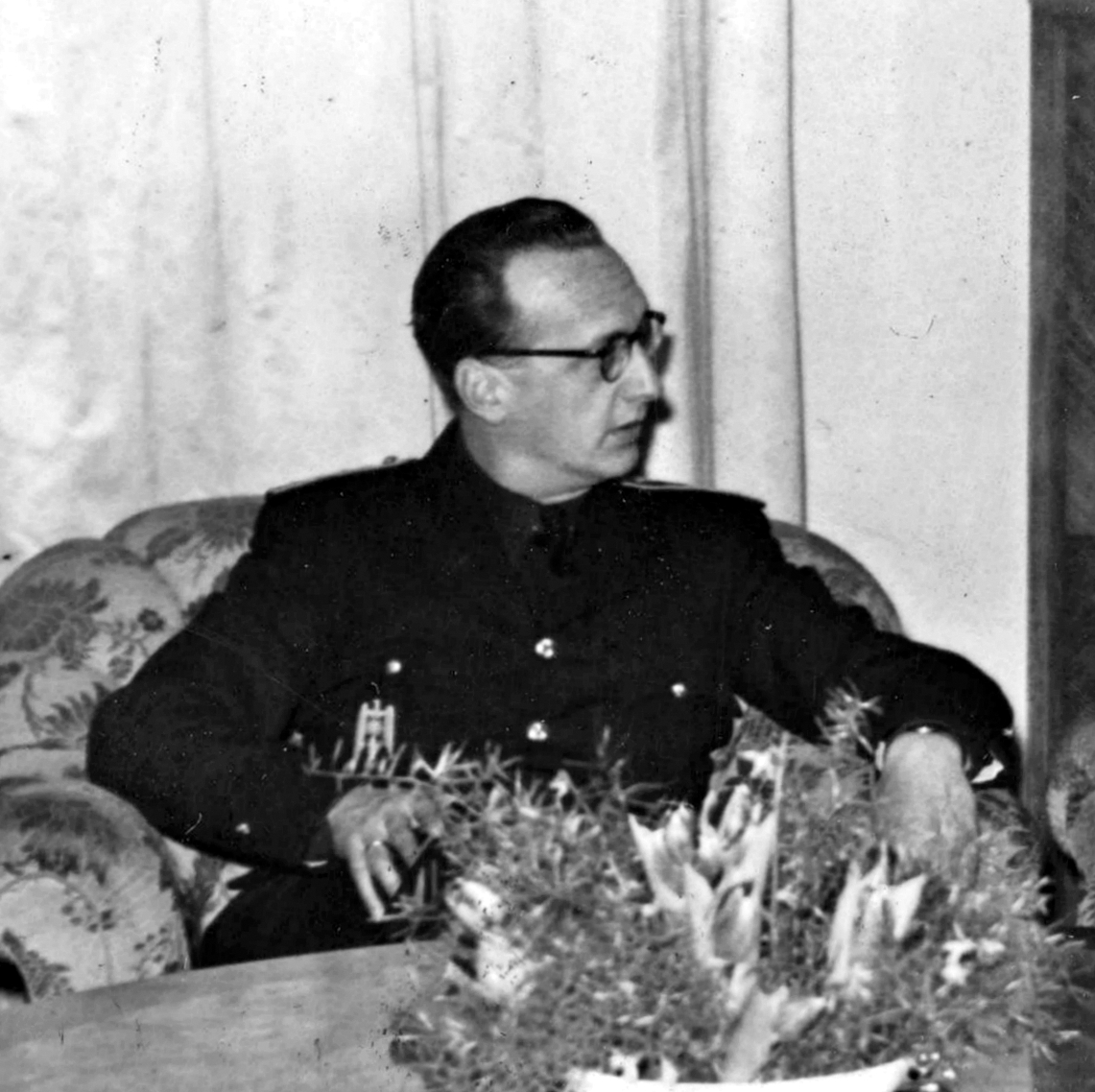
Gabriel Arias-Salgado y de Cubas.

La nouvelle équipe, qui avait pour mission de réaliser le développement économique de l’Espagne sans pour autant altérer la nature fondamentale du régime, engagea une timide ouverture de l’économie vers l’extérieur, selon un processus graduel qui s’accompagnait d’une discordance croissante entre Franco et son régime. Arburúa en particulier ébaucha la libéralisation du marché extérieur, notamment des importations, accorda au secteur privé des facilités de crédit jusqu’alors réservées au secteur public, et s’efforça d’établir dans le secteur industriel une complémentarité entre l’INI et les entreprises privées. Girón commit l’erreur, dans l’espoir d’obtenir l’adhésion ouvrière au régime, d’imposer par décret, aux moments les moins opportuns, des augmentations de salaire importantes, dont le résultat fut l’envol de l’inflation, annulant, malgré les mesures de contrôle des prix, le bénéfice des hausses salariales et déclenchant des grèves sporadiques à Barcelone en mars 1956.
En novembre 1954, des élections municipales restreintes eurent lieu à Madrid, les premières depuis la guerre civile,. Cette timide tentative de démocratisation avait été rendue possible par de nouvelles dispositions prescrivant que l’élection d’un tiers des conseillers municipaux de Madrid soit soumise aux suffrages des chefs de famille et des femmes mariées. La liste électorale du Mouvement se trouva confrontée à une liste Indépendante et à une autre créée par les monarchistes. Ces derniers remportèrent quelques succès appréciables, 51 mille voix s’étant portées sur eux, contre 220 mille sur le Mouvement. Au moment où les phalangistes s’affrontaient aux monarchistes, mieux organisés et en progression dans la haute aristocratie et chez certains catholiques, Franco privilégiait toujours ses véritables soutiens et choisit p. ex. de célébrer l’anniversaire de la mort de José Antonio en costume de la Phalange. D’ailleurs, et au rebours de la défascisation amorcée en 1943, Franco remit en exergue le Mouvement « occulté », jugeant indispensable l’appui de celui-ci comme élément actif de mobilisation. Le Mouvement gardait sa position officielle, lors même qu’il ne cessait de perdre des membres et que son noyau le plus orthodoxe se déclarait « contre la monarchie bourgeoise et capitaliste ».
La Commission des Affaires économiques, que présidait Carrero Blanco, devait, en dépit de l’autonomie officielle dont elle jouissait par rapport aux pouvoirs du chef de l’État, soumettre ses décisions à l’approbation du Caudillo. Celui-ci p. ex. opposa son véto à un projet de Carrero Blanco prévoyant la nomination par lui des 150 membres qui composeraient un Conseil national chargé de vérifier la conformité de toute nouvelle loi avec les principes du Mouvement ; en effet, si Franco consentait à déléguer, il voulait continuer à avoir le dernier mot, de sorte que les décisions soient en accord avec ses propres principes fondamentaux. Cependant, Franco tendait à s’éloigner de plus en plus de la politique active, préférant se centrer, en sa qualité de chef d’État, sur les cérémonies protocolaires, en même temps qu’il s’adonnait davantage à ses passe-temps favoris. À partir d’octobre 1954, le cousin Pacón consigna par écrit ses conversations avec le Caudillo ; ses notes montrent le mécontentement de nombreux officiers supérieurs qui reprochaient à Franco de se détourner des affaires de l’État, et surtout d’avoir quitté leur monde. Chaque ministre agissait à sa guise et Franco paraissait peu se soucier des actions des personnages qu’il avait mis en place. Muñoz Grandes notamment n’était pas très rigoureux ni efficace dans sa mission de gérer les forces armées espagnoles, qui ne cessaient de péricliter jusqu’au moment où elles reçurent l’aide américaine. Nombre de plaintes concernant la négligence de Muñoz Grandes parvinrent à Franco, mais le principal critère de celui-ci était la loyauté politique, qui, dans le cas de Muñoz Grandes justement, n’était pas en cause. Du reste, depuis la fin de la guerre civile, et plus encore après la Seconde Guerre mondiale, Franco ne manifestait plus guère d’intérêt pour les institutions militaires.
Dans les années 1950, des débats passionnés avaient lieu dans les jeunesses phalangiste, catholique et monarchiste, et des groupes se constituaient hors du cadre officiel, dont notamment la Nouvelle Gauche universitaire et le Front de Libération populaire (FLP, surnommé el Felipe). Pendant que les jeunes catholiques militaient pour une monarchie démocratique, les étudiants phalangistes professaient leur préférence pour une république autoritaire et leur refus de toute restauration, et s'impatientaient de voir enfin mise en œuvre la justice sociale, élément central dans la doctrine de José Antonio. Le 4 février 1956, la Phalange perdit les élections universitaires, et le 8, à la faculté de droit de Madrid, éclataient des échauffourées où un jeune phalangiste fut blessé, apparemment par un autre phalangiste. Feignant d’ignorer ce dernier détail, Franco, particulièrement irrité par la dissidence de la jeunesse lorsqu’elle trouvait son origine dans les familles de personnalités du régime (s’y trouvaient en effet impliqués des enfants et neveux des vainqueurs de la guerre civile, tels que Alfredo Kindelán, Rubio, etc.), reprit alors les choses en main, suspendant les rares libertés énoncées dans la Charte des Espagnols, et limogeant le ministre de l’Éducation ainsi que le secrétaire général du Mouvement — façon typique de Franco de renvoyer les protagonistes dos à dos. Selon Javier Tusell, Franco « n’a plus besoin du groupe catholique collaborationniste qui l’avait accompagné à partir de la crise de juillet 1945 » et qui lui avait assuré sa respectabilité à l’extérieur. Le remaniement ministériel de février 1956 déboucha sur un arbitrage en faveur de la Phalange, par quoi Franco entendait satisfaire la jeunesse phalangiste tout en la remettant au pas,, et consolider son régime face à une situation où la Phalange, en dépit de ses airs belliqueux, se faisait sans cesse plus faible et où les monarchistes intensifiaient leur activité, ainsi que les dirigeants catholiques, et où même l’opposition de gauche commençait à redonner des signes de vie. Le changement le plus important de son nouveau gouvernement fut de remettre Arrese au poste de secrétaire général du Mouvement. En outre, un groupe de jeunes dirigeants du Mouvement fut promu à cette occasion, dont Jesús Rubio García-Mina, Torcuato Fernández-Miranda et Manuel Fraga Iribarne.
Le 26 janvier 1957, Carrero Blanco soumit à Franco un rapport exposant sa solution à la crise. Selon lui, il y avait lieu de reléguer davantage encore le Mouvement et à nommer de nouveaux ministres hautement qualifiés capables de traiter des matières aussi complexes que la croissance économique ou le développement. Franco, dans une sorte de fuite en avant, choisit alors de faire appel à une équipe d’experts adeptes du libéralisme économique. Le 22 février 1957 eut lieu un remaniement gouvernemental de grande portée, une « nouvelle donne » (selon le mot de Bennassar), en ce sens qu’il consacra l’arrivée à des postes importants des dénommés technocrates, qui, pour la plupart liés à l’Opus Dei, furent chargés de libéraliser l’économie espagnole et de permettre une plus grande ouverture ; ce sont nommément : Camilo Alonso Vega, nommé ministre de l’Intérieur, Antonio Barroso, désigné ministre des Armées, Fernando María Castiella, nommé aux Affaires extérieures, Mariano Navarro Rubio, aux Finances, et Alberto Ullastres, au Commerce,. Ces technocrates avaient été qualifiés ainsi parce que, selon Ullastres, « nous n’étions ni phalangistes, ni démocrates-chrétiens, ni traditionalistes. […] Nous avons été appelés parce que les politiques n’entendaient rien à l’économie, qui était alors pratiquement une science neuve en Espagne ». En outre, un Office de coordination et de planification économiques fut institué et placé sous la direction de Laureano López Rodó, membre de l’Opus Dei, qui présentait l’avantage d’être catalan, à un moment où Carrero Blanco tentait de calmer le jeu dans une Catalogne en effervescence, et qui tâcha, en collaboration avec les ministères économiques, d’impulser l’économie espagnole, ce qui se traduira par le Plan de stabilisation de 1959,. Carrero Blanco, qui menait de plus en plus la politique du régime, fut sans doute à l’origine du choix du nouveau ministère. Le dosage habituel entre les diverses forces du régime avait été bouleversé aux dépens de la Phalange qui ne conservait que les seconds couteaux, ce remaniement marquant la fin de la nomination de figures de la vieille garde phalangiste dans les grands ministères. Ainsi, Franco destitua Girón après 16 années comme ministre du Travail, et relégua Arrese au nouveau ministère du Logement, où il ne restera qu’un an. Réticent à privilégier un autre groupe de pouvoir, comme les monarchistes ou les catholiques, Franco composa un gouvernement où les titulaires des ministères clef étaient choisis en fonction de leur compétence professionnelle et non de leur allégeance politique. Avec le déclassement définitif de la Phalange-Mouvement, Franco mit de côté le soubassement politico-idéologique originel du régime, et au fil du temps, le régime allait pencher de plus en plus vers l’« autoritarisme bureaucratique », sans socle politique et idéologique nettement défini, et aussi sans perspectives clairement dessinées. Pourtant, en juin 1957, lors d’une réunion du Conseil national de la FET, Franco confirma le rôle central du Mouvement dans les structures prévues pour sa succession.

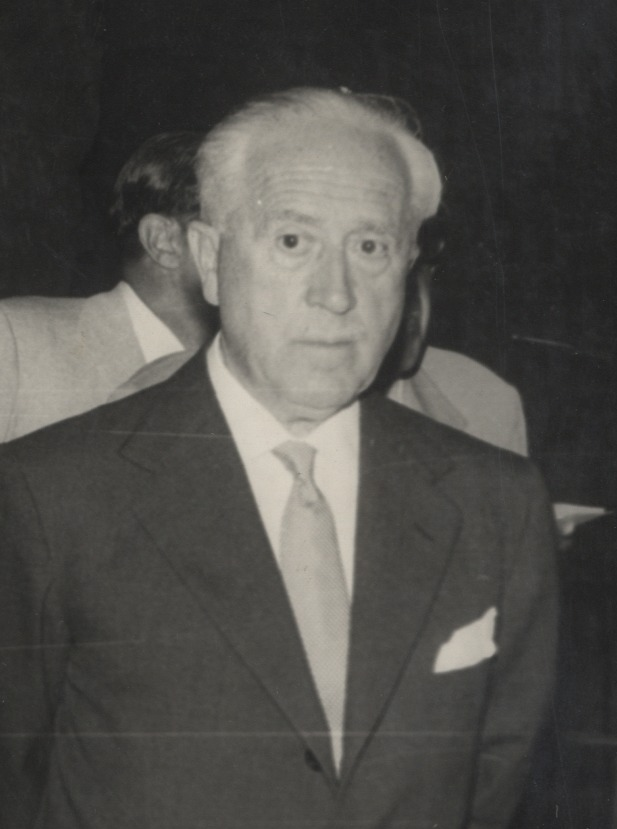
Camilo Alonso Vega.
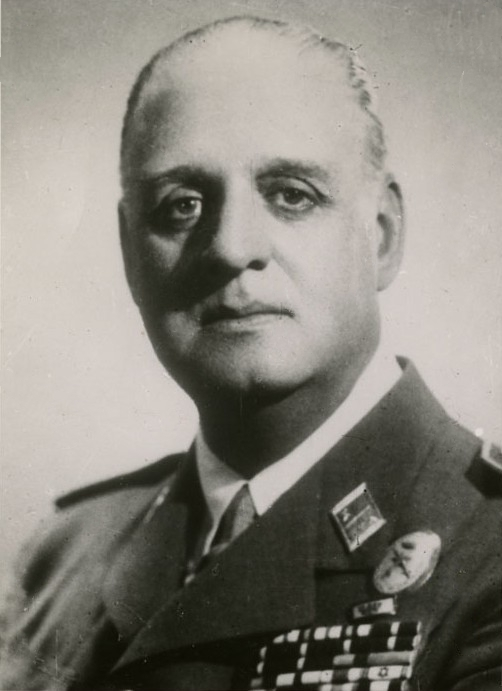
Antonio Barroso y Sánchez Guerra.
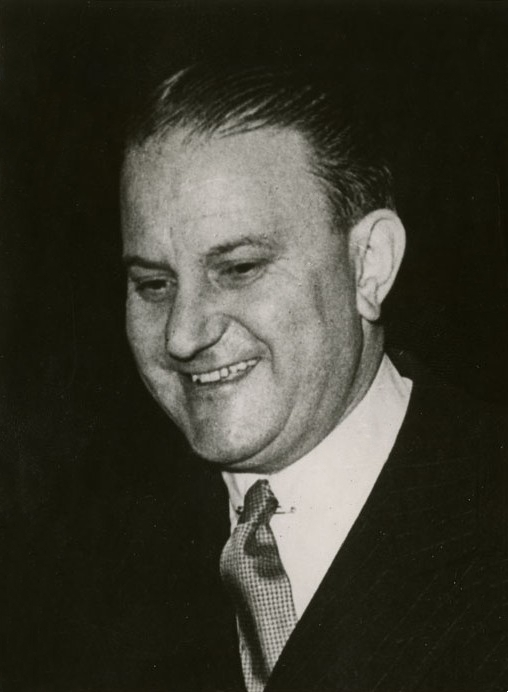
Fernando María Castiella.
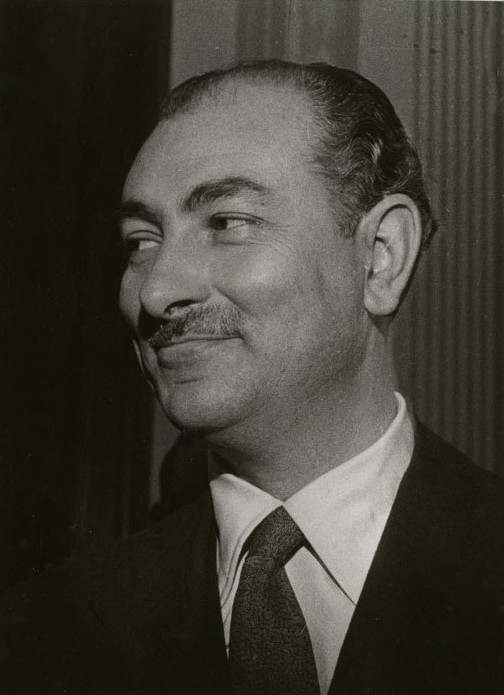
Mariano Navarro Rubio.

L’arrivée au gouvernement de Navarro Rubio et d’Ullastres, et les plans de 1957 et 1958 donnèrent le signal d’un décollage économique auquel Franco ne croyait pas et dont il n’avait pas compris le mécanisme. Pour Bennassar, « la désignation des technocrates est significative de la manière de gouverner de Franco à ce stade de sa carrière : il ne savait pas ce qu’il fallait faire, mais il savait trouver ceux qui étaient capables de le faire. […] Ce sont ces transformations quasi souterraines, dont Franco lui-même ne mesura pas toute l’ampleur, qui rendront possible le succès de la transition démocratique ». Pour Andrée Bachoud, le changement de gouvernement de février 1957 fut la première et dernière occasion pour Franco d’intervenir en véritable homme d’État ; par la suite, la nouvelle équipe aura l’habileté de le démettre subrepticement de nombre de ses prérogatives.
Les ministres et les principaux hauts fonctionnaires disposaient presque toujours d’une liberté de mouvement pour diriger leur département, moyennant qu’ils suivent les directives du régime. Lequerico p. ex. opinait qu’« un ministre de Franco était comme un roitelet qui faisait tout ce qu’il voulait sans que le Caudillo interfère dans sa politique ». Cette relative autonomie était assortie chez Franco d’une cécité pour les infractions administratives et la corruption, du moins dans les premières phases du régime. De façon générale, Franco était correct dans ses manières, mais se montrait rarement cordial, sauf lors de réunions informelles ; il acquit avec le passage des ans une conduite arrogante et sévère, et ses pointes d’humour se faisaient de plus en plus rares et ses mots d’éloge de plus en plus parcimonieux. Quand Franco provoquait une crise de gouvernement ou qu’il destituait tel ministre, les intéressés en étaient informés par un avis laconique, remis par une estafette à moto. Le comportement austère qu’il avait eu pendant des décennies au sein de l’armée avait fini par déteindre sur sa façon d’affronter les situations délicates. Il ne s’énervait jamais, et il était extrêmement rare de le voir se mettre en colère.
Les réunions du Conseil des ministres suivaient une étiquette rigoureuse et convenue, qui établissait entre Franco et ses ministres une distance rappelant celle entre le monarque et les grands vassaux, et devinrent célèbres pour leur durée marathonienne et leur style spartiate. Dans les années 1940, il dirigeait la discussion et parlait longuement et intensément, se lançant dans des péroraisons et errant d’un sujet à l’autre. Mais il devint progressivement plus taciturne, et finit par tomber dans l’extrême opposé, c’est-à-dire parlant très peu,. L’intérêt et les connaissances de Franco dans les sujets de gouvernement étaient très inégaux. Dans les dernières années, son attention était fort variable. Les sujets administratifs ordinaires ne paraissaient pas l’intéresser du tout, et il n’intervenait que très peu dans les discussions, si animées soient-elles. À l’inverse, son intérêt était vivement éveillé par certaines autres matières, telles que la politique extérieure, les relations avec l’Église, l’ordre public, les problèmes liés aux médias, et les sujets en rapport avec le monde du travail.
Le mois de mai 1958 vit la résurgence d’importants mouvements sociaux, en Catalogne d’abord, au Pays basque ensuite, menés par les Commissions ouvrières, syndicats clandestins constitués à l’origine par des ouvriers catholiques, bientôt rejoints par des militants communistes. D’autres revendications inquiétaient le régime, telles que l’affirmation d’une identité basque et catalane, qui bénéficiait de l’appui des ecclésiastiques locaux.
Valle de los Caídos, le grand monument du régime franquiste, fut inauguré le 1er avril 1959. Lors d’une cérémonie fastueuse, Franco prononça un discours passablement revanchiste, rappelant que l’ennemi avait été forcé de « mordre la poussière de la défaite »,, et signalant aussi que c’était là qu’il souhaitait lui-même être enterré.

#### Remodelage institutionnel:loi sur les Principes fondamentauxetloi sur les Principes du Mouvement
Le 17 mai 1958 fut promulguée la loi sur les Principes fondamentaux qui, inspirée des doctrines de Karl Kraus, était destinée à remplacer les 26 points édictés par José Antonio Primo de Rivera lors de la création de la Phalange. La loi divine y était réaffirmée ainsi que l’adhésion de l’Espagne aux doctrines sociales de l’Église ; l’unité, la catholicité, l’hispanité, l’armée, la famille, la commune et le syndicat demeuraient les bases du régime. Franco ne se résignait à déléguer ses pouvoirs qu’en matière d’économie seulement.
En 1956, Arrese, à qui Franco avait donné carte blanche pour concevoir de nouvelles lois fondamentales, présenta un projet constitutionnel qui, accordant au Mouvement des pouvoirs exorbitants, provoqua un tollé et mit en lumière de profondes contradictions dans le sein du régime. Dans ce projet, toute l’initiative revenait aux forces actives de la Phalange et au Mouvement national, qui deviendrait la colonne vertébrale de l’État et le dépositaire de la souveraineté,. Les plus vifs détracteurs de cette proposition furent les dirigeants de l’armée et de l’Église, mais il vint également de fortes critiques de la part des monarchistes, des carlistes, et même de quelques membres du gouvernement. À la consternation de López Rodó, Franco réitéra publiquement son appui à Arrese. Ce qui porta finalement Franco à renoncer à ce projet fut la réprobation manifestée début 1957 par trois cardinaux espagnols, emmenés par Enrique Plá y Deniel, qui déclarèrent que le projet d’Arrese violait la doctrine pontificale. Les projets proposés, affirmaient-ils, ne procédaient pas de la tradition espagnole, mais du totalitarisme étranger, et la forme de gouvernement envisagée était « une véritable dictature de parti unique, comme le fut le fascisme en Italie, le nazisme en Allemagne et le péronisme en Argentine »,. Artajo de son côté mobilisa plusieurs personnalités de l’Action catholique pour faire échec au projet. Franco, chapitré de la sorte par les autorités ecclésiastiques, finit par opposer son veto au projet.
Sous la même mandature furent adoptées également : la Loi sur l’ordre public, qui était dans le fond une adaptation de la législation républicaine de 1933 et modifiait le champ de compétence des tribunaux, tendant à ce que même les crimes, les sabotages et la dénommée subversion politique soient du ressort des tribunaux civils, et non plus des tribunaux militaires ; et, en mai 1958, la loi sur les Principes du Mouvement, succédané du projet d’Arrese, conçu principalement par Carrero Blanco, López Rodó et le jeune diplomate émergent Gonzalo Fernández de la Mora, qui définissait un nouveau corps doctrinal avec pour but possible de doter le régime d’une autre base idéologique, propre à achever sa défascisation et à dissocier régime et Phalange, lors même qu’y figuraient encore des phrases de José Antonio,.

#### Politique économique
Franco était un régénérationniste qui cherchait à réaliser le développement économique de son pays, mais tout en restaurant et préservant un cadre culturel conservateur, quelque contradictoires que fussent ces deux objectifs. À partir de 1945, le gouvernement consentit à libéraliser peu à peu sa politique jusque-là résolument dirigiste. Mais malgré quelques mesures de libéralisation, l’économie nationale avait continué à être strictement régulée, le crédit international était resté limité, et les investissements étrangers, découragés par la politique d’autarcie, étaient inexistants. Inflation et autarcie conjuguées faisaient obstacle à l’amélioration de l’appareil productif, auquel il était interdit d’importer l’outillage nécessaire. Le déficit de la balance des paiements mit l’Espagne au bord de la banqueroute. Le pays n’avait retrouvé qu’en 1951 son niveau de revenu par habitant de 1935.
Entre-temps, les relations avec les États-Unis s’étaient substantiellement améliorées et de nouveaux crédits furent mis à la disposition de l’économie espagnole. Désormais assuré du soutien américain et donc de l’aide extérieure pour redresser les secteurs les plus déficitaires, Franco était près dorénavant d’abandonner l’autarcie dont les résultats ont été négatifs et de s’engager dans une nouvelle direction économique. Pourtant, la politique d’ouverture pratiquée surtout à partir de 1956, année où Laureano López Rodó entra au gouvernement comme secrétaire technique de la Présidence, ne répondait pas aux inclinations naturelles de Franco et suscitait ses réticences,.
Le passage de l’autarcie au libéralisme s’accomplit avec des maladresses, et la nouvelle équipe manqua de coordination, de directives précises, tiraillée entre les tenants du libéralisme, préoccupés d’améliorer la productivité de l’économie, et les ministres de la Phalange, soucieux d’abord de justice sociale et hostiles au capitalisme moderne, et sous l’influence de qui le programme gouvernemental comprendra aussi des projets de grands travaux hydrauliques et des mesures structurelles. Malgré une croissance d’environ 50 % entre 1950 et 1958, l’économie subissait les effets d’un contrôle continu de l’État, des restrictions au crédit et aux investissements, d’une faible croissance des exportations, et du fait que l’économie restait dépendante des dépenses publiques, lesquelles par contrecoup provoquaient de l’inflation et une surévaluation de la peseta. Dans le budget de 1958 furent inscrites quelques initiatives modestes visant à stimuler les exportations et à ouvrir timidement la porte aux investissements étrangers.
La situation devint critique au printemps 1959, après trois années d’inflation galopante et un important déficit de la balance des paiements. En mai, l’OCDE publia un rapport où elle pressait l’Espagne d’effectuer des réformes draconiennes, tandis que l’Institut espagnol de monnaie étrangère, qui régulait les échanges de devises, observait que l’économie espagnole s’acheminait vers la cessation de paiements. Navarro Rubio arguait qu’il n’y avait pas d’autre option qu’une libéralisation radicale de l’économie, ce qui impliquait d’éliminer les régulations et les restrictions, de dévaluer la peseta de près de 50 %, en accord avec sa valeur réelle sur les marchés internationaux, de permettre des investissements étrangers à grande échelle, et d’augmenter les exportations. Ces mesures se heurtaient de front à la conception que Franco se faisait de l’économie, et le Caudillo renâclait à changer de cap ; s’il était disposé à accepter certaines réformes, il refusait encore de renoncer aux principes de base de l’autarcie. Navarro Rubio a relaté l’extrême difficulté avec laquelle il fit accepter son plan à Franco, d’autant que celui-ci était conforté dans sa fidélité à l’idéal autarcique par des collaborateurs très anciens, tels que Suanzes. Le Caudillo redoutait les organismes internationaux auxquels il prêtait des intentions malveillantes, il répugnait à la libéralisation des échanges et au renoncement à l’interventionnisme de l’État, aussi parce que les primes et les subventions avaient été un des leviers de la politique économique depuis 1940 et lui assuraient des moyens de pression.
Carrero Blanco s’opposait plus fermement encore que Franco aux réformes proposées et voulait au contraire renforcer la politique autarcique originelle. Franco craignait que plus de libéralisme économique n'entraîne plus de libéralisme politique et culturel, et qu’une plus grande ouverture au commerce international et à l’investissement n’ouvre la porte à l’influence subversive de l’étranger. Mais Franco fut toujours pragmatique avant toute chose, et les analyses indiquaient qu’il était impératif d’agir. En réalité, ce fut le succès initial de Navarro Rubio et d’Ullastres qui leur permit d’obtenir l’adhésion de Franco, obnubilé par l’équilibre de la balance commerciale, et de faire admettre leur politique de libéralisation des échanges. Navarro Rubio prit de sévères mesures de rigueur budgétaire grâce auxquelles on put boucler l’année 1957 avec un excédent, puis réalisa une réforme fiscale qui augmenta les ressources de l’État, tandis qu’Ullastres, en fixant un taux de change unique, rendait le pays attrayant aux capitaux étrangers tout en freinant les importations.
La méthode des technocrates consista à faire entrer en Espagne des devises étrangères par tous les moyens : en maintenant les salaires à bas niveau ; en favorisant, par des incitations fiscales, l’investissement étranger ; en développant le tourisme ; et en facilitant l’exportation de main-d'œuvre vers les pays industrialisés. Ces techniques furent employées souvent contre l’avis de Franco, qui les comprenait souvent mal, mais qui, à la vue des premiers résultats, finit assez vite par céder. Le blocage des salaires et la réduction des dépenses publiques, appliqués aux dépens des promesses sociales du gouvernement, déchaînaient des mouvements de grève à répétition, ainsi que la réprobation des partis politiques en exil. Les réformes des ministres de l’Opus Dei butaient aussi contre l’hostilité des phalangistes, mais les membres de l’Opus Dei, appuyés par des éléments actifs du capitalisme espagnol, persistaient à transformer la législation et l’appareil productif : « Une à une », écrit Andrée Bachoud, « des lois sont proposées, soumises au Caudillo, parfois acceptées, parfois rejetées. Franco apparaît comme l’arbitre de toute initiative. Chacun lui présente des comptes rendus, des projets. Il écoute longuement, répond parfois, prend le projet, l’amende ou l’enterre. Quel que soit l’accueil qu’il réserve à une proposition, son autorité, son verdict, même tacite, ne sont jamais discutés ».
La Phalange, incarnée par le ministre Girón, voulait une hausse progressive des salaires, alors que la droite traditionnelle, soutenue par les technocrates, s’y opposait, par crainte de l’inflation. Franco se laissa convaincre par les théoriciens du libéralisme économique qu’il fallait commencer par la prospérité d’un petit nombre avant de songer à une meilleure répartition. En Navarre et dans le Pays basque éclatèrent des mouvements de protestation ouvrière, appuyés par le clergé et par une partie du patronat catholique qui, de son propre chef, accorda une augmentation de 40 pesetas par jour, à la suite de quoi Franco céda à Girón qui proposait une hausse salariale de 23 %, promptement annihilée par l’inflation.
Le Plan de stabilisation, conçu en accord avec les normes du FMI et assorti d’une aide de 418 millions de dollars du même FMI, fut adopté en juillet 1959. La production nationale et l’investissement étranger furent soutenus par des subventions, de nouveaux crédits et des avantages fiscaux, seuls les secteurs en difficulté restant protégés de la concurrence par les lois protectionnistes. Au bout d’un an, et abstraction faite d’un bref intervalle de récession en guise d’ajustement, l’économie espagnole connut une croissance accélérée, enregistrant dans la décennie suivante des taux de croissance exceptionnels, avec une moyenne de 7,2 %, soit le plus haut niveau de croissance et d’expansion d’Europe. Comme Franco le reconnut plus tard, le Plan eut parallèlement des conséquences sociales et culturelles désastreuses, au rebours de la contre-révolution culturelle qu’il avait engagée.
| |  |  |
| Plage espagnole et palace typique des paradores de turismo (hôtellerie de luxe) en 1957. Le développement du tourisme devient alors l'une des principales sources de devises pour le pays. |  |  |

Dans le domaine agricole, des mesures de remembrement du territoire furent prises qui purent résoudre en partie les problèmes posés par une parcellisation excessive des terres, en particulier en Galice, et la loi dite de concentración parcelaria prévoyait la mise en place d’un système de coopératives permettant de rationaliser l’exploitation des terres. Une autre grande réalisation fut le développement du tourisme, qui sera bientôt, avec l’aide extérieure, la principale source de devises étrangères.
Un sujet de controverse concerne la part respective dans le « miracle économique espagnol » prise par l’environnement économique et par la gestion du gouvernement de Franco. Il y eut assurément une conjoncture économique occidentale très porteuse, et l’un des facteurs les plus importants du développement de l’Espagne était la prospérité du Nord européen qui exportait sa croissance, investissait dans les zones prometteuses, absorbait la main-d’œuvre espagnole sous-employée, et envoyait des milliers de touristes dans le pays. Mais d’autre part, il y eut la décision de Franco de remplacer une partie des ministres phalangistes par des techniciens et des experts en économie. L’essor économique avait en effet été voulu et piloté par López Rodó, et la nouvelle équipe désignée par Franco sut à partir de 1957 négocier correctement le virage du libéralisme et transformer, sans césure abrupte avec les crédos de la vieille équipe, la doctrine économique du régime. L’une des chances de Franco est d’avoir bénéficié du concours d’hommes dont la stature intellectuelle, la culture, le talent, étaient bien supérieurs aux siens.

#### Relations avec les monarchistes

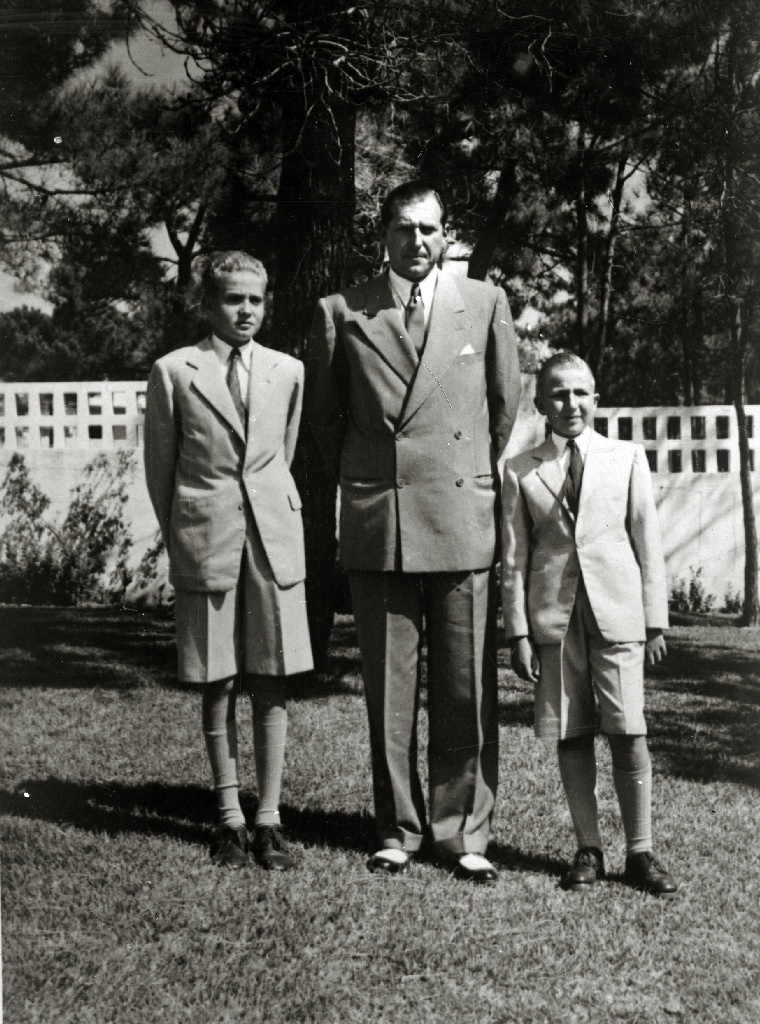
Juan de Borbón en 1950 entre ses deux fils, Juan Carlos (gauche) et Alfonso (droite).

L’opposition monarchiste n’avait guère de poids et se délita davantage encore par une série d’initiatives inopportunes, telles que celle de François-Xavier de Bourbon-Parme, le prétendant carliste, qui se proclama roi d’Espagne, ressuscitant ainsi les querelles dynastiques et discréditant le principe monarchique. Dans la suite, la cause monarchiste sut néanmoins accroître le nombre de ses partisans, y compris dans la jeunesse. Franco reconnaissait la légitimité de la monarchie, car elle faisait partie de son héritage mental, indépendamment du jugement qu’il pouvait porter sur les prétendants. Il avait jeté son dévolu sur Juan Carlos, seul garant de la continuité et de qui il travaillait à faire un monarque idéal.
Le 29 décembre 1954, contre l’avis de ses principaux conseillers, Gil-Robles et Sainz Rodríguez, le comte de Barcelone eut une nouvelle entrevue avec Franco dans une villa en Estrémadure. Franco exigea que l'infant Juan Carlos reçoive, sous peine d’être écarté de la ligne de succession, une formation militaire et une éducation appuyées sur les principes du Mouvement, à quoi don Juan donna son assentiment. Il fut donc décidé que Juan Carlos ferait ses études supérieures en Espagne, notamment des études militaires à l’Académie de Saragosse, rouverte par Franco. Mais Gil-Robles et d’autres conseillers de don Juan objectèrent que cela associerait trop étroitement la monarchie au régime, et tentèrent de le convaincre d’envoyer Juan Carlos compléter sa formation à l’université catholique de Louvain. Face au refus de don Juan sur ce point, Gil-Robles cessa d’œuvrer pour sa cause. Franco donna des assurances à don Juan quant à la future désignation de Juan Carlos comme son successeur, lors même que, pour l’heure, la monarchie ne jouissait que de peu de soutien, mais, avec le temps, « tous finiront par être monarchistes par nécessité ». Le moment viendrait où les fonctions de chef de l’État et de chef de gouvernement auraient à se dissocier « par les limitations de santé de mon côté ou par ma disparition ». Cette entrevue produisit une forte impression sur le comte de Barcelone, à présent convaincu que Franco projetait réellement de restaurer la monarchie. Toutefois, l’identification complète et définitive de Don Juan avec le régime ne devait jamais se produire.
Franco continua à veiller scrupuleusement à l’éducation de l'infant et à choisir les académies militaires, les universités, la formation religieuse les plus à même de le préparer au rôle suprême, en s’assurant que les modalités qu’il imposait soient respectées, et que l’on se tienne à la double allégeance, celle de la monarchie et celle du franquisme. En effet, la théorie prévalait de plus en plus de la double légitimité, celle de la filiation dynastique, et celle du coup d’État du 18 juillet 1936, que Don Juan se résigna à admettre. Dans les archives personnelles de Franco, on peut lire : « Une propagande habile serait à faire sur ce que doit être la Monarchie, en défaisant dans le pays les concepts de la Monarchie aristocratique et décadente, antipopulaire, de camarilla de privilèges et de potentats subordonnés aux nobles et aux banquiers ».

### Décennie 1960: réformes politiques et développement économique

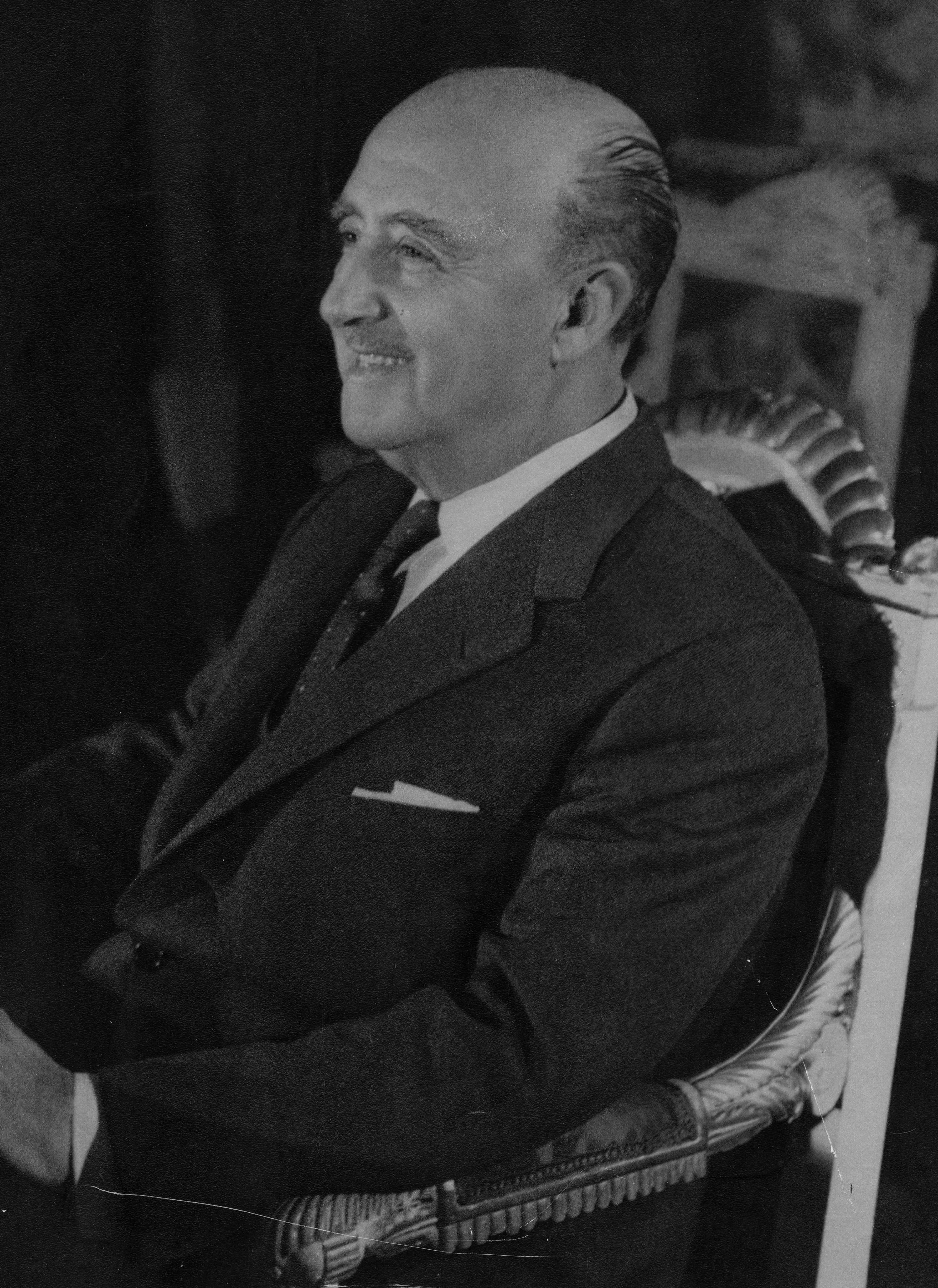
Photographie de Franco reproduite sur une affiche de propagande gouvernementale incitant à voter en faveur de la Loi organique de l'État lors du référendum de 1966.

#### Politique intérieure
En janvier 1960, Franco avait confié à Pacón : « Le régime donnera naissance à une monarchie représentative dans laquelle tous les Espagnols pourront élire leurs représentants au Parlement et intervenir ainsi dans le gouvernement de l’État, de même que dans celui des municipalités ». Pourtant, la stagnation institutionnelle de la décennie 1950 se prolongera encore bien avant dans la décennie suivante. S’était installé en effet un système fondamentalement bureaucratique, un gouvernement autoritaire immobiliste du point de vue politique, qui, grâce au succès de la nouvelle politique économique et l’impuissance de l’opposition, n’avait que peu à craindre de l’avenir, sauf disparition ou incapacité du Caudillo. Fraga et López Rodó eurent des entrevues avec Franco, où ils lui présentèrent des projets pour qu’à sa mort un cadre institutionnel soit en place propre à éviter des affrontements majeurs. Si Franco était accessible à leur argumentation en faveur de libéralisations, il était freiné non seulement par ses réticences naturelles, mais aussi par un Carrero Blanco intransigeant. Franco se trouvait, explique Andrée Bachoud, « au centre de forces contraires, les unes franchement conservatrices, les autres timidement libérales ; face à ces pressions, il bouge le moins possible. Les conseils des ministres se tiennent à l’ombre de ce chef de gouvernement, à la fois présent et absent, souvent muré par l’âge et l’incompréhension des mécanismes de plus en plus complexes de l’économie, parfois traversé d’intuitions brillantes ».
En 1962, parallèlement à une vague de grèves minières dans les Asturies, les sentiments antifranquistes s’intensifièrent dans toute l’Europe, et prirent corps lors du IVe congrès du Mouvement européen réuni à Munich les 6 et 7 juin, rassemblement que le journal Arriba nomma péjorativement « contubernio (concubinage, acoquinement) de Munich ». Le congrès avait convié un ample éventail de personnalités espagnoles d’opposition, au nombre d’une centaine, résidant en Espagne ou vivant en exil, issus y compris des factions monarchistes et catholiques,, pour discuter des conditions d’une démocratisation de l’Espagne. Ce fut la première rencontre formelle entre les différents groupes d’opposition au régime de Franco, à l’exception des communistes. À l’issue des débats, tous signèrent une déclaration commune exigeant que l’adhésion de l’Espagne à la CEE soit subordonnée à l’existence d’« institutions démocratiques » approuvées par le peuple, à savoir : la garantie des droits de la personne humaine, la reconnaissance de la personnalité des régions, les libertés syndicales, et la légalisation des partis politiques. Franco cria au complot judéo-maçonnique et suspendit l’article 14 de la Charte des Espagnols, qui autorisait à choisir librement son lieu de résidence ; le gouvernement avisa les signataires résidant en Espagne qu’ils avaient le choix entre l’exil volontaire ou la déportation à leur retour au pays ; un bon nombre optèrent alors pour l’exil,.
Don Juan, dont quelques-uns des conseillers, notamment deux monarchistes de premier rang, Gil-Robles et Satrústegui, avaient assisté à cette assemblée, fut mis en difficulté. Franco en avait acquis la conviction que le prétendant jouerait toujours sur deux tableaux, et, ne se satisfaisant ni de l’explication de Don Juan comme quoi lui-même n’avait aucune responsabilité dans l’affaire de Munich, ni de la démission de Gil-Robles du conseil privé de don Juan, décida de couper tous les ponts avec lui et cessa depuis ce moment d’envisager sérieusement de nommer Don Juan pour son successeur. Significativement, Franco nota dans ses papiers privés : « ce qui pourrait se passer de pis est que la nation tombe aux mains d’un prince libéral, passerelle vers le communisme ».

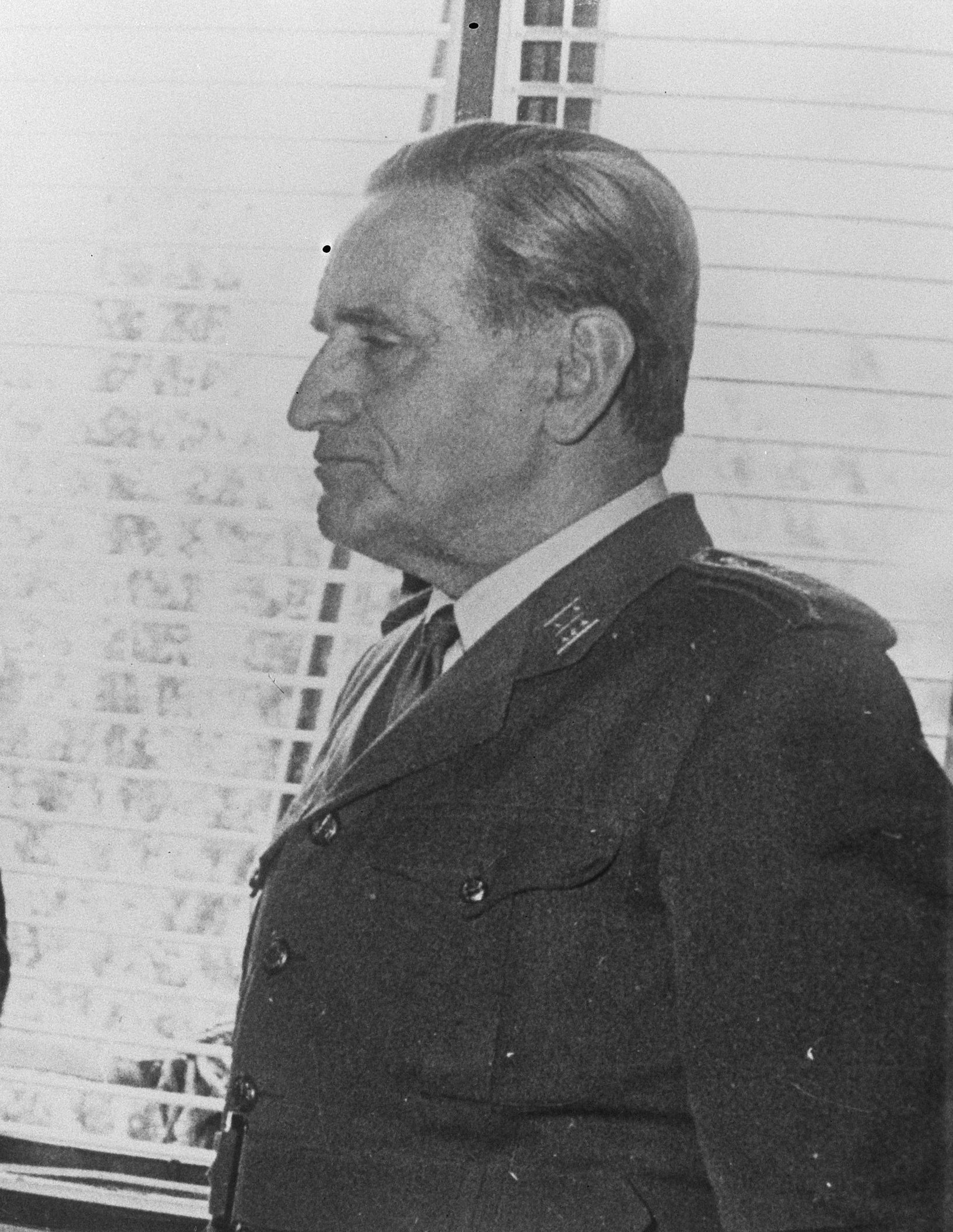
Agustín Muñoz Grandes.
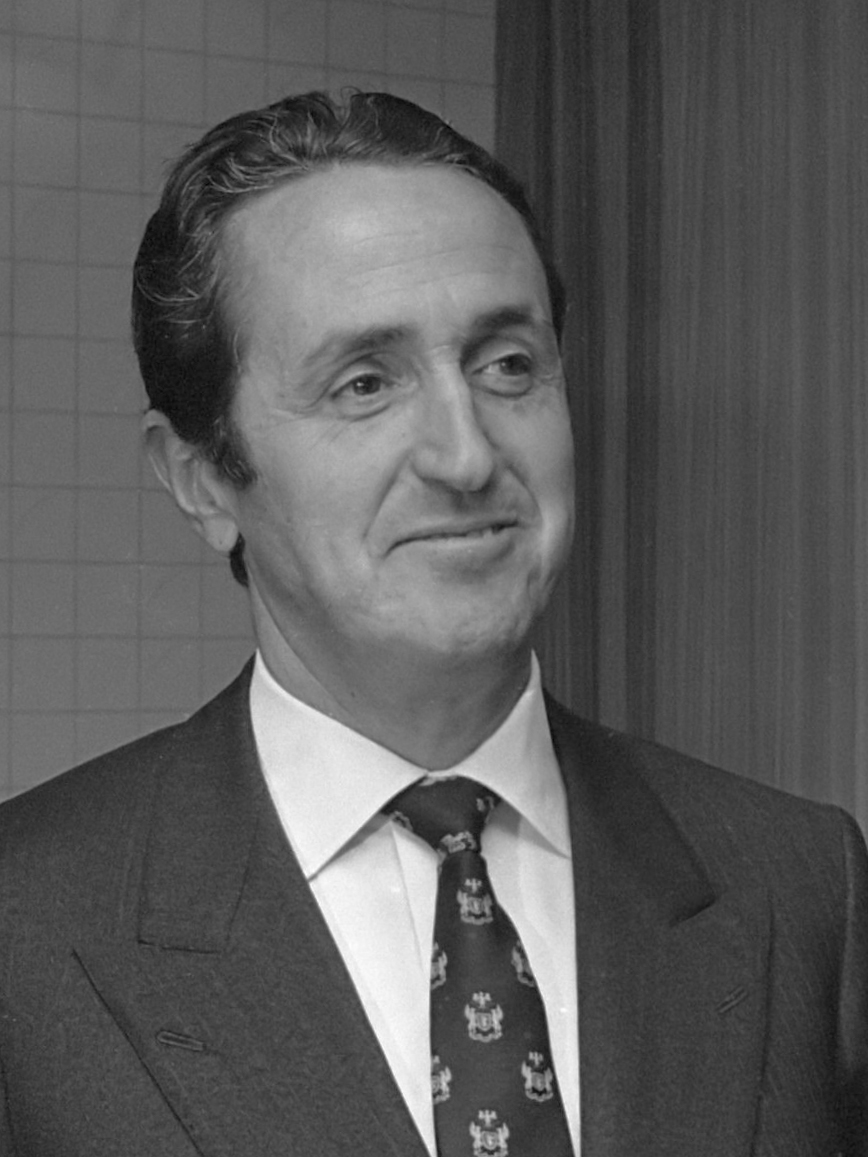
Gregorio López-Bravo.
Jesús Romeo Gorría.

Le 10 juillet 1962, Franco procéda à un nouveau remaniement ministériel, nommant pour la première fois un vice-président, en la personne d’Agustín Muñoz Grandes ; faisant entrer au gouvernement Gregorio López-Bravo, membre de l’Opus Dei, au poste de ministre de l’Industrie, qui, avec Ullastres et Navarro Rubio, tous deux maintenus à leurs postes, vint renforcer encore l’équipe technocratique ; appelant au gouvernement Manuel Lora-Tamayo, à l’Éducation, et Jesús Romeo Gorría, au Travail, eux aussi issus de la même sphère ; et remplaçant, au ministère de l’Information et de la Propagande, Arias-Salgado par Fraga, d’origine phalangiste,, dont la double mission serait d’une part de préparer une loi sur la presse avec une censure moins stricte, en accord avec le nouveau ton du régime, et d’autre part de stimuler l’industrie touristique en Espagne. Le choix de Fraga, qui était réputé « libéral », apportait une petite dose d’ouverture. Arrese, qui depuis 1957 n’avait été là que pour figurer la permanence du Mouvement, et de qui la réussite économique avait fait un symbole inutile, passait ainsi à la trappe. La nomination de Muñoz Grandes à la vice-présidence du gouvernement était destinée à rassurer la vieille garde franquiste, laissant espérer à celle-ci l’établissement d’un régime présidentialiste plutôt que la monarchie prévue par la loi sur la Succession. Ce remaniement manifesta l’habituel sens du dosage de Franco, qui nomma quelques figures emblématiques du temps passé pour rassurer, en même temps que quelques hommes pour faire évoluer l’Espagne dans le sens désiré, et que Franco se réservait de mettre en jeu le cas échéant. Tel quel, ce gouvernement de 1962, de même que le suivant, était divisé en deux factions antagonistes : d’une part les ministres du Mouvement, qui voulaient pérenniser le régime et rejetaient la succession monarchique, et d’autre part les technocrates, qui estimaient que le problème de la succession devait se résoudre à travers la personne de Juan Carlos. En pleine commémoration de 25 Années de paix, Franco déclara en avril 1964 que « c’est avec le système monarchique que notre doctrine s’accommode le mieux et que nos principes sont le mieux assurés ». Désormais, Franco agira davantage comme chef de l’État que comme chef du gouvernement, accordant des audiences, recevant les dignitaires étrangers, décernant prix et médailles, ou inaugurant des infrastructures publiques.
Franco accepta la proposition de don Juan tendant à ce que le duc de Frías, aristocrate érudit, devienne le nouveau précepteur de Juan Carlos, mais insista pour que le père Federico Suárez Verdeguer, historien du droit et l’une des figures les plus importantes de l’Opus Dei, soit son nouveau directeur spirituel. Juan Carlos reçut une formation d’officier dans chacune des trois armes, suivit des cours en faculté de droit, eut le loisir d’observer le fonctionnement de chacun des ministères et visita le pays.
En septembre 1961 furent annoncées les fiançailles de Juan Carlos et de la princesse Sophie de Grèce. Franco assista en spectateur passif à cette intrigue princière, don Juan l’ayant à dessein tenu en marge. Franco communiqua alors à Juan Carlos qu’il lui décernerait ainsi qu’à Sophie, le grand collier de l’ordre de Charles III, par quoi il laissa entendre à don Juan et au prince qu’en déclinant la Toison d’Or offerte par don Juan, en attribuant des titres nobiliaires et en décernant de grandes décorations, il usait des prérogatives d’un monarque sans être roi. Ensuite, après une entrevue préalable avec le pape, mais sans en informer Don Juan, le couple princier décida de faire une visite prolongée à Franco, puis de quitter Estoril et de s’installer à Madrid. Franco fut séduit par Sophie, par son intelligence et sa culture. En février 1963, Franco mit à la disposition du couple le palais de la Zarzuela et tous les services propres à assurer le prestige du prince.
Franco réaffirma les bases doctrinales de son État à l’occasion du Jour du Caudillo, le 1er octobre 1961 :

« La grande faiblesse des États modernes découle de leur manque de contenu doctrinal, de ce qu’ils ont renoncé à maintenir une conception de l’Homme, de la vie et de l’Histoire. La plus grande erreur du libéralisme est son refus de toute catégorie permanente de raison, son relativisme absolu et radical, erreur qui, sous une version différente, fut celle aussi de ces autres courants politiques qui ont fait de l’« action » leur unique exigence et la norme suprême de leur conduite. […] Lorsque l’ordre juridique ne procède pas d’un système de principes, d’idées et de valeurs reconnues comme supérieures et antérieures même à l’État lui-même, il débouche sur un volontarisme juridique omnipotent, que son organe soit la dénommé « majorité », purement numérique et se manifestant inorganiquement, ou les organes suprêmes du Pouvoir. »

Dans son discours de fin d’année en 1961, Franco argua que les dirigeants de ce monde ne gouvernaient pas, mais étaient gouvernés par une justice immanente où Dieu savait reconnaître les siens et châtier ses ennemis ; Franco, désigné par Dieu pour exécuter ses desseins, était par nature destiné à recevoir les bienfaits de Dieu et ne pouvait pas être suspecté de complicité avec l’Allemagne hitlérienne, qui combattait Dieu et qui donc appartenait à un camp irréductiblement opposé au sien.
Dans un entretien avec CBS, Franco reconnut que la démocratie inorganique pouvait fonctionner aux États-Unis, en raison de son système bipartite, à deux partis complémentaires, mais qu’il n’avait pas fonctionné dans des pays tels que l’Espagne sous la République, avec un système fragmenté et multipartite. En outre, il insista qu’il s’agissait d’une question d’expérience historique, vu que l’Espagne était un pays très ancien, déjà passé par la phase démocratique, phase dont il prophétisait qu’elle ne serait pas permanente dans le monde occidental : « Même vous, les Américains, qui vous croyez si sûrs, vous devrez changer. Nous autres Latins avons brûlé les étapes, nous nous sommes engagés dans beaucoup de choses avant la démocratie et l’avons consommée avant, et avons dû aller à d’autres formes plus sincères et plus réelles ».
La seule modification de fond acceptée sans réserve par Franco était le développement économique, malgré quelques difficultés de compréhension des nouvelles techniques de gestion. Il renonça donc à la vieille équipe qui avait conduit la politique de dirigisme et d’autarcie — en particulier à Suanzes, son ami d’enfance, qui finit par démissionner de façon irrévocable, en raison de l’abandon progressif de l’ultradirigisme et de l’approbation du premier Plan de développement de López Rodó pour les années 1964-1967, sur lequel il n’avait même pas été consulté — et se glorifiera bientôt auprès de la population espagnole des succès de la nouvelle équipe, s’applaudissant en début de chaque année, lors de ses vœux à la nation, des progrès économiques accomplis. En revanche, quand Solís Ruiz fit une proposition d’autoriser une certaine représentation politique, en permettant l’existence de différentes « associations politiques », certes à condition qu’elles restent dans le cadre du Mouvement, il se heurta au scepticisme du Caudillo, qui craignait que de telles innovations puissent réduire l’autorité du gouvernement et ouvrir la boîte de Pandore.
Les industriels catalans ayant été les principaux bénéficiaires du dynamisme économique impulsé par le catalan López Rodó, les relations avec la Catalogne s’étaient détendues. Les autorités avaient cessé de réprimer l’usage du catalan, dès lors que les principes de l’unité de l’État étaient respectés. L’ombre au tableau était l’attitude de plus en plus critique et les nouvelles positions sociales et démocratiques de l’Église ; en effet, sous l’influence des tendances réformistes et de libéralisation de Vatican II, en particulier de l’encyclique Pacem in terris, publiée le 11 avril 1963 par le pape Jean XXIII, qui exhortait à défendre les droits de l’homme et les libertés politiques,, plusieurs évêques commençaient à se faire critiques envers le régime, et le jeune clergé en particulier entendait se conformer aux doctrines conciliaires. Les acteurs clef étaient les organisations ouvrières catholiques HOAC et JOC, ciblées par l’entrisme communiste, qui prenaient part à des grèves illégales et pouvaient compter sur l’appui de nombreux membres de la hiérarchie catholique. S’il y eut bien des arrestations, la réaction du gouvernement fut modérée, et en août, une hausse sensible du salaire minimum fut approuvée. En décembre 1964, l’opposition catholique parvint à s’unir et à former une Union démocrate chrétienne, sur un programme radical de réformes comprenant la nationalisation des banques et la collaboration avec le PSOE. Ce changement de cap de l’Église, désireuse de reconquérir les masses, fut pour Franco le facteur le plus déstabiliseur, qui bousculait les engagements pris entre Franco et le Saint-Siège. Le concordat vint à être remis en cause, et en février 1964, le concile demanda aux États de renoncer au privilège de « présentation » des évêques, qu’il répugnait à Franco d’abandonner ; il y eut en conséquence bientôt 14 sièges épiscopaux vacants, à quoi le Vatican suppléait en nommant des évêques « auxiliaires », ce qu’il pouvait faire sans « présentation » du gouvernement espagnol, et ces auxiliaires étaient presque toujours acquis aux doctrines conciliaires. À la clôture du IXe congrès national du Mouvement, Franco rappela comment il avait sauvé l’Église de « l’état lamentable » où l’avait mise la Seconde République, et dénonça « l’infiltration progressive des communistes dans certains organes catholiques ».
Le rejet international dont le régime faisait l’objet regagna en vigueur en 1963, à la suite du jugement et de l’exécution du dirigeant communiste Julián Grimau. Sur ordre du Comité central du PCE, Grimau avait été envoyé en Espagne, où il s’exposa imprudemment et fut appréhendé. Ayant été au début de la guerre civile inspecteur de police à la Brigade de recherche criminelle, puis vers la fin de la guerre chef de la police politique secrète à Barcelone, Grimau avait contribué entre juillet 1936 et la fin de 1938 à faire assassiner aussi bien des opposants de droite que des membres du POUM et des anarchistes. Il fut mis en accusation et jugé non pour ses activités clandestines comme membre de la direction du PCE, mais pour ses présumés crimes de guerre, et condamné à la peine maximale. La presse internationale le dépeignit comme un opposant innocent, un militant en passe d’être exécuté pour le seul crime d’avoir été un opposant politique, et mit en branle contre le régime de Franco une campagne médiatique massive de protestation pour exiger l’indulgence ; en France notamment, de grands noms de la création littéraire et artistique se mobilisèrent. Franco cependant se montra implacable, et la pression internationale ne fit que l’enferrer dans sa décision et dans son désir de faire la démonstration de sa totale souveraineté et indépendance. Cette exécution porta un double coup au régime : les gouvernements des pays de la CEE décidèrent de surseoir aux accords en cours avec l’Espagne, et le Saint-Siège se désolidarisa du régime, mais les conséquences internationales se révélèrent en définitive assez peu graves pour l’Espagne ; avec de Gaulle à la tête de la Ve république, l’Espagne bénéficiait de meilleures relations avec la France, à quoi l’exécution de Grimau et l’asile accordé par quelques phalangistes au général putschiste Salan pendant six mois entre 1960 et 1961, ne constitueront pas un obstacle sérieux. L’équipe gouvernementale, atterrée par les conséquences de l’exécution de Grimau — mais López Rodó a bien précisé que la majorité des ministres consultés au cours du Conseil du 19 avril 1963 s’étaient déclarés hostiles à la grâce —, s’avisa que désormais l’intérêt du pays était d’éviter de tels dérapages ; elle sollicitera, et obtiendra, jusqu’en 1973, la grâce des opposants. L’affaire hâta aussi la réforme des organes judiciaires de sorte à transférer la compétence de ce genre de causes vers les juridictions civiles, et le régime créa en outre le 31 mai le Tribunal d'ordre public, devant lequel les prévenus seraient jugés non plus militairement, mais civilement, et décréta que les condamnés seraient dorénavant exécutés par le lacet étrangleur (garrote vil) au lieu d’être fusillés.

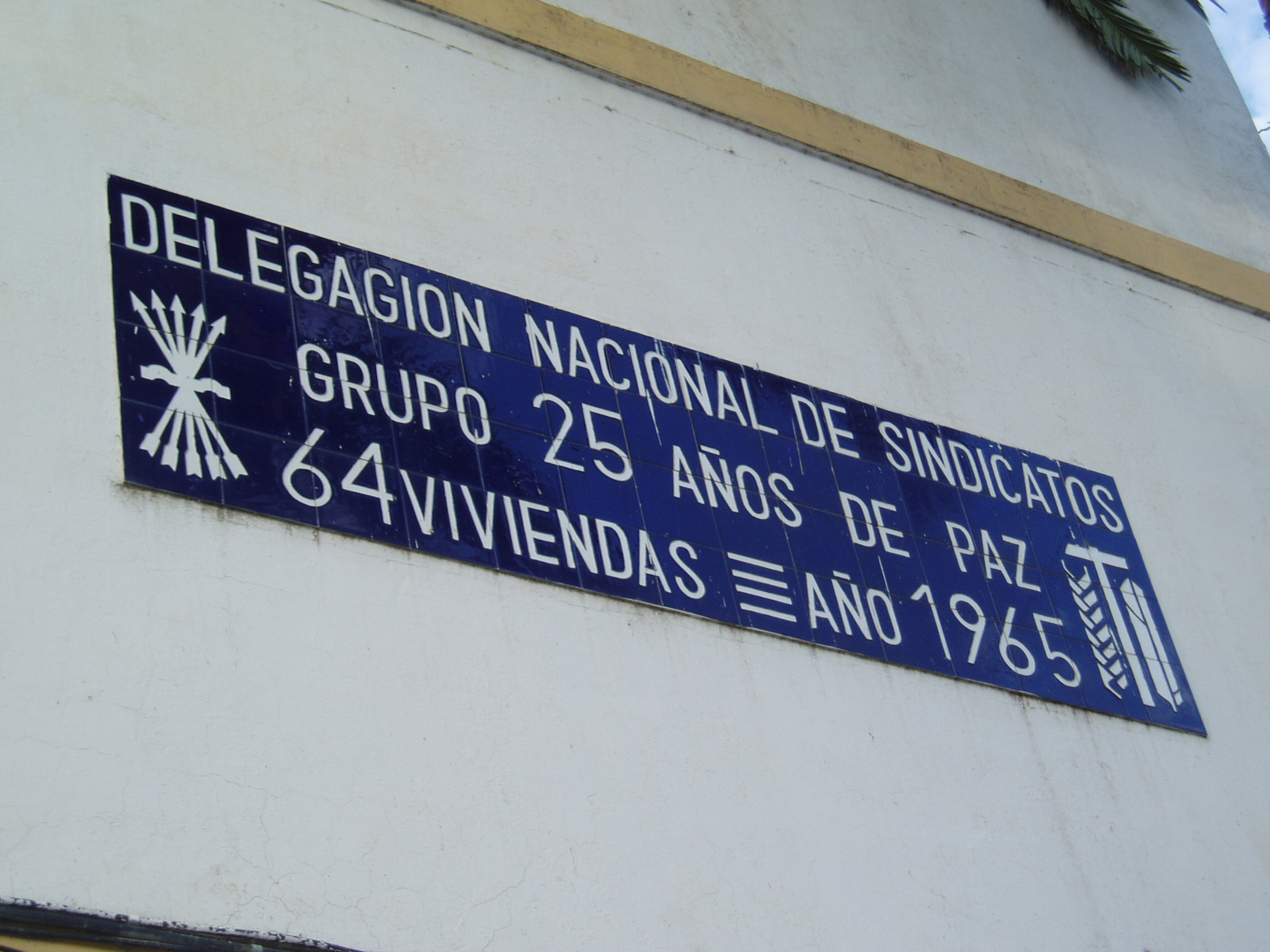
Plaque apposée en 1965 sur un immeuble d’habitation du grand ensemble 25 Años de Paz (littér. 25 Ans de Paix) à Estepona.

Cette même année 1964, Franco présenta les premiers signes de la maladie de Parkinson, sous forme de tremblements des mains, de rigidité corporelle, d’une expression faciale figée, et de défauts de concentration et de mémoire. Par le contrôle de l’information, la censure et l’auto-censure des médias, et la crainte des suites politiques de la disparition du Caudillo, la discrétion à ce sujet put être maintenue, et ce sont au contraire les signes de vitalité du Caudillo qui étaient exhibés avec insistance. Délibérément, au sein du gouvernement, la maladie n’était jamais prise en compte, et personne dans l’équipe gouvernementale ne se hasardait à s’y référer, ni à marquer des signes d’impatience devant la lenteur de ses décisions. Le développement économique avait élargi les assises sociales du régime et accru l’effectif des classes moyennes, qui ne souhaitaient pas d’aventures politiques. Sa famille en revanche, en particulier Carmen Polo et le gendre Villaverde, se croyait autorisée par sa maladie à intervenir dans les affaires de l’État et accrut son emprise, même si pendant encore quelques années, Franco, écrit Andrée Bachoud, resta « le maître effectif d’un jeu où il continuait à donner son accord à une proposition ou à rester sourd à telle autre, suivant cette méthode mi-active, mi-passive » et à se réserver à lui seul la question de la succession et l’éducation du prince.
En 1965, Franco procéda derechef à un remaniement ministériel, conformément à ce qui en réalité avait été programmé par Carrero Blanco : Navarro Rubio fut remplacé aux Finances, après neuf ans au gouvernement, par Juan José Espinosa San Martín, Ullastres au Commerce par Faustino García-Moncó, Federico Silva Muñoz prit le poste de ministre des Travaux publics, et Laureano López Rodó devint ministre sans portefeuille,. Ce remaniement, le dernier des exercices d’équilibriste typiques de Franco, ne visait qu'à confirmer les politiques existantes, puisqu'en effet le reste des ministres technocrates allait continuer sur la même voie, López-Bravo, l’un des favoris de Franco, continuant comme ministre de l’Industrie, et López Rodó gardant son poste au Plan de développement.
Le 18 mars 1966, une loi sur la presse, élaborée par Fraga et approuvée par les Cortes le 15 mars, fut promulguée, qui abolissait la censure a priori, mais en rendant les journalistes et rédacteurs de presse responsables de ce qu’ils écrivaient,. Franco n’avait cessé de se montrer sceptique vis-à-vis de ce projet, et Carrero Blanco, Alonso Vega, entre autres, étaient réticents. Il avait fallu que Fraga, soutenu par plusieurs ministres « civils » dont López Rodó et Silva Muñoz, déploie des trésors de persuasion pour enlever l’adhésion de Franco. Le Caudillo finit à contre-cœur par accepter la loi, déclarant : « Je ne crois pas, moi, à cette liberté, mais c’est un pas auquel beaucoup de raisons importantes nous obligent ». L’explication officielle était que l’Espagne était devenue un pays plus instruit, plus cultivé, et politiquement plus soudé, par quoi l’ancienne régulation de Serrano Suñer était devenue superflue ; la censure serait dès lors volontaire, sans directives officielles imposées, encore que le gouvernement se réservait le droit d’imposer des sanctions, des amendes, des confiscations, des suspensions, et même des emprisonnements. Sans établir à proprement parler la liberté de la presse, la loi assouplit considérablement les fortes restrictions antérieures.

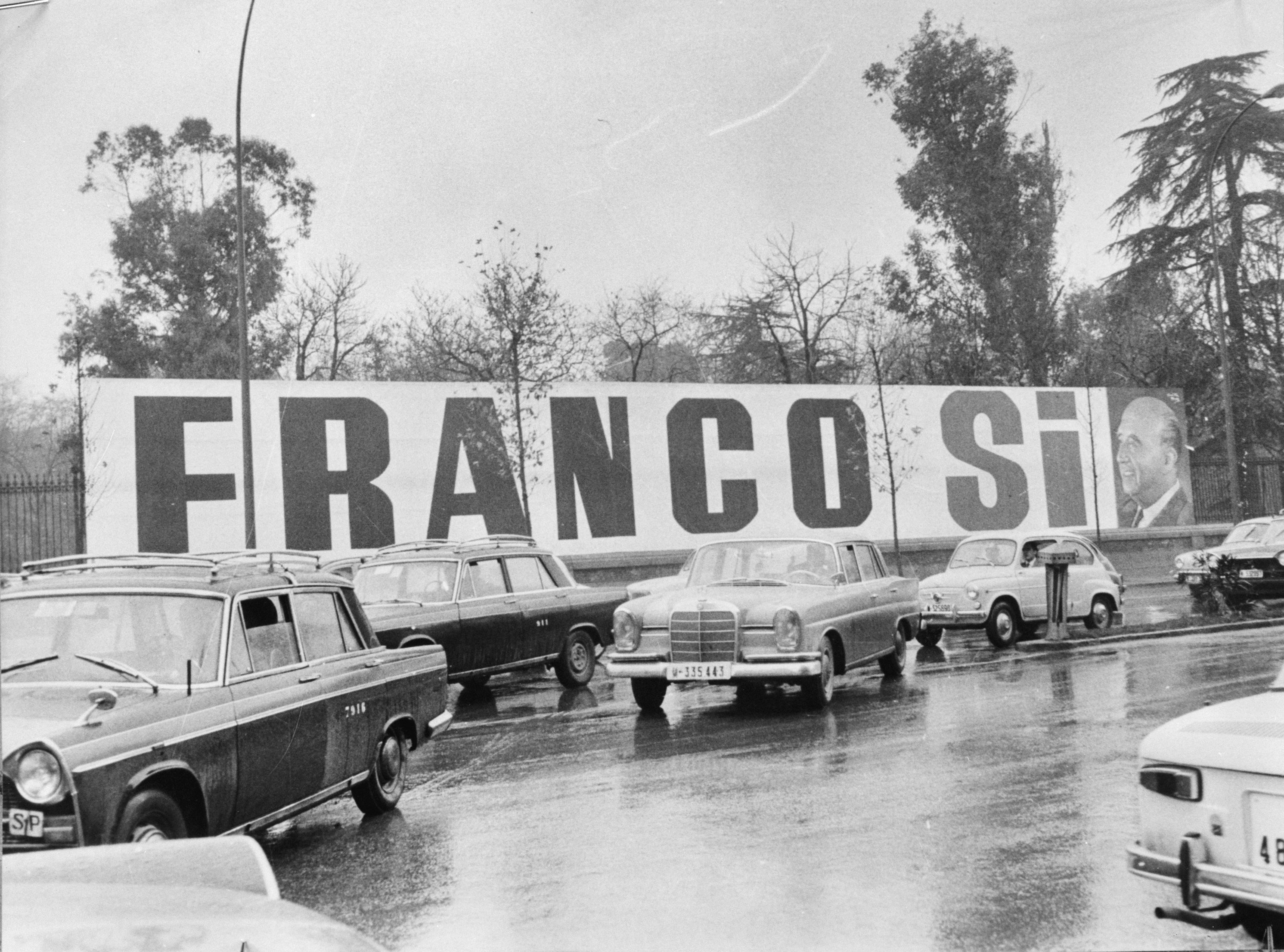
Affiche de propagande pour la Loi organique de l'État soumise à référendum (1966).

La même année 1966, la Loi organique de l'État fut présentée devant les Cortes ; cependant il avait été décidé qu’il n’y aurait pas de débat sur cette loi complexe ; elle serait soumise d’abord aux Cortes, puis au peuple espagnol, sans examen public préalable de ses avantages et inconvénients, ni explications approfondies. L’objectif déclaré était de coiffer le dispositif institutionnel et de renforcer la nature juridique de l’État, en codifiant, clarifiant et réformant partiellement les pratiques déjà existantes,. Elle reflétait surtout la position de Carrero Blanco et de López Rodó, et, dans une moindre mesure, de Franco lui-même, qui repoussa rondement les dernières requêtes de Muñoz Grandes et de Solís tendant à faire adopter pour le futur une forme de gouvernement présidentialiste, au lieu du retour à la monarchie. La Loi organique résolvait plusieurs contradictions dans les six Lois fondamentales qui formaient le corps doctrinal du régime — Charte du travail, loi sur les Cortes, Charte des Espagnols, loi sur le Référendum, loi sur la Succession, et Principes fondamentaux du Mouvement national —, éliminait ou réduisait les vestiges terminologiques de la phase fasciste, et était présentée, en association avec les autres Lois fondamentales, comme la « constitution espagnole ». Elle inscrivait la monarchie à venir dans la continuité des principes du Mouvement national. Certaines dispositions introduisaient un début de libéralisation, dont : la séparation des pouvoirs entre le chef de l’État et le chef du gouvernement, ce dernier nommé pour cinq ans, avec l’aval du Conseil du royaume, et le premier se voyant conférer d’amples pouvoirs, comme le droit de nommer et de destituer le président du Conseil, de convoquer les Cortes (ou de les suspendre), de convoquer le Conseil des ministres (et même de le présider s’il le désirait), et de proposer des sujets pour les référendums nationaux ; le souci de maintenir la constitutionnalité des lois avec pour gardiens le chef de l’État et le Conseil du royaume, le texte spécifiant que ni le Conseil national du Mouvement, ni la Commission permanente des Cortes ne pouvait présenter de proposition contraire à la législation en vigueur, ni promouvoir aucune mesure gouvernementale qui contredirait les Principes fondamentaux ; les principes de pluralisme politique et de participation des citoyens à la vie politique et syndicale ; et l’élection au suffrage direct d’une partie des procuradores, dont le nombre fut rehaussé à 565. Plus précisément, concernant ce dernier point, un tiers des délégués des Cortes seraient désormais élus par des « chefs de famille », lors de scrutins qui n’étaient en fait que simulacres d’un processus démocratique, puisque tous les délégués étaient membre du Mouvement et près de la moitié d’entre eux étaient des fonctionnaires d’État. Du reste, Franco ne manqua de signaler à un de ses ministres que les Cortes n’étaient pas souveraines et que lui seul était habilité à sanctionner les lois ; de fait, les membres des Cortes faisaient partie de l’oligarchie, et près de la moitié d’entre eux étaient fonctionnaires d’État. Mais si les Cortes ne devinrent jamais un vrai parlement et n’avaient pas le droit de proposer des lois, leurs membres s’enhardirent occasionnellement à critiquer certains aspects des lois proposées par le gouvernement, voire à y apporter quelques amendements mineurs. Franco néanmoins définit cette Loi organique comme une « large démocratisation du processus politique », ajoutant :

« La démocratie qui, bien comprise, est le plus précieux legs civilisateur de la culture occidentale, apparaît, à chaque époque, liée à des circonstances concrètes. […] Les partis ne sont pas un élément essentiel et permanent, sans lesquels la démocratie ne pourrait pas être réalisée. […] À partir du moment où les partis deviennent des plateformes pour la lutte des classes et des facteurs de désintégration de l’unité nationale […], ils ne sont pas une solution constructive, ni tolérante […]. »

Le 14 décembre 1966, la loi fut adoptée par référendum avec une participation de 88 % et un pourcentage de votes négatifs de seulement 1,81 %, mais avec des soupçons de fraude, certaines localités ayant en effet enregistré un taux de participation de 120 %, ce qui fut promptement imputé à des « individus de passage »,. Ce résultat représenta néanmoins un succès pour le Caudillo, attribuable en partie à sa popularité.

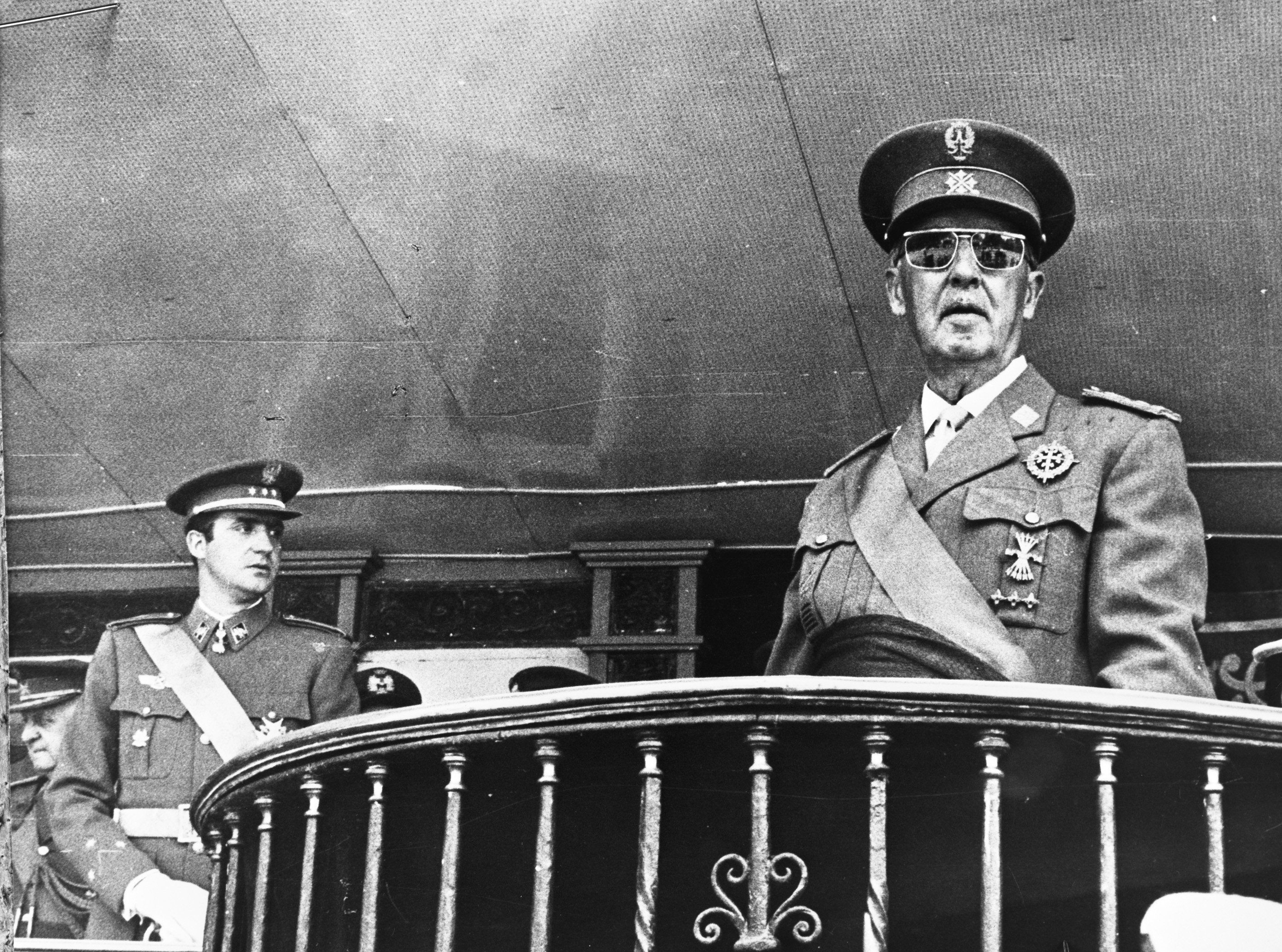
Franco et le prince Juan Carlos en 1969.

À la fin des années 1960, la contestation et les désordres prirent de l’ampleur, d’une part dans les universités, à Madrid et Barcelone surtout, où plusieurs professeurs furent expulsés de leur faculté, et d’autre part dans les zones industrialisées du nord, sous l’impulsion des Commissions ouvrières. Abstraction faite de quelques actions énergiques, le degré de répression policière fut de façon générale assez limité, Franco ne voulant pas répéter l’expérience de Miguel Primo de Rivera, dont la politique avait porté les universités à s’unir contre son régime. Carrero Blanco tenait la Loi sur la presse de 1966 et la gestion laxiste de Fraga pour responsables de la rébellion estudiantine. Franco aussi doutait de Fraga, mais, au contraire des ultras, ne croyait pas qu’il fût possible de retourner à la situation ancienne. Devant la montée des conflits sociaux et l’agitation nationaliste dans les provinces basques, le gouvernement répliqua par un regain de sévérité et en particulier par un nouveau décret qui transférait aux tribunaux militaires la compétence judiciaire pour les cas d’attentats terroristes et de délits politiques. À l’inverse, en avril 1969, à l’occasion du 30e anniversaire de la fin de la guerre civile, une amnistie définitive fut approuvée.
Franco, vieux et coupé de la réalité, était de plus en plus perméable à l’influence et toujours plus dépendant de la collaboration de son groupe. Il se retirait lentement du jeu, mais tout en demeurant très jaloux de ses pouvoirs. Les dissensions, qui s’exprimaient à découvert, paralysaient la machine gouvernementale. Franco ajoutait à la confusion en basculant tour à tour vers une tendance ou une autre.
La bataille politique au sein du Conseil des ministres se réduisait à une opposition entre Mouvement d’un côté, incarné par Muñoz Grandes, déjà dans ses derniers mois comme vice-président du gouvernement, et Opus Dei de l’autre, représenté principalement par Carrero Blanco. La lutte était inégale : le Mouvement était isolé sur le plan international et dénoncé pour ses engagements passés ; de plus, Muñoz Grandes était inapte à l’intrigue politique et gravement malade. L’Opus Dei par contre avait accru son influence au sein du monde catholique et des milieux capitalistes. Certes, en une occasion l’Église se montra critique aussi envers l’Opus Dei, aux membres duquel fut rappelée l’importance d’obéir aux évêques et de vivre en accord avec les vœux de pauvreté. Carrero Blanco, par crainte qu’un anti-monarchiste déclaré puisse empêcher la restauration de la monarchie après la mort de Franco, tenta en vain de convaincre Franco de relever Muñoz Grandes de ses fonctions,.
Dans une période de confusion et de montée en puissance d'un syndicalisme aux revendications apolitiques, il fut décidé en juillet 1967 de remanier le gouvernement, apparemment à l’instigation de Carrero Blanco, qui, s’il s’efforçait de poursuivre l’ouverture économique, cherchait également à révoquer les concessions accordées. Franco repoussa lucidement la proposition de confier le ministère de la Justice à l’homme de droite ultra-réactionnaire Blas Piñar. Les autres changements proposés par Carrero Blanco et acceptés par Franco tendaient à renforcer l’influence d’un catholicisme libéral et conservateur, fortement marqué par l’Opus Dei, dont le nombre de membres à des postes clef fut doublé. Chacun des hommes qui entouraient Franco incarnait des directions possibles entre lesquelles il se réservait de choisir, arbitrant lentement entre les pressions et les arguments des uns et des autres. Une autre décision significative de Franco en 1967 concerna la vice-présidence du gouvernement : le 22 juillet, il finit par démettre de cette fonction Muñoz Grandes, avec l’explication officielle que, en vertu de la Loi organique, un membre du Conseil du royaume ne pouvait pas exercer comme vice-président. Les motifs réels étaient son mauvais état de santé (il était atteint d’un cancer), son âge, son désaccord avec Franco sur la bombe atomique espagnole, et surtout son opposition marquée à la monarchie. Le 21 septembre, entérinant une situation depuis longtemps établie,,, Franco nomma vice-président Carrero Blanco, à qui le Caudillo vieillissant déléguera ensuite de plus en plus de pouvoir,.
Quant au Mouvement, on ne savait plus en réalité quel était son rôle. Lors de cérémonies publiques, Franco assurait aux membres du Mouvement qu’il se tenait à leurs côtés et que leur organisation continuait d’être essentielle, soulignant que « le Mouvement est un système, et il y a de la place en lui pour tout le monde ». Franco imputait la faiblesse du Mouvement à l’intransigeance des vieilles chemises, qui voulaient maintenir les doctrines radicales d’origine et n’avaient pas été capables de mettre à jour leurs postulats pour attirer de nouveaux militants. Franco prenait de plus en plus mal les positions nouvelles de l’Église, telles qu’exprimées dans la dernière encyclique Populorum Progressio de février 1967, à quoi s’ajoutaient l’engagement des prêtres basques et catalans en faveur des régionalismes et leur implication dans les revendications sociales. Franco réagissait en penchant vers ceux qu’il avait toujours considérés comme les siens, le Mouvement, et soutint donc les positions de celui-ci, refusant qu’un pluralisme politique puisse s’exprimer hors des associations qui y étaient intégrées. Un texte de loi en ce sens, très restrictif quant à la liberté d’association, fut approuvé officiellement le 28 juin 1967. En 1968, Franco autorisa son ministre de la Justice à créer à Zamora une prison spéciale pour prêtres, où 50 membres du clergé furent emprisonnés. En avril 1970, une loi fut votée par laquelle le nom de FET y de las JONS était changé définitivement en Mouvement national.
Dans la seconde moitié de la décennie 1960, Franco était pressé par son entourage de désigner enfin un successeur, car il montrait des signes croissants de décrépitude et l’on craignait pour la continuité du régime,. Il assurait qu’une nouvelle Loi organique était en préparation et qu’il serait bientôt en mesure de la présenter ; mais c’est en vain qu’on l’attendit. Juan Carlos, qui avait une conception de la monarchie assez proche de celle de Franco, était de plus en plus souvent aperçu aux côtés du Caudillo, et tant López Rodó que Fraga, sous des angles différents, s’activèrent à monter une campagne de soutien à la candidature du prince comme successeur. Franco avait une idée exigeante et archaïque de la monarchie, et s’employait par une relation bihebdomadaire avec Juan Carlos à peaufiner son éducation. De façon générale, le Caudillo était satisfait du prince, dont la relative simplicité du style de vie lui plaisait, et disposé à accepter l’éventualité que le prince effectue après sa mort quelques changements mineurs au régime. Même, il ne manifesta pas grande inquiétude lorsqu’il reçut un rapport faisant état de ce que Juan Carlos avait activement participé à un dîner avec douze libéraux modérés, soigneusement sélectionnés, qui avait eu lieu en mai 1966, et où le prince avait exprimé sa prudente préférence pour un système électoral bipartite sous une monarchie restaurée. Cependant, Franco se gardait encore de prendre la décision finale. En 1968, Carrero Blanco, López Rodó et d’autres avocats du prince au sein du gouvernement commençaient à faire pression sur le Caudillo avec plus d’insistance encore pour qu’il nomme un successeur, avant qu’il n’en soit rendu incapable par la maladie. Vers cette époque, Salazar, puis de Gaulle avaient dû céder le pouvoir, autant d’occasions offertes aux proches de Franco pour l’inciter, sinon à se retirer, du moins à désigner son successeur. C’est à l’instigation de Carrero Blanco, qui présenta le 24 octobre 1968 à Franco un mémorandum intitulé Considérations sur l’application de l’article 6 de la loi sur la Succession, que le pas décisif fut enfin accompli. Franco écouta le vice-président du gouvernement et lui répondit enfin : « Conforme con todo », soit : D’accord sur tout,. En janvier 1969, lors d’un entretien, Juan Carlos se déclara prêt à faire « tous les sacrifices » nécessaires et à « respecter les lois et institutions de mon pays » (entendre : les Lois fondamentales de Franco) « d’une manière très spéciale » ; reprenant les termes maintes fois employés par Franco, il déclara être partisan d’une « instauration monarchique », et non d’une restauration (puisqu’on ne pouvait admettre une légitimité antérieure au 18 juillet 1936), et vouloir accepter d’être désigné successeur, au mépris des prétentions de son père,. Lorsque quelques jours plus tard Franco s’entretint à nouveau avec Juan Carlos, il lui fit part de sa décision de le nommer pour son successeur avant la fin de l’année. Carrero Blanco redoubla d’efforts, et le 26 juin Franco l’informa finalement que sa décision était prise et que l’annonce officielle aurait lieu dans un délai d’un mois. Juan Carlos se soucia de se concerter avec son conseiller, Torcuato Fernández Miranda, qui lui garantit qu’une fois qu’il aurait hérité pleinement de la structure légale de l’État franquiste, des réformes seraient parfaitement envisageables. L’entourage de Franco considérait Juan Carlos comme faible de caractère et dénué des capacités politiques nécessaires à se confronter aux institutions du régime ; mais l’on estima qu’avec le choix porté sur Juan Carlos, la continuité du régime serait, du moins pour quelque temps, assurée.
Le 21 juillet 1969, Franco présenta la désignation de l'infant Juan Carlos devant le Conseil des ministres, puis le lendemain devant les Cortes. Le 23 juillet, Juan Carlos signa le document officiel d’acceptation, lors d’une cérémonie réduite, dans sa résidence de la Zarzuela, puis se rendit dans l’après-midi en compagnie de Franco aux Cortes en vue de la cérémonie d’acceptation et de prestation de serment. En séance plénière des Cortes, Juan Carlos jura « loyauté à Son Excellence le chef de l’État et fidélité aux principes du Mouvement et aux autres Lois fondamentales du Royaume »,. La désignation fut approuvée par les Cortes sans guère d’opposition : 419 voix pour et 19 contre. Tandis que la loi désignant le prince comme successeur était en chantier, le comte de Barcelone fit paraître une déclaration où il marquait sa réprobation devant une « opération qui s’est faite sans lui, et sans la volonté librement exprimée du peuple espagnol » ; il manifesta son intention de ne pas abdiquer et maintint sa propre candidature au trône. Il retourna à son opposition anti-franquiste ouverte de 1943-1947, et s’engagea dans plusieurs conspirations, toutes infructueuses, jusqu’à la mort du Caudillo,.
Du reste, Franco ne tenta jamais d’endoctriner Juan Carlos directement et ne répondait jamais péremptoirement aux questions que le prince lui posait sur certains sujets politiques en rapport avec l’avenir. Il préférait que le prince ne fasse pas de déclarations ni de commentaires politiques pour éviter des complications et garder les mains libres pour la suite. Pourtant, début 1970, Juan Carlos se laissa aller à signaler au New York Times que l’Espagne future aurait besoin d’un type de gouvernement différent de celui qui avait émergé de la guerre civile.
À la fin de la décennie 1960 éclata le scandale financier Matesa, du nom d’une fabrique de métiers à tisser, dont le PDG, Juan Vilá Reyes, très proche des milieux de l’Opus Dei, s’était fait octroyer abusivement des sommes considérables au titre de subventions à l’exportation, ce qui fut mis au jour en juillet 1969 par le directeur des douanes,. La publicité exceptionnelle faite à ce scandale paraît être un coup monté contre l’Opus Dei par le Mouvement, qui, acceptant mal la prépondérance des technocrates dans la plupart des organismes économiques nationaux, exploita l’affaire pour discréditer les ministres économiques de l’Opus Dei. C’était aussi une occasion de montrer du doigt les dangers du libéralisme pratiqué depuis une décennie. Les 41 journaux du Mouvement dénoncèrent l’affairisme de l’Opus Dei et les complicités au sein du gouvernement. La malversation, assortie d’une énorme affaire d’évasion de devises où de nombreuses personnalités de l’industrie et de la finance étaient compromises, dépassa donc vite le cadre du délit financier pour devenir l’occasion d’un règlement de comptes politique, dans le cadre d’une campagne de presse qui supposait au moins l’accord tacite des ministres Solís et Fraga ; ce dernier surtout s’activa à ce que les médias donnent à l’affaire une couverture maximale, bien que Franco eût donné l’ordre d’arrêter la campagne. En juillet 1970, le Tribunal suprême inculpa tant les ministres sortants que l’ancien ministre de l’Économie Navarro Rubio, et sept autres hauts fonctionnaires, et prononça un jugement sans appel, dénonçant le traitement de faveur dont avait bénéficié Matesa, l’absence de contrôle et de garanties de défense des intérêts publics, la fuite des capitaux etc. À la rentrée de septembre, Franco annonça sa position définitive et confirma la sanction du tribunal. Vilá Reyes, jugé et condamné à trois ans d’emprisonnement et à une forte amende, adressa une lettre de chantage à Carrero Blanco, menaçant de révéler des cas d’évasion de devises impliquant plus de 450 personnalités de haut rang et entreprises, beaucoup d’entre elles très proches du régime. Carrero Blanco persuada Franco que si l’affaire n’était pas close définitivement, elle causerait un dommage irréparable au régime lui-même. Le 1er octobre 1971, saisissant l’occasion du 35e anniversaire de son ascension à la tête de l’État, Franco octroya son indult à tous les principaux impliqués.
Le 16 octobre 1969, Carrero Blanco fit parvenir à Franco un mémorandum, où il analysait la situation politique, mettait en accusation les fauteurs de désordre et faisait un certain nombre de propositions. Il sut convaincre Franco d’ouvrir une crise ministérielle, de sorte à amortir la réaction sociale et à faire retourner le calme au sein du cabinet ministériel. Il demanda le départ d’hommes fort différents dans leurs options politiques, mais ayant pour dénominateur commun d’avoir bénéficié très longtemps de la confiance de Franco,. Le nouveau gouvernement d’octobre 1969 signifia une victoire totale pour Carrero Blanco et mit fin à la crise la plus profonde depuis douze ans. La nouvelle équipe reçut le sobriquet de « gouvernement monocolore », vu que la presque totalité des ministres étaient membres de l’Opus Dei ou de l’Association catholique nationale de propagandistes (ACNdP), ou des sympathisants déclarés. José María López de Letona prenait la tête du ministère de l’Industrie, Alberto Monreal Luque de celui des Finances, Enrique Fontana Codina de celui du Commerce, Camilo Alonso Vega fut remplacé à l’Intérieur par Tomás Garicano, et Fraga par Alfredo Sánchez Bella à l’Information. Aussi, les principaux ministres issus du Mouvement, dont Fraga, Solís et Castiella, furent limogés, de même que ceux des technocrates des ministères économiques qui avaient été éclaboussés par le scandale Matesa. Les principaux ministres technocrates et membres de l’Opus Dei, comme Gregorio López-Bravo, qui passa à occuper le portefeuille des Affaires étrangères, et López Rodó, restèrent dans le gouvernement. Pour le portefeuille de président du Mouvement (qui avait alors rang de ministre), Franco désigna l’ancien tuteur de Juan Carlos, Torcuato Fernández Miranda, de qui il escomptait une profonde réforme du Mouvement. Franco s’était ainsi incliné sur quasiment tout, ne marquant son indépendance que par son refus d’attribuer le portefeuille des Affaires étrangères à Silva Muñoz, lui préférant un autre membre de l’Opus Dei, López-Bravo. Si certaines déclarations de ministres limogés portent à penser que le Caudillo, bien que consulté, n’avait pas pris une part effective dans ce remaniement, les sanctions prises simultanément contre un libéral, un phalangiste et un membre de l’Opus Dei seraient, selon Andrée Bachoud, « assez dans la manière de Franco ; il a toujours pratiqué par le passé le châtiment distributif qui consiste à renvoyer dos à dos et à sanctionner d’une manière égale tous les fauteurs de troubles, sans s’interroger sur leurs responsabilités respectives ».Dans son allocution de Noël de cette année, Franco ne dit rien sur l’affaire Matesa, déclarant, dans une phrase devenue célèbre, que pour « ceux qui douteraient de la continuité de notre Mouvement, todo ha quedado atado y bien atado », soit ± « tout est désormais ficelé et bien ficelé »,,.
Le monolithisme gouvernemental engendra des frictions au sein du franquisme entre : les dénommés immobilistes (connus également sous le nom de Bunker), liés à l’extrême droite, qui refusaient les changements et préconisaient comme successeur la personne d’Alfonso de Borbón y Dampierre, futur mari de la petite-fille de Franco, Carmen Martínez-Bordiú ; les continuïstes, c’est-à-dire technocrates et partisans de la monarchie de Juan Carlos ; et les aperturistas (littér. ouverturistes), favorables aux réformes politiques, et emmenés par Fraga. À l’extrémité la plus dure de l’éventail se trouvait le groupe d’ultra-droite Fuerza Nueva, dirigé par Blas Piñar, et le groupe parapolicier Guerrilleros de Cristo Rey. Le public manifestait sa mauvaise humeur contre le groupe théocratique, tandis que le Caudillo semblait ne plus pouvoir assumer les pleins pouvoirs, que nul cependant ne s’aventurait à contester. Au prix de paralyser les institutions, les ministres continuaient donc à respecter à la lettre les décisions de Franco, qui apparaissait tour à tour indécis et autoritaire, d’une grande lucidité ou ressassant de vieux crédos.

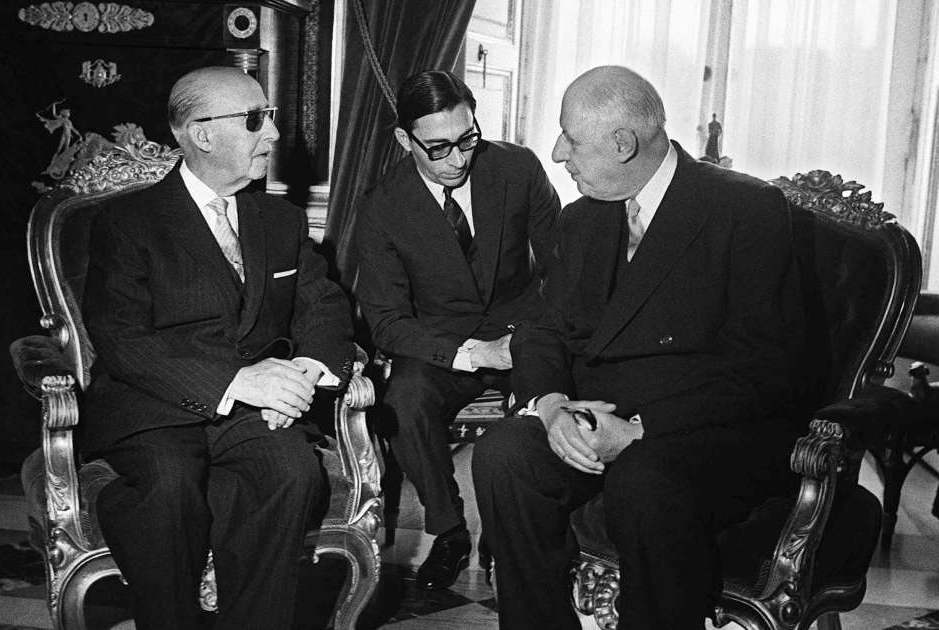
Entrevue entre Franco et de Gaulle au Pardo le 8 juin 1970.

Franco était traumatisé d’être désormais désavoué, voire combattu, par une Église sur laquelle il avait fondé la continuité de son régime, et interpréta comme un jugement négatif sur son action l’instruction, donnée par le pape en juin 1969, de promouvoir la justice sociale. Au cours de l’année 1969 éclatèrent 800 grèves, qui furent reçues par Franco comme des manifestations d’ingratitude du peuple espagnol.
En juin 1969, Charles de Gaulle décida, après sa démission de la présidence, d’effectuer en Espagne le voyage que, comme représentant de la France, il n’avait jamais pu faire auparavant. Après un périple aux Asturies, les époux de Gaulle furent reçus à Madrid à un déjeuner mi-officiel, mi-familial, en compagnie de López-Bravo. Ensuite, de Gaulle eut avec Franco une demi-heure d’entretien dont on ignore la teneur. De retour en France, de Gaulle adressa à Franco le 20 juin une lettre aux termes très élogieux, avec notamment cette phrase : « Avant tout, j’ai été heureux de faire personnellement votre connaissance, c’est-à-dire celle de l’homme qui assure, au plan le plus illustre, l’avenir, le progrès, la grandeur de l’Espagne. » De Gaulle, qui s’était toujours soucié de maintenir des relations cordiales avec le Caudillo et avec l’Espagne, fut le seul chef d’État européen à manifester par son voyage d’abord, par sa lettre ensuite, de l’admiration pour Franco et sa carrière, même si en public, le président français se montra plus réservé,,.

#### Miracle économique et agitation sociale

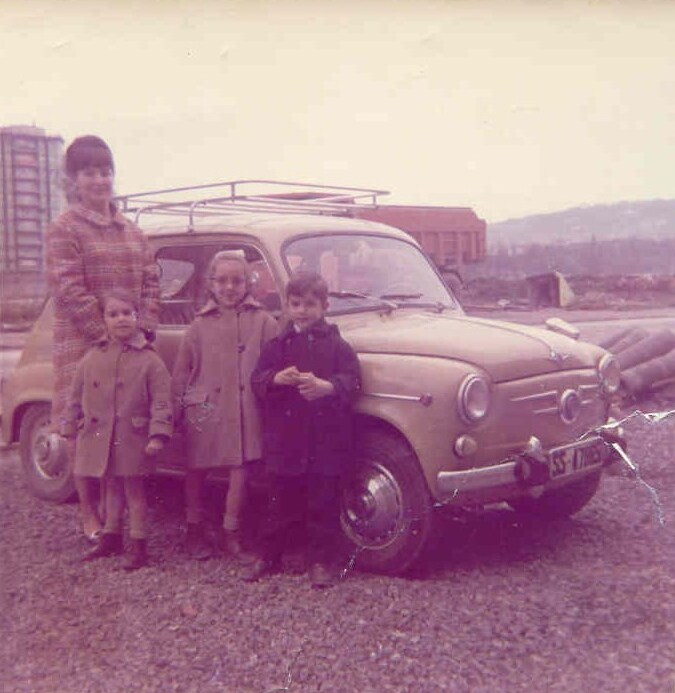
Une mère et ses enfants posent devant une SEAT 600, symbole des années du desarrollismo (développementalisme) économique.

Dans les 25 dernières années du régime de Franco, l’expansion économique et la hausse du niveau de vie ont été les plus fortes de toute l’histoire d'Espagne. Franco avait dès le départ affiché sa détermination à développer l’économie espagnole, mais les politiques qui permettront finalement d’atteindre cet objectif s’écarteront sensiblement de celles adoptées au lendemain de la guerre civile. La modernisation que Franco avait en vue devait être orientée sur l’industrie lourde, hors du marché capitaliste, plutôt que sur une économie de consommation et d’exportation. Il œuvra au développement social, mais sous la forme d’un bien-être de base et sous l'égide d’une conscience patriotique nationale et d’une culture néo-traditionaliste catholique, et non sous le signe de l’individualisme et du matérialisme. Franco pensait que l’économie libérale de marché avait été la cause de la croissance relativement lente de l’économie espagnole au XIXe siècle et que le nouveau dirigisme autarcique des dictatures contemporaines était destiné à supplanter ce modèle. Pendant la guerre civile, la politique économique de son gouvernement — étatique, autoritaire, nationaliste et autarcique — avait connu un certain succès, en particulier en comparaison des échecs du gouvernement républicain. Après la victoire, une politique d’autarcie fut imposée à l’ensemble de l’économie, avec les mêmes techniques qu’auparavant, mais d'une façon plus stricte et d’une application plus large. La politique économique de l’après-guerre mondiale accordait la priorité à l’industrie nouvelle, surtout à l’industrie lourde, et en 1946, la production dépassait de deux pour cent le niveau de 1935.
Une politique fiscale peu vigoureuse, où l’État ne percevait qu’un peu moins de 15 % du produit national, limitait les possibilités de l’investissement public que Franco envisageait. L’imposition directe avait toujours été faible en Espagne et il y avait une forte réticence à changer de modèle, l’impôt progressif ayant des relents de socialisme ; du reste, l’on se souciait peu alors de redistribution des richesses. Les réformes fiscales de 1957 et 1964 ne modifieront pas substantiellement un régime fiscal très régressif et comportant de nombreuses failles. Les impôts indirects par contre étaient parmi les plus élevés au monde. Le monde extérieur, l’occident capitaliste autant que le monde communiste, était qualifié d’hostile au régime et à la culture espagnole véritable, en considération de quoi être aussi indépendant que possible ne cessera d’être un objectif crucial. La politique autarcique fut poursuivie jusqu’en 1959, mais sera réajustée en deux phases successives. Comme la plupart des dictateurs du XXe siècle, Franco croyait à la primauté du politique sur l’économique et pensait que l’État pouvait soumettre l’économie à ses propres fins.
Vers la fin de 1957, Luis Carrero Blanco mit sur la table un plan coordonné d’augmentation de la production nationale, qui tendait à renforcer encore l’autarcie, au mépris du puissant courant venant d’Europe occidentale et poussant vers la coopération internationale. Les nouveaux ministres de l’Économie et leurs collaborateurs étaient au contraire beaucoup plus attirés par les opportunités du marché international. À l’issue d’une phase initiale de réticence, Franco se laissa convaincre par Navarro Rubio d’accepter un nouveau modèle afin d’équilibrer l’économie et de pérenniser la prospérité de l’Espagne. Aussi, après que le modèle autarcique a mis l’Espagne au bord de la faillite, le régime avait-il fini par consentir — non sans le regimbement et l’opposition des secteurs phalangistes et de Franco lui-même — à ce que soit instaurée une lente libéralisation de l’économie,. Les aides américaines, commencées après la signature du traité bilatéral, avaient permis de faire face à cette situation économique critique. La chape du protectionnisme fut alors progressivement allégée : par listes successives, les interdictions d’exportation et d’importation furent levées, et les capitaux étrangers invités à s’investir dans les secteurs déficitaires, car ils bénéficiaient d’un régime préférentiel, dérogeant du droit commun très protecteur pour les entreprises nationales. Au début de la décennie 1960, les réformes économiques des technocrates commencèrent à porter leurs fruits, ce qui conforta leur position et entraîna un glissement progressif du pouvoir en leur faveur et aux dépens des phalangistes et, corollairement, une dissociation encore plus marquée entre le Caudillo et les affaires politiques quotidiennes.
Le Plan de stabilisation, élaboré en 1959 sous la supervision du FMI et de l’OCDE, marqua le démarrage définitif de l’économie espagnole. L’Espagne, en échange d’aides financières, adressa un mémorandum au FMI, dans lequel elle s’engageait à « adopter les mesures nécessaires pour mettre l’économie espagnole en condition de solvabilité et de stabilité économique »,. Tout au long de la décennie 1960, l’économie espagnole s’accrut à un rythme annuel moyen de 7 %, en cela dépassé seulement par le Japon. Entre 1960 et 1966, la croissance espagnole, alors la plus forte au monde, dépassa les 38 %, sous-tendant ce qui sera appelé le « miracle économique espagnol »,. Vers la fin de 1973, le revenu par tête avait franchi la barre des 2 000 dollars, chiffre que López Rodó avait retenu comme seuil à franchir avant que la démocratie puisse prendre pied en Espagne. En revenu réel, c’était le même revenu que celui qu’avait eu le Japon quatre ans auparavant. Il est vrai que l’Espagne partait d’un niveau très bas et avait été, avec la Grèce et le Portugal, l’un des pays les plus pauvres d’Europe, avec un revenu par tête inférieur même à quelques pays latino-américains.

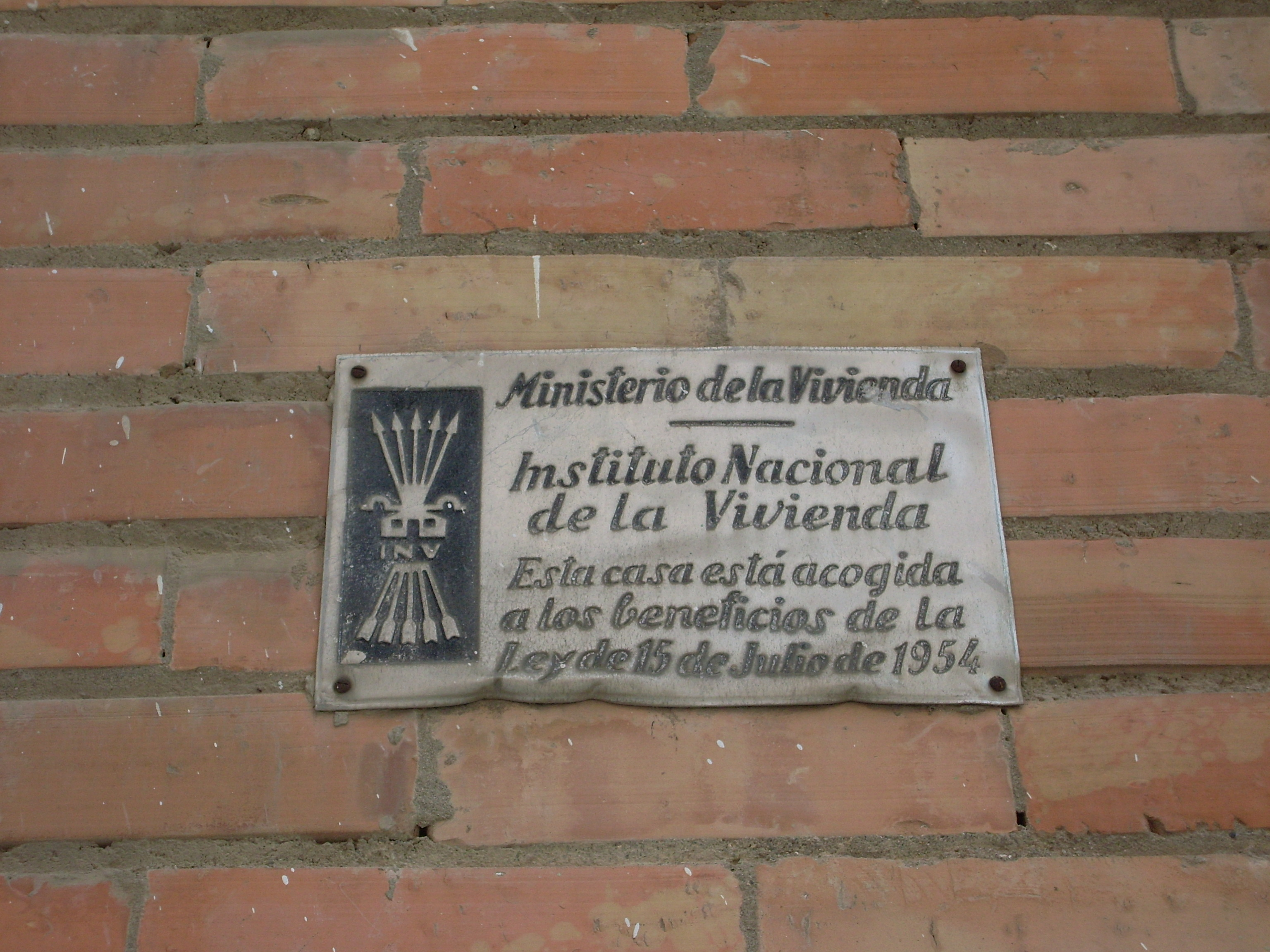
Plaque du ministère du Logement. La construction de logements sociaux fut stimulée pendant l’époque franquiste.

Si certes l’Espagne se trouva exclue du processus de reconstruction européen, qui avait commencé dès la fin de la Seconde Guerre mondiale et englobait les décennies concernées, et si elle ne fut donc pas pleinement associée au progrès économique des pays environnants, il était inévitable qu’elle aussi bénéficie de la croissance forte et soutenue générée par ledit processus et que le contexte économique international soit aussi un facteur déterminant pour l'économie espagnole. La croissance espagnole fut en partie tributaire de l’expansion économique des États environnants et des retombées de celle-ci, dont notamment l’entrée de capital étranger, l’afflux de touristes, et les entrées de devises provenant des Espagnols émigrés (l’émigration permanente concernait plus de 800 000 Espagnols, auxquels s’ajoutaient autant d’émigrants temporaires). Les entrées de devises provenant de l’émigration atteignaient un montant proche de 6 000 millions de dollars (soit 12 % des recettes du pays en provenance de l’étranger). Les apologistes du franquisme revendiquent cette croissance en la présentant comme une conséquence directe de l’action gouvernementale, quand en réalité celle-ci n’a été déterminante que dans la mesure où, pour tirer avantage de la vague de croissance en Europe, le gouvernement sut se résoudre à éliminer l’ensemble des lois, ordonnances et institutions qui avaient été créées dans la période autarcique. Ce développement, désordonné par certains aspects, et l’exode rural favorisèrent l’apparition de bidonvilles autour des grandes villes. Les taux de croissance économique élevés ne s’accompagnaient pas d’une création d’emploi subséquente — la nécessité d’industrialiser le pays tendait à privilégier la hausse du facteur capital face au facteur travail —, et ce fut l’émigration vers l’Europe qui permit d’éviter que la faible capacité à créer de l’emploi ne se traduise par une augmentation du taux de chômage.

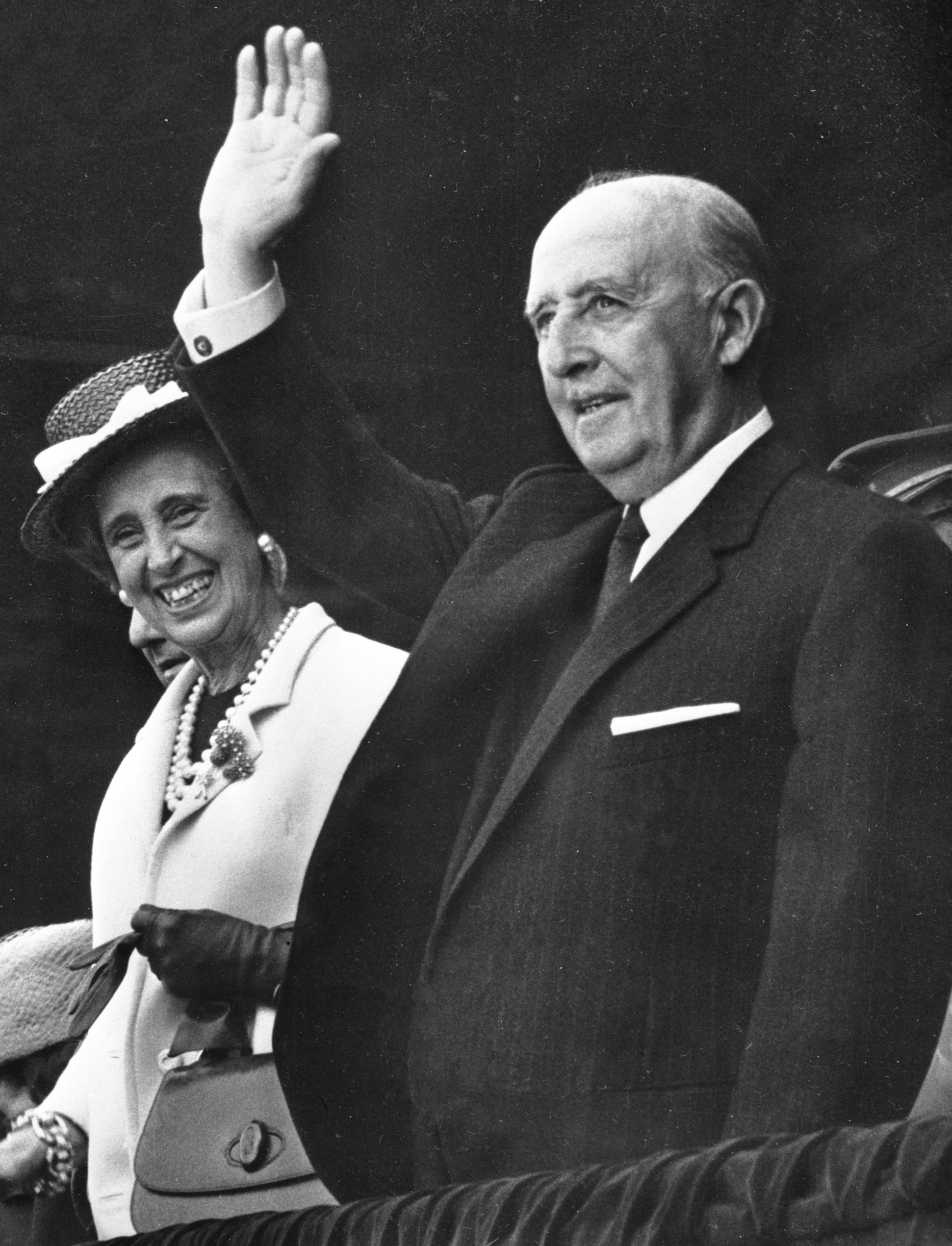
Franco et Carmen Polo (probablement vers 1960).

Les efforts pour répercuter la croissance sur le niveau de vie des Espagnols finirent par suivre, d’une part parce que la justice sociale avait été constamment invoquée par Franco depuis 1961, et d’autre part pour des motifs économiques, le développement industriel ne pouvant se faire sans renforcer le marché intérieur. Bien qu’une partie des ressources normalement destinées à moderniser l’économie se soient retrouvées dans l’escarcelle de personnes proches du pouvoir, il apparaît néanmoins qu’une bonne partie de la population bénéficia d’une amélioration de son niveau de vie ; la hiérarchie catholique, mais aussi les phalangistes, tentaient en effet d’obtenir que la prospérité bénéficie aussi aux plus défavorisés. Les manifestations ouvrières reçurent l’appui des membres les plus en vue de la Phalange et mobilisèrent aussi de nombreux ecclésiastiques, suivant en cela l’encyclique Mater et Magistra. Dans le domaine du bâtiment p. ex., on n’avait, depuis la fin de la guerre civile, réalisé que quelque 30 000 logements chaque année pour une population qui s’était accrue de 300 000 individus par an. Un conflit éclata entre José Luis Arrese, porte-voix des théories sociales du Mouvement et ministre du Logement, qui proposait la construction d’un million de logements sociaux, et Navarro Rubio, pour qui cette proposition était incompatible avec la politique économique qu’il menait alors. Franco ayant pris fait et cause pour Navarro Rubio, Arrese fut contraint de démissionner. En mai 1961, pendant un voyage en Andalousie, le gouverneur civil de la province de Séville, Hermenegildo Altozano Moraleda, emmena Franco voir un bidonville, dont le chef de l’État resta horrifié, claire démonstration de sa méconnaissance des réalités du pays,,. Le 8 mai, de retour à Madrid, il en parla à Pacón, ajoutant que l’attitude des grands propriétaires andalous était révoltante car ils laissaient crever de faim les journaliers affectés par un éprouvant chômage saisonnier. En tous cas, il exige de ses ministres, en particulier de Navarro Rubio, de trouver les moyens d’y remédier.
La croissance déséquilibrée occasionna les mêmes malaises sociaux que dans les autres pays industrialisés, mais plus criants, et la revendication sociale était empêchée de s’exprimer par la chape gouvernementale. Le décret sur le banditisme de septembre 1960 considérait les « actes de subversion sociale » comme des actes de rébellion militaire, de même que les arrêts de travail, grèves, sabotages et autres actes analogues, quand ils ont des buts politiques et causent de graves troubles de l’ordre public. Ce dispositif répressif permettait à Franco de refuser longtemps toute amélioration sociale. Si dans le reste de l’Europe, on œuvrait depuis 1945 à mettre en place des mécanismes et des institutions propres à universaliser la protection sociale, en Espagne en revanche, ce ne sera pas avant 1963, avec la promulgation de la loi sur les Bases de la sécurité sociale, qu’un authentique système de sécurité sociale commencera timidement à être instauré. La mise en place de ce système s’accéléra par la suite, jusqu’à englober les paysans à partir de 1964, tandis que son éventail de services s’élargit considérablement. Finalement, en 1971, les petits commerçants et travailleurs indépendants y furent intégrés également, et le système se fit universel l’année suivante. Son instauration, bien qu’elle se soit faite sans une concomitante réforme fiscale qui l’eût dotée des moyens nécessaires, et malgré l’inefficacité de la gestion des ressources de l’État, représente une importante avancée en matière de protection sociale, et en 1973, quatre Espagnols sur cinq bénéficiaient d’une couverture médicale. Ces réformes n’étaient pas tant une concession du franquisme qu’une conquête du monde du travail, facilitée par la situation de faiblesse où se trouvait alors le régime. En janvier 1963 fut adopté également le principe d’un salaire minimum.
Il y eut une montée en puissance du militantisme ouvrier, principalement autour des Commissions ouvrières (CC.OO.), qui surgirent non comme un syndicat à proprement parler, mais comme une plateforme syndicale, impulsée par le Parti communiste qui, s’appuyant sur un réseau clandestin, utilisait les structures du syndicat vertical pour porter les revendications à la rue, en tentant ainsi d’opérer une mobilisation de masse ; d’autres centrales syndicales commençaient aussi à se faire actives, comme p. ex. l’USO et l’UGT. Les multiples grèves, impliquant 1 850 000 ouvriers entre 1962 et 1964, sont la traduction de l’influence croissante des syndicats clandestins et d’un syndicalisme spontanéiste, où s’exerçait l’influence de phalangistes, de noyaux communistes, de catholiques progressistes (notamment de l’Action catholique ouvrière), et surtout des CC.OO. La mobilisation revendicative de la classe ouvrière et la lente conversion antifranquiste du nouveau mouvement ouvrier espagnol furent le plus grand défi qu’eut à affronter le régime de Franco dans la décennie 1960.

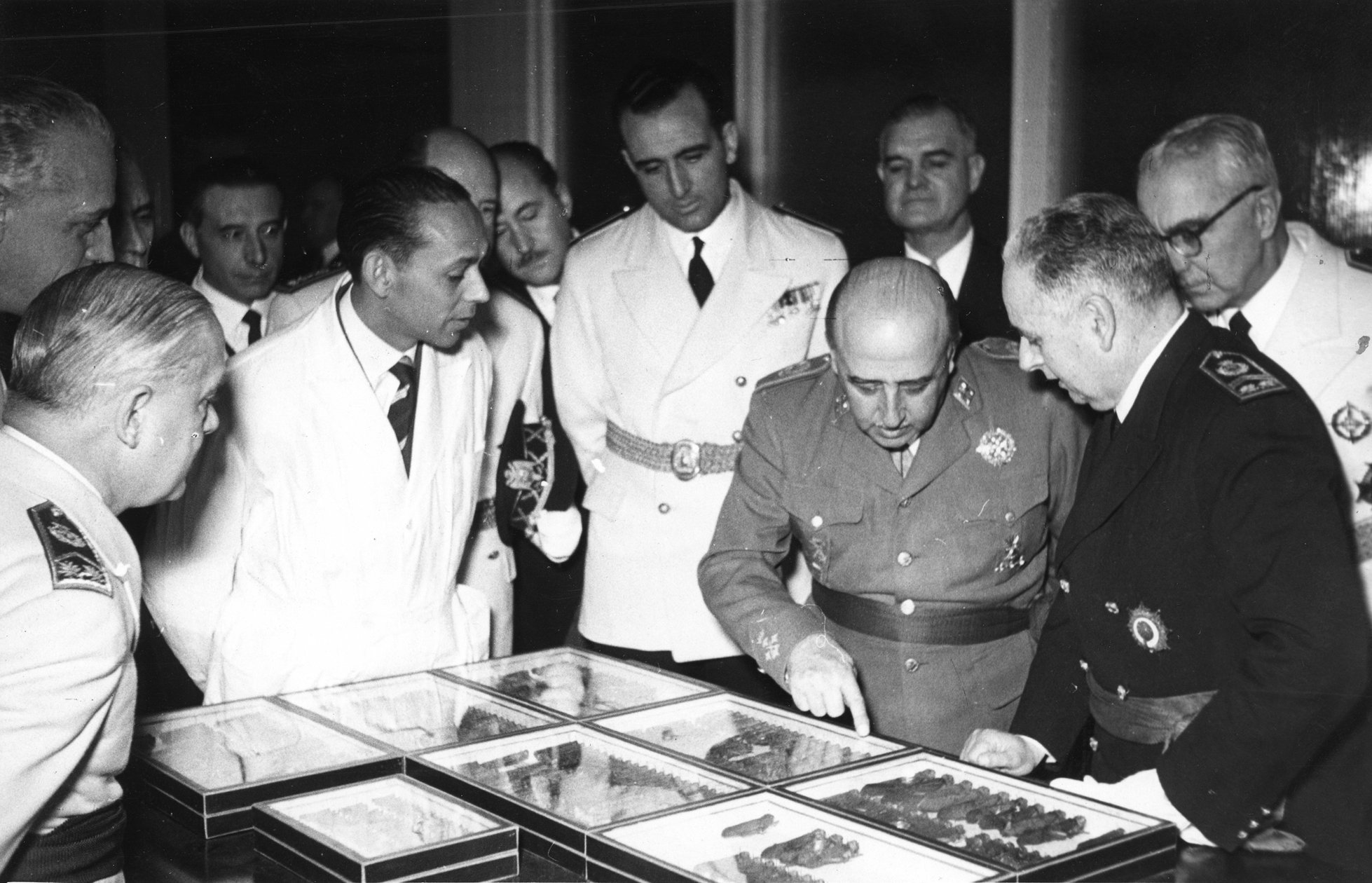
Inauguration de l’Instituto Nacional de Investigación y Tecnología Agraria y Alimentaria (INIA) par Franco en 1954.

L’agriculture commença à recevoir plus d’attention dans les années 1950, et de fait, quelques efforts positifs furent entrepris dans ce domaine, notamment une augmentation du budget agricole. Plus de 800 mille hectares furent reboisés, près de 300 mille hectares de marais asséchés, et les lois sur le remembrement, prévoyant notamment de regrouper les minifundios improductives, commençaient à porter leurs fruits,. La reforestation extensive en Espagne fut l’un des projets les plus ambitieux de ce type dans le monde, et dans la décennie 1970, Franco parvint à transformer pour une bonne part le paysage désolé qui l’avait tant surpris quand il voyagea pour la première fois à travers l’Espagne centrale en 1907. L’aménagement de lacs de retenue permit de multiplier par dix le volume des réserves d’eau du pays. De même, l’irrigation connut une expansion considérable. L’Institut national de colonisation octroya des terres à plus de 90 000 paysans, et Franco lui-même investit une petite somme personnelle dans cette entreprise. Toutefois, la politique de cet institut n’eut que peu d’effet.
Parallèlement au développement économique, il se produisait une modernisation de la société, qui la fit évoluer d’une société agraire vers une société industrielle, avec notamment des progrès dans l’instruction publique, grâce auxquels le taux de scolarité passa à 90 % et l’analphabétisme put être abaissé. En 1974, pour la première fois dans l’histoire du pays, tous les enfants étaient scolarisés dans l’enseignement primaire, y compris dans les zones montagneuses peu accessibles, et le nombre d’universités fut multiplié par deux. L’industrie de l’édition était florissante, en partie grâce à la suppression de la censure a priori en 1966. Une autre avancée fut la timide intégration de la femme dans le monde du travail et dans l’enseignement.
Les classes moyennes doublèrent presque leurs effectifs et les classes inférieures s’étaient réduites d’au moins un tiers ; en ce sens, l’objectif de Franco de créer une plus grande égalité sociale fut atteint partiellement. En deux décennies à peine, l’Espagne changea foncièrement, passant d’une société encore largement prolétarisée à une société dotée d’une vaste classe moyenne. Parallèlement à une augmentation du bien-être et une amélioration des infrastructures du pays, on constate aussi, favorisée par le contact avec l’extérieur, l’adoption de façons de vivre et de coutumes plus libérales : minijupe, cheveux longs chez les hommes, tenue vestimentaire décontractée, bikini, musique pop etc., en même temps qu’à un changement dans les mœurs sexuelles : la vente de pilules contraceptives dépassa le million d’unités en 1967. Ces transformations se répercutèrent sur la psychologie sociale et culturelle, avec comme conséquence l’adoption de la mentalité matérialiste, de la société de consommation et de la culture de masse du monde contemporain occidental, effets collatéraux de la réussite économique que le Caudillo ne souhaitait ni n’avait prévu. Les noyaux originels de soutien à Franco pendant la guerre civile, à savoir les petites villes et la société rurale du Nord, allaient s’érodant lentement mais systématiquement. En dépit du maintien d’une censure, certes quelque peu relâchée, les influences étrangères s’insinuèrent en Espagne par le tourisme de masse, l’émigration à grande échelle, et l’intensification des contacts économiques et culturels, faisant que la société espagnole se trouvait exposée à des styles et des comportements totalement contraires à la culture traditionnelle. Après la mort de Franco, les nouveaux dirigeants découvriront que la société et la culture sur lesquelles s’appuyait son pouvoir avaient pratiquement cessé d’exister, en raison de quoi il était totalement impossible que le régime se perpétue.

#### Politique extérieure

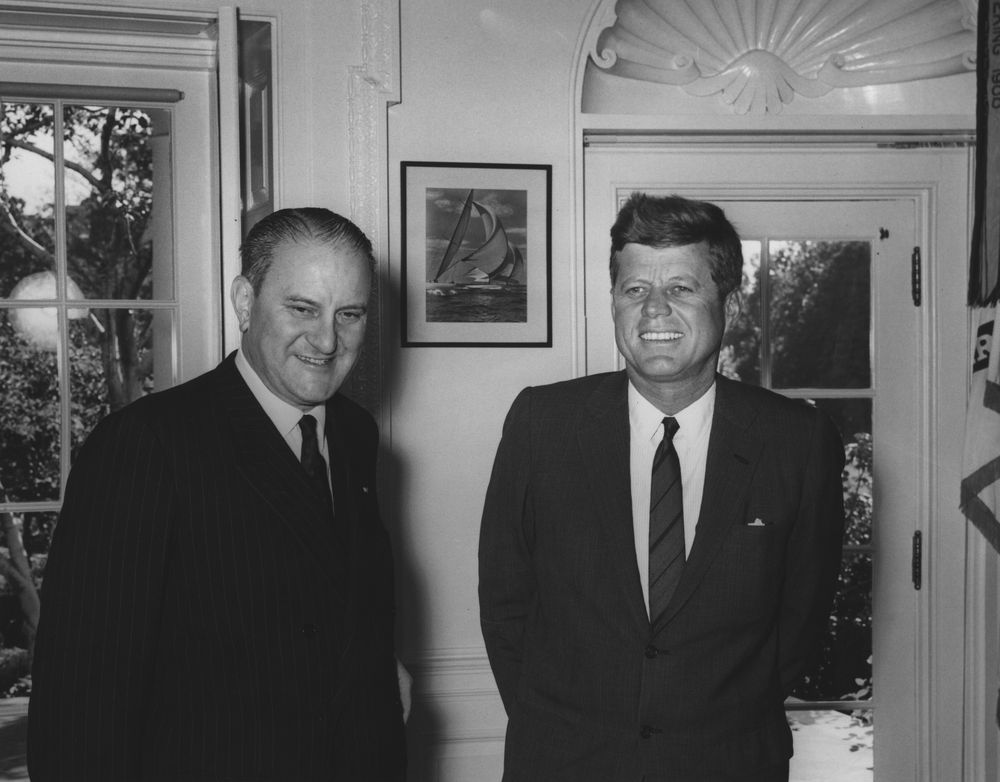
John Fitzgerald Kennedy recevant Fernando María Castiella à la Maison-Blanche en octobre 1963.

Fernando María Castiella s’appliqua à développer une politique extérieure plus autonome, moins dépendante des États-Unis, et à établir à cet effet, en matière économique et culturelle, des relations plus étroites et plus stables avec les pays d’Europe occidentale. Franco pour sa part était opposé à l’idée d’une Europe unie et critiquait le concept d’« européisme » ; cependant son sens pragmatique lui ayant fait comprendre que l’Espagne devait faire sa demande d’adhésion, il finit par l’autoriser en 1962. Les pays de la CEE tinrent la dragée haute à l’Espagne en invoquant des raisons politiques, mais en réalité leurs réticences tenaient plus à leur scepticisme sur le processus de libéralisation de l’économie espagnole, sur ses réglementations douanières, et sur son retard de développement.
Le gouvernement des États-Unis apparaissait, en comparaison du gouvernement précédent, plus soucieux de maintenir de bonnes relations avec l'Espagne. Mais en même temps, Franco laissait entendre que la dépendance économique et politique de l’Espagne vis-à-vis des États-Unis n’impliquait pas un alignement total sur les positions américaines. Ses propos favorables à Fidel Castro et à son anti-impérialisme, à la souveraineté du peuple cubain, la dénonciation du risque d’embrasement du monde hispanique etc. donnaient un nouveau contenu au concept d’hispanité, concept jusque-là d’un lyrisme inoffensif, mais désormais outil politique opérant. En affichant un anticolonialisme et un anticapitalisme de principe, Franco, note Andrée Bachoud, proposait un modèle aux pays qui cherchaient à s’affranchir de la tutelle des deux superpuissances, et, brandissant sa propre trajectoire comme exemple à suivre, se forgeait un personnage apte à gagner la sympathie des pays d’Amérique latine, des pays arabes fraîchement décolonisés et des Africains.
Franco monnaya l’indépendance de la Guinée et d’Ifni contre un accord de pêche avec le Maroc et contre la création d’une province autonome au Sahara espagnol,, mais n’avait en revanche pas l’intention de faire la moindre concession sur les villes de Ceuta et Melilla, choisissant ainsi, parmi les deux tendances présentes au sein de son gouvernement — celle de Castiella, partisan de l’ouverture, et celle de Carrero Blanco, hostile à ce qu’il taxait de politique d’abandon —, la voie la plus réaliste, montrant par là sa capacité à s’adapter et à remettre en question des positions qui avaient été primordiales pendant une grande partie de sa vie. L’aspect le plus fâcheux était le soutien marqué apporté à Hassan II par la politique américaine en Afrique du Nord. La vente par les États-Unis d’une importante quantité d’armes à Hassan II amena le gouvernement espagnol à protester, notamment à travers une lettre personnelle de Franco au président Johnson. Dans le Sahara espagnol, le gouvernement, dans une tentative de court-circuiter le Maroc, reconnut le territoire comme une province d’Espagne et octroya aux habitants la nationalité espagnole et donc les mêmes droits qu’aux autres Espagnols, y compris une représentation dans les Cortes. Franco cependant admit l’évidence : le Sahara en soi avait peu de valeur et ne présentait d’intérêt que dans le cadre d’une stratégie visant à sauvegarder d’autres zones qui étaient espagnoles depuis des siècles et habitées par des Espagnols, à savoir les Canaries et Ceuta et Melilla.
L’année 1964 marqua le début de l’intégration lente, par petits pas, à la CEE. En juin 1970, le gouvernement espagnol signa avec le Marché commun un accord préférentiel, très favorable aux exportations espagnoles, car ne mettant guère en cause les tarifs douaniers protectionnistes. En dépit de ses sentiments contradictoires à ce sujet, Franco s’en réjouit, car cela représentait une étape décisive vers l’intégration économique et consacrait sa politique de libéralisation et de croissance rapide.
Pendant l’été 1965, le gouvernement américain fit parvenir à Franco un mémorandum classifié l’informant que les États-Unis comptaient faire obstacle à la mainmise communiste sur le Vietnam, et requérant la participation symbolique de l’Espagne sous les espèces d’une assistance médicale. Franco répondit par une lettre au président Johnson, où il lui prédit une défaite et lui représenta que les États-Unis commettaient une erreur fondamentale en envoyant des troupes, alors que Ho Chi Minh, quoique staliniste, était vu par beaucoup d’Espagnols comme un patriote et comme un combattant pour l’indépendance de son pays. En accord avec sa sensibilité tiers-mondiste, qu’il partageait avec beaucoup d’Espagnols, il conseilla à Johnson de ne pas s’engager dans cette guerre et de suivre une politique plus flexible et plus au diapason du monde complexe des années 1960. Cependant Franco continuait de penser que les liens avec Washington était l’épine dorsale de sa politique extérieure, pour des raisons de prestige, d’appui politique et de sécurité internationale, mais aussi pour les avantages économiques.

### Dernières années: letardofranquisme

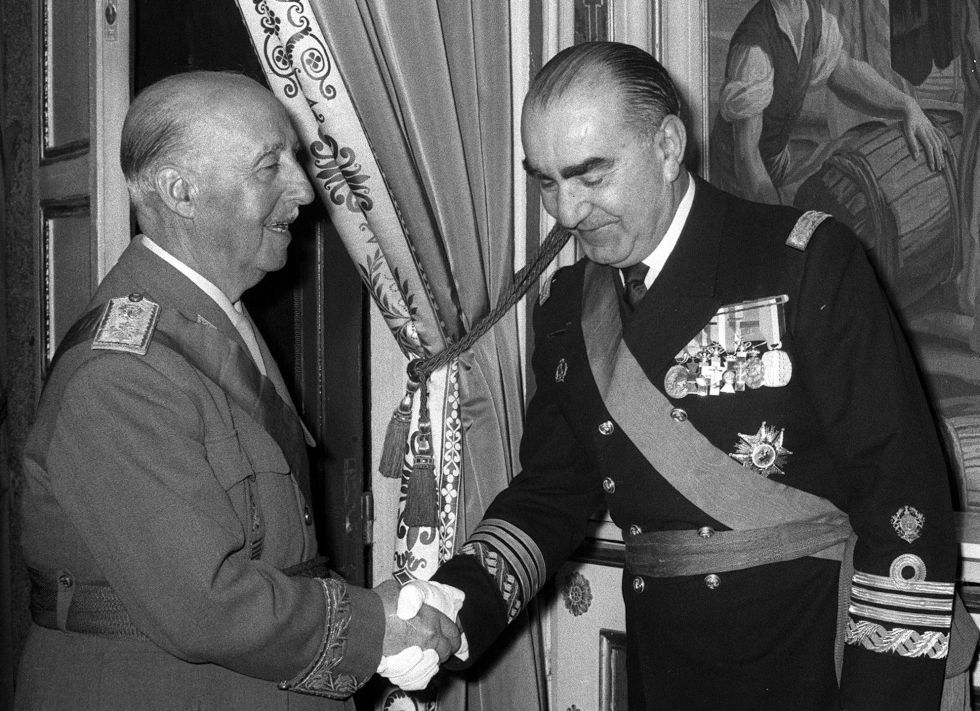
Franco et Luis Carrero Blanco.

Au début des années 1970, la classe dirigeante du régime se subdivisait en continuïstes et immobilistes. Parmi les actions des immobilistes, il y eut notamment la tentative de remplacer, comme successeur de Franco, Juan Carlos par Alphonse de Bourbon, le promis de la petite-fille de Franco, le « prince bleu », qui avait la faveur de l’extrême droite, en particulier de l’épouse et du gendre de Franco. Le Mouvement requérait que les gouverneurs de province accordent une importance moindre aux visites de Juan Carlos et mettent en vedette celles d’Alphonse de Bourbon.
Pendant que le gouvernement devait affronter à la fois le Mouvement et les partisans d’une démocratisation, Franco demeurait, par son passé et son âge, au-dessus de la mêlée. L’épiscopat espagnol, tiraillé entre fidélités politiques de longue date et soumission aux orientations papales, se résigna lentement à se désolidariser du régime et à suivre Paul VI dans son projet de réconciliation nationale. Le gouvernement et Franco considéraient les nouvelles orientations de l’Église comme « une attaque contre le régime franquiste et contre la tradition multiséculaire de la patrie ». En septembre 1971, dans une réunion inédite, l’assemblée conjointe des évêques et prêtres demanda publiquement pardon pour les erreurs et les péchés commis durant la guerre civile. Vicente Enrique y Tarancón, président de la Conférence épiscopale espagnole depuis 1971, présenta un véritable cahier de revendications démocratiques : abolition des tribunaux spéciaux, protection contre la torture, libertés syndicales, et reconnaissance des minorités ethniques et culturelles. En outre, de nombreux prêtres jeunes étaient engagés dans des activités politiques aux côtés de groupes d’extrême gauche, voire impliqués dans des actions violentes et de terrorisme, tels que celles de l’ETA, ce qui nécessita la création d’une prison spéciale, appelée « prison concordataire », où les détenus, conformément au concordat, recevaient un traitement particulier. Franco manifesta son incompréhension pour cette « soumission [de l’Église] aux exigences du moment, inspirées par la franc-maçonnerie et le judaïsme, les ennemis déclarés de l’Église et de l’Espagne ». En novembre 1972, Franco envoya au pape Paul VI une missive, rédigée par Carrero Blanco et López-Bravo, dans laquelle il relevait que l’hostilité croissante de l’Église envers son régime n’avait pas empêché « l’Église de faire un usage systématiquement pointilleux de ses droits civils, économiques, fiscaux et concordataires, ainsi que le démontrent les 165 refus d’autorisation de procès visant des ecclésiastiques au cours des cinq dernières années, nombre de ces refus concernant des affaires très graves et comportant une véritable complicité avec des mouvements séparatistes ».
Chaque fois qu’il était en difficulté avec l’Église, Franco basculait vers sa cohorte personnelle, redoublant alors les démonstrations d’adhésion aux principes directeurs du Mouvement, « aujourd’hui plus actuels que jamais », et les rappels des temps héroïques de la Croisade ; avec l’âge, les axes forts de ses choix et de sa personnalité resurgissaient intacts, tels qu’ils étaient dans les débuts de sa vie politique. Franco, écrit Andrée Bachoud,

« raisonnait en termes d’engagements réciproques passés et, dans une optique archaïque d’union du trône et de l’autel, n’admettait pas la défection du Saint-Siège, qui remettait en question tout l’édifice institutionnel prévu par les différentes lois organiques. Cette rupture fut pour lui un effondrement, face auquel s’effaçait tout le reste […]. L’attitude de l’Église fut l’une des raisons qui, ajoutées à la maladie de Parkinson, allaient l’enfoncer dans une aboulie, dramatique surtout pour le gouvernement qui, confronté à une crise qui atteint tous les secteurs de la vie publique, n’est plus en mesure d’intervenir, car devant attendre du vieil homme les décisions qui ne venaient pas. »

En septembre 1970, Franco reçut la visite de Richard Nixon et de Henry Kissinger, visite qui renforça l’image de marque du chef de l’État à l’intérieur et à l’extérieur de l’Espagne, mais qui figure aussi le point de tolérance maximal des démocraties occidentales envers le franquisme. Le mois suivant, il eut un entretien avec le général Vernon Walters, à qui le Caudillo parut « vieux et faible. Sa main gauche tremblait parfois avec tant d’intensité qu’il devait l’assujettir avec la droite. Parfois, il paraissait absent, d’autres fois il réagissait avec à-propos à ce que nous traitions ».
Deux mois après la visite de Nixon, le procès de Burgos, qui s’acheva par la condamnation à la peine de mort de six membres de l’ETA, fit régresser de trente ans la position internationale de l’Espagne dans le monde. La juridiction militaire apparaissait aux yeux de nombreux démocrates espagnols et européens, et aussi de l’Église espagnole, comme un archaïsme. L’affaire eut une répercussion importante dans l’armée, une grande partie des officiers ne souhaitant plus assumer ce rôle répressif, pendant que d’autres, plus nombreux, retrouvaient la solidarité d’antan contre l’hispanophobie internationale et invitaient Franco à une sévérité sans merci. Face à de telles divergences, Franco convoqua immédiatement un Conseil extraordinaire auquel pour la première fois Juan Carlos fut convié ; après une courte délibération, il fut décidé de répondre aux appels de l’armée et de suspendre l’Habeas Corpus. Les débats à l’ONU à ce sujet eurent pour résultat paradoxal de consolider le régime franquiste, et les durs du Mouvement (le Bunker) organisèrent le 17 décembre 1970 une manifestation de soutien à Franco sur la place de l'Orient, dont le prétexte était de répliquer à la propagande anti-espagnole ainsi qu’à la contestation intérieure menée par l’opposition démocratique, et qui réunit selon la presse espagnole 500 000 personnes ; mais ce fut en réalité — comme en témoignent certains slogans qui attaquaient directement le gouvernement, en particulier ceux de ses ministres qui appartiennent à l’Opus Dei —, une démonstration de la capacité de mobilisation du Bunker au service de son dessein d’évincer des postes de pouvoir les technocrates et les continuïstes. Quant à Franco, il en était conforté dans sa conviction qu’il était aussi indispensable à l’Espagne que par le passé, et dissuadé de passer la main. Selon Fraga, l’image de Franco acclamé par la multitude et sa détérioration physique eurent, dans l’opposition démocratique, l’effet paradoxal de retenir celle-ci de tenter de précipiter sa chute, et, chez les membres du Bunker, celui de leur faire accepter que « tant que Franco vivrait, rien ne serait entrepris contre eux ». Entre-temps, Franco reçut des messages de plusieurs dignitaires étrangers, dont aussi le pape Paul VI, qui sollicitaient des mesures de clémence. Cédant peut-être à l’appel de son frère Nicolás, ou trouvant peut-être opportun de désavouer le clan des durs, il réunit son Conseil des ministres le 30 décembre pour consultation, puis, fort de l’immense plébiscite rendu à sa personne, décida, après que la majorité des ministres a voté en faveur d’une commutation de la peine de mort, et, en dernière instance, devant l’insistance, principalement, de López Rodó et de Carrero Blanco, préoccupés par les inévitables répercussions internationales, de gracier les condamnés de Burgos. Dans son discours de fin d’année, Franco s’ingénia à expliquer les protestations internationales sous l’angle de son idée fixe de persécution : « La paix et l’ordre dont nous avons joui pendant plus de trente ans ont éveillé la haine chez les puissances qui ont toujours été l’ennemi de la prospérité de notre peuple ».
Dans les années 1970, les mobilisations ouvrières et étudiantes tendaient à se généraliser. Certaines fractions politiques, telles que la Démocratie chrétienne, jusque-là proche du régime, prenaient à présent position contre Franco ; il n’est jusque dans le phalangisme lui-même que des groupes d’opposition n'émergeaient ; dans l’armée, une association clandestine, l’Unión Militar Democrática (UMD), faisait de l’opposition, au défi de la discipline militaire ; et la plus grande alliée, l’Église, apparaissait divisée. Pour achever de rendre la situation insoutenable, l’ETA et d’autres groupes terroristes multipliaient leurs actions. Franco réagit à ces tensions en faisant un virage vers les positions immobilistes. Le 1er octobre 1971, lors de la célébration de l’anniversaire de sa nomination comme chef d’État, célébration qui s’accompagnait de nouveaux rassemblements sur la Plaza de Oriente, Franco manifesta clairement son intention de ne pas se retirer. Dans la faction continuïste, on commençait à craindre la prévisible perte des facultés physiques et mentales de Franco, risquant de survenir avant que la transmission des pouvoirs ne soit devenue effective.

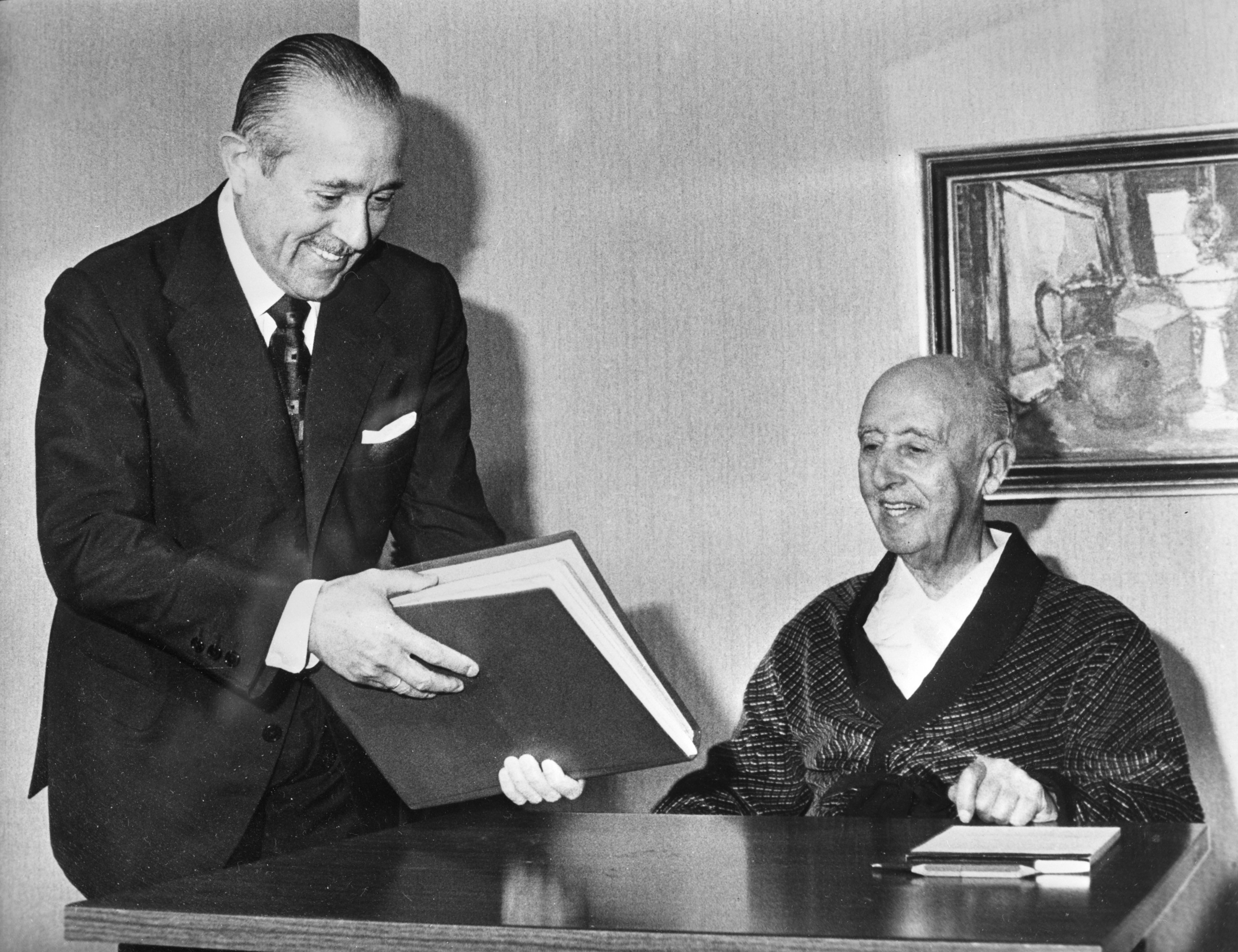
Le président du gouvernement Carlos Arias Navarro visitant le général Franco pendant sa convalescence à l’hôpital universitaire La Paz à Madrid.

Les dernières années de Franco illustrent l’extraordinaire difficulté de Franco à renoncer aux parcelles de pouvoir qu’il détenait encore. En janvier 1971, Carrero Blanco lui remit un copieux rapport dans lequel il le pressait de nommer un président du gouvernement afin de préserver ses propres forces et maintenir intact son prestige comme chef de l’État. Une autre proposition, de nature plus politique, était d’autoriser dans le sein du Mouvement quelques associations politiques. López Rodó se chargea ensuite de préciser les conditions de la succession, et le 15 juillet 1971 un décret fut publié par lequel étaient conférés à Juan Carlos les pouvoirs qui lui revenaient en tant qu’héritier officiellement désigné au trône, ainsi qu’il était stipulé dans la Loi organique. Parmi ces pouvoirs figurait le droit d’assumer provisoirement les compétences du chef de l’État si Franco venait à être dans l’incapacité physique d’exercer ses fonctions.
Au début de juin 1973, ayant fini par accepter qu’il n’était plus en état physique de diriger le gouvernement, Franco se résigna, sur les instances de López Rodó, à consommer la séparation des fonctions de chef de l’État et de chef du gouvernement, et mit donc en branle le mécanisme destiné à désigner pour la première fois un président de gouvernement. La loi spéciale des Prérogatives, votée le 12 juillet 1972, institua le dédoublement des fonctions de chef d’État et de président du gouvernement. La loi disposait que le Conseil du royaume présente à Franco une liste de trois noms, d’où il devait en choisir un. Franco demanda que le nom de Carrero Blanco figure sur la liste, et le Conseil y ajouta les noms de Fraga et du phalangiste de la première heure Raimundo Fernández-Cuesta. Le 8 juin, Franco désigna officiellement Carrero Blanco président du gouvernement. Pour le reste, le nouveau cabinet était l’œuvre de Carrero Blanco, et le seul nom que Franco imposa était celui de Carlos Arias Navarro, l’un des procureurs lors de la répression à Malaga en 1937, qui avait une réputation de dur et vint remplacer Tomás Garicano à l’Intérieur. La vice-présidence échut à Torcuato Fernández Miranda, ancien tuteur de Juan Carlos et ministre-secrétaire du Mouvement, titre qu’il garda. La plupart des membres de l’Opus Dei, par contrecoup de l’affaire Matesa, furent exclus de la nouvelle équipe, à l’exception de López Rodó, qui passa du ministère du Plan aux Affaires étrangères. À l’instar de Franco, Carrero Blanco choisit de revaloriser le rôle du Mouvement, après les déconvenues subies du côté du Saint-Siège. La volonté de Carrero Blanco de faire durer les institutions transparaît dans le programme qu’il présenta aux Cortes le 20 juillet 1973, de sorte que la nomination de Carrero Blanco fut interprétée comme un signe d’immobilisme, dans le sens d’une continuation du franquisme après Franco.
Les facultés intellectuelles et l’endurance de Franco déclinaient. Depuis trois ans déjà, les réunions du Conseil, qui naguère duraient jusqu’à une heure avancée de la nuit, s’abrégeaient et parfois s’interrompaient dès la fin de la matinée pour tenir compte de la fatigue du Caudillo. Ces trois dernières années, il n’était pas rare que Franco s’endorme en cours de débat,.
En 1973 éclata la crise pétrolière mondiale, laquelle ne manqua pas d’affecter aussi l’Espagne. Le miracle économique prit fin, cédant le pas à une période de stagnation et de crise qui dura plus de dix ans. Cette année-là, les tensions sociales s’aggravèrent considérablement dans le pays : en avril, un gréviste fut tué par la police à Barcelone ; le 1er mai, fête du Travail, un policier fut poignardé. Le 2 mai, Garicano, déçu par l’immobilisme du régime, démissionna. Franco chargea Carrero Blanco de former un nouveau gouvernement, dont la composition dénote un durcissement du régime : Fernández-Miranda en fut nommé vice-président, en plus de secrétaire général du Mouvement ; López Rodó passa aux Affaires extérieures, ce qui était considéré comme un « exil » ; deux phalangistes de la ligne dure, José Utrera Molina et Francisco Ruiz-Jarabo, se virent confier le portefeuille du Logement et de la Justice, respectivement ; et Arias Navarro fut nommé ministre de l’Intérieur.
Le 20 décembre 1973, au moment où se déroulait le dénommé Procès 1001, dans lequel comparaissaient dix responsables syndicaux des Commissions ouvrières et qui se voulait exemplaire, l’ETA assassina dans un spectaculaire attentat le président du gouvernement et principal appui de Franco, Carrero Blanco,. Franco apprit la nouvelle d’abord avec son habituel stoïcisme, mais ne tarda pas à s’abîmer, déclarant : « Ils m’ont coupé le dernier lien que m’unissait au monde ». Franco apparaît aux yeux de tous bouleversé et désemparé à la fois, en proie à des émotions irrépressibles, et faisait montre en privé d’un complet abattement. Lors des funérailles, qui eurent lieu en l’église Saint-François-le-Grand, Franco s’effondra en larmes, et l’enregistrement de la scène par la télévision permit pour la première fois aux Espagnols de voir pleurer le Caudillo.
Fernández-Miranda exerça la présidence par intérim, mais, considéré par Franco avant tout comme un intellectuel et un partisan de l’ouverture, et rejeté unanimement par la vieille garde du régime, il n’entrait pas en ligne de compte pour succéder à Carrero Blanco et ne figura pas sur la liste des trois présidentiables soumis au chef de l’État. Franco penchait pour Alejandro Rodríguez de Valcárcel, mais celui-ci déclina l’offre. Un autre candidat envisagé, Pedro Nieto Antúnez, homme de pleine confiance, mais âgé et presque sourd, sans expérience politique, en outre impliqué dans un scandale immobilier, fut vivement repoussé lors d’une réunion du Conseil national du Mouvement. Le choix finit par tomber sur Arias Navarro, d’une loyauté éprouvée, catholique strict, bon administrateur, instruit, propriétaire d’une vaste bibliothèque, et fort d’une longue expérience au service du régime. En Espagne, une théorie circule selon laquelle Franco, se laissant influencer par la camarilla du Pardo — terme qui englobait des personnalités comme Carmen Polo, Villaverde, Vicente Gil, etc. —, décida de poursuivre la ligne dure et fit porter son choix sur Arias Navarro,. Le public acquit le sentiment que le Caudillo était fortement dominé par sa femme, très amie avec la femme d’Arias Navarro, et plus largement par sa famille, alors que Juan Carlos en revanche ne fut pas consulté. Selon d’autres auteurs, ladite camarilla ne formait pas un groupe soudé, et la décision fut prise par Franco lui-même. Cette désignation du remplaçant de Carrero Blanco sera l’ultime décision politique importante de Franco. La croissante propension de Franco à sangloter accréditait la conviction de la classe politique qu’il avait perdu une grande partie de son autonomie d’appréciation et de décision.
Le nouveau gouvernement constitué le 3 janvier 1974 et présenté aux Cortes en février sera le dernier de l’ère Franco. Mis sur pied avec les restes du noyau dur du régime, sa composition différait fort de l’équipe antérieure, vu que moins de la moitié des ministres de Carrero Blanco gardèrent leur poste. Franco se contenta de nommer les trois ministres militaires, insistant seulement qu’Antonio Barrera de Irimo fût maintenu à l’Économie et qu'Utrera Molina devînt ministre du Mouvement. Abstraction faite des trois ministres militaires, ce fut là le premier cabinet totalement civil de l’histoire du régime. Arias écarta plusieurs membres de l’Opus Dei et leurs plus proches collaborateurs, y compris, au regret de Franco, López Rodó. Les membres de la nouvelle équipe étaient des bureaucrates pragmatiques, le seul doctrinaire étant Utrera Molina.
Paradoxalement, l’action d’Arias déçut la ligne dure, dès que les problèmes politiques et sociaux complexes de l’Espagne eurent contraint le nouveau gouvernement à mettre en œuvre plusieurs réformes. Le 12 février 1974, Arias prononça un discours dans lequel il affirma que « la responsabilité de l’innovation politique ne peut reposer uniquement sur les épaules du Caudillo », et annonça d’emblée la libéralisation de la vie publique — posture connue sous le nom de l’esprit du 12 février, qui le mit en contradiction avec le Bunker,. Il promit en particulier une nouvelle loi sur les gouvernements locaux, qui disposerait que les maires et députés provinciaux soient élus au suffrage direct, la mise en chantier d’une nouvelle loi sur le travail prévoyant une plus grande « autonomie » pour les travailleurs, et un nouveau statut des associations au sein du Mouvement. Le nouveau titulaire du portefeuille de l’Information et du Tourisme, Pío Cabanillas Gallas, assouplit encore la censure. Le nouveau gouvernement procéda à des nombreux changements de personnel dans les hautes fonctions de l’administration, remplaçant en l’espace de trois mois 158 hauts fonctionnaires nommés par les technocrates des gouvernements antérieurs. Tout cela ne laissait d’inquiéter Franco, qui y voyait une attaque « contre la doctrine essentielle du régime », quand même Arias prenait soin d’agir avec mesure.
En avril 1974, au lendemain de la chute de la dictature portugaise, où une faction de l’armée avait déclenché une révolution socialiste, le secteur dur du régime s’empressa de renforcer ses positions, en s’assurant les postes clef dans le commandement militaire. Ladite révolution déconcerta Franco, compte tenu que les forces armées dans leur ensemble étaient la seule institution de l’État à se maintenir ferme et unie. Le pire était la profusion dans la presse espagnole d’articles favorables au coup d’État au Portugal et aux réformes progressistes. À la suite du coup de force avorté de mars 1975 au Portugal (dit aussi révolte de Tancos), António de Spínola sollicita l’intervention espagnole, en vertu des clauses de défense mutuelle du vieux pacte Ibérique, intervention demandée également par Henry Kissinger. Toutefois Franco refusa d’intervenir, alléguant que le gouvernement portugais antérieur avait annulé le pacte, tout en rassurant Kissinger quant à la non viabilité du tournant radical de la révolution portugaise.
En 1974 l’agitation ouvrière s’intensifia, avec un nombre record de grèves, dont la presse, de moins en moins soumise et contrôlée, rendait compte. En mars, l’anarchiste catalan Salvador Puig i Antich et le délinquant de droit commun Heinz Chez furent condamnés et exécutés malgré une mobilisation internationale pour leur grâce. Ces exécutions successives décidées par un dictateur moribond horrifièrent le monde démocratique et rejetèrent le gouvernement Arias Navarro dans l’isolement.
Début juillet 1974, Franco contracta une thrombose veineuse profonde, qui, au jugement de Vicente Gil, nécessitait une hospitalisation. Avant de quitter le Pardo, le Caudillo ordonna à Arias et à Valcárcel de préparer les documents et de garder prêt le décret de transfert des pouvoirs en accord avec la Loi organique, quoique sans requérir de mettre ledit décret en marche,. Malgré une hémorragie gastrique, Franco rassembla ses dernières énergies pour demeurer aux commandes, et poussé par ceux qui voulaient gérer au mieux de leurs intérêts le temps qu’il lui restait à vivre, se soumit aux différents traitements. L’année 1974 sera un va-et-vient entre le Conseil des ministres et la salle d’opération.
Le gendre Villaverde s’opposa à ce que l’on informe son beau-père de la gravité de son état, afin d’empêcher qu’il ne délègue ses pouvoirs à Juan Carlos. Une altercation se produisit le 19 juillet 1974 après que Franco a finalement autorisé la passation de pouvoirs. Arias pénétra dans la chambre d’hôpital de Franco pour lui remettre les documents de la passation, mais s’effaroucha à l’idée de présenter l’affaire au Caudillo ; Gil s’offrit alors à le faire, mais se heurta à l’opposition de Villaverde, qui tenta de lui couper la route, obligeant Gil à l’écarter rudement. Gil ensuite parla à Franco sur un ton direct et dégagé ; le Caudillo l’écouta puis, se tournant vers Arias, dit : « que la loi s’accomplisse, Président »,.
Villaverde ayant exigé la mise à pied de Gil,, celui-ci fut remplacé par le docteur Vicente Pozuelo Escudero, qui s’empressa de réduire la dose d’anticoagulants, possible cause de l’hémorragie, et ordonna un nouveau traitement, grâce auquel l’état de Franco s’améliora promptement. À peine guéri à la fin du mois, et autorisé à quitter l’hôpital, il courut assister au Conseil des ministres, puis partit en convalescence tout le mois d’août dans son manoir de Meirás, où il fut pris en main par une nouvelle équipe de médecins constituée par Villaverde autour du Dr Pozuelo.
Depuis le 20 juillet, Juan Carlos était donc chef de l’État en exercice. Son premier acte à ce titre fut de ratifier l’accord hispano-américain, cosigné par Nixon aux États-Unis. En août, il présida un Conseil des ministres au Pardo, en présence de Franco, et un autre dans le manoir de Meirás. Entre-temps, Villaverde s’était érigé en chef de famille et en une sorte de substitut de son beau-père. Il se concerta avec Girón sur la meilleure manière de frustrer les plans du gouvernement et encourageait Franco, qui récupérait avec rapidité, de reprendre ses fonctions dès que possible. Franco, qui hésitait entre procéder au couronnement de Juan Carlos ou réassumer ses pouvoirs, choisit la deuxième option, après qu’il a reçu fin août un rapport (exagéré) d’Utrera Molina révélant les plans qui se tramaient visant à dissoudre le Mouvement, à en revenir aux partis politiques, et même à déclarer Franco physiquement et mentalement inapte, à quoi s’ajoutaient des rumeurs sur des conversations téléphoniques entre Juan Carlos et son père ainsi que sur des contacts du prince avec des opposants politiques, y compris Santiago Carrillo. Le 1er septembre, au bout d’une éclipse de 43 jours, Franco se mit en contact avec Arias pour lui communiquer laconiquement qu’il était guéri et qu’il reprenait les rênes du pouvoir.
Pozuelo, chargé de la rééducation physique de Franco, voulut au cours de ces semaines amener le Caudillo à préparer ses mémoires, et dans un premier temps Franco accéda à cette requête. Pozuelo enregistra les conversations sur bande magnétique, que sa femme ensuite transcrivait. Le récit autobiographique ne va pas au-delà de l’année 1921, Franco ayant, pour des raisons inconnues, abandonné le projet. Le texte démontre que chez Franco l’idée d’être un instrument de la divine providence ne s’était pas estompée : « dans ce que je fais, je n’ai pas le moindre mérite, car j’accomplis une mission providentielle, et c’est Dieu qui m’aide. Je médite devant Dieu, et en général, les problèmes se résolvent d’eux-mêmes pour moi ».
Arias convoqua une conférence de presse le 11 septembre 1974 où il fit part de son intention de « poursuivre la démocratisation du pays à partir de ses propres bases constitutionnelles, en vue d’élargir la base sociale de participation et dans la perspective d’enracinement de la monarchie », véritable déclaration de guerre pour les ultras. Le 24 octobre, Franco, préoccupé par les débats dans la presse sur les associations politiques et désapprouvant la politique de communication, limogea le ministre Cabanillas, suspect de libéralisme excessif. Utrera Molina, dernier vrai phalangiste restant dans le gouvernement, élabora un projet de loi autorisant les associations politiques, mais seulement sous l’égide du Mouvement, et moyennant le respect de conditions strictes et complexes. Ce plan fut approuvé par le Conseil national et promulgué par Franco, puis approuvé par les Cortes en janvier 1975. Franco était conscient que son régime s’effondrerait après sa mort, mais voulait croire encore que les institutions, auxquelles les hommes de pouvoir étaient liés par serment, perdureraient.
Vers la fin de 1974, Franco présentait des symptômes évidents de sénilité : il avait sans cesse la mandibule pendante et les yeux larmoyants, raison pour laquelle il se mit à chausser des lunettes noires, et ses gestes étaient devenus hésitants et spasmodiques. Selon Paul Preston, « ceux qui parlaient avec lui remarquaient qu’il avait perdu la capacité de penser logiquement ». À partir de ses 80 ans, il se sentait fatigué et inapte au travail pendant une bonne partie de la journée, et il était rare qu’il eût quelque chose à dire lors des réunions du Conseil des ministres. Pendant le défilé de la Victoire de mai 1972, il dut utiliser un siège pliant pour feindre de se tenir debout durant la revue des troupes. Entre-temps, l’espoir que le gouvernement prenne l’initiative d’une plus grande ouverture s’était évanoui. Le cabinet était divisé et Franco, à peine capable de le diriger, paraissait se satisfaire de l’immobilisme, tandis que l’opinion publique considérait Juan Carlos comme l’unique espoir de progrès.
La seule réponse que put donner le gouvernement, figé par la maladie de Franco, aux multiples problèmes de l’Espagne était la répression. Après que des conseils de guerre ont prononcé cinq condamnations à mort, le pape intercéda pour obtenir leur grâce. Dans la lettre, empreinte de respect et de dévotion, que Franco adressa au pape, il lui exprima « ses regrets de n’avoir pu accéder à sa demande, parce que de graves raisons d’ordre intérieur s’y opposent ». La démission du ministre du Travail à propos du blocage d’une loi plus libérale sur les relations de travail provoqua la crise gouvernementale du 24 février 1975. Le dernier gouvernement de Franco fut alors constitué, dans lequel, comme principale innovation, faisait son entrée Fernando Herrero Tejedor, au poste de ministre-secrétaire général du Mouvement. Arias, sachant que Franco n’avait d’autre choix que de céder, avait mis sa propre démission dans la balance pour exiger le limogeage de deux ministres liés au Mouvement, dont Utrera Molina, pour les remplacer par des figures plus modérées. Pour la première fois dans les annales du régime, Franco dut céder, signe patent de l’affaiblissement de son autorité. Utrera vint prendre congé au Pardo, où Franco tomba en sanglots dans les bras du dernier ministre en qui il avait pleine confiance. Tejedor, homme d’ouverture, choisit pour secrétaire le jeune Adolfo Suárez.
Outre le conflit avec le Maroc à propos du Sahara occidental, la question clef des derniers mois de la vie de Franco étaient les négociations avec les États-Unis sur un nouveau traité relatif aux bases militaires, la discussion portant sur la garantie de défense mutuelle. Le 31 mai 1975, pour accélérer les pourparlers, le président américain Gerald Ford visita Franco, qui lui parut capable de se concentrer sur les sujets centraux et lui apparaissait plus alerte qu’en décembre 1973. Ford reçut un accueil moins chaleureux que ses prédécesseurs, et passa plus de temps avec le prince Juan Carlos qu’avec Franco, signal clair de ce que réservait l’avenir.

#### Dernières apparitions publiques

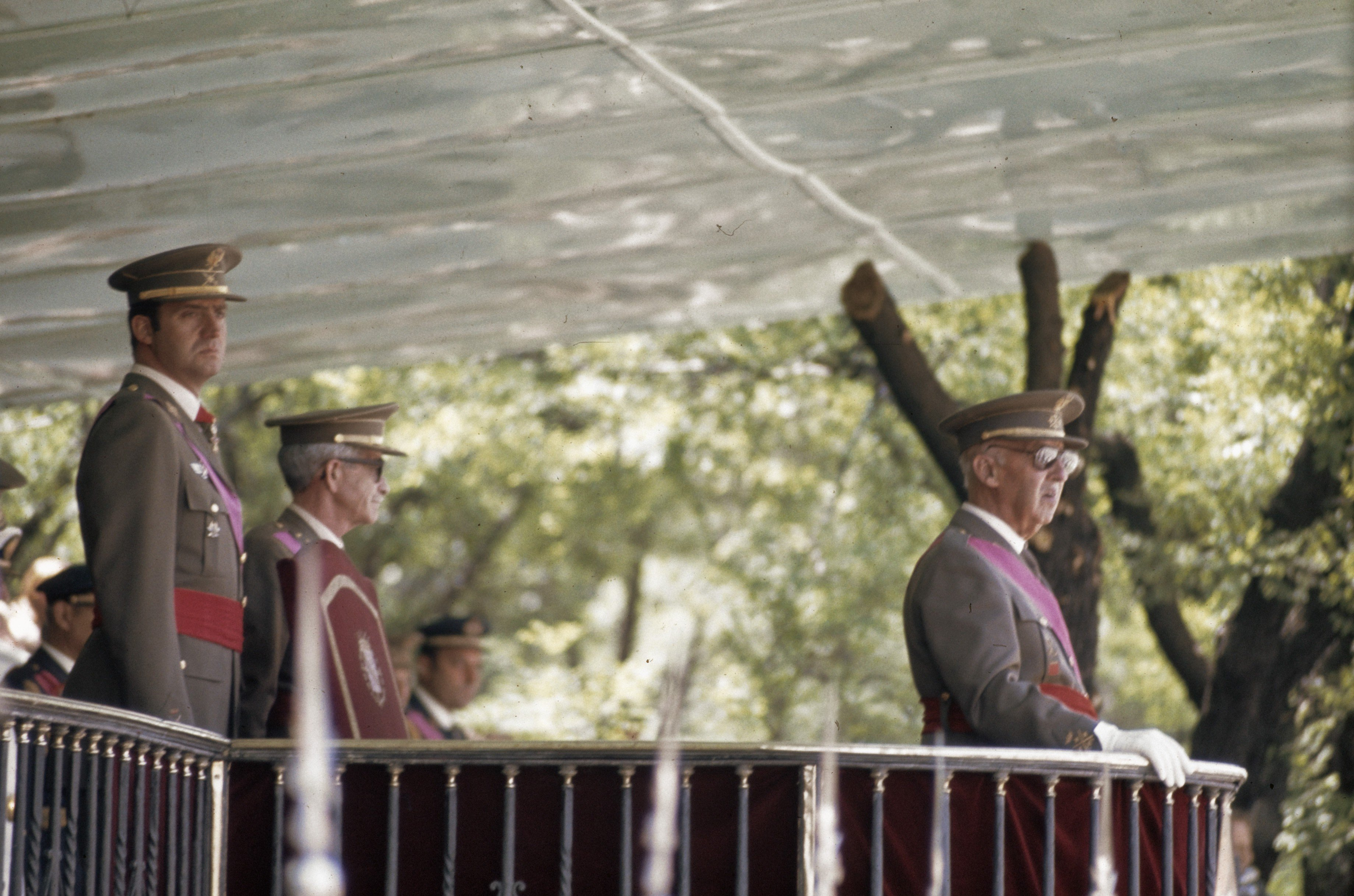
Franco et Juan Carlos en 1975.

À l’été de l’année 1975, le sentiment de délitement du régime était général. Franco était désormais à l’arrière-plan, et la presse témoignait implicitement du lent glissement de Franco vers les coulisses du théâtre politique. Franco continuait à présider les Conseils des ministres mais, de l’aveu même de López Rodó, ceux-ci n’étaient plus que formalité ; les ministres se réunissaient la veille, débattaient et prenaient leurs décisions sous la direction du chef de gouvernement, de sorte que la présence du Caudillo, le lendemain, ne servait qu’à les entériner.
Le 22 août 1975, le gouvernement durcit les peines pour terrorisme et, à nouveau, transféra la compétence pour de telles affaires aux tribunaux militaires, tandis que quatre jours plus tard, une nouvelle loi anti-terroriste entrait en vigueur, qui prescrivait la peine de mort pour le meurtre d’un policier ou de tout autre fonctionnaire. Le 27 septembre 1975 eurent lieu les ultimes exécutions du franquisme : cinq personnes au total (trois militants du FRAP et deux militants de l’ETA politico-militaire) furent exécutés par un peloton d’exécution, en application de sentences prononcées par quatre conseils de guerre. Six autres personnes avaient également été condamnées à mort, mais leur peine fut commuée en peine de réclusion par Franco,. Ces décisions, opposées quant à l’octroi de la grâce, — celle de 1970 d’une part, celles de 1974 et 1975 d’autre part —, sont significatives de la dépendance du Caudillo à l’égard de ses ministres et reflètent les luttes internes du régime et les attitudes divergentes des ouverturistes et de ceux du Bunker ; en 1975, comme en 1974 et 1970, c’est la majorité du Conseil qui décidait, et non plus Franco, qui se bornait à « consulter ». Ces exécutions, les dernières de la dictature franquiste, soulevèrent une vague de réprobation, au-dedans et au-dehors du pays. Quinze pays européens rappelèrent leur ambassadeur, et des protestations, voire des attaques eurent lieu contre les ambassades d’Espagne dans la plupart des pays européens. En réaction, la foule se rassembla le 1er octobre sur la place de l'Orient à Madrid pour célébrer, pour l’ultime fois, l’anniversaire de l’accession au pouvoir du Caudillo, mais ne put qu’à peine l’entrevoir. Vêtu de l’uniforme de gala de capitaine général des armées, et côtoyé par sa femme, le couple princier et l’ensemble du gouvernement, Franco apparut au balcon, et lors de ce qui serait sa dernière apparition publique répéta devant la foule son discours de toujours, dénonçant derechef, d’une voix chevrotante, au milieu de la ferveur générale, le complot maçonnique de gauche contre l’Espagne et appelant à la lutte contre « la subversion communiste-terroriste »,.
Le 22 septembre, Franco ordonna à son ministre des Affaires étrangères Pedro Cortina Mauri de signer le nouvel accord sur les bases militaires, et d’accepter grosso modo les conditions américaines, Franco ayant en effet compris que la présente crise internationale pouvait lui valoir une nouvelle période d’ostracisme et cherchant à s’en prémunir par le maintien de solides relations avec Washington.
La toute dernière apparition de Franco eut lieu le 12 octobre 1975, lors d’une cérémonie à l’Institut de culture hispanique, présidée par Alphonse de Bourbon. Franco y contracta un refroidissement, au pire une légère grippe, mais en dépit des recommandations de ses médecins, ne voulut pas suspendre ses activités, et subit une légère attaque cardiaque. Depuis lors, il était entouré jour et nuit d’une équipe médicale composée de 38 spécialistes, aides soignants et infirmiers. Franco s’opposant à une nouvelle hospitalisation, plusieurs pièces du Pardo furent aménagées en clinique. Le 18 octobre, il rédigea son testament, qu’il confia à sa fille Carmen et dont il devait être donné lecture au peuple espagnol après sa mort.
L’affaire du Sahara occidental amena le gouvernement à se réunir au Pardo le 17 octobre. En dépit des conseils du docteur Pozuelo, Franco, raccordé à des câbles et à des capteurs par lesquels les médecins suivaient ses paramètres vitaux, présida son dernier Conseil des ministres. La réunion ne dura guère plus de 20 minutes, et Franco prit à peine la parole. Même Villaverde reconnut que le moment de la passation de pouvoir était arrivé, mais Franco, quand on lui annonça que les médecins déconseillaient la poursuite de toute activité, feignit la surprise et affirma se porter très bien, ce qui signifiait qu’il ne transférerait le pouvoir qu’une fois en état de complète prostration. Fin novembre, son état s’empira notablement, et Arias et Valcárcel se rendirent chez Juan Carlos pour lui proposer d’assumer le rôle de chef de l’État, mais le prince refusa de s’y prêter une nouvelle fois, si ce ne devait être qu’à titre temporaire,.

#### Agonie et mort
Du 17 au 22 octobre, Franco souffrit d'une crise d'angine, d'athérosclérose, d'insuffisance cardiaque aiguë et d'un œdème pulmonaire. Le 25 octobre 1975, l'évêque de Saragosse apporta à Franco la cape de la Vierge du Pilier et lui administra l'extrême-onction dans le bloc opératoire improvisé où il était soigné dans le palais du Pardo. L'équipe de praticiens est dirigée par son gendre, le marquis de Villaverde. Le 26 octobre, son état se détériora plus avant, et le 30, après un léger infarctus et une péritonite, Franco ordonna de mettre en œuvre l'article 11 de la Loi organique et de transférer tous les pouvoirs à Juan Carlos. Des commentateurs doutent que le refus initial de transfert du pouvoir soit de la volonté personnelle de Franco. Début novembre, Franco eut un nouvel épisode d'hémorragie gastrique massive due à un ulcère peptique et fut opéré (avec succès) par une équipe de chirurgiens dans l'infirmerie du Pardo. À l'encontre de ses souhaits, Franco fut transporté, sur indication de Villaverde, à l'hôpital de La Paz à Madrid, où il subit l'ablation de deux tiers de son estomac. La rupture d'une des sutures, cause d'une nouvelle hémorragie avec péritonite, nécessita une troisième opération deux jours plus tard,, suivie d'une défaillance multi-organique. Le 15 novembre, il subit une intervention pour la troisième et dernière fois et, le 18, le docteur Hidalgo Huerta annonça qu'il s'abstenait dorénavant d'opérer le malade, qui se trouve dès lors placé en « hibernation ». Le 19 novembre à 11 h 15, les tubes qui le raccordaient aux machines et le maintenaient en vie furent débranchés, ce qui occasionna finalement la mort de Franco par choc septique à 4 h 20, le 20 novembre 1975, à l'âge de 82 ans et après 39 ans de règne sur l'Espagne,. La presse mondiale et les Espagnols suivirent pendant un mois l'agonie du Caudillo. Les problèmes de successions et de la survie du régime expliquèrent les moyens médicaux employés, ultérieurement qualifiés d'acharnement thérapeutique,. Le décès fut annoncé à la presse au moyen d'un télégramme rédigé par Rufo Gamazo, haut responsable des médias auprès du Mouvement national, télégramme qui fut envoyé vers 5 heures du matin et ne comportait que trois fois la phrase « Franco ha muerto » (« Franco est mort »). À 6 h 15 du matin, la nouvelle fut diffusée pour la première fois par la radio nationale, et le président du gouvernement, Carlos Arias Navarro, prononça à dix heures du matin son fameux message télévisé : « Espagnols…, Franco… est mort ».

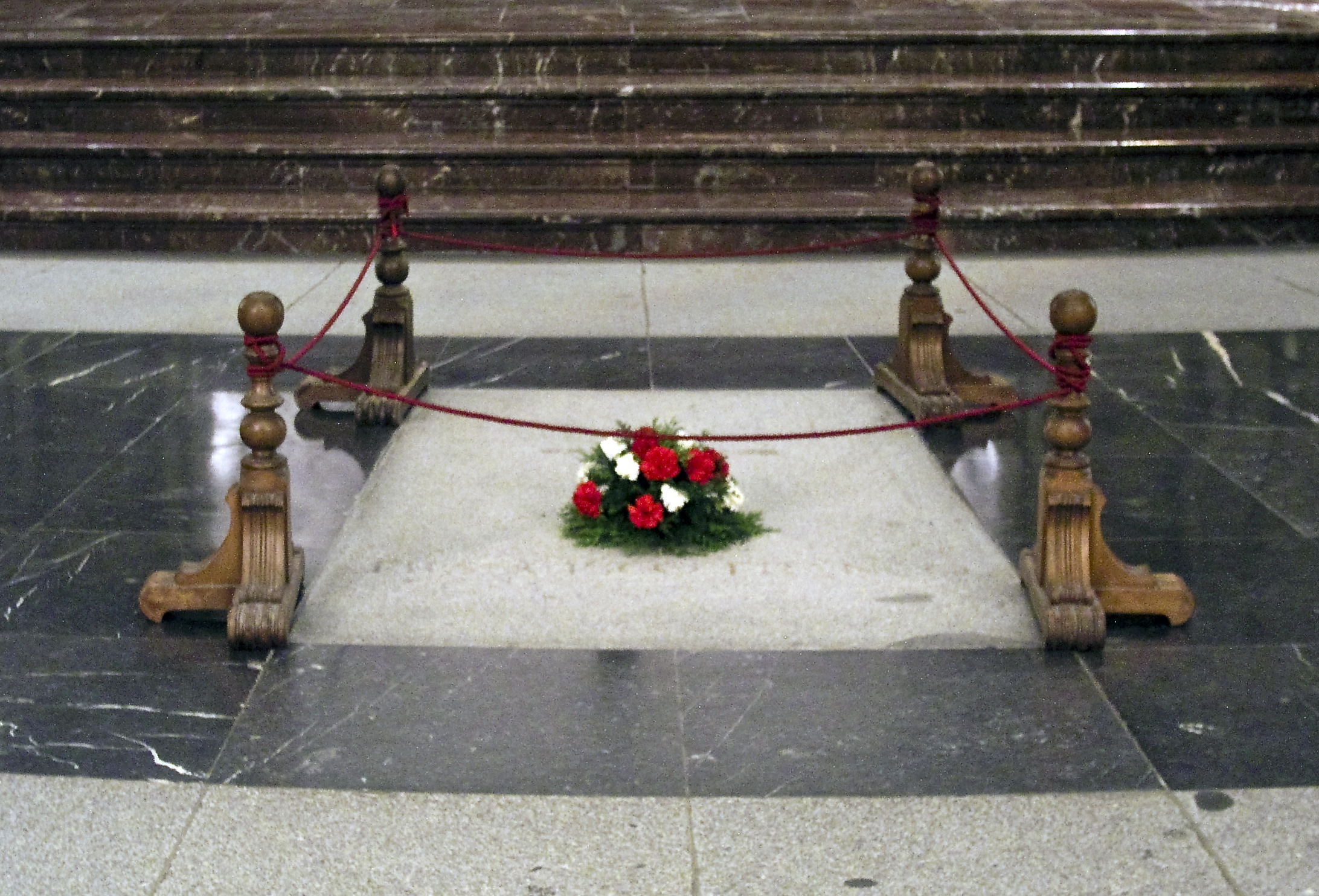
Tombe de Franco dans la crypte de Valle de los Caídos (2005).

Il a été calculé que pendant les 50 heures que la chapelle ardente installée dans la salle des Colonnes du palais d'Orient resta ouverte au public, entre 300 000 et 500 000 personnes, formant de longues files d'attente de plusieurs kilomètres, y vinrent manifester leurs derniers respects. Une foule importante suivit également le cortège funèbre, qui au départ de Madrid se rendit à Valle de los Caídos, où le corps de Franco fut inhumé dans un tombeau majestueux jouxtant celui de José Antonio Primo de Rivera. En revanche, seuls trois chefs d'État assistèrent aux obsèques : le prince Rainier de Monaco, le roi Hussein Ier de Jordanie, et le général Augusto Pinochet du Chili,. Les États-Unis étaient toutefois représentés par le vice-président en exercice Nelson Rockefeller. Trente jours de deuil national furent décrétés.
Après sa mort, les mécanismes de succession se mirent en marche et Juan Carlos — acceptant les conditions posées par la législation franquiste — fut investi roi d'Espagne, mais accueilli avec scepticisme par les adeptes du régime et rejeté par l'opposition démocratique. Dans la suite, Juan Carlos allait jouer un rôle central dans le processus complexe de démantèlement du régime franquiste et de mise en place d'une légalité démocratique, processus connu sous l'appellation de « transition démocratique espagnole ».
Le 20 novembre ou 20-N est toujours célébré par nostalgiques ou militants devant le Palais d'Orient.

#### Exhumation du corps
Exhumation et reinhumation ont eu lieu le 24 octobre 2019.

## Idéologie
Ayant acquis davantage de pouvoir que tout autre gouvernant en Espagne,, Franco l'exerça pour intervenir dans tous les domaines de la société espagnole. Cependant, comme l’a observé Brian Crozier, « nul dictateur moderne n’a été moins idéologue », Franco se distinguant en effet surtout par son pragmatisme ; le poids respectif des différentes tendances qui l’appuyaient variait dans ses gouvernements au gré des intérêts du moment. Selon Javier Tusell, « l’absence d’une idéologie bien définie permit [à Franco] de basculer d’une formule dictatoriale à une autre, s’inspirant du fascisme dans les années 1940 et des dictatures développementalistes dans la décennie 1960 », au gré de la conjoncture nationale et internationale,.

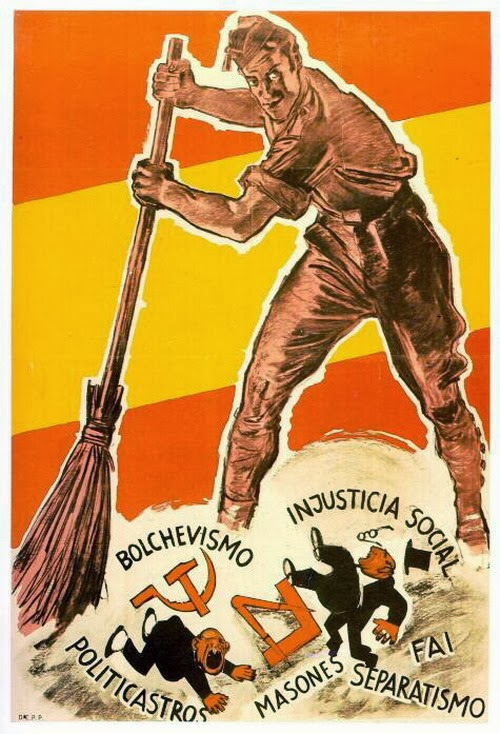
Affiche nationaliste durant la guerre d'Espagne.

Les idées politiques qu’avait Franco dans sa jeunesse demeurent inconnues. Il ne laissera entrevoir que plus tard l’influence des formes les plus nationalistes et autoritaires du régénérationnisme des premières années du XXe siècle. Les conversations privées témoignent des certitudes élémentaires de Franco, fondées sur quelques convictions clefs, viscérales, immuables, et bien sommaires ; l’univers lui est d’une simplicité qu’a démontrée sa propre histoire, qu’il identifie à celle de l’Espagne. Selon Alberto Reig Tapia, « politiquement et idéologiquement, Franco se définit surtout par des traits négatifs : antilibéralisme, antimaçonnisme, antimarxisme, etc. ». À quelques exceptions près, il n’a pas été possible de trouver dans les nombreux témoignages publiés une pensée d’envergure, un projet politique qui suggère la stature d’un grand homme ; tout au plus y perçoit-on quelques bonnes intuitions. Dans l’immobilité de sa pensée, il s’est voulu le gardien d’une Espagne archaïque et se concevait comme la sentinelle du monde occidental et chrétien. Ces positions s’accompagnaient de la croyance qu’il avait été élu pour sauver l’Espagne de tous les « périls ». Dans les derniers moments de sa vie, il renoua avec les discours sur les complots extérieurs judéo-maçonniques et avec les professions de foi patriotique et religieuse dont il n’a jamais changé la lettre ni l’esprit. La gloire de l’Espagne est la seule constance de ses propos ; pour le reste, il peut être tantôt philosémite, tantôt antisémite, prôner une économie national-socialiste puis une économie libérale, passer d’un discours colonialiste à un discours anti-colonialiste, etc.
Les sept années que Franco a vécu sous la dictature de Miguel Primo de Rivera ont laissé une empreinte durable sur sa pensée politique et offrent des points de repère pour comprendre certaines de ses décisions ultérieures. Il était tributaire de Primo de Rivera pour la conception des institutions nationales et du parti unique : l’idée franquiste de réunir dans une assemblée « les classes représentatives, c’est-à-dire les universités, l’industrie, le commerce, les travailleurs, en somme, toute l’Espagne qui pense et qui travaille » avait été formulée dès 1924 et pris corps en 1926 dans un projet de parlement corporatif, regroupant les « représentants des différentes activités, classes et valeurs » et comprenant aussi des membres de droit, recrutés parmi les évêques, les préfets de régions militaires, les gouverneurs de la Banque d'Espagne, ainsi qu’un certain nombre de hauts fonctionnaires de la magistrature ou de l’administration. En 1929, il compléta ce système corporatiste à l’italienne par une constitution qui attribuait au roi un rôle de premier plan sous la forme de pouvoirs législatifs et exécutifs et qui instituait un nouvel organe consultatif, le Conseil du royaume. En outre, Primo de Rivera établit, sur l’exemple fasciste, une sorte de parti unique, l’Union patriotique, dont le programme, préfigurant celui de Franco, était antiparlementariste et articulait autour du concept de « démocratie organique » les thèmes de la propriété, de la morale catholique, et de la défense de l’unité de l’Espagne — tout cela, souligne Andrée Bachoud, servit plus tard de modèle à Franco. Dans le domaine économique, Primo de Rivera, dirigiste en même temps que nationaliste, ne faisait pas de la propriété un absolu, mais la subordonnait aux nécessités du progrès et de la puissance économique du pays, ainsi qu’aux impératifs d’une plus grande justice sociale et de la stabilisation sociale par le développement économique.

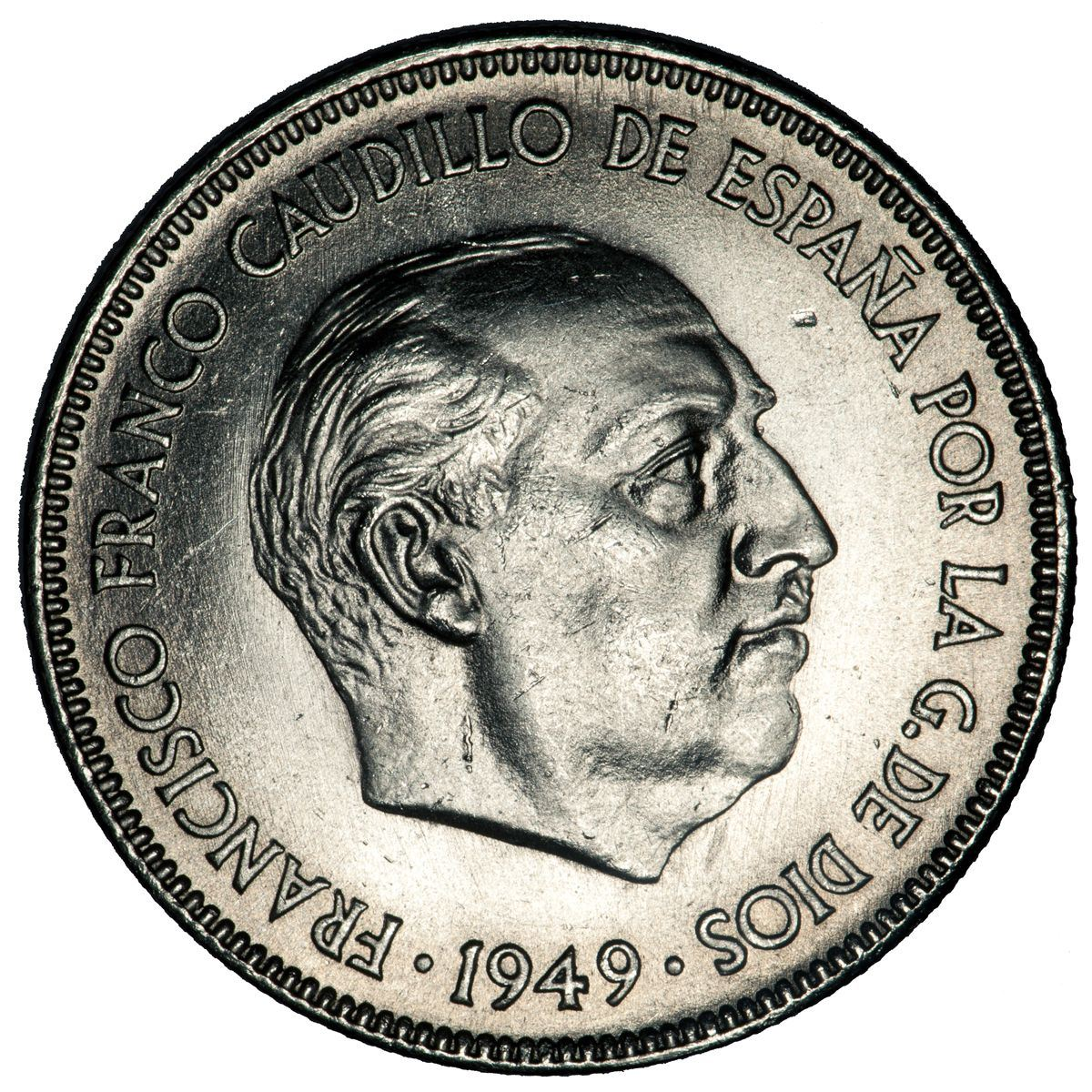
Revers d’une pièce de monnaie de cinq pesetas frappée en 1949, avec l’effigie de Franco et la légende suivante : « FRANCISCO FRANCO CAUDILLO DE ESPAÑA POR LA G. DE DIOS» (littér. FRANCISCO FRANCO CAUDILLO D’ESPAGNE PAR LA G(RÂCE) DE DIEU). Pour Franco, la monnaie était « une expression de la souveraineté ».

Le franquisme était, selon Hugh Thomas, « un système en lui-même bien plus qu’une variété de fascisme ». Selon Bartolomé Bennassar, il était un habile compromis entre le fascisme espagnol (le phalangisme), le catholicisme militant, le carlisme, le légitimisme alphonsin, un capitalisme ultranationaliste (dans sa première version) et un patriotisme de style bismarckien dans son rapport aux travailleurs. À la différence de Hitler ou de Mussolini, Franco n’avait pas lié son sort à celui d’un parti et ne permit pas à la Phalange de jouer le rôle d’un parti nazi ou fasciste ; c’est, affirme Bennassar, l’un des secrets de sa longévité politique. Son rejet du parlementarisme est notoire, y compris celui antérieur aux années 1930. Dans les années 1950, il manifesta son mépris pour les démocraties soumises à leurs opinions publiques, à leurs intérêts économiques, et opposa l’affirmation des valeurs éternelles contre les errements libéraux et démocratiques. Dans sa conception de la démocratie organique, il s’agissait de privilégier les cellules sociales — famille, corporations professionnelles, etc. — aux dépens de l’expression individuelle.
Après sa victoire dans la guerre civile, Franco s’employa d'abord à instaurer en Espagne un État totalitaire de type fasciste ; c’était l’époque où le fascisme italien et le national-socialisme allemand avaient la vogue. Pourtant, le régime franquiste, même dans sa première décennie d’existence, ne se confond pas avec le fascisme, même si Franco laisse se développer un discours fasciste et ne récuse pas ses liens idéologiques profonds avec Mussolini, et même s’il a su estimer la force que lui donnait un parti unique. Il se montre assez rétif à la personne et aux idées de José Antonio Primo de Rivera, fondateur de la Phalange, mais saisit l’intérêt d’assumer l’héritage et les symboles de ce parti, pour s’assurer le contrôle et l’appui de milices nombreuses et militantes. Mais il est plus enclin, par formation et par nature, à imposer un ordre d’essence militaire, et à chercher ses modèles plus loin dans le passé de l’Espagne. Davantage que du corporatisme fasciste italien, c’est d’une nostalgie d’une Espagne archaïque et souveraine soumise aux seules lois de Dieu que relèvent p. ex. sa conception d’une démocratie organique ou son rêve d’une solidarité hispano-américaine. Son modèle était la monarchie des Habsbourg et, plus encore, le règne autoritaire et puissant des Rois catholiques. Du reste, le prétendu parti unique de Franco n’était qu’une fiction, car il n’est en réalité qu’un conglomérat de forces différentes et souvent opposées ; les monarchistes, de nombreux militaires en particulier, s’opposaient à la Phalange, et l’Église disputait à celle-ci le contrôle de la société et surtout de la jeunesse ; et l’adhésion massive au catholicisme n’est pas compatible avec le fascisme classique. Franco arbitra entre ces forces en limitant les appétits de pouvoir de la Phalange. En mars 1965, Franco déclara : « Moi, je le sais bien, je n’ai jamais été fasciste et nous n’avons jamais lutté pour la victoire de cet idéal. J’ai été l’ami de Mussolini et de Hitler parce qu’ils nous ont aidés à combattre les communistes ».
Sa principale obsession concernait une supposée conspiration judéo-maçonnico-communiste internationale contre les intérêts de l’Espagne. Sa phobie de la franc-maçonnerie trouva à s’exprimer notamment dans le recueil d’articles intitulé Masonería qu’il publia en 1952 sous le pseudonyme de Jakim Boor. Ces articles, mêlant affirmations gratuites et sophismes, attribuait à la franc-maçonnerie tous les malheurs de l’Espagne depuis la perte de son empire colonial jusqu’aux incendies d’églises de 1931, en passant par l’expulsion des Jésuites. Dans l’actualité, José Giral, Trygve Lie, Paul-Henri Spaak, tous trois titulaires du 33e degré, étaient présentés comme des alliés des communistes. La responsabilité des loges est postulée également dans la chute de la monarchie, et le premier gouvernement de la République est fait de « marionnettes maçonniques ». L’Église catholique avait condamné résolument la franc-maçonnerie dès son apparition, et à la fin du XIXe siècle, Léon XIII avait relancé la haine anti-maçonnique dans son encyclique Humanum genus. Il est à rappeler aussi que la franc-maçonnerie était bien implantée en Galice (on y comptait à la fin du XIXe siècle près de mille adhérents, dont 28 % étaient des militaires), où elle s’était développée dans les grandes villes, à La Corogne surtout et à un moindre degré à Ferrol, qui comptait dix loges à la fin du siècle,. Une faille se fera dans cette fixation anti-maçonnique après l’établissement de bonnes relations avec les États-Unis, à la suite de quoi il dut reconnaître que la plupart des francs-maçons agissaient de bonne foi, voire étaient « bons » ; c’était désormais le communisme qu’il percevait de plus en plus comme le véritable mal.
Une autre constance dans la pensée de Franco est l’idée d’un complot de l’étranger contre l’Espagne. Ainsi, pendant la guerre civile, les rouges auraient été aidés par la France, la Grande-Bretagne et le monde entier (les Brigades internationales), mais sans que Franco fasse la moindre allusion à l’aide de l’Allemagne et de l’Italie reçue par les nationalistes. Cela le conduisit à établir naturellement un parallèle entre 1898 (explosion du cuirassé Maine) et 1936. Plus spécialement, il avait accumulé au Maroc des rancunes contre la France. Il était évident pour lui que certaines banques et des trafiquants avaient organisé la contrebande d’armes à destination du Maroc espagnol afin de fomenter et d’entretenir la rébellion. Mais il étend son grief contre l’Espagne elle-même : « Le pays vit à l’écart de l’action du Protectorat et considère avec indifférence le rôle et les sacrifices de l’armée et de ces officiers pleins d’abnégation […] ». Si à ces phobies on ajoute son admiration pour tout ce qui relève du monde militaire et son tenace sens religieux — après sa nomination comme chef des insurgés, il prit un confesseur personnel, commençait la journée par une messe et priait un rosaire presque quotidiennement —, on a pu sans doute tracer les contours de son armature idéologique.
En matière économique, Franco croyait en l’autarcie de l’Espagne, c’est-à-dire en la capacité de l’Espagne de se suffire, et dans le dirigisme d’État. Dès le début de la guerre civile, ses proclamations annonçaient la construction d’un nouvel ordre dans lequel l’économie serait organisée, orientée et dirigée par l’État. Dans cette logique, il impulsa la création de l’Institut national de colonisation en 1939, puis de l’Institut national de l’industrie (INI) en 1941. L’INI fut à l’origine d’entreprises industrielles importantes (pétrochimie, construction navale, centrales d’énergie, aluminium etc.), œuvre à laquelle Franco s’identifiait totalement, s’enthousiasmant pour les réalisations de l’INI et se plaisant à assister aux inaugurations.
En 1938, Franco était déjà convaincu d’être un instrument de la Divine Providence, doué de pouvoirs particuliers, et croyait à sa prédestination. La vision manichéenne qu’il avait du monde et de l’Histoire le prédisposait à se considérer comme un homme providentiel, comme le « doigt de Dieu ». Les références précoces à son « ange gardien », son entêtement à garder près de lui la relique de la main de sainte Thérèse, témoignent de cette croyance en une mission providentielle, que ratifiait la répétition de ses succès. L’accumulation de menus coups de chance à des moments décisifs de sa vie avait été perçue par Franco comme une attention spéciale de la Providence. Pendant ses années au Maroc, le jeune lieutenant Franco s’était acquis une réputation d’invulnérabilité, jouant avec succès le rôle du trompe-la-mort, à telle enseigne que ses troupes lui attribuaient la baraka. Le 16 juillet 1936, l’opportune mort accidentelle du général Amado Balmes lui donna un prétexte plausible de se rendre à la Grande Canarie. Ensuite, accidents, assassinats, exécutions concoururent à l’élimination de ses rivaux potentiels. Ensuite, deux autres militaires de haut rang furent éliminés : Joaquín Fanjul à Madrid et Manuel Goded à Barcelone, qui furent fusillés par les républicains les 19 et 20 juillet 1936, puis Emilio Mola dans un accident d’avion en 1937, à la mort de qui Franco réagit d’ailleurs avec une froideur proche de l’indifférence. Goded en particulier n’aimait guère Franco, et ne se serait pas prêté à la manœuvre qui fit de Franco le généralissime et en même temps le chef de l’État. Sa victoire dans la guerre civile lui servant de légitimation de son pouvoir, il ne cessa de la célébrer en l’attribuant à l’aide divine plutôt qu’à celle de l’Axe, et renforça à partir de cette conviction l’ancrage catholique de sa politique. Plus tard, dans ses discours de chef d’État, il se présentera souvent comme « missionné », sauveur « par la grâce de Dieu ». Il s’érigea lui-même en statue solitaire face à l’Histoire, et ira jusqu’à identifier la destinée de l’Espagne avec la sienne ; très tôt en effet, dès les années de Saragosse (1928-1931), Franco fut enclin à s’identifier à l’Espagne, patrie objet du devoir et du sacrifice. Dès lors, il devenait le maître de ce devoir, le seul apte à en définir la nature et à en fixer les obligations. Son tempérament narcissique devait l’amener bientôt à identifier la cause et le service de l’Espagne, avec sa propre cause, son propre service.
La force et de la continuité de Franco s’explique en grande partie par la protection que lui apporta l’Église traditionnelle, qui légitima son pouvoir à l’intérieur et constitua la caution de sa moralité à l’extérieur et garantissait la continuité du régime. Le 19 mai 1939, Franco déclara, après avoir réaffirmé les liens organiques entre l’Église et l’État, qu’il entendait « bannir l’esprit de l’Encyclopédie jusqu’à ses vestiges ». De plus, en restant scrupuleusement fidèle à la pensée officielle et invariable de l’Église, il n’eut plus à craindre les aléas du temps politique dans une société en constante évolution.

## Personnalité et vie privée

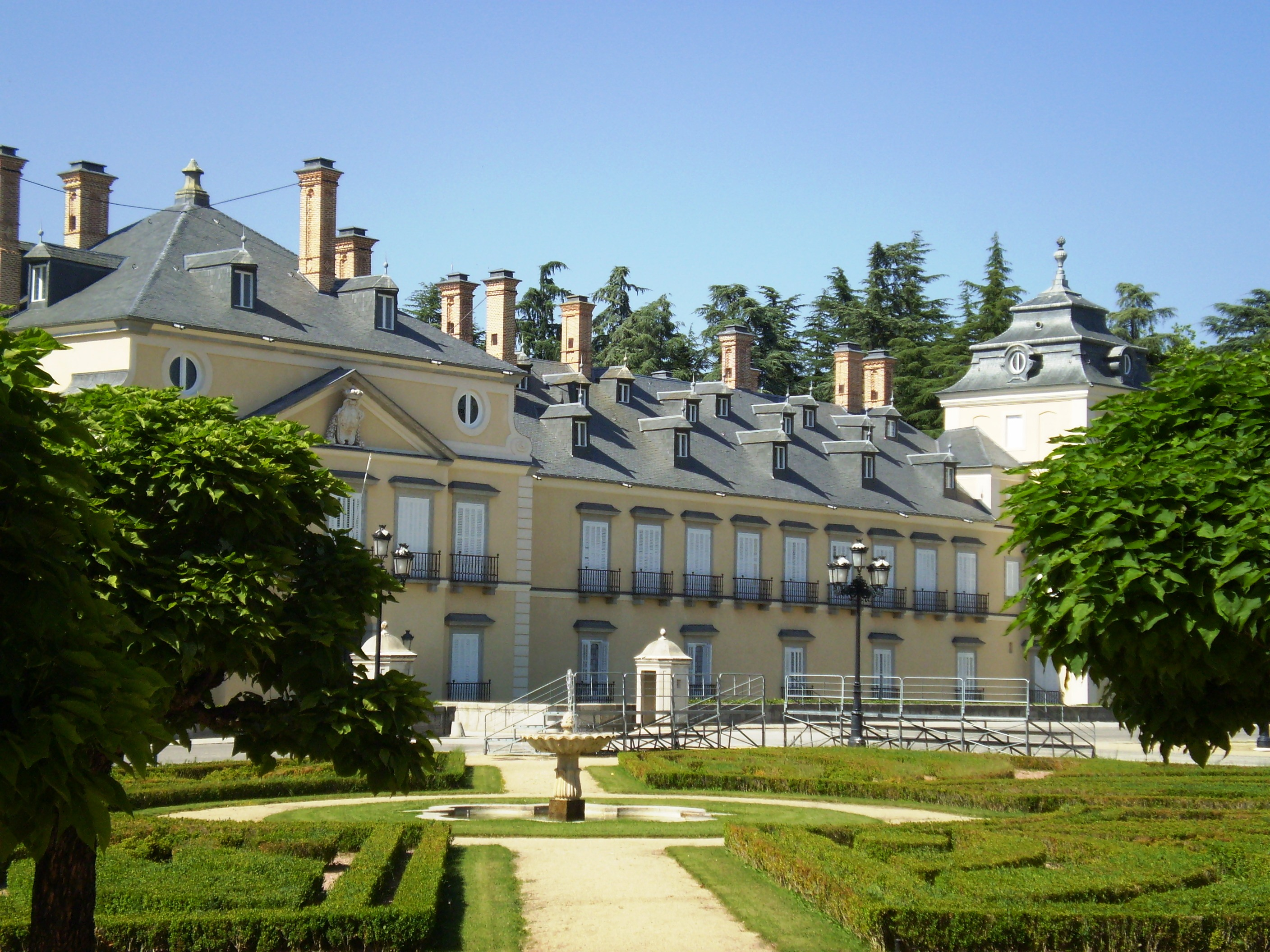
Tout au long de sa dictature, Franco vécut dans le palais du Pardo avec sa famille.

### Psychologie
Les pages écrites par Franco avant ou après la guerre et ses discours dénotent un esprit borné. L’absence de signes précoces de génie contredit la finesse stratégique peu commune manifestée plus tard. Comme l'écrit B. Bennassar, « n’en déplaise à ses détracteurs systématiques », Franco « était un homme intelligent ». Il y avait une discordance entre son apparence physique et sa réputation militaire et politique. Néanmoins, son autorité acquit durant la guerre civile une dimension authentiquement charismatique. Jamais théorisé, le statut de Caudillo se basait sur l’idée d’une légitimité charismatique.
Le jeune Franco était de constitution fluette, au point qu’on l’appelait Cerillita, c’est-à-dire Allumette, ce qui expliquerait sa timidité d’alors. Sa voix, à la fois douce et aiguë, peu masculine, parfois criarde, qui produisait une fausse note sans préavis, aurait été le cauchemar de Franco dès le collège de Ferrol et l’une des principales raisons de son caractère renfermé. À Tolède, il n’avait probablement pas une grande confiance en lui-même. Son père le tenait en petite estime, et ses camarades ne le prenaient ni pour un phénix, ni pour un chef, ni pour un amuseur, ni pour un macho enviable. Il n’avait reçu des autres aucun témoignage d’admiration ou de considération qui pût le rassurer sur lui-même, à l’exception de sa mère Pilar. Dans son court roman Raza, il donna libre cours à ses frustrations secrètes sous le masque de la fiction. Son biographe, le psychiatre Enrique González Duro, est persuadé qu’il nourrissait, à partir d’une « vision héroïque de l’histoire d’Espagne », des rêves de gloire, des projets grandioses, et qu’il en vint à idéaliser l’Espagne comme s’il s’agissait de sa véritable et grande famille, puisque la sienne s’était brisée — forme de compensation en quelque sorte. La forte dévotion à l’égard de sa mère, et le sentiment de protection qu’il lui voua, furent transmutés pour la première fois en un nouvel idéal de service envers la mère-Patrie, transfert psychologique qui se serait produit à Tolède. Le quinquagénaire Franco n’avait pas totalement digéré, malgré ses succès, les frustrations de l’adolescence et de la jeunesse, et la guerre civile lui permit non seulement de conquérir le pouvoir, mais aussi de créer un culte à sa personne qui exacerba un narcissisme latent, enfin épanoui. Au Maroc, ayant découvert que le premier pouvoir est celui que l’on exerce sur soi-même, il s’était entraîné à l’impassibilité, au mépris apparent du danger ; il avait acquis un contrôle absolu de son corps, éludé les tentations de l’alcool, de l’amour vénal, acquis une inflexibilité, une cruauté sans haine mais froide et insensible aux drames individuels. Il s’était aperçu que le pouvoir qu’il avait sur lui-même était en quelque sorte transmissible, car son autorité avait été très vite indiscutée, inspirant même une sorte de crainte. Il apprit aussi à camoufler sa timidité par une apparence de froideur et d’indifférence, encore que, quand il était détendu et plus animé, il fût aussi expansif que tout un chacun. Au long de sa vie, il était, en ce qui concernait ses affaires personnelles, peu communicatif, mais sa froideur pouvait virer en une surprenante vivacité s’il se sentait à l’aise. Devenu dictateur, il utilisa la froideur et la mise à distance comme outils de pouvoir. Il n’imita sa mère ni pour sa mansuétude et sa résignation, ni pour sa capacité d’indulgence et son aptitude à travailler avec abnégation en faveur d’autrui, ni pour sa chaleur humaine, ni pour sa générosité et sa charité chrétienne. Franco devint un adulte d’une austérité insigne, d’une grande maîtrise de soi et d’une imperturbable détermination, d’un grand respect pour la famille, la religion et la tradition. Il se montrait souvent froid, aride et implacable, d’une capacité limitée à répondre aux sentiments d’autrui, susceptible de susciter l'admiration et le respect, avec une surprenante habileté à imposer son commandement, mais bornant sa chaleur humaine à un petit cercle de proches parents et d’amis. Impassibilité (qu'elle soit voulue ou naturelle) devant tout imprévu et méfiance prédominent dans sa personnalité. Ses rapports avec le monde étaient guidés par un code élémentaire dont les maîtres-mots étaient récompense et châtiment, reconnaissance et rancune, services à payer et offenses à venger.

### Manipulation et art du dosage
Pacón écrit que « le Caudillo joue avec les uns et les autres, il ne promet rien de manière ferme et, grâce à son habileté, déconcerte tout le monde », et va jusqu’à prétendre que Franco a ruiné de Muñoz Grandes en le nommant exprès ministre de l’Armée : celui-ci se révéla alors un administrateur désastreux, faisant la preuve ainsi de son incompétence.
Sa méthode favorite d’exercice du pouvoir consistait à diviser pour régner et à arbitrer entre des factions rivales, dont il exacerbait au besoin les ambitions et aspirations contradictoires. Dépourvu de convictions idéologiques fermes — la structure de l’État l’indifférait à demi et il ne prit jamais au sérieux l’idée des syndicats verticaux — et se satisfaisant d’idées simples, il était bien placé pour occuper durablement la position d’arbitre après sa conquête du pouvoir suprême. Le Caudillo avait soin de placer dans chaque cabinet ministériel des personnalités sans conviction politique clairement définie (Arburua, Peña Boeuf, Blas Pérez, Fraga) qu’il pouvait à son gré incliner dans un sens ou dans l’autre afin d’obtenir une majorité. Puisqu’il ne pouvait se défaire de la Phalange, il fabriqua une Phalange à sa mesure, composée de « francophalangistes », avec un Muñoz Grandes ou un Arrese, dans laquelle il puisait les fusibles de service : Arrese, Solís, et Girón. Ainsi, en échange de prébendes sous forme de charges publiques attribuées pour prix de l’abandon du rêve national-syndicaliste, Franco réduisit la Phalange à une courroie de transmission de son gouvernement.
López Rodó rapporte que « le Conseil des ministres était pour lui en quelque sorte un Parlement de poche qui lui permettait d’assister à des débats à huis clos sur des questions politiques, économiques, internationales, etc., et de tirer ainsi les choses au clair. Il ne se fâchait pas qu’un ministre le contredise, ce qui n’était pas rare, p. ex. s’il s’agissait de libéraliser le commerce extérieur ». Cette aptitude à l’écoute était l’un de ses principes de base dans le maniement des hommes. Dans la pratique quotidienne, comme il ne prétendait pas imposer les moyens de parvenir aux objectifs et ne s’intéressait qu’aux résultats, il laissait une grande latitude d’action à ses ministres (ses ministres économiques en particulier, qui jouirent à partir de 1957 d’une liberté considérable), et si l’expérience réussissait, comme ce fut le cas de la nouvelle politique économique à partir de 1957, Franco la laissait se prolonger et conservait les ministres dans leur fonction, tout en revendiquant pour lui-même une bonne part des succès obtenus ; si elle se heurtait à une vive opposition ou échouait, comme ce fut le cas du projet de Lois fondamentales d’Arrese, Franco limogeait le ministre ou lui attribuait un autre portefeuille. Lorsque Franco jugeait qu’il avait épuisé les possibilités d’un ministre ou qu’il fallait conduire une politique nouvelle à incarner dans un autre personnage, il ne faisait guère de sentiment ; ainsi, en 1942, quand la victoire de l’Axe devint douteuse, il se sépara de Serrano Suñer, apologiste de l’alliance avec l’Axe. Les qualités que Franco recherchait chez ses ministres étaient d’abord la loyauté, ensuite la compétence et l’efficacité, la discrétion dans le jeu politique, enfin l’habileté dans la gestion de l’opinion et dans le maintien de l’ordre public. Il excellait dans la gestion du temps, habile à manier surtout la temporisation : selon le mot de Bennassar, « Franco avait si souvent gagné grâce à des procédés dilatoires, qu’il finit par conclure à part lui qu’il était urgent d’attendre » ; quelle que soit l’urgence, il attendait, de manière parfois insupportable pour ses interlocuteurs.
Franco ne faisait pas main basse sur les finances de l’État pour son compte, au contraire de son entourage et de certains dignitaires du régime. Franco, qui, bien informé, n’ignorait pas ces pratiques, malversations et surtout trafics d’influence, n’aimait guère cependant qu’on l’entretienne de l’immoralité ou de la vénalité de ses proches ou de ses ministres ; en fait, la corruption, dès lors qu’il la contrôlait, faisait partie de son système, car l’homme impliqué dans un fait de corruption demeurait à sa merci.
Sa gestion des événements pendant la Seconde Guerre mondiale est révélatrice de sa méthode coutumière. Une chronologie fine de ces années révèle le parcours tortueux de la diplomatie franquiste et les changements du vocabulaire officiel (neutralité, non-belligérance, neutralité) qui l’accompagnaient. La défaite de l’Axe conduisit Franco à mettre la Phalange en état d’hibernation relative, de l’été 1945 au printemps 1947, pour mettre en vedette les valeurs catholiques et monarchistes de son régime.

### Piété
La religiosité de Franco se rattachait à la tradition espagnole, formaliste, appuyée par la liturgie et le rituel, et non par la méditation personnelle, l’étude ou l’application pratique de la doctrine. La faiblesse de sa formation théorique le réduisait à des démarches répétitives telles que la récitation quotidienne du rosaire. Il assistait scrupuleusement à la messe dominicale et pratiquait de temps à autre des exercices spirituels. Comme ses frères et sœurs, il accompagnait sa mère à la messe ou dans ses visites à l’ermitage de la Vierge de Chamorro. L’influence de sa mère dans ce domaine fut plus tardive et s’exerça lorsque, diplômé de l’académie de Tolède, Franco fut envoyé comme sous-lieutenant à Ferrol. Ce fut sans doute pour faire plaisir à sa mère, la seule de la famille dont la piété était authentique et profonde, que Francisco Franco devint en juin 1911, à Ferrol, l'un des fidèles de l’Adoration nocturne. Même alors, l’influence de sa mère n’était pas décisive et, au Maroc, quelques mois plus tard, ces élans mystiques n’étaient plus de saison et l’officier Franco ne manifestait plus aucune ferveur religieuse. On lui prête même une devise : « Ni femmes, ni messes ! » La grave blessure de 1916 et la convalescence à Ferrol ont pu marquer un tournant. La religion ne figure pas dans le décalogue, cet ensemble de préceptes rédigé par Franco à l’usage des élèves-officiers de l’École militaire de Saragosse.
Selon Guy Hermet, qui fait état de plusieurs témoignages dénotant de fortes convictions laïques chez Franco, il n’aurait changé d’attitude que plus tard, soit par intérêt politique, soit parce qu’il aurait, vers 1936, découvert soudain la foi. D’après Andrée Bachoud cependant, ces hypothèses se recoupent mal avec ce que l’on sait du caractère de Franco, puisque l’une suppose une sorte de génie politique dépourvu de scrupules qui pour s’assurer le pouvoir aurait feint des convictions religieuses, l’autre une capacité de passion ou d’illuminations soudaines en porte-à-faux avec ce que l’on sait de lui par ailleurs ; l’auteur rappelle que Franco appartenait par nature à une société où la religion était un rempart contre les débordements révolutionnaires et une marque d’adhésion à l’ordre établi, et il a pu, le moment venu, en accord parfait avec tous les conformismes officiels de l’époque, trouver utile de mieux affirmer une foi que partageaient la plupart de ses partisans. En somme, si Franco était religieux, il l’était plus en vertu de son aversion à la franc-maçonnerie, qu’en raison d’une piété authentique.
Apparemment indifférent au religieux jusqu’en octobre 1936, Franco affecta, dès sa prise de pouvoir, les dehors d’une piété édifiante, se rendant à la messe plusieurs fois par semaine, s’entourant de religieux, majoritairement dominicains, laissant bientôt répandre de béatifiques rumeurs sur lui-même et prenant un aumônier personnel. Il émaille ses discours de références à Dieu et participe à de grandioses cérémonies religieuses. Dans le discours qu’il prononça le 1er janvier 1937, il annonça que l’État nouveau se conformerait aux principes catholiques. Le 21 juillet, il préside en pleine bataille de Brunete les fêtes de Saint-Jacques-de-Compostelle, pour reconnaître l’apôtre comme patron de l’Espagne,. Au Maroc, il témoigna de la sympathie aux Juifs, et de façon générale une certaine bienveillance envers les trois religions révélées.

### Préoccupations sociales
Si Franco se préoccupait peu du service aux autres au faîte du pouvoir, il manifesta, au faîte du pouvoir, des préoccupations sociales, sans doute empreintes de paternalisme, mais authentiques. Franco a confié au Dr Pozuelo quelques détails sur son enfance qui attestent d’une certaine conscience des inégalités sociales dans une société « très hiérarchisée », :

« Je me souviens de ce qui impressionna ma sensibilité d’enfant — le très bas niveau de vie des porteuses d’eau qui fournissaient l’eau aux maisons. Après avoir fait longtemps la queue devant les fontaines publiques, exposées aux intempéries, elles percevaient quinze céntimos pour transporter et monter à l’étage, sur leurs têtes, les seaux [ferrés] de 25 litres d’eau. Ou cet autre cas de femmes qui, dans le port, déchargeaient, pour une peseta la journée, le charbon des bateaux. »

Franco, comme Luis Carrero Blanco, fut toute sa vie préoccupé par les problèmes sociaux. Pour certains auteurs, dont Juan Pablo Fusi, cette préoccupation était sincère. Elle se serait manifestée dès 1934, lorsque Franco prit conscience des conditions de travail iniques des mineurs asturiens, ce qui lui inspira une doctrine sociale qui combinait un paternalisme social-catholique avec une conception autoritaire de la paix sociale,. Cela explique qu’il ait promulgué une législation sociale qui fondait la sécurité de l’emploi et rendait très difficiles les licenciements, puis créa les allocations familiales, les assurances obligatoires contre la maladie, la vieillesse, etc., s’imaginant que cette législation était l’une des plus avancées au monde. Bennassar relève une contradiction entre la « froide résolution de cet homme à l’égard de ses adversaires, son inaptitude à l’oubli des offenses, son indifférence devant la mort des autres, et son indignation réelle devant les manifestations les plus évidentes de la misère sociale ».

### Vie privée et loisirs

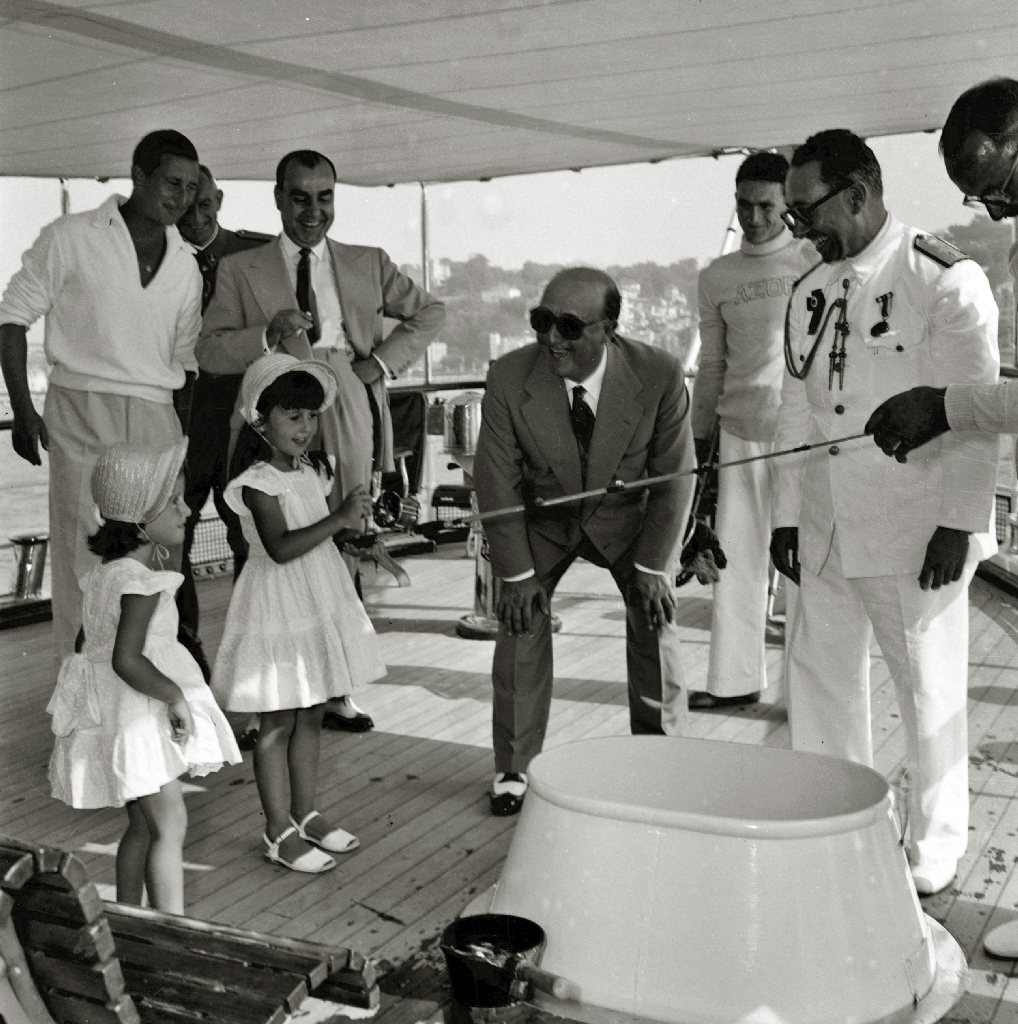
Franco à bord de l’Azor, en compagnie entre autres de Luis Carrero Blanco (2e de la gauche, poing sur la hanche) et de son gendre Cristóbal Martínez-Bordiú (debout à gauche, vareuse claire), en train d’observer, amusé, ses petites-filles.

L’on ne sait guère autre chose de la vie privée de Franco que ce qui est de source officielle et qui a été rendu public, et lui-même ne révélait jamais rien de son intimité. Il avait épousé Carmen Polo, avec qui il eut une fille, María del Carmen. Son gendre était Cristóbal Martínez-Bordiú, marquis de Villaverde, et l'un de ses arrière-petits-enfants était Luis Alfonso de Borbón y Martínez-Bordiú, fils d'Alphonse de Bourbon et de sa petite-fille Carmen Martínez-Bordiú y Franco. La famille Franco passait ses vacances d’été soit dans le manoir Pazo de Meirás, non loin de la Corogne, soit dans le palais d'Aiete, près de San Sebastián ; pour la Semaine sainte, ils avaient coutume de se rendre dans leur demeure de La Piniella, à Llanera, dans les Asturies. Franco n'était pas passionné dans ses affections personnelles, mais il était stable et dévoué et fut un mari fidèle et considéré. C'était un ménage heureux, et il n’y eut jamais de signe d'instabilité dans cette union, qui à presque tous égards était très conventionnelle et typique de l’élite espagnole de cette époque.
Jusqu’à la fin des années 1940, les Franco menèrent une vie simple, sans ostentation, sauf s’il s’agissait de mises en scène à vocation politique. Franco lui-même n’avait pas de maîtresses et ne semble pas avoir éprouvé le désir d’en avoir ; les vices et les passions lui faisaient défaut, même les menus plaisirs ne l’attiraient guère ; il avait des goûts ordinaires, s’habillait sans recherche, se gardait des excès gastronomiques, buvait très modérément, ne fumait pas. Il ne paraissait pas apprécier les joies de la conversation, sauf peut-être dans sa première jeunesse, quand il fréquentait les tertulias. Sa cour d’adulateurs, feignait de s’extasier parfois devant la taille d’un poisson pris ou devant le nombre de pièces abattues pendant une partie de chasse. L’atmosphère du Pardo était lourde, compassée, dépourvue de toute spontanéité. Pacón par exemple déplorait la froideur de son cousin, si froid que « souvent il glace les meilleurs de ses amis » et l’indifférence avec laquelle il réagit au départ de Pacón affecta beaucoup celui-ci. S’il aimait à étaler son dénuement, Franco tolérait assez bien autour de lui la frénésie de richesse et d’ostentation que manifestaient son frère, sa femme, plus tard son gendre ou certains de ses fidèles. Il ne paraît jamais scandalisé (du moins publiquement) en face d’abus qui défrayaient pourtant la chronique. Il avait certes un goût marqué pour les belles maisons ; plus tard, il faudra toute l’énergie de son beau-frère Ramón Serrano Súñer pour le dissuader d’habiter le palais royal, et le convaincre d’aller plus modestement habiter, le 18 octobre 1939, dans le château du Pardo, à 18 km de Madrid. Peut-être avait-il le goût de l’apparat ; il n’avait pas en tout cas la passion de l’art (à l’exception de la peinture), ni du luxe,,. Son gendre Villaverde, play-boy superficiel et frivole, au verbe facile, était entouré d’une famille aux mœurs rapaces, qui considérait le mariage de Villaverde avec la fille de Franco comme une conquête. Il évinça progressivement du Pardo les clans Franco et Polo, et créa un climat courtisan artificiel qui déplaisait au Caudillo, qui s’y sentait peu à l’aise et se réfugiait de plus en plus dans la solitude. Franco lisait peu alors, moins qu’autrefois, mais fut affecté par la lecture du livre de Hugh Thomas, La Guerre d’Espagne, dont il ne cessa de débattre avec Pacón. Il s’en tenait généralement à des articles de presse sélectionnés par son entourage dans la presse française, anglaise ou américaine.

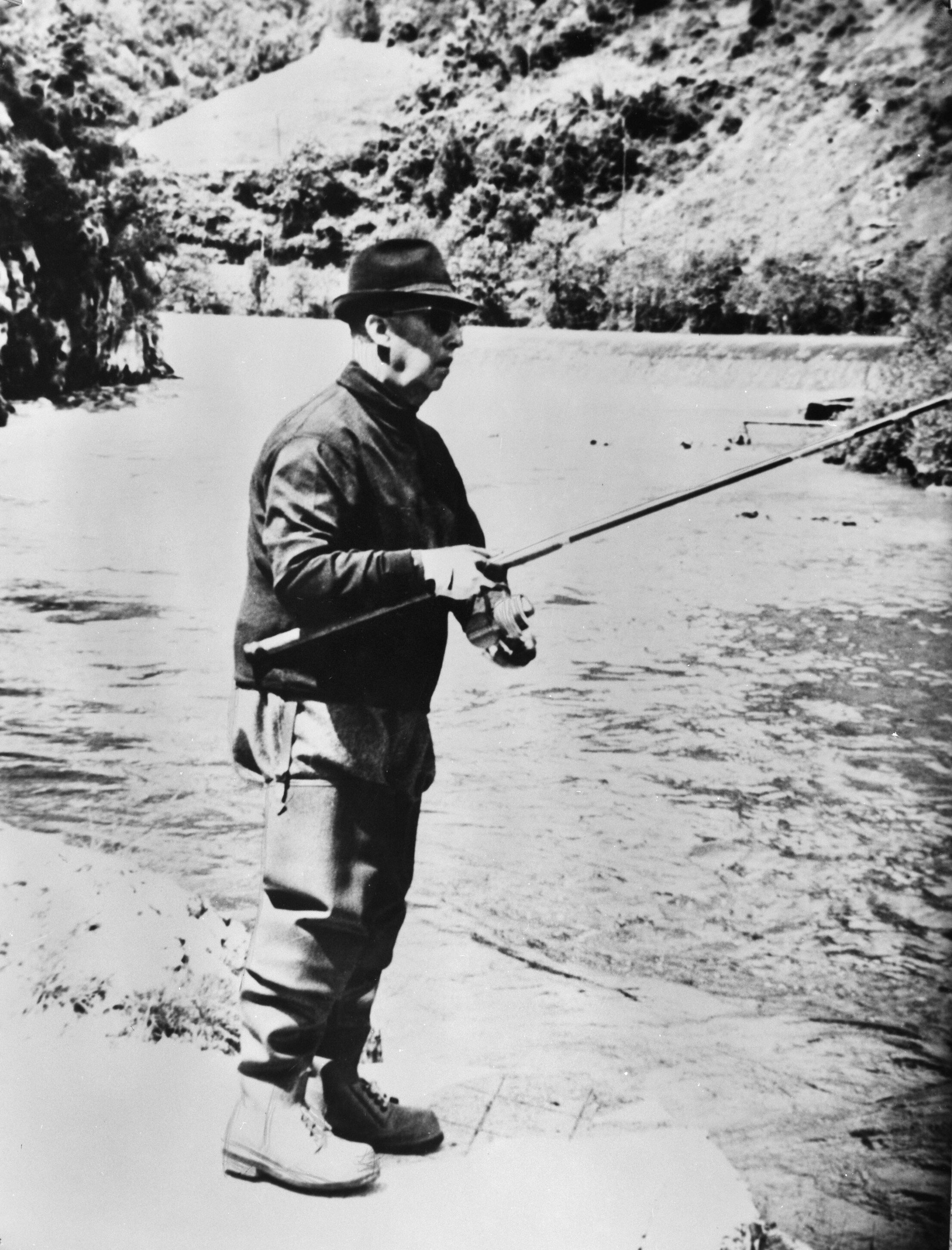
Franco lors d'une de ses parties de pêche (1967).

Parmi ses loisirs de prédilection émergent en particulier le golf, la chasse et la pêche ; ces loisirs étaient souvent exploités à des fins de propagande, la presse se plaisant à montrer ses prouesses, et à le faire apparaître avec d’abondants trophées de chasse et, plus souvent encore, en train d’attraper des poissons de forte taille. Souvent aussi, il jouait interminablement aux cartes.
Il avait à sa disposition une embarcation de plaisance, le yacht Azor, à bord duquel il partait à la pêche au thon, et réussit même à attraper un cachalot en 1958. Il pratiquait la chasse les weekends ou parfois pendant des semaines entières, à la haute saison. Bien des fois, les prises avaient préalablement été attirées par des appâts, pour que Franco les trouve « par hasard ». Selon Paul Preston, la chasse était une « soupape d’échappement pour l’agressivité sublimée de Franco, extérieurement timide ».
Sa conversation tendait à revenir sans cesse sur son thème favori, le Maroc. Il était totalement étranger au monde de la culture : il n’éprouvait que dédain pour les intellectuels, dédain qu’il manifestait par des expressions telles que : « avec l’orgueil propre aux intellectuels ». Il se passionnait pour le sport, spécialement pour le football, et était un supporteur déclaré du Real Madrid et de la sélection espagnole de football,. Il jouait au tiercé et gagna une fois, en 1967, un million de pesetas. Une autre de ses passions était le cinéma, en particulier les westerns, et des projections privées de films étaient organisées au Pardo. Il s’était également passionné pour la peinture, à laquelle il s’était initié dans les années 1920 et qu’il reprit dans les années 1940. Il subsiste peu de tableaux de Franco, car la plupart ont été détruits dans un incendie en 1978. Il peignait de préférence des paysages et des natures mortes, dans un style inspiré de la peinture espagnole du XVIIe siècle et des cartons de Goya. Il réalisa aussi un portrait de sa fille Carmen dans un style rappelant Modigliani.

## Écrits de Francisco Franco
- Diario de una bandera, 1922
- Raza: anecdotario para el guión de una película, 1942
- La Franc-maçonnerie (trad. François Thouvenin, préf. Johan Livernette), Paris, Saint-Rémi, 2022, 304 p. (ISBN 978-2816205695).